# Grèce antique
«  Anciens Grecs » redirige ici. Ne pas confondre avec Grec ancien.

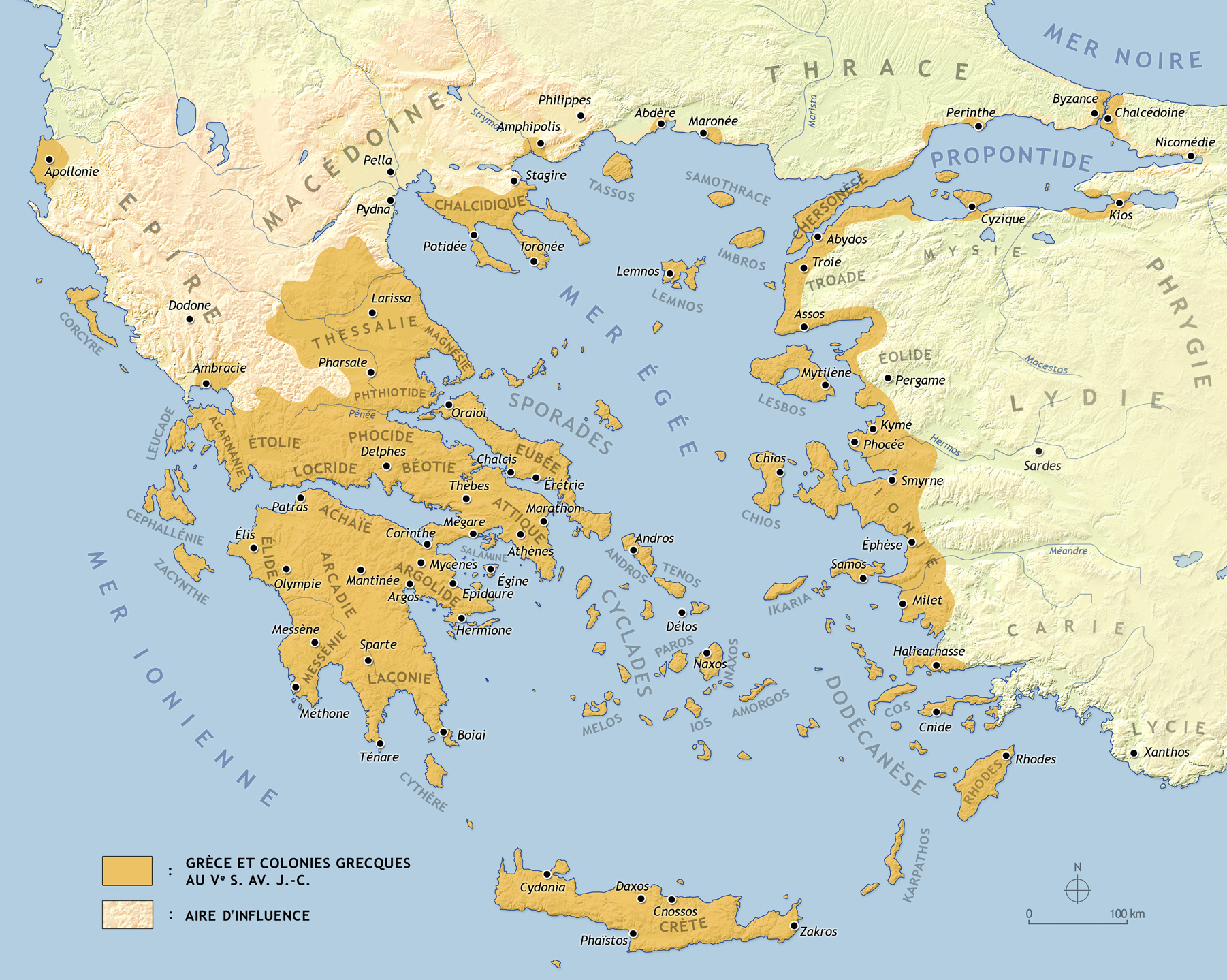
La Grèce antique au

La Grèce antique est une civilisation de l'Antiquité des peuples de langue et de culture grecques développée en Grèce et dans la partie occidentale de l'Asie Mineure, puis, à la suite de plusieurs phases d'expansion, à Chypre, sur le pourtour de la mer Noire, en Sicile, en Italie du sud, en Cyrénaïque, en Égypte, en Palestine, en Syrie, constituant des points d'implantation jusque dans les actuelles Espagne et France à l'ouest, et jusqu'au territoire de l’actuel Afghanistan (Bactriane) à l'est.
Cette civilisation de culture grecque prend forme durant les « siècles obscurs » (v. 1200-800 av. J.-C.), à partir des décombres de la civilisation mycénienne, et se développe en particulier durant l'époque archaïque (v. 800-480 av. J.-C.), et s'épanouit pleinement durant l'époque classique (480-323 av. J.-C.) et l'époque hellénistique (323-31 av. J.-C.). La conquête romaine (entre 220 et 31 av. J.-C.) marque la fin de l'indépendance politique grecque, mais la culture grecque antique a conservé un réel dynamisme sous domination romaine, évoluant progressivement vers la civilisation byzantine à partir du IVe siècle.
À compter de l'époque archaïque et plus fortement durant l'époque classique, la Grèce voit le développement d'une civilisation novatrice par bien des aspects, qui se singularise par rapport aux plus anciennes civilisations antiques des pays orientaux, et entame une phase d'expansion maritime (la colonisation grecque). Au sein de la cité (polis) se met en place une vie politique, sociale et culturelle très dynamique, appuyé de plusieurs centres (Ionie, Athènes, Sparte, Syracuse), dans un contexte marqué par de nombreux conflits entre cités où se forme un art de la guerre spécifique sur lequel elle s'appuie par la suite pour son expansion. Les cités grecques élaborent des formes politiques originales (comme la tyrannie et la démocratie), ont une vie religieuse dynamique aux aspects locaux très marqués tout en reconnaissant un groupe de divinités et des sanctuaires panhelléniques, leurs citoyens donnent naissance à une littérature variée (épopées, mythes, poésie, histoires, etc.), à des réflexions sur le monde et la vie en société dans le cadre de la philosophie, aussi un développement des sciences et des techniques, et à des réalisations artistiques et architecturales s'affranchissant des modèles orientaux pour devenir à leur tour des références, d'où vient leur statut « classique ».
Les revers de ce dynamisme sont l'existence de nombreuses destructions créées par les guerres et des inégalités traversant les sociétés civiques, excluant les femmes des responsabilités politiques et reposant souvent sur l'existence d'une importante population ayant un statut d'esclave ou de dépendant.
La civilisation grecque antique a exercé une influence considérable dans le monde antique, en particulier après les conquêtes d'Alexandre le Grand et durant l'époque hellénistique quand elle a dominé et influencé les civilisations du Moyen-Orient, où se sont constitués d'importants centres de culture grecque (Alexandrie, Antioche). Dans le bassin méditerranéen, la culture grecque a joué un rôle décisif, par l'influence qu'elle a exercée sur la civilisation de la Rome antique, où le grec devient la langue du savoir utilisée par les élites, au point qu'on parle régulièrement de culture « gréco-romaine ». C'est par ce biais que beaucoup de productions politiques et culturelles du monde grec antique ont joué un rôle majeur dans le développement de la civilisation occidentale.
Le monde grec reste donc très dynamique culturellement sous la domination romaine, et les cités restent le cadre fondamental de la vie politique et sociale. Durant l'Antiquité tardive (v. 250-700) le monde romain oriental, de culture grecque, prend progressivement son autonomie autour de Constantinople, qui devient la capitale de l'Empire romain d'Orient (ou Empire byzantin) et le nouveau pôle culturel du monde grec. La christianisation, qui conduit à la disparition de la religion polythéiste grecque, le délitement progressif des institutions des cités grecques antiques, à la même époque, ainsi que la consolidation d'un empire certes officiellement Romain mais de culture grecque, marquent le basculement vers la civilisation byzantine, la civilisation grecque médiévale.
L'influence culturelle grecque s'est aussi exercée sur la vie intellectuelle du monde arabo-musulman médiéval et surtout en Occident, où son statut de référence a été confirmé à de nombreuses reprises par la suite, plusieurs des aspects de la culture grecque antique ayant servi de sources d'inspiration. Souvent idéalisée, elle est couramment investie du statut de culture fondatrice pour le monde occidental. Les redécouvertes archéologiques effectuées sur le sol grec depuis le XIXe siècle et de nouveaux regards sur les textes antiques grecs transmis jusqu'à l'époque moderne ont permis d'approfondir et de renouveler la connaissance et la compréhension de cette civilisation.

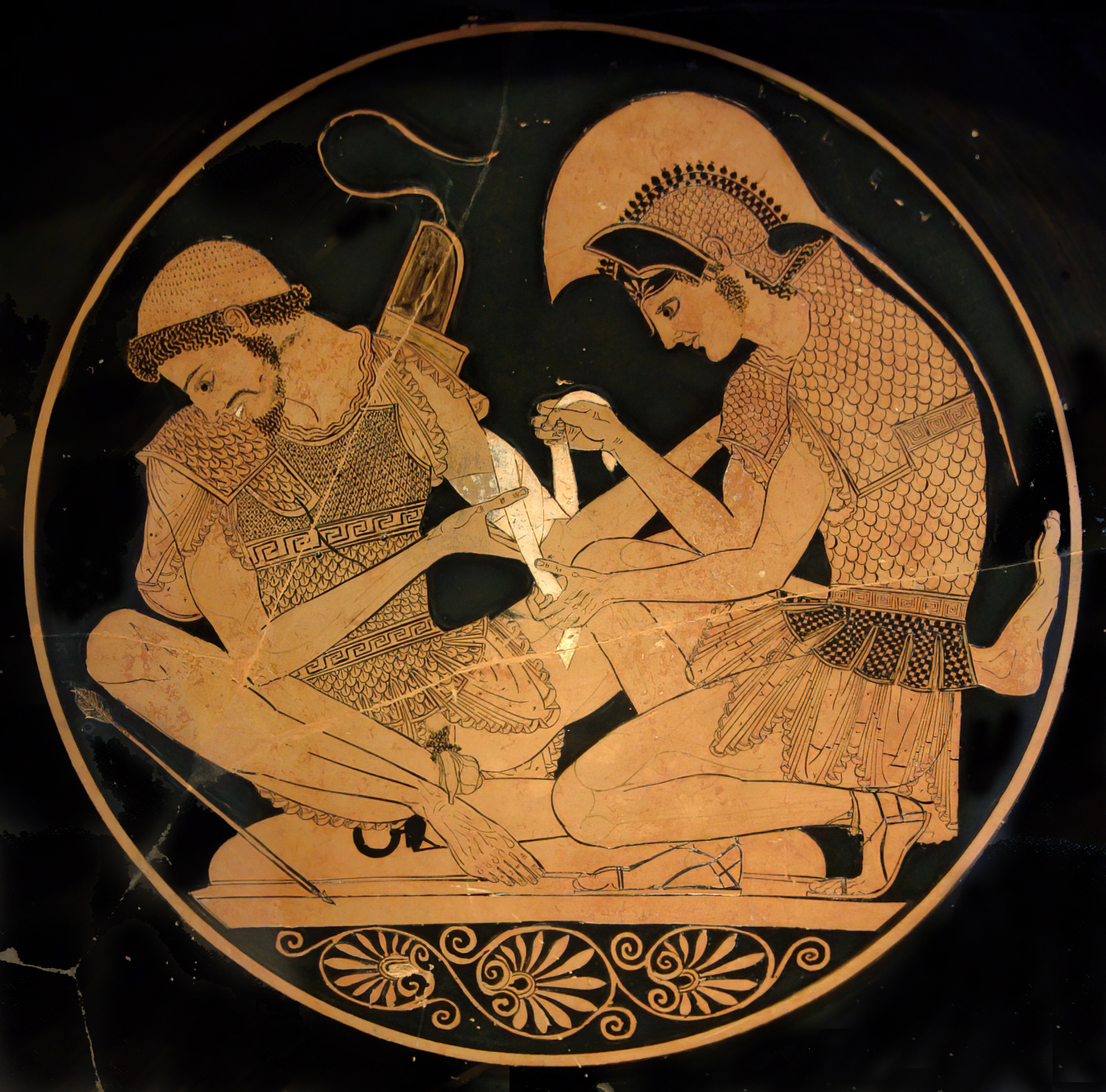
Kylix, céramique à figures rouges, représentant Achille et Patrocle, vers 500 av. J.-C., Altes Museum.

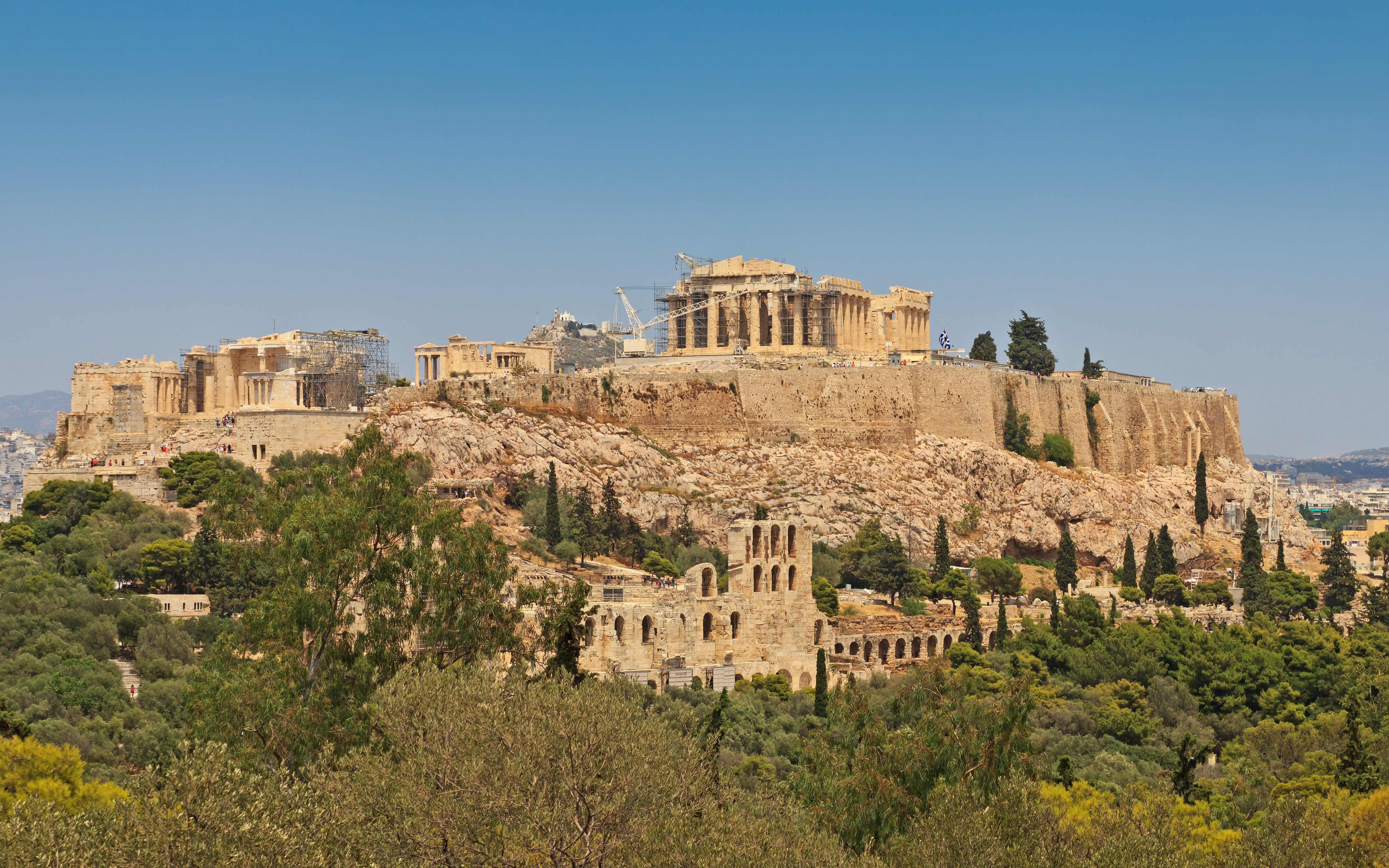
L'acropole d'Athènes.

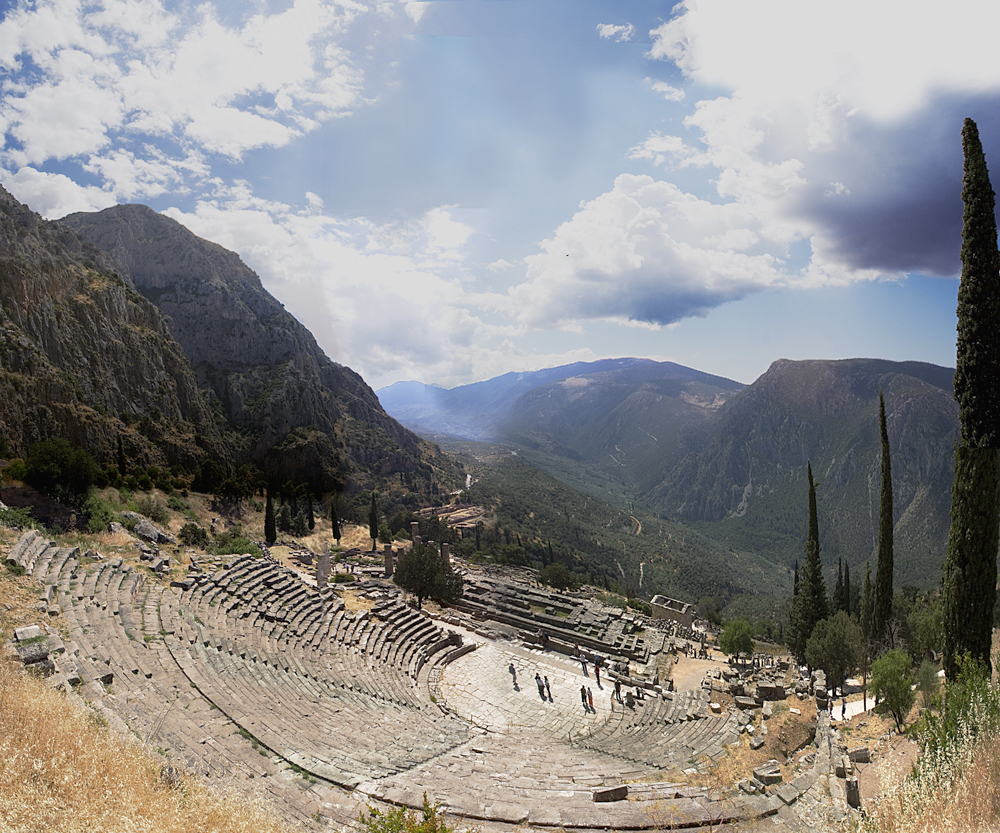
Le sanctuaire de Delphes : théâtre et temple d'Apollon.

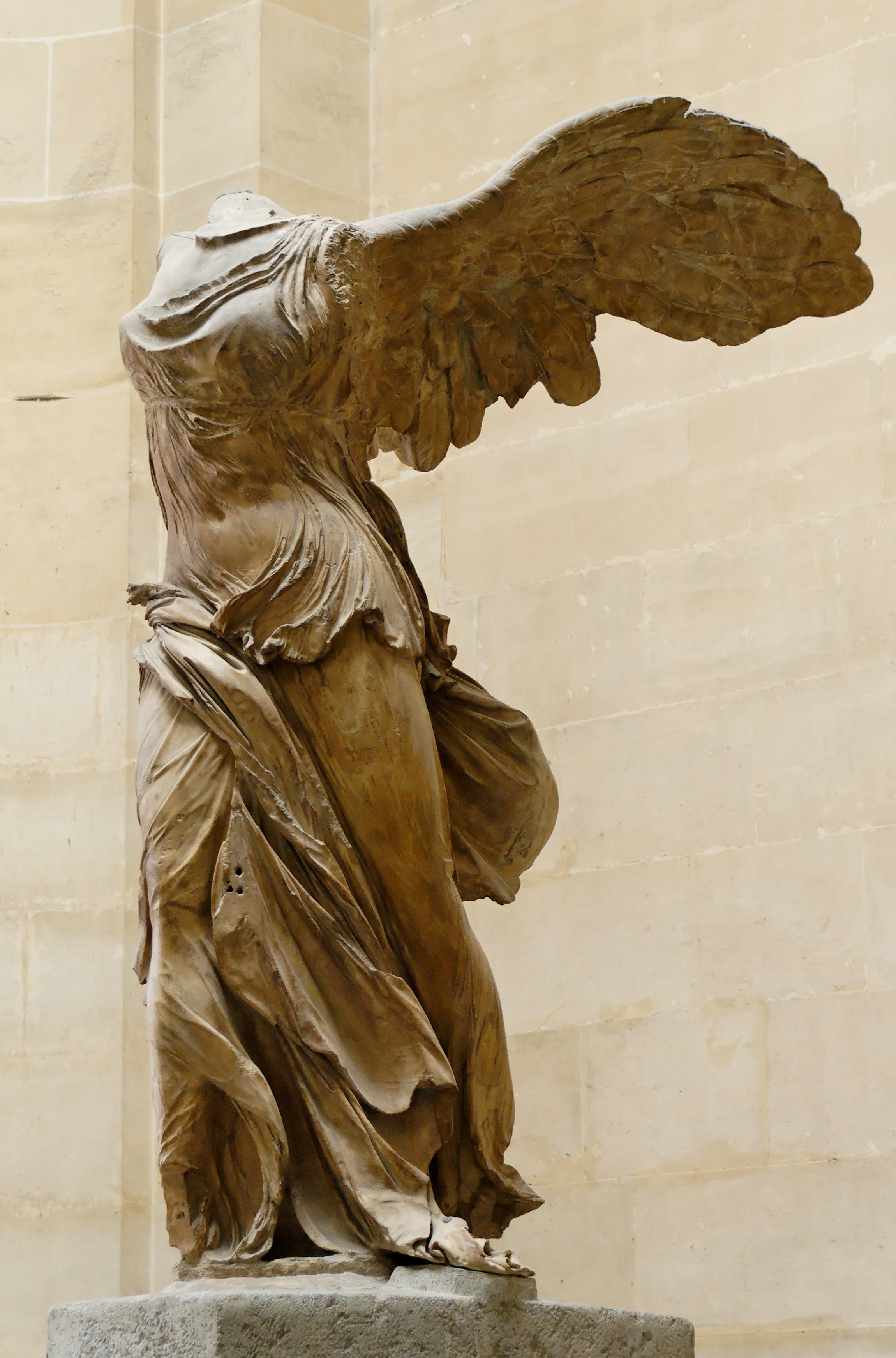
La Victoire de Samothrace, v. 200 av. J.-C.-185 av. J.-C., musée du Louvre.

## Contours et définitions

Localisation des principales régions et cités de la Grèce antique (périodes archaïque, classique et hellénistique).

### Cadre géographique
Le terme français « Grec » est dérivé du latin Graecus qui lui-même vient du grec Γραικός / Graikós. Plusieurs étymologies ont été proposées pour Graecus. Les Grecs s'appellent eux-mêmes les « Hellènes » à partir de l'époque archaïque, se considérant comme les descendants d'Hellen, un roi mythologique, et désignent leur pays (d'origine) sous le nom d'Hellas, qui correspond à la république grecque actuelle plus la côte occidentale de l'Asie Mineure.
De nos jours, le terme « Grèce antique » renvoie de manière implicite à l'actuelle Grèce (ou République hellénique), dont les îles des mers Égée et Ionienne, en incluant également la « Grèce d'Asie » (Ionie, Éolide et Doride sur la côte anatolienne) ainsi que des territoires colonisés par les Grecs en Thrace et en Grande-Grèce (Italie du Sud et Sicile). D'autres régions colonisées par les Grecs, comme les côtes de la mer Noire ou de la Gaule, en sont traditionnellement exclues même si des cités grecques y ont été fondées. C'est pourquoi les historiens modernes préfèrent la notion de « monde grec » qui prend en compte le fait que les Grecs ont implanté des colonies dans l'ensemble du bassin méditerranéen à l'époque archaïque, et en Asie occidentale et en Égypte durant l'époque hellénistique,.

### Cadre chronologique
Au plus large, l'Antiquité grecque s'étend de l'époque des palais minoens, au XVIe siècle av. J.-C., et se prolonge jusqu'à la période romaine, soit au IIIe siècle, ou jusqu'en 400 en s'arrêtant à la christianisation, ou plus loin encore en incluant l'époque de transformation de l'Empire romain d'Orient en Empire byzantin. Cette ampleur chronologique implique qu'il serait anachronique de traiter comme un tout cet ensemble, en raison des nombreuses évolutions qu'il connaît sur cette très longue période.
Au sens restreint, le plus courant, les historiens spécialistes de la Grèce antique se focalisent sur la période qui va environ de 1200 à 31 av. J.-C., durant lequel se développent les spécificités de la civilisation grecque antique (cité, philosophie, théâtre, sciences, art, etc.). Cela recouvre quatre époques de l'Antiquité grecque : les siècles obscurs (v. 1200-800 av. J.-C.), l'époque archaïque (v. 800-480 av. J.-C.), l'époque classique (480-323 av. J.-C.) et l'époque hellénistique (323-31 av. J.-C.). Le VIIIe siècle av. J.-C. est vu comme une rupture majeure avec l'émergence de la cité grecque, mais le renouvellement des études sur les siècles le précédant a nuancé cette impression. À l'autre bout, le IIe siècle av. J.-C., quand Rome a mis la main sur la majeure partie du monde grec, est traditionnellement vu comme une séparation entre les champs d'étude des spécialistes d'histoire grecque et romaine, mais cela a évolué et la Grèce romaine est de plus en plus étudiée comme une partie de l'Antiquité grecque. Il peut aussi être considéré que c'est le triomphe du christianisme qui met fin aux Grecs « antiques » en bouleversant leur univers religieux, et plus largement culturel et social, en établissant de nouvelles références qui font un autre type d'individu.

### Ethnicité et identité

Répartition des dialectes de la Grèce classique.

Définir ce que signifie « être grec » dans l'Antiquité est extrêmement complexe voire impossible. À l'image de toute identité, la « grécité » se manifeste suivant différentes perspectives, elle est instable et évolue selon les époques, anciennes ou modernes, notamment parce qu'elle a des usages variables. Les historiens modernes ont forgé une conception de l'identité grecque antique en partant des notions modernes d’État-nation, de théorie raciale, puis d'identité ethnique et d'autodéfinition par construction d'un « Autre » opposé, en l'occurrence le « Barbare ». Il est anachronique de chercher une forme de nationalisme dans le monde grec antique, et l'unité politique de tous les Grecs n'a jamais été un objectif, donc comprendre son absence comme un échec du monde grec comme cela a pu être le cas par le passé est trompeur.
Néanmoins on admet souvent qu'une forme d'identité grecque (certes souvent formulée du point de vue athénien) existe au moment des Guerres médiques, ou du moins à leur sortir, en réponse à la menace que font peser les Perses sur la liberté des Grecs, et à la suite de la victoire des cités grecques qui ont choisi de résister : c'est donc une définition par la négative, face à un ennemi. C'est dans ce contexte qu'un texte souvent cité d'Hérodote (VIII, 144), définit la « grécité » par une même ascendance, l'usage d'une même langue, malgré les différences dialectales, et des mêmes rites et usages. Cependant lorsqu'un mot d'ordre d'unité des Grecs est mis en avant, c'est pour servir l'ambition hégémonique d'une puissance (Athènes, royaume de Macédoine) : c'est donc par bien des aspects une affaire de contexte politique et militaire.
Le panhellénisme de la fin de l'époque classique cherche à unir les Grecs dans une conquête de la Perse sous forme de revanche, puis la réalisation de cette conquête et la mise en place des royaumes hellénistiques entraîne une nouvelle reconfiguration de l'identité grecque, d'autant plus que l'hellénisation à géométrie variable de nombreuses régions pose de nouvelles questions quant à la caractérisation d'une culture grecque. Les limites entre le monde grec et le monde barbare sont souvent floues sous la plume des auteurs grecs antiques, de même que les notions participant de l'identité grecque. Environ un siècle après Hérodote, Isocrate propose une définition des Grecs qui exclut la notion d'ascendance : « [On emploie] le nom de Grec non plus comme celui de la race mais comme celui de la culture, et on appelle Grecs plutôt les gens qui participent à notre éducation que ceux qui ont la même origine de nous ». Cela implique un certain degré d'ouverture, et explique pourquoi durant l'époque hellénistique des individus originaires de peuples dominés par les monarchies grecques aient pu se revendiquer comme Grecs en intégrant des cités grecques et en adhérant à leur culture (paideia). Au minimum cela implique la maîtrise de la langue grecque, les autres éléments culturels dépendant des circonstances (alimentation, vêtements, loisirs, noms grecs, pratiques intellectuelles et politiques, etc.), ce qui explique pourquoi l'« hellénisation » présente des profils aussi divers.
De plus le monde grec est en permanence marqué par bien des aspects par la fragmentation, les identités pouvant se décliner suivant différentes strates :
- l'identité locale, notamment celle construite autour de la cité (« politique »), est forte, la loyauté d'un citoyen envers sa cité est une valeur cardinale, et il se définit avant tout comme un membre de cette communauté, plutôt que comme un Grec ; les cultes locaux jouent un rôle majeur dans cette identité, même si les cultes panhelléniques assurent une articulation entre les deux niveaux[17] ; de ce fait dans le contexte grec antique un « étranger » est avant tout un étranger « politique » (par opposition à un étranger « culturel », le Barbare), extérieur au groupe des citoyens, et plus spécifiquement un étranger de passage dans la cité et jugé incapable de s'intégrer à celle-ci, alors qu'un étranger y résidant en permanence (comme le métèque athénien) a un ancrage local[18] ;
- des identités en fonction des ethnè (ethnos au singulier), des « peuples » ou groupes tribaux se revendiquant une origine commune au sein du groupe grec, à savoir les Achéens, les Éoliens, les Doriens et les Ioniens, avec également des sanctuaires les réunissant, même si cela n'empêche pas l'existence de farouches rivalités au sein de ces ensembles ; il ne s'agit pas à proprement parler d'ethnies au sens moderne car ces entités se reconnaissent comme des Hellènes, même si ces appartenances peuvent être invoquées dans des discours contre des rivaux relevant d'un autre ethnos (par exemple par les Athéniens contre les cités doriennes du Péloponnèse) ; il ne faut pas confondre ces entités avec leurs homonymes, les ethnè qui sont des organisations politiques (voir plus bas)[19],[20].

Les phases d'expansion du monde grec durant les époques archaïque et hellénistique, en constituant un très vaste « monde grec » formé de nombreuses communautés grecques autonomes avec leurs propres identités et différentes manifestations de l'hellénité, accentuent l'impression de fragmentation.
Plus tard avec l'octroi de la citoyenneté romaine aux cités grecques sous le Haut Empire romain, les Grecs deviennent aussi « Romains » (Rhomaioi), au moins sur le plan juridique. Mais ils préservent généralement leur identité à part, soutenue par un fort sentiment de supériorité culturelle sur les autres peuples de l'Empire, Romains compris. Puis avec l'effondrement de l'Empire romain d'Occident les populations de l'Empire oriental (byzantin), majoritairement de langue grecque, se définissent comme des « Romains » et entendent reprendre l'héritage politique de Rome, tout en préservant leur hellénisme et leur impression de supériorité sur le monde latin,.

## Sources
Les sources servant à reconstituer l'histoire grecque antique sont variées, mêlant les champs de l'histoire, de l'archéologie et de l'histoire de l'art, que l'on a tendance à de plus en plus mêler sous le vocable de « sciences de l'Antiquité ».
Les sources littéraires sont traditionnellement le moyen d'accès privilégié à la civilisation grecque antique. Ce sont des sources secondaires, de nature variée (histoires, théâtre, poésie, philosophie, traités scientifiques). La majorité des écrits — politiques ou historiques — de cette période qui sont parvenus jusqu'à nous provient de la sphère athénienne. C'est notamment le cas pour des auteurs comme Thucydide, Xénophon, Démosthène, Platon, Aristote. C'est pourquoi l’histoire d’Athènes occulte partiellement celle d'autres cités comme Corinthe, Sparte ou Thèbes, souvent mal connue dans le détail. En outre, de nombreuses sources ont disparu ou ne nous sont parvenues que partiellement.
Les sources primaires écrites relèvent du domaine de l'épigraphie, la collecte et l'étude des inscriptions antiques, généralement gravées sur pierre, mais aussi les ostraca écrits à l'encre sur des tessons de céramiques. À la différence du précédent ce corpus est extensible, car de nouvelles inscriptions sont régulièrement découvertes. Les tablettes administratives mycéniennes en linéaire B relèvent également de cette catégorie. Les inscriptions intéressant l'histoire grecque sont surtout rédigées en langue grecque, mais des sources des régions voisines, écrites en alphabet araméen ou en hiéroglyphes égyptiens sont également mobilisées pour l'époque hellénistique. La papyrologie porte spécifiquement sur l'étude des papyri mis au jour lors des fouilles archéologiques, surtout en Égypte (textes du Fayoum d'époque hellénistique) dont le climat sec permet mieux leur conservation ; mais il s'agissait du support d'écriture privilégié dans le monde antique durant la période qui va d'environ 400 av. J.-C. à 600 apr. J.-C.. La numismatique, l'étude des monnaies, permet d'obtenir des données appréciables sur l'histoire économique et politique, puisqu'il s'agit parfois des seuls documents permettant de connaître l'existence de rois (en Bactriane hellénistique notamment).
Les fouilles archéologiques, en dégageant une grande quantité de vestiges matériels et les rendant disponibles pour une vaste gamme d'études, offre une grande quantité d'information sur les sociétés antiques. Elle ne porte plus seulement sur les villes et leurs monuments, puisque l'archéologie rurale s'est développée, avec la pratique des prospections, de même que celle des sites funéraires. Les données issues des fouilles sont indispensables pour les historiens spécialistes de la Grèce antique et leur exploitation a ouvert de nouveaux champs d'études, par exemple en histoire économique avec l'étude de la diffusion des céramiques.
L'iconographie, l'étude des images, est un autre champ important des sciences de l'Antiquité, dépendant en principe de l'histoire de l'art. L'analyse des images fournit de nombreuses informations sur la manière de penser durant les périodes antiques, notamment dans le domaine de la religion.

## Histoire

### Chronologie
- Néolithique (v. 7000/6500-3200 av. J.-C.) : apparition des villages permanents, de l'agriculture, de l'élevage, de la céramique.
- Âge du bronze ancien (v. 3300-2000 av. J.-C.) : premier développement des cultures de l'âge du bronze grec (minoenne en Crète, cycladique dans les Cyclades, helladique en Grèce continentale méridionale), développement de l'urbanisme, de l'agriculture, de la métallurgie, des échanges.
- Civilisation minoenne (v. 2000-1450 av. J.-C.) : civilisation palatiale centrée sur la Crète, développement urbain, avec une expansion autour de l'Égée, apparition de l'écriture (linéaire A, hiéroglyphes crétois).
- Civilisation mycénienne (v. 1500-1200/1100 av. J.-C.) : civilisation palatiale centrée sur la moitié sud de la Grèce continentale, avec une expansion en Crète et autour de l'Égée, pratique de l'écriture (linéaire B) à des fins administratives, notant une langue grecque.
- Âges obscurs (v. 1200/1100-776/750 av. J.-C.) : effondrement de la civilisation mycénienne et de son organisation sociale et politique, puis reprise à partir du début du Ier millénaire av. J.-C., posant les bases de la culture grecque antique ; période essentiellement connue par l'archéologie funéraire, présentant une diversité de pratiques, poterie de style « géométrique », construction de bâtiments (dont des sanctuaires), diffusion de la métallurgie du fer.
- Époque archaïque (776/750-480 av. J.-C.) : période de formation des cités grecques, expansion coloniale dans la Méditerranée et la mer Noire, adoption de l'alphabet, art orientalisant, poèmes de Homère et Hésiode, philosophes présocratiques.
- Époque classique (480-323 av. J.-C.) : après avoir repoussé les assauts des Perses (lors des guerres médiques), Athènes et Sparte sont les deux plus puissantes cités grecques, se confrontant avec leurs alliés respectifs dans la guerre du Péloponnèse (431-404). La confrontation des cités se poursuit au siècle suivant (avec l'émergence de Thèbes), jusqu'à la mise en place de l'hégémonie macédonienne. Période de floraison culturelle, centrée à Athènes : art et architecture « classiques », développement de la philosophie, la rhétorique, les sciences, etc. Cette période s'achève par la conquête de l'empire perse par Alexandre le Grand, roi de Macédoine (335-323 av. J.-C.).
- Époque hellénistique (323-31 av. J.-C.) : les héritiers d'Alexandre se partagent les pays conquis (Égypte pour les Lagides, Proche-Orient pour les Séleucides, Macédoine pour les Antigonides), coexistant avec de nombreuses dynasties grecques ou hellénisées. Processus d'hellénisation, avec la diffusion de la culture grecque dans les régions conquises. Poursuite des traditions artistiques et intellectuelles grecques.
- Grèce romaine (à partir de 146 à 31 av. J.-C., au plus tard jusqu'en 330 apr. J.-C.) : Rome intervient en Grèce dès la fin du IIIe siècle av. J.-C., puis annexe la Grèce et les royaumes hellénistiques par étapes entre 146 et 31 av. J.-C. La Grèce fait ensuite partie de l'empire romain, dont la partie orientale est de culture dominante grecque, posant les bases de l'Empire romain d'Orient, dont l'acte de naissance peut être situé lors de la fondation de Constantinople en 330.
- Antiquité tardive (v. 284/330-750/800) : mise en place progressive de la civilisation byzantine (on parle aussi de période « paléo-byzantine » à partir du IVe siècle), autour de l'Empire romain d'Orient dirigé depuis Constantinople, de langue grecque, christianisation des pays de culture grecque, fin des institutions civiques antiques.

### Origines
La recherche moderne considère généralement que la langue grecque n'est pas née en Grèce, mais elle n'est pas arrivée à un consensus quant à la date d'arrivée des groupes parlant un « proto-grec », qui s'est produite durant des phases préhistoriques pour lesquelles il n'y a pas de texte indiquant quelles langues étaient parlées. Les premiers textes écrits en grec sont les tablettes en linéaire B de l'époque mycénienne, au XIVe siècle av. J.-C., ce qui indique que des personnes parlant un dialecte grec sont présentes en Grèce au plus tard durant cette période. La linguistique n'est pas en mesure de trancher, pas plus que l'archéologie. Les moments d'arrivée des premiers locuteurs d'une langue grecque dans ce pays ont généralement été recherchés durant les phases de transition entre cultures préhistoriques, vus comme des phases de rupture qui pourraient être imputables à des mouvements de populations. Ont donc pu être proposés : la fin de l'âge du Bronze moyen (vers le milieu du IIe millénaire av. J.-C.), position longtemps dominante, désormais supplantée par la période située entre la fin du Bronze ancien et le début du Bronze moyen (autour de 2300-2100 av. J.-C.), mais d'autres penchent en faveur de la fin du Néolithique et le début du Bronze ancien (v. 3200 av. J.-C.), voire la période des migrations du début du Néolithique (v. 6500 av. J.-C.).
Quoi qu'il en soit, rien n'indique que l'arrivée de ces « proto-Grecs » soit une problématique historique cruciale. En effet, elle ne semble pas avoir eu un impact significatif sur l'évolution de la région et la formation des civilisations égéennes, qui ne sont pas venues d'ailleurs mais se sont développées en Grèce même. Les étapes majeures sont d'abord le développement de la civilisation minoenne, et de la mycénienne à sa suite, puis de la Grèce antique à proprement parler, dont les traits caractéristiques se constituent pour la plupart après l'âge du Bronze (voir plus bas).
Cela implique du reste qu'il y ait eu des groupes parlant d'autres langues que le grec implantés en Grèce aux hautes époques, qui ont alors joué un rôle majeur. De nombreux noms de lieux, rivières, plantes et animaux présents en grec ne s'expliquent pas par une origine grecque, ni par une origine extérieure identifiable. La tradition grecque évoque des Pélasges qui auraient vécu en Grèce avant les Grecs, mais il est impossible de savoir s'ils ont effectivement existé, et le cas échéant quelle langue ils parlaient (des langues anatoliennes ont souvent été évoquées, sans emporter la conviction). Les seules traces de langues pré-grecques sont à chercher en Crète, dans les inscriptions de l'âge du Bronze, en hiéroglyphes crétois et linéaire A, qui ne transcrivent manifestement pas du grec, mais une ou des langue(s) non identifiée(s), et les inscriptions alphabétiques du Ier millénaire av. J.-C. en étéocrétois, langue non-grecque.

### Âge du bronze

Carte des principaux sites minoens en Crète.

On distingue trois aires culturelles dans le monde égéen de l'âge du bronze (3200-1200 av. J.-C.) :
- la culture minoenne, dont le foyer est l'île de Crète ;
- la culture cycladique, dont les foyers sont dans les Cyclades (Milos, Santorin, Kéros, Kéa, etc.) ;
- la culture helladique, dans la partie sud de la Grèce continentale.

Au début du IIe millénaire av. J.-C., durant l'âge du bronze moyen, émerge la première culture complexe de la Grèce, la civilisation minoenne qui s'est développée à partir de la Crète. Elle doit son nom au mythique roi crétois Minos, connu par la tradition grecque postérieure, qui a peut-être conservé par ce biais un lointain souvenir de cette civilisation. C'est une civilisation souvent désignée comme « palatiale », la première période étant dite comme « protopalatiale » (v. 2000-1850 av. J.-C.), parce qu'elle voit l'apparition d'un ensemble de constructions considérées comme étant des palais (à Cnossos, Phaistos, Malia, Zakros), même si leur fonction exacte est débattue (ils semblent avoir une fonction rituelle importante). L'organisation politique de l'époque est inconnue, quoiqu'il soit manifeste qu'elle s'inspire de celles des cultures du Proche-Orient et d’Égypte de l'époque. Des centres urbains se constituent, l'artisanat se développe (céramique, métallurgie). C'est alors que l'écriture apparaît avec les hiéroglyphes crétois et le linéaire A, mais ces systèmes ne sont pas traduits. Les textes, souvent sur tablettes d'argile, sont de nature administrative. Le début de la période néopalatiale (v. 1700-1450 av. J.-C.) voit la destruction des palais, puis une reprise autour de Cnossos qui semble devenue hégémonique. La culture minoenne s'étend sur les îles voisines de l'Égée, et aussi vers le continent, où la culture helladique connaît un essor, avec l'apparition de tombeaux monumentaux au riche matériel funéraire (tombes « royales » de Mycènes),,. La culture cycladique, qui était particulièrement prospère au début de l'âge du bronze, développe au même moment des centres urbains, sous influence minoenne (Akrotiri sur Santorin), avant de connaître une phase de déprise après le milieu du IIe millénaire av. J.-C.

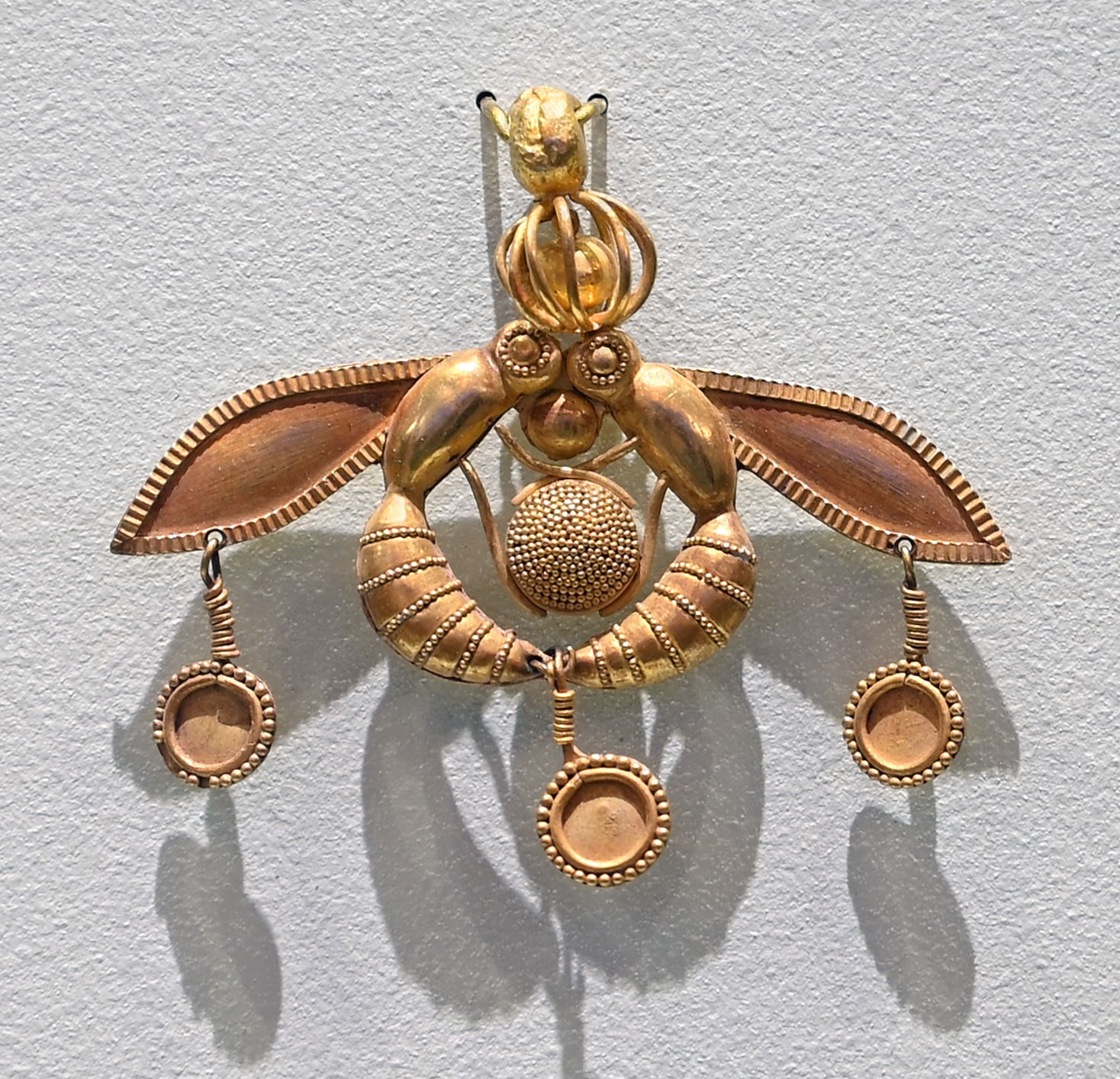
Pendentif en or représentant deux abeilles transportant une goutte de miel. Malia, Musée archéologique d'Héraklion.
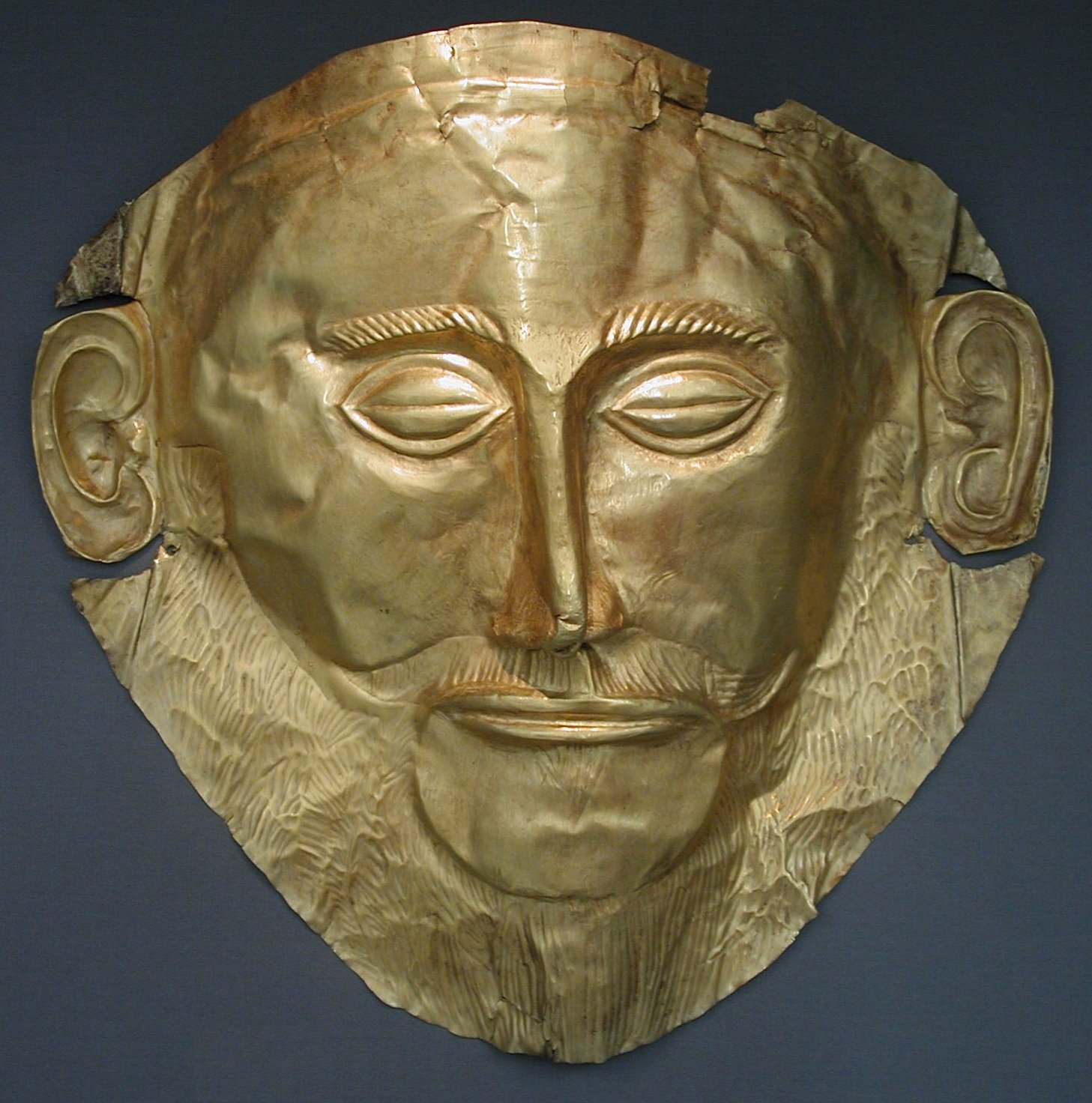
Masque funéraire mycénien en feuille d'or, dit « masque d'Agamemnon ».
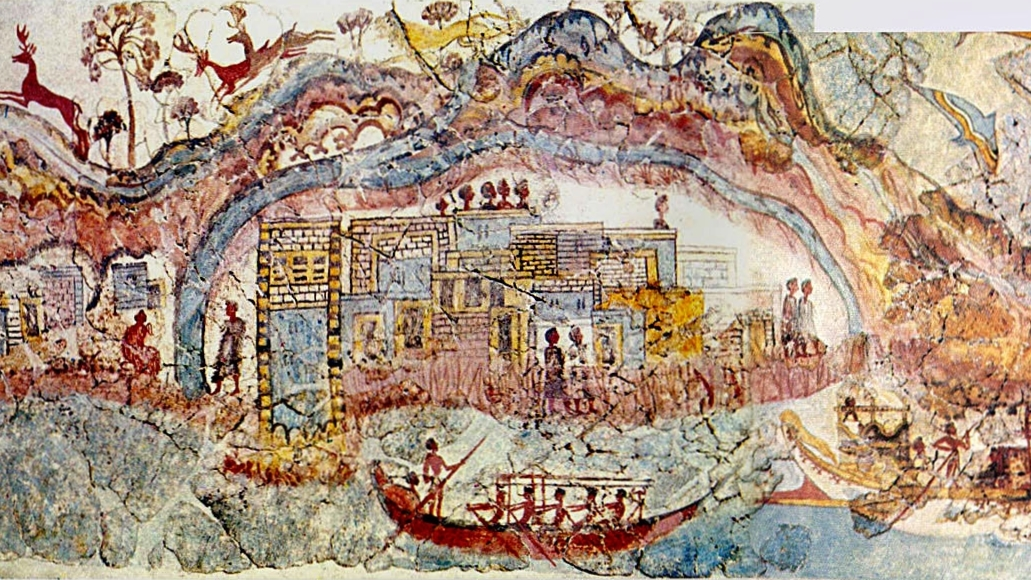
Fresque de la procession nautique d’Akrotiri (Santorin), détail, v. 1650-1500 av. J.-C.
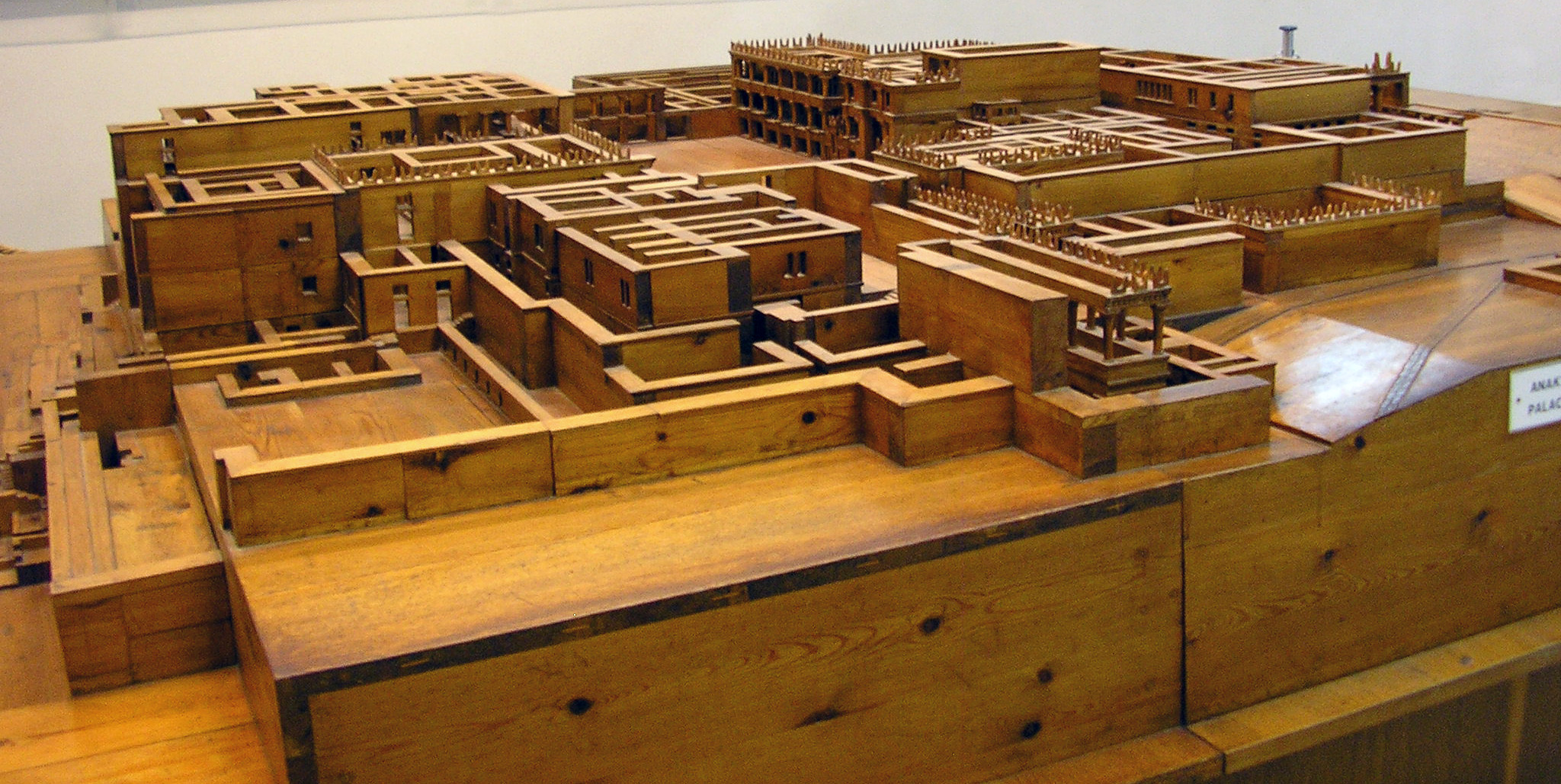
Maquette du palais de Cnossos dans son état final (mycénien), musée archéologique d'Héraklion.
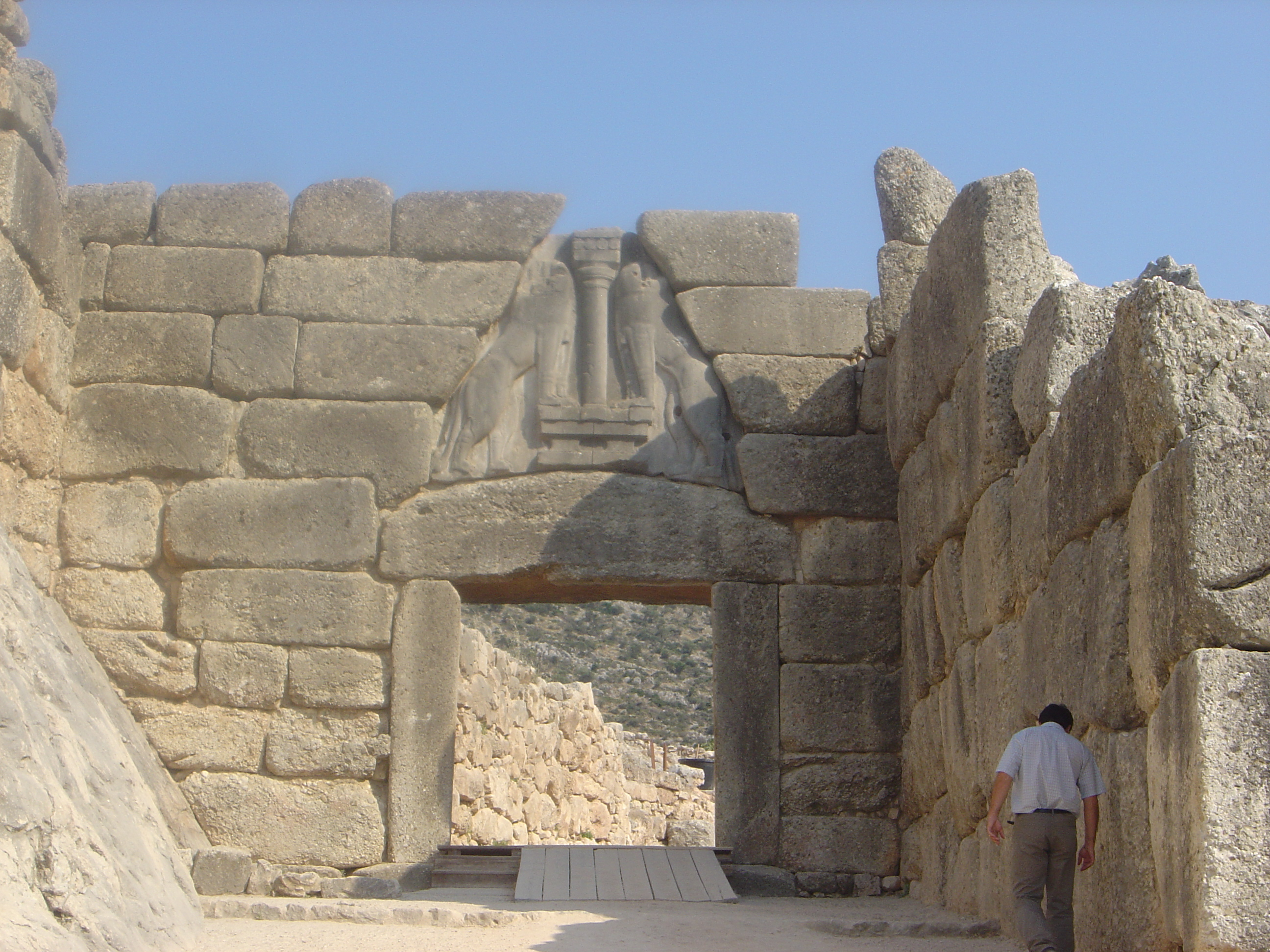
La « porte des Lionnes » de Mycènes.

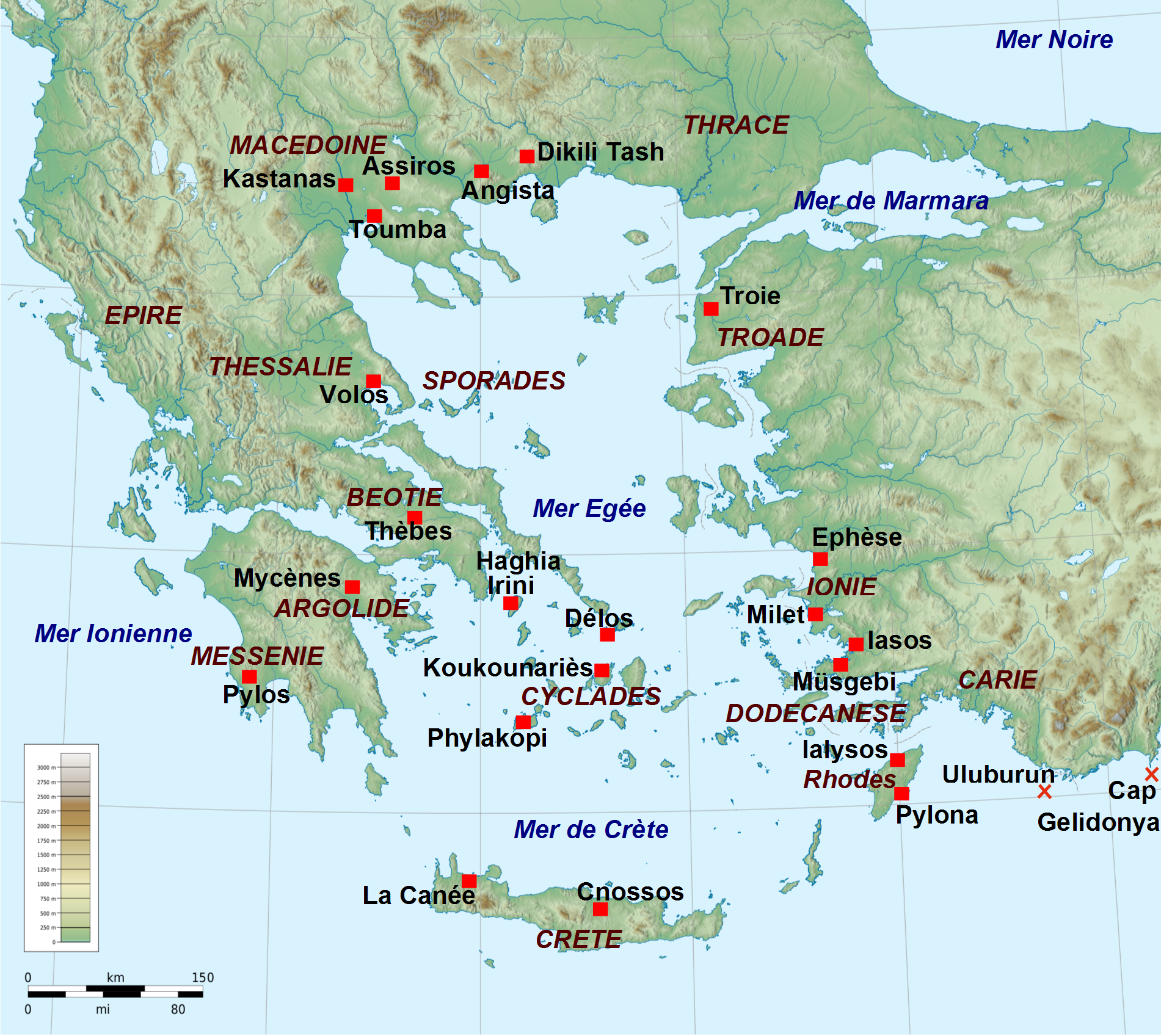
Les sites archéologiques principaux autour de la mer Égée durant la période mycénienne.

Après 1450 av. J.-C., l'aire helladique voit à son tour l'émergence d'une civilisation palatiale, la civilisation mycénienne, qui doit son nom à son site principal, Mycènes, mais il y a d'autres sites majeurs tels Pylos, Thèbes, Volos, etc. qui sont des candidats pour être les capitales de royaumes mycéniens, quoi que là encore l'organisation politique ne soit pas bien connue. La redécouverte de cette civilisation s'est faite en grande partie avec les références homériques en tête, cette période étant souvent vue comme correspondant à celle de la guerre de Troie, si tant est qu'elle ait effectivement eu lieu. Cela explique qu'on y ait cherché les royaumes mentionnés par Homère, les « Achéens » dominés par le roi de Mycènes, mais la documentation archéologique et épigraphique n'a jamais confirmé cela, bien que là encore les épopées homériques aient pu conserver un lointain souvenir de ces époques, même si elles renvoient essentiellement au contexte de la fin des âges obscurs. L'archéologie indique que la Crète connaît au même moment une nouvelle crise, qui se solde par la destruction de ses palais, à l'exception de celui de Cnossos, qui devient le principal site de l'île. La Crète est alors devenue de culture mycénienne (période « postpalatiale », v. 1450-1000 av. J.-C.), ce qui est généralement vu comme la conséquence d'une invasion depuis le continent, à laquelle on pourrait imputer les destructions précédentes. Une nouvelle écriture, le linéaire B, apparaît dans l'île puis sur le continent ; elle est comprise puisqu'elle transcrit du grec, la documentation étant là encore de nature administrative. Elle ne contient pas d'informations sur l'histoire politique, mais donne des indications sur le système politique et économique, organisé autour d'un roi et de son administration dirigeant des activités économiques sur leur territoire depuis le palais, et sur la religion, puisqu'elle enregistre des offrandes aux divinités, qui sont pour plusieurs d'entre elles des figures connues de la religion grecque postérieure (par exemple Zeus, Héra, Hermès). C'est donc une civilisation grecque, au profil certes bien différent de celle de l'Antiquité classique. La culture mycénienne connaît à son tour une expansion dans le monde égéen, puisqu'on retrouve ses traits matériels jusque sur la côte anatolienne. Elle est sans doute rentrée en contact avec le royaume dominant cette région, les Hittites, qui mentionnent la présence d'un royaume occidental appelé Ahhiyawa, dont le nom rappelle celui des Achéens homériques. La civilisation mycénienne s'effondre après 1200 av. J.-C., avec la destruction de ses palais et de son système palatial (son écriture disparaît), pour des raisons indéterminées : des invasions extérieures (« doriennes ») ont été invoquées par le passé, des facteurs internes semblent actuellement plus probables, mais plusieurs éléments peuvent s'être combinés,,.

### Âges obscurs

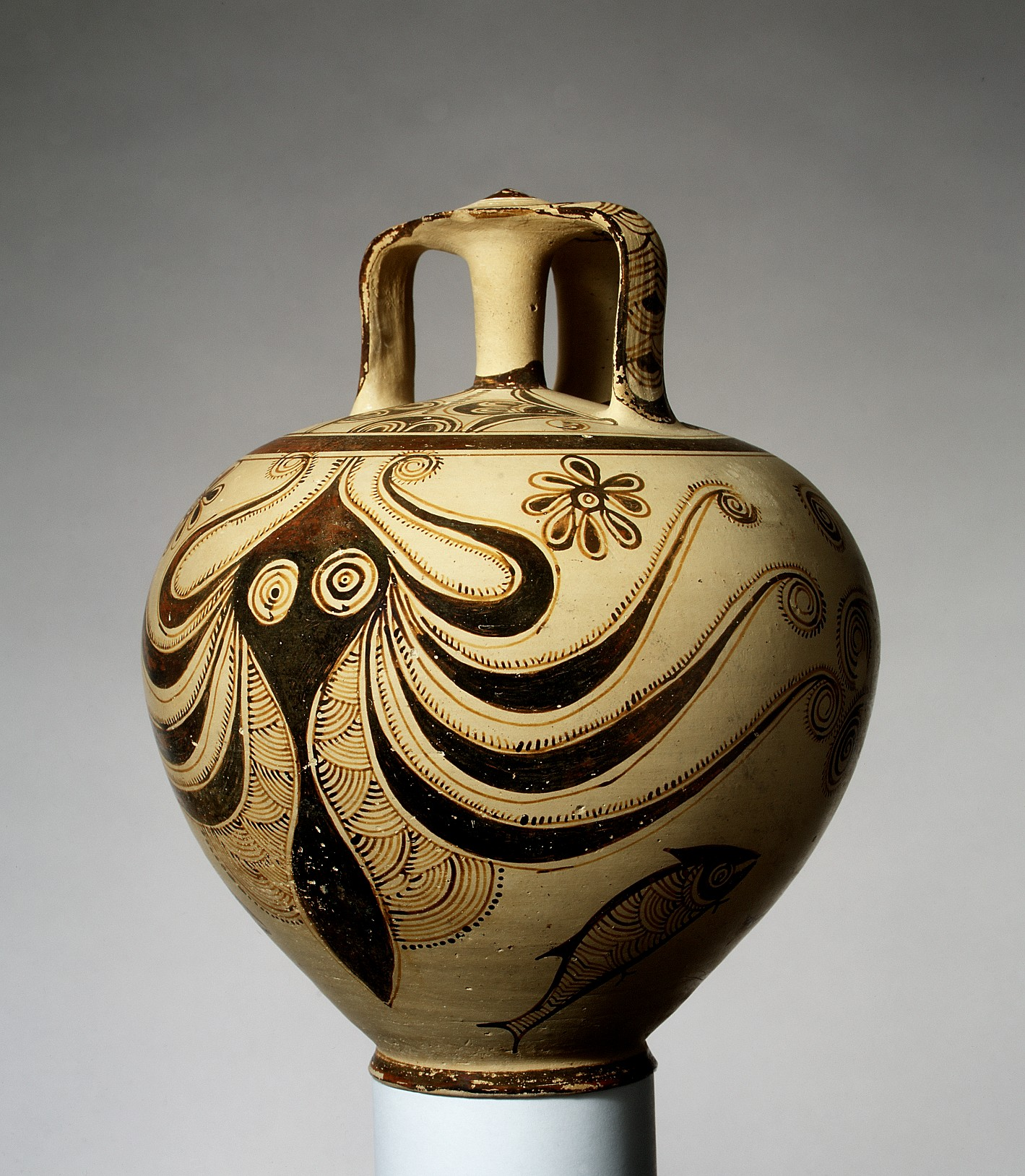
Jarre à étrier à motif de poulpe, phase post-mycénienne, Metropolitan Museum of Art.

Les caractères matériels de la civilisation mycénienne disparaissent progressivement dans le courant du XIIe siècle av. J.-C. (période « post-palatiale »), puis l'habitat et les activités économiques connaissent une contraction brutale. S'ouvre ensuite une période sans documentation écrite et avec une documentation archéologique bien moins abondante, essentiellement constituée de sépultures, sans trace d'organisation politique complexe, souvent désignée comme un « âge obscur », qui porte surtout bien son nom pour la période qui va d'environ 1150 à 1000 av. J.-C. La période suivante, celle qui voit le développement de la tradition des céramiques géométriques, voit une reprise des échanges et une nouvelle phase de formation d'entités politiques, visible surtout en Crète, mais aussi sur le continent (Lefkandi sur Eubée, en Attique, en Argolide). Cette période est le début de l'âge du fer, le travail de ce métal se développant rapidement. Les contacts avec le Proche-Orient sont renoués. Les Xe – IXe siècle av. J.-C. sont donc de plus en plus vus comme une phase de reprise, préparant la formation du monde des cités grecques. C'est peut-être de cette période que parlent avant tout les épopées homériques : un âge où les communautés sont dirigées par des rois jouant un rôle avant tout militaire, et une autorité relativement limitée. Il ne reste en fin de compte plus grand-chose des traditions mycéniennes, dont l'architecture et l'écriture ont disparu, et les accomplissements sont largement oubliés : les Grecs sont passés à autre chose, développant une nouvelle civilisation,.

### Époque archaïque
Au VIIIe siècle av. J.-C., le rythme des changements s'accélère, et certains n'hésitent pas à parler de renaissance du monde grec, même si la tendance récente est à réévaluer les avancées accomplies durant la seconde partie des « âges obscurs ». C'est dans le courant de cette période que se situe le début de l'époque archaïque, souvent placé de façon symbolique en 776 av. J.-C., date supposée des premiers jeux olympiques. Sa fin se produit au plus tard lors de la seconde guerre médique, en 480-479 av. J.-C.
Le principal signal de la mise en place d'un monde nouveau à la fin des âges obscurs est l'adoption de l'écriture, cette fois-ci à partir de l'alphabet phénicien, autour de 800 av. J.-C., ce qui conduit à l'émergence de l'alphabet grec. Sur le plan sociopolitique, cela s'accompagne de la formation d'un nouveau type d'entité, la « cité-État », polis, qui est adoptée progressivement dans la partie méridionale du monde égéen, entre la Grèce centrale et la côte occidentale d'Asie Mineure, en passant par les îles, dont la Crète qui joue encore un rôle pionnier durant les premiers siècles archaïques, avant de s'effacer. Le pays est alors divisé en une multitude de petites communautés indépendantes, situation imposée par la géographie grecque, où chaque île, vallée ou plaine est totalement coupée de ses voisins par la mer ou les montagnes. Le phénomène de formation des cités s'accompagne rapidement d'un processus d'expansion en dehors du monde égéen, la colonisation grecque, après 750 av. J.-C., qui voit la fondation de cités sur les rives de la Méditerranée, notamment en Sicile et sur la péninsule italienne, où se forme la « Grande Grèce », et sur la mer Noire. Les cités mettent progressivement en place des lois et des institutions qui leur sont propres, ce qui débouche sur le développement d'une vie politique originale, très dynamique, impliquant une grande partie du corps social, adulte et masculin, les citoyens. Cette particularité grecque est souvent vue comme l'origine des nombreux changements culturels qui se produisent et aboutissent à la mise en place de la civilisation grecque antique : c'est en effet à cette période que se développent l'art et l'architecture grecques, se dégageant vite des modèles orientaux et égyptiens, avant tout destinés dans un premier temps à satisfaire les demandes de la vie religieuse qui se réorganise dans le cadre civique, qu'émerge la littérature poétique grecque à partir des récits épiques d'Homère et d'Hésiode (qui auraient vécu dans la seconde moitié du VIIIe siècle av. J.-C.) puis la poésie lyrique, et les premiers philosophes et scientifiques grecs en Ionie et en Grande Grèce (Thalès, Pythagore, Héraclite, Parménide, etc.), qui créent une façon de voir le monde rompant avec les pratiques antérieures. Une autre innovation de la période est l’apparition de la monnaie frappée, depuis l'Asie Mineure, qui se diffuse rapidement dans le monde grec. La civilisation des cités grecques reprend certes de nombreux éléments techniques et intellectuels des civilisations antiques du Proche-Orient et d’Égypte, mais elle se les réapproprie et les repense pour mettre en place une civilisation originale et novatrice,.
L'histoire politique et militaire de la période ne peut être reconstituée faute de sources explicites. L'art de la guerre grec se met en place lors de la « révolution hoplitique », qui voit l'apparition d'armées de citoyens organisés en phalanges de fantassins. Quelques guerres sont mentionnées pour cette période, la plus ancienne étant la guerre lélantine (autour de 700 av. J.-C.), entre Chalcis et Érétrie, qui aurait déjà impliqué par le jeu des alliances un grand nombre de cités du monde grec, y compris des colonies. Les cités connaissent divers défis, notamment la gestion d'une croissance démographique qui semble causer un manque de terres, qui serait en bonne partie à l'origine de la fondation des colonies, et des tensions sociales qui peuvent dégénérer en conflits civils. C'est dans ce contexte qu'émergent des tyrans, personnages qui profitent des troubles pour accaparer le pouvoir dans de nombreuses cités (Argos, Corinthe, puis Athènes, etc.). La cité de Sparte, dirigée par une oligarchie et organisée autour d'une armée redoutable, connaît une phase d'expansion territoriale qui en fait une des plus puissantes cités grecques. Athènes est également plus étendue et puissante que les autres, mettant en place son système démocratique après avoir mis fin à la tyrannie à la fin du VIe siècle av. J.-C..

Le monde grec égéen pendant les guerres médiques (500 av. J.-C.-479 av. J.-C.)

À la fin de la période archaïque, le monde grec fait face à des périls extérieurs : d'abord la Lydie qui domine la plupart des cités d'Asie Mineure durant la première moitié du VIe siècle av. J.-C., puis l'empire perse des Achéménides qui l'absorbe, et met en place une politique d'expansion militaire vers le monde égéen et les Balkans. Ils rencontrent la résistance de plusieurs cités grecques, conduites par Athènes, ce qui aboutit au déclenchement de la première guerre médique en 492, qui s'achève par le triomphe athénien lors de la bataille de Marathon, en 490. La seconde guerre médique, organisée une dizaine d'années plus tard et plus méthodiquement par les Perses, impliquant une armée d'une grande dimension, entraîne la soumission de nombreuses cités grecques et d'importantes destructions. La résistance grecque, menée par Athènes et Sparte, l'emporte cependant à nouveau et éloigne la menace perse plus durablement.

### Époque classique

La Grèce et le monde égéen à la veille de la guerre du Péloponnèse.

L'époque classique va de la fin des guerres médiques en 480/479 av. J.-C. jusqu'à la mort d'Alexandre le Grand en 323 av. J.-C. Elle couvre donc en gros le Ve et le IVe siècle av. J.-C. C'est traditionnellement la période vue comme l'« âge d'or » des cités grecques (au moins dans les domaines politique et militaire), et une référence du point de vue culturel.
La fin des guerres médiques laisse la Grèce partagée entre les deux vainqueurs, Athènes et Sparte, qui établissent chacune leur sphère de domination, la première prenant la domination des mers, la seconde celle des terres. Pendant un demi-siècle elles s'affrontent surtout de manière indirecte. Athènes connaît une forte expansion, constituant une sorte d'« empire » organisé autour de la ligue de Délos, alliance dont elle a la direction qui doit en principe servir à combattre l'influence des Perses, mais devient progressivement un instrument servant sa domination, surtout après la conclusion de la paix de Callias avec la puissance iranienne en 450 av. J.-C. En Occident, les riches cités grecques de Sicile et d'Italie connaissent leur propre lutte contre une puissance extérieure, Carthage.

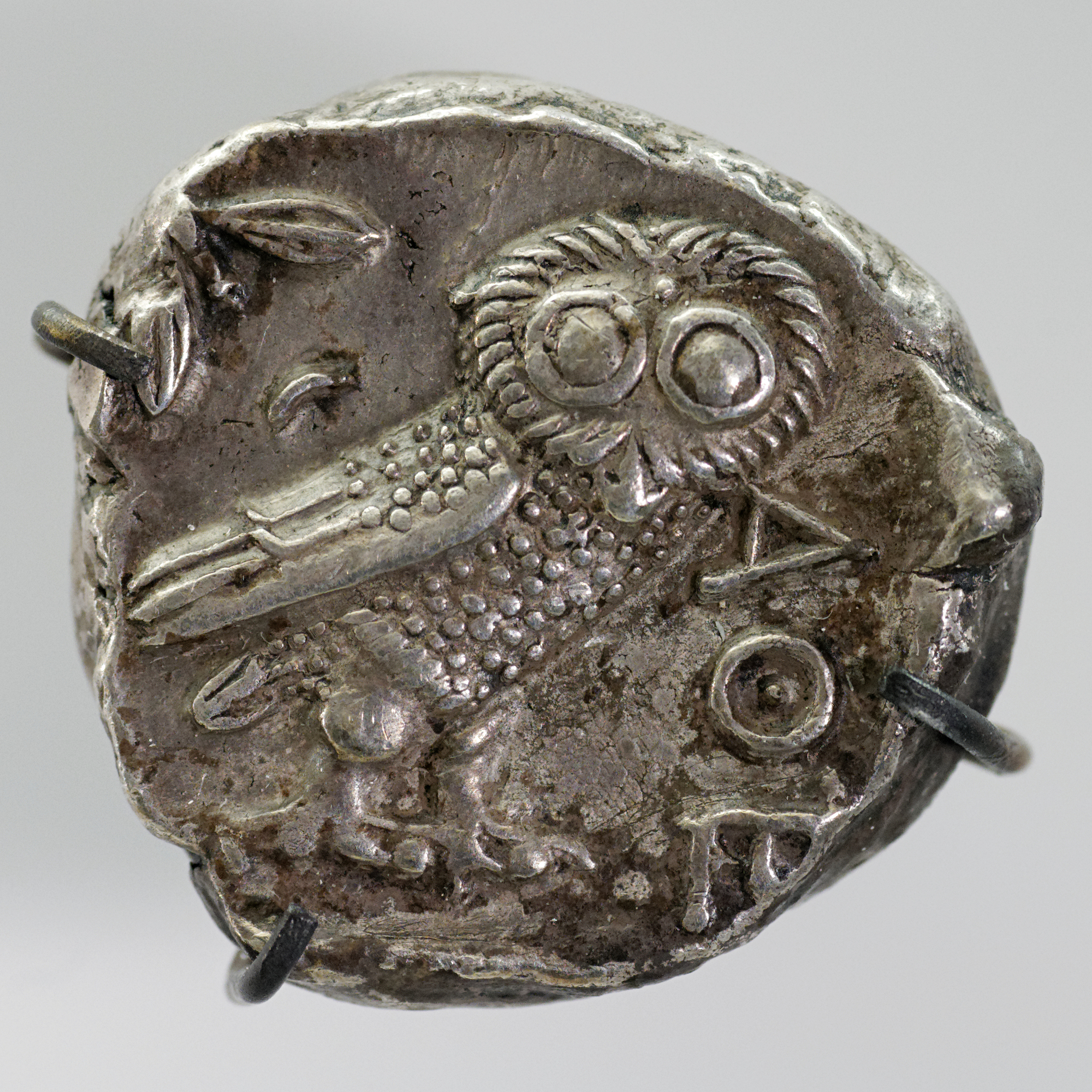
Tétradrachme d'argent frappé à Athènes 450 av. J.-C.

L'époque classique est également dominée par Athènes sur le plan des sources, ce qui explique que cette cité ait focalisé l'attention. Son système politique démocratique est abondamment documenté, au risque de masquer la diversité des cités qui n'apparaissent qu'épisodiquement dans nos sources, à l'exception de sa rivale spartiate (à vrai dire surtout connue grâce à des témoignages athéniens). Du point de vue culturel Athènes devient le principal centre du monde grec, et produit la majeure partie des œuvres littéraires connues pour la période, est le lieu principal des débats philosophiques (Socrate, Platon, Aristote), la seule cité dont on connaisse les œuvres théâtrales, et son art (surtout la sculpture) et son architecture sont couramment présentés comme la quintessence des réalisations grecques, illustrées par les réalisations du chantier de l'Acropole commandité par Périclès, le principal homme politique de la période précédant le conflit contre Sparte. La cité est également un pôle économique majeur du monde grec, et attire vers elles des individus de tout cet espace. Cela explique le tropisme athénien des études sur la Grèce antique, qui ne doit pas faire oublier la diversité d'un monde qui va de l'Espagne jusqu'à l'Asie Mineure et la mer Noire, qui ne comprend du reste pas que des cités puisqu'on trouve des monarchies en Grèce du Nord, notamment la Macédoine.
La rivalité entre Sparte et Athènes éclate en conflit ouvert en 446 av. J.-C., date qui marque le début de la très destructrice guerre du Péloponnèse. Les deux puissances se tiennent en respect en misant sur leurs domaines respectifs, la terre pour l'une et la mer pour l'autre, et s'infligent à plusieurs reprises des défaites cinglantes, qui ne modifient cependant pas l'équilibre. La dernière phase du conflit est marquée par une expédition calamiteuse des Athéniens en Sicile, et l'alliance entre Sparte et les Perses, qui leur donne accès à des moyens financiers leur permettant de constituer une flotte et de prendre progressivement le dessus sur les Athéniens sur leur domaine privilégié. En 404 Athènes capitule, mais elle est épargnée par son vainqueur.
Ce n'est pas pour autant que l'hégémonie spartiate peut s'imposer au monde grec. Le IVe siècle av. J.-C. est en effet marqué par des tentatives successives de domination qui tournent court malgré des succès importants : Sparte se voit de plus en plus concurrencée par Thèbes, tandis qu'Athènes reconstitue progressivement sa puissance. Les troupes terrestres spartiates voient leur suprématie s'achever après leur défaite à Leuctres en 371, face aux troupes thébaines menées par Épaminondas. Les trois rivaux s'affaiblissent chacun à son tour, et c'est le royaume de Macédoine dirigé par Philippe II qui parvient finalement à s'imposer en quelques années comme la principale puissance grecque. La bataille de Chéronée en 338 av. J.-C. met Thèbes et Athènes hors jeu, tandis que Sparte a déjà entamé son éclipse,.

L'empire d'Alexandre le Grand.

Philippe II meurt assassiné en 336 av. J.-C., alors qu'il nourrit le projet de partir à l'assaut de l'empire perse. Son projet est mis à exécution par son fils Alexandre à partir de 334. En une dizaine d'années, il parvient à la suite d'une série de victoires d'ampleur à détruire l'empire achéménide et à dominer un territoire allant de l’Égypte jusqu'au monde indien, bouleversant l'ordre politique de cette partie du monde. Il entend en conserver le contrôle, et y fonde de nombreuses cités, ouvrant la voie à une nouvelle phase d'expansion du monde grec, cette fois-ci en direction des terres orientales. Sa mort prématurée en 323 av. J.-C. laisse aux Gréco-Macédoniens la suprématie sur les contrées des plus anciennes civilisations antiques,.

### Époque hellénistique

Les royaumes des Diadoques.

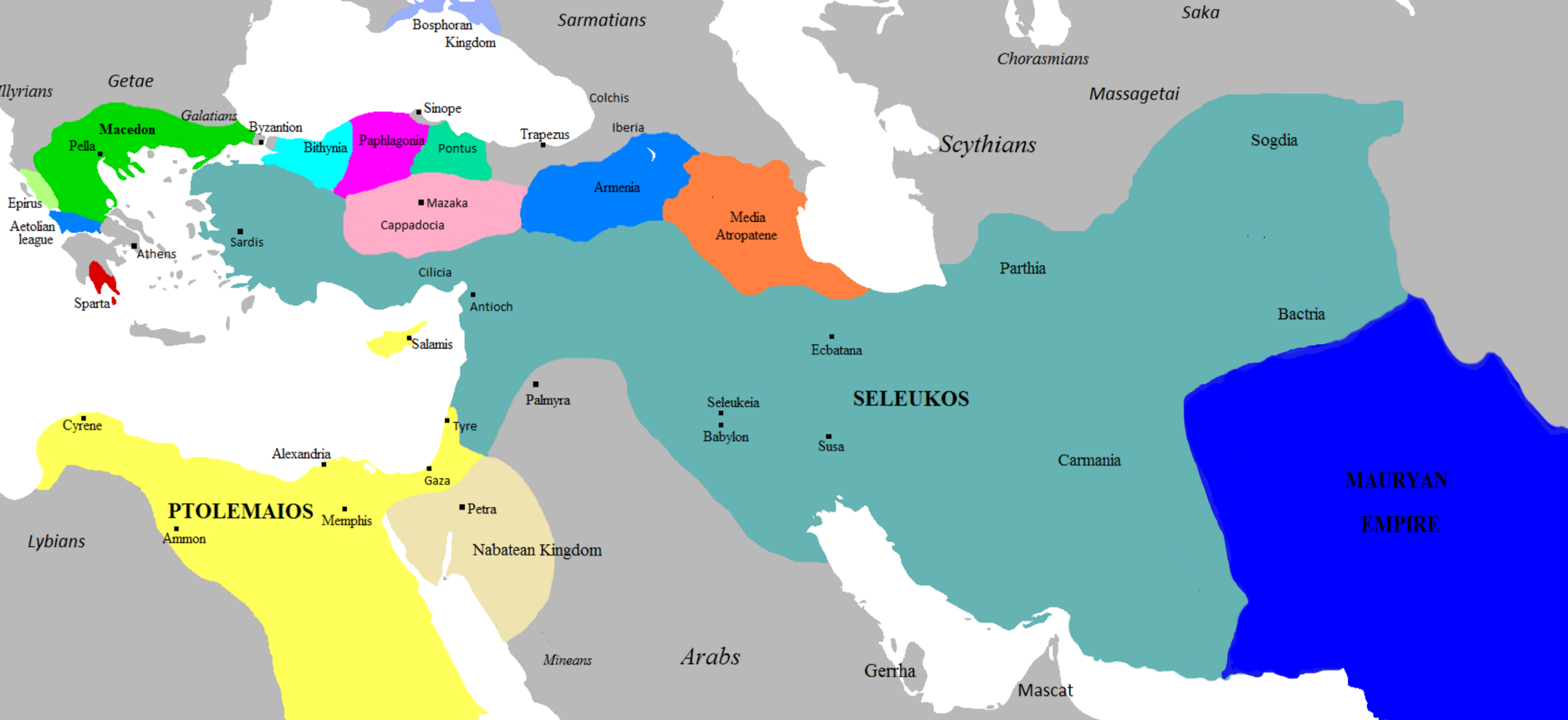
Le monde hellénistique 281 av. J.-C.

À la mort d'Alexandre le Grand en 323 av. J.-C., date qui marque le début de l'époque hellénistique, son immense empire est partagé entre ses principaux généraux, les Diadoques. Ptolémée, Séleucos et Antigone fondent des dynasties qui règnent sur de vastes royaumes. La prépondérance des rois et des royaumes dans le jeu politique est un changement de taille, reléguant les cités au rang de pions dans l'échiquier politique qui se met en place, généralement dans l'incapacité de s'émanciper. Les rois légitiment leur pouvoir par la victoire et mettent en place un culte royal. Les Lagides (ou Ptolémées) dominent l'Égypte, disposant d'un royaume cohérent territorialement, où ils sont peu inquiétés. Ils étendent également leur influence vers Chypre et le monde égéen. Les Séleucides dominent au départ les pays asiatiques allant du Proche-Orient jusqu'à l'Asie centrale, soit la majeure partie de l'ancien empire perse, mais ils perdent rapidement les territoires des confins et leur empire se concentre surtout sur la Syrie et la Mésopotamie. Des royaumes grecs se constituent sur une partie des anciennes provinces séleucides, en Bactriane (royaume gréco-bactrien) et dans la vallée de l'Indus (royaumes indo-grecs). Après avoir été disputée entre plusieurs prétendants, la Macédoine passe sous le contrôle des Antigonides et redevient une puissance essentiellement européenne, et doit composer avec sa voisine, l'Épire. L'Anatolie est divisée en plusieurs royaumes plus ou moins hellénisés, le plus puissant étant celui de Pergame dirigé par les Attalides. En Grèce et en Asie Mineure certaines cités préservent leur autonomie, mais elles ne sont alors plus en mesure de jouer un rôle politique notable, à l'exception de Rhodes qui dispose d'une flotte puissante. La Grèce continentale voit l'émergence d’États fédéraux (Arcadie, Achaïe, Étolie) qui sont en mesure de tenir tête aux royaumes,. La période est marquée par un état de guerre quasi-permanent, entre grands royaumes, cités, fédérations, mais également des puissances extérieures (Parthes, Rome).
La conquête d'Alexandre a donc marqué une rupture en élargissant considérablement le monde grec, et en plaçant de vastes et riches régions sous domination gréco-macédonienne (Égypte, Syrie, Mésopotamie, Perse). De nombreuses cités grecques sont fondées, avant tout en Asie, même si la plus vaste d'entre elles est la capitale des Lagides, Alexandrie d’Égypte. Le nombre de cités grecques s'accroît donc considérablement. La cité reste donc le cadre de vie privilégié des Grecs et Grecques, quel que soit leur pays de résidence. Les Grecs constituent parfois une part importante de la population des pays dominés (Fayoum, Syrie du Nord, peut-être Bactriane), mais ils restent en général minoritaires. Les autochtones peuvent adhérer plus ou moins à la culture grecque, ce qui a été désigné comme une hellénisation, phénomène qui marque plus certaines régions (Phénicie, Anatolie centrale), que d'autres (Égypte, Judée). Quoi qu'il en soit la culture grecque se diffuse dans tous les pays dominés, certes à des degrés divers, et est amenée à exercer une influence durable sur beaucoup de ces régions. Des foyers de culture grecque se constituent hors de Grèce, en premier lieu Alexandrie qui est le principal lieu de création littéraire et artistique de la période.
Dans le courant de la seconde moitié du IIIe siècle av. J.-C., Rome commence à s'étendre en direction du monde grec, à commencer par les cités de Grande Grèce, puis prend pied sur la rive orientale de l'Adriatique dès 229. Le royaume de Macédoine subit une série de défaites qui se soldent par des pertes territoriales puis son annexion et sa division en 168. Entre-temps les Séleucides ont été amputés de plusieurs de leurs territoires, mais ce sont surtout leurs revers à l'est face aux Parthes qui précipitent leur déclin en leur faisant perdre la Mésopotamie. En Grèce, la confédération achaïenne et un ensemble de cités sont à leur tour défaites par Rome, qui prend le contrôle de la région après la destruction de Corinthe en 146 av. J.-C.. Les Romains acquièrent progressivement les territoires hellénistiques par conquête, mais aussi par héritage (Pergame, Bithynie, Cyrénaïque). Une nouvelle tentative de secouer le joug romain, sous la direction du roi Mithridate VI du Pont en 88 av. J.-C. se conclut par un nouvel échec et le saccage d'Athènes. Puis les régions grecques subissent les guerres civiles de la fin de la République romaine, qui entraînent de nouvelles destructions et trouvent leur conclusion durant la bataille d'Actium en 31 av. J.-C., quand Octave défait Marc-Antoine et Cléopâtre, la dernière des souverains hellénistiques, ce qui débouche sur l'annexion de l’Égypte lagide.

### Époque romaine
Après les temps difficiles de la basse époque hellénistique, la mise en place de l'empire romain par Octave devenu Auguste ouvre une période de stabilité et de prospérité pour le monde grec, qui dure jusqu'au IIIe siècle. La cité grecque est l'unité de base sur laquelle se repose l'administration impériale, et les Romains en créent de nouvelles, ainsi que des colonies romaines, et ce jusqu'au IVe siècle, ce qui se traduit par un nouvel accroissement du nombre de cités, et continue de faire de celles-ci le cadre de vie fondamental des Grecs. Elles préservent largement leur autonomie pour leurs affaires internes. Les éléments culturels romains se diffusent mal dans le monde grec : le culte des empereurs est certes adopté ainsi que certains traits de la vie romaine (jeux du cirque), mais le latin est peu pratiqué en dehors de l'administration impériale, alors que le grec continue à se diffuser, notamment en Asie Mineure, et est plus que jamais la langue de culture des élites du monde hellénisé. Les grands centres culturels hellénistiques restent très actifs (Alexandrie, Athènes, Rhodes, Antioche). Surtout la culture grecque a largement été adoptée par les élites romaines, ce qui octroie une position à part aux Grecs dans l'empire, parce qu'ils sont certes dominés politiquement mais sont dans une position de force culturellement. Les notables hellénisés sont de plus en plus intégrés dans l'édifice politique romain, en obtenant par exemple des positions au Sénat, et les Grecs sont généralement enclins à la loyauté envers le pouvoir romain, quand bien même cela soit parfois présenté comme de la résignation,.

### Antiquité tardive
Après la crise qui affecte le monde romain durant le IIIe siècle, le pouvoir impérial connaît de profonds changements dans son organisation, dont la fondation d'une nouvelle capitale en Orient n'est pas le moindre : Constantinople, inaugurée en 330. Celle-ci devient progressivement la principale ville du monde grec, son centre politique et également culturel. La division de l'Empire romain entre Orient et Occident se constitue progressivement, et le monde grec devient alors autonome, assurant la continuité de l'empire romain après la fin de sa moitié occidentale. Cet empire survivant, que l'on connaît surtout sous le nom de « byzantin », est en fait romain de nom mais grec de culture, et aussi d'administration puisque le latin y perd rapidement son statut de langue officielle. La christianisation progresse, et devient un phénomène de première importance au IVe siècle, évinçant progressivement les cultes polythéistes. Le monde grec romain semble voir sa prospérité se poursuivre jusqu'au VIe siècle au plus tard. La peste justinienne qui sévit à partir de 541, les invasions slaves qui ravagent une grande partie de la Grèce à partir de 582, puis le terrible conflit entre l'Empire romain d'Orient et les Perses sassanides au début du VIIe siècle qui cause d'importantes destructions en Asie marquent un renversement de la tendance et voient ces régions s'enfoncer progressivement dans une période de difficultés profondes. La période des conquêtes arabo-musulmanes fait définitivement rentrer le monde hellénisé d'Asie et d'Afrique dans une nouvelle ère,. Dans ce chaos, les villes déclinent et les institutions pluriséculaires des cités grecques disparaissent. Le monde byzantin assure dès lors la continuité de l'hellénisme, certes sous un nouveau profil très marqué par le christianisme, mais conservant une partie des traditions intellectuelles antiques.

## Organisation politique
Les entités politiques des époques minoenne et mycénienne sont définies comme des États, ce qui implique qu'il s'agit d'une forme d'organisation sociale et politique « complexe », dirigée par une élite disposant du pouvoir et des richesses, apparemment organisée chez les Mycéniens autour d'un « roi » (wanax), encadrant le reste de la population (avec une « bureaucratie » attestée par les documents en linéaires A et B), qui est organisée suivant des statuts hiérarchiques et divers métiers spécialisés. Cela concerne les entités organisées autour de palais, le reste de la Grèce étant organisée autour de structures sociopolitiques plus « simples » (chefferies). Après la disparition des États mycéniens, les âges obscurs sont caractérisés par des entités politiques très peu hiérarchisées malgré la présence de rois (basileus), dont le pouvoir semble être d'origine guerrière, avant le retour de structures plus complexes entre le IXe siècle av. J.-C. et le VIIIe siècle, période qui voit un nouveau mouvement d'affirmation du pouvoir et de formation étatique. La trajectoire sociopolitique grecque prend alors une tournure spécifique, avec la formation des cités-État, qui deviennent un élément cardinal du monde grec antique, mais jamais la seule forme d'organisation politique puisque d'autres coexistent avec elles.

### La cité
Le terme grec polis peut se traduire par « cité-État » dans un contexte politique, mais il peut aussi désigner une « ville »,. C'est la forme la plus répandue d'organisation politique durant l'Antiquité dans la Grèce centrale et méridionale ainsi que l'Asie Mineure grecque et les colonies grecques. Elle se constitue progressivement durant l'époque archaïque suivant des modalités qui restent difficiles à tracer avec exactitude. On peut le suivre dans le développement progressif de sociétés urbaines avec un urbanisme et une architecture caractéristiques des villes et bien distincts des villages et bourgs, avec une stratification sociale et une spécialisation professionnelles plus affirmées, l'usage croissant de l'écriture, le développement des échanges. La fondation de nouvelles cités, les colonies, à partir du milieu du VIIe siècle av. J.-C., est la manifestation la plus évidente du phénomène. Mais ce n'est pas avant le VIe siècle av. J.-C. que les caractéristiques des cités achèvent de se constituer. Quant à savoir pourquoi cela se produit à cette période, et suivant ces modalités et pas une autre (le modèle de la cité-État n'est certes pas spécifique à la Grèce mais il la distingue des pays orientaux alors dominés par des monarchies territoriales), cela est également en débat.
La cité-État se définit avant tout comme une communauté humaine : dans les discours officiels, la cité est désignée par ses habitants, ou plutôt le corps de ses citoyens (politai), donc des « Athéniens », « Spartiates », « Milésiens », etc. Ce sont ceux qui prennent effectivement part au processus de décision politique, qui y accèdent suivant des principes variés, mais sont dans tous les cas des hommes adultes, ce qui revient à exclure du groupe une grande partie de la population qui vit dans la cité. C'est donc sa communauté citoyenne qui est la condition fondamentale pour son existence, plus que le territoire sur lequel elle exerce sa souveraineté, ce qui fait la spécificité du modèle de la cité grecque. Elle dispose d'un chef-lieu, en général une ville (mais pas toujours), où siègent ses institutions qui sont en gros similaires d'une cité à l'autre, avec une assemblée, un conseil, des tribunaux, et des magistrats désignés selon des modalités diverses. À compter du VIIe siècle av. J.-C. des lois écrites régissent l'organisation des cités. La population de la cité (au-delà des citoyens) manifeste sa cohésion et son identité par des cultes civiques, notamment ceux de la divinité tutélaire de la cité (la divinité « poliade ») et des héros et héroïnes locaux, dont les sanctuaires participent à la structuration de son territoire. Elle est plus largement soudée par un ensemble de coutumes ancestrales. En fin de compte, les foyers, les groupes de parenté, l'économie comme la religion et la culture sont subordonnés à la cité, qui les oriente dans un sens « politique ». La cité s'impose comme la référence principale d'un individu grec antique, au-delà des autres références (parentés, ethnè), et l'implication du corps des citoyens dans la prise de décision politique entraîne de nombreux débats et réflexions, l'émergence d'une culture politique qui affecte tous les aspects de la vie de la cité,,. Ainsi, « on peut soutenir que si l'on cherche bien on trouve en Grèce de la politique partout. De sorte que ce n'est pas trahir cette culture que de la définir comme celle où le champ du politique domine tous les autres » (P. Brulé). Cela se manifeste en particulier durant l'époque classique. On trouve alors une myriade de cités de tailles et de population très diverses, constituant des microcosmes peu ouverts aux autres. Écrivant au moment où le processus est achevé et consolidé, Aristote a ainsi pu définir l'homme grec comme un « animal politique », qui ne peut s'épanouir que dans une polis. Cela explique qu'on mette souvent au crédit de la polis d'avoir stimulé les innovations intellectuelles de la Grèce antique.
La fin de l'époque classique est marquée par l'échec politique des cités, et la perte de leur autonomie face aux royaumes, puis face à l'expansion romaine. Mais cela ne signifie pas la fin des cités grecques, ou même leur déclin. Elles restent la forme courante d'organisation des communautés grecques, et ce de plus en plus puisque de nombreuses fondations ont lieu durant cette période, à l'initiative des rois, assurant la diffusion du modèle. Dans les pays conquis par les royaumes hellénistiques en Asie et (dans une moindre mesure) en Égypte, cela se traduit par la constitution d'enclaves grecques dominant un arrière-pays autochtone. La citoyenneté et l'éducation intellectuelle et physique qui l'accompagne sont alors fondamentales dans l'identité grecque : la polis est aussi un modèle culturel. Cela explique sa survie sous l'empire romain.
Les cités grecques sont en effet la structure de base de l'organisation politique de la moitié orientale de l'Empire romain, l'hellénisme trouvant là un vecteur d'épanouissement dans le monde « gréco-romain ». Des colonies romaines sont fondées dans le monde grec (au sens large la partie orientale de l'Empire), parfois dans des cités grecques. Du point de vue juridique la domination romaine s'accompagne de l'octroi progressif de la citoyenneté romaine aux habitants du monde grec, et elle se surimpose à la citoyenneté grecque d'origine. Elle est généralisée par l'édit de Caracalla en 212.
Durant l'Antiquité tardive, les cités grecques restent prospères, et poursuivent leur existence au moins jusqu'au VIe siècle. Elles disparaissent ensuite, dans la crise qui touche l'Empire romain d'Orient au VIIe siècle et porte un coup sévère aux villes, alors que le pouvoir byzantin constitue un système provincial qui prend en charge les affaires locales à leur place.

### Institutions civiques et vie politique
Si la polis est à l'origine du terme et du concept modernes de « politique », c'est parce qu'elle a donné lieu à des expériences d'organisation et de vie sociale diverses et novatrices. Cela a suscité des débats et affrontements très vigoureux et éveillé les réflexions des penseurs, qui se sont interrogés sur la vie dans la cité. « Les Grecs, en effet, ne se sont pas contentés d'inventer et de pratiquer les formes variées d'organisation politique à partir desquelles l'Europe occidentale a continué de se fonder, ils y ont réfléchi » (P. Brulé).

#### Lois et institutions

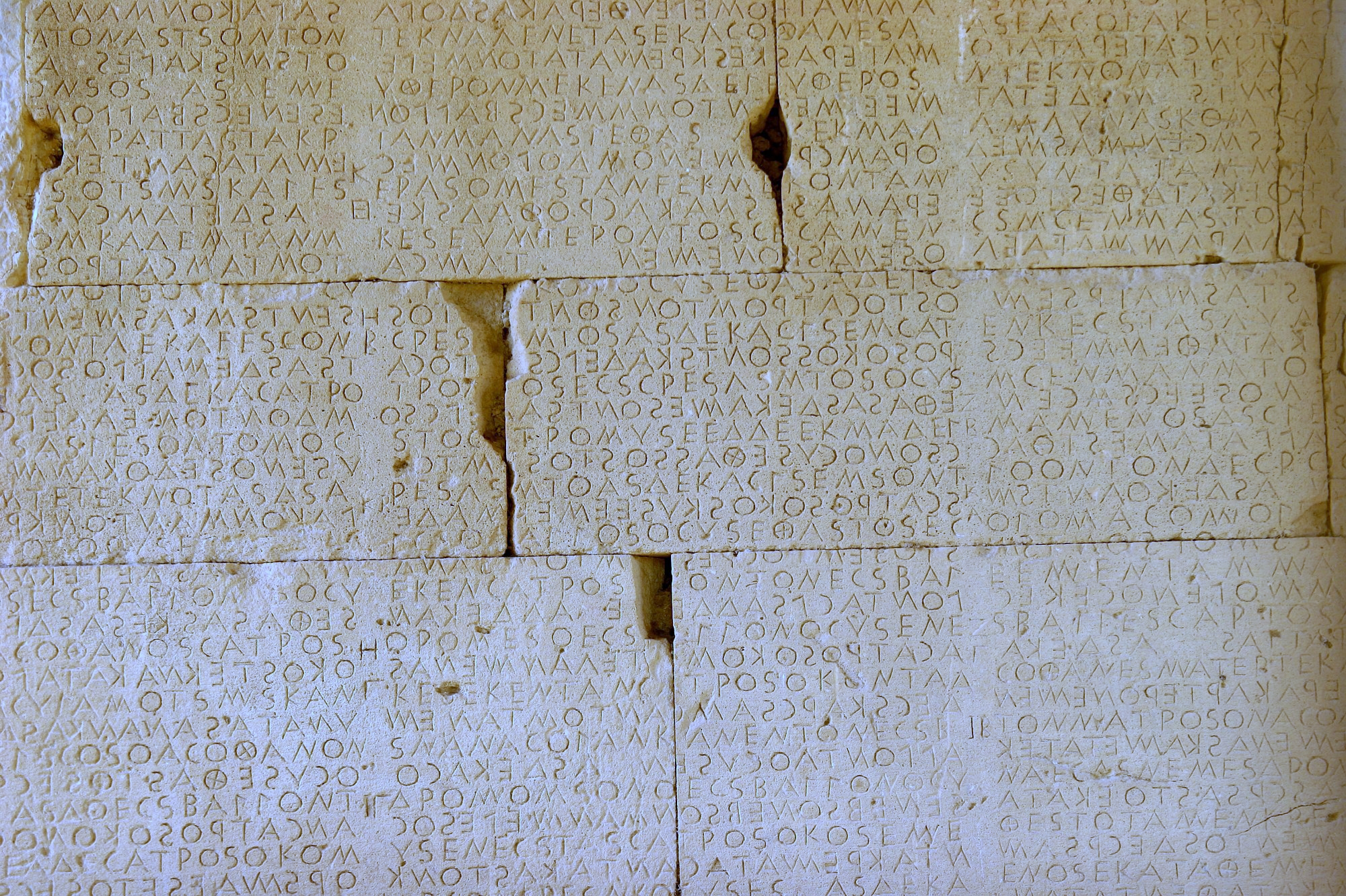
Passage de l'inscription du « code de Gortyne ». Première moitié du

Le processus de formation des cités grecques s'accompagne du développement de lois (nomoi), couchées par écrit à partir du VIIe siècle av. J.-C. Souvent, elles sont attribuées postérieurement à des figures enveloppées d'une aura légendaire, tels Zaleucos à Locres Épizéphyrienne, Dracon et Solon à Athènes et Lycurgue à Sparte. Elles sont présentées comme l'expression de la volonté collective du corps citoyen, ce qui leur confère leur légitimité, et leur inscription sur pierre (elles sont souvent connues par ce biais, par exemple le « code de Gortyne »), métal ou bois les rend obligatoires. Elles concernent potentiellement tous les domaines de la vie privée et publique. En pratique la décision des lois prend différentes modalités : par l'assemblée de citoyens, par les personnes exerçant de façon collégiale la magistrature de juge. Ceux-ci siègent dans un tribunal civique, rendent leur verdict après des débats qui ont donné lieu à Athènes à l'apparition de personnes spécialisées dans la rédaction de plaidoyers, les logographes.

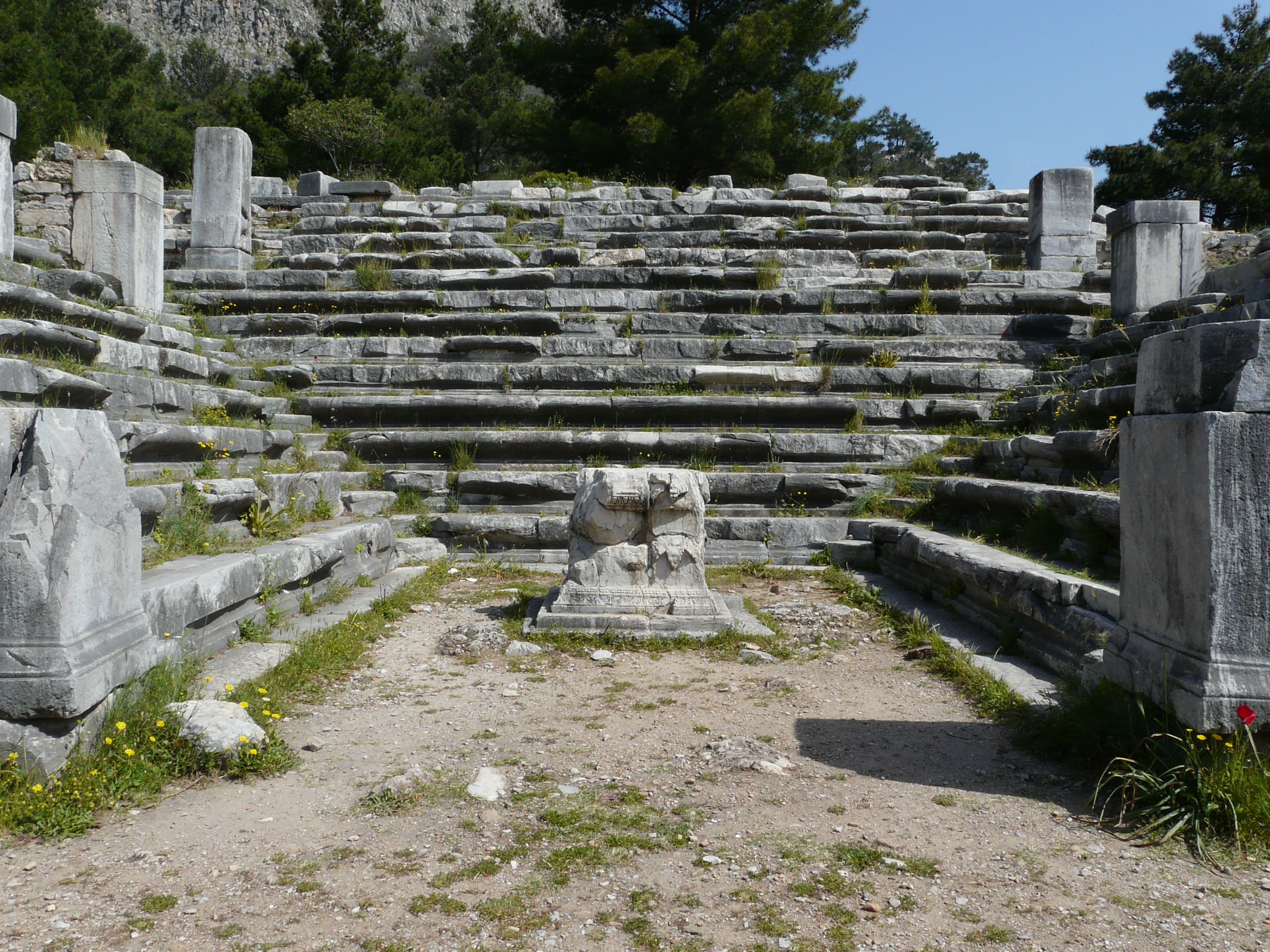
Le bouleutérion, salle du conseil, de la cité de Priène,

Les lois régissent suivant des modalités diverses le fonctionnement des institutions civiques, qui reposent en général autour d'une assemblée, d'un conseil, d'un tribunal, et de magistratures civiles et/ou militaires (archonte, agoranome, stratège, polémarque, etc.) exercées pour des durées plus ou moins longues selon le régime politique. Pour leur fonctionnement, les cités ne développent pas de bureaucratie, elles impliquent autant que faire se peut leurs citoyens dans la direction de ses affaires et la prise de décision. Le système athénien est de loin le mieux connu pour l'époque classique : les tâches administratives comme celles, financières, des poletai, sont réparties entre des citoyens, par groupes de dix exerçant une charge pendant un an, sous la supervision du conseil (la Boulè). On se soucie plus de leur probité que de leurs compétences. La fiscalité prend des formes variées : il existe des taxes sur les transactions, un impôt de répartition exceptionnel (eisphora). Leur prélèvement est affermé. Les plus riches sont spécifiquement mis à contribution par le biais des liturgies, servant à financer le fonctionnement des gymnases, des pièces de théâtre, des banquets, des navires de guerre, etc. Tout cela ne suffit pas à financer les importantes dépenses militaires de la cité, qui recourt durant sa période impérialiste à un tribut prélevé sur ses alliés,.

#### Régimes et rivalités politiques

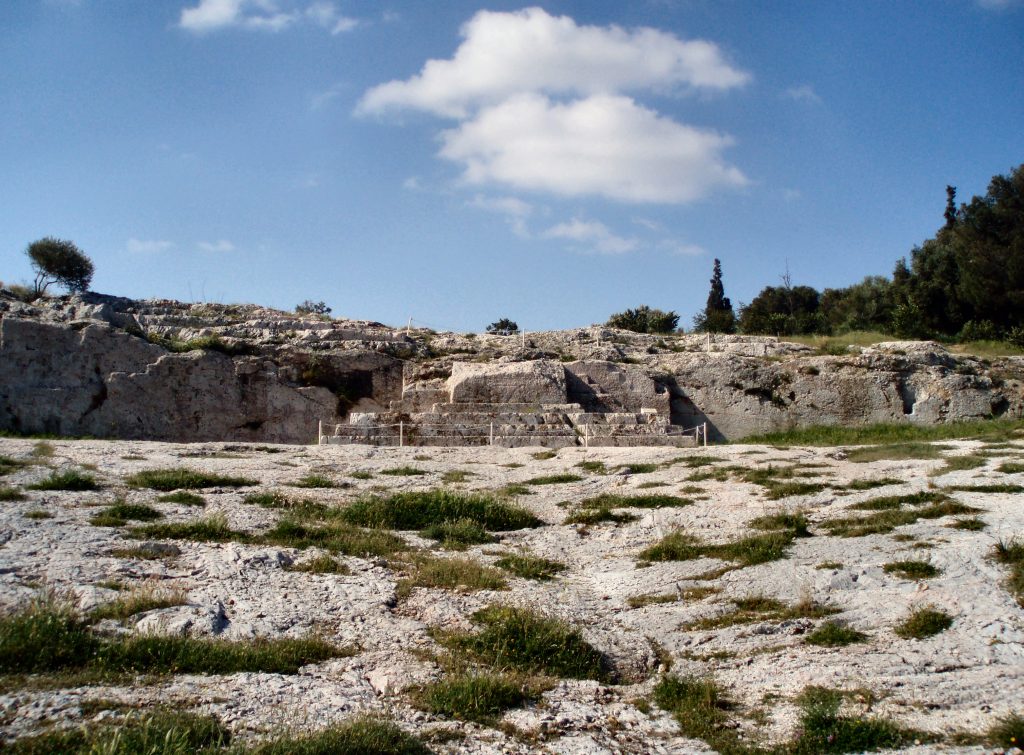
La plateforme des orateurs sur la Pnyx d'Athènes, lieu de réunion de l’Ecclésia, l'assemblée des citoyens athéniens.

La vie politique, et plus précisément le processus de prise de décision, surtout connu par les exemples athénien et spartiate pour les époques archaïque et classique, se déroulent suivant un processus ritualisé, placé sous les auspices divins, suivant une procédure fixée. Une fois la décision prise, elle doit s'appliquer aux citoyens. La discussion occupe une place centrale, afin de débattre et de parvenir à une prise de décision, lors d'assemblées auxquels tous les citoyens peuvent en principe participer. En pratique les chefs politiques qui s'y expriment sont généralement issus du milieu des familles de l'élite (comme les Alcméonides d'Athènes : Clisthène, Périclès, Alcibiade), mais à Athènes émerge le phénomène des « démagogues », d'extraction moins élevée, accusés de flatter le peuple pour assurer leur ascension politique. Avec le développement de la rhétorique, les discours politiques athéniens, surtout connus pour le IVe siècle av. J.-C., sont très savamment construits. Il n'y a pas de partis politiques à proprement parler, même s'il existe des formes de factions. Des phases de dissensions (stasis), ayant souvent pour origine des tensions sociales (accès à la terre, inégalités de richesse), brisent le consensus afin de changer l'ordre des choses. Elles peuvent dégénérer en conflits internes, et en changements de régimes politiques. Elles sont vues comme une forme de maladie de la communauté civique, devant laquelle les institutions sont impuissantes. Ce bouillonnement politique s'accompagne rapidement d'un effort de théorisation débouchant sur l'émergence d'une science politique, visible avant tout dans les travaux de philosophes d'Athènes. Platon réfléchit à une cité « idéale », de même qu'Aristote, qui en plus se penche sur les différentes formes d'organisation politique (y compris la monarchie perse, vue comme « despotique »).
Parmi les régimes politiques se développant durant les époques archaïque et classique, et qui sont décrits et théorisés par les historiens et penseurs antiques, trois se détachent par leur importance historique :
- l'oligarchie, mot composé d’oligos, « peu » et archein, « commander », donc une organisation dans laquelle un petit nombre de citoyens dispose du pouvoir, avec des magistratures aux attributions importantes exercées sur une durée longue, créant une fracture entre les citoyens actifs dans la vie politique et ceux qui ne le sont pas ; Sparte présente par bien des aspects un profil oligarchique (une de ses originalités étant sa double monarchie), mais le système est d'une manière générale le régime le plus courant du monde grec archaïque et classique, et dispose de partisans à Athènes qui parviennent à plusieurs reprises à prendre le pouvoir[95],[96].
- la démocratie, de démos « peuple » et kratein « décider » ou kratos « pouvoir », système surtout associé à l'époque classique à Athènes (c'est là où il est le mieux connu même si la cité n'en a pas le monopole), dans lequel la souveraineté appartient au peuple, à comprendre comme un groupe important de citoyens, qui peut participer à la vie politique, et où on prend soin de limiter la durée et le pouvoir des fonctions (Athènes ayant la particularité de séparer fonctions civiles et militaires)[97],[98],[99].
- la tyrannie, où le pouvoir est exercé par une seule personne, le tyran (tyrannos ; mot probablement d'origine anatolienne) ; le terme a actuellement une connotation négative, mais ce n'est pas forcément le cas dans l'Antiquité, et son pouvoir peut s'appuyer sur le peuple contre les aristocrates. Ce n'est donc pas un système politique structuré à la différence des précédents. La tyrannie est connue en Grèce à l'époque archaïque (Athènes, Corinthe, Samos, etc.), mais rencontre surtout le succès en Grande Grèce durant l'époque classique (Syracuse)[100],[101].

Le dynamisme de la vie politique des cités grecques implique des évolutions dans ces systèmes de gouvernement, les régimes ayant des durées variables, étant notamment affectés par les conflits militaires qui provoquent de fortes tensions internes, dans lesquelles les puissances rivales ne manquent pas de s'impliquer. Athènes expérimente ainsi la tyrannie, avant une évolution vers un régime démocratique, pensé comme une façon d'éviter le retour de ce régime (ce qu'indique notamment la procédure d'ostracisme, qui exile ceux soupçonnés de briguer le pouvoir pour eux-mêmes), mais l'opposition oligarchique y reste forte et triomphe à plusieurs reprises. Le régime démocratique y est très débattu : ses partisans le voient comme un gouvernement par la loi, reposant sur les principes de liberté (ce qui comprend la liberté de parole) et d'égalité (devant la loi et dans l'accès à la vie politique), alors que pour ses opposants (partisans d'un régime oligarchique, philosophes) c'est le gouvernement des gens du commun, voire des pauvres citadins, contre les paysans et grands propriétaires, et la liberté une illusion qui détourne les individus du véritable sens de l'existence par l'expression d'une pluralité d'opinions. Syracuse connaît aussi ces trois types de régimes, une vie politique intérieure manifestement mouvementée, mais bien moins documentée.

#### Relations entre cités
Pour ce qui concerne les relations entre cités (et plus largement entre États), dans le vocabulaire des affaires extérieures la notion de « liberté » (eleutheria) indique qu'une cité ne subit pas de contrainte extérieure, tandis que celle d'« autonomie » (autonomia) renvoie au fait qu'une cité est passée sous la coupe d'une puissance dominante mais conserve une indépendance plus ou moins limitée et peut s'auto-administrer. Il existe des alliances militaires (symmachies) de durée limitée ou indéfinie. Les secondes sont désignées comme des « ligues » ou « confédérations » dans la littérature moderne, car elles peuvent aboutir à l'unification de la politique extérieure des membres. Les amphictyonies, groupements d’États servant pour l'administration de lieux de cultes majeurs (Delphes avant tout) jouent également un rôle politique. Ces groupements sont placés à l'époque classique sous l'égide d'une puissance dominante : Sparte pour la ligue du Péloponnèse, Athènes pour la ligue de Délos, Thèbes pour la confédération béotienne, le royaume de Macédoine pour l'amphictyonie de Delphes et la ligue de Corinthe. L'époque classique est en effet marquée par des tentatives d'imposer une hégémonie de la part d'une de ces grandes puissances, quand bien même elles promettent liberté et autonomie, ce qu'on désigne généralement comme un « impérialisme » (ou « empire athénien » pour la ligue de Délos), sans pour autant que cela n'accouche sur la constitution d'un État territorial.

#### Époques hellénistique et romaine
Durant l'époque hellénistique, les cités grecques sont certes pour la plupart dominées par des royaumes (certaines restent indépendantes, comme Rhodes, Sparte, aussi Athènes par périodes) mais elles préservent leurs institutions et la gestion de leurs affaires internes. Les rois continuent régulièrement de leur promettre liberté et autonomie, mais elles doivent désormais composer et négocier avec eux (et leur versent souvent un tribut) et n'ont généralement pas d'armée (ce qui ne les empêche pas de conduire des affaires diplomatiques avec d'autres cités). Elles ont pour la plupart adopté des institutions de type démocratique. Leur financement repose de plus en plus sur les contributions de leurs riches citoyens, qui deviennent des bienfaiteurs réguliers finançant toutes sortes de constructions et prestations (financement de spectacles, d'écoles, distributions alimentaires). C'est le phénomène qui a été désigné comme l'« évergétisme » (néologisme dérivé du grec eu ergein, « bien agir »). Les rois hellénistiques sont au départ d'importants bienfaiteurs, mais quand leur pouvoir s'affaiblit ils laissent la place aux élites locales,,.
Le pouvoir romain fait aussi des cités la base de son administration, et après leur avoir à son tour promis la liberté il les place sous le contrôle de gouverneurs provinciaux. Le gouvernement des cités évolue vers l'oligarchie, favorisée par les conquérants. Les conseils des cités ne sont plus renouvelés, ils sont accaparés par les citoyens les plus riches, qui exercent également la plupart des magistratures importantes, d'autant plus qu'il faut que leur détenteur les finance en bonne partie sur ses propres deniers. L'évergétisme prend alors une place plus importante que par le passé, devenant un mode de financement normal de la cité, avec de plus en plus un caractère contraignant pour le bienfaiteur. Beaucoup cherchent d'ailleurs à se dégager de cette charge, par une autorisation impériale.

#### La fin des institutions civiques
Durant l'Antiquité tardive l'évergétisme est progressivement remplacé par une obligation pour les détenteurs de charges civiques de financer la cité, et les institutions charitables chrétiennes (hôpitaux, hospices), qui ne réservent plus leurs services aux seuls citoyens mais les ouvrent en principe à tous, en priorité aux pauvres. L'élite locale foncière conserve le pouvoir, elle peut participer au financement des églises et organisations caritatives. Les institutions ecclésiastiques, en particulier les évêques (choisis après élection par des clercs et des laïcs), prennent un rôle croissant dans la vie locale. Cela est renforcé quand les institutions civiques disparaissent avec la crise urbaine des VIe – VIIe siècles, le système provincial impérial prenant le relais pour la direction des affaires locales. Les institutions civiques sont formellement abolies par Léon VI le Sage (886-912) mais certains de leurs éléments sont préservés dans l'administration des villes byzantines.

### L’ethnos
Alors que la cité se met en place durant l'époque archaïque, une autre forme d'organisation politique domine la Grèce du Nord et de l'Ouest, l’ethnos (ethnè au pluriel). Il se trouve par exemple en Haute Macédoine, Épire, Thessalie, Phocide, aussi en Achaïe et Messénie dans le Péloponnèse. Le monde grec ne peut donc être réduit au monde des cités grecques, les deux modèles coexistant, et se superposant dans plusieurs cas (Achaïe, Béotie, Acarnanie). L’ethnos doit être vu comme une autre forme étatique évoluant aux côtés de la cité-État, et non comme une forme primitive de celle-ci, moins bien organisée. Il regroupe également une communauté d'habitants, a une dimension territoriale, et on peut y trouver des villes, bien que les régions concernées soient en général de peuplement plus clairsemé que celles où la cité domine. Les ethnè sont également de tailles très diverses, certains regroupent une population très importante. Ils semblent en général avoir été plus ouverts que les cités quant à l'admission de nouveaux membres, ce qui explique sans doute comment plusieurs d'entre eux ont pu connaître une croissance importante aux IVe – IIIe siècles alors que les cités sont souvent en butte à un problème d'érosion de leur corps de citoyens. Leurs institutions sont régies par des lois et organisées selon différents niveaux territoriaux (village, districts, puis ethnos), disposent d'assemblées, elles peuvent être dirigées par des rois, dont le pouvoir est contrebalancé par celui des magistrats et des coutumes qui limitent leur champ d'action.

### La fédération

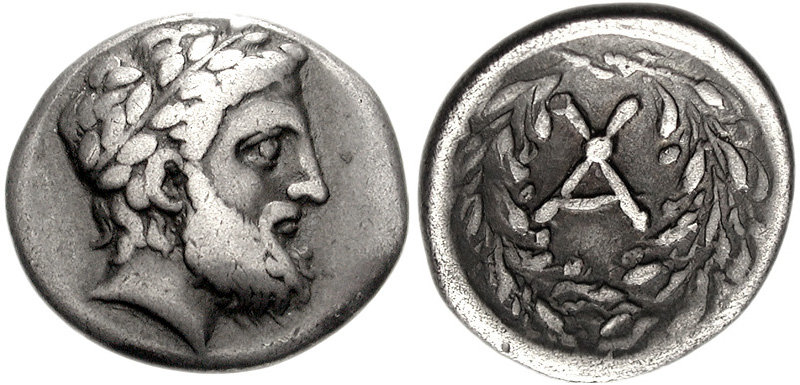
Hémidrachme en argent frappé par la ligue achéenne, 250 av. J.-C.

Les « États fédéraux » ou « ligues » sont des formes d'organisation regroupant un ensemble d'entités politiques, cités ou ethnè. Ils sont appelés koinon dans l'Antiquité, terme qui désigne « ce qui est commun » (aux membres du groupement). Cette forme d'organisation s'affirme surtout à la fin de l'époque classique et durant l'époque hellénistique, avec l'émergence d'entités puissantes telles que la Béotie (autour de Thèbes), l'Étolie, l'Épire et l'Achaïe. Ils se distinguent des autres formes de groupement de cités et ethnè (alliances militaires, groupements religieux) par le fait qu'il existe une citoyenneté propre au koinon, qui se surimpose à celle des cités et ethnè qui le composent, suivant un principe d'organisation pyramidal. Ses membres font généralement partie d'un même ensemble culturel, un peuple (ethnos dans le sens non-politique du terme) parlant un même dialecte, unifié autour de cultes communs. Ils mettent en commun leurs moyens militaires et diplomatiques, peuvent frapper une monnaie. À leur tête se trouve soit un exécutif exercé par un roi (en Épire) ou des magistrats militaires, par exemple un collège de stratèges en Acarnanie, et un conseil représentant les communautés fédérées. Une assemblée regroupe périodiquement tous ses membres (une fois par an en Étolie, au printemps). Les institutions fédérales disposent d'un pouvoir plus ou moins étendu selon le koinon. Les fédérations sont vaincues par Rome, elles peuvent ensuite survivre mais elles sont dépouillées de leurs pouvoirs politiques et militaires,.

### Rois et royaumes
Les textes d'Homère et d'Hésiode évoquent des « rois » ou « chefs » (basileus ; (w)anax, le terme employé pour désigner le roi dans la civilisation mycénienne, se retrouve encore dans des textes archaïques), ce qui est souvent pris comme un indice du fait que la royauté est répandue au début de l'époque historique (siècles obscurs et époque archaïque), mais sous une forme tempérée puisque ces personnages n'ont pas un pouvoir très fort ou stable. Cette institution semble s'effacer avec l'affirmation de la cité à partir du VIIIe siècle av. J.-C. On peut certes retrouver des « rois » dans des cités, mais il s'agit en général de simples magistrats annuels, parfois de personnages se succédant suivant un principe héréditaire comme dans le cas de la double royauté spartiate, dont les attributions sont surtout militaires. La royauté héréditaire avec un aspect proprement monarchique se retrouve dans les ethnè du Nord, notamment l'Épire et la Macédoine, où le roi est avant tout chef de guerre et chef religieux, au pouvoir limité par l'aristocratie et le peuple : c'est une royauté nationale dans laquelle le pouvoir royal est exercé en accord avec le peuple, suivant un principe contractuel. Philippe II et Alexandre renforcent le pouvoir du roi en Macédoine, mais ils font face à des résistances répétées de l'élite du royaume,.
La conquête d'Alexandre puis la constitution des royaumes hellénistiques accouchent en revanche de l'apparition de royautés personnelles, des monarchies fortes, dans lesquelles le pouvoir royal est de type patrimonial (l’État est vu comme la propriété personnelle du roi), peu restreint, tend vers une forme d'absolutisme, sans toutefois l'atteindre. C'est une conséquence du caractère conquérant de la figure royale qui s'instaure à la suite des conquêtes, justifiant la domination de ses sujets, qui sont un ensemble hétérogène. Il doit aussi faire preuve de qualités dans l'exercice de la justice, et de générosité envers ses sujets par ses bienfaits (l'évergétisme royal). Des cultes dynastiques sont mis en place chez les Séleucides et les Lagides. Le roi dirige avec son entourage proche, ses « Amis » (philoi), sur les fidélités acquises auprès des élites gréco-macédoniennes (et dans une moindre mesure autochtone), ce qui rend son pouvoir personnel fragile, d'autant plus qu'aucune règle successorale n'a été précisée, au-delà d'un principe héréditaire, ce qui explique les nombreux coups d’État et conflits pour le pouvoir. La royauté macédonienne garde en revanche un caractère plus « national » (moins de distance entre élite et dominés, pas de culte dynastique),.
L'antiroyalisme romain fait qu'on ne parle plus de « rois » mais d'« empereurs » (autokrator en grec ; Sebastos traduit « Auguste ») pour désigner le monarque durant le Haut Empire. Le terme grec basileus « roi » fait son retour dans la littérature non officielle en grec à partir du règne de Constantin Ier au début du IVe siècle, et s'impose progressivement comme la forme la plus courante de désigner un empereur, puis la manière officielle au moins à partir d'Héraclius vers 629.

## Société

### Démographie
La population de la Grèce antique ne peut être reconstituée de façon assurée, car aucun document de dénombrement de population complet n'a été préservé, et que les recensements étaient effectués (pour des raisons fiscales ou militaires) uniquement au niveau local et pas à un niveau central, même à l'échelle d'une cité. Les chiffres donnés par les auteurs antiques sont la plupart du temps vagues et exagérés. Les estimations modernes peuvent s'appuyer sur l'identification du nombre de sites habités et de leur surface, mais cela reste imprécis,.
Il est généralement estimé que la Grèce connaît une croissance démographique à partir du IXe siècle av. J.-C., dans les régions qui voient l'émergence des cités, et que la colonisation qui se produit à compter du VIIIe siècle av. J.-C. est en bonne partie liée à cette augmentation de la population. Le pic de population est atteint en Grèce sur les Ve – IIIe siècle av. J.-C.. L'amélioration des techniques agricoles et l'extension de l'exploitation des campagnes dans les régions du centre-est et du sud y entraînent d'importantes concentrations de population, là où se constituent les plus importantes agglomérations urbaines : Attique, Béotie, région de Corinthe, Messénie, Laconie, Eubée notamment. On y trouve autour de 2 millions d'habitants au Ve siècle av. J.-C., soit des densités de 25 à 45 habitants au km², voire plus de 100 à Athènes et Corinthe. En revanche, les parties centrales et septentrionales de la Grèce, montagneuses et pastorales, sont moins densément peuplées. Les campagnes de Thessalie, d'Épire et de Macédoine connaissent cependant une importante croissance au IVe siècle av. J.-C., sur laquelle s'appuie leur essor politique et militaire ; elles ont peut-être une population de 1,6 million d'habitants durant l'époque hellénistique. En dehors de Grèce, les cités de Sicile et du reste de l'Italie semblent avoir été particulièrement prospères et peuplées durant l'époque classique, la population de Syracuse devant excéder celle des autres cités grecques.
En gros, les populations de la Grèce classique et hellénistique sont bien nourries et plutôt en bonne santé par rapport aux standards antiques, ou en tout cas vivent-elles plus longtemps que celles de la Grèce de l'âge du Bronze, avec des âges moyens des décès autour de 45 ans pour les hommes et 36 ans pour les femmes. En revanche, l'espérance de vie à la naissance est plus faible en raison d'une mortalité infantile élevée, à situer autour de 27 ans. On suppose donc que les taux de fertilité devaient être élevés, avec pour principal déterminant l'âge du (premier) mariage, à situer pour les femmes autour de 17 ans, mais il serait plus tardif pour les hommes (autour de 30 ans ?). La population croît vite en conditions normales, la limitation des naissances pourrait être pratiquée par contraception, avortement ou infanticide, et l'émigration permet de pallier la surpopulation,.
La tendance se retourne en Grèce centrale et méridionale à la fin de l'époque hellénistique et au début de la domination romaine, autour du IIe siècle av. J.-C., qui connaissent apparemment une baisse démographique liée à une baisse de la natalité, du moins si on se fie à certains auteurs, dont Polybe. Mais il pourrait s'agir d'un topos littéraire, aussi l'ampleur et la nature de ce phénomène sont discutés,,,. La tendance se retourne durant l'époque impériale romaine, avec une croissance qui connaît son pic durant l'Antiquité tardive, au VIe siècle, les prospections indiquant que la Béotie et l'Attique retrouveraient leurs niveaux de peuplement de l'époque classique. La série de crises qui frappe l'Empire romain d'Orient à compter du VIe siècle entraîne en revanche en Grèce le dépeuplement de nombreux sites et des mouvements importants de population.

### Paysages et lieux de peuplement
Les anciens Grecs et Grecques ont dans leur environnement six zones écologiques : les plaines cultivables, les collines en roches tendres propres à la culture, les collines en roches dures impropres à la culture, les montagnes élevées, les marais, les côtes et la mer. Le paysage de la Grèce classique est sans doute plus boisé que celui de la Grèce moderne, mais le pays a tout de même connu une déforestation importante depuis les débuts de l'agriculture au Néolithique. Les forêts denses sont surtout préservées dans les zones hautes (pins, cèdres, etc.), la végétation des autres espaces étant de type garrigue et maquis, aussi savane. Parmi les aménagements de l'espace par les hommes, les terrasses de cultures existent dès cette époque, mais les espaces marécageux sont généralement préservés, et appréciés comme lieux de pâture. Les territoires des cités étant généralement peu étendus, la plupart d'entre elles ne disposent pas d'une grande variété de zones écologiques et de ressources ; et même la très vaste Athènes doit compter sur l'extérieur pour obtenir assez de bois de construction et de céréales pour combler ses besoins. L'habitat humain est présent un peu partout sous différentes formes, qu'il s'agisse de villes, de bourgs, de villages, de hameaux, de fermes ou de bâtisses rurales occupées de façon saisonnière.
La Grèce comprend de longs littoraux aux côtés souvent découpées, dont de nombreuses îles, ce qui explique que la mer joue un rôle important dans son identité et son imaginaire dès l'Antiquité. De nombreuses cités ont un accès direct à la mer, les Grecs exploitent ses produits (poissons, éponges, sel, algues), ils comptent parmi eux des navigateurs capables et aventureux comme le reflètent leurs implantations coloniales et explorations lointaines. Ils recourent souvent aux bateaux pour le déplacement de personnes ou le transport de marchandises, malgré les dangers que la navigation en mer peut représenter, alors que le relief accidenté gêne en bien des endroits les communications terrestres.

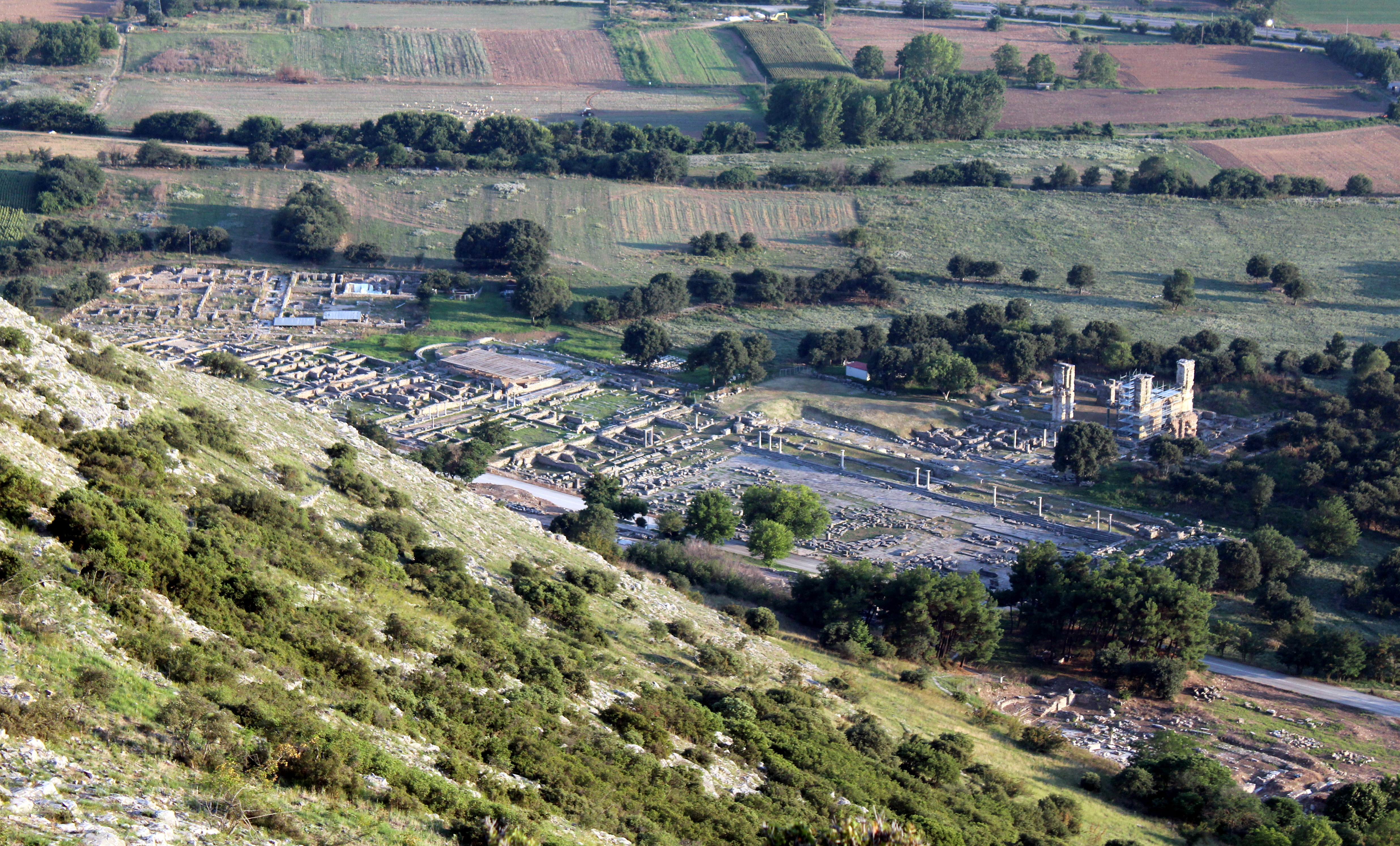
Le site de Philippes, Macédoine, vu depuis l'acropole.
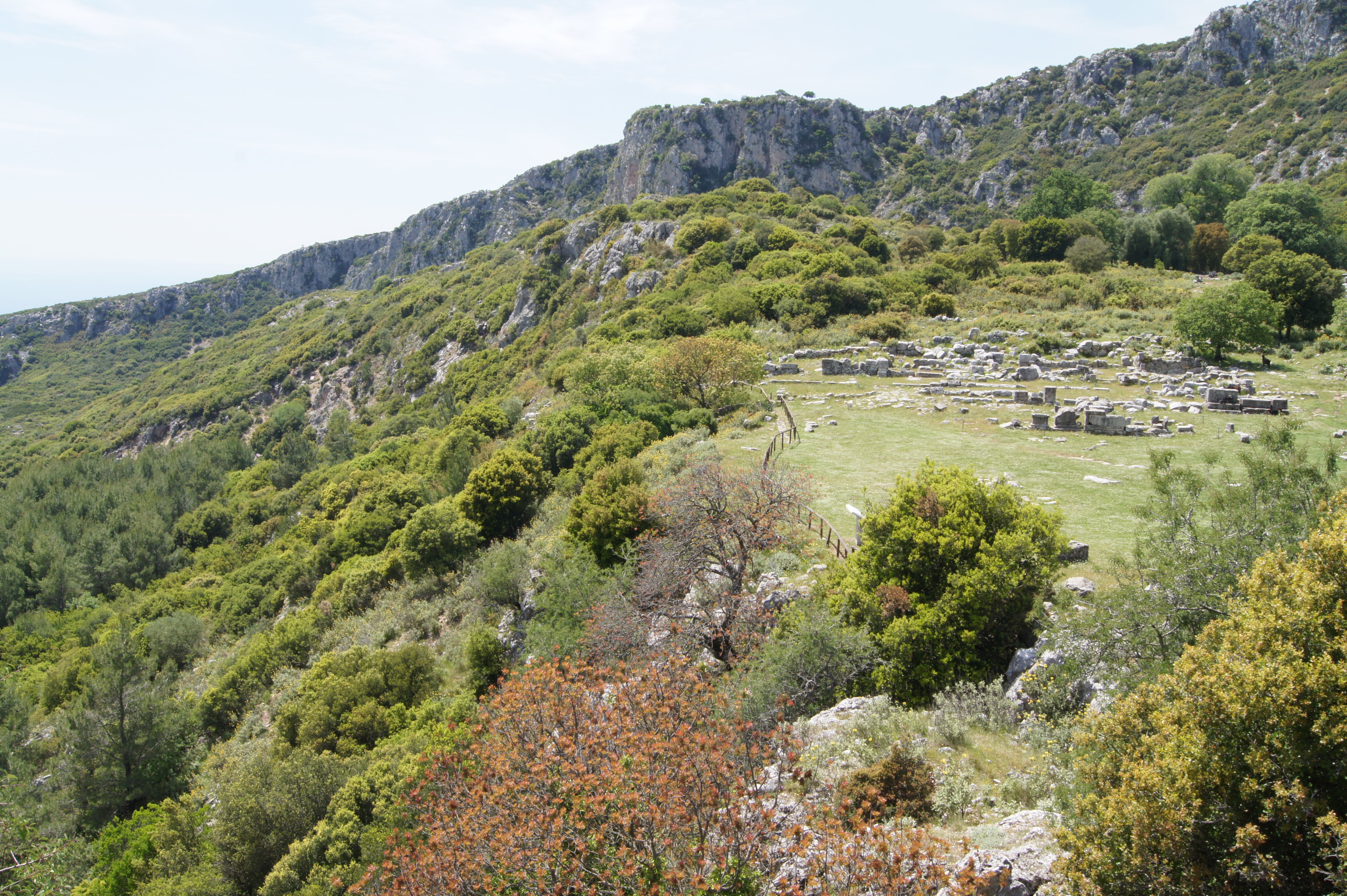
Le site de Cassopè, dans les régions hautes d’Épire en Grèce du nord-ouest.
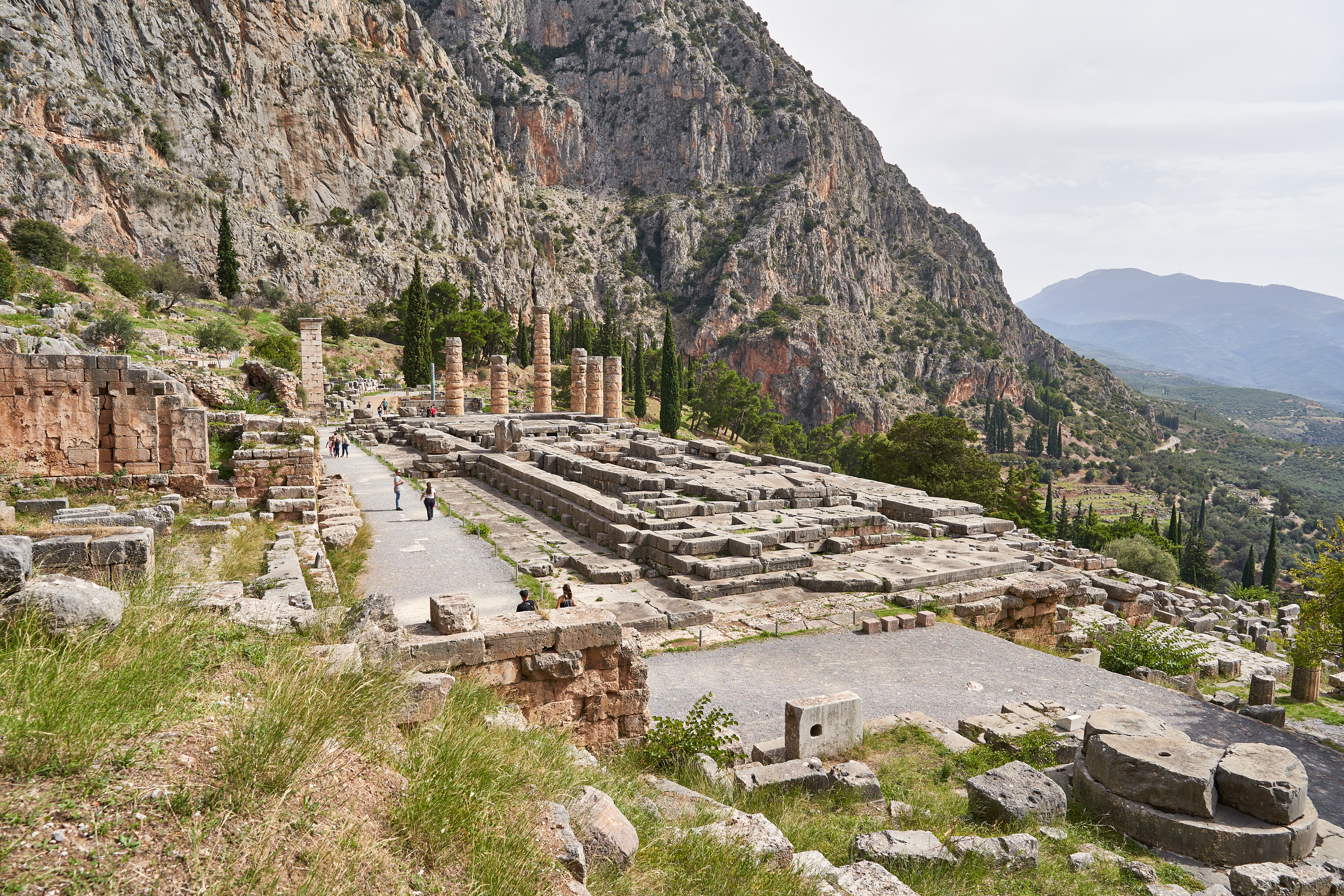
Le temple d'Apollon de Delphes, Phocide.
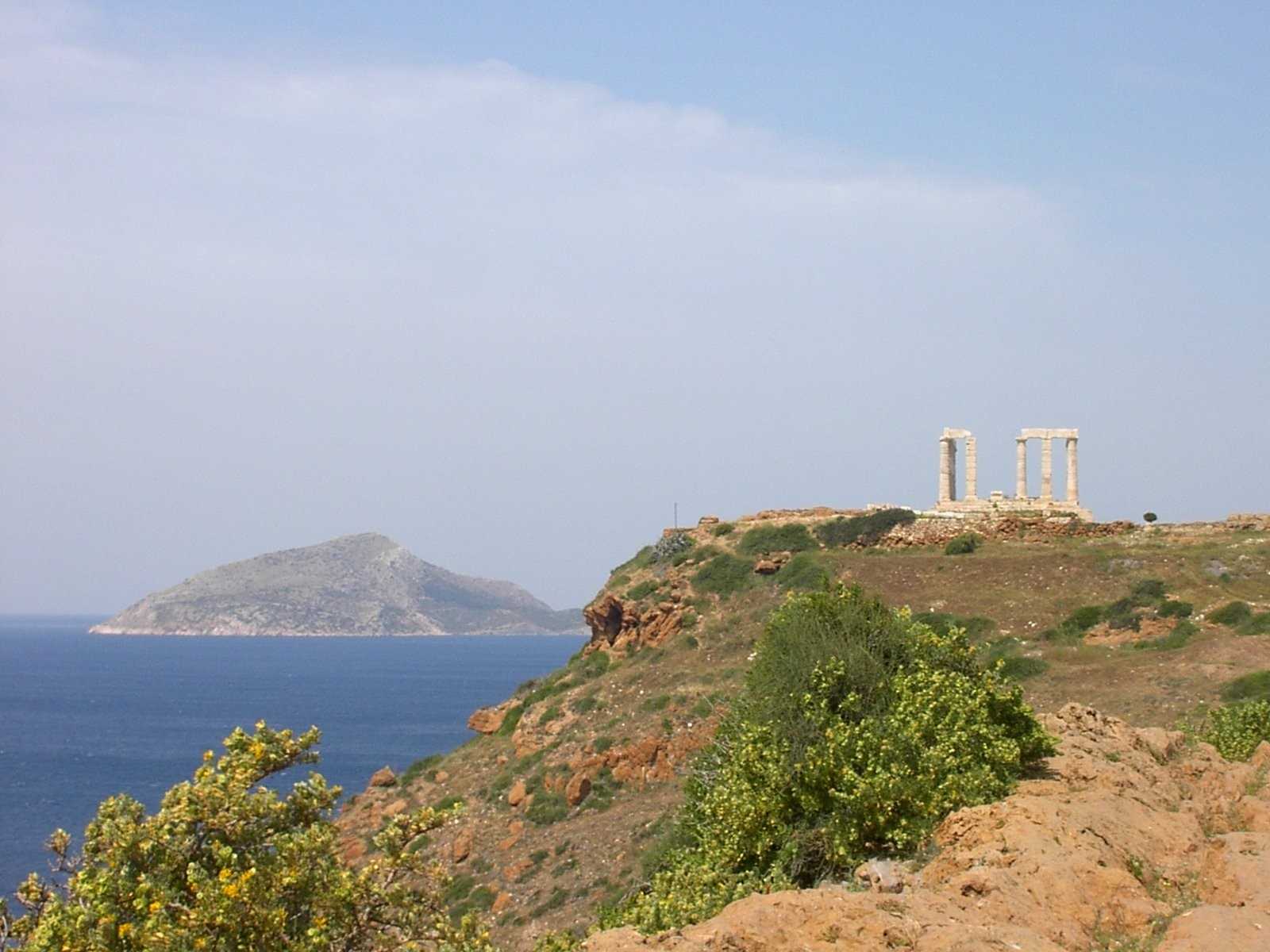
Le cap Sounion (Attique), avec son temple de Poséidon, le golfe Saronique et l'île de Patroklos.
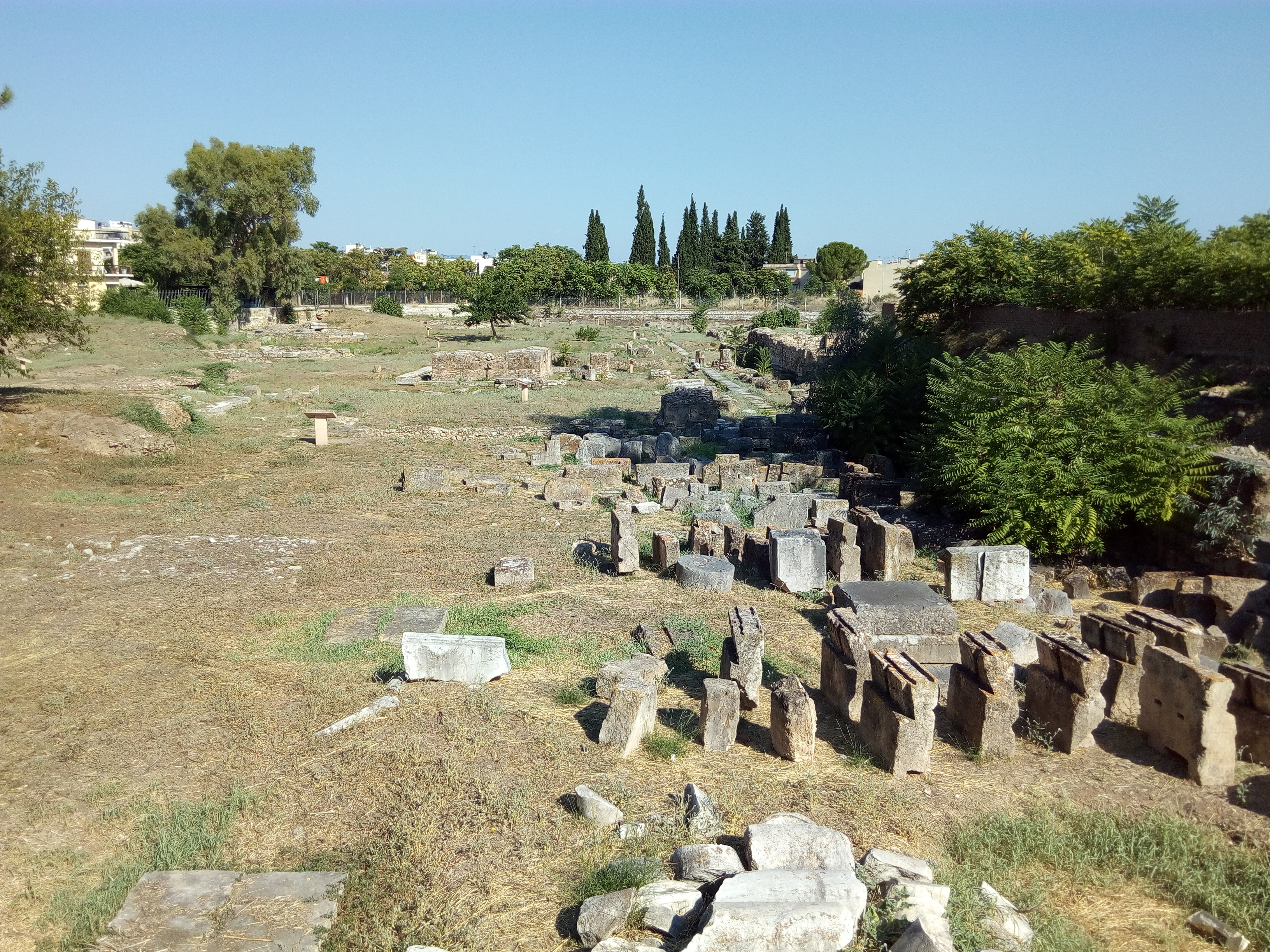
Ruines de l'agora d'Argos, Péloponnèse.
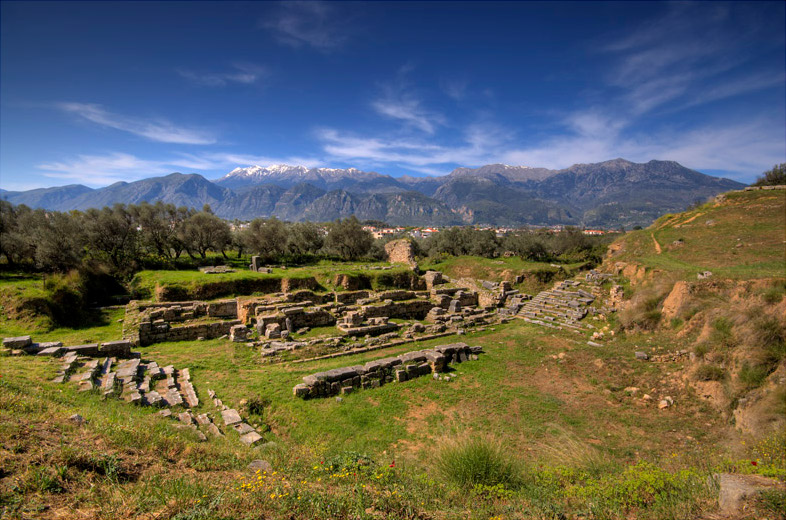
Ruines du théâtre de Sparte, Péloponnèse.
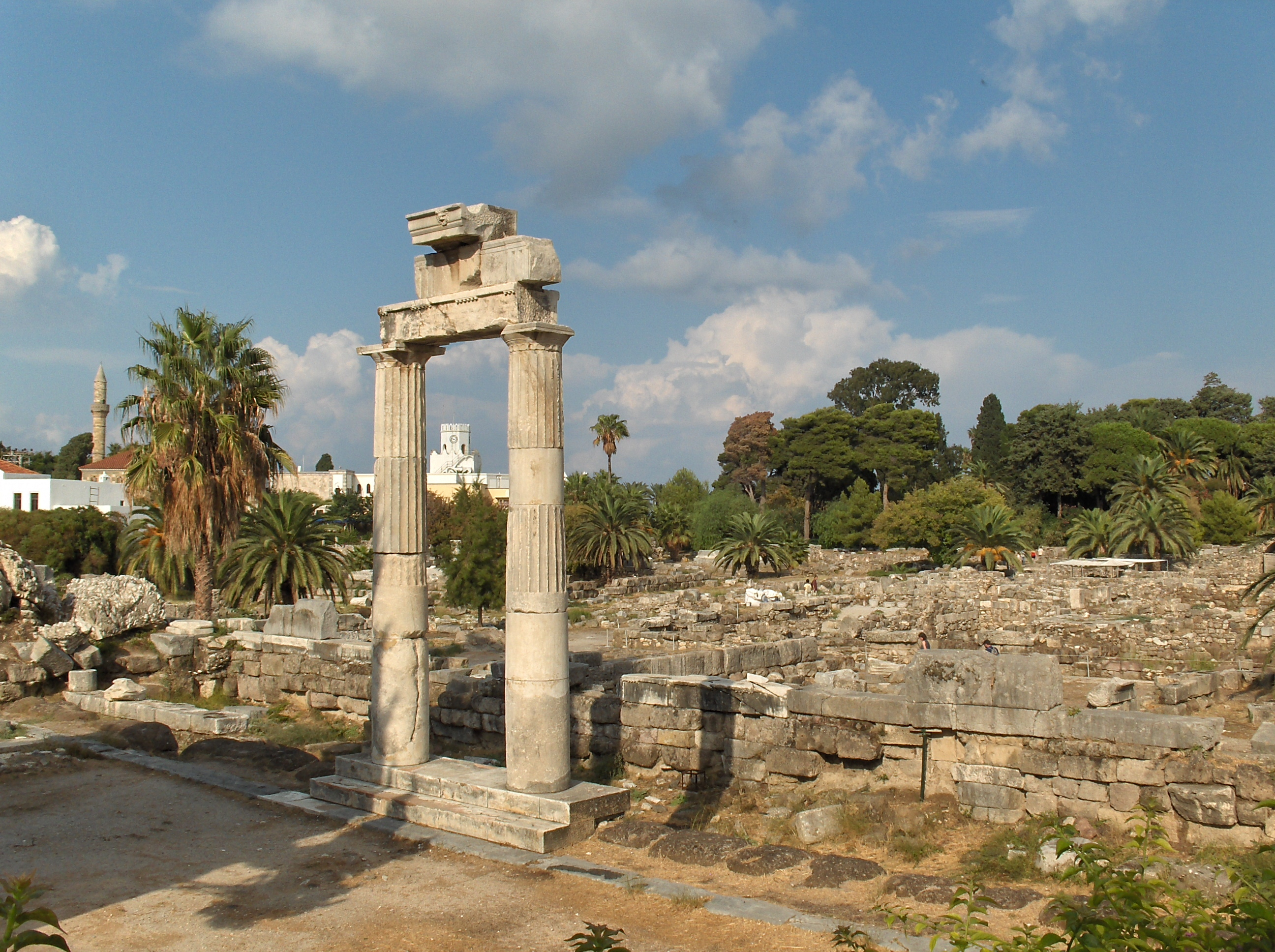
Ruines de l'agora du site urbain de Cos.
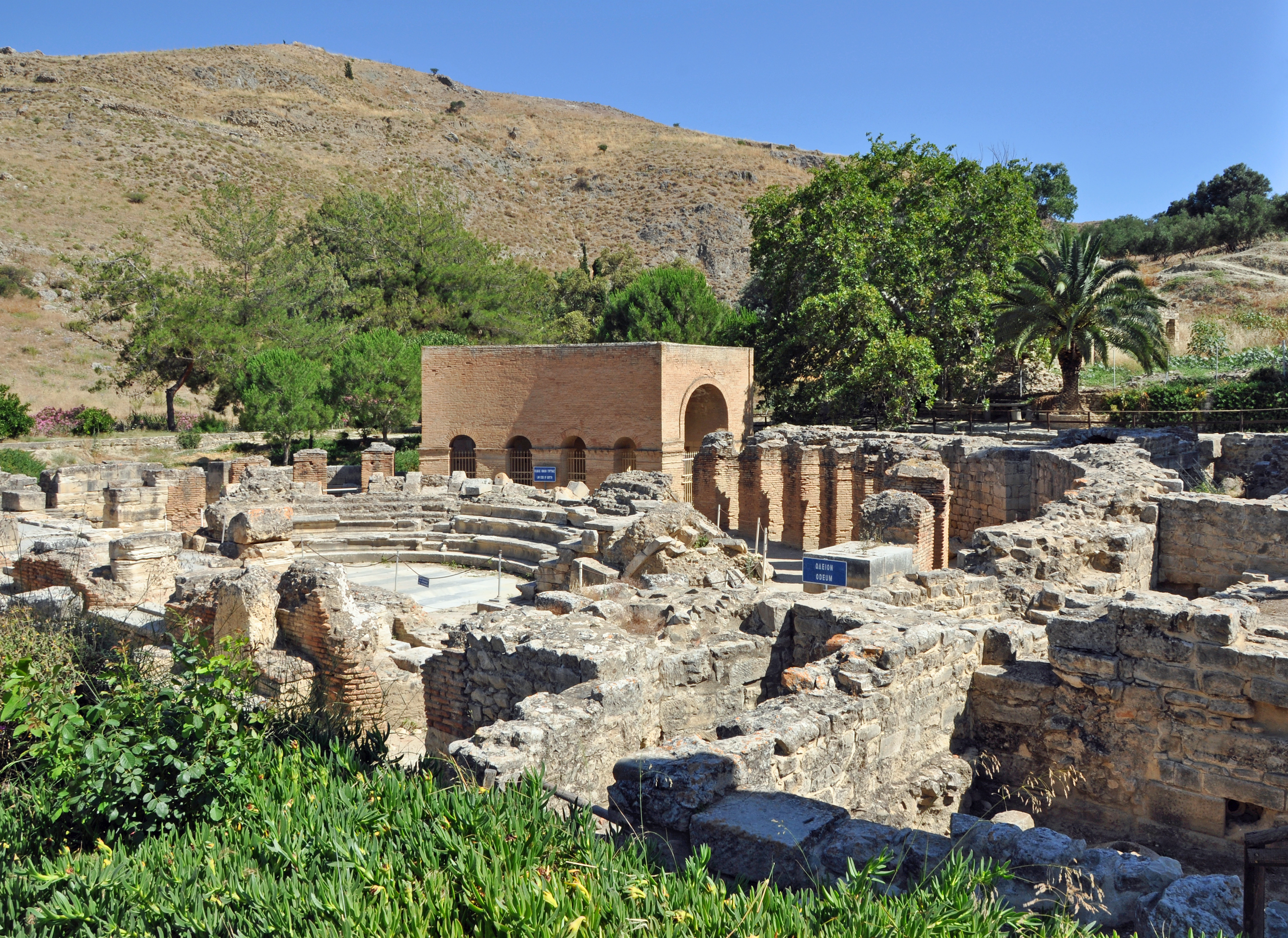
Ruines de Gortyne, Crète.
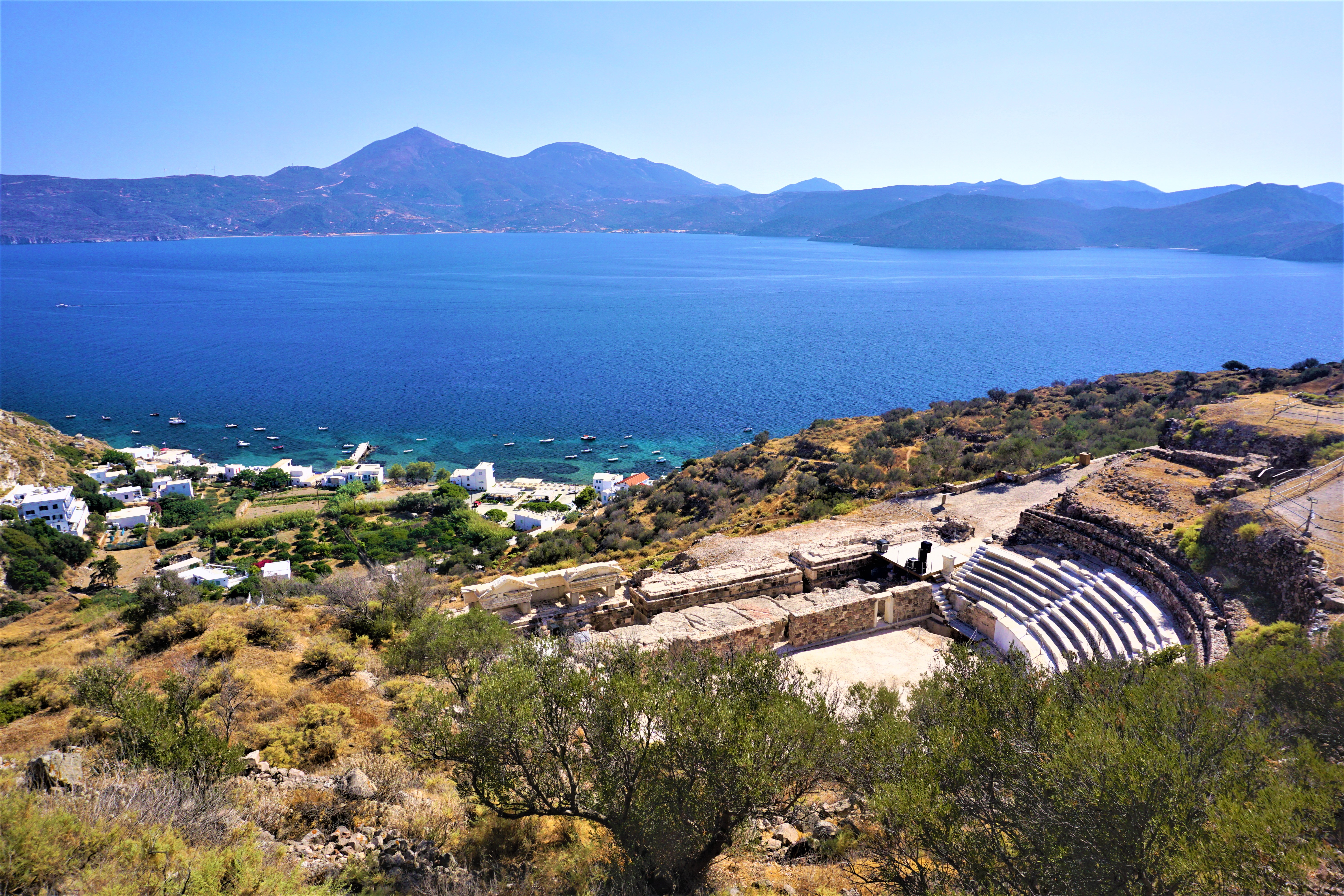
Le théâtre romain de Milos.

L'occupation du territoire de la Grèce des cités est marquée par l'opposition entre un lieu d'habitat central ou chef-lieu, désigné par convention comme une ville, asty, et le territoire civique, chôra, qui s'étend jusqu'aux confins du territoire civique, eschatiai. Cet espace est à dominante rurale, occupé par un ensemble de petits sites que l'archéologie est en mesure de repérer, qui connaissent une expansion entre le VIe siècle av. J.-C. et le IIIe siècle av. J.-C. avant de rentrer dans une phase de rétraction, mais se pose souvent la question de savoir s'ils sont des lieux d'habitat permanents ou temporaires, ce qui rend difficile l'estimation de la répartition de la population sur un territoire civique à un moment donné. Le poids des centres urbains paraît dans bien des cas très important. Approximativement 70 % de la population de la Béotie du IVe siècle av. J.-C. vivait dans des villes ou villages. Mais la présence d'une ville n'est pas systématique, même dans une cité : Sparte est ainsi constituée de villages non murés.
L'habitat rural peut être concentré ou dispersé. Des fermes isolées ont été repérées lors de prospections et parfois fouillées ; elles peuvent être fortifiées, comme à Thasos. Les villages (kômai, kômopolis), situés dans la dépendance d'un centre urbain, sont plus difficile à définir et à identifier, les archéologues s'en remettant généralement à des questions de taille. Les formes de peuplement des territoires civiques sont variées : les villages sont nombreux dans certaines régions comme l'Attique (les centres d'un dème), l'Arcadie, la Béotie ou la Thessalie, mais il s'en repère moins en Phocide ou sur l'île de Kéos, d'autres encore sont plutôt dans une situation intermédiaire. La définition et l'identification des villes pose également des questions de critères : en général on s'en remet à la taille et à la présence de fortifications, mais cela ne saurait être systématique car une agglomération importante peut ne pas être murée, tandis qu'une de petite taille peut l'être,.
Une ville est quoi qu'il en soit bien plus qu'une concentration de personnes. Elle est aussi définie par une organisation topographique et un paysage spécifiques, un certain degré de sophistication culturelle et un sentiment d'appartenance à une communauté. Ce n'est pas forcément le résultat de l'accroissement d'un village par l'agglomération naturelle de personnes, car il y a de nombreux cas de formation volontariste de villes à partir du déplacement et du regroupement de la population de plusieurs villages d'un même territoire (synœcisme), pour des raisons politiques voire économiques, avec le développement d'une ville organisée au moins en partie de façon planifiée. Les villes grecques apparaissent au sortir des âges obscurs et durant l'âge classique, l'urbanisation étant liée à l'émergence du cadre politique de la cité, qui lui est souvent lié, et à l'indépendance politique. Le modèle de la ville grecque se construit également par la fondation de nouvelles cités lors de la colonisation, où la planification est parfois visible dès les premiers temps (Mégara Hyblaea). Par la suite l'aspect normé de l'urbanisme se voit dans la diffusion du plan hippodamien, en damier, là où le relief le permet. Certains sites sont dominés par une acropole. La ville donne un cadre autour duquel s'organise une communauté civique, et par lequel elle peut affirmer son identité, avec son agencement spatial et ses édifices publics, notamment autour de l'agora qui est le cœur de la vie civique. De ce fait même quand des sites secondaires atteignent une grande taille, comme les dèmes athéniens, ils ne sont pas dotés des équipements caractéristiques du centre urbain de la cité. Ce modèle urbain se diffuse à partir de la dernière partie de l'époque classique dans les pays du nord de la Grèce, la Macédoine, la Thessalie et l’Épire, puis à nouveau hors de Grèce avec l'expansion de l'époque hellénistique (Alexandrie et les autres fondations d'Alexandre le Grand, celles des Séleucides en Asie, Pergame).

### Famille et parenté
L'unité fondamentale de la société grecque antique est l’oikos, la « maisonnée » ou « foyer ». Elle est formée autour des personnes résidant sous un même toit, autour d'une famille nucléaire constituée d'un couple marié et de leurs enfants. Elle peut prendre la forme d'une famille élargie, notamment si on y trouve des parents du couple, ou bien des femmes non mariées apparentées (sœurs, tantes, cousines, etc.). Le mari du couple central joue le rôle de chef de famille (kyrios), qui dispose des biens de la maisonnée et se charge de ses relations avec les autres unités sociales (autre oikos, tribu, institutions civiques). La maisonnée peut aussi comprendre des dépendants non apparentés, libres ou non-libres. Les esclaves se trouvent surtout dans les foyers les plus riches, qui peuvent en comprendre des dizaines. L’oikos ne se limite pas à des personnes, puisque cette notion recouvre aussi les propriétés et tous les moyens d'exploitation économiques (le « patrimoine »), ce qui en fait l'unité de base de l'économie grecque, et en son sein se déroulent différents cultes domestiques et des rites de passage liés à la naissance, au mariage, à la mort.

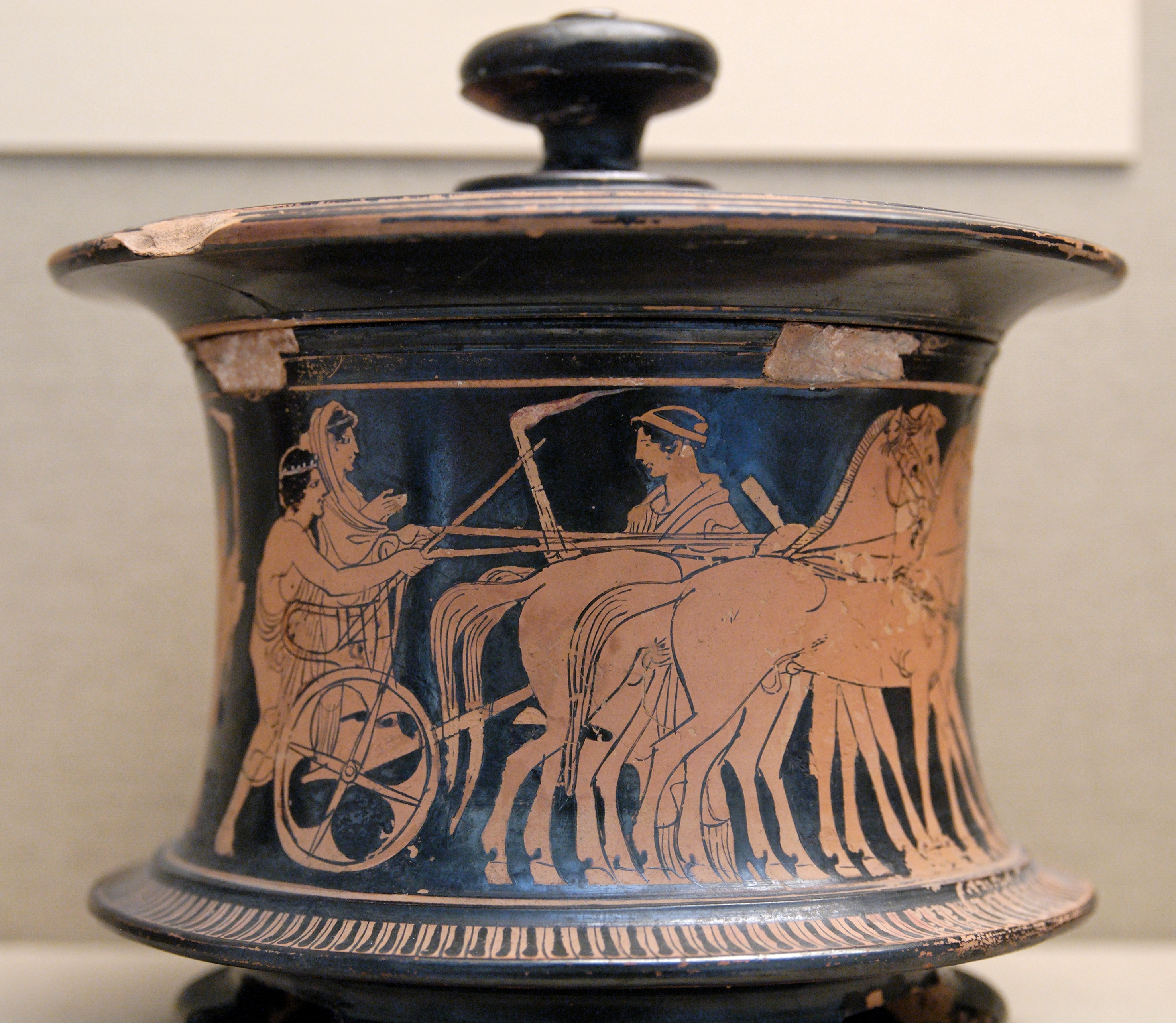
Procession nuptiale : la mariée est emmenée en char de la maison de ses parents à celle de son mari. Détail d'une pyxis attique à figures rouges, 440 av. J.-C.-430 av. J.-C. British Museum.

La famille grecque est généralement monogame. Elle est formée par un mariage entre deux personnes de condition libre, les esclaves ne pouvant fonder une famille, le maître pouvant séparer des parents et enfants non libres s'il le souhaite. Le mariage est en général une affaire privée, négociée entre l'époux et le père de la future épouse, qui sont la plupart du temps issus d'un même milieu social. C'est donc un mariage de convenance qui n'implique pas de sentiments dans la majorité des cas. Il donne lieu au versement d'une dot. La cérémonie de mariage (gamos) s'accompagne d'un sacrifice et d'un banquet, le plus souvent dans la maison de la famille de la mariée, laquelle ensuite va vivre chez son mari (patrilocalité). La possibilité de divorce, et surtout la fréquence des décès, notamment ceux des femmes en couches, font que les veuvages et remariages sont fréquents. Le père de famille a l'autorité au sein du foyer, et les individus ont un patronyme les rattachant à leur lignée paternelle,.
Les enfants sont assez peu mentionnés dans les sources antiques. Leur statut doit varier suivant les lieux, les conditions d'accès à la citoyenneté étant variables ; ainsi à Athènes seuls les enfants d'un homme et d'une femme athéniens peuvent devenir citoyens. Ils sont éduqués au sein de la famille durant la petite enfance, l'enseignement scolaire se développant à partir de l'Athènes classique, et surtout durant l'époque hellénistique avec l'institution du gymnase. Il existe aussi des formes d'éducation (et de rite de passage) dans un cadre civique pour les jeunes hommes atteignant l'âge adulte, comme l'éphébie à Athènes et l'agogé à Sparte. Les fils héritent d'une part du patrimoine de la maisonnée lors du décès de leur père, les filles aussi dans certaines cités, sinon leur dot correspond à leur portion du patrimoine. Comme elles sont destinées à être mariées dans une autre famille, elles ne sont pas chargées de la continuité de la maisonnée paternelle, ce qui explique qu'elles n’interviennent pas dans les héritages, ou par défaut quand il n'y a pas d'héritier masculin.
Les résidences privées de ces foyers suivent en gros les mêmes principes dans le monde classique et hellénistique, après une phase formative durant l'époque archaïque. La maison grecque est souvent de forme quadrangulaire, notamment dans les villes où la planification de l'habitat a prévu des îlots constructibles standardisés. Ses murs sont généralement composés de briques crues reposant sur une base en pierre. Elles devaient souvent avoir un étage. La maison est généralement organisée autour d'une cour principale, qui est le lieu autour duquel se déroule la vie domestique. Les pièces de séjour et de réception en sont séparées par des pièces à portique, appelées pastas ou prostas selon leur forme. Les pièces réservées aux hommes, les salles de banquet appelés andron, se repèrent lors des fouilles, en revanche les gynécées destinés aux femmes sont plus difficiles à identifier, et se trouvaient peut-être à l'étage. En revanche aucune pièce destinée aux esclaves ne se repère. Il y a des cuisines, mais les foyers pouvaient être mobiles et disposés dans la cour à ciel ouvert. Des pièces d'eau se repèrent aussi, des réservoirs servant à stocker l'eau de pluie, mais il fallait généralement aller en chercher dans les puits publics. Le rôle économique du foyer se repère par la présence d'espaces artisanaux, de boutiques donnant sur la rue, ou d'une plus grande cour pour les animaux dans les fermes. Les maisons riches, qui se développent surtout à l'époque hellénistique, suivent ce modèle de base, mais sont plus grandes, parfois avec deux cours, une décoration plus fournie ; le mobilier, souvent onéreux, devait aussi servir d'élément distinctif. Mais il semble que dans le cadre civique on ait souvent cherché à atténuer les possibilités d'affirmer sa richesse par une grande maison,.

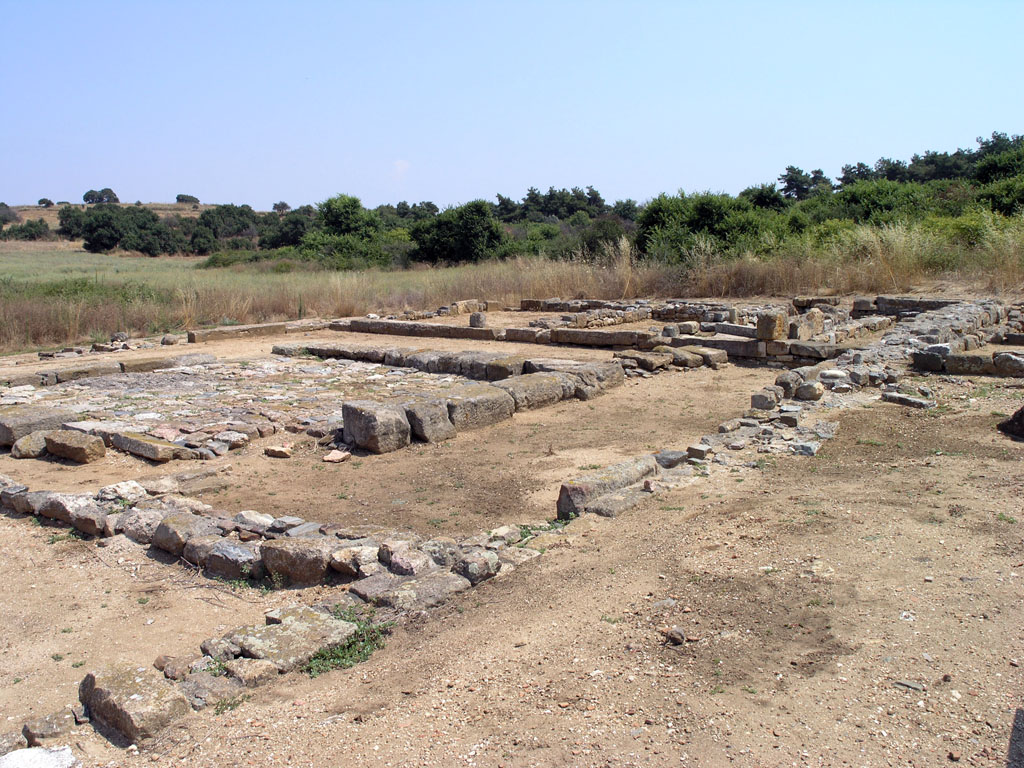
Grande demeure d'Abdère d'époque hellénistique et romaine, avec sa cour centrale pavée.
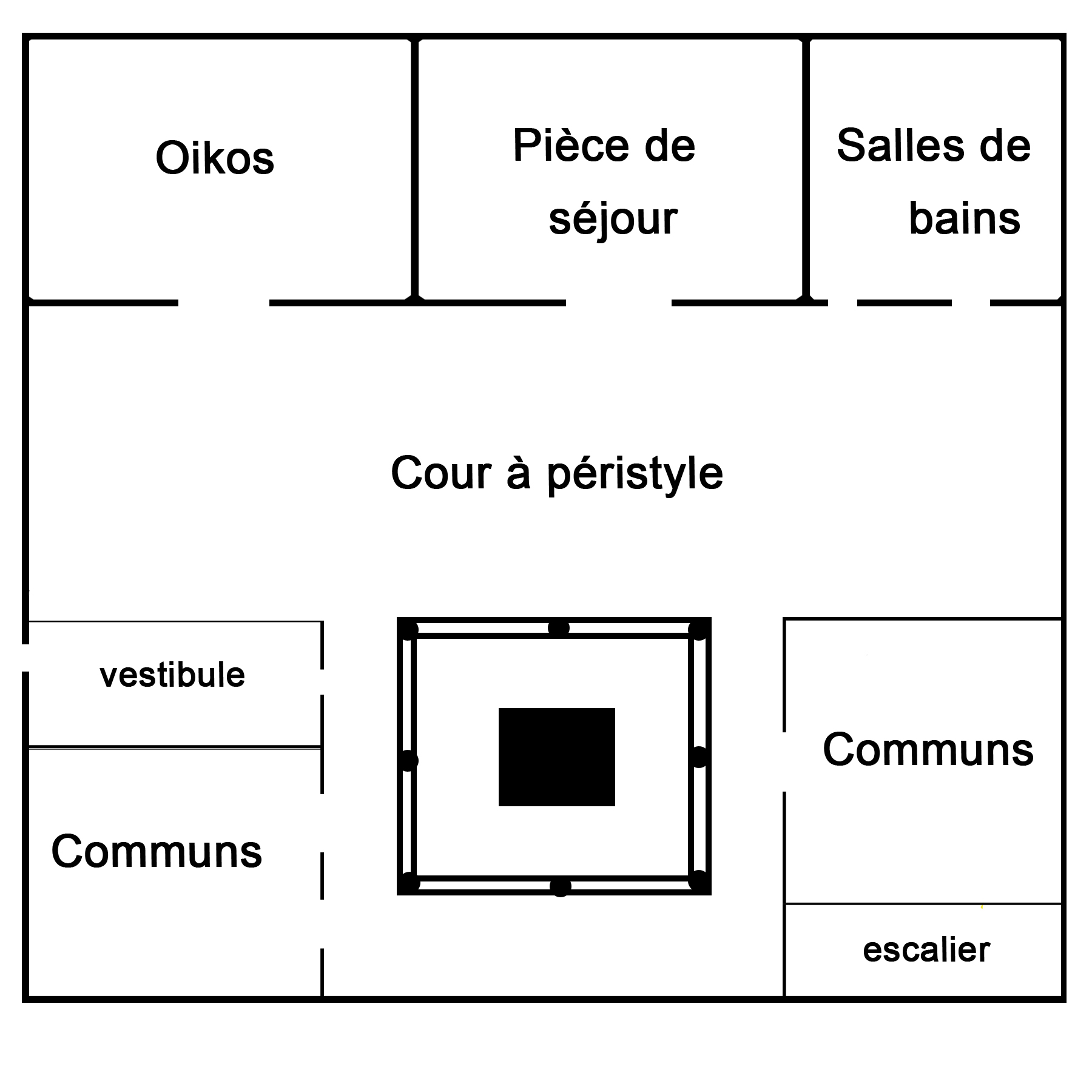
Plan schématique d'une maison de Délos, IIe siècle av. J.-C.

Au-delà de la maisonnée, les relations des individus sont aussi déterminées par des relations de parenté plus larges, notamment à Athènes les « tribus » (phylai), aussi leurs subdivisions les phratries, qui en principe regroupe les descendants d'un même ancêtre. Elles ont souvent une assise territoriale, mais peuvent perdurer par le maintien de liens entre descendants masculins d'une même lignée, et jouent un rôle dans la vie de la cité puisque les rites d'admissions des citoyens lors du passage à l'âge adulte leur sont souvent confiés, les troupes militaires peuvent aussi être organisées en fonction de ce type de relation. Les déplacements de personnes rendent ces groupes de parenté moins pertinents au fil du temps.
Les Grecs pratiquent aussi des formes de solidarité qui lient des gens non apparentés, les relations d'amitié, qui impliquent qu'on se rende divers types de services, même si les rapports sont dans ce cas-là définis de façon moins rigide qu'entre parents. La relation d'« hospitalité » (xenia), pratiquée surtout au sein des élites afin d'accueillir un étranger dans une cité, est en revanche plus ritualisée et implique plus d'obligations réciproques. Il existe aussi des formes d'associations, avant tout à but religieux, ou des sortes de guildes de marchands, artisans et artistes, qui créent des solidarités sans forcément qu'il y ait des relations de parenté entre les membres.

### Statuts sociaux
Les statuts sociaux et légaux sont nombreux dans la Grèce antique, ne serait-ce qu'en raison de la coexistence de multiplicités de cités-États ayant chacune leur manière de classer les gens. Il y a néanmoins des grandes lignes de fracture récurrentes : entre libres et non-libres, entre citoyens et non-citoyens, entre hommes et femmes, entre jeunes et vieux.
La citoyenneté (politeia) est le statut légal de base dans tout le monde grec. Il concerne les hommes adultes libres. Les conditions précises d'accès à la citoyenneté, et de déchéance de celle-ci, ou encore la distinction entre plusieurs classes de citoyens varient selon les cités. Le droit de naissance est le plus important : on accède à la citoyenneté parce qu'on est fils de citoyen. À Sparte ou dans des cités crétoises, l'éducation publique est un passage obligé pour devenir citoyen. La citoyenneté spartiate peut se perdre si on ne contribue pas aux banquets collectifs, et celle de Thèbes si on exerce un métier artisanal ou commercial. La citoyenneté donne accès au droit à la propriété d'une portion du sol de la cité, et à des revenus exceptionnels (les distributions de grains notamment), entraîne des obligations de service militaire, et elle est indispensable si on souhaite exercer une magistrature, ou participer aux délibérations publiques. Les femmes ne sont pas politiquement citoyennes, mais elles sont quand même intégrées dans la vie de la cité (lors de fêtes notamment) et sont indispensables pour transmettre la citoyenneté à leurs enfants,. Les rapports spécifiques entre les classes d'âge de citoyens sont aussi un élément structurant fort de la vie de la cité : un jeune homme doit recevoir une éducation publique à Athènes (éphébie) comme à Sparte (agogé) et accomplir des rites de passage pour devenir citoyen, mais il doit attendre plusieurs années avant de pouvoir exercer une magistrature (jusqu'à 50 ans à Chalcis). Passé la soixantaine, le citoyen n'est plus astreint au service militaire, et dans les cités aristocratiques il peut intégrer un conseil des Anciens.
Les élites sociales des cités grecques archaïques et classiques sont couramment désignées par les historiens comme une « aristocratie » (au sens de groupe social ; le terme désigne uniquement un type de régime politique dans les textes antiques), mot qui dérive du grec aristoi, les « meilleurs ». Ce groupe aux contours flous se définit entre autres : par ses origines illustres, réelles ou fantasmées (il y a des familles aristocratiques attestées sur plusieurs générations), par ses mérites et ses qualités morales (la « vertu », arété) et intellectuelles, plus largement leur essence supérieure (ils sont « beaux et bons », kalokagathoi). L'estime sociale accordée par la communauté semble primer sur les autres facteurs quand il s'agit des statuts sociaux, ce qui explique que la recherche de prestige soit primordiale pour ceux qui souhaitent occuper les positions les plus éminentes. La richesse n'est pas un élément suffisant, même si en pratique elle arrange beaucoup de choses, car elle permet de se constituer une clientèle et de prendre part à la culture élitiste, donc de consolider ses relations sociales. Le rang des élites se voit lors des banquets, des fêtes religieuses qu'ils patronnent, etc. qui sont des moments de compétition entre élites pour manifester leur prestige aux yeux de tous. De ce fait ces aristocrates sont souvent vus comme les meneurs naturels des cités, même si tous les régimes politiques ne leur ont pas accordé la même place, et que d'une manière générale la position de cette élite semble moins forte dans la Grèce archaïque et classique que dans les autres civilisations antiques,,.
Les différences économiques jouent donc un rôle important dans la vie des cités, puisqu'il s'y retrouve souvent une opposition entre riches et pauvres, et même s'il est difficile de les assimiler à des luttes de classes. Une attitude de méfiance envers l'accumulation des richesses par certains citoyens est visible dans bien des cas, notamment en raison des dérives qu'elle peut entraîner (orgueil, extravagance, mollesse). Des mesures ont pu être mises en place pour limiter de tels phénomènes : séparation des patrimoines de façon égalitaire lors des héritages, lois somptuaires visant à limiter les excès, notamment lors des fêtes et des funérailles. Il est surtout attendu des plus riches qu'ils contribuent de leur poche au financement de rituels, de fêtes, de spectacles, de constructions, de distributions alimentaires, d'écoles, etc. dans le cadre de la liturgie puis celui de l'« évergétisme ». C'est souvent vu comme une obligation, quoiqu'il puisse être volontaire, et le bienfaiteur peut en tirer des honneurs. Ce phénomène s'affirme surtout à partir de l'époque hellénistique et durant l'époque romaine, qui voit l'émergence d'un groupe de « notables » locaux caractérisés par leur grande richesse (dont l'exemple le plus extrême est le « milliardaire antique » et prolifique évergète Hérode Atticus, 101-177) et l'exercice courant si ce n'est systématique des magistratures les plus importantes de leur cité. Ils prodiguent à leurs concitoyens des bienfaits plus dispendieux que jamais, qui entraînent en retour des honneurs importants. Leur prestige est donc considérable, en faisant plus que jamais les personnages les plus importants des communautés locales.
Les étrangers libres résidant dans une cité, qui sont Grecs ou non-Grecs et non citoyens, ont un statut de métèque, surtout attesté pour Athènes. Ils sont enregistrés comme résidents, doivent avoir un citoyen pour les patronner (un proxène), paient une taxe spéciale, sont soumis à un tribunal spécifique dirigé par des citoyens. Ils n'ont pas accès à la propriété du sol, mais peuvent participer à la plupart des fêtes. Ils peuvent se voir accorder la citoyenneté sur vote de l'Assemblée, mais cela est très rare,.
Il existe aussi une catégorie de libres ne jouissant pas de la citoyenneté, parce qu'ils en ont été exclus pour diverses raisons, sans pour autant être des étrangers. Ils semblent nombreux dans les régimes politiques aristocratiques. Ils n'ont pas accès à la vie politique ni à la propriété, mais ils bénéficient quand même d'une protection de la part de la cité.
L’esclavage est répandu dans les cités grecques, à des degrés divers. Les statuts des non libres (douloi) sont variés, puisqu'il concerne aussi bien l'esclavage de masse athénien, qui a pu être présenté comme une « mort sociale », que les hilotes spartiates, qui sont des sortes de serfs attachés à la terre mis en servitude de manière collective, ou encore ceux tombés en esclavage pour dette (interdit à Athènes par Solon), dont le statut est en principe temporaire. Il existe aussi des catégories intermédiaires qui troublent la limite entre libres et non-libres. Quoi qu'il en soit, même s'il ne faut pas forcément considérer que la société grecque repose sur l'esclavage, celui-ci est omniprésent dans le monde grec, et il est légitimé idéologiquement à plusieurs reprises, notamment par Aristote. En principe on ne peut réduire un Grec en esclavage, mais en pratique cela s'est produit à toutes les époques antiques. Quant au statut, un esclave appartient à un maître, qui l'a le plus souvent acheté, n'a pas droit à des possessions ni à fonder une famille ou intenter des procès. Mais selon le bon vouloir de leur maître il peut disposer d'une certaine autonomie, notamment s'il est spécialisé dans une activité artisanale, commerciale ou intellectuelle, ou bien appartient à la cité et travaille pour elle (notamment à des fonctions de police à Athènes). Ceux qui travaillent dans des grands ateliers ou des mines disposent de conditions de vie bien plus dures. Les affranchissements peuvent se faire par rachat ou par testament du maître,.

### Place des femmes

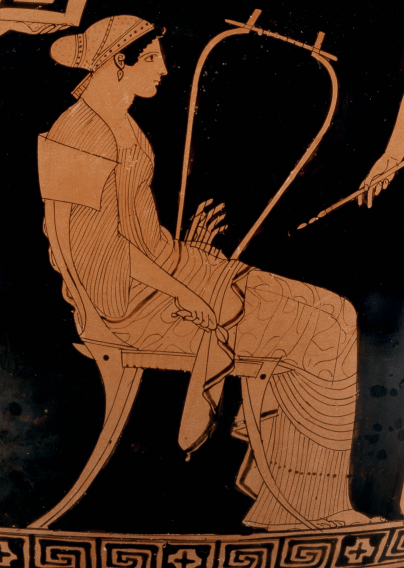
Femme jouant du barbitos, céramique de l'époque classique.

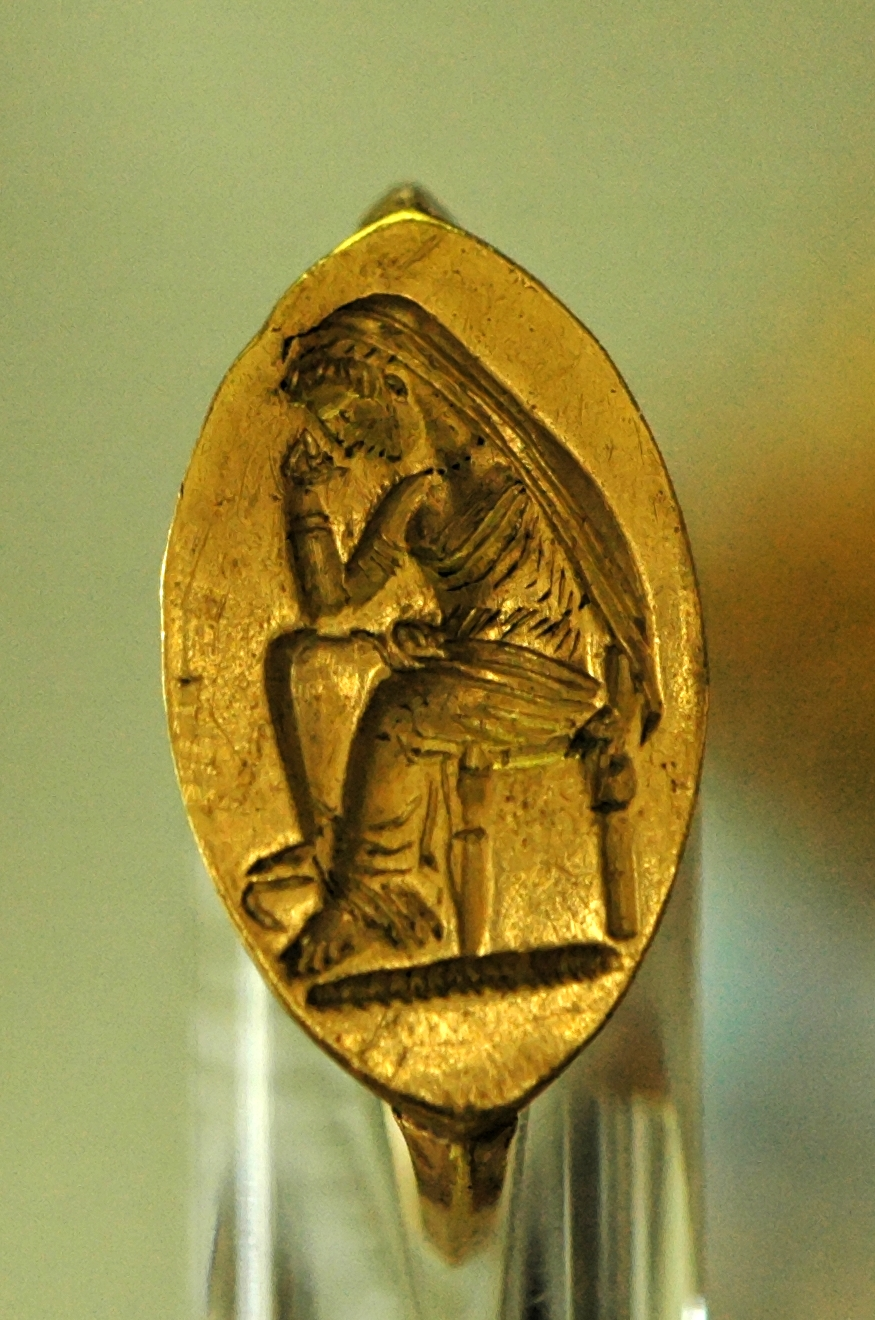
Anneau d'or décoré d'une intaille montrant Pénélope en train d'attendre Ulysse. Syrie, dernier quart du Cabinet des Médailles, Paris.

Comme dans toutes les sociétés, la condition de la femme dans la Grèce antique diffère selon les époques et même les cités. Elle dépend du reste avant tout de son appartenance familiale et sociale : « il y a des femmes esclaves, des épouses de dépendants, des femmes affranchies et des épouses d'affranchis, des épouses de métèques et des épouses de citoyens ».
La position de la femme est inférieure à celle de l'homme. Hésiode formule le fondement mythologique de cette condition, la première femme, Pandore, étant créée pour exercer la vengeance divine sur les hommes, après le vol du feu par Prométhée, manifestation de leur volonté d'égaler les dieux. Mais par-delà la pléthore de poncifs misogynes des auteurs antiques, la littérature présente d'autres modèles de femmes, par exemple Pénélope l'épouse d'Ulysse, qui sous la plume d'Homère devient l'archétype de la femme fidèle, travailleuse et ingénieuse,.
La condition de la femme ou fille de citoyen (de « citoyenne »?) dans la Grèce antique a donc beaucoup été discutée : on l'a vue comme enfermée dans la maison, dans le gynécée, dans un statut d'éternelle mineure. D'autres ont interprété les images de femmes fortes présentes dans les comédies athéniennes comme la preuve qu'elles pouvaient échapper à la tutelle masculine. Il reste au moins certain que la femme de citoyen est exclue de la vie politique de la cité, qui attend avant tout d'elle qu'elle donne naissance à de futurs citoyens ; son intégration dans la communauté se voit dans les fêtes religieuses. Il est également manifeste qu'elle est en position d'infériorité sur le plan patrimonial : elle ne succède pas à son père, hérite moins que ses frères.
Les conditions varient cependant selon les cités. Le modèle athénien, encore une fois le mieux connu et le plus étudié, ne doit pas être généralisé, même s'il y a des fondements communs à tout le monde grec. Par exemple, au regard de la propriété féminine : à Athènes une femme mariée possède sa dot, même si son mari en dispose, et en cas de divorce elle repart avec dans sa famille d'origine ; à Gortyne et à Sparte elle peut être pleinement propriétaire de biens. La condition des femmes spartiates semble meilleure que dans la plupart des cités : elles y ont plus de liberté, pratiquent des activités physiques, participent à des concours, ce qui implique de s'exposer aux yeux de tous, et passent également pour avoir eu plus de répondant que les autres, autant de choses qui ont suscité la désapprobation des observateurs athéniens.
La situation diffère aussi selon les foyers et les milieux sociaux : dans les familles moins aisées les femmes doivent probablement travailler à l'extérieur, par nécessité économique ; dans les maisonnées riches l'enfermement est sans doute courant, mais même là la maîtresse de maison joue un rôle d'intendance pour son époux. Il faut ajouter à ce tableau le rôle des sœurs, des filles et des servantes qui ont chacune des tâches différentes dans l’oikos. Les filles des familles de la bonne société apprennent à filer et tisser, à participer aux rites familiaux et civiques, à danser et jouer de la musique, à compter et écrire : on les éduque donc pour permettre à la famille de tenir son rang et qu'elles puissent remplir leur rôle futur de maîtresse de maison et de femme de citoyen.
L'époque hellénistique marque une évolution notable pour les femmes dans le monde grec même si c'est surtout le cas dans les royaumes hellénistiques, comme en Égypte lagide où les femmes obtiennent des droits juridiques et financiers. Certaines reines lagides ont eu une grande importance politique, telles Bérénice II et Cléopâtre VII, situation renforcée à plusieurs reprises par la pratique de mariages entre frères et sœurs au sein de la famille royale, et plusieurs d'entre elles bénéficièrent d'un culte, en premier lieu Arsinoé II qui fut très populaire en Égypte. En Grèce, elles restent exclues de la communauté civique. Mais certaines femmes issues du milieu des élites peuvent hériter de grandes fortunes, par le hasard des décès de leurs parents masculins, et devenir de grandes évergètes obtenant en retour des honneurs exceptionnels, à l'image d'Archippè de Kymé (IIe siècle av. J.-C.).

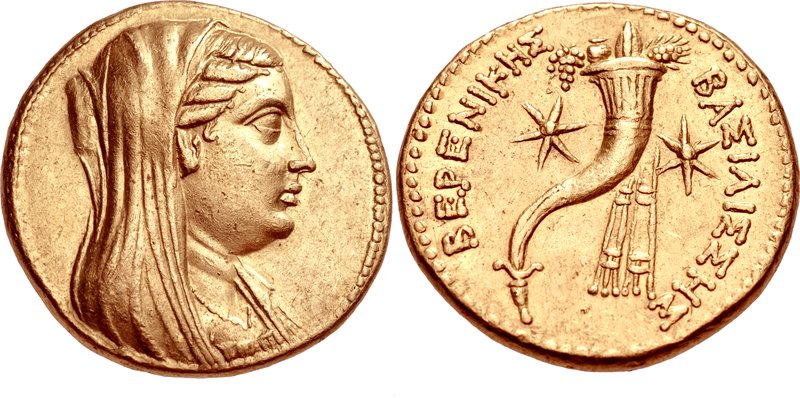
Pentadrachme en or à l'effigie de la reine Bérénice II, v. 244/243-221 av. J.-C.

La capacité d'action des femmes dans la cité se voit avant tout dans le culte. Elles sont non seulement présentes dans les rituels civiques, mais elles y jouent un rôle actif. On trouve des prêtresses dans le culte des dieux masculins, et plus largement des femmes interviennent à différents moments de rituels. La Pythie de Delphes, chargée de délivrer les oracles du dieu Apollon, est la figure féminine la plus importante des cultes du monde grec. Certaines fêtes telles les Thesmophories, les Halôa et les Adonies disposent de rituels destinés exclusivement aux femmes, certains ayant un caractère sexuel prononcé, probablement pensé sous le mode humoristique avec un aspect subversif,.
On trouve aussi des femmes dans les milieux savants, dans un rôle d'étudiante, d'enseignante ou d'écrivaine. Les Pythagoriciens passent ainsi pour avoir admis les femmes dès le début, et plusieurs d'entre elles auraient écrit des œuvres, aujourd'hui perdues. Platon et Épicure ont également eu des femmes parmi leurs élèves. La femme philosophe la plus connue de nos jours appartient à l'Antiquité tardive : Hypatie d'Alexandrie, directrice de l'école néo-platonicienne de cette cité, morte en 415 lynchée par une foule de Chrétiens.

### Économie
L'économie de la Grèce antique repose sur un ensemble de maisonnées privées, oikos, constituées autour d'une famille nucléaire et parfois des dépendants libres ou non libres, qui tend à l'auto-suffisance autant que possible, suivant l'idéal d'autarcie. Il s'agit en général de familles de paysans, disposant d'un lopin de terre sur lequel est pratiquées une agriculture de subsistance, reposant avant tout sur la culture des céréales, qui peut être complétée par la culture de l'olivier, de la vigne, de figuiers et d'autres arbres fruitiers, et l'élevage de petit bétail (moutons, chèvres). La pêche et un artisanat domestique basique (textile, céramique, alimentaire) complètent ce panel d'activités. Pour ce que la maisonnée ne peut produire, il convient de recourir à des échanges, sur des marchés locaux, par troc ou échange monétaire, donc en échange de ses surplus ou profits, le tout sous le contrôle de la cité. Il est également crucial d'avoir un accès à la main d’œuvre, ressource essentielle, marquée dans le monde antique par la présence courante d'esclaves. La finalité de l'économie domestique est alors de dégager un surplus, pour les besoins patrimoniaux, sans but plus précis, ce qui implique aussi une importante thésaurisation, qui limite donc la circulation des richesses. Cela constitue un modèle « normal » pour les communautés grecques, mais il existe d'autres économies, ayant des profils plus archaïques, comme Sparte, alors qu'à l'opposé du spectre économique Athènes est aux époques classiques et hellénistique une économie marquée par l'importance des échanges à longue distance, de la circulation monétaire, des formes d'« entreprises » servant notamment pour l'exploitation minière,. Certains estiment qu'une croissance économique peut se déceler durant l'Antiquité, notamment aux époques classique et hellénistique et sous le Haut Empire romain, voyant une amélioration à long terme du niveau de vie des Grecs. Mais cela et plus largement le caractère « moderne » de cette économie est débattu. Des historiens estiment que l'économie grecque antique peut s'étudier avec les mêmes instruments d'analyse que pour l'économie moderne et qu'on y trouve de nombreux traits relevant de l'économie de marché, voire des aspects « capitalistes ». D'autres sont plus sceptiques sur ce point et privilégient une approche plus contextualisée, reposant sur des concepts qu'ils estiment plus adaptés au monde antique,.

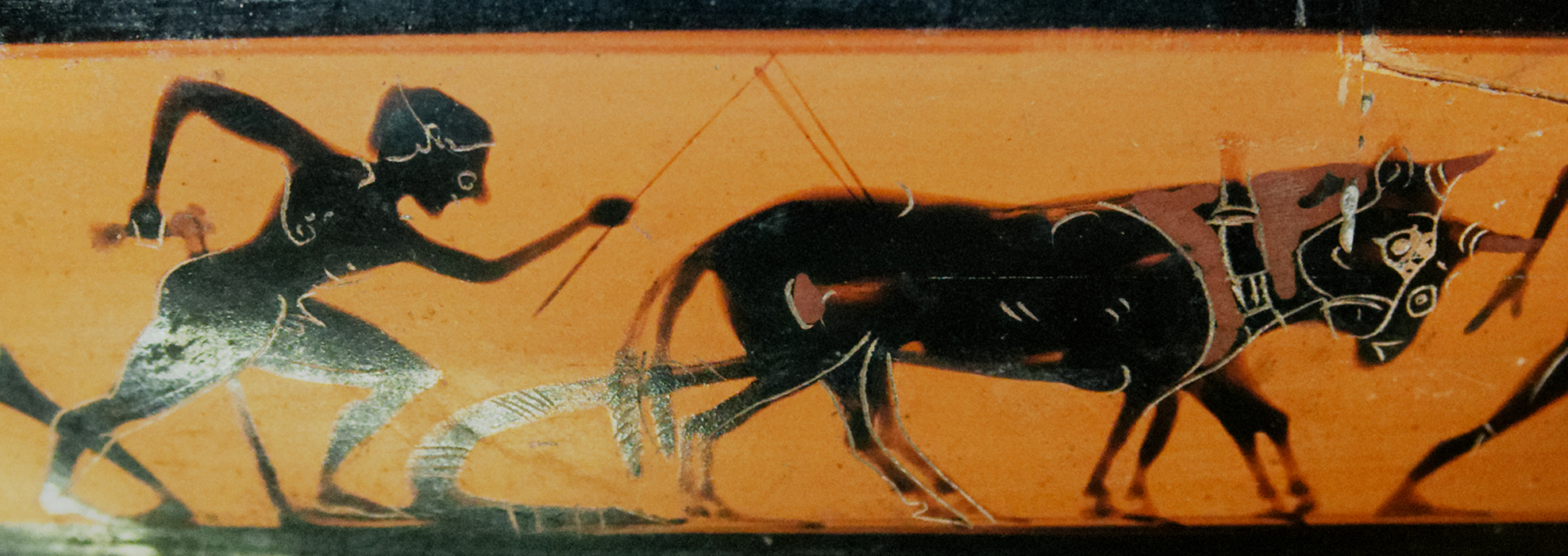
Laboureur. Coupe à bande attique à figures noires, 530 av. J.-C., musée du Louvre.

L'agriculture est l'activité la plus pratiquée comme dans toutes les économies prémodernes. Le relief accidenté, les sols généralement peu fertiles et le climat chaud et sec dans la plupart de la Grèce ne constituent pas des conditions particulièrement favorables au développement agricole, mais le pays comprend aussi des plaines fertiles, dont certaines sont étendues (Thessalie et Béotie), et plusieurs régions où se sont implantées des cités grecques lors de la phase de colonisation sont devenues des greniers à blés en mesure d'approvisionner le pays d'origine (Sicile, Cyrénaïque, Thrace, mer Noire). On privilégie donc les plantes plus adaptées au climat sec et aux sols minces, à savoir l'orge, l'olivier et la vigne. Les petites exploitations familiales disposent d'une petite portion de terre, exploitée en jachère, travaillée à l'araire, les rendements céréaliers sont généralement faibles. Dans la plupart des cas la petite paysannerie pratiquant la polyculture est vulnérable aux aléas climatiques ou autres, subit souvent un lourd endettement. Il existe quelques grands domaines appartenant à des familles puissantes, et quelques-uns de ces riches propriétaires peuvent se consacrer à des cultures spéculatives, en se spécialisant dans la production d'huile et de vin. Dans le cas spartiate, la terre est la propriété de la communauté civique, et elle est exploitée par des dépendants, les hilotes. De même à Thèbes les citoyens ne doivent pas travailler eux-mêmes la terre car cela est vu comme dégradant, et ils la font exploiter par leurs esclaves. Dans le nord de la Grèce, au climat plus continental et moins aride, les conditions sont moins propices au développement des cultures de l'olivier et de la vigne, en revanche la présence de nombreux pâturages permet une pratique d'un élevage à grande échelle, souvent transhumant, y compris celui des bovins et des chevaux. L'élevage ne peut cependant être la seule ressource des communautés de ces régions, qui pratiquent une agriculture vivrière, et aussi la chasse et la cueillette ; selon Héraclide, en Athamanie ce sont les femmes qui pratiquent ces activités, alors que les hommes se consacrent au pastoralisme transhumant. La pêche est également une activité importante pour l'alimentation des communautés grecques, surtout celles vivant au bord de la mer, et donne lieu à un commerce lucratif.

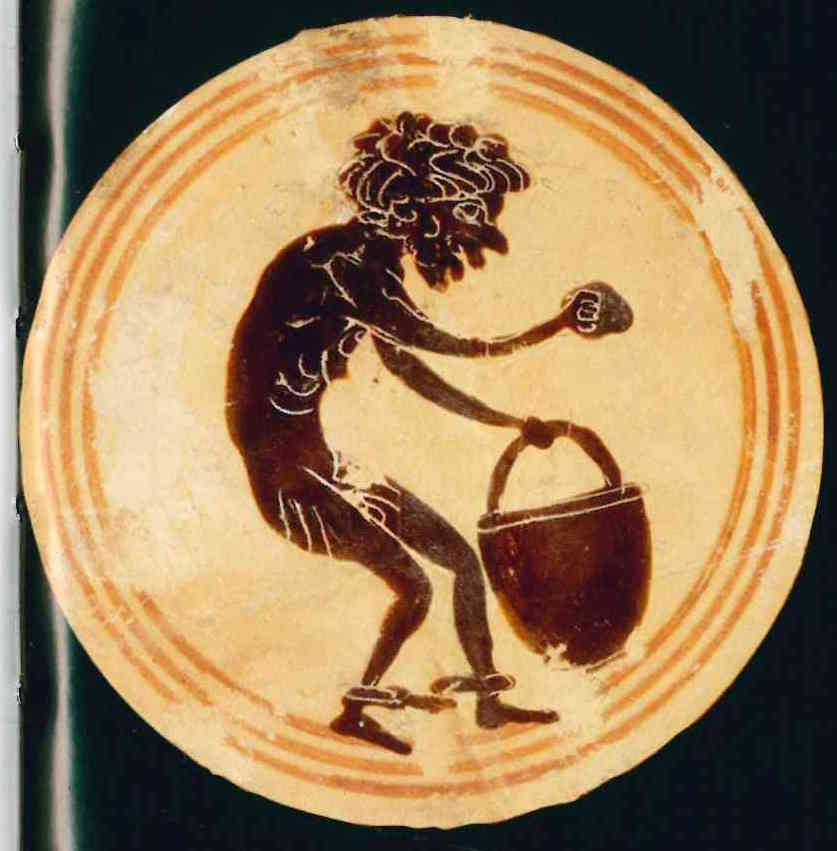
Esclave mineur grec, détail d'une coupe à figures noires. Rijksmuseum van Oudheden.

Les artisans spécialisés travaillent pour la plupart dans des petits ateliers, employant au mieux 5 à 6 personnes, qui réalisent des productions qui ne peuvent être faites dans le cadre domestique : métallurgie, orfèvrerie, céramique peinte, mobilier de qualité, etc. Certains ateliers sont plus vastes, disposant de dizaines d'artisans. Les plus grandes concentrations d'artisans sont peu nombreuses. Elles sont surtout documentées pour le cas des mines du Laurion situées sur le territoire athénien, qui emploient des milliers d'esclaves, dans le cadre de petites concessions minières disposant chacune de quelques dizaines d'esclaves. Les chantiers navals et les grands chantiers de constructions concentrent aussi beaucoup d'artisans. L'esclavage est courant dans le domaine artisanal, beaucoup de personnes de condition servile ayant une spécialisation dans un métier. Mais il y a aussi de nombreux artisans libres, des personnes des deux conditions pouvant travailler ensemble dans un même atelier, sans forcément qu'il n'y ait d'écarts dans leur rémunération, généralement payée à la pièce.

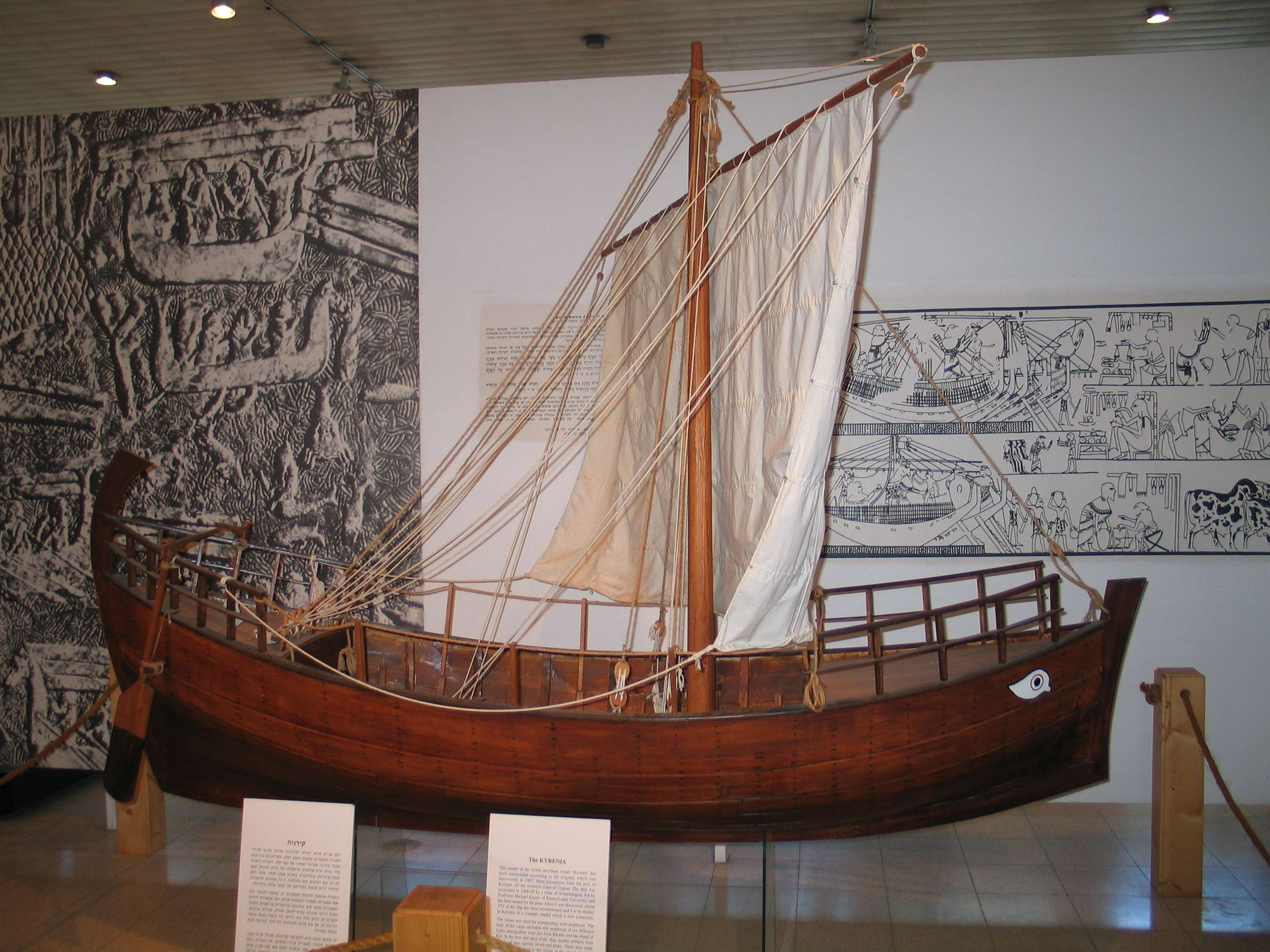
Maquette représentant le bateau de l'épave de Kyrénia (Chypre), ayant vogué sur la Méditerranée orientale au Musée national maritime d'Israël.

Les échanges sont réalisés avant tout au niveau local, dans des marchés où se pratique un commerce de détail, généralement par le producteur (paysan ou artisan) lui-même, qui en profite pour se procurer en retour ce dont il a besoin. Il existe aussi des intermédiaires achetant et revendant la production d'autres. Des foires plus importantes ont lieu lors des fêtes religieuses. Le commerce à longue distance sert à satisfaire une demande plus spécifique, en particulier dans le domaine artisanal, ou bien une demande que la production locale ne peut satisfaire que partiellement, en particulier dans le domaine alimentaire. Il peut être effectué par terre, mais en raison de la géographie de la Grèce la voie maritime occupe une place prépondérante, d'autant plus qu'elle permet de transporter plus aisément de grandes cargaisons ; Athènes s'approvisionne ainsi à l'époque classique en blé de l'Eubée puis de la mer Noire, de Sicile et d'Égypte. Le commerce maritime se développe surtout durant l'époque de la colonisation grecque, puis au début de l'époque classique avec l'essor de la puissance navale athénienne. Des itinéraires habituels sont progressivement mis en place, permettant l'apparition de routes maritimes. Mais les conditions de navigation sont souvent difficiles, et la piraterie endémique durant certaines époques. La présence d'une puissance navale, comme Athènes, Rhodes ou l’Égypte lagide, permet de juguler le problème. Les navires commerciaux sont à voile, de forme arrondie, peuvent atteindre une capacité de 150 tonnes. Les voyages commerciaux sont financés par un armateur (emporos) et dirigés par un propriétaire de navire (nauclère), qui sont associés pour l'expédition et se partagent les profits à son issue.
L'amphore est un contenant d'une grande importance dans le commerce maritime. Comme son nom, amphiphoreus « que l'on peut porter des deux côtés », l'indique il s'agit d'un vase à deux anses, mais elle se décline suivant une grande variété de formes (identifiées par leur lieu de production) et de tailles (la capacité la plus courante aux époques classique et hellénistique est de 20-25 litres), peut être peinte (auquel cas elle peut être échangée pour elle-même) ou non (auquel cas sa valeur est liée à son contenu). De nombreuses amphores sont estampillées, ce qui permet de connaître leur lieu d'origine et leur contenu, aussi leur date, ce qui est appréciable pour les études des circuits d'échanges. Ce contenant prend son essor au VIIIe siècle av. J.-C., puis est produit en masse durant le reste de l'Antiquité. Il sert surtout à transporter des liquides (huile et vin), des saumures et salaisons (notamment le garum),.

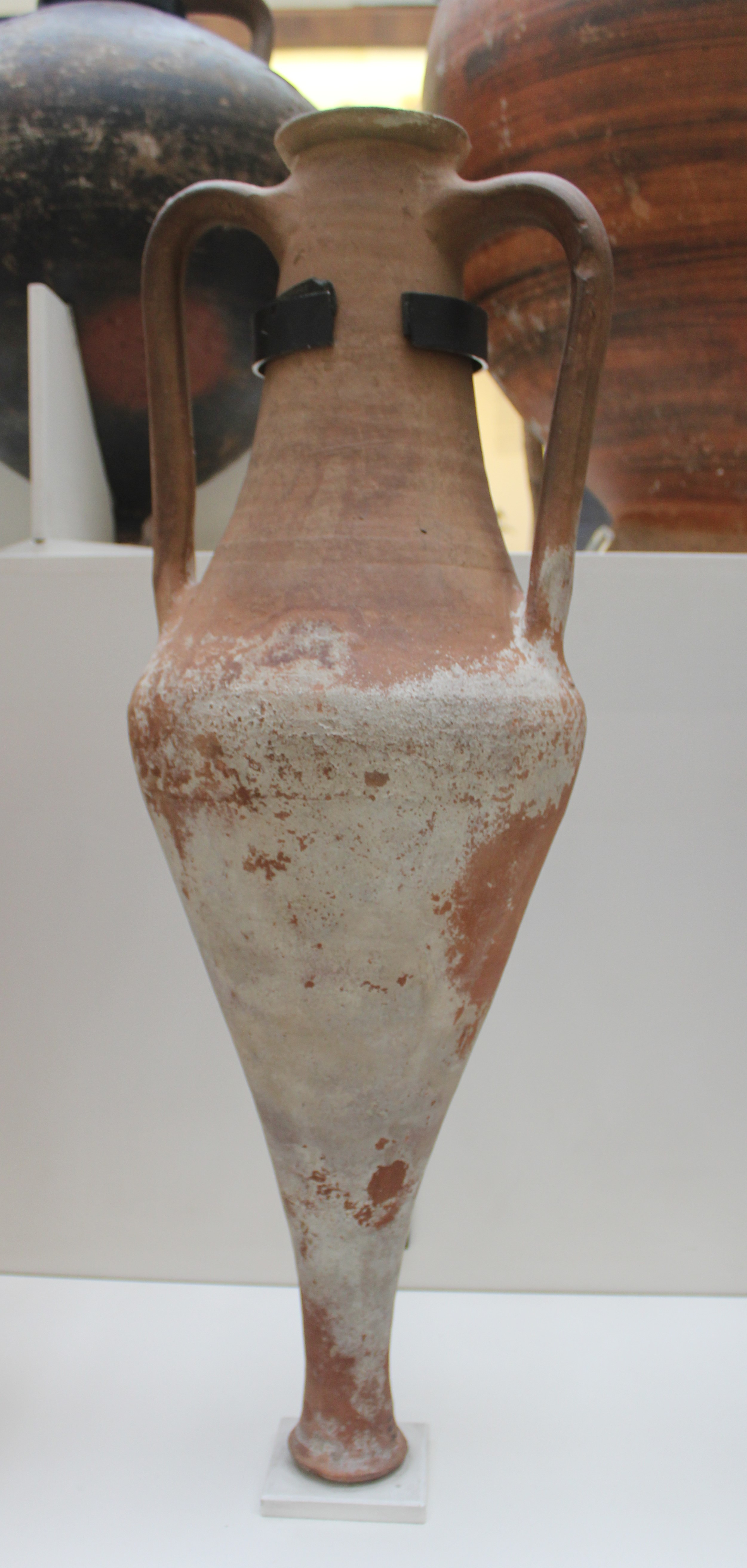
Amphore à vin de Thasos, Ve siècle av. J.-C. British Museum.
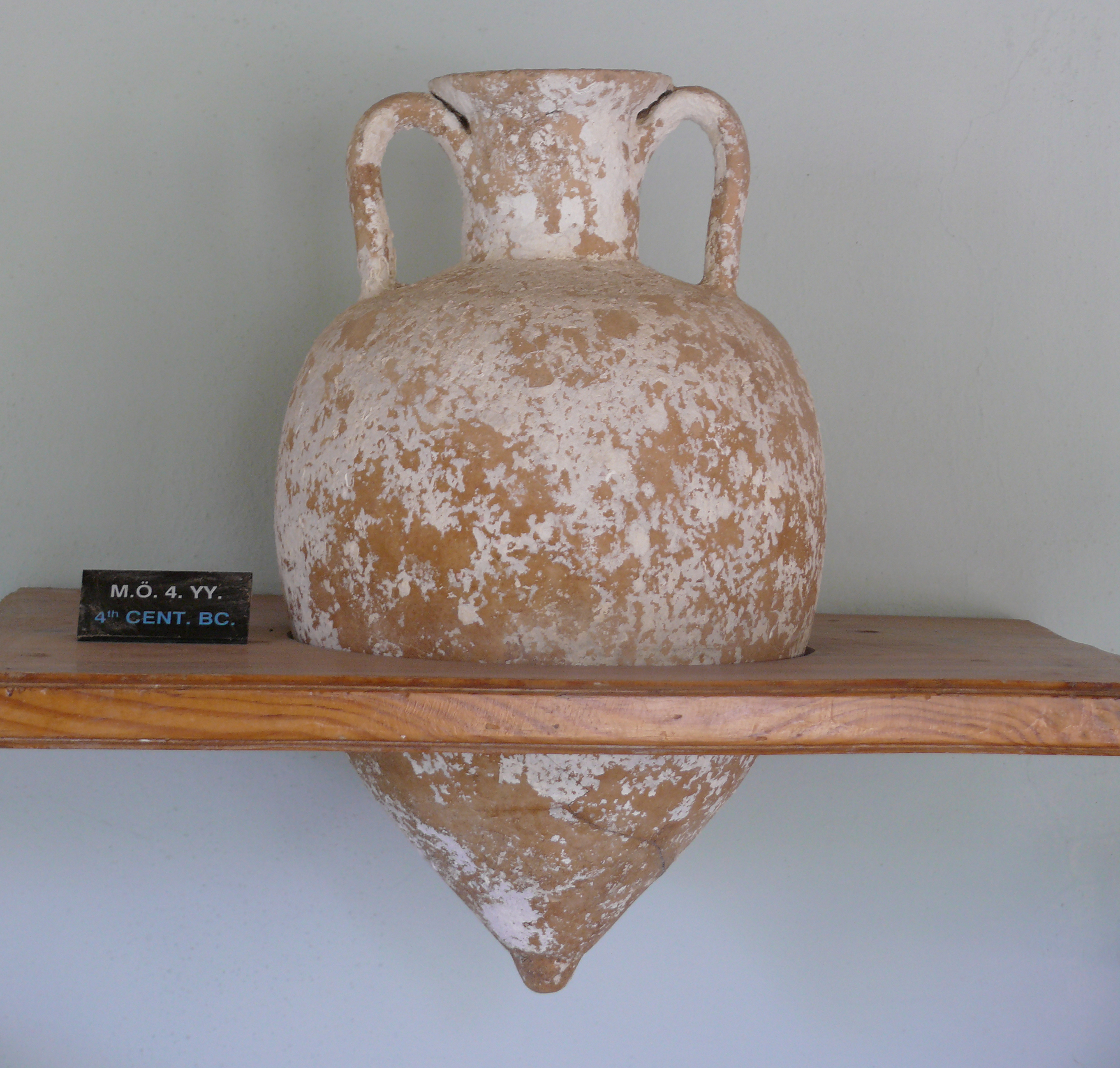
Amphore à huile de Corinthe, IVe siècle av. J.-C. Château Saint-Pierre, Bodrum.
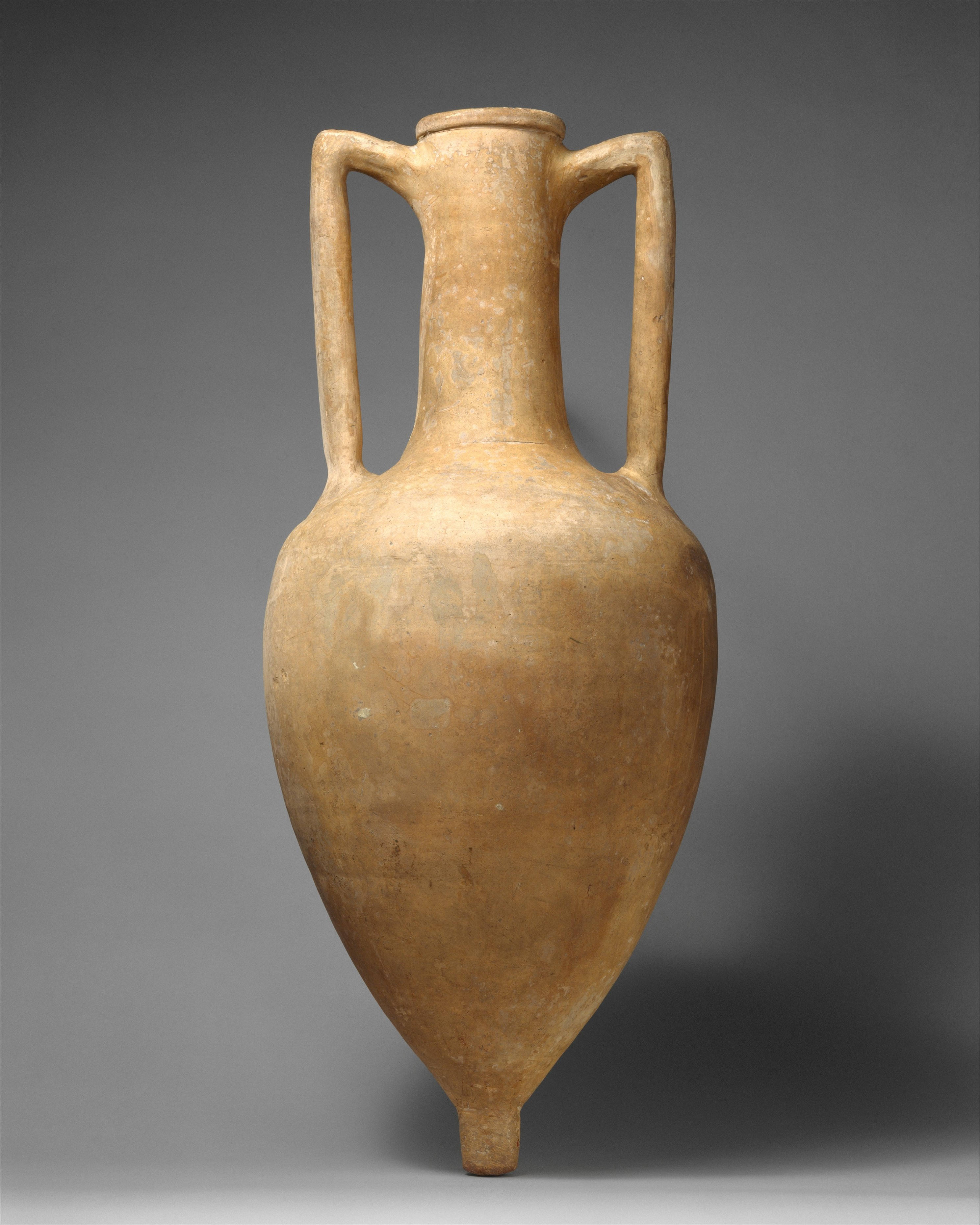
Amphore rhodienne, fin IIIe - début IIe siècle av. J.-C. MET
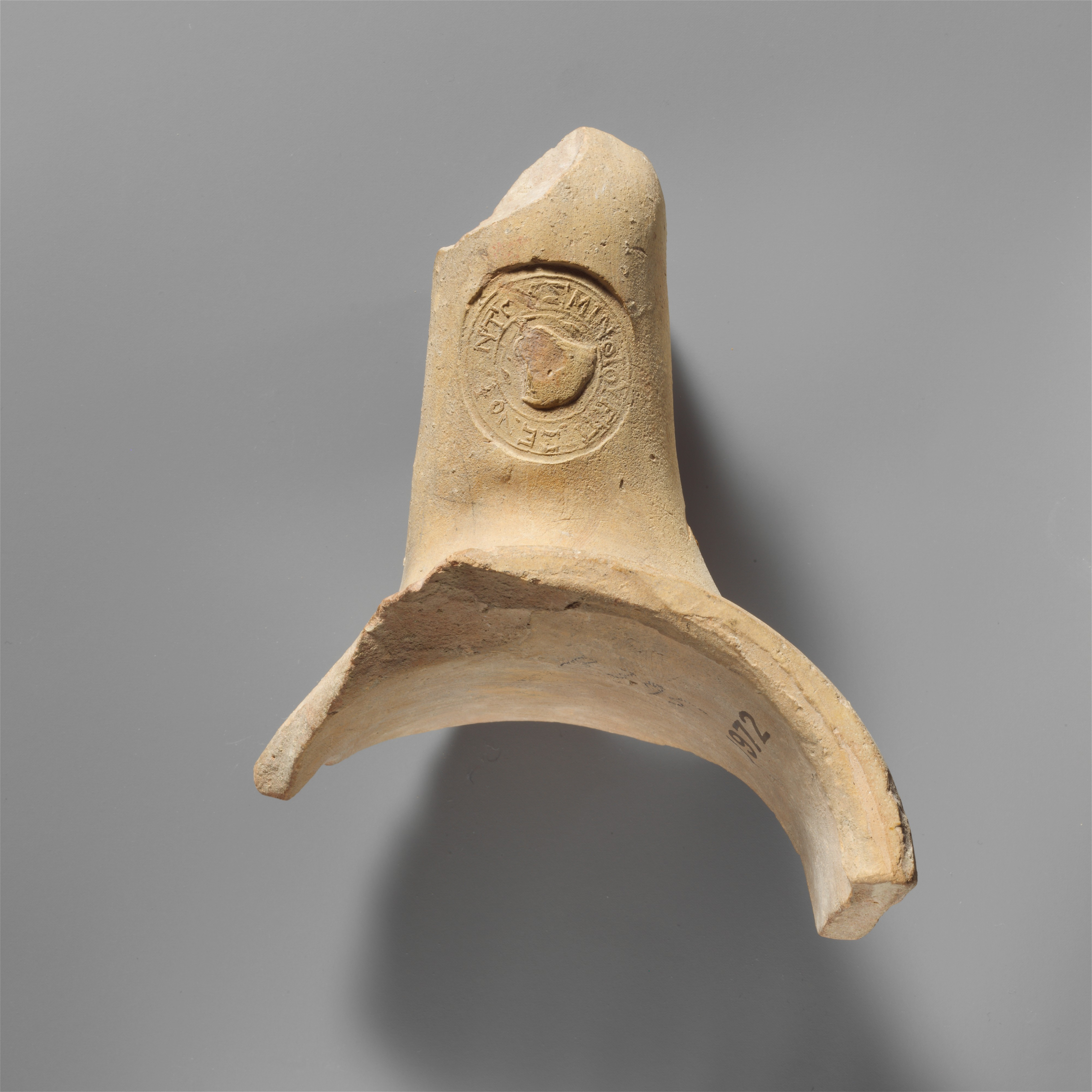
Fragment d'anse d'amphore rhodienne timbrée, v. 180 av. J.-C. MET
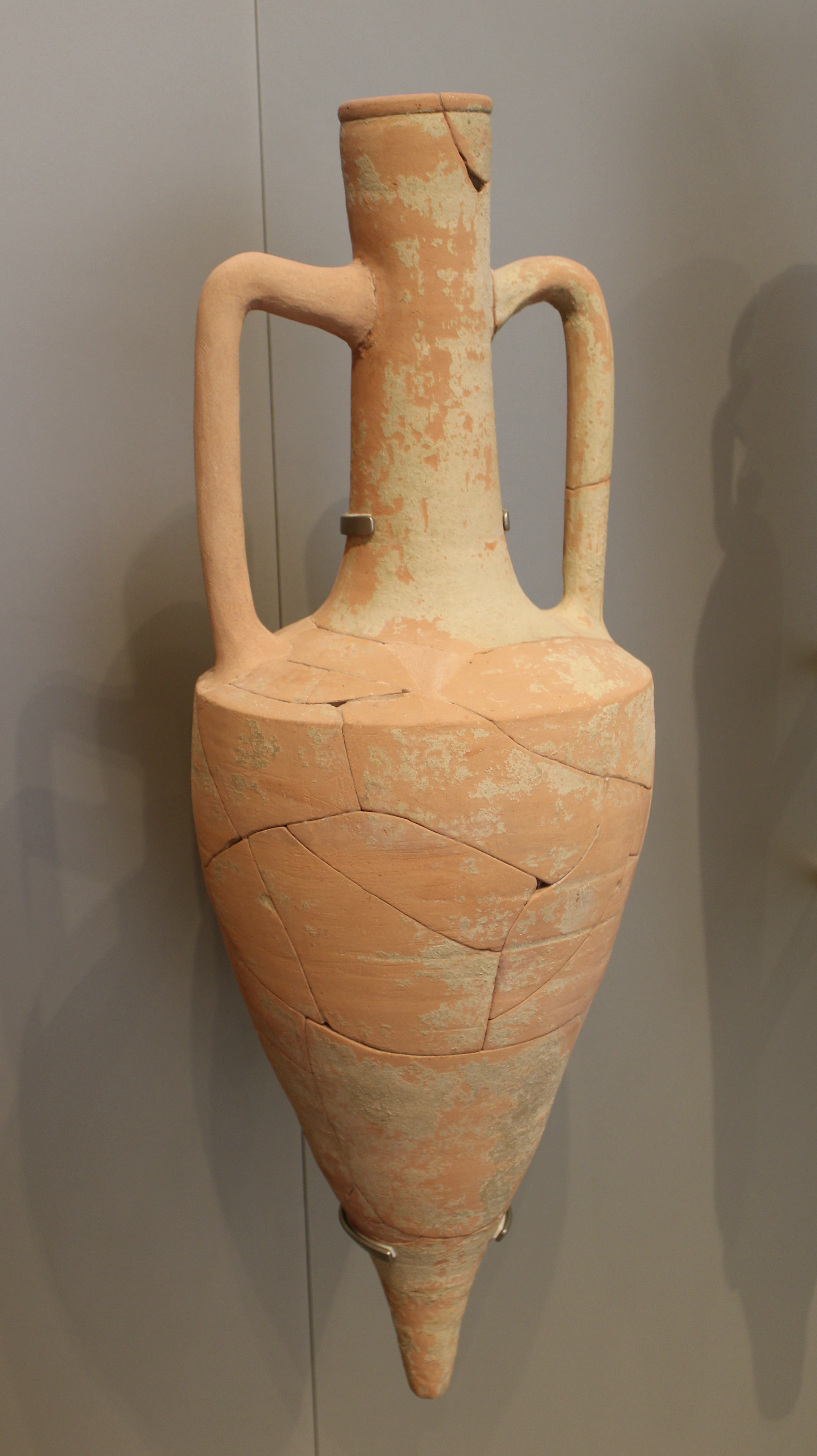
Amphore à vin de Chios, époque romaine, Narbonne. Narbo Via.

L'apparition de la monnaie frappée en Asie Mineure à l'époque archaïque, dans la seconde moitié du VIIe siècle av. J.-C., constitue une innovation majeure dans la vie économique grecque, qui se diffuse rapidement. En général les monnaies sont frappées en bronze et en argent, émises lors de circonstances particulières, et circulent sur un territoire limité. Mais les monnaies de certaines cités, en premier lieu Athènes, voient leur valeur être reconnue sur un vaste espace, et se diffusent beaucoup. Un système bancaire se développe autour de l'activité de change de monnaie. Il prend surtout son essor à partir de l'époque hellénistique. On sait alors pratiquer des paiements à distance sans déplacement de pièces de monnaie, grâce à des banques disposant de bureaux dans plusieurs endroits, mais cela reste rare. Le prêt à la grosse aventure permet de financer des expéditions commerciales.

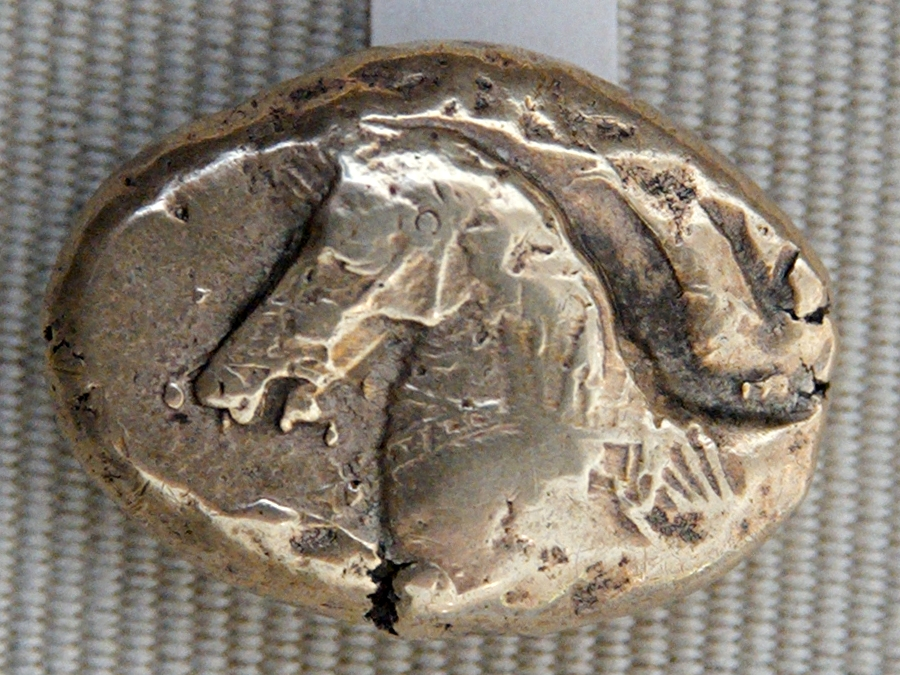
Statère d'électrum, Ionie, vers 600-580 av. J.-C. Cabinet des médailles de la Bibliothèque nationale de France.
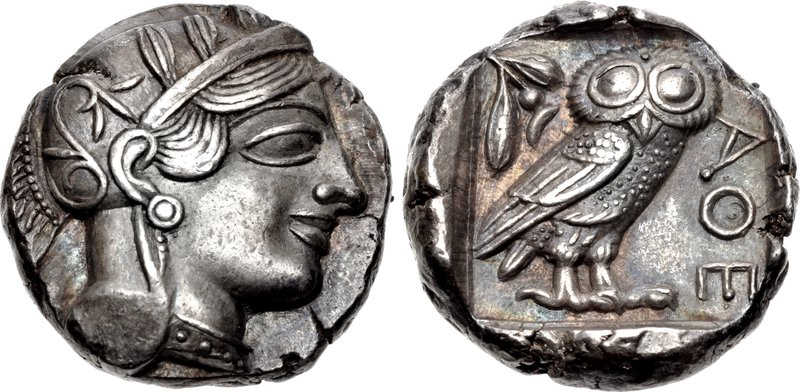
Tétradrachme athénien, avec la tête de la déesse Athéna au droit et la chouette la symbolisant au revers. Après 449 av. J.-C.
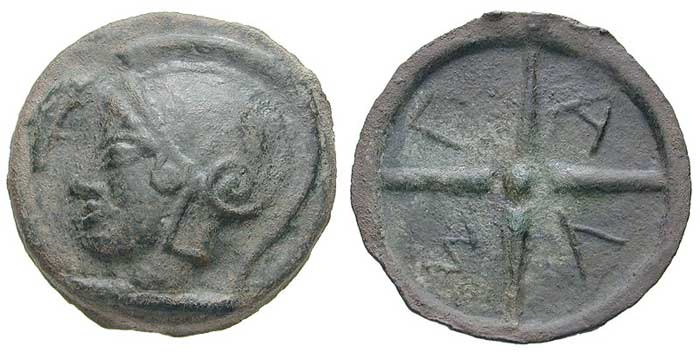
Monnaie frappée à Olbia du Pont vers la fin du Ve siècle av. J.-C.
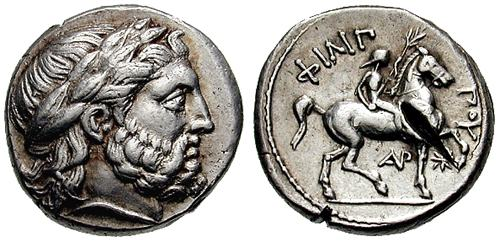
Tétradrachme à l'effigie de Zeus frappé sous Philippe II de Macédoine, v. 323-315 av. J.-C.
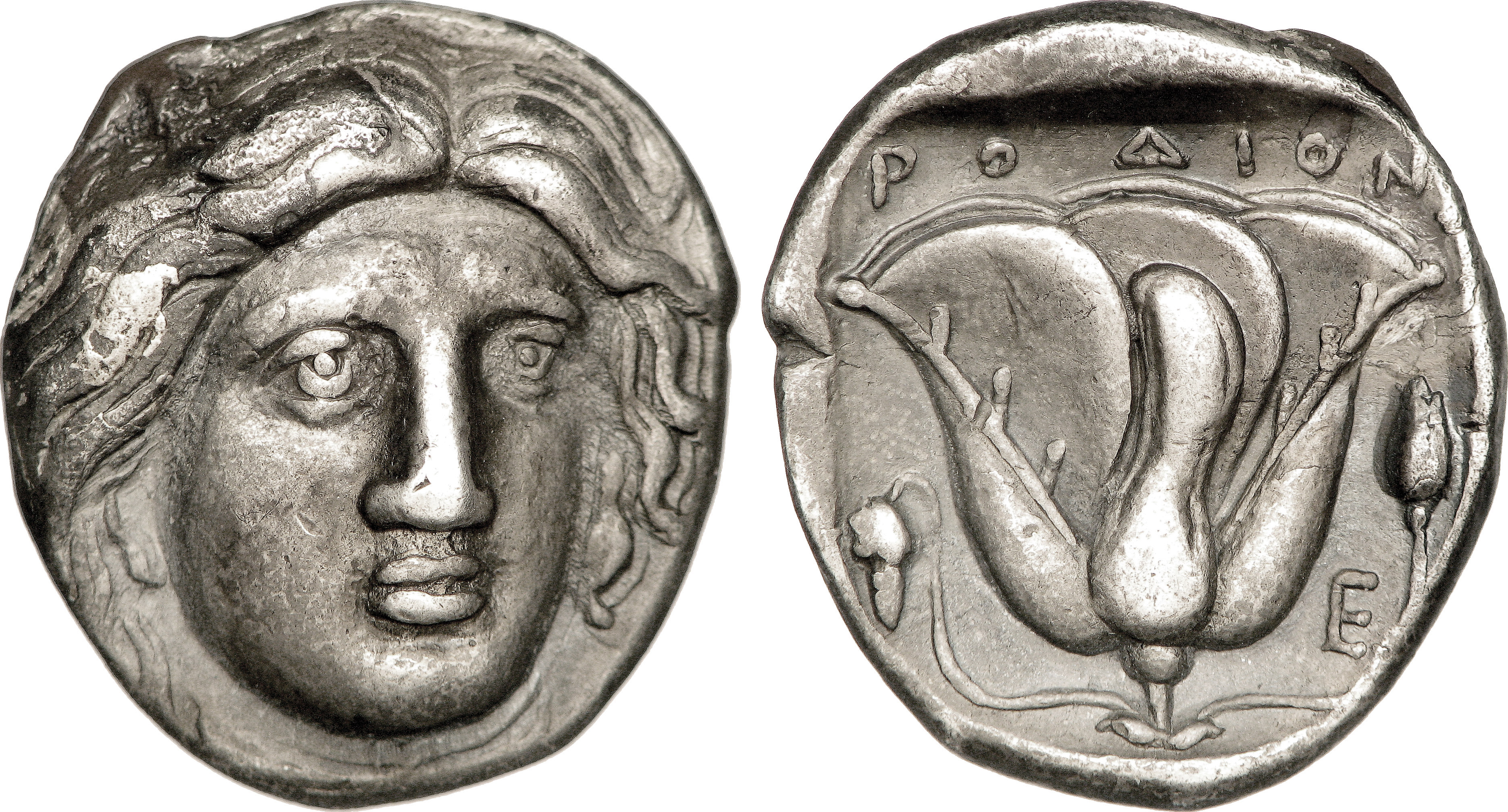
Tétradrachme d'argent de Rhodes à l'effigie du dieu Hélios, v. 316-305 av. J.-C.
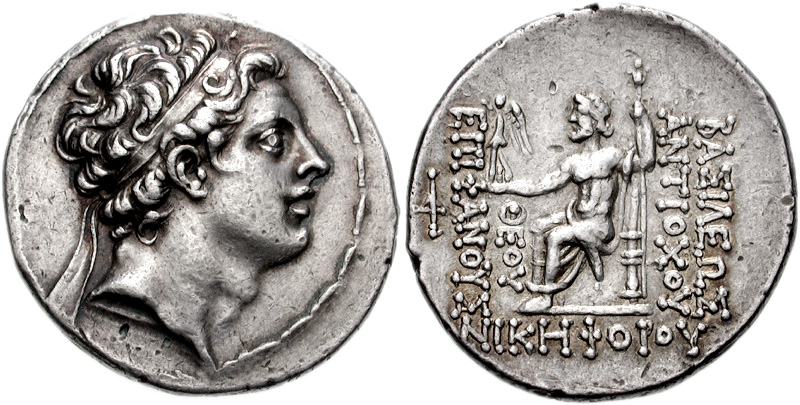
Tétradrachme à l'effigie du roi séleucide Antiochos IV Épiphane, v. 175-164 av. J.-C.
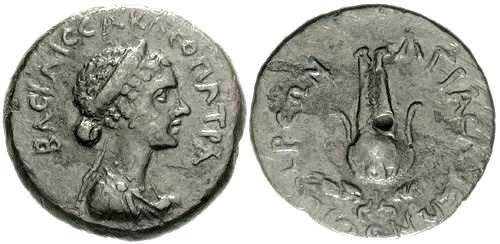
Hémiobole à l'effigie de Cléopâtre VII, frappée à Patras v. 32/31 av. J.-C.

### Alimentation et banquets
Le régime alimentaire des Grecs antiques se fonde sur la « triade méditerranéenne » : blé, huile d'olive et vin. Les céréales (blé dur, épeautre et orge) constituent la base de l'alimentation grecque, notamment le plat le plus courant la maza, bouillie faite avec de la farine d'orge précuite à laquelle on a ajouté du liquide (eau, huile, lait, miel). Du pain est aussi fabriqué, sous forme de galettes, et les textes mentionnent des sortes de gâteaux. Le terme opson désigne ce qui accompagne les céréales dans le repas. Les légumineuses (pois chiches, lentilles, fèves, vesces) sont un autre élément important du régime alimentaire, dans des potages, avec des condiments et légumes (ail, oignon, poireaux, navets, choux, concombres, etc.). Les fruits sont également consommés couramment (figues, raisins, pommes, poires). Le poisson, frais, séché ou en saumure, est un mets répandu. La viande n'est consommée qu'à l'occasion des fêtes ou des sacrifices pour le commun des Grecs, issue d'animaux d'élevage et de gibier. L'huile d'olive est la matière grasse la plus employée pour la cuisson. Le lait sert à faire du fromage, il n'est pas beaucoup bu ni transformé en beurre, pratiques qui sont vues comme typiques des barbares, de même que la consommation de bière. Les Grecs boivent plutôt du vin,.
L'approvisionnement alimentaire est une préoccupation constante pour les cités grecques, qui produisent rarement plus que ce qu'elles consomment, et sont peu à être autarciques, malgré des efforts constants pour augmenter la production agricole, surtout celle des céréales. De ce fait tout ce qui peut perturber la céréaliculture est potentiellement source de calamité, en premier lieu un mauvais climat et la guerre, qui peuvent entraîner régulièrement des disettes, voire des famines. Les plus pauvres sont souvent victimes de malnutrition. Les pénuries de céréales génèrent des tensions sociales, et les institutions civiques ont rarement des greniers collectifs pouvant les combler leurs actions étant généralement plutôt des contrôles des prix sur les marchés, des incitations au développement du commerce de céréales et à leur distribution, puis à partir du IVe siècle av. J.-C. elles pratiquent de plus en plus l'achat de céréales sur les deniers publics en cas de pénurie et hausse des prix, sans parvenir à complètement combler les manques. Les plus riches citoyens, aussi les rois puis empereurs, fournissent des grains à la cité à titre de bienfaits (évergétisme) et en retirent du prestige,.
La cuisine est faite pour l'essentiel par les femmes dans le cadre domestique. Pour les sacrifices et banquets collectifs il y a des cuisiniers publics, des boulangers vendent aussi des produits. La qualité des repas est un élément de distinction sociale, par le biais de produits variés et de qualité, notamment ceux ayant une origine renommée, en particulier les condiments, sauces, vins et huiles, dont la combinaison faisait la qualité du repas. Une forme de haute cuisine se développe au sein des élites durant l'Antiquité.
La préparation des plats sacrificiels est ritualisée, la méthode de préparation et l'ordre étant codifiés. Après l'immolation de l'animal, les viandes sont distribuées à ceux qui y ont droit, ce qui va jusqu'à impliquer toute la cité lors des grandes fêtes poliades. Des salles de banquets sont souvent aménagées dans des sanctuaires pour accueillir les convives. Ces banquets civiques sont un moment fort de la vie de la communauté, participant à l'identité collective des citoyens. Les plus riches participent de plus en plus à leur financement avec le temps, renforçant ainsi leur poids dans la cité. D'autres formes de banquets sont organisées dans un cadre civique, entre gens d'une même classe d'âge et/ou d'un même groupe social (syssities à Sparte, andries en Crète).
Des textes et images donnent des descriptions des repas et banquets des élites, réservés aux hommes, qui se déroulent dans les résidences privées, dans la pièce appelée andron : ils commencent par le deipnon, le souper, suivi du symposion, le banquet à proprement parler, immortalisé par Platon, durant lequel on boit du vin, accompagné de fruits et mets sucrés tout en devisant. Les vases employés sont choisis avec soin, l'ordre de service est codifié, des divertissements organisés (avec des musiciens, des hétaïres). Ce type de banquet constitue un élément majeur de la sociabilité des élites grecques des époques archaïque et classique,.

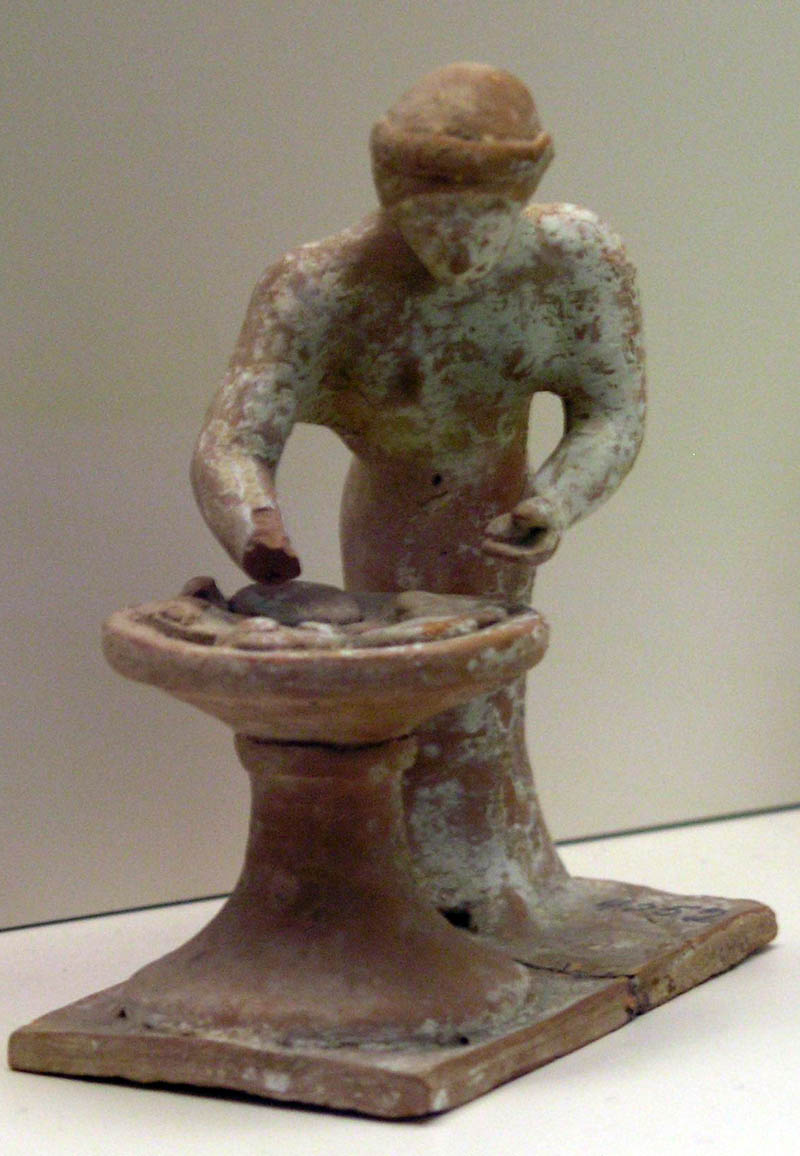
Femme pétrissant de la pâte à pain, début Ve siècle av. J.-C. Musée national archéologique d'Athènes.
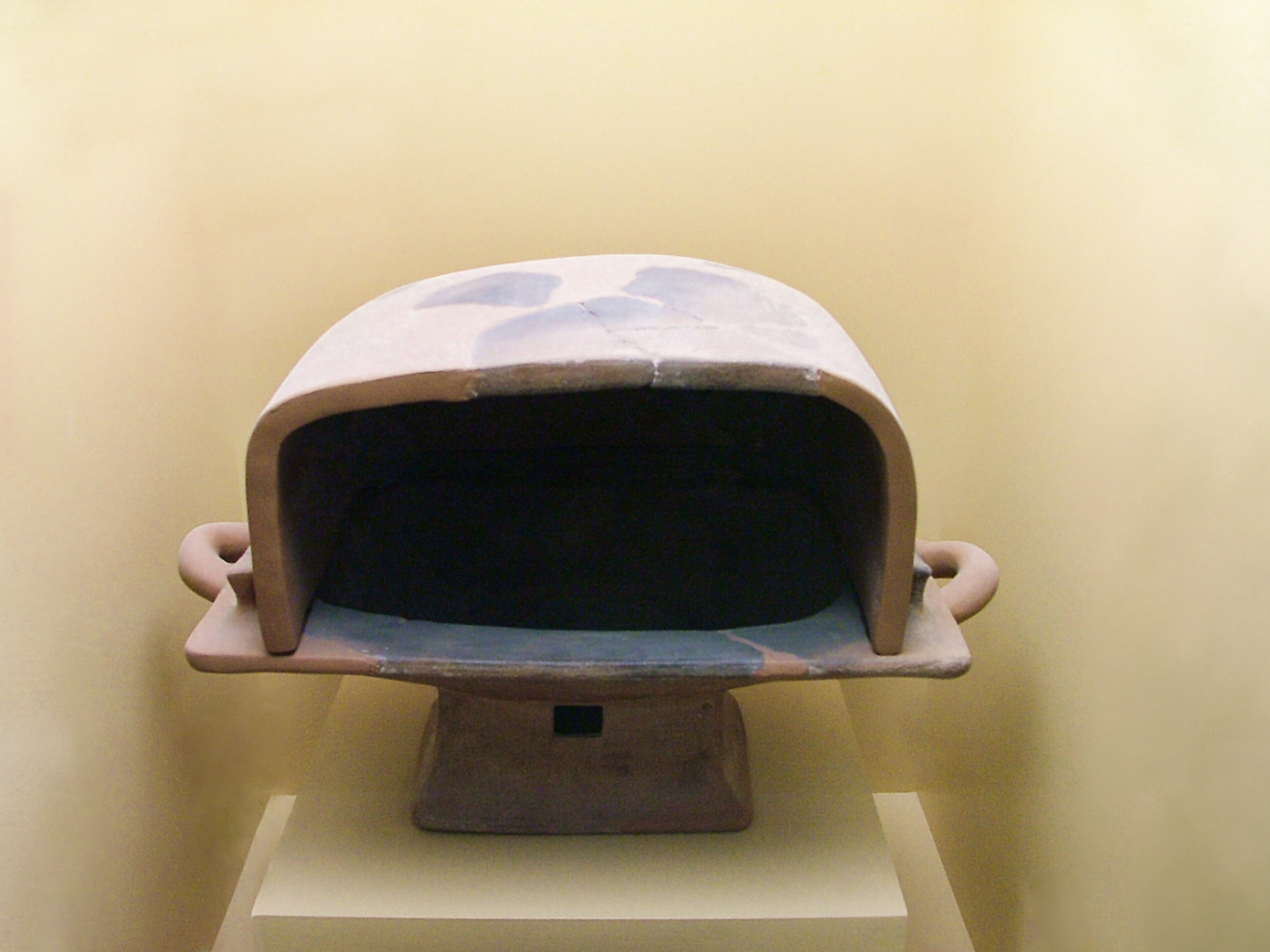
Braséro servant pour la cuisson des aliments. VIe – IVe siècle av. J.-C. Musée de l'Agora antique d'Athènes.
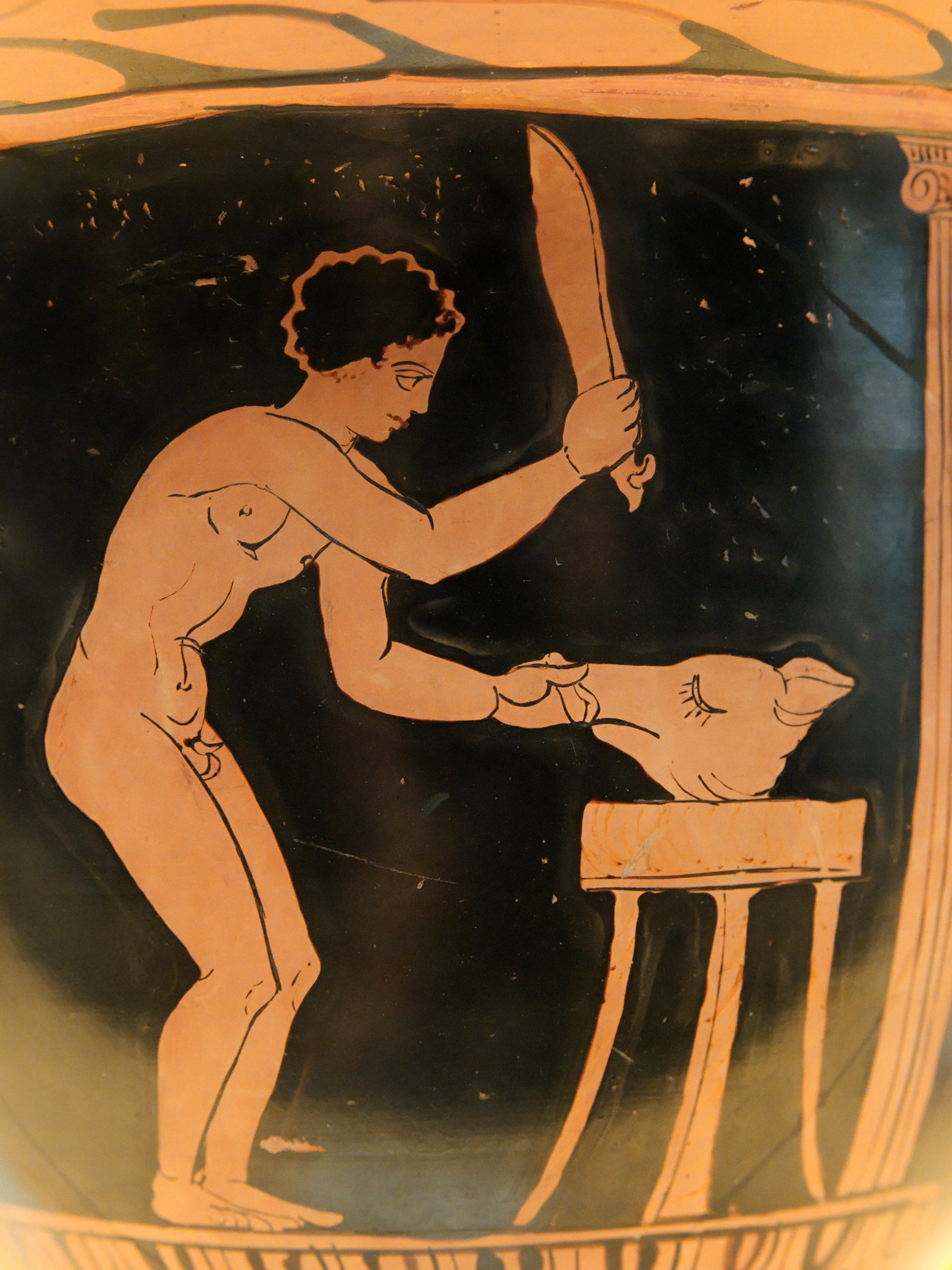
Un jeune homme prépare une tête de cochon après le sacrifice, cratère à figures rouges, v. 360-340 av. J.-C. Musée archéologique national de Madrid.
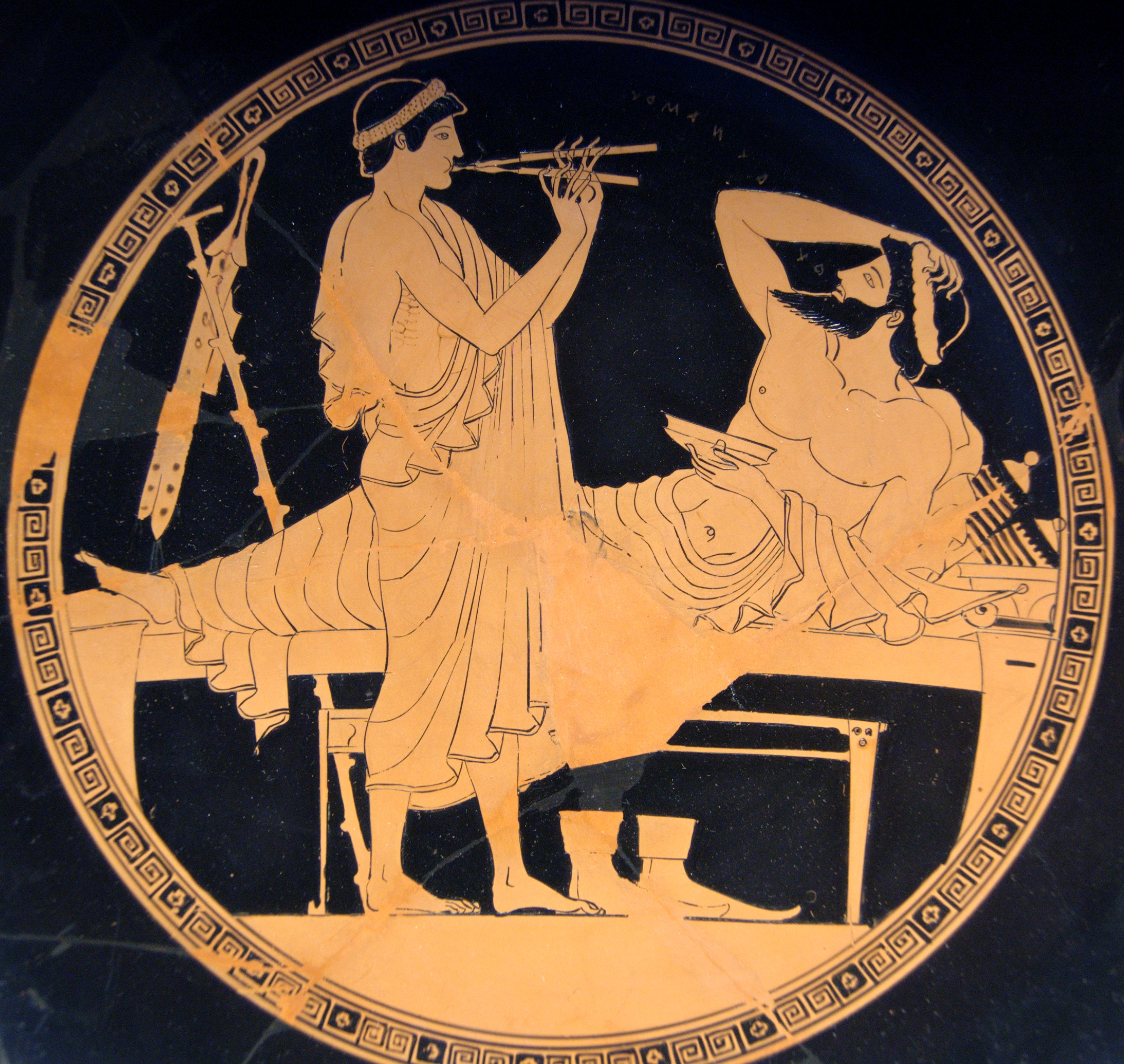
Homme banquetant diverti par un musicien, coupe à figures rouges, v. 480 av. J.-C. Staatliche Antikensammlungen

### Place de la guerre

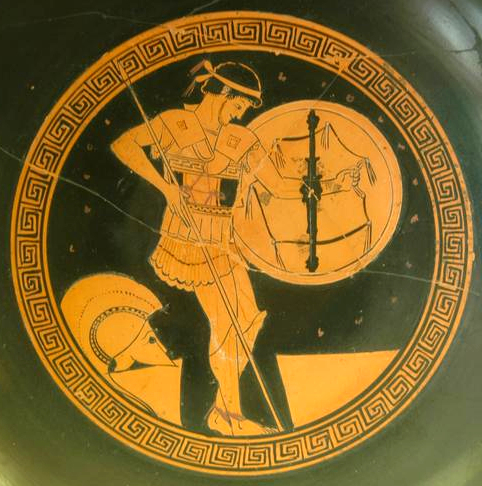
Représentation d'un hoplite,

Les Grecs donnent à la guerre (polemos) une place primordiale, comme le montre le nombre d'œuvres littéraires, philosophiques ou artistiques ayant pour thème le fait militaire. La guerre mobilise la politique, l'économie et la religion à toutes les époques de l'histoire grecque. Certains édifices défensifs ont laissé des vestiges encore visibles de nos jours, montrant la volonté qu'ont les cités de faire face aux agressions extérieures.
Les Minoéens ne semblent pas avoir connu l'état de guerre en Crète mais ils sont parvenus à fonder un empire maritime (ou thalassocratie) en mer Égée. Les Mycéniens ont érigé dans la seconde moitié du IIe millénaire av. J.-C. avant notre ère d'imposantes murailles que les Anciens appellent murs cyclopéens. Les guerriers mycéniens portent de lourdes armures de bronze et utilisent des poignards ou des épées, alors que le char sert essentiellement pour le transport vers le champ de bataille.
L'Iliade, qui dépeint la guerre de Troie, sert de modèle éthique aux conflits dans les siècles ultérieurs : Alexandre le Grand se voit par exemple comme un nouvel Achille. Même si son historicité reste débattue, l'œuvre d'Homère dépeint de manière précise les mœurs guerrières à l'époque mycénienne tout en empruntant à l'époque archaïque. Ainsi, la bataille donne lieu à des duels entre héros, car le corps à corps s'avère plus noble pour les Grecs que l'usage d'armes de trait. Des formations de combat rappelant la phalange sont également décrites. Homère montre ce que la guerre est aussi pour les Grecs : raids de pirates, captures d'esclaves ou de bétail, échanges contre rançon, etc..
Le premier conflit attesté entre cités rivales à l'époque archaïque est la guerre lélantine entre Chalcis et Érétrie (710 à 650 av. J.-C.). C'est à cette époque que serait apparue la phalange hoplitique qui domine la scène militaire grecque pendant trois siècles. Les armées sont aussi dotées de troupes légères, les peltastes, tandis que la cavalerie ne joue qu'un rôle d'appoint. Au IVe siècle av. J.-C., les Grecs commencent à construire des navires de combat très perfectionnés, les trières. Durant l'époque archaïque la guerre se limite à des conflits entre cités voisines. Les tentatives d'invasion perse lors des deux guerres médiques donnent une nouvelle dimension à la guerre, que cela soit sur terre (batailles de Marathon et de Platées) ou sur mer (bataille de Salamine). La guerre du Péloponnèse (431-404), le plus grand conflit entre cités grecques, met aux prises Athènes et Sparte à travers deux coalitions, l'une maritime, l'autre terrestre. Elle peut s'apparenter à une guerre civile entre Grecs et sonne le déclin des cités-État.
Au début du IVe siècle av. J.-C., les Thébains mettent au point l'ordre oblique qui vise à renforcer une des ailes pour tenter d'offrir la victoire. Puis les rois de Macédoine, Philippe II et son fils Alexandre le Grand, révolutionnent l'art militaire en s'appuyant sur une nouvelle organisation de la phalange de piquiers, porteurs de longues sarisses, et en intégrant de nombreuses unités de cavalerie lourde. Ils développent également les techniques de siège (ou poliorcétique). L'armée macédonienne devient l'instrument de la conquête de l'Asie. Après les conquêtes d'Alexandre, la guerre change d'échelle, mettant en jeu de grandes puissances territoriales à l'époque hellénistique : Égypte lagide, Asie séleucide et Macédoine antigonide. Ces trois entités sont finalement vaincues par les Romains.
Traditionnellement, les guerriers sont des citoyens accomplissant un service militaire et s'équipant en fonction de leurs revenus. Les esclaves ne sont pas autorisés à prendre part à la guerre en tant que combattants, à part exception comme les hilotes à Sparte. La guerre du Péloponnèse accélère l'emploi de soldats professionnels. À l'époque hellénistique, des mercenaires grecs se retrouvent embauchés dans toutes les armées, ce qui peut aboutir à des trahisons ou à des troubles.

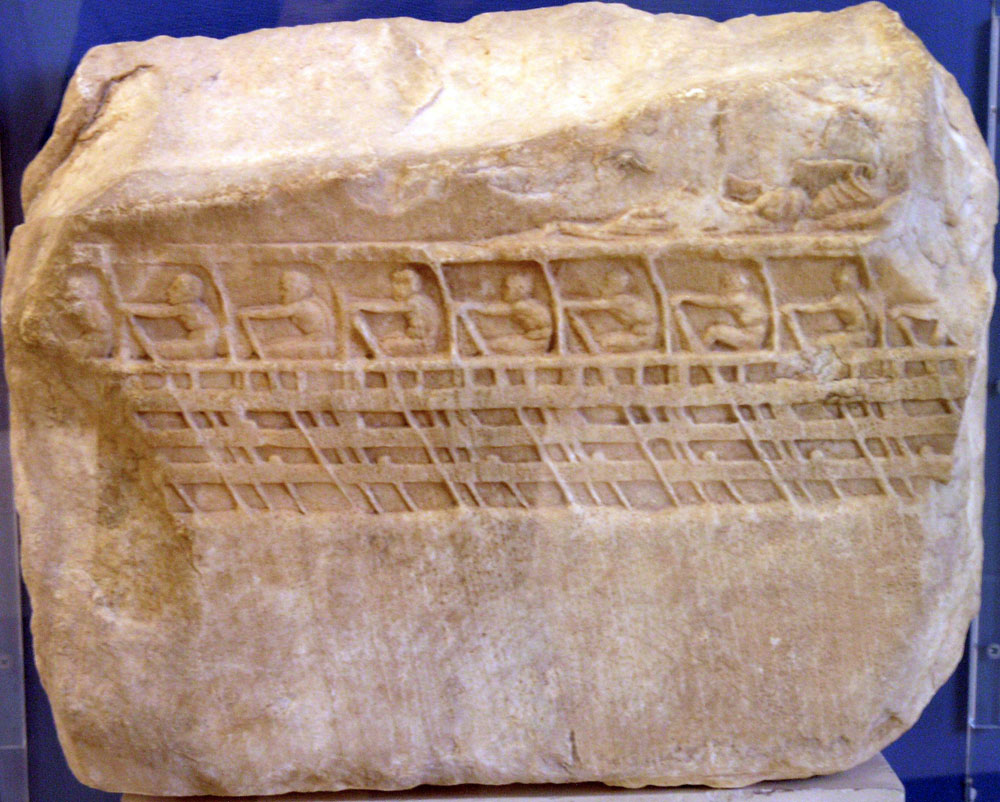
Bas-relief représentant une trière athénienne, vers 410 av. J.-C.--400 Musée de l'Acropole d'Athènes.

Le monde grec étant très marqué par la présence de la mer, les flottes de guerre se développent tôt et prennent une grande importance. Que la « thalassocratie minoenne » évoquée par Thucydide ait existé ou non, il y a manifestement déjà des flottes durant l'âge du Bronze égéen. L'époque archaïque est l'âge de l'expansion maritime des Grecs et du développement de leur art de la guerre navale. Samos constitue une flotte de guerre sous son tyran Polycrate, mais c'est surtout Athènes qui développe une grande flotte, qui permet aux Grecs de défaire les Perses sur mer à plusieurs reprises. Le navire de guerre athénien est la trière. Elle est mue à l'aide de voiles ou de rames et possède une proue pointue pour éperonner les bateaux ennemis. Elle dispose d'un équipage d'environ 200 hommes, la plupart des rameurs. Leur coordination et leur capacité à manœuvrer leur bateau efficacement est la clef des batailles, permettant aux flottes de procéder des encerclements ou enfoncer les lignes ennemies. La suprématie athénienne sur mer dure durant la majeure partie de la guerre du Péloponnèse, avant que Sparte ne constitue sa propre flotte avec le soutien financier perse. Mais Athènes reprend l'avantage au IVe siècle av. J.-C., avant d'être éclipsée par le développement des grandes flottes de l'époque hellénistique : la Macédoine, l’Égypte lagide, et la cité de Rhodes.
La guerre est très codifiée chez les Grecs. Elle est en effet régie par le droit qui se fonde sur les « lois communes des Grecs ». Ainsi, les belligérants se doivent de respecter les traités et la parole donnée sous serment. Ils ne peuvent pas s'attaquer aux ambassades ou aux théores en mission. Il est interdit de mettre à mort les prisonniers qui se sont rendus, leur sort étant d'être réduit en esclavage. Les Grecs suivent également des règles, liées aux conditions d'approvisionnement des troupes, comme de ne pas mener campagne pendant la saison hivernale. Il existe aussi des exemples de belligérants s'interdisant de couper les sources en eau des places assiégées. Le non-respect de ces règles entraînent la désapprobation générale. Avant la bataille, des libations et des sacrifices sont offerts aux dieux, des devins cherchant à déchiffrer leur volonté. Les chants de guerre (ou péans) ont une connotation religieuse. Après la bataille, l'armée victorieuse dresse des trophées avec les armements pris à l'ennemi. Les grandes victoires sont l'objet de dédicaces dans les sanctuaires panhelléniques. Les vaincus sont autorisés à recueillir les dépouilles des soldats tués qui sont généralement incinérés ou ensevelis sur place, même si les usages diffèrent entre les cités. Tous ces usages perdurent jusqu'à l'époque hellénistique.
En contrepartie il y a peu de limitations aux actions destructrices : les pillages et saccages de récoltes et propriétés de l'ennemi sont courants, il n'est pas inhabituel qu'un sanctuaire soit mis à sac au mépris de son caractère sacré, et les populations vaincues sont à la merci des vainqueurs qui peuvent les massacrer ou les asservir. L'époque hellénistique semble voir une baisse des violences par rapport à l'époque classique, mais les conquêtes romaines renversent la tendance et entraînent d'importantes destructions dans le monde grec,. De ce fait les discours sur la guerre dans la Grèce antique ne sont guère enjoliveurs. Depuis Homère on glorifie certes les hauts faits de guerriers, mais pas la guerre en elle-même, qui est vue comme une calamité. Les descriptions des malheurs de la guerre sont courantes dans la littérature postérieure, notamment chez les historiens.

### Sexualité

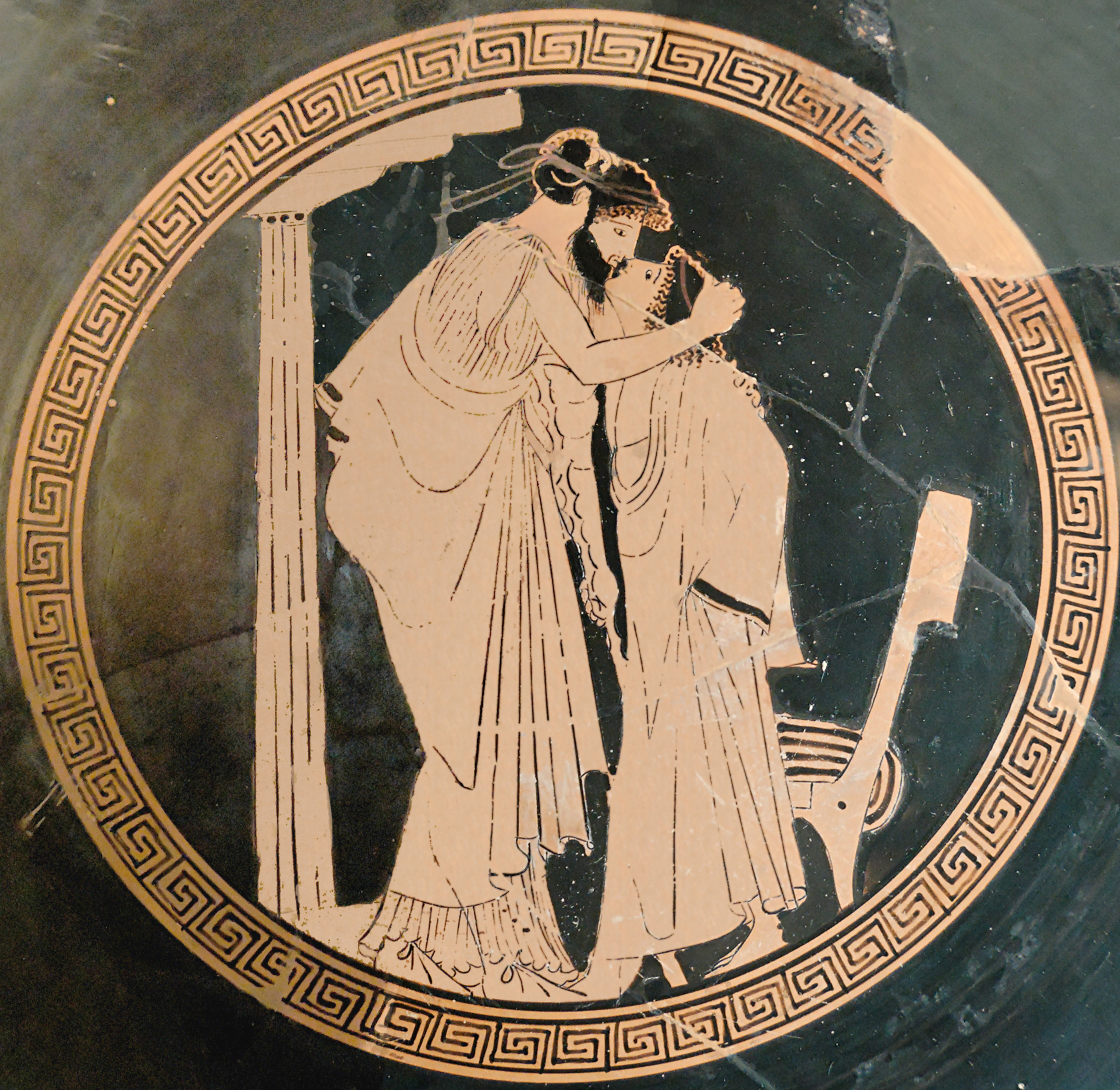
Coupe attique à figures rouges représentant un éraste embrassant un éromène, Musée du Louvre.

La sexualité des Grecs et Grecques antiques est difficile à catégoriser au regard des notions modernes telles que l'hétérosexualité ou l'homosexualité, tant elle répond à des logiques qui sont propres à cette civilisation (et se retrouvent en bonne partie dans la Rome antique). En effet, il n'y a pas de concept d'orientation sexuelle, car « les Grecs ne distinguent pas les comportements sexuels en fonction de l'objet du désir, mais selon le rôle que chacun joue dans l'échange » (M. Sartre). 
Les rapports sexuels sont pratiqués entre personnes de sexe différent comme personnes de même sexe, mais il n'est que très rarement question de préférence ou d'exclusivisme pour l'un ou l'autre. Le sexe est essentiellement conceptualisé du point de vue masculin, autour des notions de pénétration et de plaisir phallique, peu importe le sexe anatomique du ou de la partenaire, avec l'idée courante que la personne active domine la personne passive, surtout si elle est inférieure socialement (au regard de son statut, son âge ou son genre) et que l'acte est potentiellement infamant pour la personne pénétrée. Ce qui est plus réprouvé est une conduite allant contre les normes attribuées en fonction d'un genre, à savoir qu'un homme joue un rôle sexuel insertif et une femme un rôle réceptif. Il est généralement admis qu'un homme peut aussi bien éprouver un désir érotique pour un beau jeune homme qu'une belle femme, les conduites condamnées étant certains excès comme l'adultère avec une citoyenne, la corruption de jeunes garçons, la dépense de sommes élevées pour une courtisane.
Le contrôle de la sexualité des femmes libres est fort, notamment leur virginité avant le mariage, puisque leur rôle principal est d'enfanter et qu'on souhaite alors s'assurer qu'elles donnent naissance aux enfants de leur mari, pour la pérennité de la famille et la stabilité sociale. De ce fait l'adultère n'est considéré que dans le cas où une citoyenne est impliquée. Les hommes libres peuvent de leur côté avoir recours aux services de prostitué(e)s, et pour les plus riches à ceux d'hétaïres, des sortes de courtisanes dont les services ne se cantonnent pas aux rapports sexuels. Leurs esclaves, femmes comme hommes, leur servent également de partenaires sexuels.
La pédérastie désigne dans la Grèce antique la poursuite par des hommes plus âgés de jeunes garçons, sans doute souvent prépubères, car il est considéré qu'un garçon imberbe a un attrait érotique supérieur à celui d'un homme mûr, quand bien même il est considéré comme beau. On a proposé d'y voir une forme d'initiation, une éducation et un enseignement moral, mais il est difficile d'en exclure les finalités sexuelles, même si elles ne sont pas systématiques. Cette pratique assignant des rôles en fonction de l'âge, qui a une visibilité et un prestige social importants, où on distingue le sujet du désir, l'éraste, de son objet, l'éromène, est surtout connue pour l'Athènes classique.

## Religion

Localisation des principaux sanctuaires grecs antiques.

La religion grecque antique présente un profil très différent des religions de l'époque moderne en cela qu'elle n'a ni textes sacrés, ni dogme, ni Église. Ses croyances ne reposent pas sur une révélation sacrée, elles sont le produit d'une expérience cumulative qui laisse la place à une diversité d'opinions qu'aucune « orthodoxie » ne prétend éteindre, s'intéressent plus aux affaires des vivants qu'à ce qui se passe après la mort. Elle est polythéiste et accorde une grande importance aux rites et moins à la dévotion personnelle. La piété envers les dieux et la pureté rituelle sont primordiales, et l'éthique secondaire. C'est une religion dont on a pu écrire qu'elle est « encastrée » dans la société, organisée principalement dans le du cadre de la cité, même si les rituels domestiques sont importants et que se développent des approches plus personnelles avec les cultes à mystères,.

### Divinités

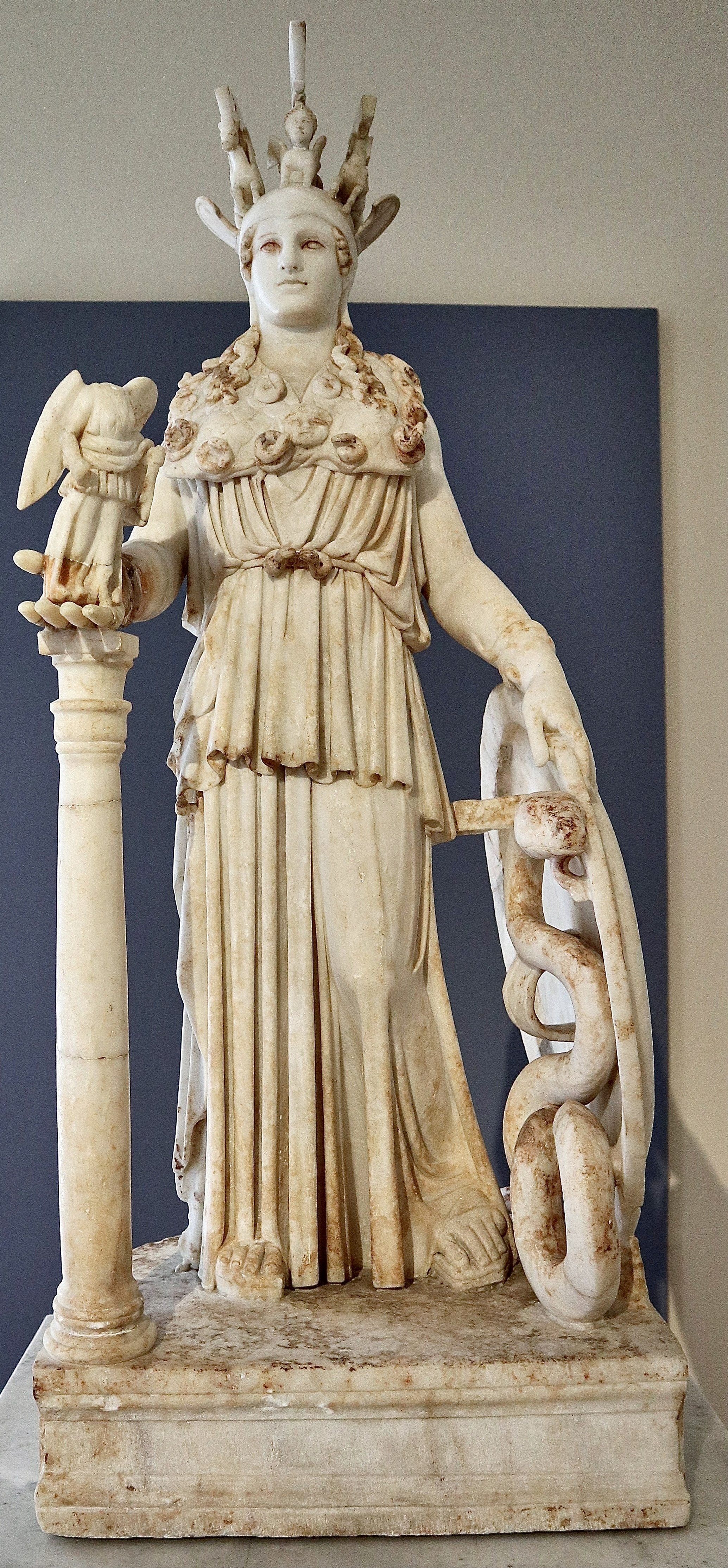
Statuette d’Athéna du Varvakeion, copie d'époque romaine de la statue chryséléphantine du Parthénon faite par Phidias, musée national archéologique d'Athènes.

Les Grecs anciens sont polythéistes, ils vénèrent une foule de dieux (theoi), qui ont pour trait principal leur immortalité et leur puissance, qui garantissent leur supériorité par rapport aux humains, et les diverses attentions de ces derniers à leur égard afin de capter les bénéfices de leurs pouvoirs. Ils sont généralement représentés sous forme humaine (anthropomorphisme), et ont un comportement proche de celui des hommes, suivant la vision répandue par Homère et Hésiode,. Du point de vue antique, « les dieux ne valent pas mieux que les hommes, ils sont juste plus puissants » (P. Veyne).
Les dieux ont chacun un domaine de compétence déterminé, et même plusieurs dans le cas des principales divinités, à la fois distinct et complémentaire de ceux des autres. On retrouve un même ensemble de divinités principales dans le monde grec, qui se déclinent en plusieurs variantes distinguées par un deuxième nom (épiclèse), souvent construit à partir de leur lieu de culte précis (Héra de Samos, Héra d'Argos, etc.). Dans d'autres cas une même divinité peut être identifiée sous un de ses aspects précis, qui renvoie à une compétence spécifique (Apollon Agyiée pour les rues, Zeus Xenios pour l'hospitalité, etc.). Cela renvoie à la complexité du système polythéiste : d'un certain point de vue chaque dieu d'un lieu est spécifique, mais il y a manifestement la conscience d'une unité derrière cette multiplicité, autour d'un noyau similaire reliant ces variantes entre elles, à commencer par leur nom. L'Artémis de l'un n'est pas exactement l'Artémis de l'autre, mais les deux reconnaissent derrière une même déesse commune aux Grecs,.
Il existe un ensemble de panthéons locaux, réunissant les principales divinités d'une cité et participant à son identité. Les divinités sont certes souvent prises parmi le groupe des figures majeures (panhelléniques), mais sous une variante locale et en les associant d'une manière spécifique, suivant des logiques de complémentarité et d'oppositions. Cependant, à l'exemple des civilisations antiques orientales, et comme cela a été formulé dans les poèmes homériques, il existe un concept de société divine, dans laquelle les dieux principaux entretiennent des liens familiaux et ont chacun un rôle précis. Le groupe principal est celui des « olympiennes », dominé par Zeus et organisé autour de lui, souvent réduit dans la littérature moderne à un groupe de douze divinités majeures auxquelles on attribue plusieurs pouvoirs et fonctions principales, :
- Aphrodite, déesse de l'amour, de la passion, de la beauté, avec aussi des aspects guerriers et marins ;
- Apollon, dieu des arts et du Soleil, dieu guérisseur et oraculaire ;
- Arès, dieu de la guerre ;
- Artémis, déesse du monde sauvage, de la chasse, protectrice des jeunes filles non mariées, de l'enfantement ;
- Athéna, protectrice de cités, déesse de la guerre, des techniques et de la sagesse ;
- Déméter, déesse agraire, de la fertilité ;
- Dionysos, dieu de la vigne et du vin, du théâtre, de l'allégresse ;
- Héphaïstos, dieu du feu et des forgerons ;
- Héra, reine des dieux et déesse du mariage ;
- Hermès, dieu des voyages, du commerce, des voleurs, messager des dieux ;
- Poséidon, dieu de la mer, des séismes, des chevaux ;
- Zeus, dieu du ciel et de la foudre, roi des dieux, dieu souverain et garant de l'ordre social.

Cette liste peut comprendre des légères variantes, et inclure Hadès, le dieu des Enfers, ou Hestia, la déesse des foyers. Déméter se voit souvent associée à sa fille Perséphone/Korè, et certains « demi-dieux » devenus dieux à part entière ont aussi une place importante, Héraclès, Asclépios et les Dioscures. 

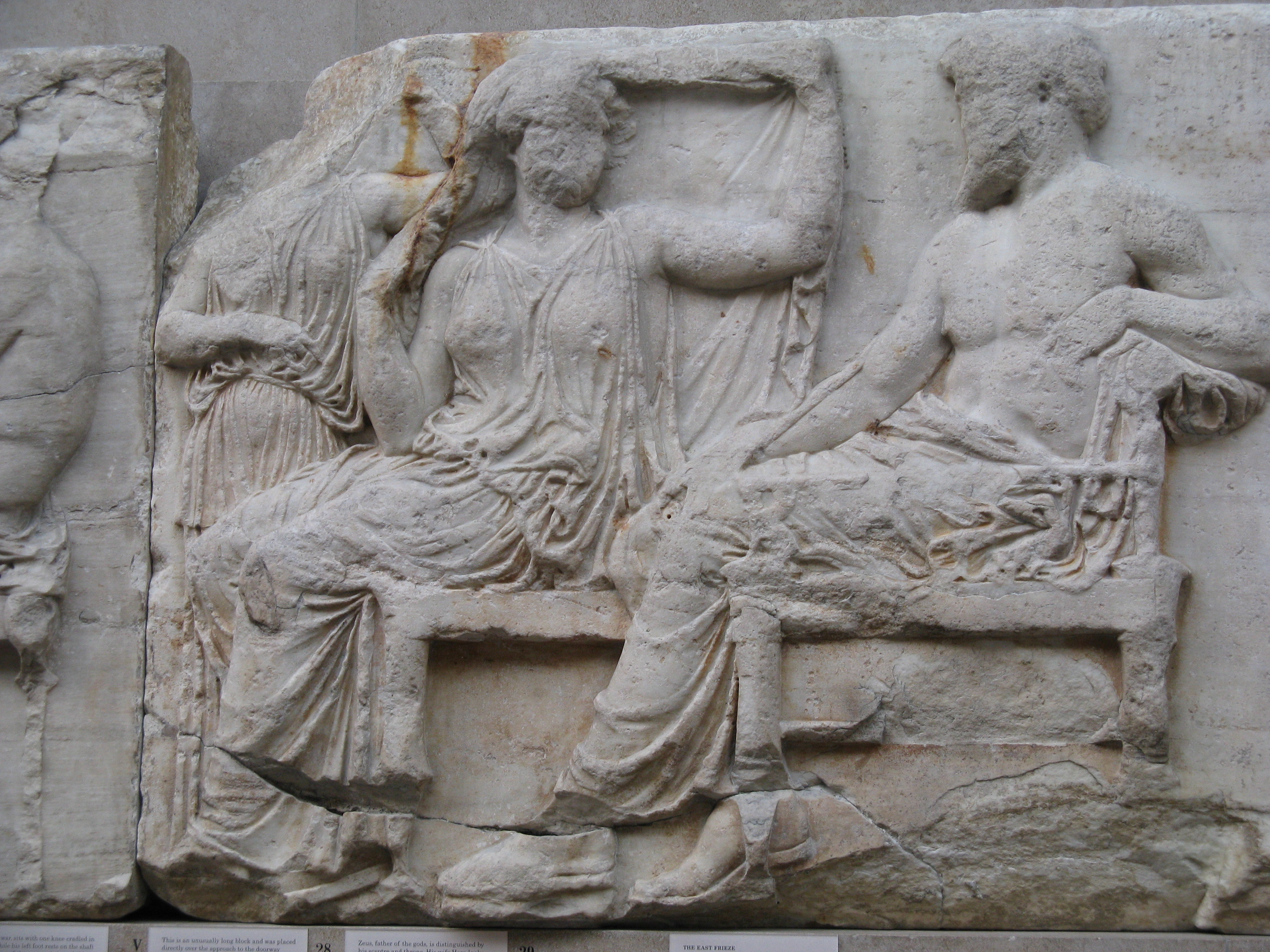
Iris, Héra et Zeus, frise des Panathénées, v. 447-433 av. J.-C. British Museum.
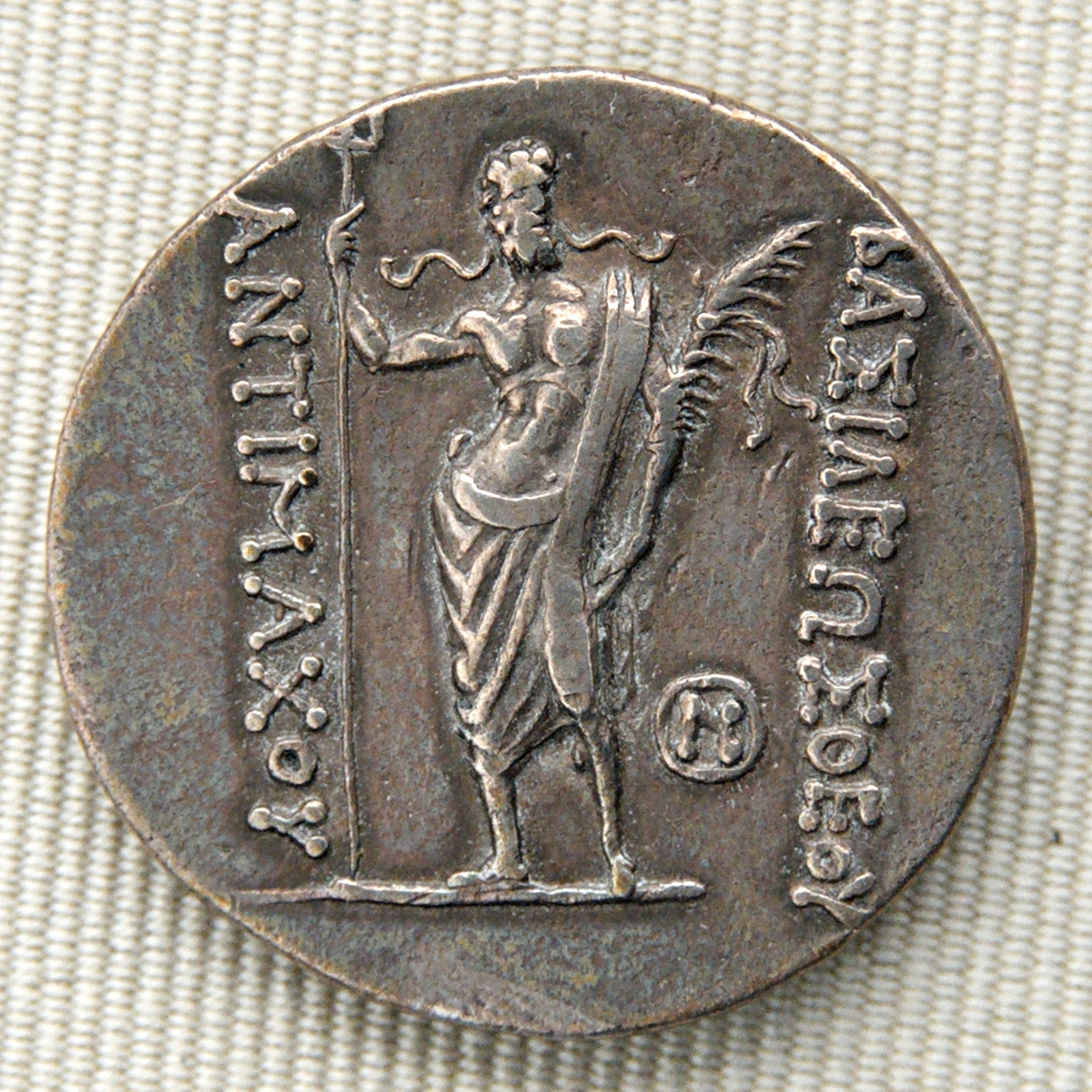
Tétradrachme en argent (revers) représentant Poséidon, règne d'Antimaque Ier de Bactriane (v. 174-165 av. J.-C.). Cabinet des Médailles.
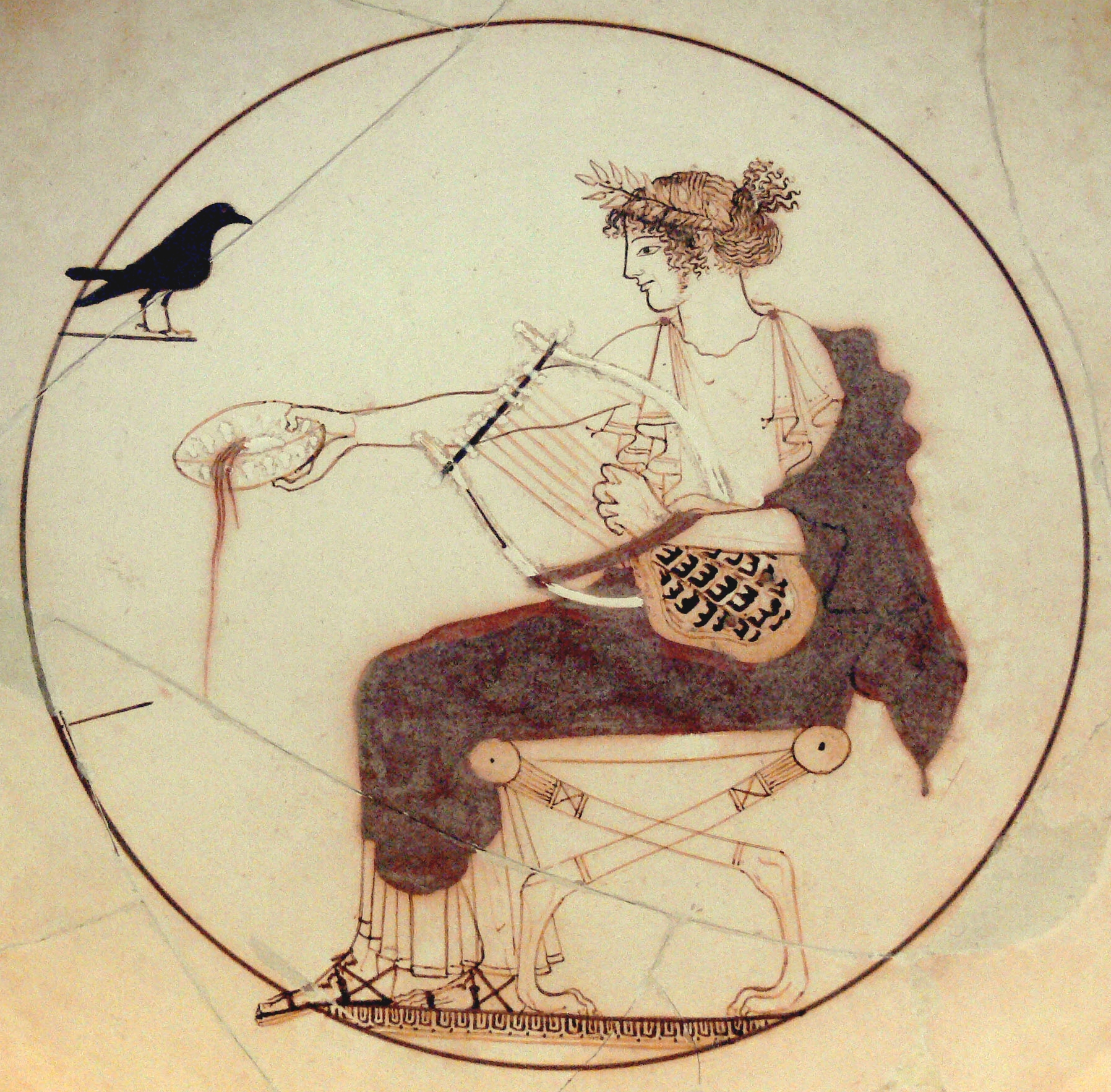
Apollon citharède versant une libation, coupe attique à fond blanc, v. 460 av. J.-C. Musée archéologique de Delphes.
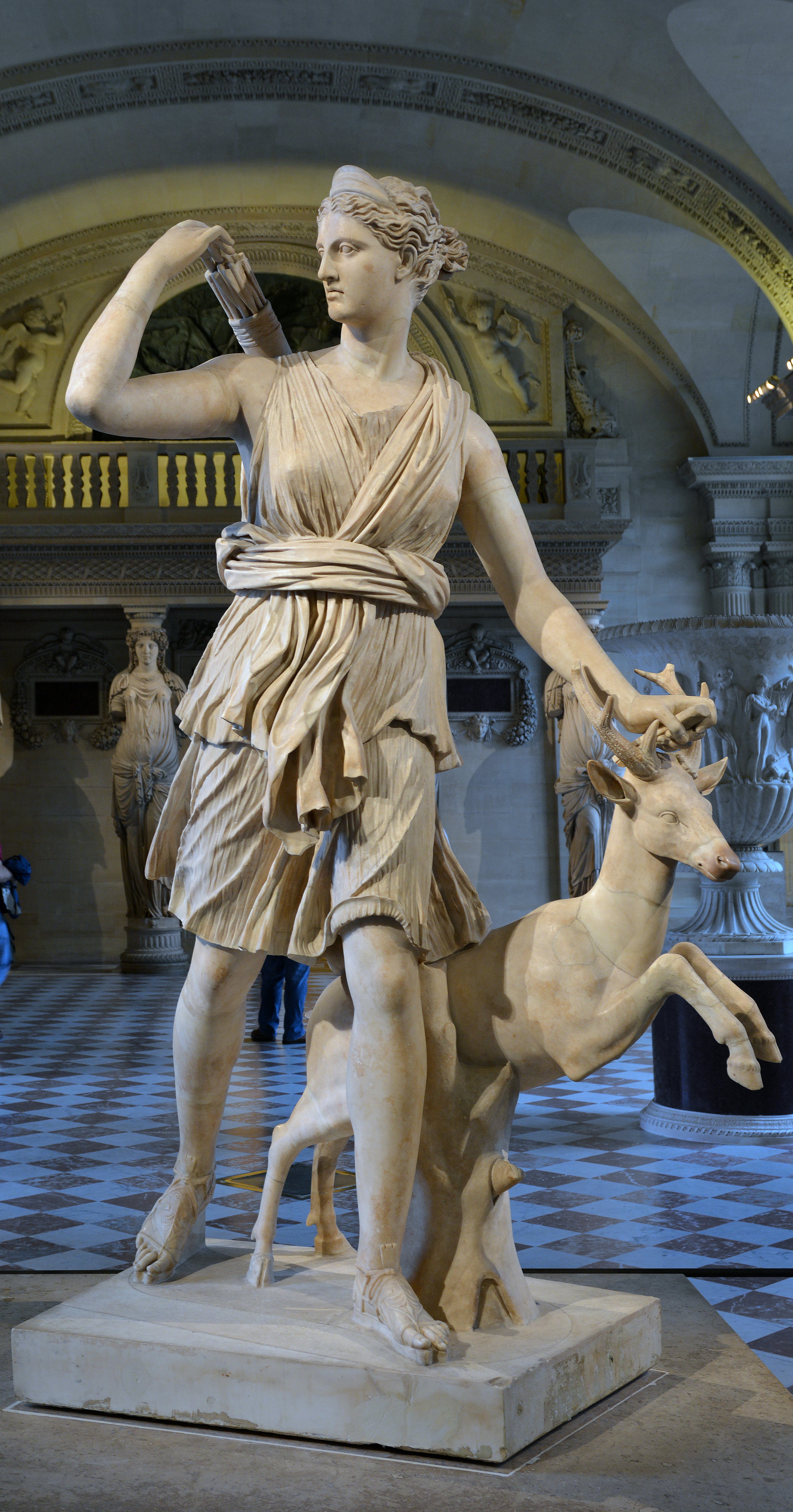
Diane de Versailles, représentation d'Artémis chasseresse, copie romaine d'un original grec du IVe siècle av. J.-C. Musée du Louvre.
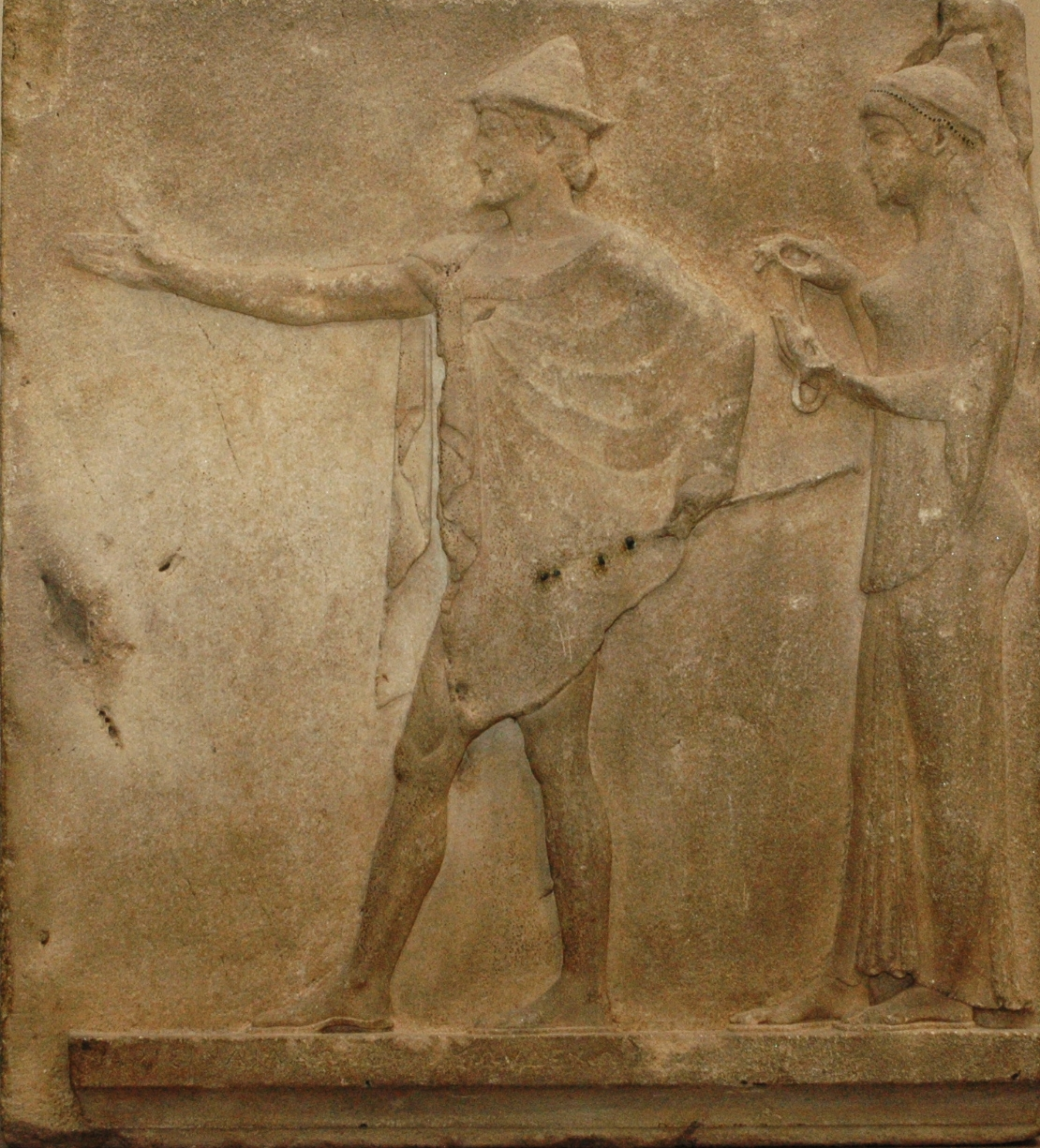
Hermès agoraios, stèle de Thasos, v. 480 av. J.-C. Musée du Louvre.
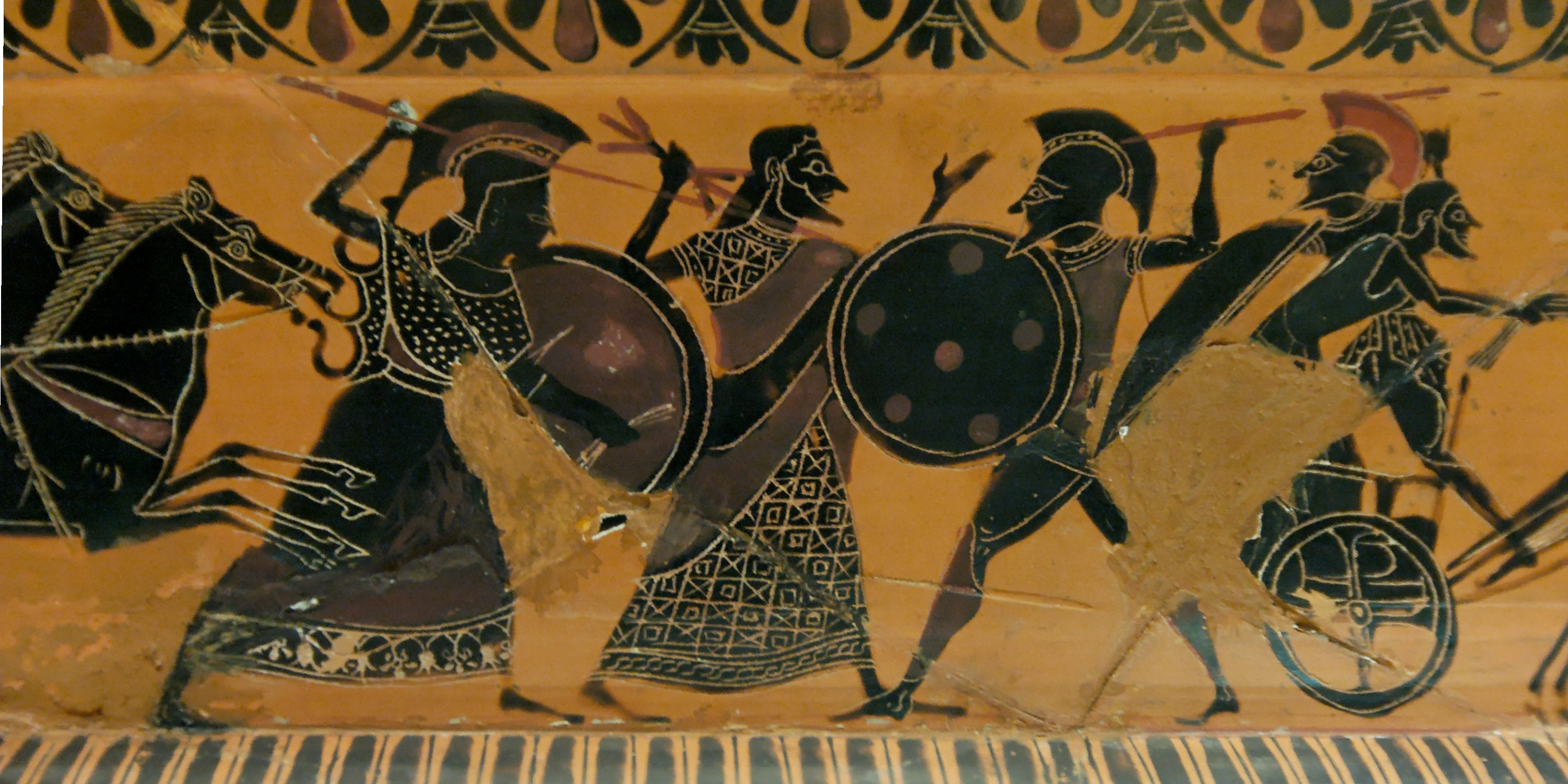
Zeus s'interpose entre Athéna et Arès, cratère à volutes de Nicosthénès, v. 540-510 av. J.-C. British Museum.
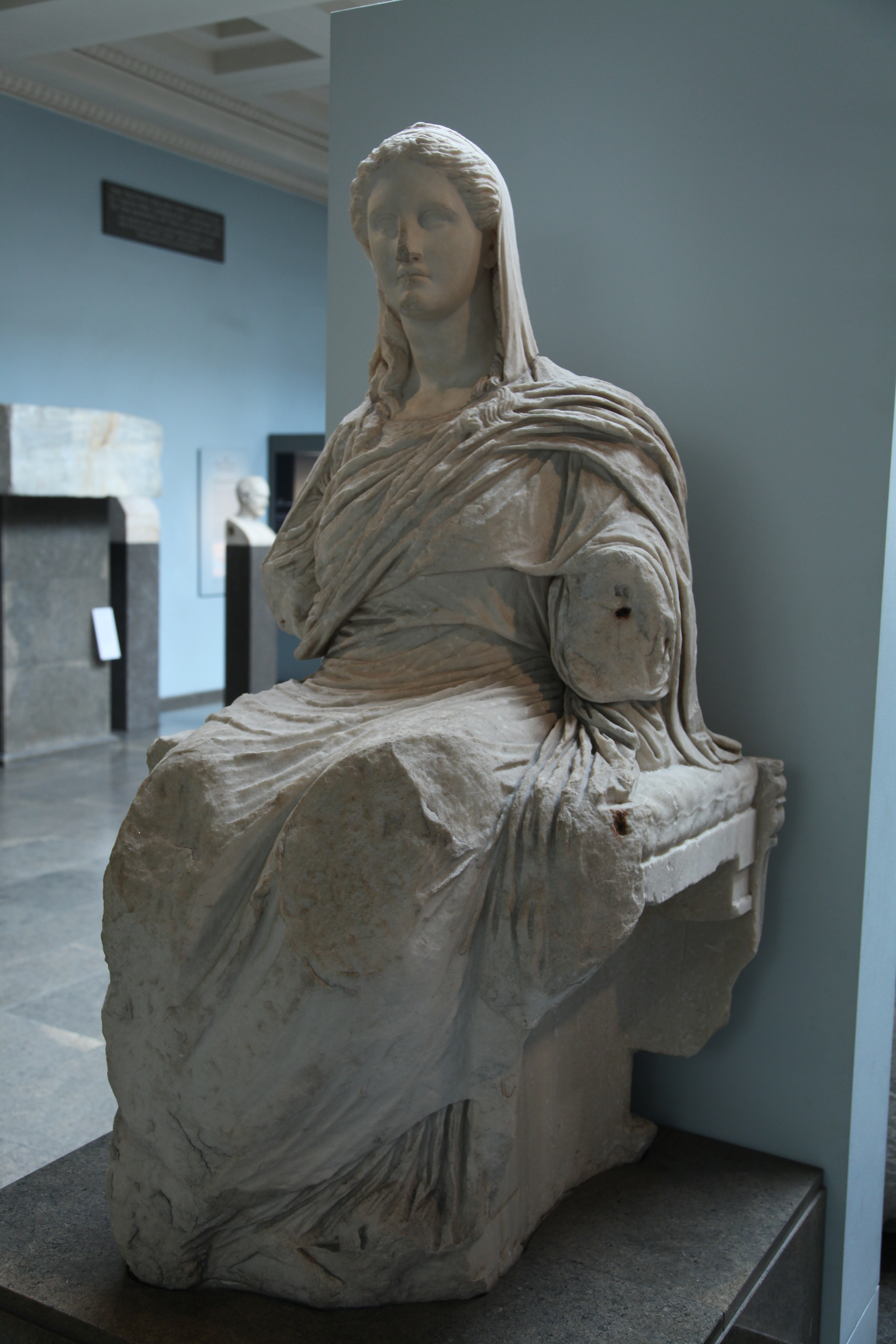
Déméter de Cnide, sculpture en marbre hellénistique, v. 350 av. J.-C. British Museum.
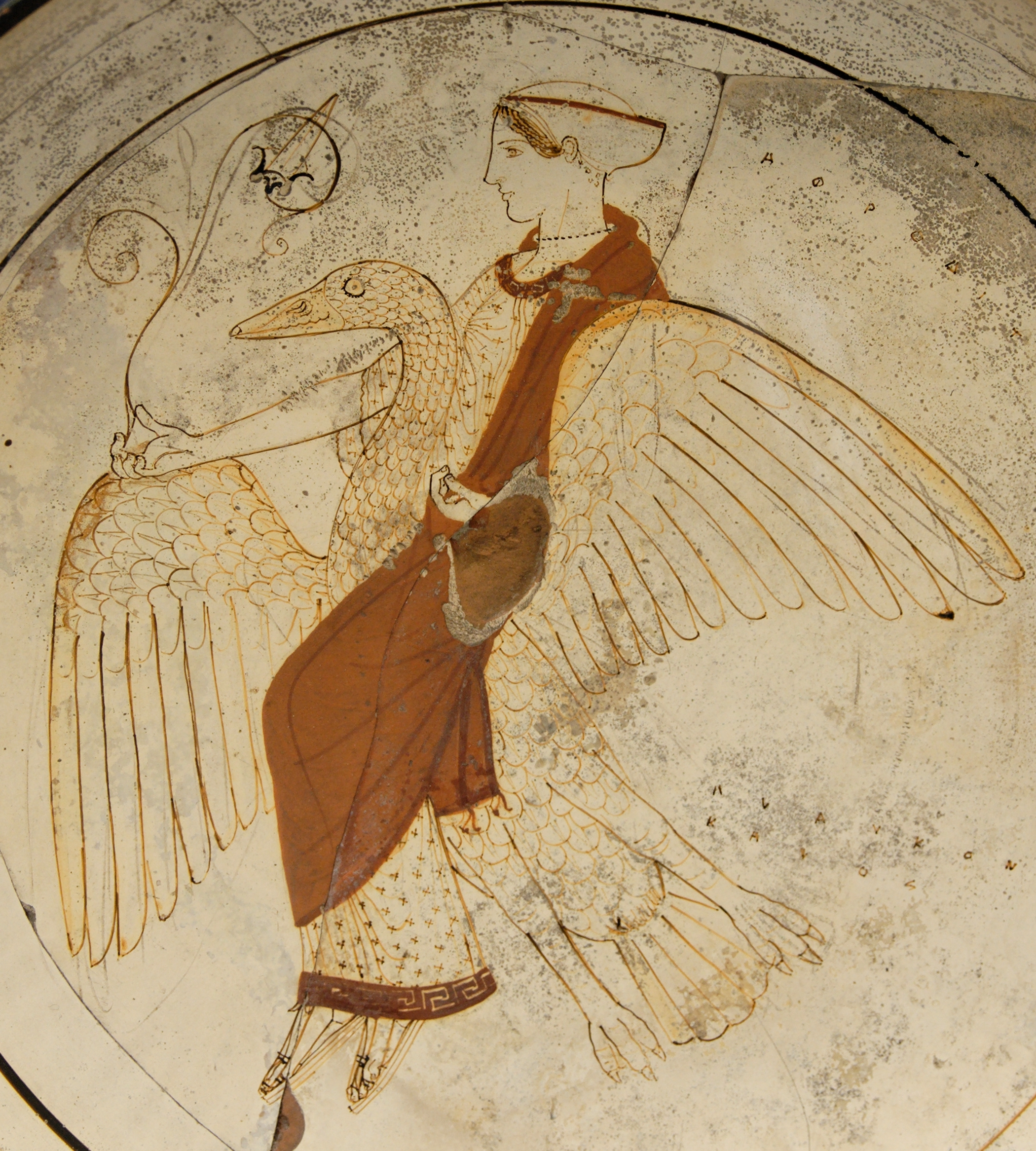
Aphrodite sur son cygne, kylix à fond blanc de Rhodes, v. 460 av. J.-C. British Museum.

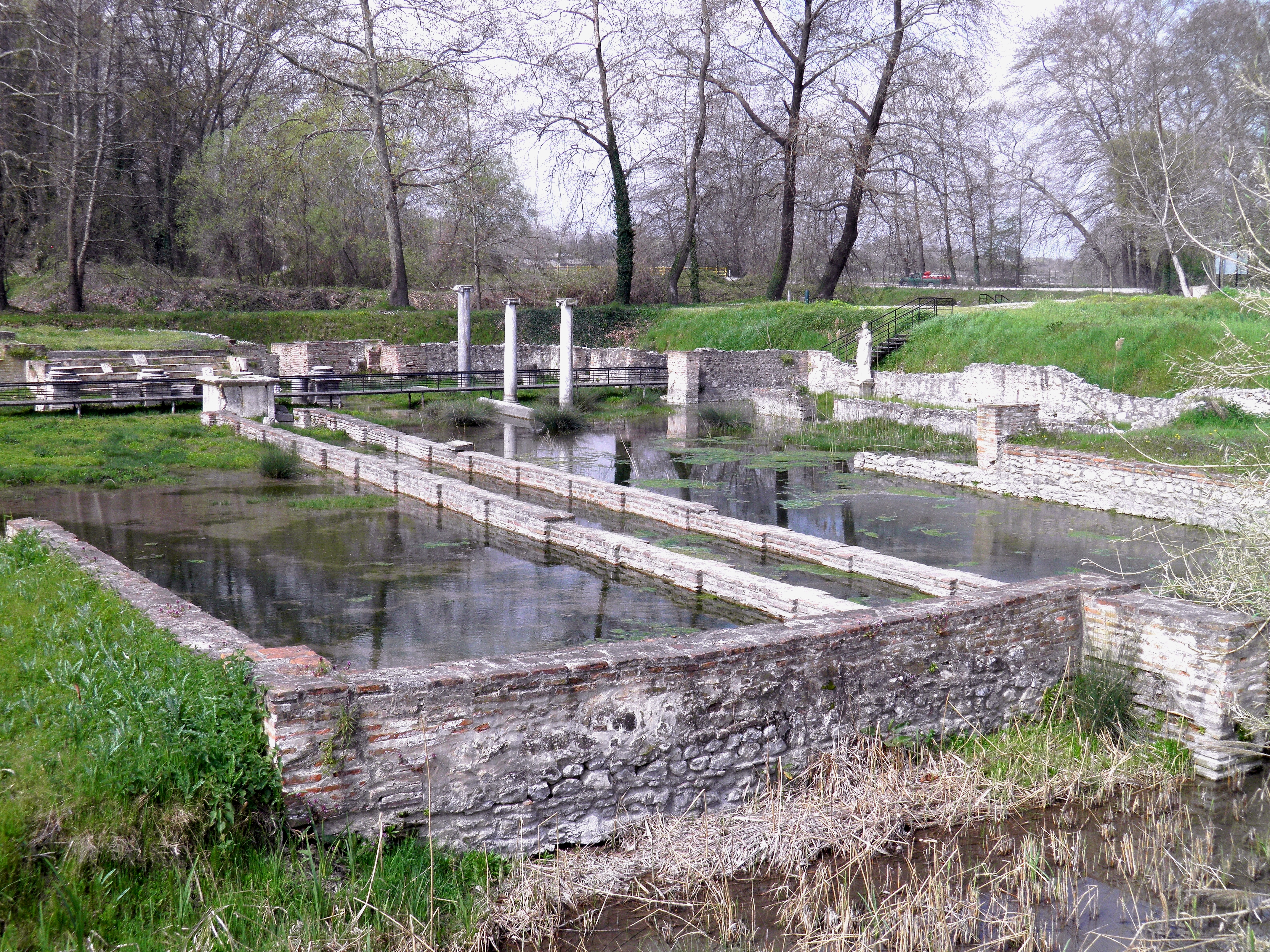
Ruines du temple d'Isis dans le sanctuaire de Dion (royaume de Macédoine).

Au-delà de ce groupe, se trouve une foule de « divinités mineures », ayant souvent un ancrage local et des pouvoirs moins étendus que ceux des principales figures divines, auxquelles les Grecs accordent plus ou moins d'importance selon la situation, l'époque de l'année, le lieu, etc. Aux marges du monde divin, les Grecs reconnaissent aussi l'existence d'êtres surnaturels, comme les nymphes. Dans la littérature moderne on distingue aussi couramment des groupes de divinités en fonctions de leurs compétences, notamment les « chthoniennes », liées au monde infernal (Hadès, Perséphone), distinction qui n'est apparemment pas importante dans l'esprit des Anciens. Les panthéons locaux comprennent aussi de nombreux cultes d'héros et d'héroïnes, qui sont considérés comme des humains défunts qui ont acquis une puissance leur permettant d'agir après leur mort, et jouent un rôle important dans les identités locales.
Cet univers divin évolue durant les époques hellénistique et romaine, avec le développement de nouveaux cultes comme celui de Tyché, la déesse de la Fortune, ceux des divinités aux origines asiatiques ou égyptiennes, tels Isis et Sarapis, qui comprennent en fait de nombreux éléments grecs, également celui des souverains divinisés.
Les philosophes développent leur propre vision des dieux, qui s'oppose parfois frontalement à celle la plus couramment admise, élaborant progressivement l'image d'un Dieu unique métaphysique, et moralement irréprochable. Xénophane est le premier à proposer l'existence d'un Dieu unique, une entité suprême qui n'a pas l'apparence d'un homme. Les réflexions sur un Dieu créateur unique et transcendant se font en particulier dans le platonisme, jusqu'au néoplatonisme, et le stoïcisme qui envisage un Dieu créateur bienveillant et rationnel.

### Mythes
Le terme mythe vient du grec mythos, qui signifie « mot », « parole », « message ». Dans son acception moderne, il peut être défini comme un « récit traditionnel avec une référence secondaire, partielle, à quelque chose qui a une importance collective » (W. Burkert),. Les mythes grecs nous sont parvenus essentiellement sous forme écrite, notamment dans la Théogonie d'Hésiode, les poèmes homériques, les poésies de Pindare, les tragédies d'Eschyle, Sophocle et Euripide, puis les compilations des mythographes de l'époque hellénistique, notamment la Bibliothèque du Pseudo-Apollodore. Ils circulaient manifestement sous forme orale avant leur mise par écrit à partir de l'époque archaïque, ils ont des traits qui semblent les faire remonter à un fonds mythologique très ancien, « indo-européen », présentent des emprunts à des civilisations voisines (notamment l'Anatolie de l'époque hittite), et circulent sous plusieurs variantes, connaissent des remaniements plus ou moins importants qui font évoluer leur contenu et leur sens.
Les mythes ont avant tout pour protagonistes des personnages divins et traitent de leurs rapports avec le monde des humains : Zeus devient le roi du monde divin, le maître de l'Olympe, Prométhée vole le feu pour le donner aux hommes, et en punition la première femme Pandore est créée, etc. Les dieux sont souvent présentés sous des jours peu flatteurs : les nombreux adultères de Zeus, la cruauté d'Héra, Hermès le voleur, Dionysos et ses orgies. On rattache aussi à la mythologie plusieurs cycles de récits ayant des protagonistes humains ou héroïques, souvent avec un ancrage dans une des grandes cités grecques : les exploits d'Héraclès, les histoires des familles royales de Mycènes, les Atrides (Agamemnon, Oreste), et de Thèbes, les Labdacides (Œdipe), le cycle de la guerre de Troie d'où découlent les récits homériques sur Achille et Ulysse, l'épopée des Argonautes conduits par Jason, les aventures de Thésée, Persée, etc.
La recherche du sens des mythes occupe depuis longtemps les chercheurs. En raison de leur histoire complexe, ces récits se prêtent à des interprétations plurielles. Le mythe est souvent une histoire qui vise à divertir son audience, en même temps il peut servir à faire comprendre le rapport des hommes à leur monde et en particulier aux dieux, à expliquer leur quotidien et les événements, et il peut servir à expliquer l'origine d'un rite religieux ou d'une norme sociale. Certains chercheurs ont cherché à dégager des structures mentales derrière les mythes qui serviraient à expliquer les sociétés qui les ont formulés, à les relier à un contexte historique. De nombreux mythes présentent des aspects primitifs qui renvoient à des rites sociaux d'initiation, d'institution, de passage. Certains sont liés à des phases historiques, notamment la colonisation qui donne lieu à des mythes fondateurs, et à laquelle on peut aussi relier les cycles de Troie et des Argonautes. Les mythes de l'époque archaïque renvoient plus aux histoires de dynasties royales et d'exploits héroïques, à l'époque classique, en particulier à Athènes, les mêmes histoires servent plutôt à parler des relations familiales, ou des rapports entre un individu et sa cité,.

### Cultes

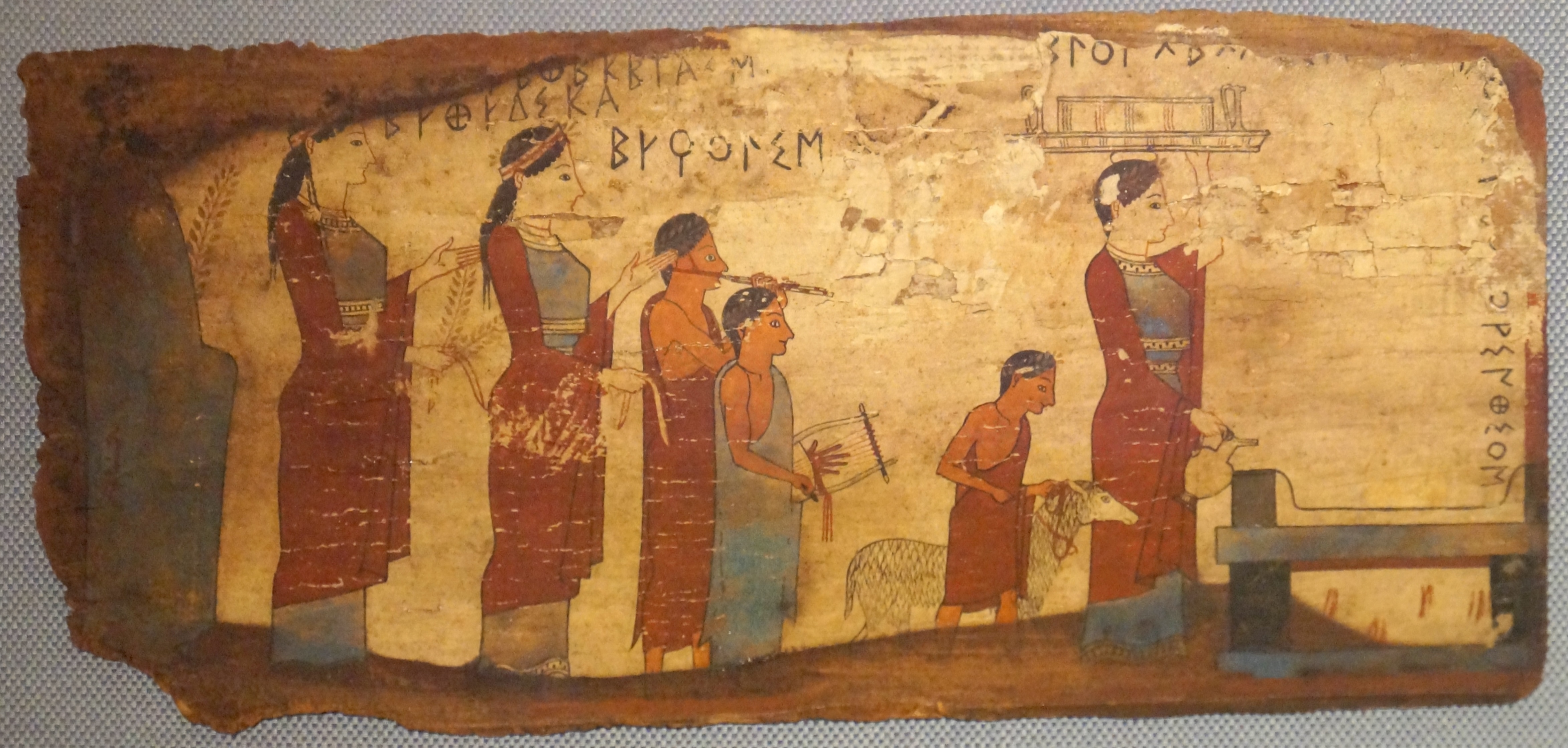
Procession en vue du sacrifice d'un agneau aux Charites. Peinture sur bois, Corinthie, 540 av. J.-C.-530 av. J.-C. Musée national archéologique d'Athènes.

La religion grecque antique est profondément encastrée dans la société, et il n'y a pas vraiment de séparation entre profane et sacré. Le terme grec qui renvoie le plus à cette dernière notion, hieros, fait référence à quelque chose consacré à un dieu, et hiera à ce qui est connecté au culte, donc aux rituels et matériaux religieux (y compris ce qui est sacrifié). Deux autres notions fondamentales sont hosios, qui désigne une tradition voire une loi religieuse, à laquelle il faut se conformer, ce qu'il est approprié de faire envers les dieux, et eusebeia, qui renvoie à la piété, au fait de témoigner d'un respect approprié envers les dieux. À l'opposé, la conduite incorrecte du point de vue de la loi divine et plus largement une infraction à la morale traditionnelle, anosion, est condamnée. Les considérations de pureté et de pollution sont aussi au cœur des pratiques rituelles. Les dieux grecs s'intéressent plus à la piété de leurs ouailles qu'à leur éthique, ils sont avec eux dans une relation reposant sur la « faveur » ou « grâce », charis, trouvant de la réjouissance dans les sacrifices, offrandes et autres actes pieux faits par les hommes (chants, danses), et leur octroyant des bienfaits en échange (santé, fertilité, prospérité, sécurité). C'est donc une relation entre personnes de puissance différente (à l'image de celle entre un roi et un sujet), qui se veut mutuellement bénéfique. La religion grecque ne met pas les préoccupations individuelles en avant, le culte étant généralement de nature communautaire : il se déroule au niveau de la cité, de l’ethnos, de la fédération, du royaume, de la tribu, de la communauté locale, de la famille, aussi des associations cultuelles d'amis, qui disposent de leur propre calendrier rituel marqué par des fêtes majeures qui sont un élément marquant de leur identité commune. Ce culte est pris en charge par les représentants de ces groupes, donc les magistrats au niveau de la cité, et il n'y a pas de statut spécial pour le clergé des sanctuaires, à la différence de bien des civilisations antiques,.

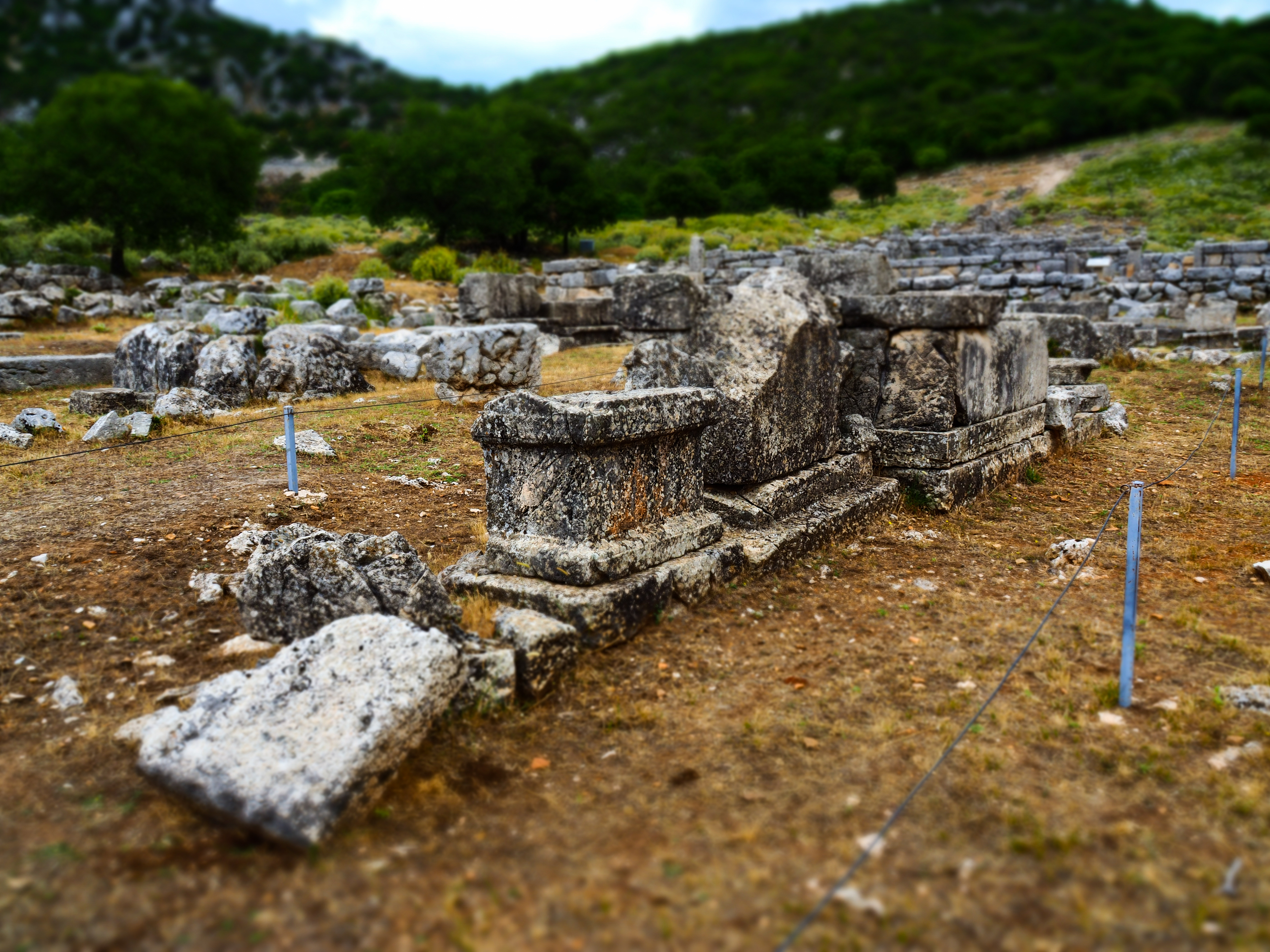
L'autel de l'agora de Cassopè.

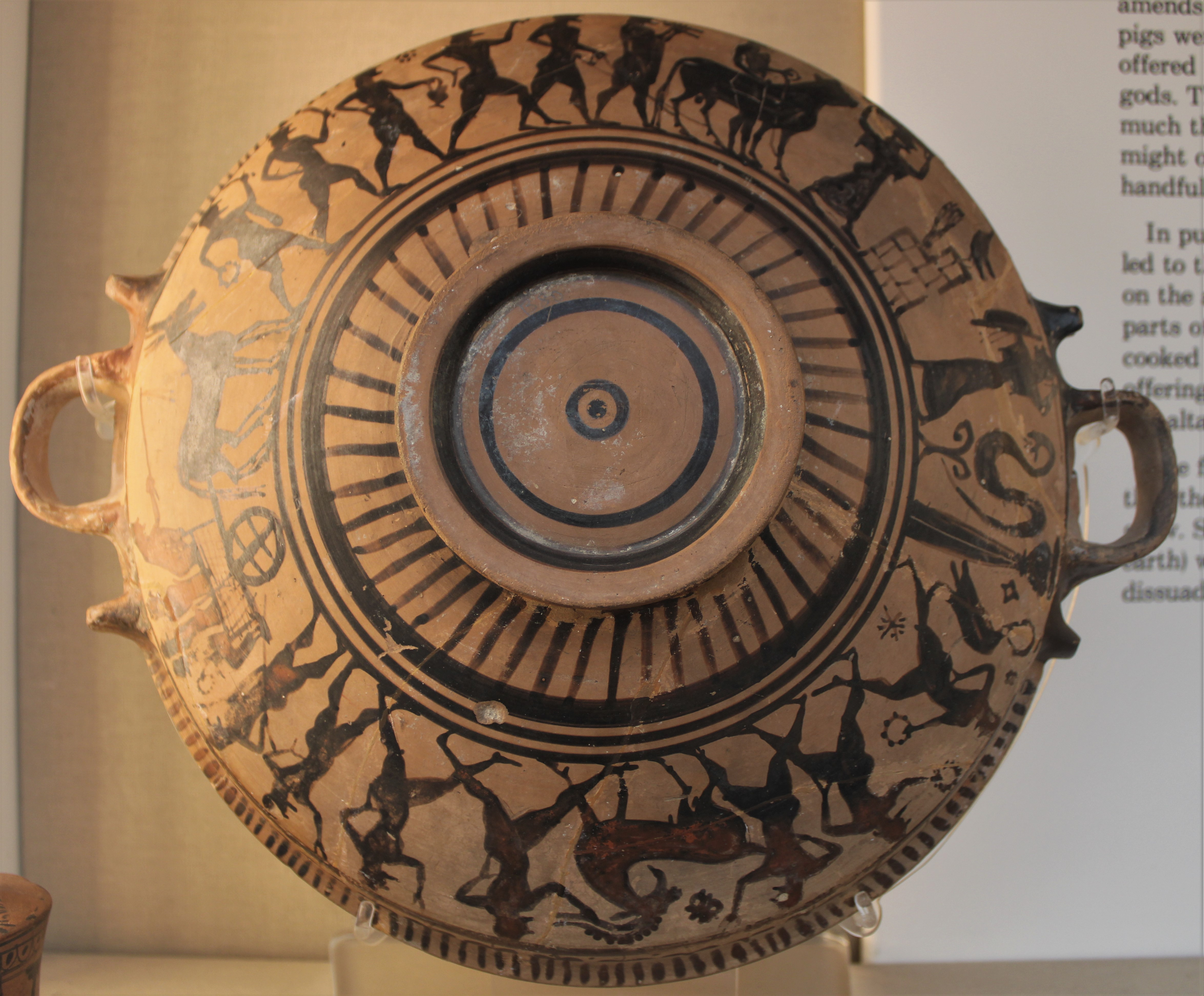
Lékané (bol) à figures noires béotien représentant une procession sacrificielle à Athéna : la déesse armée est figurée à droite, devant un autel ; une procession conduite par une prêtresse emmène un taureau sacrificiel, diverses offrandes, des musiciens, des danseurs. Milieu British Museum.

L'acte central du culte est le sacrifice sanglant d'un animal aux divinités, qui occupe la place majeure dans la plupart des rituels ; dans d'autres cas l'animal sacrificiel est consumé par le feu (holocauste). Le sacrifice sanglant sert à la fois à marquer la relation entre les humains et les dieux, par un acte d'offrande, que la relation entre membres de la communauté, par le partage collectif du repas sacrificiel constitué par les restes de l'animal immolé. Ce rite peut être effectué de manière quotidienne, mais il existe des occasions plus importantes, les fêtes religieuses, qui sont généralement publiques et organisées suivant la séquence procession, sacrifice, banquet puis concours, peuvent réunir toute la cité comme les Panathénées et les Grandes Dionysies d'Athènes, voire le monde grec avec les fêtes panhelléniques qui ont lieu tous les quatre ans dans des lieux de culte majeurs (à Olympie, Corinthe, Delphes et Némée),. D'autres cultes ont un aspect plus secret, les mystères, réservés à des initiés et renvoyant à des préoccupations sur le devenir de l'individu après la mort.
Les sacrifices sanglants et les autres offrandes qui peuvent être faits aux dieux pour attirer les faveurs divines sont accompagnées de prières, déclamées à voix haute, courtes quand il s'agit de prières personnelles, mais plus longues dans un contexte public, et très développées chez les poètes. Dans leur formulation la plus complète, elles débutent par une invocation de la divinité, puis se poursuit en un argument qui rappelle la piété de l'orant ou fait les louanges de la divinité, puis la prière à proprement parler ou pétition qui formule le vœu. Celui-ci peut être formulé pour une personne ou pour toute la communauté organisant le rite, appeler un bienfait (prospérité, paix, santé) ou demander qu'une malédiction frappe un ennemi. Si le dieu ou la déesse accède à la demande, on le remercie et l'honore pour sa miséricorde, mais s'il ou elle ne le fait pas, certains ne manquent pas de manifester leur incompréhension voire de lui reprocher son ingratitude dans des invocations.
Les sanctuaires grecs sont désignés par le terme hieron, ou encore temenos qui concerne plus précisément l'espace sacré délimité. Ils se développent entre le IXe siècle av. J.-C. et le VIIIe siècle av. J.-C., en lien avec l'émergence des cités. Ils sont d'importance variée : beaucoup servent un culte local, certains ont une importance à l'échelle d'une cité, d'autres à l'échelle régionale voire nationale ou supranationale, les sanctuaires « panhelléniques » (Olympie, Némée, Delphes). Ils peuvent être localisés dans une ville, dans un village, ou dans l'espace rural, notamment aux limites des cités. Ils sont accessibles à tous, du moins sur leur plus grande partie, et peuvent servir pour des rassemblements importants lors des grandes fêtes. Leur taille varie beaucoup, et pas forcément en fonction de leur importance. Au minimum la présence d'un autel sacrificiel est suffisante, notamment dans les bosquets sacrés. Le temple avec la statue de culte destinataire des sacrifices ne sont pas des éléments indispensables, pas plus qu'un mur d'enceinte délimitant clairement le temenos. Selon les configurations, un sanctuaire peut aussi comprendre des entrées monumentales, des temples secondaires, des salles de banquet, des lieux de réunion, des hébergements pour les prêtres ou les pèlerins, des ateliers, et d'autres aménagements liés à leur fonction spécifique, comme les bains et les espaces d'incubation dans les sanctuaires des dieux guérisseurs, les théâtres, stades et gymnases des sanctuaires organisant des concours sportifs, théâtraux ou musicaux. Le temple a des propriétés sacrées, issues des offrandes qui y sont consacrées, qui peuvent garnir un trésor très riche, les plus importantes (statues, monuments) n'étant pas abritées. Les cultes chthoniens ou à mystères se déroulent dans des pièces spécifiques, non exposées aux regards,.
Au quotidien, les individus peuvent présenter leurs hommages aux divinités lorsqu'ils passent devant une de leurs chapelles, faire un petit sacrifice personnel de nourriture ou d'encens (non sanglant), exposer une image divine. Les prières et offrandes votives sont des actes manifestement courants. Les consultations oraculaires sont un autre moyen de communiquer avec le divin employé par des individus pour des préoccupations quotidiennes. Les rites domestiques occupent une place importante dans le cadre familial, afin d'assurer la protection des portes d'entrée, des espaces de stockage, des foyers.

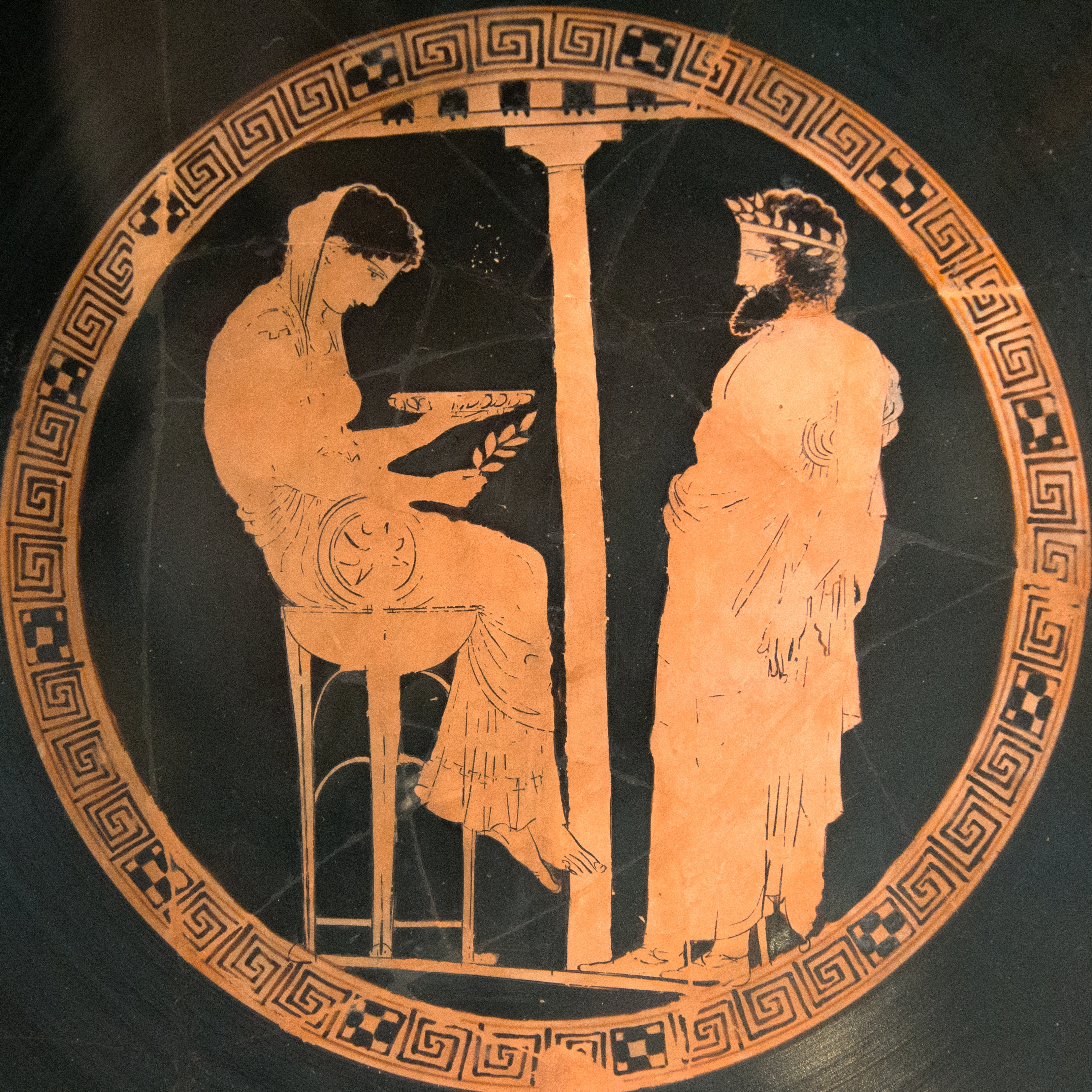
Égée consultant la Pythie de Delphes, céramique du

Les oracles sont une forme de divination qui joue un rôle très important dans le monde grec, dès l'époque archaïque. Ce terme désigne une réponse qu'un dieu ou un héros donne à un fidèle qui l'a interrogé dans un de ses lieux de culte précis. Les plus connus sont les oracles rendus par Apollon à Delphes, mais il s'en trouve dans tout le monde grec. Certains ont une importance locale, d'autres en revanche sont sollicités dans tout le monde grec, voire au-delà, tels ceux d'Apollon à Didymes et Claros en Asie Mineure ou Cumes en Italie, celui de Zeus à Dodone, ou ceux où le message est dispensé par un héros (Amphiaraos à Oropos, Trophonios à Lébadée). Les oracles des sanctuaires d'Apollon sont prononcés par une prophétesse, la Sibylle (Pythie à Delphes). Les oracles des temples d'Asclépios se produisent par des rêves suscités (incubation) et concernent les questions de santé. Celui de Dodone est documenté par des tablettes en plomb comportant les questions posées au dieu. Ces sources offrent un aperçu des préoccupations des fidèles : enfantement, occasion de mariage, de carrière, santé, et plus largement la manière d'obtenir la faveur divine. Les questions posées par les États, les moins nombreuses mais celles qui ont le plus suscité l'attention, interroge surtout à Dodone le dieu sur les pratiques cultuelles qu'il approuve. Les questions des cités posées à Delphes à l'époque archaïque et classique concernent les affaires politiques et militaires, et sont connues pour leur formulation cryptique qui peut s'interpréter de différentes manières, ou encore la fondation de cités à l'époque de la colonisation, mais cela disparaît par la suite,.

### Croyances et pratiques funéraires

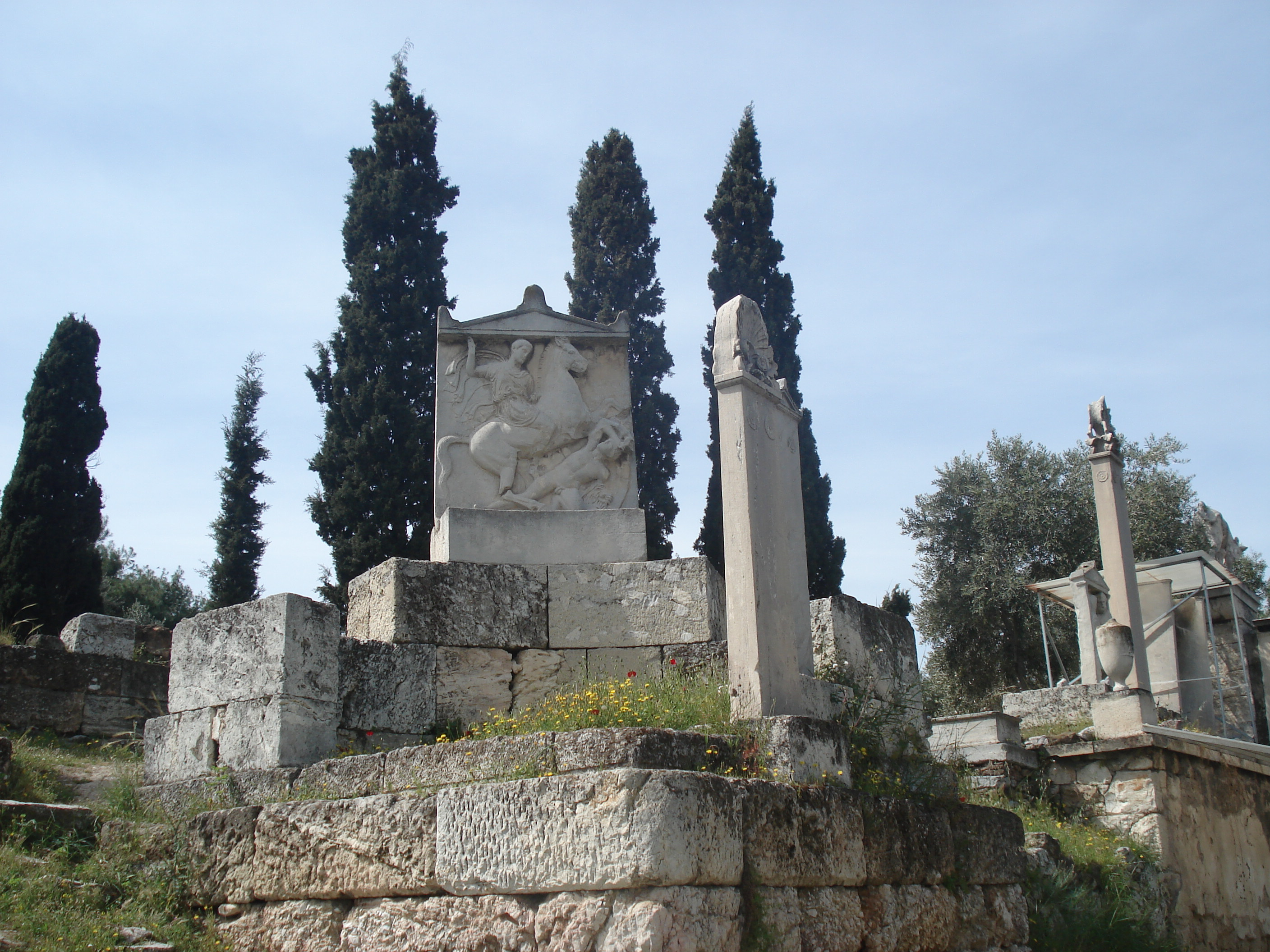
Nécropole du Céramique (Athènes) : tombe familiale avec stèle sculptée de Dexiléos,

Les anciens Grecs croient que les morts se rendent aux Enfers, monde souterrain (dont la description la plus influente pour les représentations gréco-romaines se trouve dans le livre XI de l’Odyssée), où l'existence est une errance sans but et sans fin, pathétique et morose. Les actions, qu'elles soient bonnes ou mauvaises, n'ont de conséquence que pour les vivants, et la plupart des Grecs et Grecques ne semblent pas avoir espéré grand-chose de ce qui se passerait après sa mort. D'un autre côté il existe aussi des histoires de fantômes, des offrandes alimentaires sont faites aux morts, manifestement pour leur bien-être, et la mythologie évoque le fait que quelques-uns des défunts ont un traitement différent aux Enfers : ceux qui ont commis de grandes fautes envers les dieux sont torturés éternellement dans le Tartare, alors que les plus vertueux ont droit à l'allégresse aux Champs Élysées. De façon marginale, des croyances divergentes en des formes de vie après la mort se trouvent chez des philosophes (la réincarnation chez Platon), ou en la possibilité d'une amélioration de son sort dans l'au-delà dans l'orphisme et certains cultes à mystères. Les croyances sur la mort sont donc diverses et parfois contradictoires,.

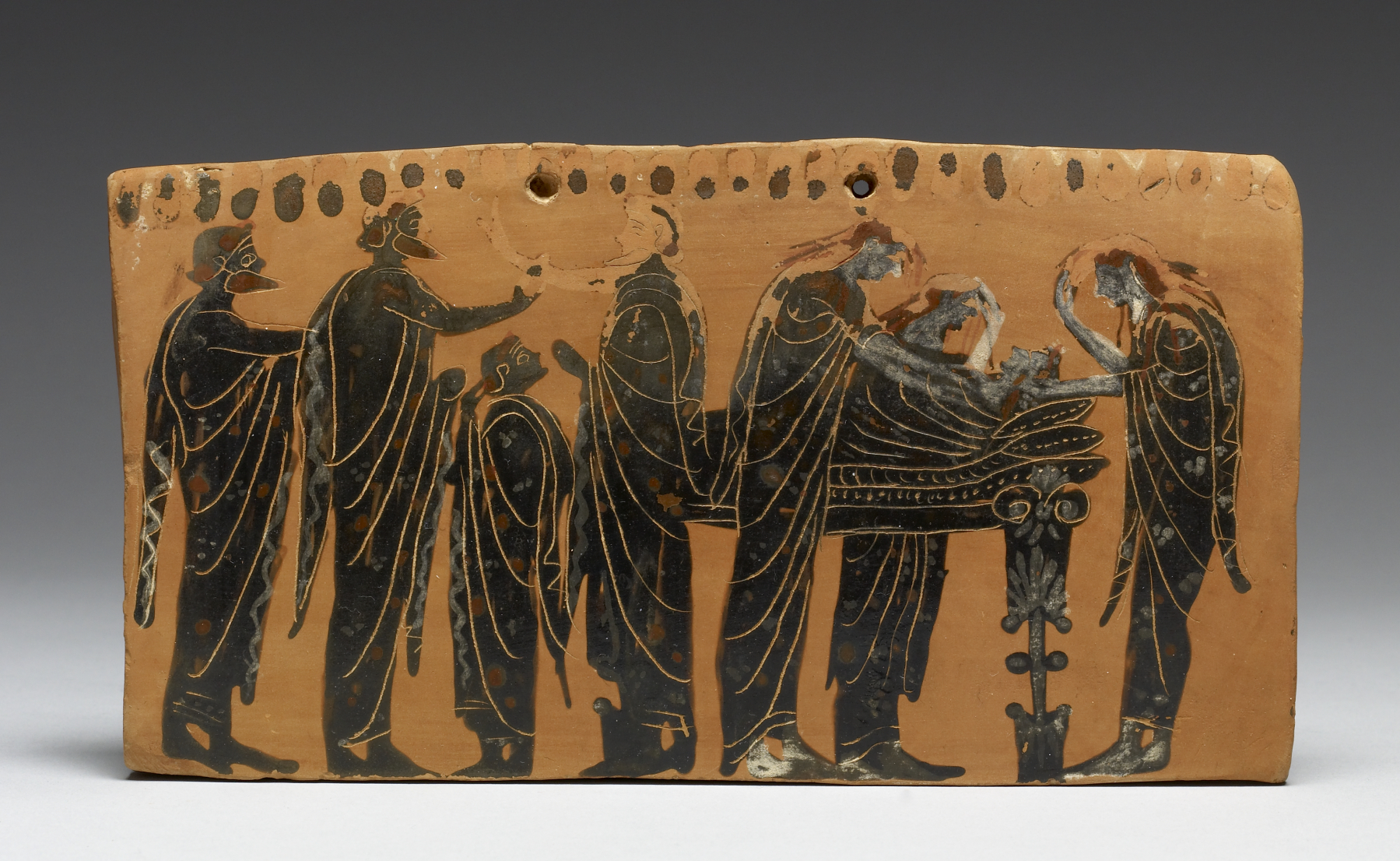
Plaque représentant une scène d'exposition d'un défunt (prothèse), céramique attique à figures noires, seconde moitié du Walters Art Museum.

Les rites funéraires visent à accompagner le défunt vers l'au-delà. Il est primordial de rendre les honneurs à un défunt et de pouvoir enterre ses restes, l'impossibilité de le faire étant vue comme un scandale de premier ordre. Le mort est lavé, enveloppé dans un linceul, puis exposé durant une journée. Un cortège funèbre l'emporte ensuite vers son tombeau. Le corps peut être inhumé dans un cercueil, ou incinéré, les cendres étant alors disposées dans un vase qui est enterré. Les deux pratiques sont attestées sans que l'on ne sache la raison présidant au choix de l'un ou de l'autre,. Dans l'Athènes classique il est courant de faire des offrandes de gâteaux et des libations d'eau sur les tombes lors d'une fête annuelle dédiée aux défunts.
L'archéologie indique que les formes de traitement des morts varient selon les lieux et les époques dans le monde grec. Ainsi à Athènes elles évoluent au fil du temps : plutôt la crémation dans des urnes durant les âges obscurs, puis des inhumations dans des tombes en fosse durant la période 750-700 av. J.-C., avant un retour à la crémation dans la tombe jusqu'au milieu du VIe siècle av. J.-C. et ensuite la prédominance de l'inhumation, dans des tombes en fosse, ou bien couvertes de tuiles, ou des sarcophages. Alors qu'on trouve des tombes riches durant l'époque archaïque, les sépultures semblent plus simples à partir du VIe siècle av. J.-C., ce qui pourrait s'expliquer par des lois somptuaires visant à rendre moins visibles les inégalités. La majeure partie de la Grèce classique pratique l'inhumation dans des fosses, mais en Grèce occidentale on inhume souvent les adultes dans des grandes jarres. La tombe peut être individuelle, familiale ou collective, comprend aussi des offrandes funéraires (vases, armes et autres objets), et peut être signalée par une stèle inscrite,. Les sculptures funéraires florissent à Athènes à la fin de l'époque classique. Puis durant l'époque hellénistique les vastes tombes à voûte des plus riches se développent, à la suite de la Macédoine où les rois ont montré l'exemple (tombeau de Philippe II à Vergina), à l'exception d'Athènes. Les communautés grecques d’Égypte et du Moyen-Orient adoptent en général les pratiques de leur région d'implantation.

### Christianisation et fin du polythéisme

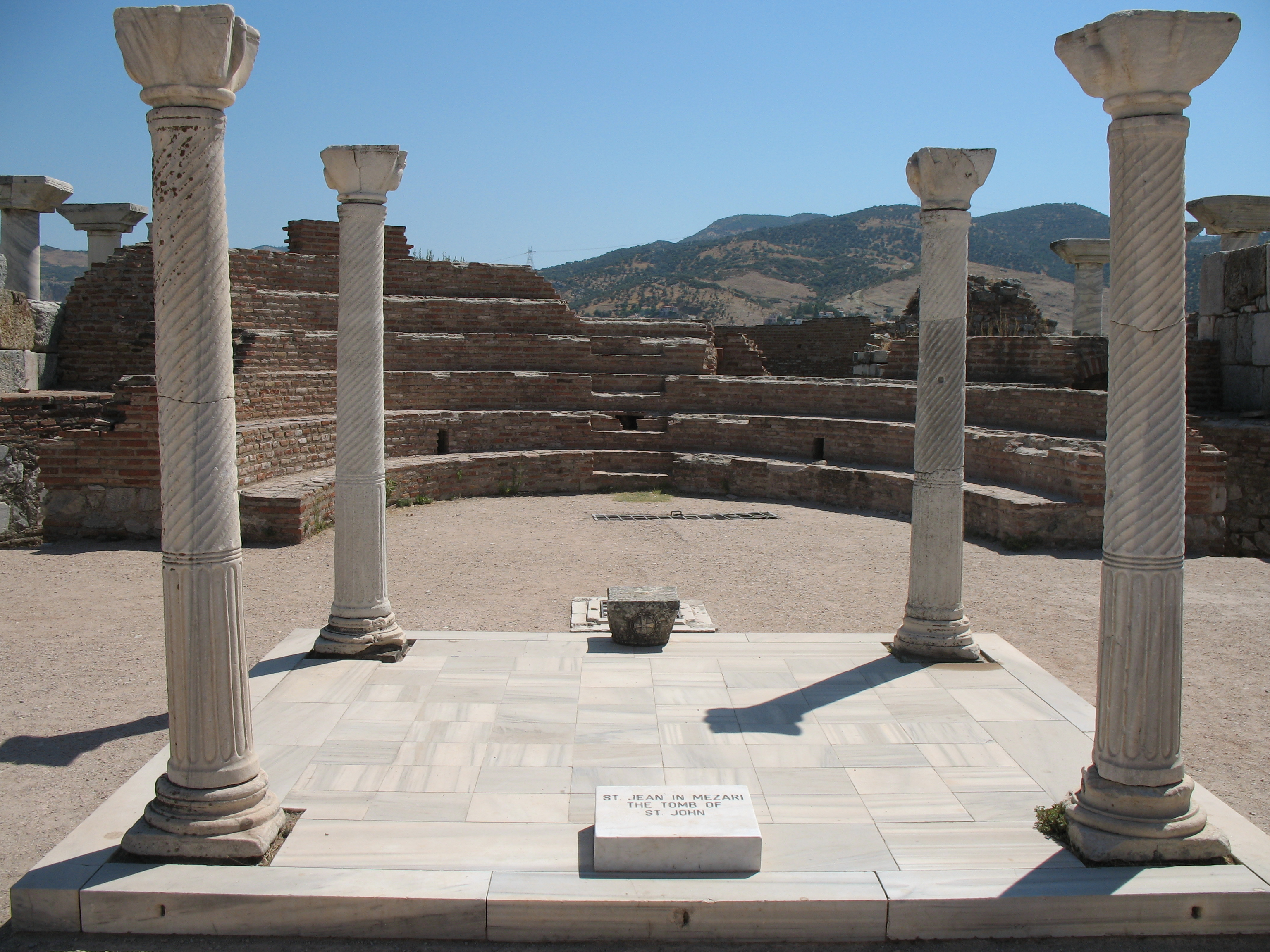
Sanctuaire de la basilique Saint-Jean d'Éphèse, avec la plateforme au-dessus de l’emplacement réputé de la tombe de l’apôtre.

Le christianisme se constitue à partir du judaïsme, mais cela prend place dans un monde où la culture grecque domine, ce qui explique pourquoi les textes du Nouveau Testament sont écrits en grec. La prédication de Paul de Tarse, déterminante pour le devenir de cette religion, se dirige vers les cités grecques, d'Asie Mineure et de Grèce continentale. Des communautés chrétiennes s'y développent aux IIe – IIIe siècles, elles subissent les persécutions organisées par le gouvernement romain, dont l'ampleur exacte reste incertaine, mais qui donnent naissance à de nombreux cultes de martyrs qui participent à la consolidation des groupes chrétiens. Avec la conversion des empereurs à partir de celle de Constantin, le christianisme connaît un essor marqué au IVe siècle. Les conciles fixent la doctrine, des lieux de culte chrétiens sont érigés un peu partout,.
Les traditions polythéistes restent longtemps vivaces malgré l'essor du christianisme. Le polythéisme a alors connu diverses évolutions qui sont en partie dues à la concurrence du christianisme : le sacrifice sanglant est supplanté par le sacrifice d'encens, essor des pratiques privées, etc. Mais au milieu du Ve siècle le christianisme est probablement devenu majoritaire et le polythéisme disparaît progressivement. Par bien des aspects l'essor de cette nouvelle religion peut être vu comme marquant la fin de la civilisation grecque antique : parmi les éléments qu'elle expurge se trouvent les cultes, les mythes et les images des dieux polythéistes, de nombreux divertissements traditionnels tels que le théâtre, la célébration de la boisson et de la sexualité, qu'elle remplace par un mode de vie plus simple et austère, un détachement par rapport au corps et aux sens, un engagement émotionnel au sein d'une communauté soudée par la foi en un Dieu unique, les promesses de pardon des péchés et de la vie après la mort. Les cultes des divinités grecques sont encore attestés au IVe siècle et survivent au suivant, mais ils perdent leur caractère public, alors que de nombreux temples sont détruits ou transformés en églises.
Les empereurs chrétiens mettent en place une législation qui vise ceux que l'on dénomme alors les « Hellènes » (synonyme de « païen » ; on parle plutôt de « gentils » à cette période), dont la répétition indique les limites, mais ces mesures sonnent le glas de nombreux aspects caractéristiques de la culture grecque antique : la proscription des sacrifices sanglants et cultes païens, le dernier oracle de Delphes et les derniers jeux olympiques (antiques) dateraient de 393, Justinien ordonne l'obligation de baptême en 529, ainsi que la fermeture des écoles de philosophie. Vers cette époque le polythéisme disparaît progressivement. Cela est certes pour partie le résultat des mesures répressives et aussi de persécutions, mais également de la christianisation de rites polythéistes (par exemple la transformation de cultes de dieux guérisseurs en cultes des saints chrétiens), qui accompagne un mouvement plus profond de christianisation de la société qui la modifie profondément, et se voit dans le cadre public comme dans le cadre privé (fêtes et cycle liturgique, rites de naissance, de mariage et de mort, formes de dévotion et de charité, etc.). Malgré tout des pratiques « païennes » sont encore dénoncées dans des fêtes, pratiques magiques et divinatoires durant les siècles suivants, notamment dans les campagnes. Il peut certes s'agir de survivances, mais l'accusation de paganisme (ou d'« hellénisme », terme qui renvoie alors à l'héritage intellectuel grec polythéiste) est aussi dans le monde byzantin une manière de dénoncer ceux qui s'intéressent beaucoup à la culture grecque antique, toujours suspectée en raison de son caractère païen de les détourner du christianisme.

## Culture et savoirs
Au sortir des siècles obscurs, la culture grecque connaît des bouleversements majeurs : l'adoption de l'écriture alphabétique donne naissance à une littérature, à commencer par les épopées homériques qui restent durant toute l'histoire grecque antique des textes fondateurs, et à une floraison intellectuelle qui voit la naissance de la philosophie puis celle d'autres disciplines (histoire, rhétorique, théâtre, etc.) alors qu'émergent de nouvelles formes artistiques et architecturales, qui évoluent rapidement. Tout cela s'appuie sur l'intégration et l'appropriation de divers éléments culturels venus des civilisations orientales (en premier lieu l'alphabet), et se produit dans le contexte de la mise en place de la cité grecque, institution et cadre social derrière laquelle on voit souvent une cause majeure des changements culturels à l'origine de la civilisation grecque antique. Ce bouillonnement culmine à Athènes durant l'époque « classique », qui est vue dès les siècles qui lui succèdent comme une référence. Bien qu'on ne puisse résumer les accomplissements de la culture grecque antique à ceux de cette cité et cette période, tant s'en faut, elle se caractérise incontestablement par une remarquable créativité, qui a exercé une fascination sur les civilisations qui lui ont succédé et l'ont érigée en modèle, quand bien même cela relève souvent de l'idéalisation et renvoie à des considérations qui en disent plus sur le récepteur que sur l'origine. Le monde grec des époques hellénistique et romaine ne s'est pas pour autant contenté de dupliquer ou de s'inspirer de ce modèle, puisqu'il a connu des accomplissements culturels et intellectuels de premier ordre. Durant l'Antiquité tardive les évolutions sont encore importantes, en bonne partie liés à la christianisation, qui entraîne certes la fin de nombreux aspects caractéristiques de la culture grecque antique, mais une partie significative de son héritage est préservée à l'époque médiévale dans la culture byzantine.

### Le grec ancien
Le grec est parlé durant l'Antiquité en Grèce continentale, dans les îles égéennes, Chypre, et les cités grecques d'Asie, d'Afrique et d'Italie. Cette langue est d'abord attestée dans les tablettes mycéniennes, autour de 1450-1400 av. J.-C., et surtout par l'alphabet grec après environ 800 av. J.-C. Les origines des premiers locuteurs de langue grecque (le « proto-grec ») arrivés en Grèce sont débattues, de même que leur date d'arrivée. Cette langue n'a pas pu être rangée dans un sous-groupe des langues indo-européennes, ce qui complexifie l'étude de ses origines. Les premières formes de langue grecque attestées, en gros jusqu'en 300 de notre ère, sont rangées dans la catégorie du grec ancien, auquel succède une période byzantine ou médiévale. Elles comprennent une grande quantité de dialectes. Le grec des tablettes mycéniennes n'est qu'un des dialectes de cette période, et quand le grec est à nouveau documenté à l'époque archaïque, coexistent un ensemble de dialectes régionaux, ou même locaux (au niveau de la cité), qui sont rangés par les linguistes dans plusieurs groupes au regard de leurs similitudes : ionien-attique, arcadochypriote, éolien, dorien, grec du nord-ouest. Le grec ancien évoqué dans les textes modernes et étudié est généralement celui de l'Attique, mais il n'est pas la forme standard du grec durant les époques archaïque et classique, les inscriptions révélant la coexistence de plusieurs dialectes. À partir du IVe siècle av. J.-C. il prend l'ascendant, et c'est à partir de lui qu'est formé le grec standard de l'époque hellénistique, koinè. C'est la langue qui est employée par les Grecs des cités d'Asie et d’Égypte à l'époque hellénistique. À la fin du IIe siècle av. J.-C. la plupart des inscriptions en grec se font dans ce dialecte. C'est par la suite la langue la plus courante de l'Empire romain oriental, la première langue du christianisme, puis la langue officielle de l'Empire byzantin à compter du VIe siècle. Ce premier grec « médiéval » s'est alors s'est bien éloigné du grec ancien et tend à ressembler plus au grec moderne.
Le lexique du grec ancien repose sur des bases indo-européennes, aussi des emprunts à des populations pré-grecques du monde égéen, et aux langues sémitiques, et ce dès l'époque mycénienne. Le vocabulaire de base est très proche d'un dialecte à l'autre. Durant l'époque classique les emprunts se raréfient, la langue grecque « s'insularise », les nouveaux mots étant surtout des créations. Elles sont faites notamment par composition (deux mots accolés) ou suffixation (-ikos, -ismos, -ma, etc.). Le vocabulaire grec a servi de modèle ou de source où puiser du vocabulaire pour les autres langues européennes, en particulier le latin.
Le grec littéraire reflète au départ la coexistence des dialectes, y compris dans un même texte puisque les auteurs jouent volontiers sur les variations dialectales : béotien (éolien) pour Hésiode et Pindare, mélange dialectal mais une base ionienne pour Homère, dialecte de Lesbos chez Sappho et Alcée, les tragédies athéniennes sont en attique littéraire mais témoignent d'influences ioniennes et homériques, également doriennes (pour les chœurs). La langue épique est très marquée par l'empreinte des textes homériques ; elle sert aussi de base pour les oracles delphiques, des poésies lyriques. En raison des mélanges et emprunts à divers dialectes, les textes littéraires ont développé une langue empreinte d'artificialité, même si les mélanges divers évitent sa fossilisation, du moins jusqu'à l'époque hellénistique. La poésie alexandrine (Théocrite) est en mesure de mêler plusieurs dialectes, puis s'impose une imitation de la langue attique de l'époque classique (atticisme). Ce grec archaïsant, forgé notamment par la seconde sophistique (IIe – IIIe siècles), est encore le modèle du grec littéraire des savants byzantins, bien différent de la langue parlée.

### Écriture
L'écriture apparaît dans le monde égéen durant le IIe millénaire av. J.-C., sous l'influence de l'Anatolie et de l’Égypte mais sous des formes originales. Les deux premières formes d'écriture apparaissent en Crète à l'époque minoenne (v. 1600 av. J.-C.) : les hiéroglyphes crétois, et le linéaire A, dans des inscriptions sur des tablettes d'argile, des poteries, des sceaux, quelques graffitis. Elles ne sont pas comprises, mais il semble qu'elles reposent, à l'image des écritures orientales, sur une combinaison de signes syllabiques (un signe = un son, une syllabe) et logographiques (un signe = une chose, un mot), avec des signes numériques. Le disque de Phaistos, d'époque minoenne, est un document isolé comprenant des signes dans une écriture non comprise. Le linéaire B, développé à l'époque mycénienne vers 1400 av. J.-C., suit les mêmes principes que les écritures minoennes dont il s'inspire, mais il est compris car il transcrit une langue grecque. Il est essentiellement écrit sur des tablettes d'argile qui ont une fonction administrative, parfois sur des jarres. Chypre voit vers la même époque le développement du syllabaire chypro-minoen (v. 1600/1500 av. J.-C.) et son dérivé de l'âge du fer le syllabaire chypriote (v. 1100 av. J.-C.), qui présentent des affinités avec les écritures égéennes, mais ils ne sont pas traduits.

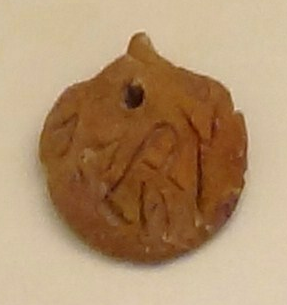
Pendentif en argile inscrit avec des hiéroglyphes crétois, musée archéologique d'Héraklion.
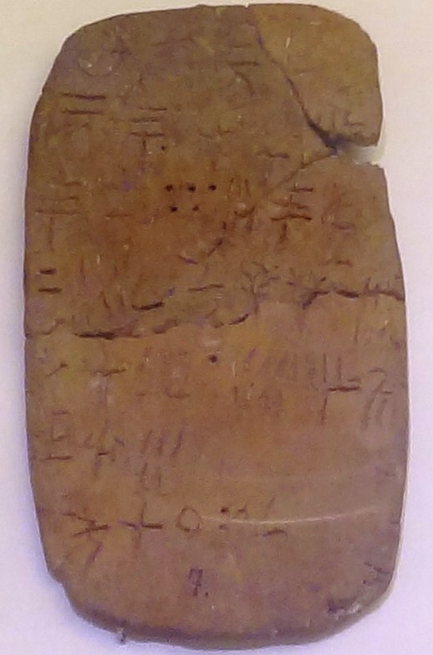
Tablette en linéaire A. Aghia Triada, musée archéologique d'Héraklion.
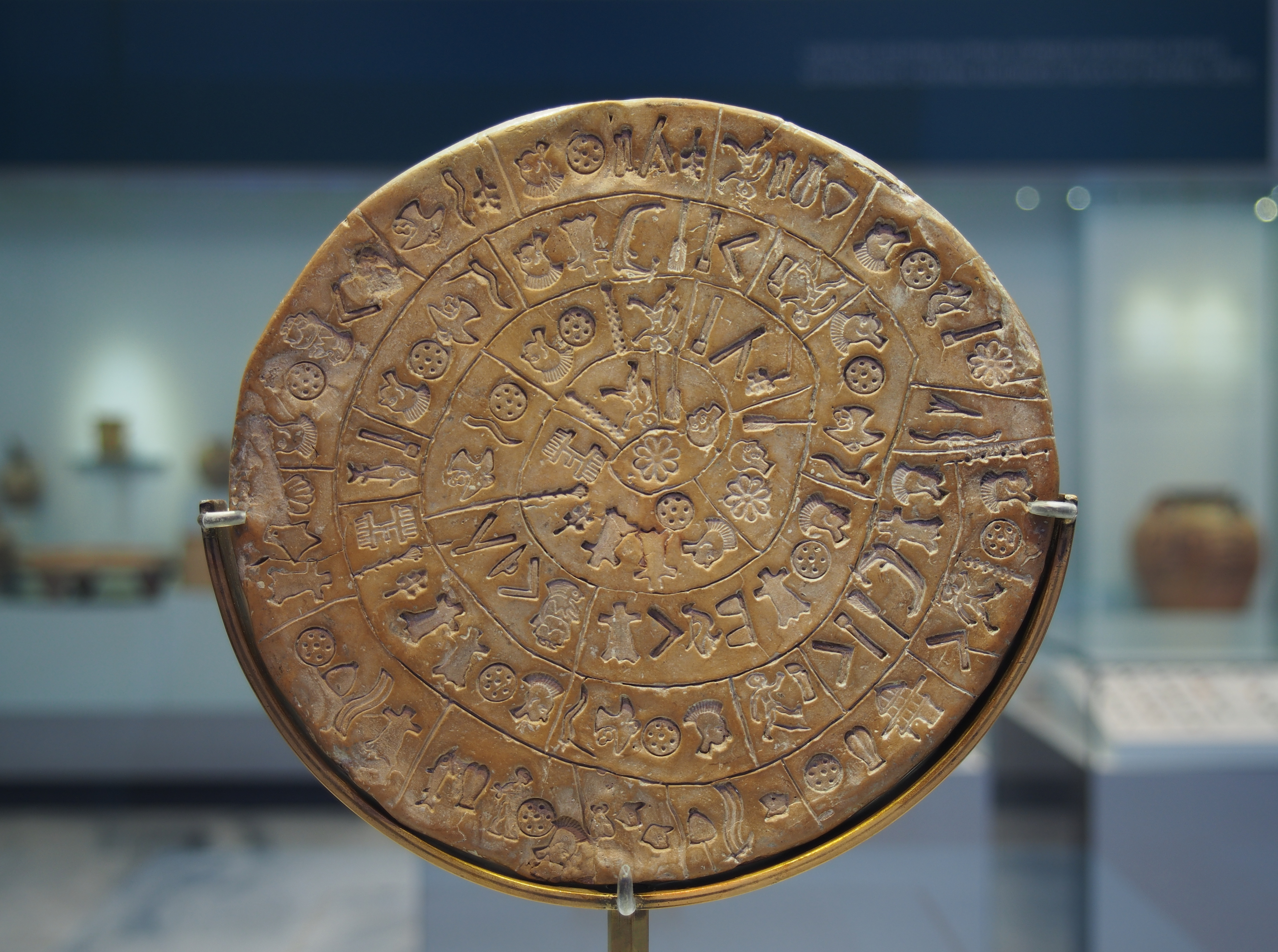
Face A du disque de Phaistos, musée archéologique d'Héraklion.
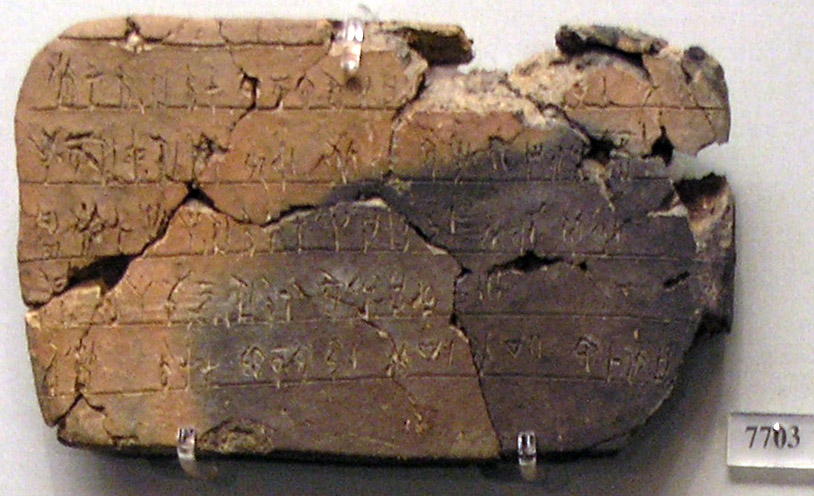
Tablette inscrite en linéaire B, XIIIe siècle av. J.-C., provenant de Mycènes, musée national archéologique d'Athènes.

Le linéaire B disparaît vers 1200 av. J.-C. et l'écriture disparaît du monde égéen durant les siècles obscurs. Vers 800 av. J.-C. apparaissent les premières inscriptions en alphabet grec, développé sur le modèle de l'alphabet phénicien. C'est une innovation fondamentale puisqu'elle donne aux Grecs la possibilité d'enregistrer des informations, des savoirs et des histoires, à commencer par les poèmes homériques, permet le foisonnement intellectuel des périodes suivantes : en ce sens l'invention de l'alphabet grec crée une césure entre les « âges obscurs », préhistoriques, et la Grèce archaïque et classique, historiques. L'alphabet est présent à l'époque archaïque sous différentes variantes régionales (dites « épichoriques »), qui font évoluer le principe de l'alphabet tel qu'il a été mis au point dans le Levant sémitique, en y adaptant dès le début des signes pour transcrire des voyelles indépendantes (Α Ε Ι Ο, plus l'invention Υ ; et Ω qui apparaît en Ionie), et d'autres pour transcrire des double-consonnes (Φ Χ Ψ). La forme est-ionienne de l'alphabet grec, adoptée à Athènes, devient dans les premières décennies du IVe siècle av. J.-C. la plus courante dans le monde grec, pour s'imposer comme la forme classique de l'écriture grecque antique. Les principales évolutions qui surviennent concernent la forme des signes, notamment en raison du développement de lettres cursives pour écrire à l'encre entre la fin du IVe siècle av. J.-C. et le IIIe siècle av. J.-C..

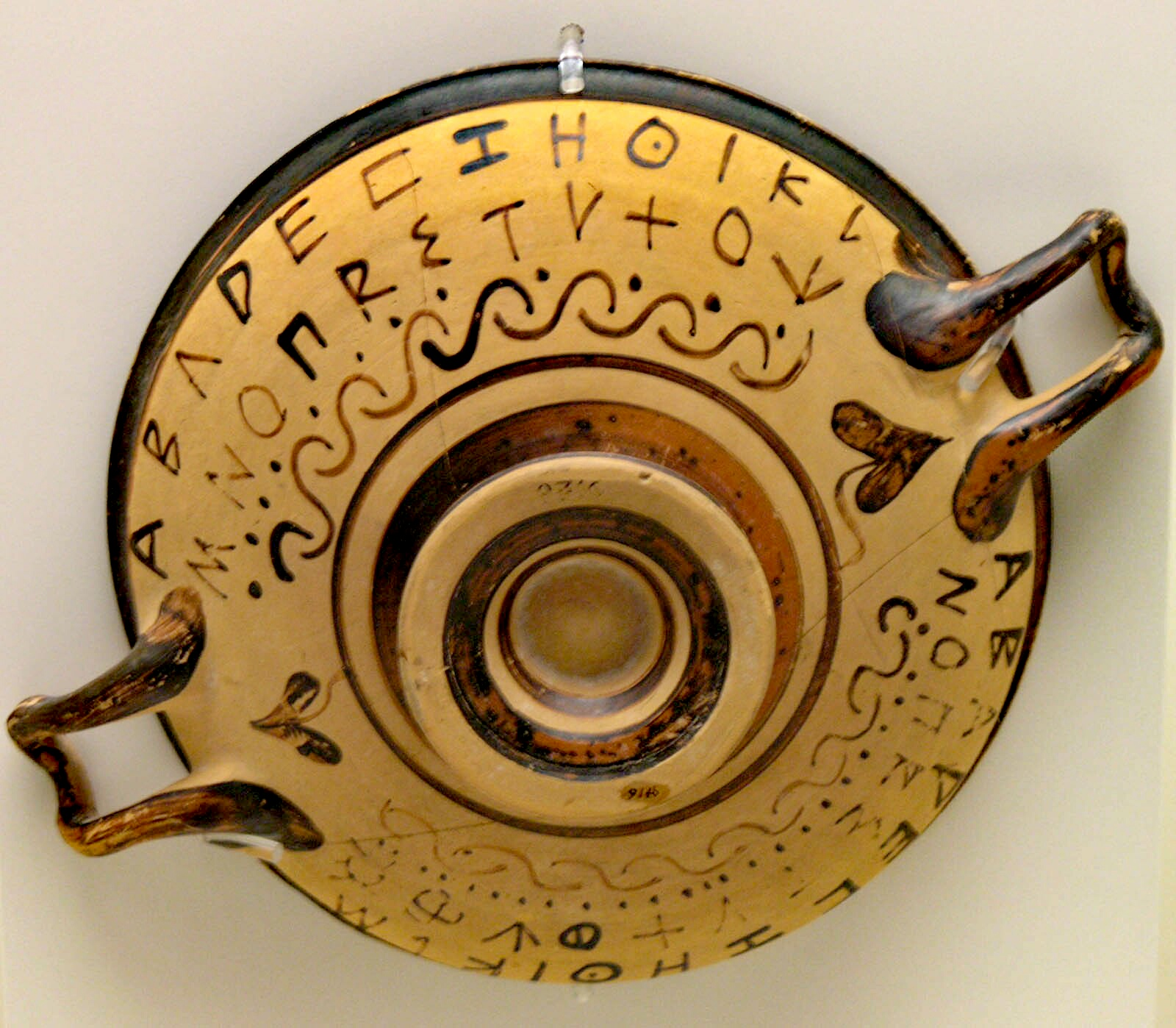
Un alphabet grec archaïque sur une coupe attique, musée national archéologique d'Athènes.
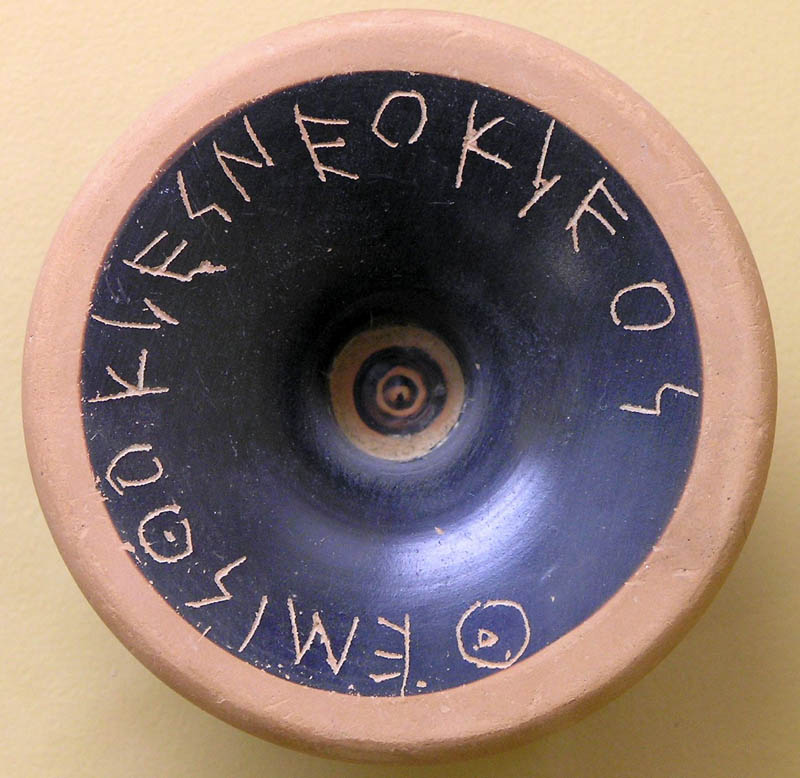
Ostracon portant le nom de Thémistocle, musée de l'Agora antique d'Athènes
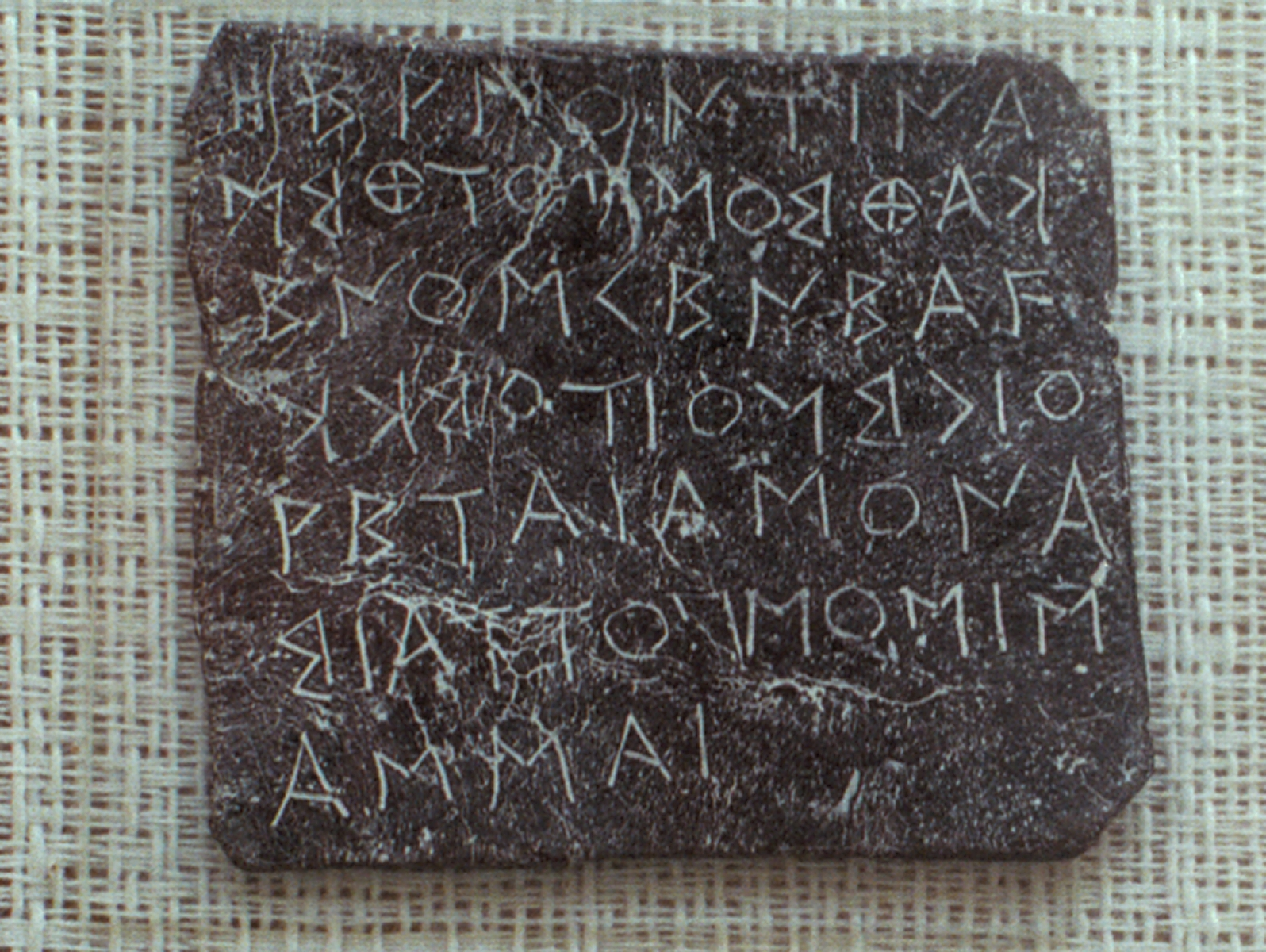
Inscription oraculaire sur lamelle de plomb, Dodone, fin du VIe siècle av. J.-C. Musée archéologique de Ioannina.
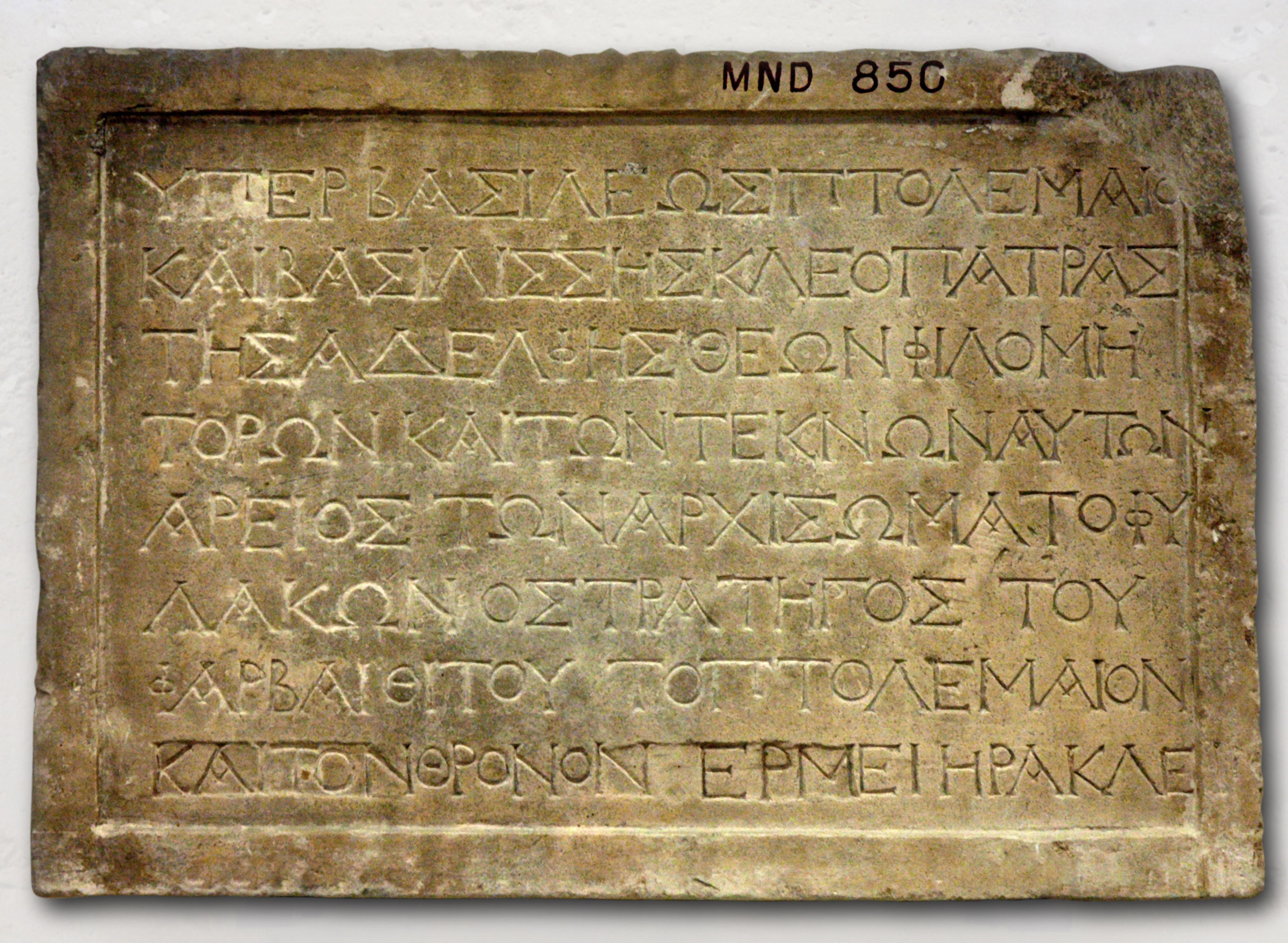
Dédicace de monuments en l'honneur de Ptolémée VI d’Égypte, milieu du IIe siècle av. J.-C. Musée du Louvre.
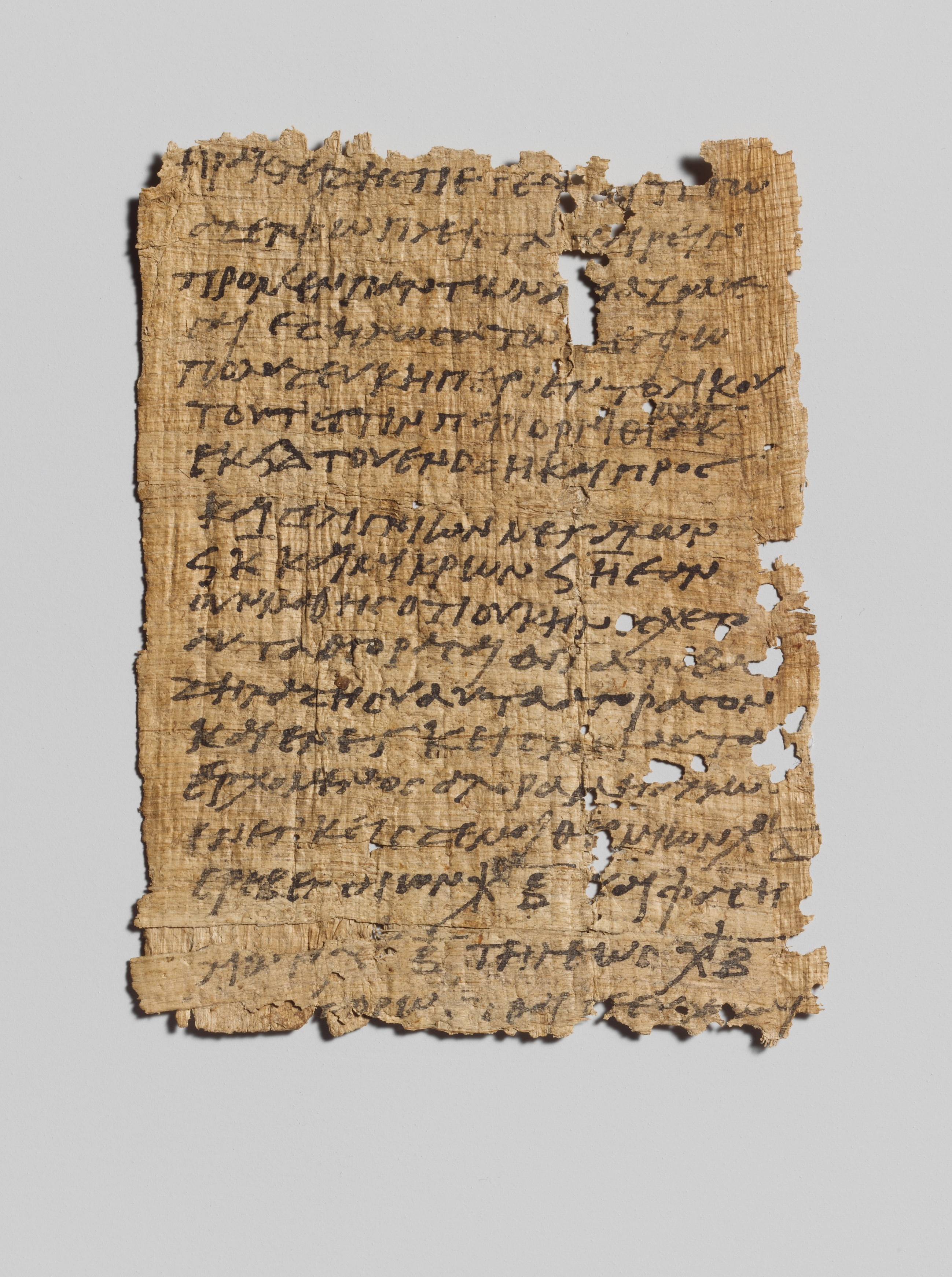
Papyrus d’Égypte, lettre privée du début du IIIe siècle. Metropolitan Museum of Art.
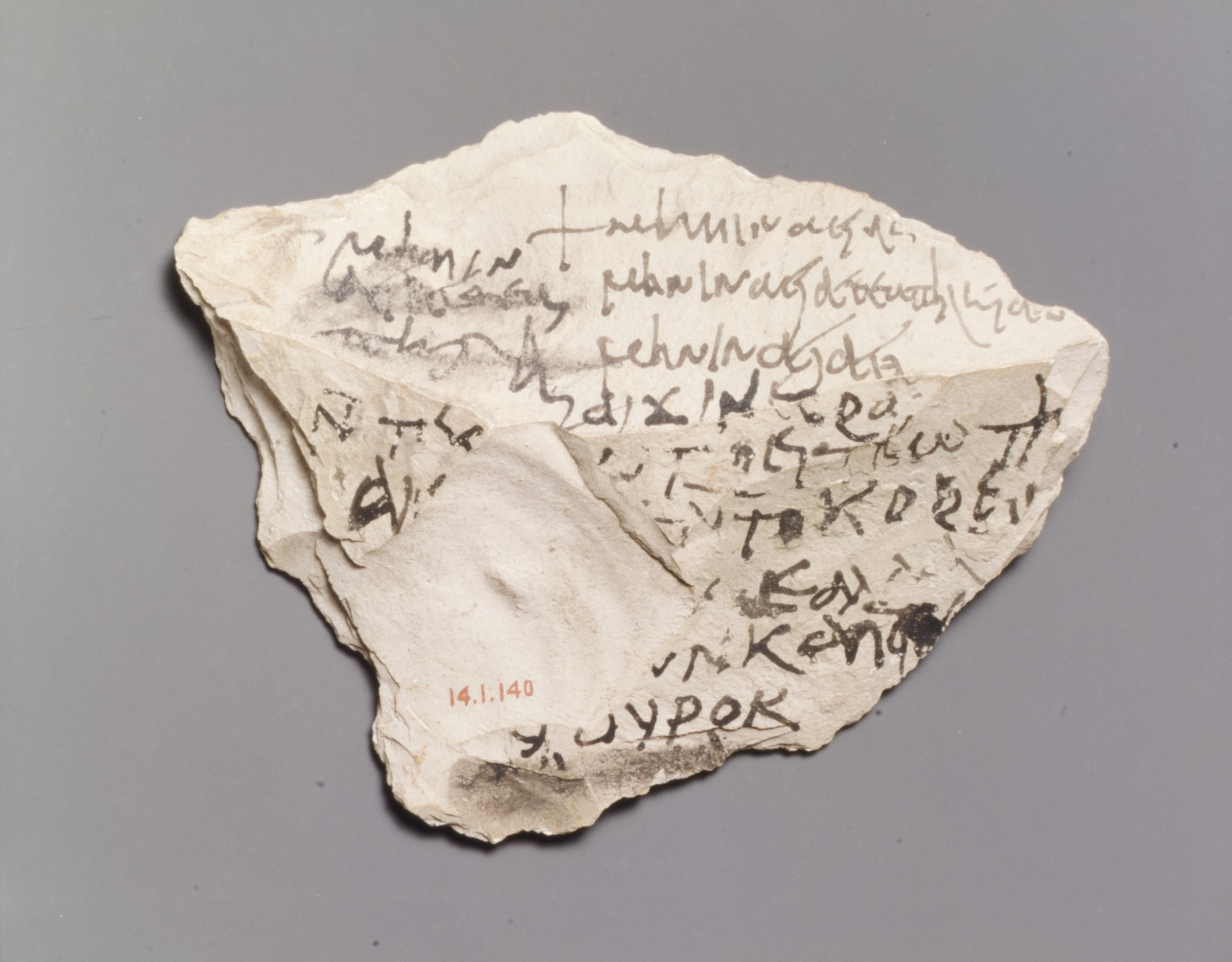
Ostracon scolaire provenant de Thèbes (Égypte) comportant les premiers vers de l’Iliade, v. 580-640. Metropolitan Museum of Art.

Les anciens Grecs écrivent sur différents supports : des inscriptions sur pierre et lamelles de métal, des inscriptions gravées ou peintes sur des vases ou sur des tessons de céramique (ostracon), sur des tablettes de cire sur un support en bois, sur du parchemin et surtout sur du papyrus. Ce support se diffuse à compter du VIIe siècle av. J.-C., peut-être depuis la Phénicie (le terme grec byblos, « livre », dérive du nom grec de la ville phénicienne Gubla, Byblos). Les livres grecs antiques se présentent sous la forme de rouleaux (volumen). Dès la fin de l'époque archaïque et le début de l'époque classique il s'en trouve à Athènes dans les bibliothèques des puissants, dans les lieux d'enseignement, et un commerce du livre commence à émerger, pour vraiment se développer au IVe siècle av. J.-C. Durant l'époque hellénistique l'usage de l'écriture sur papyrus continue à se répandre, Alexandrie devient le principal centre intellectuel, autour de son Mouseion et de sa vaste bibliothèque, où les savants procèdent à une forme de standardisation du grec écrit. Durant l'époque romaine, au début de notre ère, le codex fait de pages reliées (la forme classique du livre en Occident) commence à se répandre, et il devient la forme dominante à partir du Ve siècle.
La majeure partie des Grecs ne sait pas lire, mais les nécessités de la vie politique (notamment dans un cadre démocratique) et les progrès de l'éducation durant l'époque classique et surtout hellénistique font qu'une part croissante de la population est alphabétisée, au moins de façon rudimentaire (les estimations hautes allant jusqu'à 20-30 % pour la population des cités hellénistiques). Cela concerne surtout des hommes des milieux aisés, mais la maîtrise de l'écriture n'est pas un élément de distinction et d'ascension sociale si on en juge par le fait que de nombreux esclaves servent de scribes pour leurs maîtres, notamment dans le monde gréco-romain. La lecture des livres se fait principalement à voix haute, en public, plutôt que de façon silencieuse. L'oralité grade une place importante même après la diffusion de l'écriture, jusque dans le milieu de la haute culture où sont appréciées les qualités d'orateurs, pour les discours, la poésie.

### Éducation

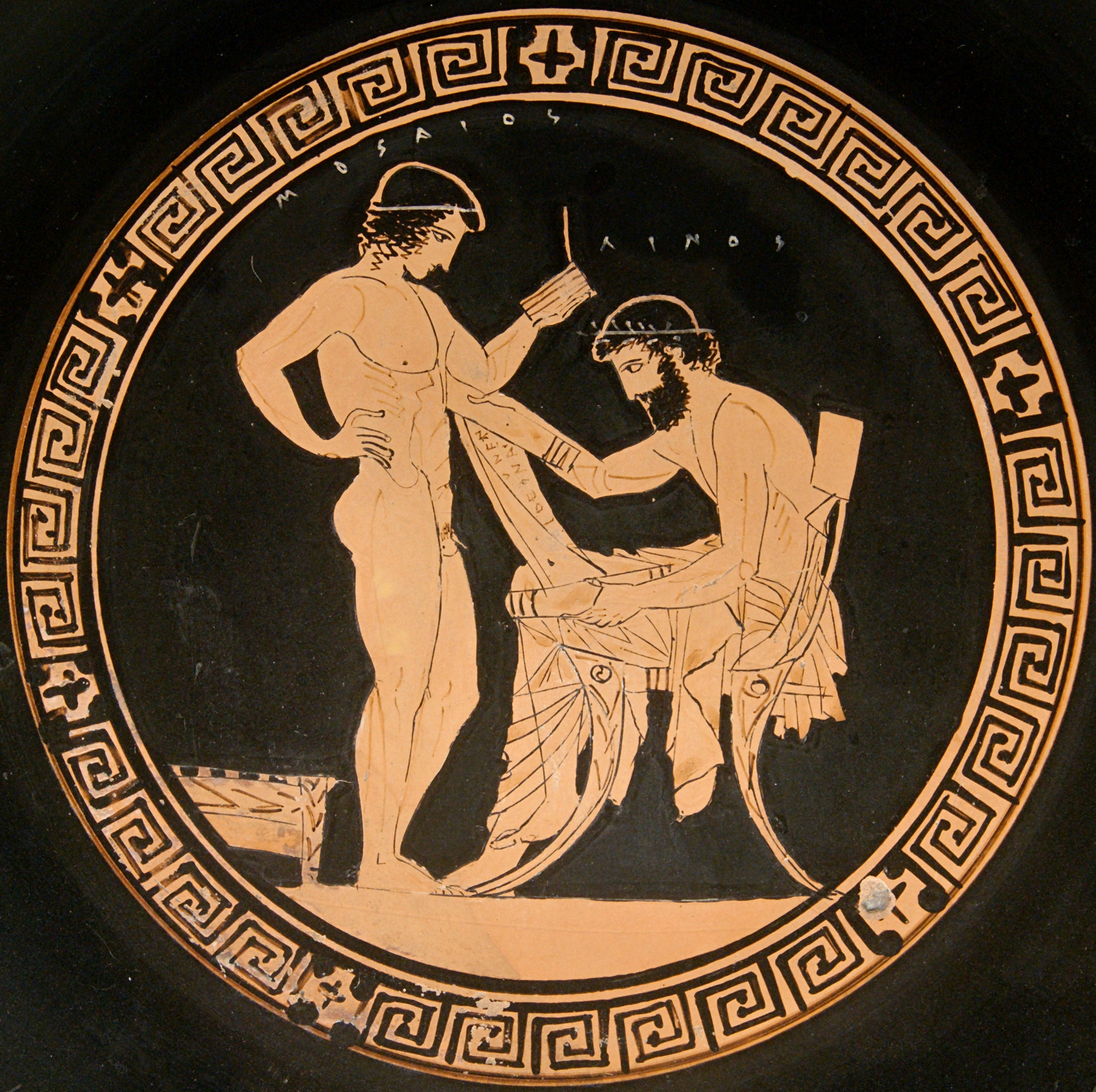
Un maître tient un papyrus tandis que son élève tient une tablette, céramique du

L'éducation (paideia) revêt un caractère important chez les Grecs, même s'ils n'ont pas mis en œuvre une éducation universelle ou mené une politique publique de l'éducation. Aux époques classique et hellénistique, la plupart des futurs citoyens de milieux aisés sont éduqués aux lettres (grammata), à la poésie, à la musique et à l'athlétisme (pratiqué dans la palestre). Les écoles s'adressent, à de rares exceptions, uniquement aux garçons. En l'absence de toutes subventions, les paysans et les esclaves n'ont pas accès aux écoles, même si l'écriture peut leur être enseignée. Les écoles destinées aux enfants ne doivent pas être confondues avec les gymnases, un équipement sportif réservé aux éphèbes et aux citoyens adultes, à la fois centre social, athlétique et parfois intellectuel. L'éphébie, institutionnalisée à Athènes au IVe siècle av. J.-C., concernent les jeunes hommes de 18 à 20 ans qui reçoivent un enseignement militaire et civique.
L'alphabet grec a probablement été créé au début du VIIIe siècle av. J.-C. et s'est diffusé vers 650 av. J.-C. dans la plupart des régions de Grèce. L'écriture est enseignée à cette époque de manière informelle, au sein de la famille ou des chœurs religieux. Les premières mentions d'écoles, faites par Hérodote et Pausanias, renvoient au début du Ve siècle av. J.-C.. Platon mentionne qu'Alcibiade a appris à l'école les lettres, la lutte et à jouer de la lyre.
L'école, privée et payante le plus souvent, commence vers l'âge de 7 ans. Les écoliers athéniens sont accompagnés d'un esclave (le paidagogos) dédié à les aider dans leurs tâches. Les maîtres sophistes, à partir du milieu du Ve siècle av. J.-C., font payer cher leurs services pour enseigner la rhétorique à des jeunes gens d'au moins 17 ans ; le plus connu de ces sophistes est Protagoras. L'Iliade et l'Odyssée forment la base des études littéraires, la mémorisation de la poésie paraissant faire office de méthode pédagogique. La géométrie est également enseignée. Il a probablement existé des maîtres qui enseignent les bases de l'écriture et de la lecture et d'autres qui enseignent une connaissance plus poussée de la langue grecque. Apparemment, des maîtres sont aussi spécialisés en musique et d'autres en athlétisme. À Sparte, l'enseignement scolaire semble lui avoir été délaissé au profit d'un enseignement athlétique et militaire à travers l'agôgè. Sparte se distingue néanmoins des autres cités en développant l'éducation des filles. Dans Les Lois, Platon promeut une scolarisation universelle, même pour les filles ; Aristote se montre lui plus réservé sur ce sujet.
À l'époque hellénistique, l'enseignement se généralise pour atteindre son apogée au IIe siècle av. J.-C. Des cités, à travers des bienfaiteurs (ou évergètes) comme les Attalides de Pergame, mettent en place un enseignement généralisé pour les jeunes garçons ; des filles peuvent parfois être admises. L'occupation romaine parait avoir mis un terme à ce développement de l'éducation. L'enseignent évolue peu durant cette période, même si l'éducation musicale semble moins présente. Après Homère, les auteurs les plus étudiés sont alors Euripide et Ménandre. La Grammaire grecque de Denys le Thrace est un classique de l'époque. Les exercices scolaires se font sur des ostraca, des tablettes de bois ou des papyrus. La plupart des cités possèdent alors une école, même si l'équipement et le salaire des professeurs sont modestes.
L'enseignement des savoirs élémentaires est relativement connu pour l'époque hellénistique, mais l'enseignement supérieur l'est beaucoup moins. L'éphébie, sur le modèle athénien, s'étend aux autres cités grecques, du moins dans les milieux aisés, pour devenir une sorte de « club ». Aux exercices physiques et militaires s'ajoutent désormais l'étude des lettres. Les écoles de philosophie et de rhétorique, héritières des sophistes, s'adressent à une élite. L'éducation, paideia, devient alors un élément fondamental pour les Grecs, la culture qu'elle dispense, également désignée par le mot paideia, étant vue comme nécessaire pour pouvoir se revendiquer comme un « Hellène », l'identité grecque étant alors surtout culturelle.
L'éducation « supérieure » se développe à Athènes vers la fin du Ve siècle av. J.-C., autour d'un maître renommé qui réunissent des élèves issus de la bonne société, avec les Sophistes, l'école de rhétorique d'Isocrate, l'Académie de Platon, puis le Lycée d'Aristote, peut-être la médecine à Cos. Durant l'époque hellénistique se développent les études de niveau supérieur dans l'enseignement civique, avec des cours de littérature, rhétorique et philosophie, et la constitution de bibliothèques. Surtout émergent plusieurs centres d'apprentissage spécialisés dans un domaine du savoir : philosophie et rhétorique à Athènes, Rhodes, Pergame ; médecine à Cos, Éphèse, Pergame ; tout à Alexandrie, avec son Mouseion et sa bibliothèque qui vise à réunir les savoirs du monde entier.
Ce système éducatif survit dans le monde romain, mais il décline dans l'Antiquité tardive. La christianisation lui nuit manifestement, puisque son contenu repose grandement sur les écrits païens, malgré la tentative de certains auteurs chrétiens de christianiser la paideia, ainsi Basile de Césarée qui conseille la lecture des textes classiques, mais en ignorant autant que faire se peut les passages évoquant clairement le polythéisme. Les difficultés économiques de la fin de la période sont manifestement une autre cause de son délitement. Le déclin de l'élite des cités entraîne un déclin culturel, mais les bases de l'enseignement de la grammaire et de la rhétorique survivent et sont revivifiés à l'époque byzantine.

### Littérature: aperçu historique
Les premiers textes littéraires grecs sont peut-être couchés par écrit dès le début de l'époque archaïque, vers 750-700 av. J.-C. De cette époque sont datées les épopées homériques, l’Iliade et l’Odyssée, issues d'une tradition orale plus ancienne, et dont la date de première mise par écrit est discutée. De la même période datent les poèmes d'Hésiode, qui abordent des thèmes mythologiques et aussi moraux et pratiques. Après ces textes fondateurs, le principal genre qui se développe durant la seconde partie de l'époque archaïque est la poésie lyrique (Alcman, Archiloque, Alcée, Sappho, Pindare), dont il ne subsiste en général que des fragments. Le genre décline au début de l'époque classique. Celle-ci voit le développement d'une autre forme de poésie, celle des tragédies et des comédies (Eschyle, Sophocle, Euripide, Aristophane), et d'une littérature en prose très diverse, qui comprend les textes de philosophes (Platon et Aristote), d'historiens (Hérodote, Thucydide, Xénophon), et aussi la rhétorique avec la mise par écrit des discours de grands orateurs (Lysias, Isocrate, Isée, Démosthène, etc.).
L'époque hellénistique est notamment marquée par le théâtre comique de Ménandre, la poésie alexandrine, dominée par Théocrite et Callimaque, aussi Apollonios de Rhodes dans le genre épique. L'époque romaine est très productive pour la littérature en grec : histoire avec Appien, Arrien, Dion Cassius, Flavius Josèphe ; philosophie avec Épictète, Marc Aurèle, puis Plotin, Jamblique, Proclus durant l'époque tardive ; poésie et épopée avec Nonnos de Panopolis ; rhétorique avec Libanios et l'école de Gaza ; littérature de voyage avec Pausanias le Périégète ; développement du genre du roman, avec notamment Longin et Héliodore d'Émèse. Plutarque et Lucien de Samosate s'illustrent dans plusieurs genres,. Plusieurs de ces auteurs sont issus de la frange hellénisée de peuples non grecs (Lucien de Samosate, Flavius Josèphe, Philon d'Alexandrie, Héliodore d'Émèse, etc.). Puis la littérature chrétienne se développe, en particulier après le IVe siècle avec les Pères cappadociens qui sont des écrivains accomplis (Basile de Césarée, Grégoire de Nysse, Grégoire de Nazianze), Jean Chrysostome, l'histoire ecclésiastique avec Eusèbe de Césarée, aussi le développement des hagiographies. Les lettres (et plus largement la vie intellectuelle) connaissent un déclin durant la crise de la fin du VIe siècle et durant le VIIe siècle.

### Poésie
La poésie se situe à la charnière de l'oral et de l'écrit : elle est souvent chantée, accompagnée de musique, dans un contexte cérémoniel ; elle nous est connue par des écrits, et c'est la plus ancienne forme de littérature grecque connue. Elle repose sur un rythme syllabique, alternances de syllabes longues et brèves suivant des schémas définis, pour former divers types de vers, les plus courants étant le iambique, l'héroïque et le lyrique.
Les poèmes épiques attribués à Homère entament l'histoire littéraire grecque. L’Iliade, relatant un épisode de la dernière partie de la légendaire guerre de Troie centré sur le héros Achille, sa colère après la mort de Patrocle et sa vengeance destructrice, et l’Odyssée qui relate la longue errance d'Ulysse après la fin de ce conflit pour retrouver son pays, Ithaque. Ces deux chefs-d’œuvre sont restés un modèle durant toute l'Antiquité grecque, et au-delà. Cette littérature trouve son origine dans les poèmes déclamés par les aèdes lors des banquets aristocratiques des débuts de l'époque archaïque, qui comprenait un ensemble de récits transmis sous forme orale, mis par écrit après l'adoption de l'alphabet, et tous disparus à l'exception de ces deux exemples. Ces poèmes suscitent des émules dès l'époque classique, prenant également souvent pour base le cycle troyen, et qui sont eux aussi perdus. Hésiode, contemporain de Homère, est un cas à part par la diversité de son œuvre et le fait qu'elle a également eu une grande influence : la Théogonie qui est la base de la connaissance des mythes grecs, et Les Travaux et les Jours qui mêle description pratique de la vie d'un domaine agricole et aspects religieux. Les philosophes présocratiques s'expriment également souvent sous forme poétique, alors que ceux de la période suivante écrivent en prose.
La poésie lyrique s'épanouit à partir de la fin du VIIe siècle av. J.-C. et florit au siècle suivant, récitée lors des banquets et donnant lieu à des concours. La plupart des œuvres de l'époque sont perdues, les plus chanceuses ayant été préservées par des fragments. Parmi les poètes célébrés de cette époque se trouvent Alcman, Tyrtée, Archiloque et les Lesbiens Alcée et Sappho, dont les œuvres sont un peu mieux préservées. Le mieux connu et le plus reconnu dans l'Antiquité est le béotien Pindare, dont les poèmes célébrant les vainqueurs des concours sportifs ont été préservés. La poésie lyrique décline durant l'époque classique, où l'art poétique se retrouve dans les tragédies et comédies athéniennes dont les grands noms sont Eschyle, Sophocle, Euripide, Aristophane et Ménandre.
La poésie hellénistique connue provient avant tout des milieux lettrés d'Alexandrie, dont les grands noms sont Théocrite, Callimaque, Apollonios de Rhodes (le récit épique les Argonautiques). S'y développent de nouvelles formes de poésie érudite et raffinée, avec des thèmes bucoliques, pastoraux, amoureux. Une forme plus réaliste de poésie se trouve dans les Mimiaques d'Hérondas. L'épigramme sous forme poétique, pièce courte sur des sujets variés, connaît une grande vogue à cette période et reste populaire à l'époque romaine impériale,.
Pour l'Antiquité tardive, la principale œuvre poétique connue est l'épopée de Nonnos de Panopolis, les Dionysiaques. La poésie chrétienne en langue grecque s'est développée, à des fins liturgiques et missionnaires. Grégoire de Nazianze s'illustre dans une poésie plus érudite.

### Rhétorique
L'art de bien parler et de captiver son auditoire a acquis une grande importance dans le monde grec à l'époque classique, notamment pour convaincre les citoyens lors d'argumentations politiques, notamment dans les systèmes démocratiques (Athènes et Syracuse). Certes certains des spécialistes de rhétorique, les Sophistes, ont pu développer des techniques afin de tromper leurs auditeurs en les convainquant de tout et son contraire par une simple maîtrise de leur argumentation, mais cet art a souvent supposé de développer des arguments et une logiques très élaborés. Les discours sont prononcés pour des décisions politiques, des litiges juridiques, des oraisons funèbres, les circonstances guidant la façon dont devait être élaboré le discours. Cet art implique de bien écrire et de bien déclamer. Les premiers théoriciens de la rhétorique (Gorgias, Isocrate, Aristote) ont produit d'importantes réflexions posant les bases de cet art, qu'il s'agisse de ses finalités ou de ses techniques. Sont définies les différentes phases de la rhétorique (invention, disposition, élocution, action et mémoire), les divisions d'un discours, les figures de style, des genres (épidictique, délibératif, judiciaire). Les discours des grands orateurs (les orateurs attiques tels que Démosthène et Lysias) ont été transmis afin de servir de modèles. Leur style est imité par les rhéteurs de la seconde sophistique, à l'époque romaine, durant laquelle l'art de bien discourir est très valorisé, reposant désormais plus sur la virtuosité et le style que la persuasion. La rhétorique grecque dispose encore d'illustres représentants durant l'Antiquité tardive (Libanios, l'école de Gaza). Entre-temps, elle a donné naissance à un art oratoire en latin (Cicéron, Quintilien) reposant sur les bases posées à l'époque grecque classique,.

### Philosophie

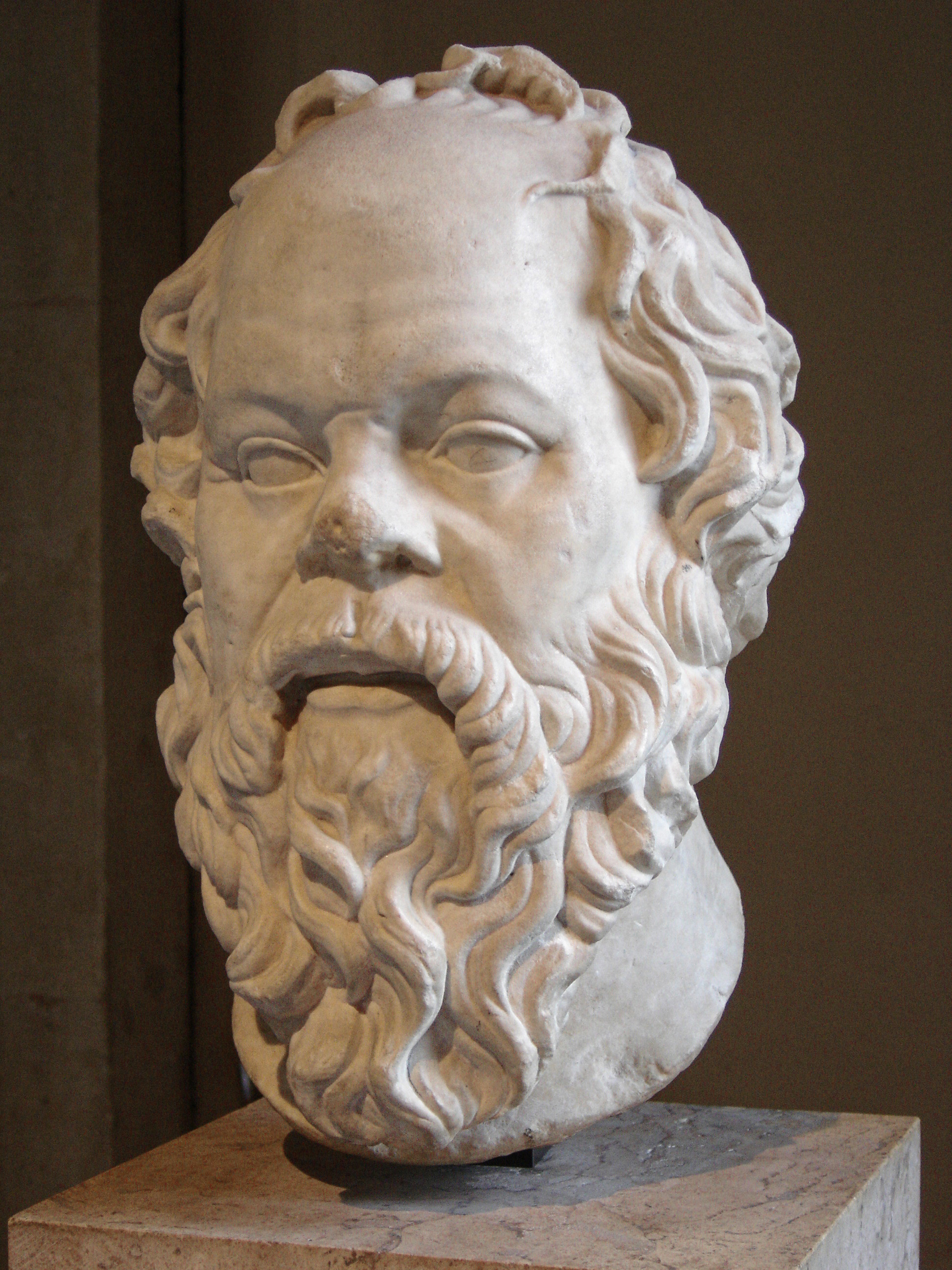
Portrait de Socrate, période romaine, v. 75-125 (à partir d'un original de Lysippe ?), musée du Louvre.

La Grèce antique voit l'apparition d'une forme de pensée originale, la philosophie. Si on la résume généralement à un ensemble de doctrines formulées par des penseurs, c'est plus largement « une quête de sagesse, d'un progrès qui est tout à la fois intellectuel, moral et spirituel, d'une vie plénière et plus authentique que favorise une recherche lucide du vrai », donc « apprendre à vivre et à méditer, à dialoguer, à mourir aussi », une discipline qui a une « valeur d'éducatrice et de maîtresse de vie » (A. Motte).
En dépit des différences entre les pensées philosophiques, se dégage une manière d'aborder le monde en mettant l'homme au centre de ses réflexions en le faisant acteur de sa propre destinée, qui est une des singularités de la Grèce antique par rapport aux civilisations antiques qui l'ont précédées, et aussi une de ses principales influences sur les civilisations postérieures. L'apparition de ces « amis de la sagesse » (c'est le sens du mot philosophos) est donc traditionnellement vue comme un élément marquant du « miracle grec », et les causes derrière ce phénomène ont fait l'objet de nombreux débats. Une explication courante est la coïncidence avec l'émergence de la cité, qui établit une égalité des citoyens devant la loi et leur permet de s'exprimer dans des débats publics contradictoires, libérant ainsi les réflexions et la parole. À la suite de Karl Jaspers, il a pu être tenté de relier ce phénomène à d'autres se produisant au même moment ailleurs (Israël, Inde et Chine) qui présenteraient une même approche mettant l'homme au centre de leurs préoccupations, formant un « âge axial », dont la réalité est débattue.
Il est généralement considéré que le premier philosophe est Thalès de Milet, qui a vécu dans les premières décennies du VIe siècle av. J.-C. S'ouvre une première phase de l'histoire de la philosophie, dite « présocratique ». Le premier développement de la philosophie se fait en Ionie, puisqu'il est suivi par ses compatriotes milésiens Anaximandre et Anaximène, puis plus tard l'éphésien Héraclite et Anaxagore de Clazomènes. Cette région est un des principaux points de contact entre le monde grec et les civilisations orientales, et peut se nourrir de ces influences intellectuelles (notamment scientifiques) tout en les repensant. Il apparaît qu'ils sont en fait plus que des philosophes au sens moderne du terme, puisqu'ils font aussi évoluer les sciences (voir plus bas). Ces penseurs développent une philosophie de la « nature » (physis) s'interrogeant notamment sur les origines de l'univers en se détachant des explications traditionnelles, essentiellement surnaturelles. Il ne reste néanmoins quasiment rien de leurs écrits, en dehors de citations. Autour de 500 av. J.-C. se développe un nouveau pôle de la pensée, en Grande Grèce (Crotone, Élée, Agrigente), notamment à la suite de la venue dans cette région d'un des principaux penseurs antiques, Pythagore, originaire de Samos, qui développe le concept de cosmos, et fonde un courant de pensée qui porte son nom. Un de ses disciples, Parménide, introduit une importante évolution dans la pensée grecque en développant une approche moniste (il n'y a qu'un seul principe formant le cosmos), et les philosophes suivants se positionnent face à sa proposition : il est suivi par son disciple Zénon, mais Empédocle d'Agrigente et Démocrite d'Abdère ont une approche pluraliste,,.
Athènes devient le centre de la philosophie à partir du milieu du Ve siècle av. J.-C., avec l'essor de son régime démocratique qui donne un élan aux débats et réflexions. La philosophie athénienne se dégage des préoccupations présocratiques sur la nature, pour se consacrer à la réflexion « sur les sociétés humaines, sur les lois, sur le Juste et le Bien et les façons de les connaître » (C. Mossé) . La pensée est d'abord stimulée par la venue de Sophistes (Gorgias, Protagoras) qui se spécialisent dans l'art rhétorique, l'éducation et ont une approche morale relativiste, puis par un penseur athénien, Socrate, qui introduit une rupture majeure dans la philosophie, ceux qui lui succédant comme l'indique la césure entre philosophes « présocratiques » et « socratiques ». Sa pensée est surtout connue par les écrits de son disciple Platon. Il raisonne par le dialogue, considère que la vertu est dans le savoir, sa maxime étant le fameux « connais-toi toi-même » qui enjoint à l'homme de prendre conscience de sa propre mesure. Platon (v. 427-347 av. J.-C.) et son disciple Aristote (v. 384-322 av. J.-C.) sont les deux philosophes grecs antiques qui ont le plus marqué la philosophie occidentale. Leur œuvre, abondante, est connue par quelques dizaines de textes en prose, une grande partie étant perdue. Ils interrogent sur la place de l'homme dans la cité, donc la politique, le recherche de la perfection morale et de la vérité, l'éducation. Platon a porté à un nouveau stade de développement l'art du dialogue, avec la dialectique qu'il érige en méthode majeure du raisonnement philosophique. Aristote est aussi à l'origine du raisonnement scientifique par sa capacité de systématisation et son intérêt pour à peu près tous les domaines du savoir de son temps,.
Ces deux philosophes ont chacun fondé un lieu d'enseignement, l'Académie de Platon et le Lycée d'Aristote, qui recueillent leur héritage et structure les écoles de pensée qui se revendiquent d'eux. Mais la philosophie hellénistique voit le développement d'autres courants opposés. L'époque n'est plus vraiment à la réflexion sur la place dans la cité, mais plus sur la posture et le perfectionnement moral. Le cynisme (Diogène de Sinope) refuse ainsi l'implication politique. Le scepticisme met plus l'emphase sur le savoir et la vertu, tout comme l'épicurisme, qui doit son nom à Épicure (341-270), enseignant dans le « Jardin », qui recherche le bonheur par la satisfaction des seuls désirs basiques. Le stoïcisme, développé par Zénon de Kition (336-262), généralement considéré comme son opposé, qui professe la compréhension et l'acceptation du monde naturel sans laisser ses sentiments l'emporter.
Durant l'époque romaine, l'épicurisme et surtout le stoïcisme s'imposent comme des courants majeurs auprès des élites romaines, même si les Aristotéliciens et Platoniciens poursuivent leurs réflexions en adoptant diverses tendances. Le dernier courant philosophique important de l'Antiquité grecque est le néoplatonisme, apparu dans le courant du IIIe siècle à la suite des réflexions de Plotin (un Grec d'Égypte), qui donnent un tournant encore plus métaphysique au platonisme. Les autres philosophes majeurs de ce courant sont Porphyre de Tyr et Jamblique. Cette école comme les autres courants philosophiques déclinent face à l'essor du christianisme qui apprécie très peu leurs réflexions « païennes », leur fin symbolique dans le monde grec étant la fermeture des écoles athéniennes par décision de Justinien en 529, même si Alexandrie reste un centre de philosophie pendant un bon siècle. Le néoplatonisme conserve une influence notable à l'époque byzantine,.

### Histoire et géographie
Le mot histoire vient du nom grec de l'ouvrage d'Hérodote (v. 480-425 av. J.-C.), Historiai, « enquêtes », ce qui vaut à cet auteur le surnom de « père de l'Histoire ». Il a peut-être pris pour modèle les œuvres d'Hécatée de Milet (v. 550-480), dont il ne reste plus rien. Il s'agit alors de travaux réunissant un vaste ensemble d'information traitant d'événements historiques, d'anecdotes édifiantes et extraordinaires (souvent peu crédibles), aussi des descriptions de peuples et de leurs pays. Hérodote édifie son œuvre autour des guerres médiques, cherchant à expliquer le triomphe des Grecs face aux Perses.
Après lui la littérature historique est plus spécialisée sur un sujet ou registre, notamment les histoires de conflits et de peuples ou personnages, et connaît constamment des évolutions. Thucydide (v. 460-400/395) fait ainsi le récit de la guerre du Péloponnèse, voulant en tirer des leçons pour la postérité, avec des réflexions plus rationnelles que celles de son prédécesseur. Xénophon (v. 430-355) entend poursuivre son œuvre, mais on lui reconnaît généralement moins de talent. D'autres développent ensuite des récits avec un cadre plus large (Éphore de Cumes, Théopompe), mais ils ne sont connus que par des fragments. Polybe (v. 208-126) remet en avant les réflexions sur les évolutions historiques, dans son histoire de l'ascension de la puissance romaine. Pour les époques hellénistique et romaine, près d’un millier d’auteurs d’ouvrages historiques sont identifiés, signe de la popularité du genre, mais leurs travaux ne sont pour la plupart connus que par des citations ou paraphrases dans d’autres œuvres. Ceux dont au moins une partie des œuvres a survécu sont Diodore de Sicile, Denys d'Halicarnasse, Appien, Arrien, Dion Cassius, Hérodien et Plutarque. Parmi les historiens de langue grecque issus de populations hellénisées se trouvent le judéen Flavius Josèphe et l’égyptien Manéthon. Durant l’Antiquité tardive des historiens tels que Zosime et Procope de Césarée assurent la continuation de cette tradition, et Eusèbe de Césarée la christianise en posant les bases de l’histoire ecclésiastique.
Le mot geographia d'où provient géographie est quant à lui forgé à l'époque hellénistique par Ératosthène (v. 276-198 av. J.-C.), pour désigner une étude de la Terre. Cela concerne aussi bien le corps céleste que sa surface, et un géographe antique peut aussi bien être l'auteur d'un traité que d'une carte. L'origine de la cartographie est attribuée à Anaximandre, tandis que la géographie descriptive au sens moderne dérive comme l'histoire des travaux d'Hécatée et d'Hérodote, qui comprennent aussi des éléments d'ethnographie et anthropologie, rendant difficile leur catégorisation suivant des critères modernes. Cela se retrouve aussi dans des récits de voyages (des « périples ») qui font progresser la connaissance des régions du monde. Les recherches cartographiques et descriptions géographiques progressent par la suite, comme l'illustre la monumentale Géographie de Strabon (v. 60 av. J.-C.-20 apr. J.-C.). Ératosthène introduit les mathématiques dans la discipline, par sa tentative de mesure de la terre. Plus tard Marin de Tyr et Ptolémée précisent encore la connaissance du monde.

### Théâtre
Le mot théâtre vient du grec theatron « lieu d'où l'on regarde », et désigne donc dans l'Antiquité la structure comprenant les lieux de représentation, à savoir l’orchestra (où jouent le chœur, les acteurs et les musiciens) et la skenè (à la fois coulisses et second espace de jeu pour les acteurs), et l'auditorium (koilon), espace d'accueil du public, à flanc de colline sans aménagement et parfois avec des gradins de bois, puis des gradins en dur (pierre, brique) à la fin de l'époque classique. Le théâtre en tant que bâtiment devient un élément caractéristique des cités grecques à partir de l'époque hellénistique. Le théâtre en tant que spectacle est une désignation moderne, puisque les Anciens distinguent trois genres : la tragédie, la comédie, et le drame satyrique. Il est surtout connu pour Athènes, lieu d'origine des principaux auteurs de pièces antiques. L'activité théâtrale est liée comme bien d'autres aux festivités religieuses, à savoir celles placées sous les auspices de Dionysos, les Dionysies et Grandes Dionysies, qui donnent lieu à des concours théâtraux. Durant l'époque hellénistique les concours théâtraux sont de plus en plus dédiés à d'autres divinités (Apollon, les Muses, Asclépios). Le théâtre est une manifestation politique, propre à une cité durant ses origines, en particulier à Athènes où les œuvres renvoient souvent à la vie politique, il a également des aspects sociaux puisque toute la communauté se retrouve pour les grandes représentations (certains théâtres peuvent accueillir des milliers de spectateurs), et économique en raison des coûts engagés pour les constructions et la mise en scène (financement par la chorégie à Athènes, sur les deniers d'un riche bienfaiteur).
Les grands noms de la tragédie athénienne du Ve siècle av. J.-C. sont Eschyle, Sophocle et Euripide, tandis que la comédie est à la même époque marquée par l’œuvre d'Aristophane. La production du siècle suivant n'a quasiment pas été conservée, la seule exception étant Ménandre, auteur comique majeur de la fin du IVe siècle av. J.-C.. Si la création théâtrale en grec se poursuit après, elle n'a manifestement pas marqué les esprits, tandis que les grands auteurs athéniens sont devenus des classiques, dont les pièces sont rejouées et, mises par écrit, constituent un des éléments fondamentaux de la paideia. Dans les cités grecques d'Italie méridionale, se développe au IVe siècle av. J.-C. une sorte de farce, le jeu de Phlyax, et qui semble se diffuser à Alexandrie.
Pour ce qui est des pièces en elle-même, elles sont depuis le milieu du Ve siècle av. J.-C. jouées par trois acteurs, tous des hommes, tenant plusieurs rôles identifiés pas le masque qu'ils portent, accompagnés d'un chœur qui comprenait de douze à quinze personnes, et de musiciens. Les pièces athéniennes renvoient à la vie de la cité : les comédies recourent plutôt aux personnages réels (politiciens, magistrats, philosophes, artisans, etc.), puisent dans un répertoire de personnages stéréotypés (vieillard, jeune homme, jeune fille, courtisane, soldat, etc.) avec des intrigues imaginaires, alors que les tragédies se tournent surtout vers le répertoire mythologique (parfois des événements réels, militaires), reposant plus sur l'organisation de l'intrigue que la psychologie des personnages, avec des réflexions qui renvoient souvent au moment de leur rédaction. Les tragédies suivent un schéma similaire, traitent en général d'un épisode unique sur un temps court, même si des trilogies permettent parfois de développer une histoire sur un temps plus long (l'Orestie d'Eschyle).
Très populaires durant l'époque hellénistique (notamment les comédies de Ménandre), quand le théâtre est devenu un élément caractéristique des cités grecques, encore courantes (mais mal documentées) durant l'époque romaine, les représentations théâtrales semblent se faire de moins en moins fréquentes entre le IIIe siècle et le VIe siècle. Les spectacles de mimes et pantomimes connaissent en revanche un essor à l'époque romaine et sont mêmes intégrés aux concours à partir du IIe siècle. Au IVe siècle les représentations théâtrales semblent encore courantes dans une ville comme Antioche. Avec la christianisation elles font l'objet des condamnations des penseurs chrétiens, qui les voient comme des spectacles obscènes et décadents.

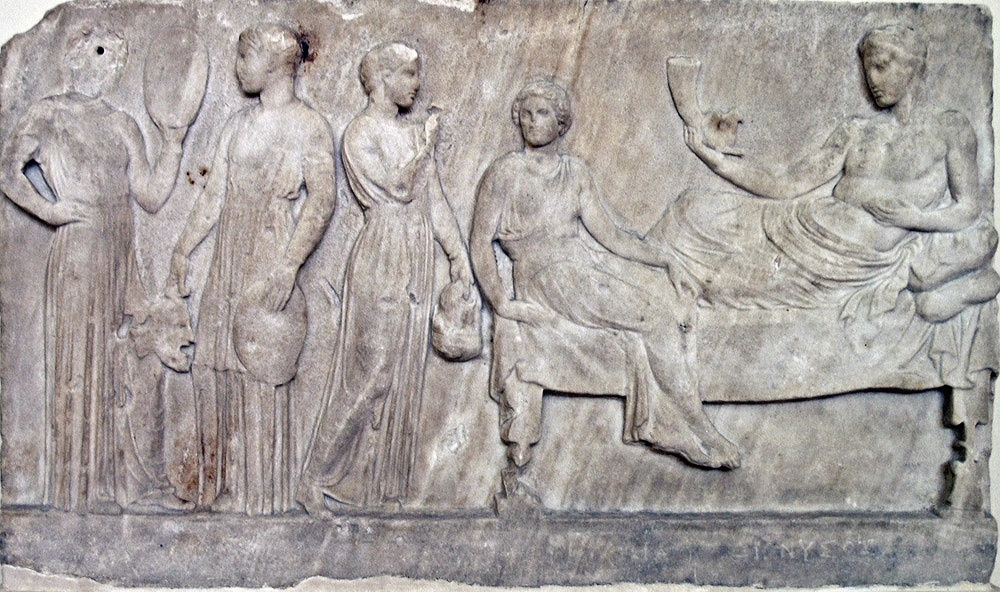
Relief en marbre, représentant Dionysos (à droite) et des acteurs tenant des masques (à gauche), voué au dieu après une représentation. Le Pirée, v. 400 av. J.-C. Musée national archéologique d'Athènes.
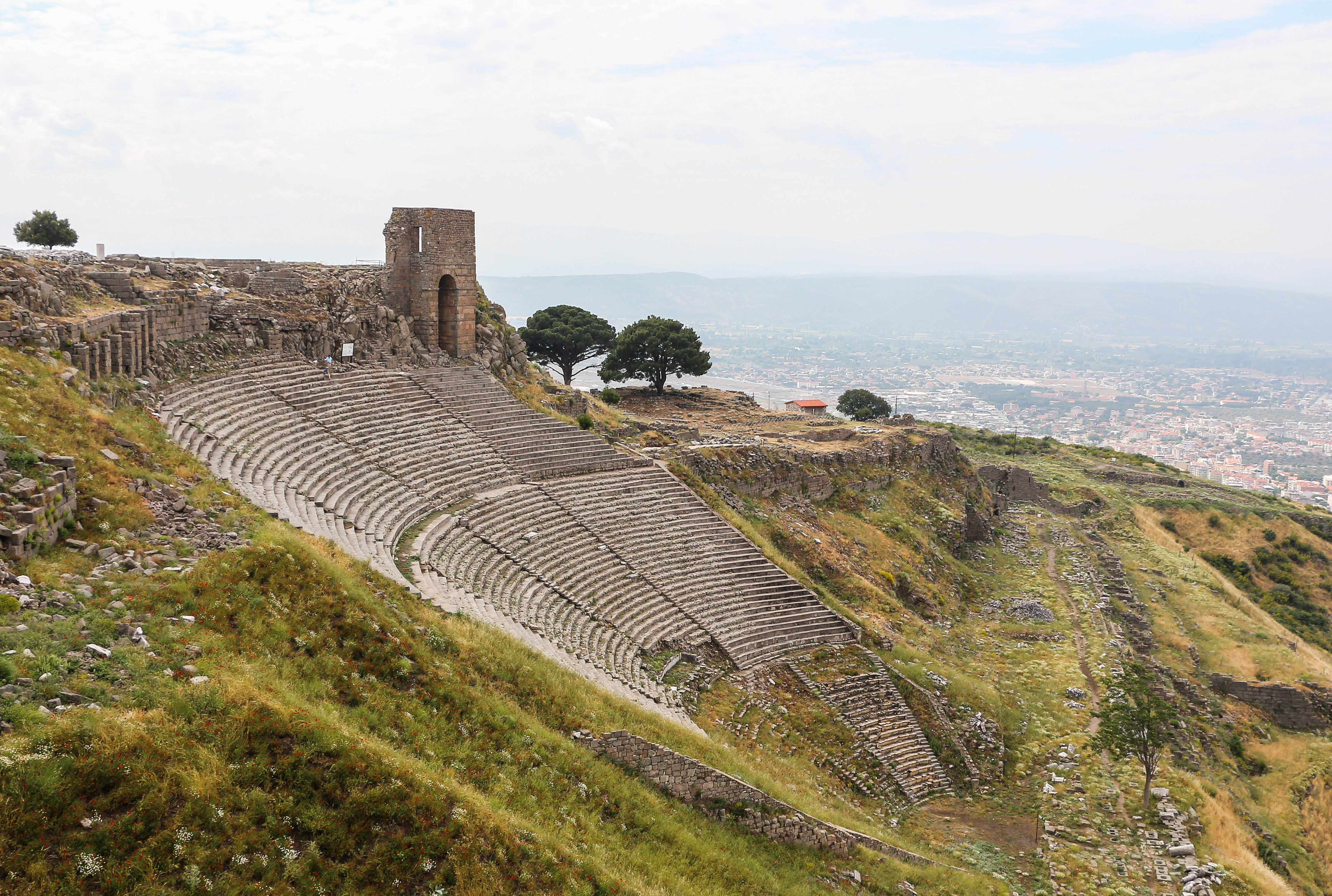
Le théâtre de Pergame, IIIe siècle av. J.-C.
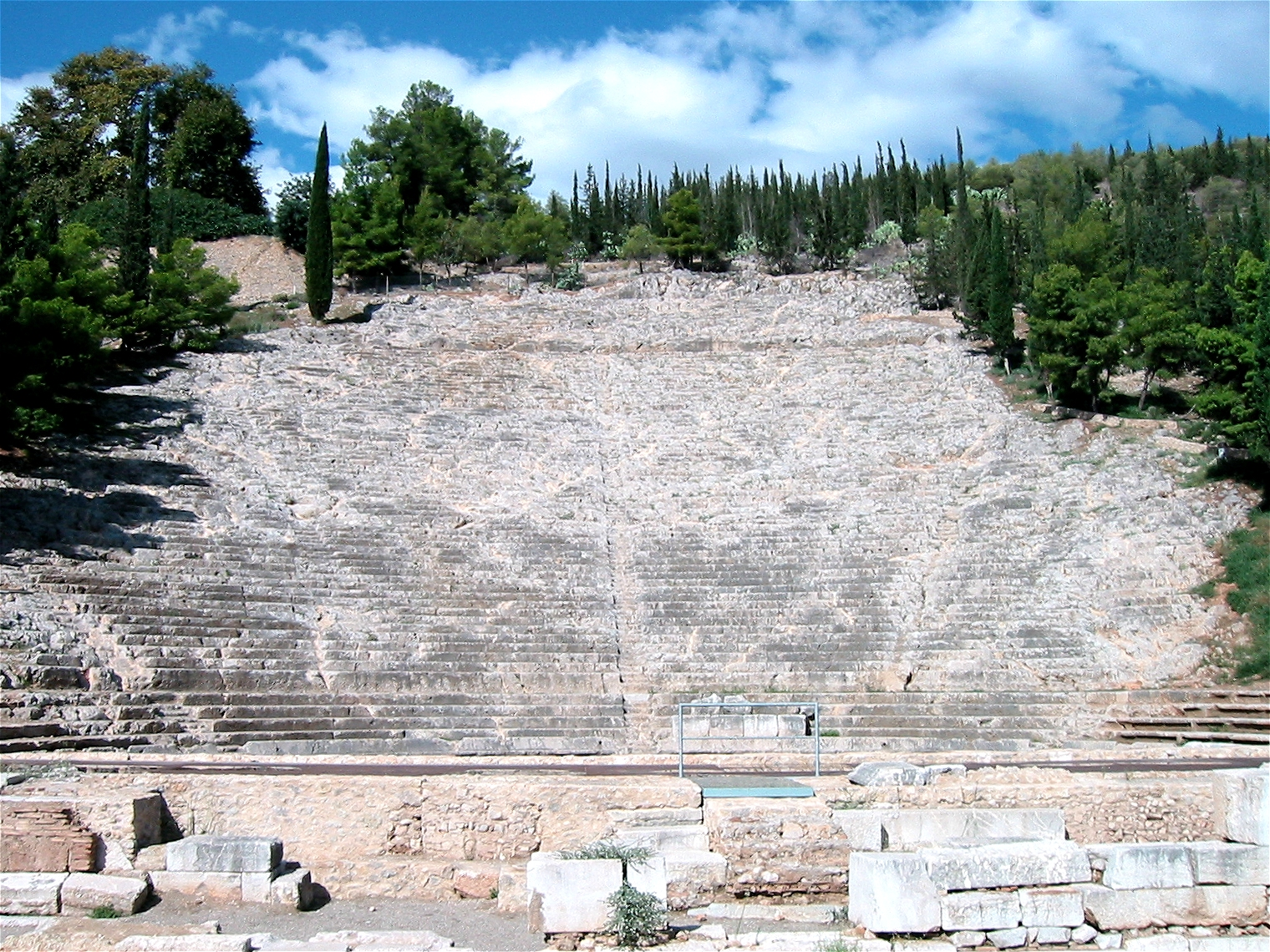
Les gradins du théâtre d'Argos.
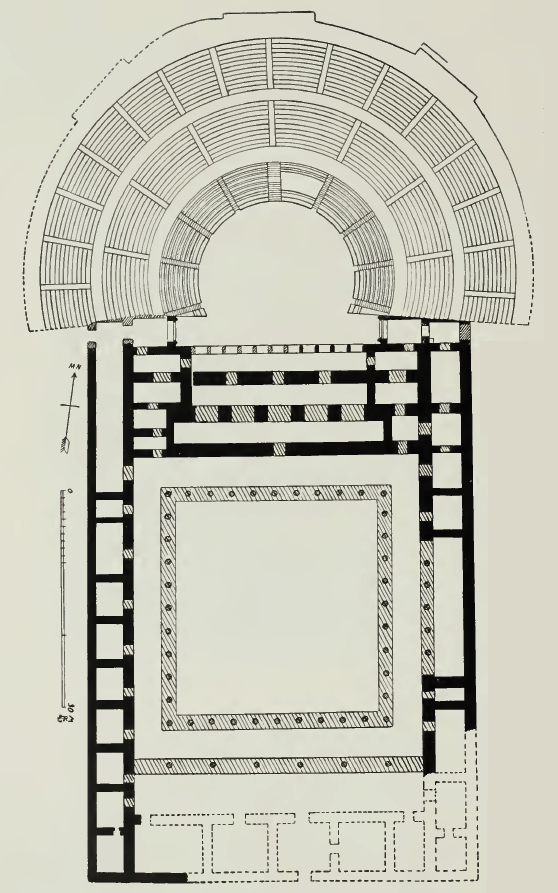
Plan du complexe du théâtre de Babylone, époque hellénistique.
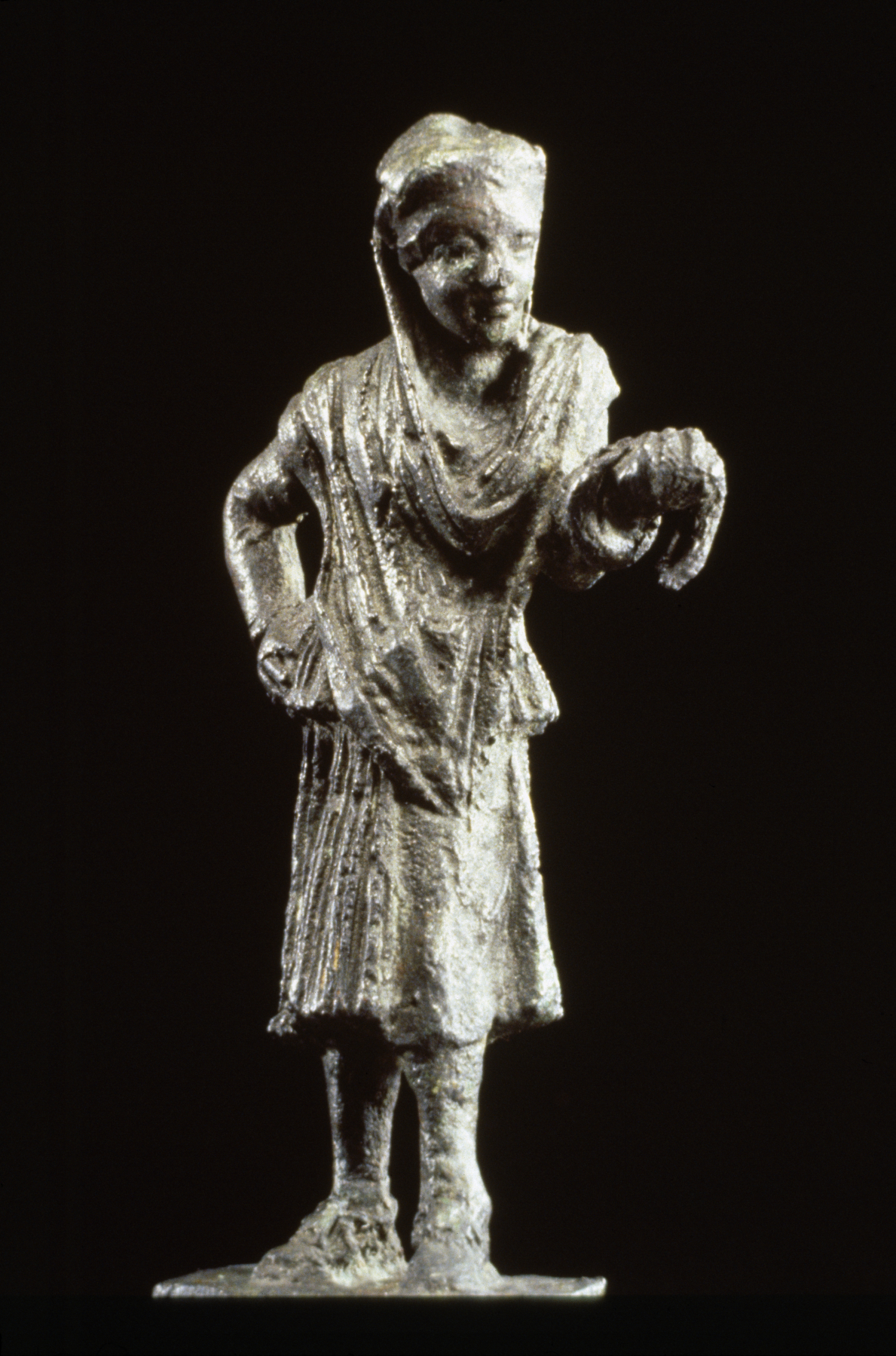
Figurine en bronze d'un acteur tenant un masque, v. 150-100 av. J.-C. Walters Art Museum.
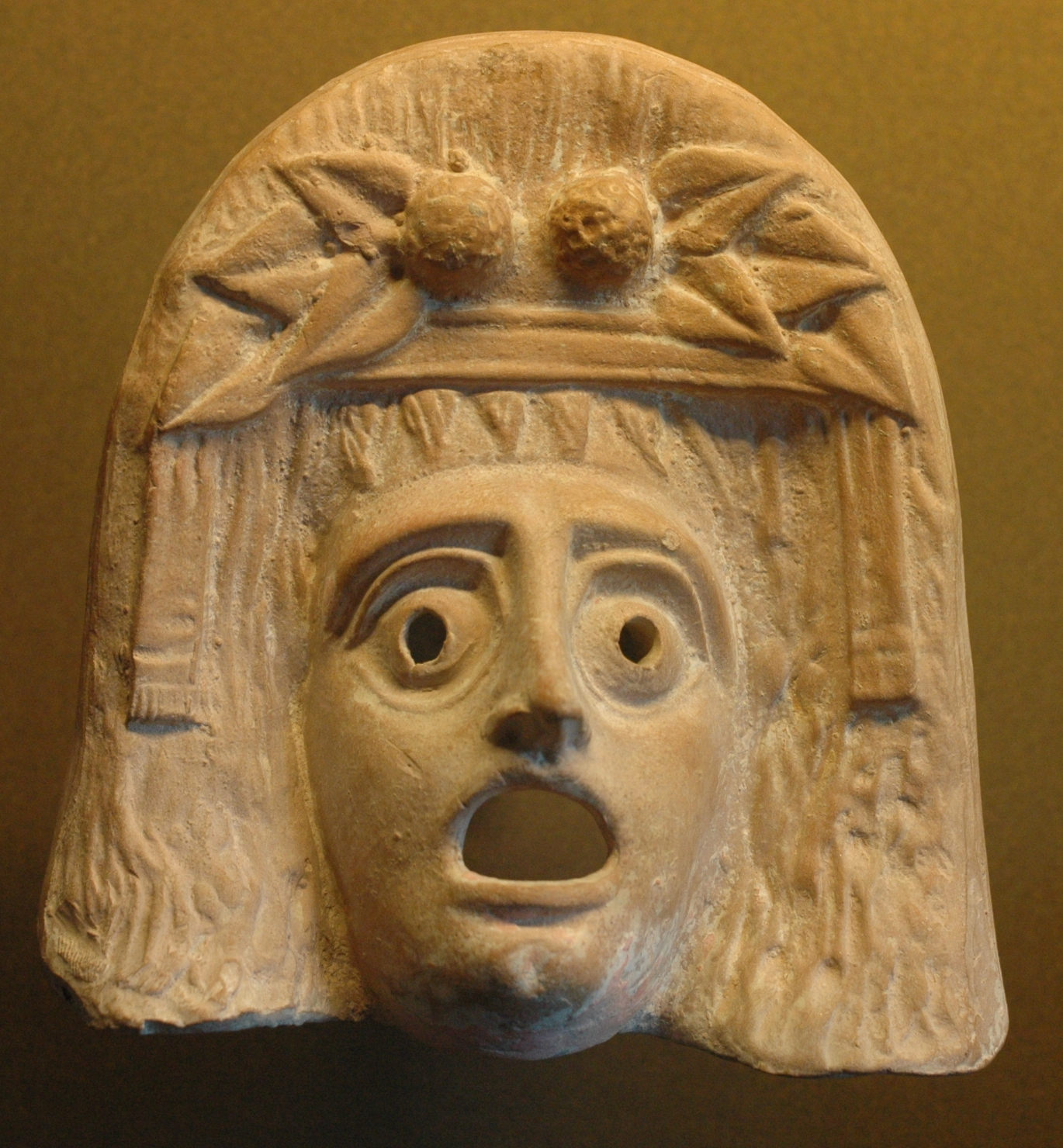
Figurine en terre cuite d'un masque de théâtre représentant Dionysos. Myrina, IIe – Ier siècle av. J.-C. Musée du Louvre.
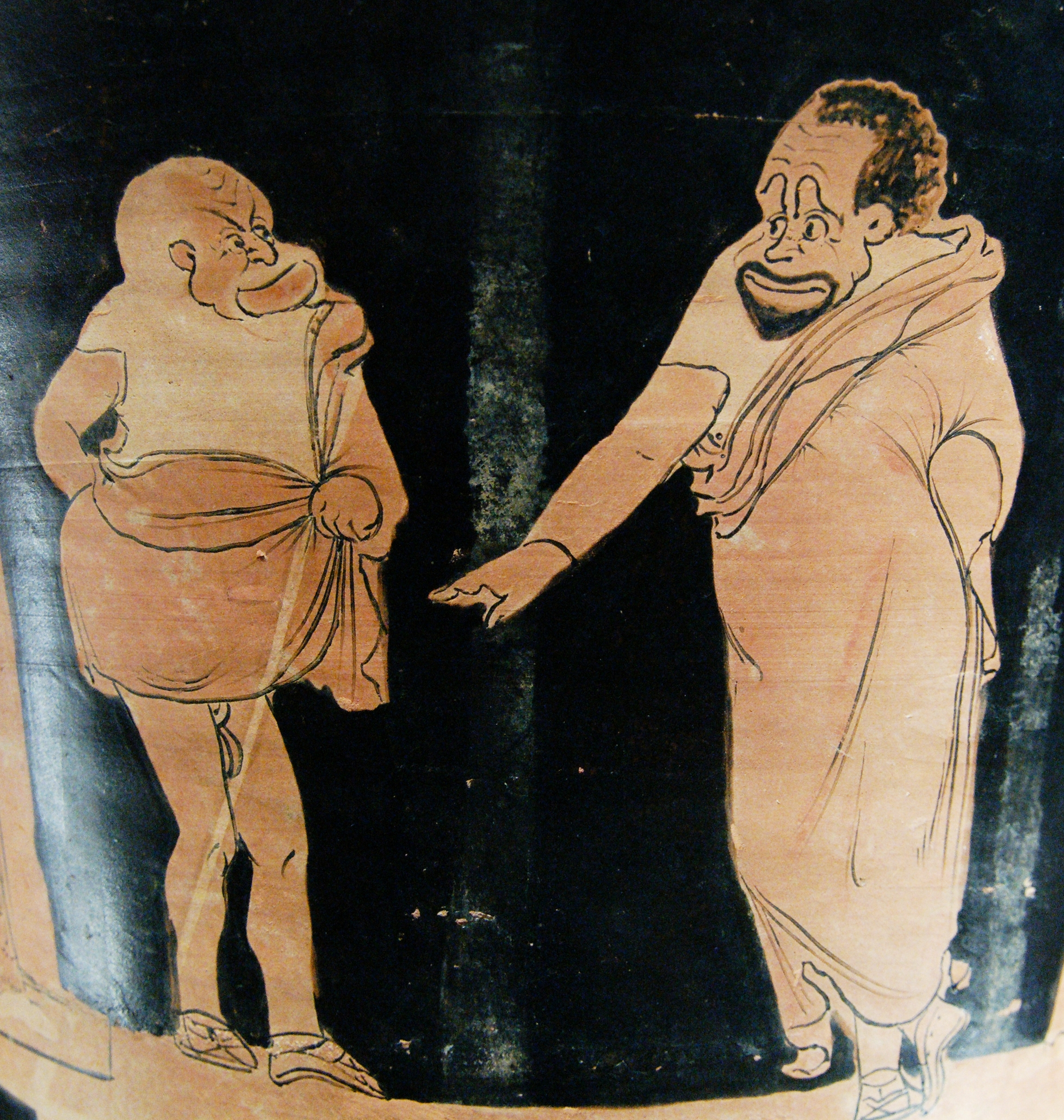
Scène de pièce de phlyax : maître (à droite) et esclave (à gauche), cratère en calice à figures rouges de Sicile, v. 350-340 av. J.-C. Musée du Louvre.

### Sport
Le sport est en Grèce une affaire individuelle, découlant d'un esprit de compétition, visant à l'importer sur les rivaux. La pratique sportive récréative a peu sa place dans ce contexte, même si elle a pu exister. On parle alors d'« athlétisme », notion qui renvoie justement à la lutte et la compétition, et cela inclut plus que l'athlétisme moderne, puisqu'on trouve lors des concours sportifs : des sports de course (distingués par distance : stade, double stade, douze tours de stade ; aussi la course en armes), des sports de combat (pugilat, lutte et pancrace), le pentathlon qui combine course (stade), lutte, lancers du disque et du javelot, et saut en longueur. Les compétitions équestres y rentrent également. L'athlétisme constitue une part importante de l'éducation grecque, et les équipements sportifs destinés aux citoyens, le gymnase et la palestre, sont des lieux caractéristiques des cités grecques. Les athlètes professionnels suivent un entraînement plus poussé, avec un entraîneur (généralement leur père et/ou des anciens vainqueurs de concours), qui implique également une alimentation adéquate. L'athlétisme se pratique généralement nu, avec le corps couvert d'huile pour éviter la poussière. Le physique des athlètes suscite souvent l'admiration, notamment pour son attrait érotique. Cette activité est essentiellement masculine, mais les femmes n'en sont pas exclues, et elles peuvent participer à une compétition, la course, lors des concours d'Olympie (Héraia),.
L'« athlétisme » est la forme privilégiée de concours et compétitions (agones) qui sont caractéristiques de l'esprit de la Grèce des cités, mais qui concernent aussi la musique, la poésie, le théâtre. Les concours panhelléniques, qui se produisent lors de fêtes religieuses, sont ainsi des moments majeurs du monde grec, à commencer par ceux d'Olympie, les « Jeux olympiques », fondés selon la tradition en 776 av. J.-C., auxquels s'ajoutent au fil du temps les « Jeux pythiques » de Delphes, les concours de l'Ishtme de Corinthe, et ceux de Némée. Formés durant l'époque archaïque, ils constituent un « circuit » (periodos), se déroulent dans des stades grandioses spécialement aménagés pour eux, attirent une foule importante, et les vainqueurs de ces compétitions en tirent un immense prestige. Les concours athlétiques des Grandes Panathénées d'Athènes sont courus, mais pas autant. Durant l'époque hellénistique et l'époque romaine de nombreux concours athlétiques sont constitués, d'importance généralement locale ou régionale, devenant une caractéristique de l'hellénisme tardif, pleinement adoptée par les Romains. La christianisation contribue au déclin de la plupart de ces concours et spectacles, qui disparaissent au VIe siècle,.
L'époque romaine voit également le développement dans le monde grec des spectacles de sport et combat sous de nouvelles formes venues de Rome : les chasses, combats d'animaux et de gladiateurs. Les courses de char ont un grand succès, et sont encore très prisées durant l'époque byzantine, alors que la christianisation a mis fin aux spectacles violents.

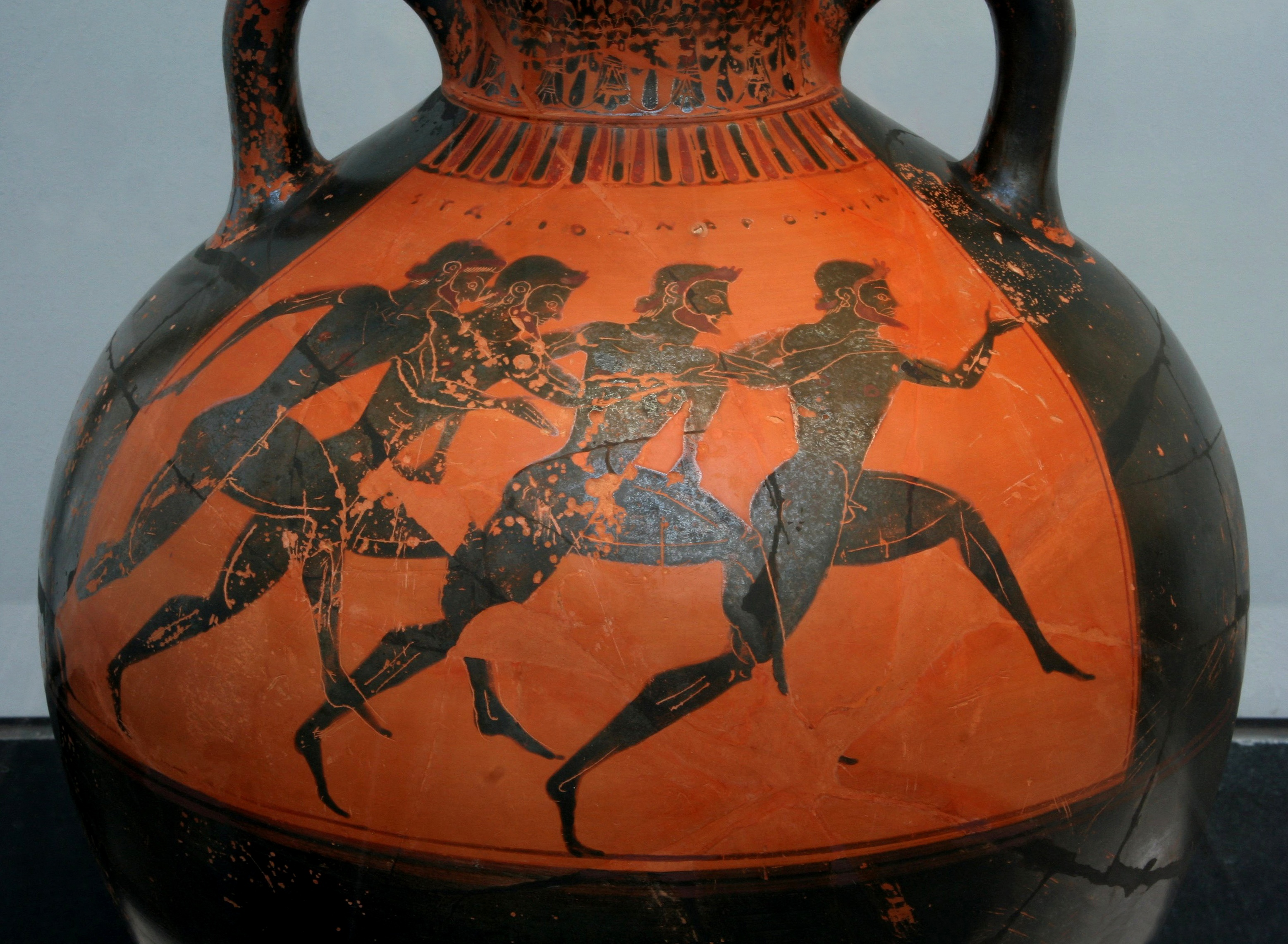
Coureurs participant au concours des Panathénées, vase, v. 530 av. J.-C. Staatliche Antikensammlungen.
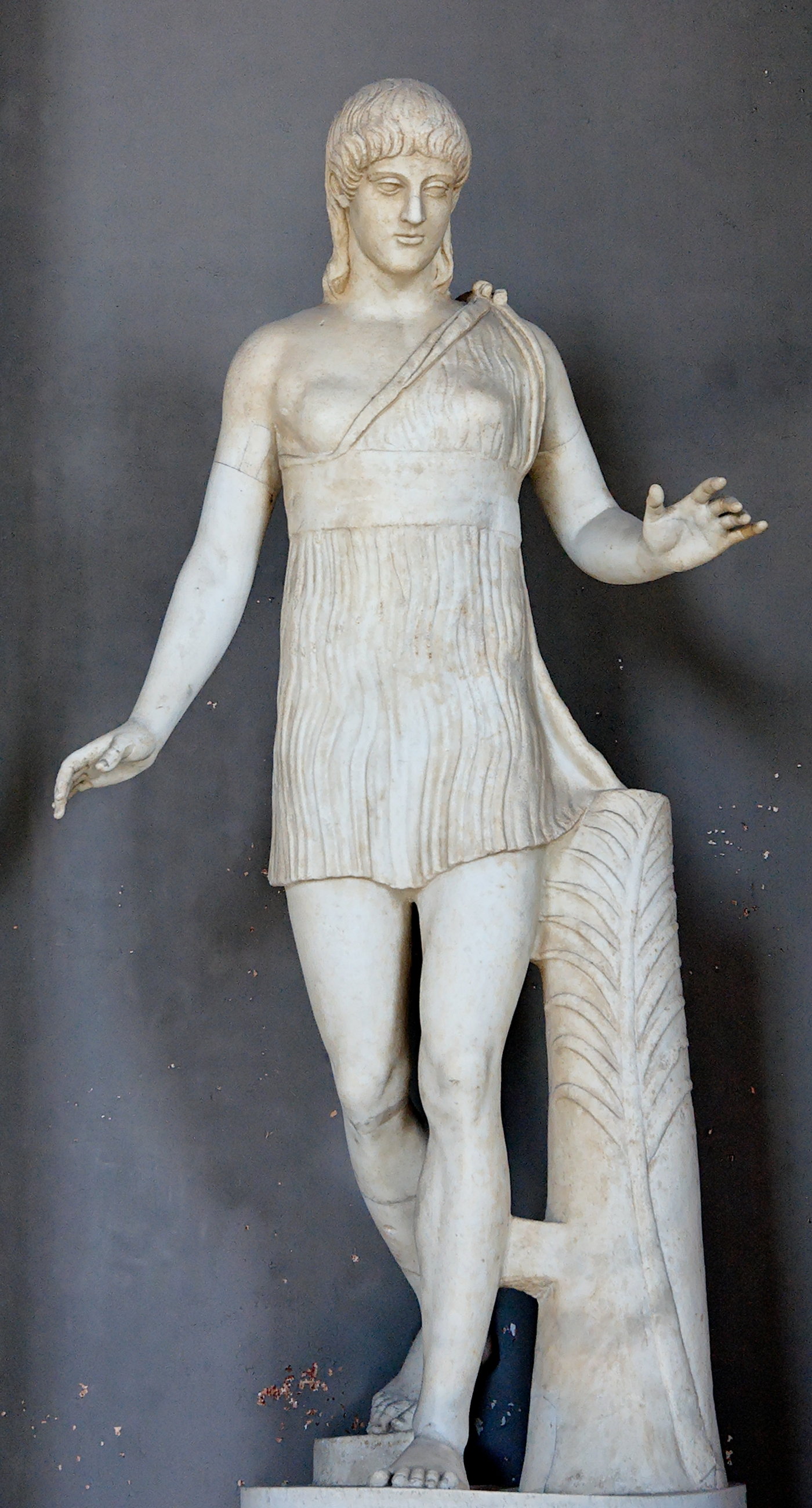
Statue d'une jeune coureuse, victorieuse à un concours. Copie romaine d'un original du Ve siècle av. J.-C. Musées du Vatican.
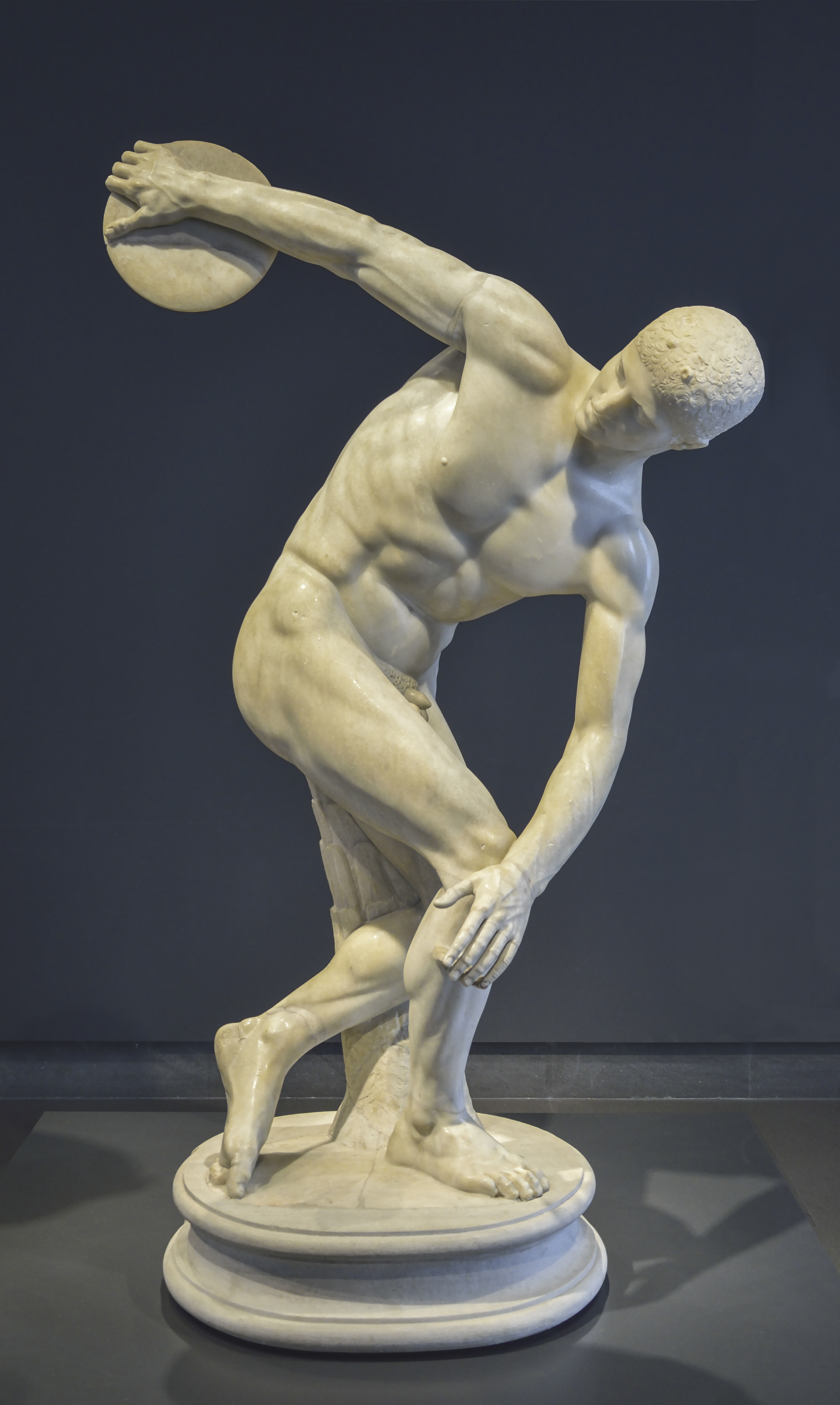
Discobole Lancelotti, copie romaine du Discobole de Myron (Ve siècle av. J.-C.) Palais Massimo alle Terme.
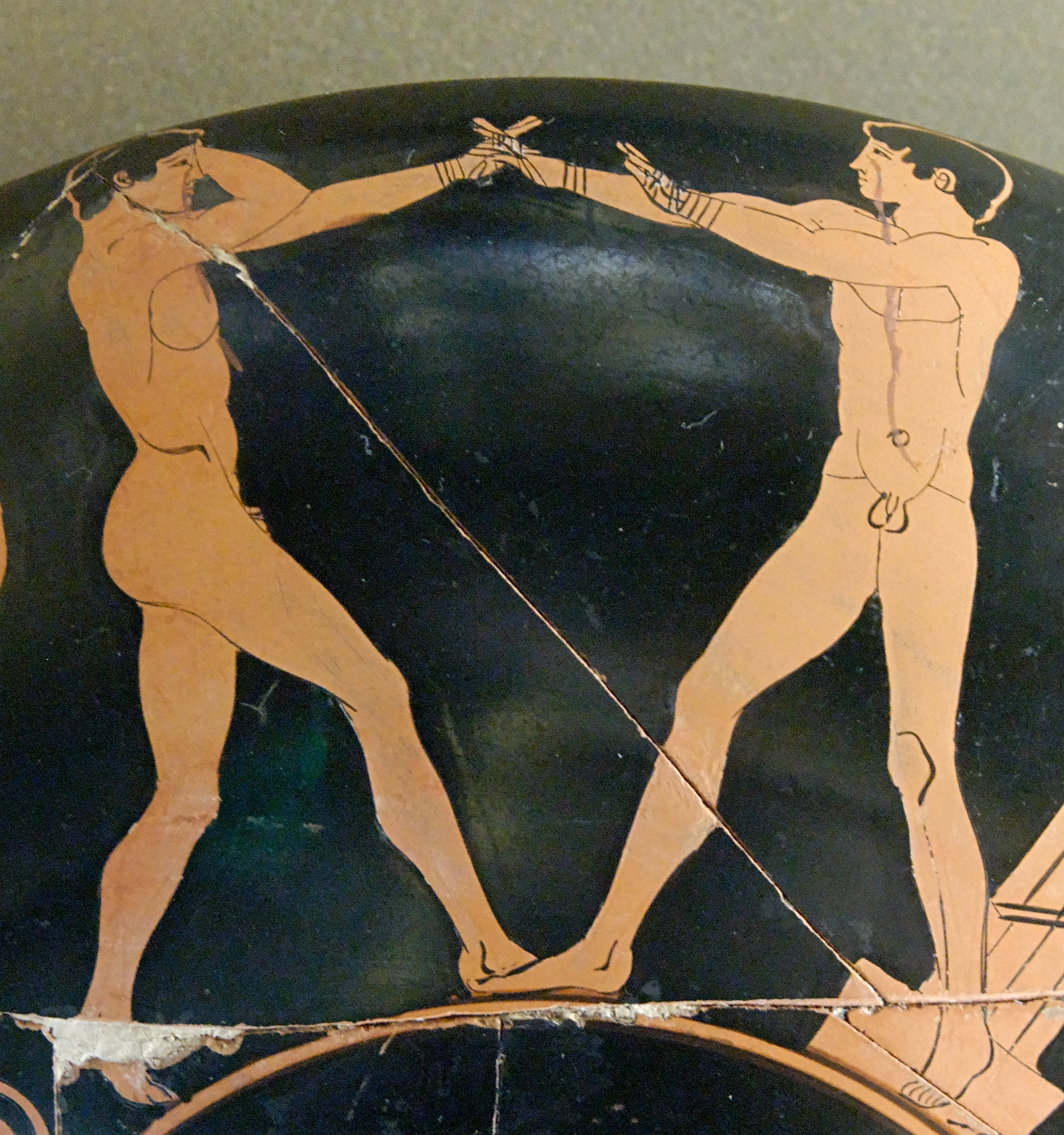
Pugilistes en garde, coupe ; v. 470 av. J.-C., musée du Louvre.
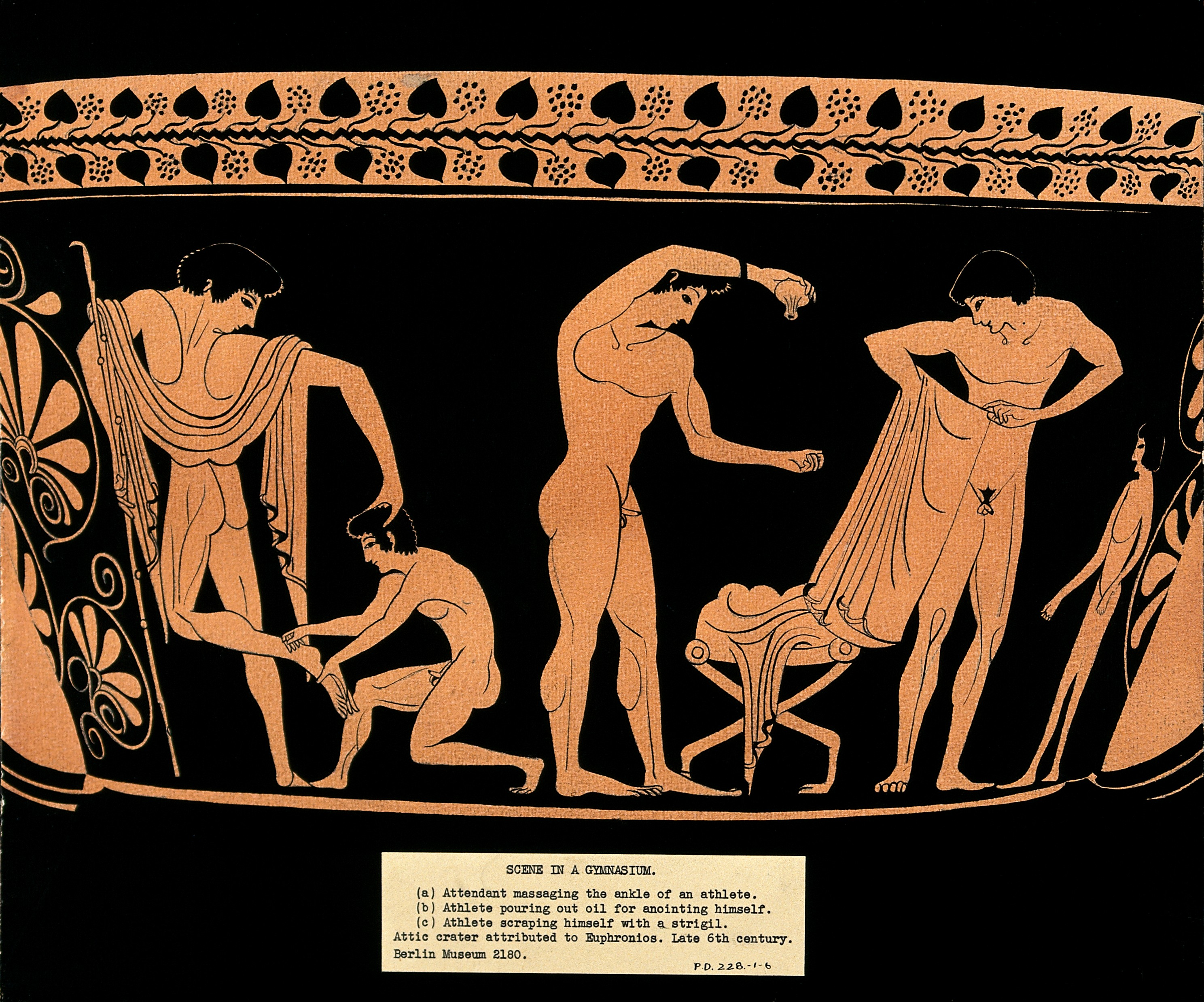
Athlètes au gymnase, Cratère attique, fin du VIe siècle av. J.-C. Musée de Berlin.
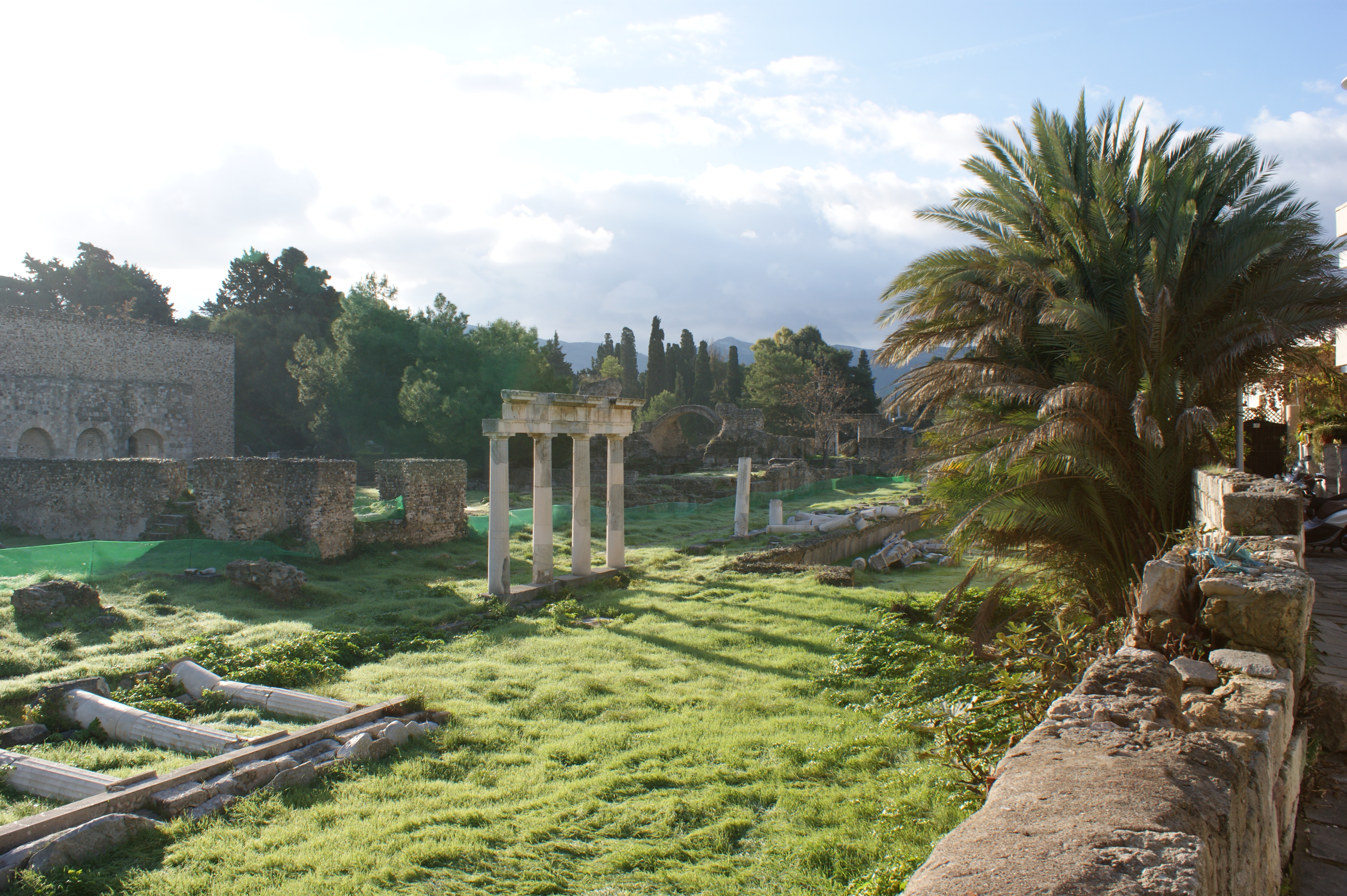
Ruines du gymnase de Cos.
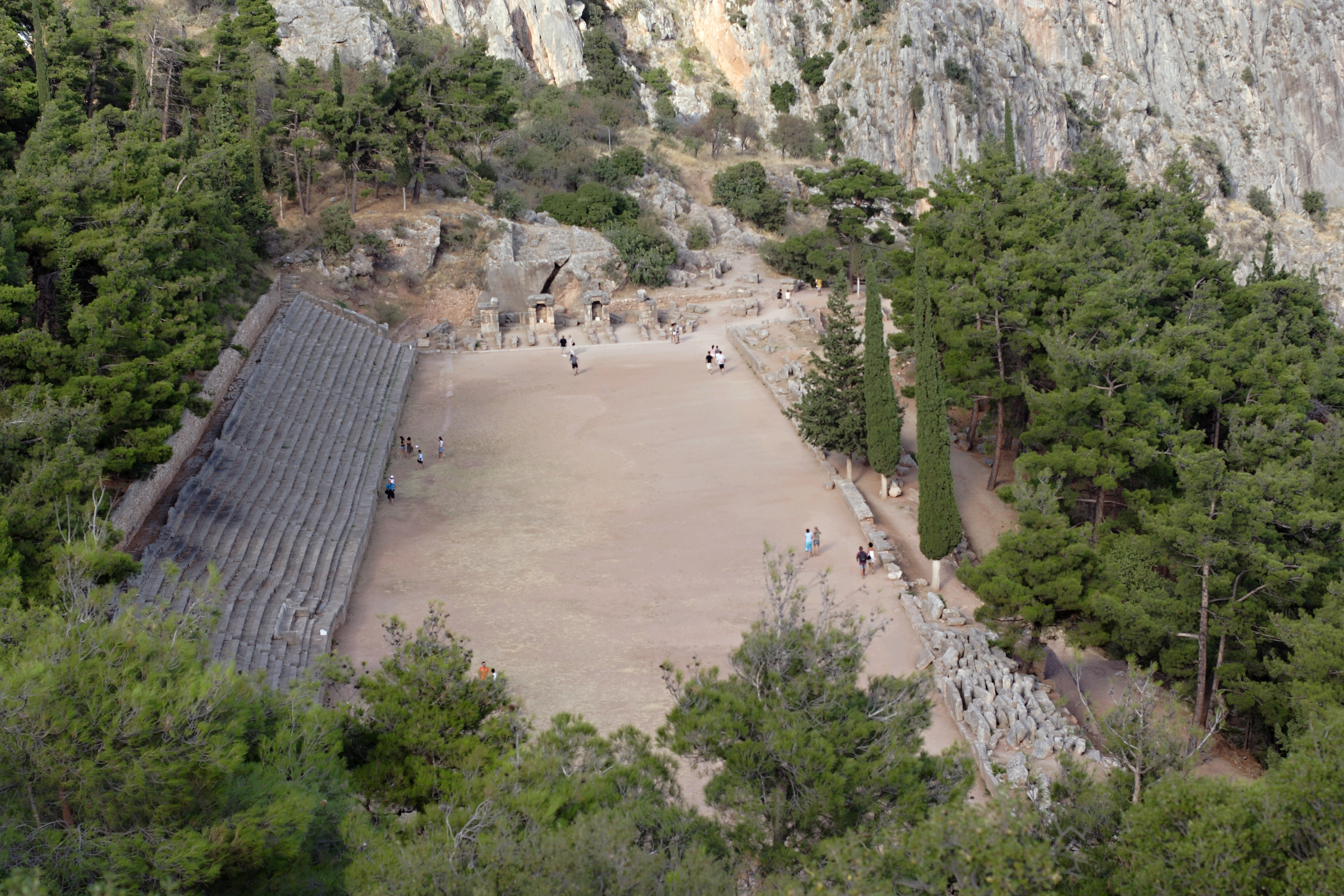
Le stade de Delphes, servant pour les jeux pythiques.

### Art

#### Sculpture
La sculpture des âges obscurs est peu documentée, peut-être parce qu'elle était réalisée essentiellement sur bois, matériau périssable qui a disparu. Un groupe de statues de divinités de Dréros (Crète) en bronze plaqué sur bois, date d'environ 750 av. J.-C. La sculpture crétoise se développe au siècle suivant avec le style dédalique, aux formes angulaires, d'inspiration orientale. Dans les Cyclades la sculpture de la même période cherche plutôt son inspiration du côté de l’Égypte, adaptant la statuaire masculine égyptienne pour créer les statues en marbre de jeunes hommes, kouroi (singulier kouros), nus et sur pied, caractéristiques de l'art grec archaïque. Ce style se diffuse rapidement à l'est et sur le continent. On crée aussi des statues de jeunes filles, korè, puis les formes dédaliques sont abandonnées au profit d'une recherche de réalisme. La sculpture de style archaïque (v. 600-480 av. J.-C.) de jeunes hommes témoigne d'une volonté de transcrire sur pierre les idéaux de beauté physique, qui varient selon les préférences des écoles, qui se trouvent dans les îles (Naxos, Samos) et sur le continent (Béotie, Athènes). Du côté des jeunes femmes, habillées, les sculpteurs se concentrent sur les visages et les formes des habits, surtout à partir du moment où sont représentés les vêtements amples (chiton et himation) offrant des possibilités de jouer sur les drapés. Les commandes à cette époque sont se font essentiellement pour des finalités religieuses, accompagnant le développement des sanctuaires. Pour le décor des temples, se développe une sculpture architecturale sur calcaire et marbre, en bas ou haut-relief, représentant des scènes et créatures mythologiques, en développant les façons de représenter des scènes frappantes et dramatiques en jouant sur les postures des personnages. Pour la sculpture en pierre, le marbre est de plus en plus employé. Se développe aussi une statuaire en métal, moins bien conservée car les métaux ont généralement été refondus. À la fin de l'époque archaïque, la créativité explose, chaque école cherchant à innover et à expérimenter, les styles changeant vite y compris dans un même atelier,.

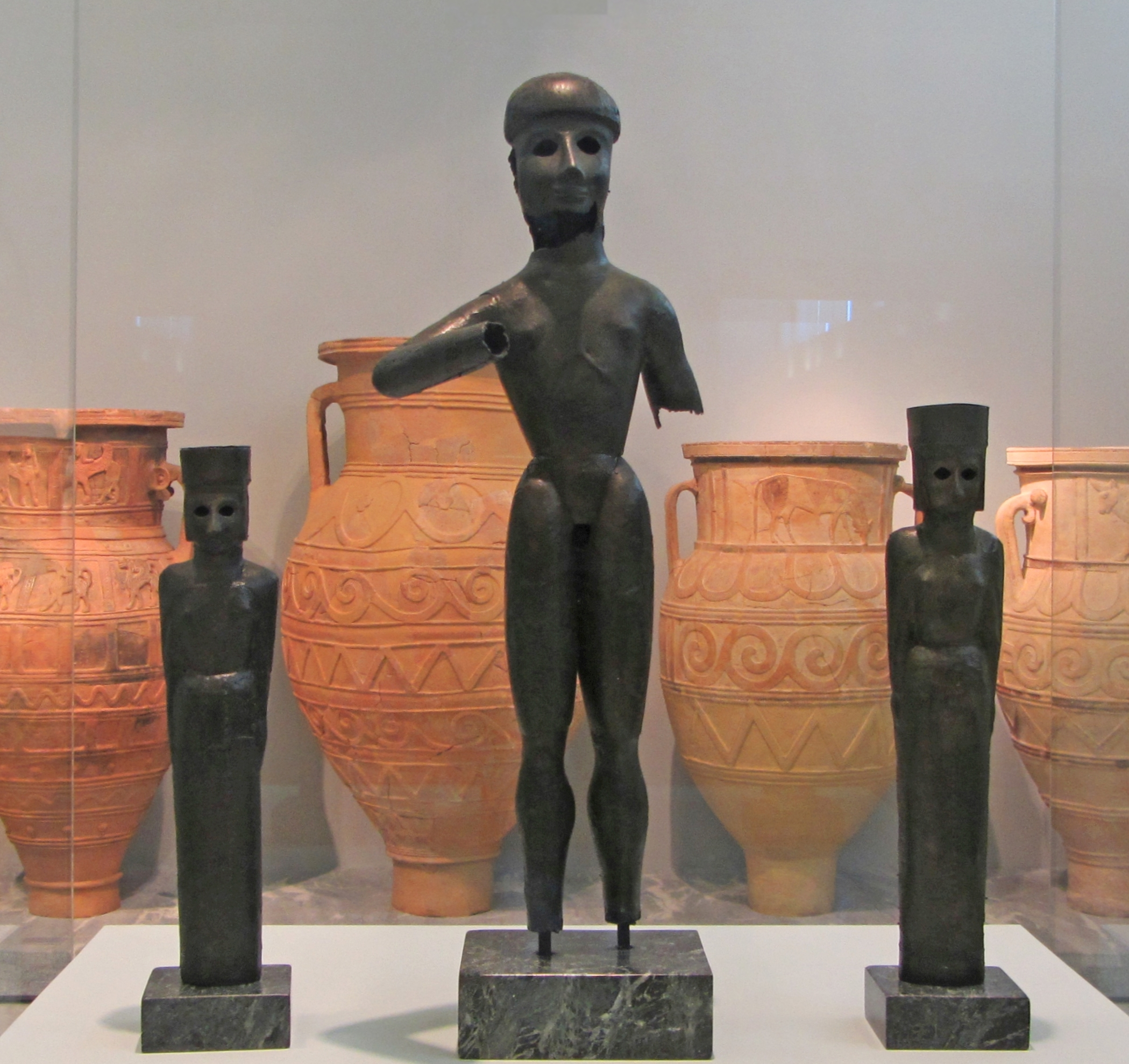
« Triade de Dréros », VIIIe siècle av. J.-C. Musée archéologique d'Héraklion.
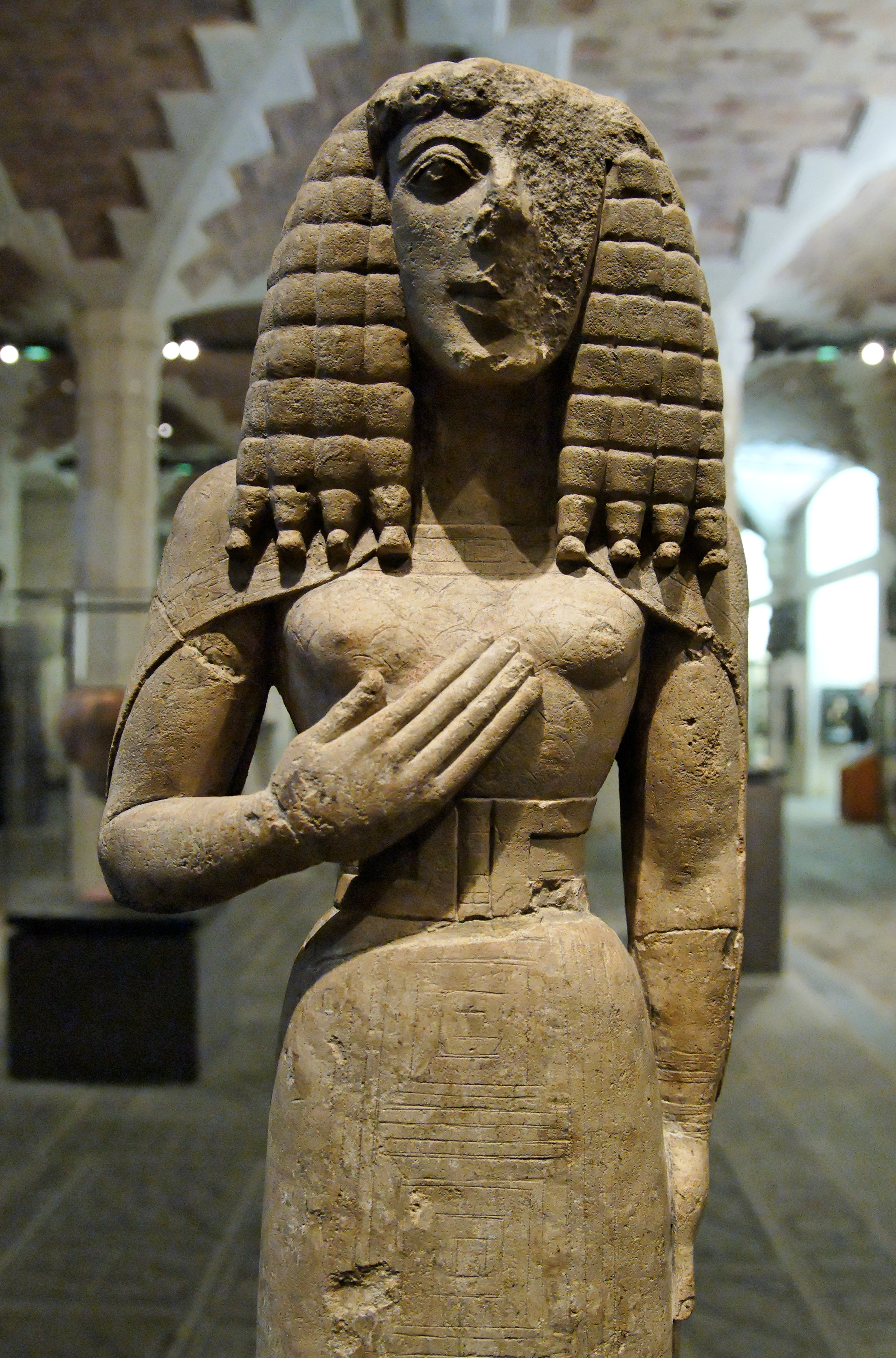
La « Dame d'Auxerre », Crète, style dédalique, v. 640-630 av. J.-C., musée du Louvre.
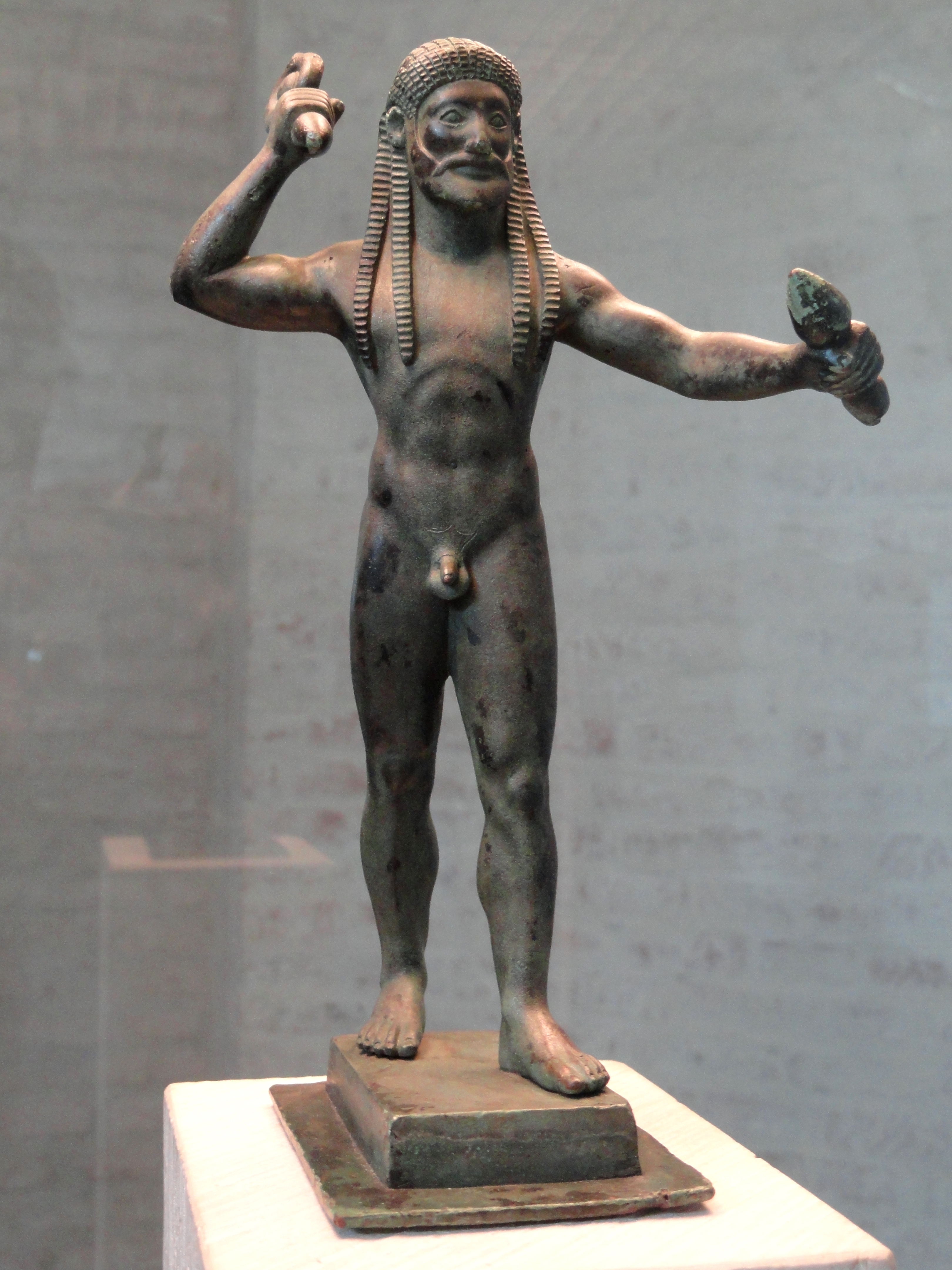
Statue de Zeus représenté avec des éclairs dans les mains. Glyptothèque de Munich.
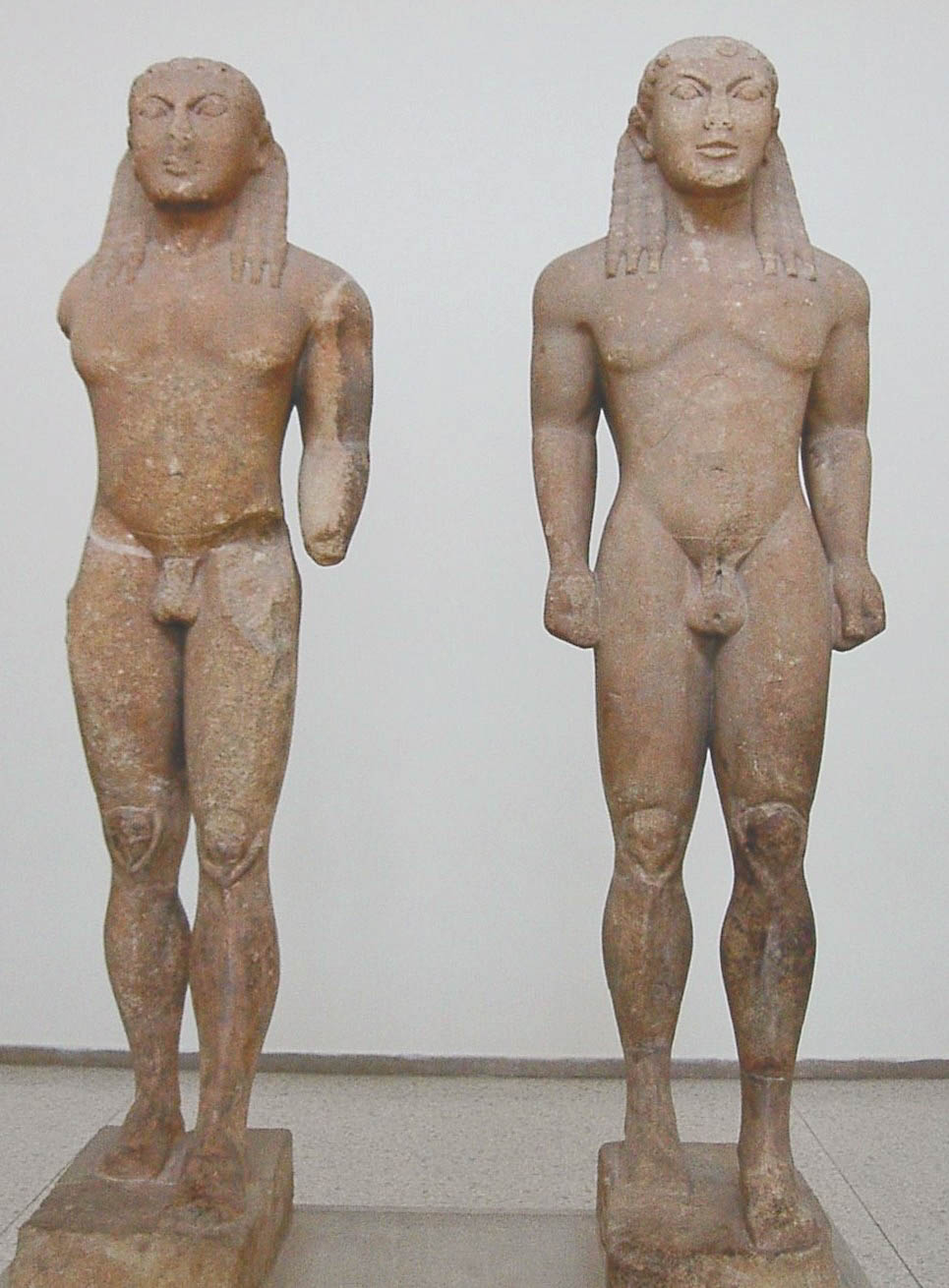
Cléobis et Biton. Vers 580, musée archéologique de Delphes.
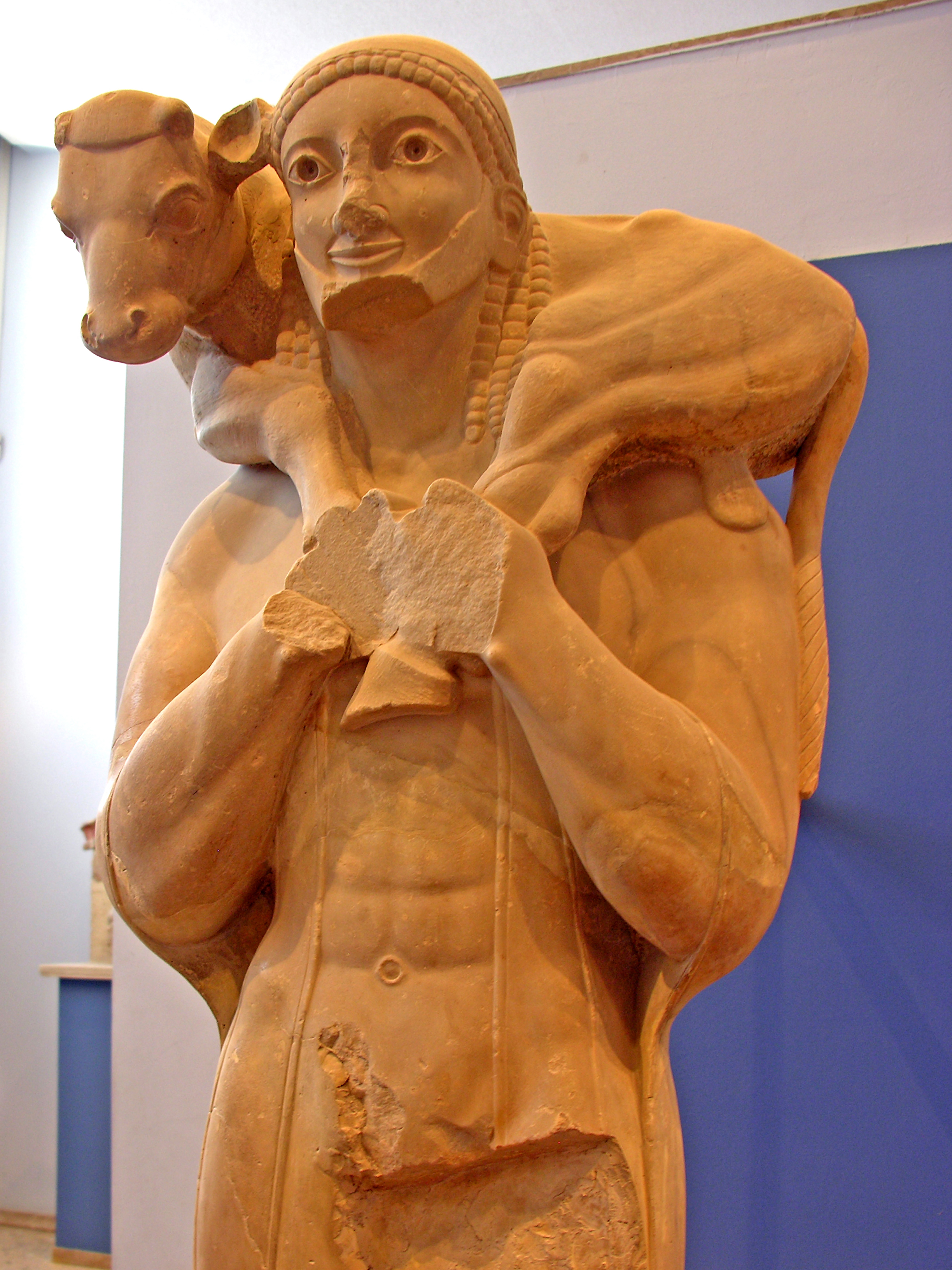
Le Moschophore (« porteur d'agneau »), statue datée de v. 570-550, Musée de l'Acropole d'Athènes.
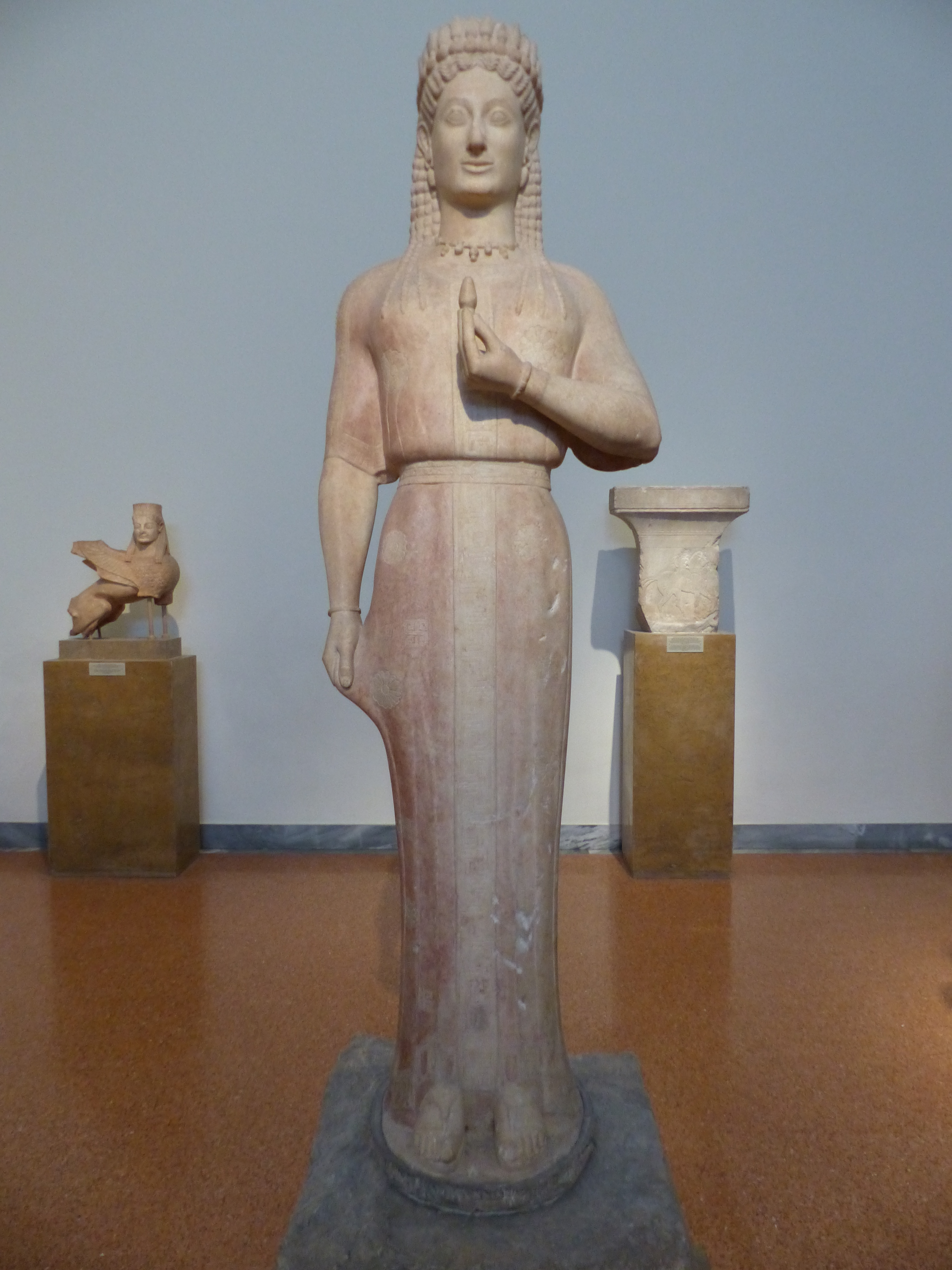
Koré Phrasikleia, polychrome, v. 550, musée national archéologique d'Athènes.
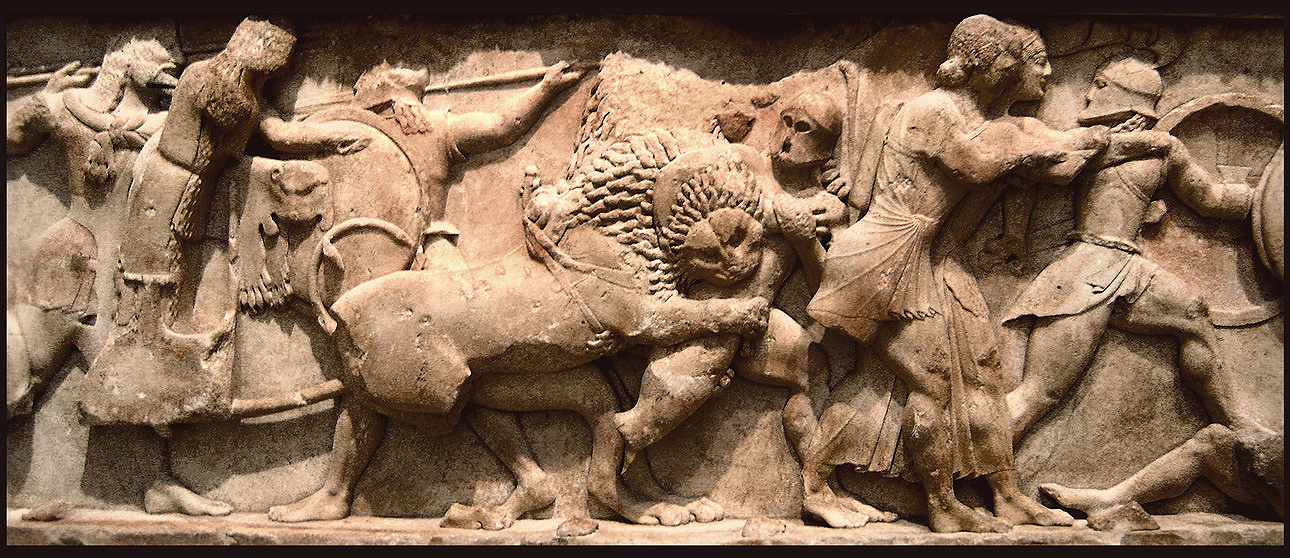
Frise du trésor de Siphnos représentant une gigantomachie, Delphes, v. 525, Musée archéologique de Delphes.

La sculpture de l'époque classique (v. 480-330 av. J.-C.), généralement tenue pour l'apogée de l'art grec, s'oriente vers des rendus plus réalistes, naturalistes, aussi une grande attention pour la narration, et aussi une quête d'intériorité, mêlant sagesse et modération (la sophrosynè), en lien avec les réflexions sur l'homme qui se produisent au même moment. Les matériaux travaillés sont encore le marbre et le bronze, la plupart des œuvres originales ont disparu, mais le prestige qu'elles ont rapidement acquis fait qu'elles ont été copiées par la suite (y compris les statues en bronze copiées sur pierre), ce qui permet de les connaître. Parmi les principaux sculpteurs du Ve siècle av. J.-C. (qui comprend la période du « classicisme » au sens strict, surtout v. 450-420), Polyclète d'Argos (actif v. 470-420) s'illustre dans ses représentations de nus masculins pour lesquels il élabore un nouveau canon ; son contemporain Phidias d'Athènes, maître d’œuvre du chantier de l'Acropole, est célébré pour ses représentations du divin, notamment sa statue chryséléphantine d'Athéna qui trône dans le Parthénon. Ses élèves poursuivent la décoration des temples athéniens durant les temps difficiles de la guerre du Péloponnèse (période d'activité de Callimaque). Après la guerre la sculpture athénienne concerne essentiellement les stèles funéraires. Les grands sculpteurs du IVe siècle av. J.-C. (notamment le « second classicisme », après 370) sont Praxitèle, connu pour avoir développé le nu féminin avec sa statue d'Aphrodite, Scopas, qui dirige le programme sculptural du Mausolée d'Halicarnasse, puis Lysippe (actif v. 370-310) qui révolutionne la représentation du nu masculin, et s'illustre par ses portraits détaillés (notamment d'Alexandre le Grand),.

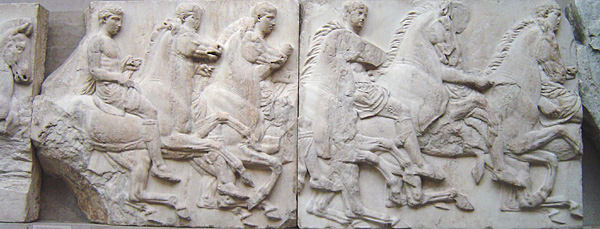
Frise des Panathénées, Parthénon d'Athènes, v. 445‑435 av. J.-C., British Museum.
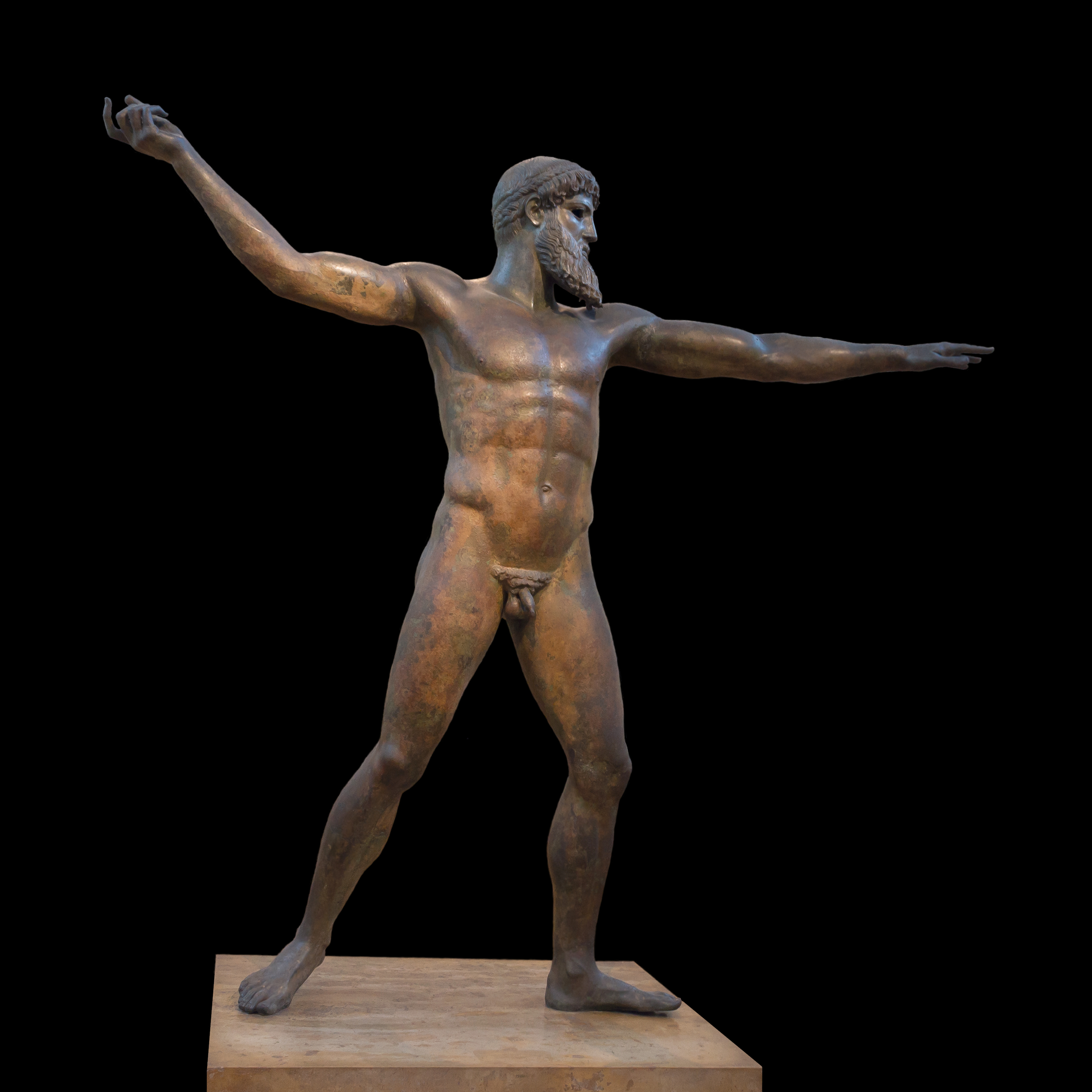
Dieu du cap Artémision, bronze, vers 460, musée national archéologique d'Athènes.
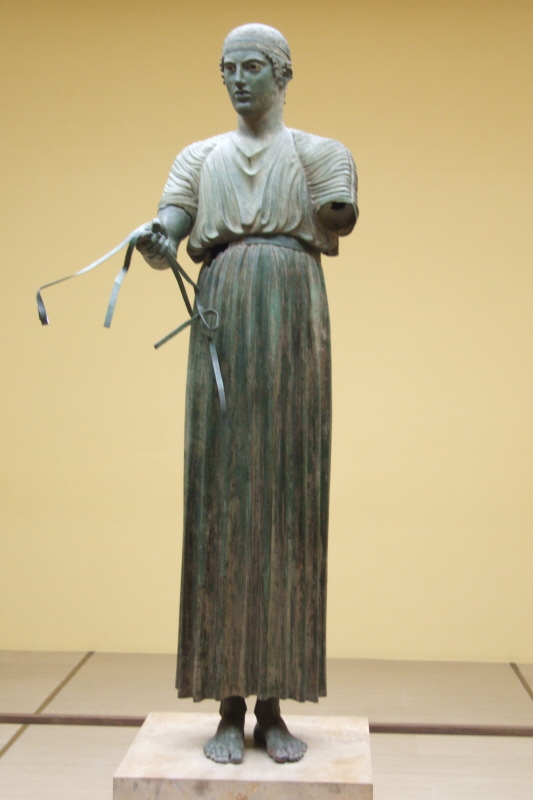
Aurige de Delphes, vers 470, bronze, musée archéologique de Delphes.
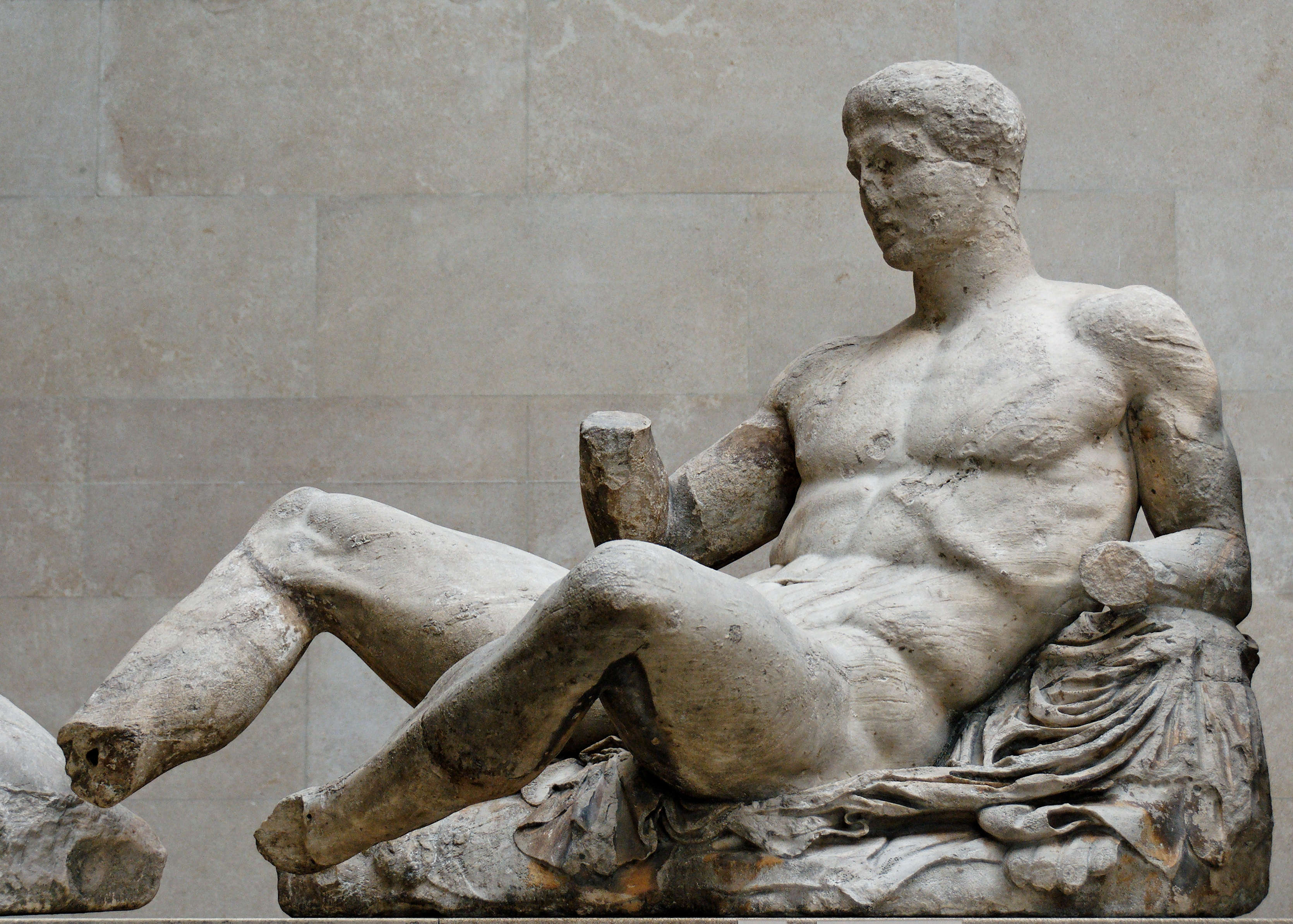
Dionysos allongé, atelier de Phidias, fronton du Parthénon, v. 447–433, British Museum.
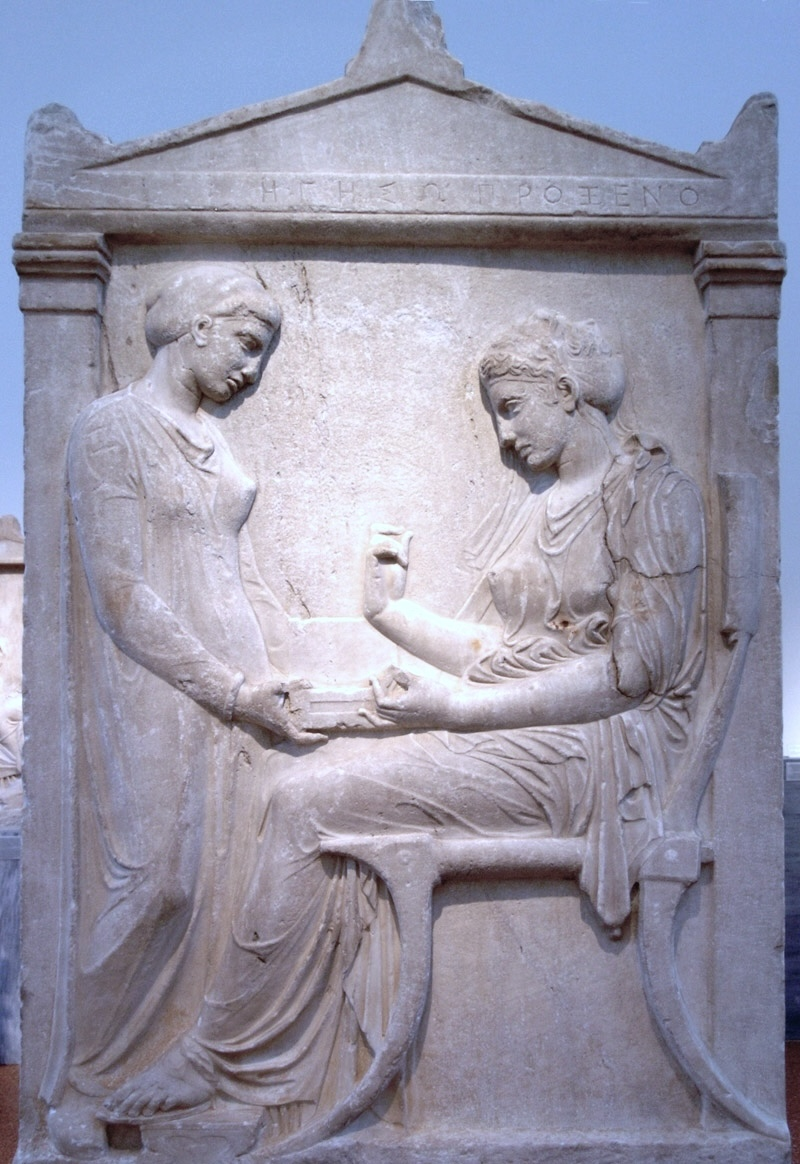
Stèle funéraire attique d'Hègèsô, attribuée à Callimaque, musée national archéologique d'Athènes.
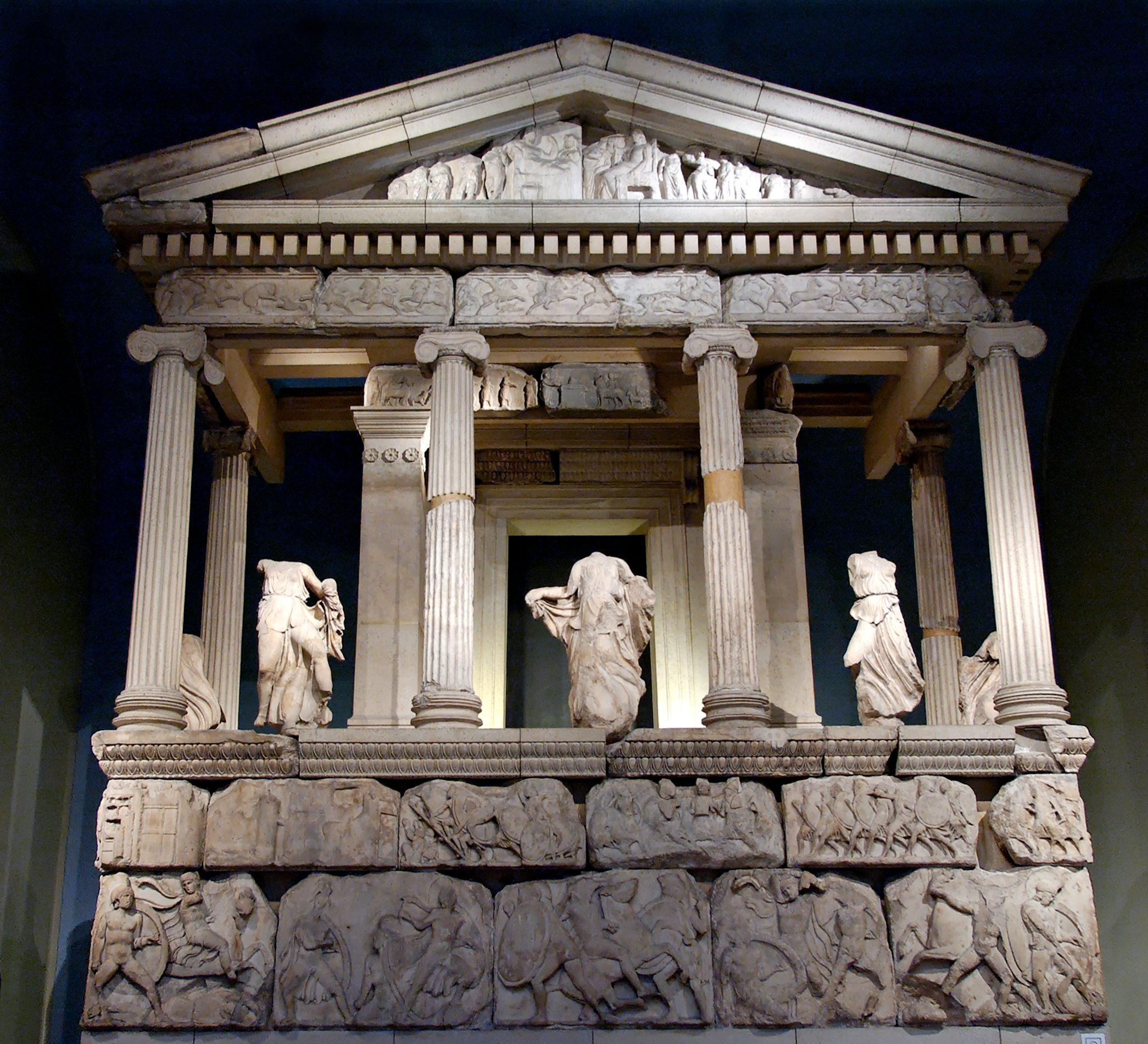
Monument des Néréides, reconstitution de la façade, British Museum.
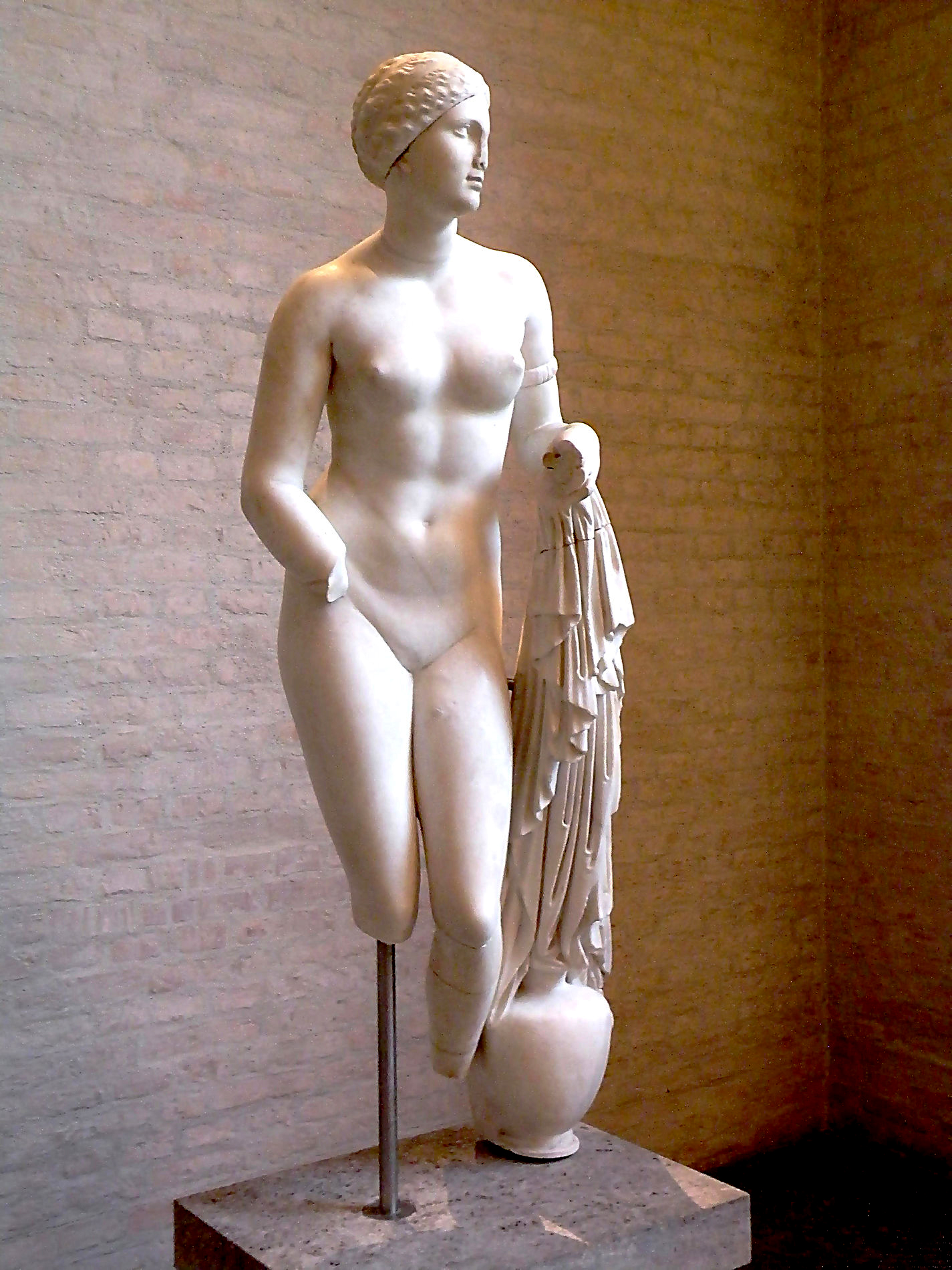
Aphrodite Braschi, du type de l'Aphrodite de Cnide, attribuée à Praxitèle, IVe siècle av. J.-C., glyptothèque de Munich.
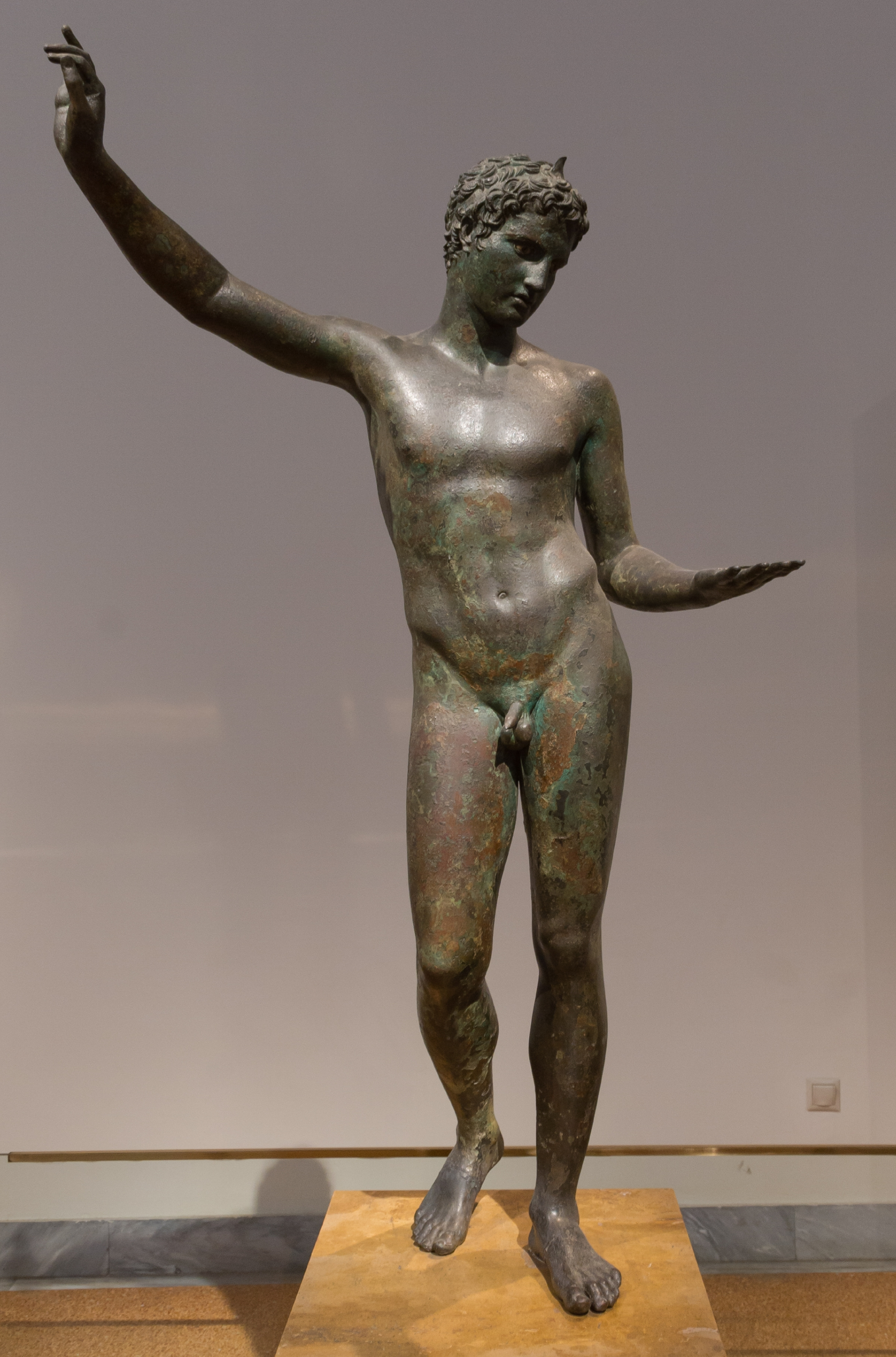
L'« éphèbe de Marathon », v. 330-325, attribué à l'école de Praxitèle, musée national archéologique d'Athènes.
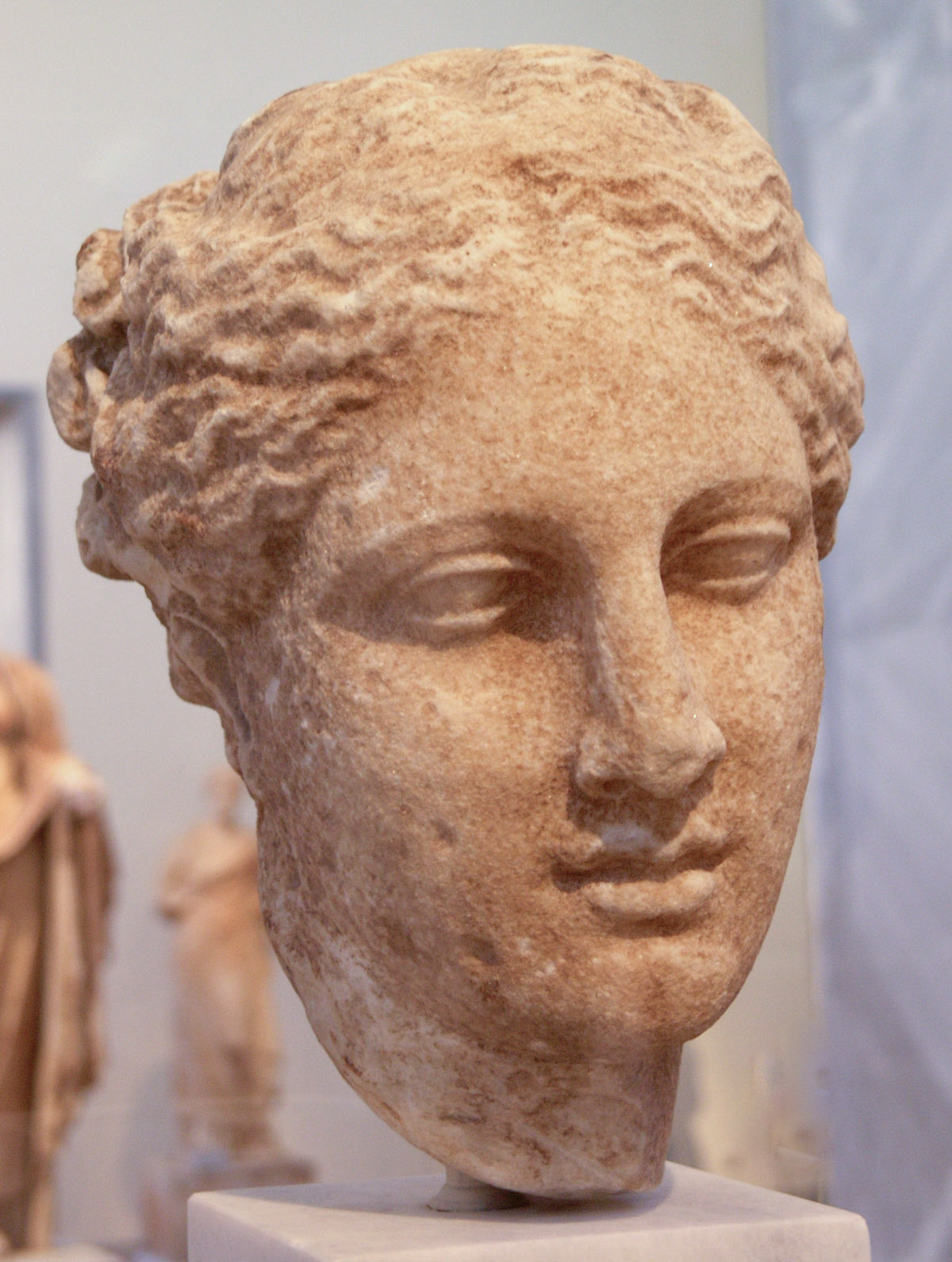
Tête d'Hygie, parfois attribuée à Scopas, provenant du temple d'Athéna-Aléa à Tégée, musée national archéologique d'Athènes.
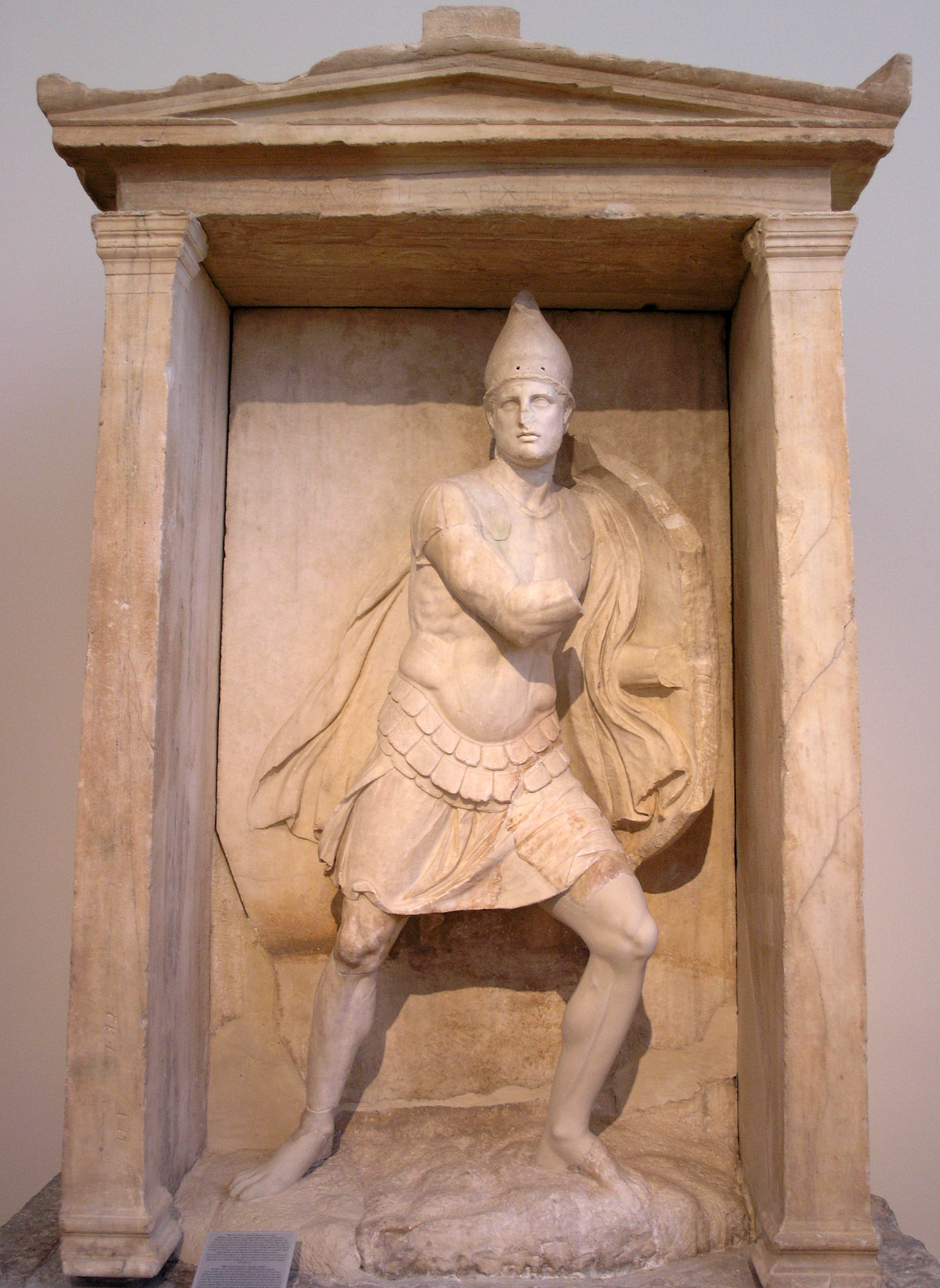
Jeune hoplite, stèle funéraire athénienne, v. 350–325, musée national archéologique d'Athènes.
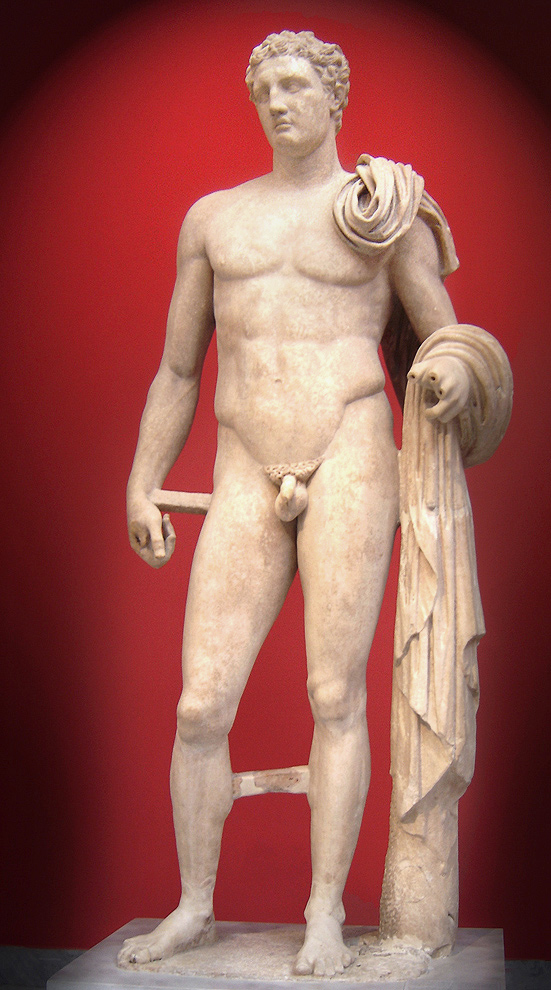
Hermès d'Atalante, copie romaine d'une œuvre attribuée à Lysippe, musée national archéologique d'Athènes.

L'expansion du monde grec durant l'époque hellénistique offre de nouvelles occasions aux sculpteurs, qui puisent leur inspiration dans les maîtres des époques précédentes, développant pour certains des styles éclectiques, empruntant à l'un et à un autre, tandis que d'autres s'en tiennent à un classicisme plus prudent restant plus proche d'un modèle. À Alexandrie les portraits royaux dégagent une impression de sérénité suprahumaine, alors que les stèles funéraires sont de type attique ; à Pergame se développe un art réaliste, autour d'Épigone qui réalise des œuvres célébrant les exploits guerriers du royaume. La sculpture hellénistique se retrouve jusqu'aux cités des confins du monde indien et de l'Asie centrale, notamment sur le site afghan d'Aï Khanoum, où elle devait par la suite donner naissance à l'art gréco-bouddhique. Parmi les œuvres célèbres de la période on compte la Victoire de Samothrace (v. 190 av. J.-C.), de style baroque qui témoigne d'une volonté de mise en scène dramatique. Le Faune Barberini (v. 230-200) illustre l'émergence d'une statuaire plus fantaisiste, prisée par les élites dans un cadre privé. La Vénus de Milo (v. 100) est un nu féminin de style néoclassique, à la manière de Praxitèle.

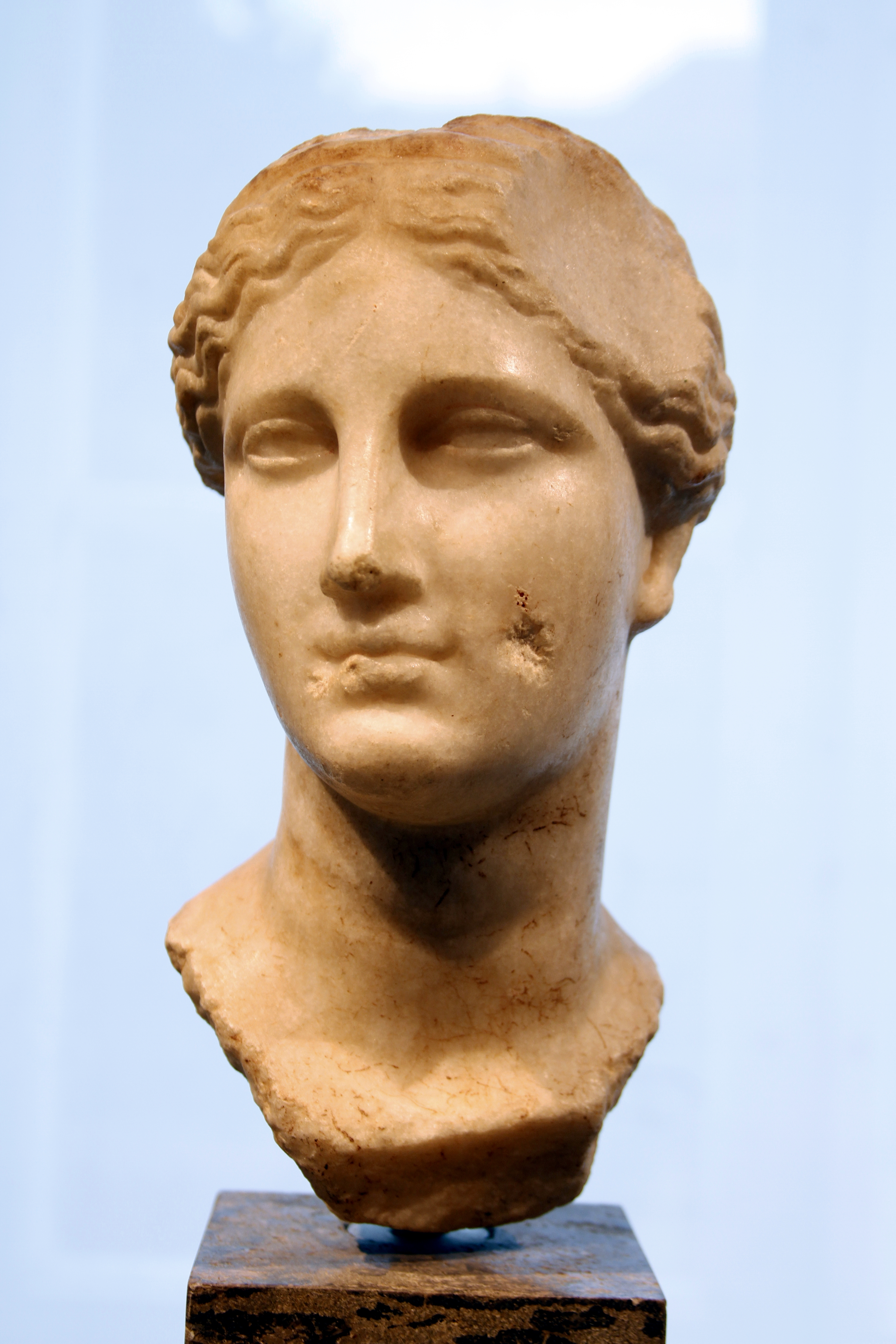
Statue d'une reine lagide (Arsinoé III ?). Altes Museum de Berlin.
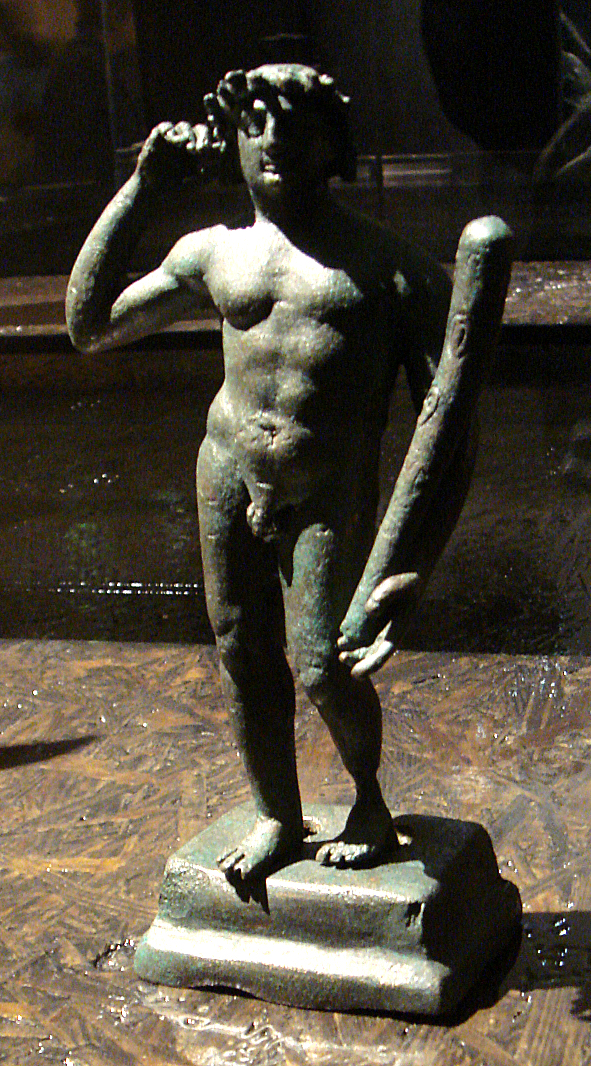
Statuette d'Héraclès en bronze, provenant du temple principal d'Aï Khanoum (Afghanistan), IIe siècle av. J.-C.
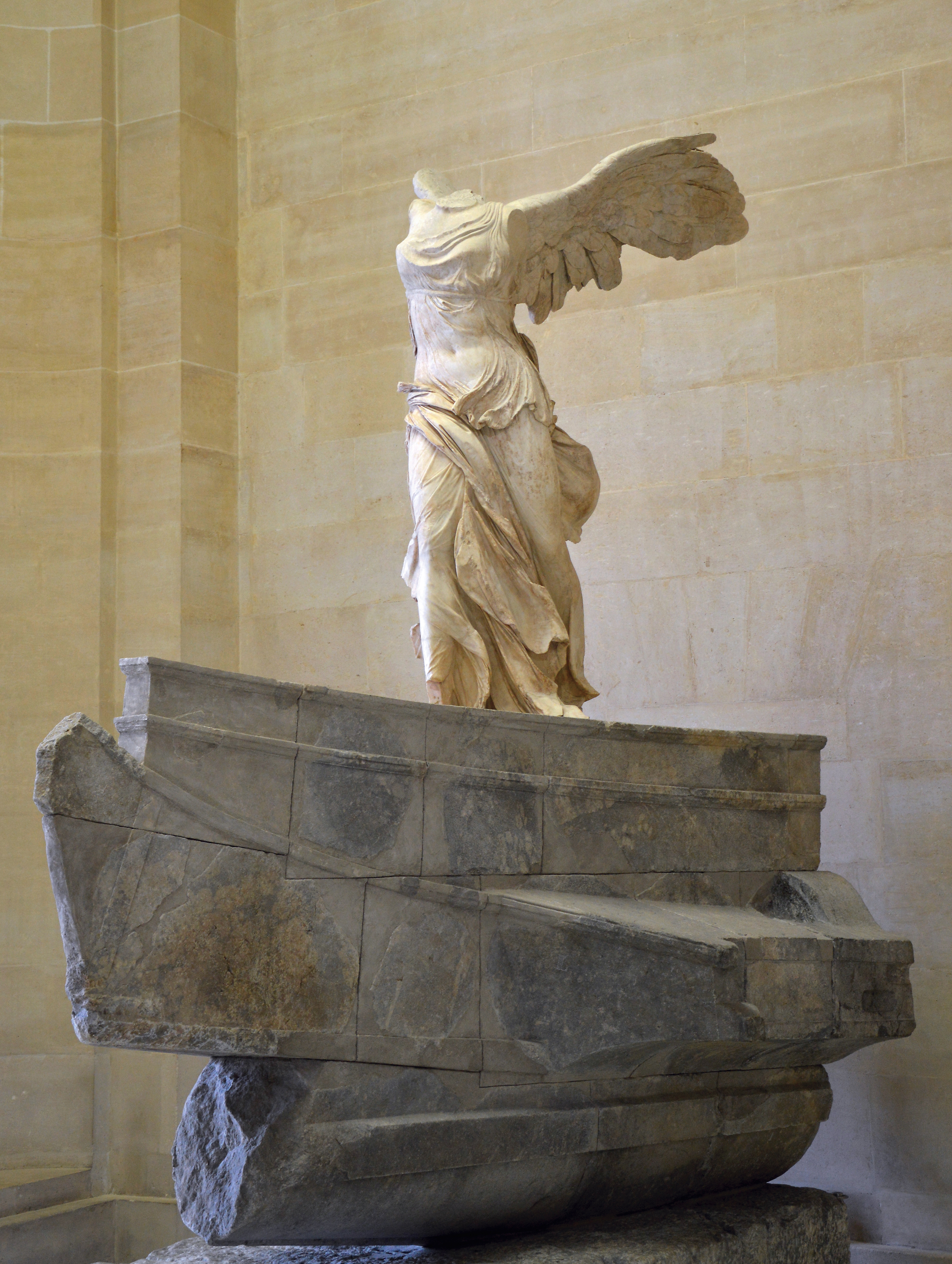
La Victoire de Samothrace, musée du Louvre.
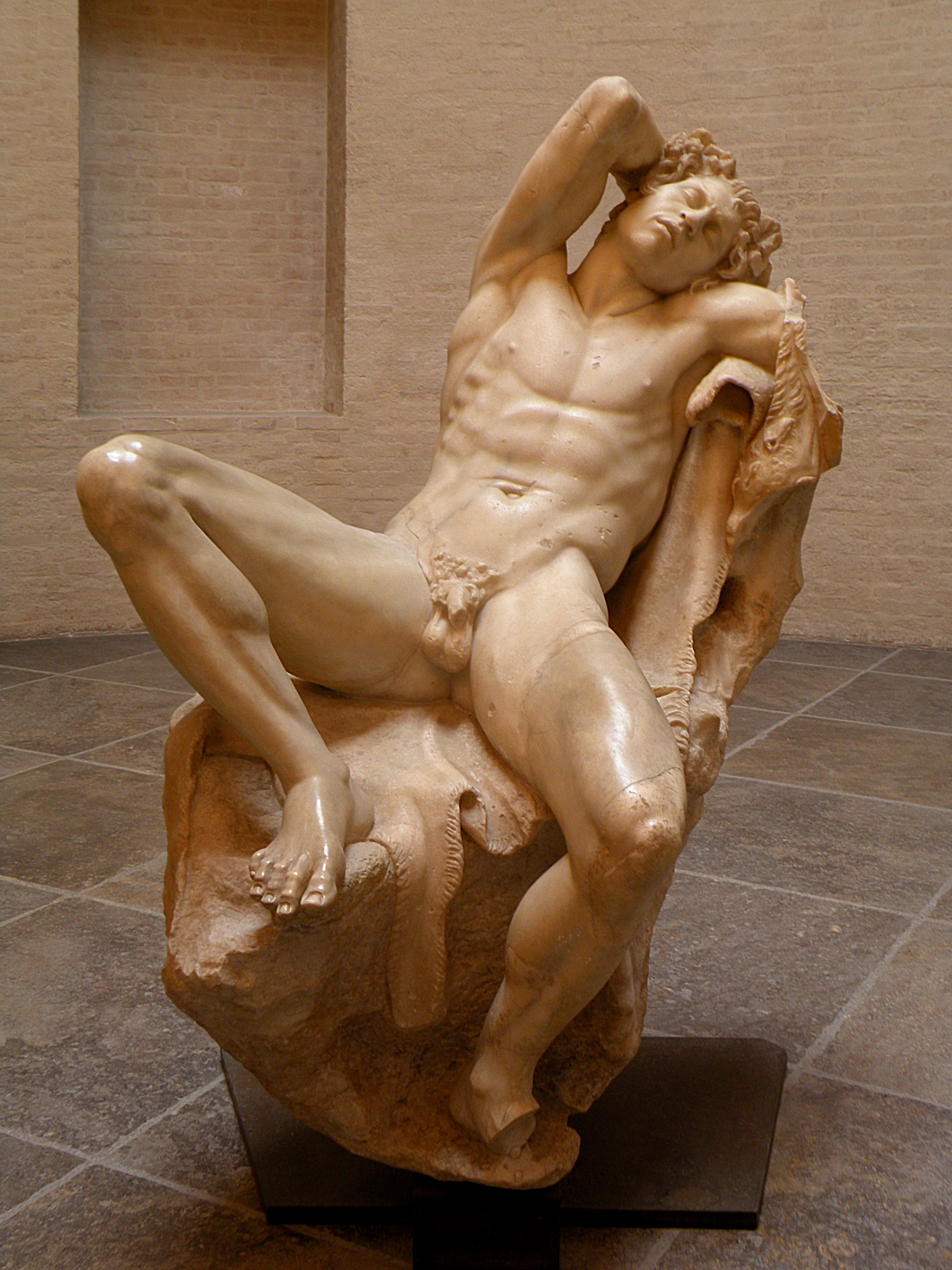
Faune Barberini, Glyptothèque de Munich.
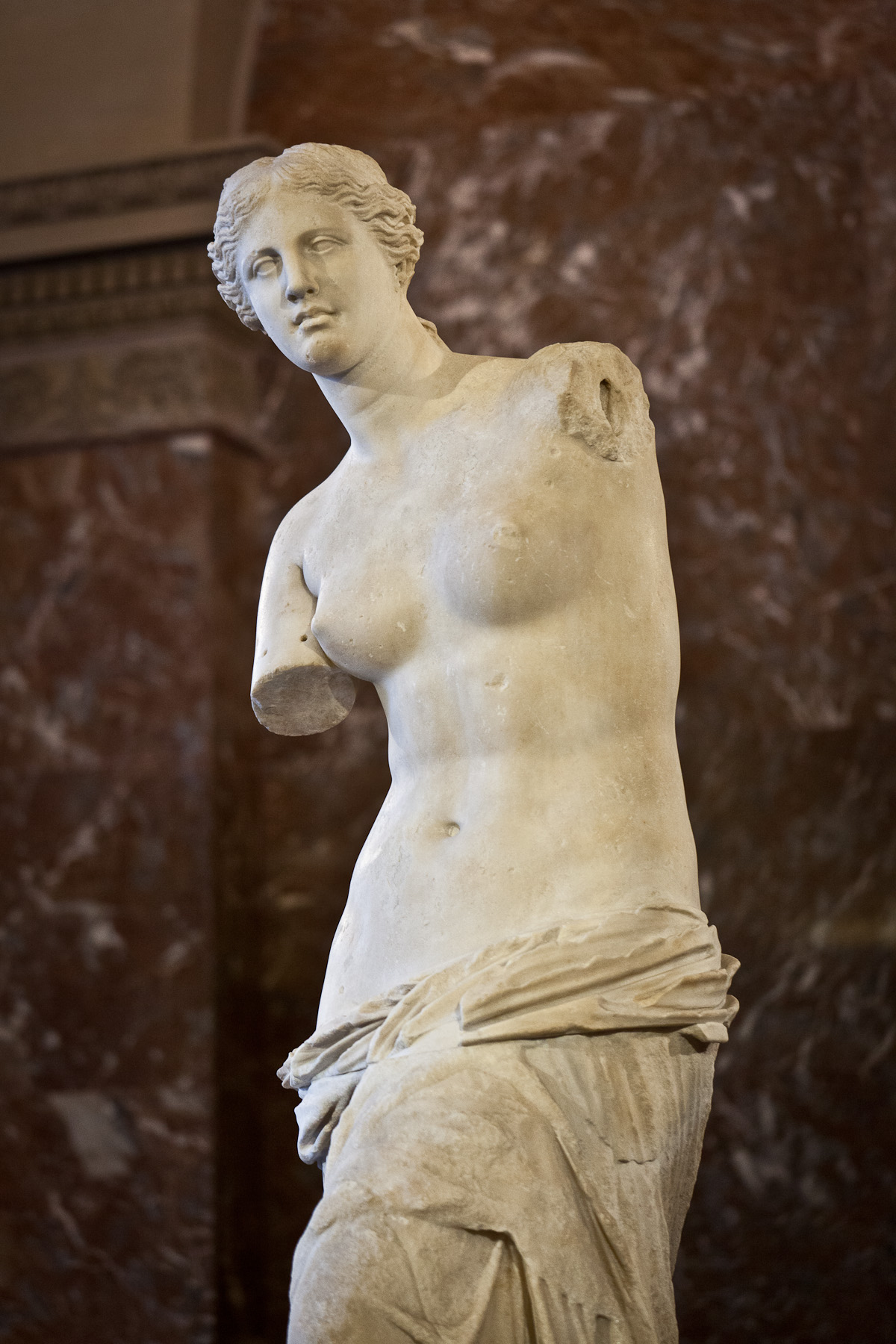
La Vénus de Milo, musée du Louvre.
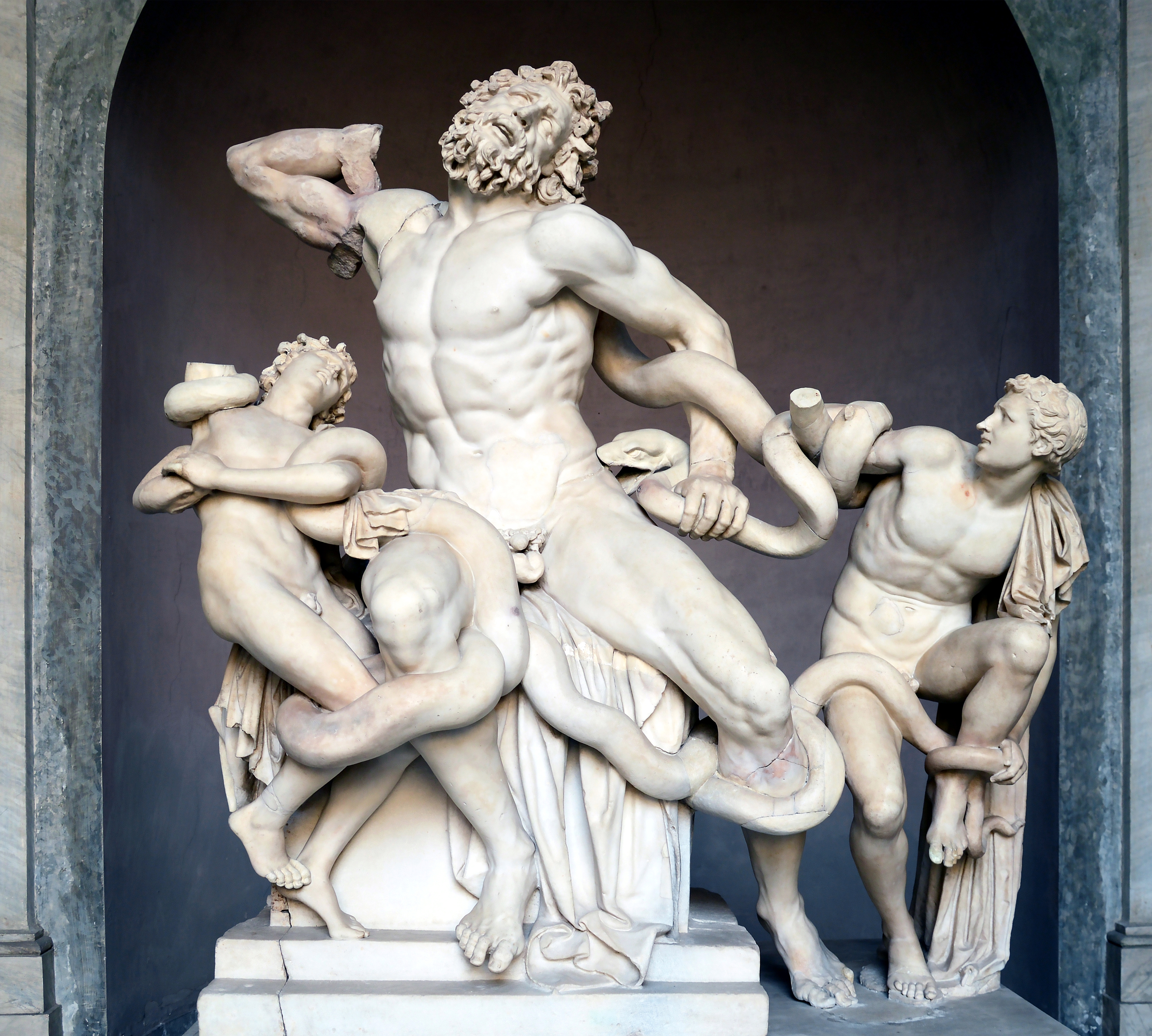
Le groupe du Laocoon, original hellénistique ou copie romaine à partir d'un modèle hellénistique, musée Pio-Clementino.
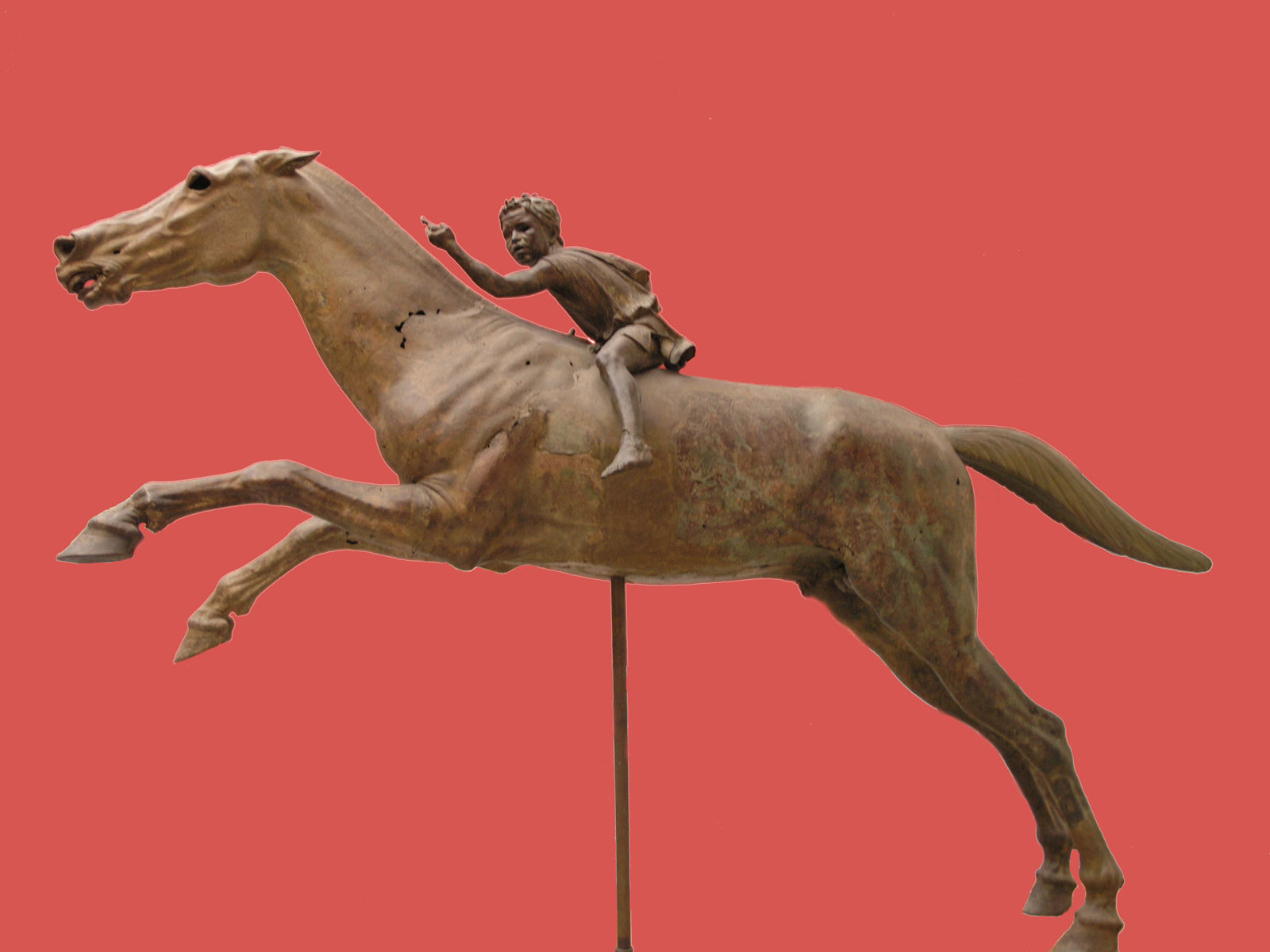
Statue de bronze d'un cheval et de son jeune jockey, épave du Cap Artémision, v. 150, Musée national archéologique d'Athènes.

Les guerres de conquête romaines sont par bien des aspects dévastateurs pour la sculpture grecque : des centaines de statues sont prises et emportées en Italie où elles sont au goût des élites. Cela s'accompagne d'une demande croissante pour des copies d’œuvres classiques, qui garnissent les carnets de commande des ateliers du monde grec. Ce marché ne se tarissant pas avec le temps, c'est par ce biais que la plupart des œuvres des grands sculpteurs grecs sont connues. Durant cette basse époque hellénistique est aussi réalisé le grand autel de Pergame, dont les frises aux accents baroques représentent un gigantomachie et la fondation mythique de la cité. La sculpture privée est attestée dans les riches demeures de Délos. Après les guerres mithridatiques, beaucoup de sculpteurs grecs s'installent en Italie, où ils créent les dernières écoles hellénistiques.

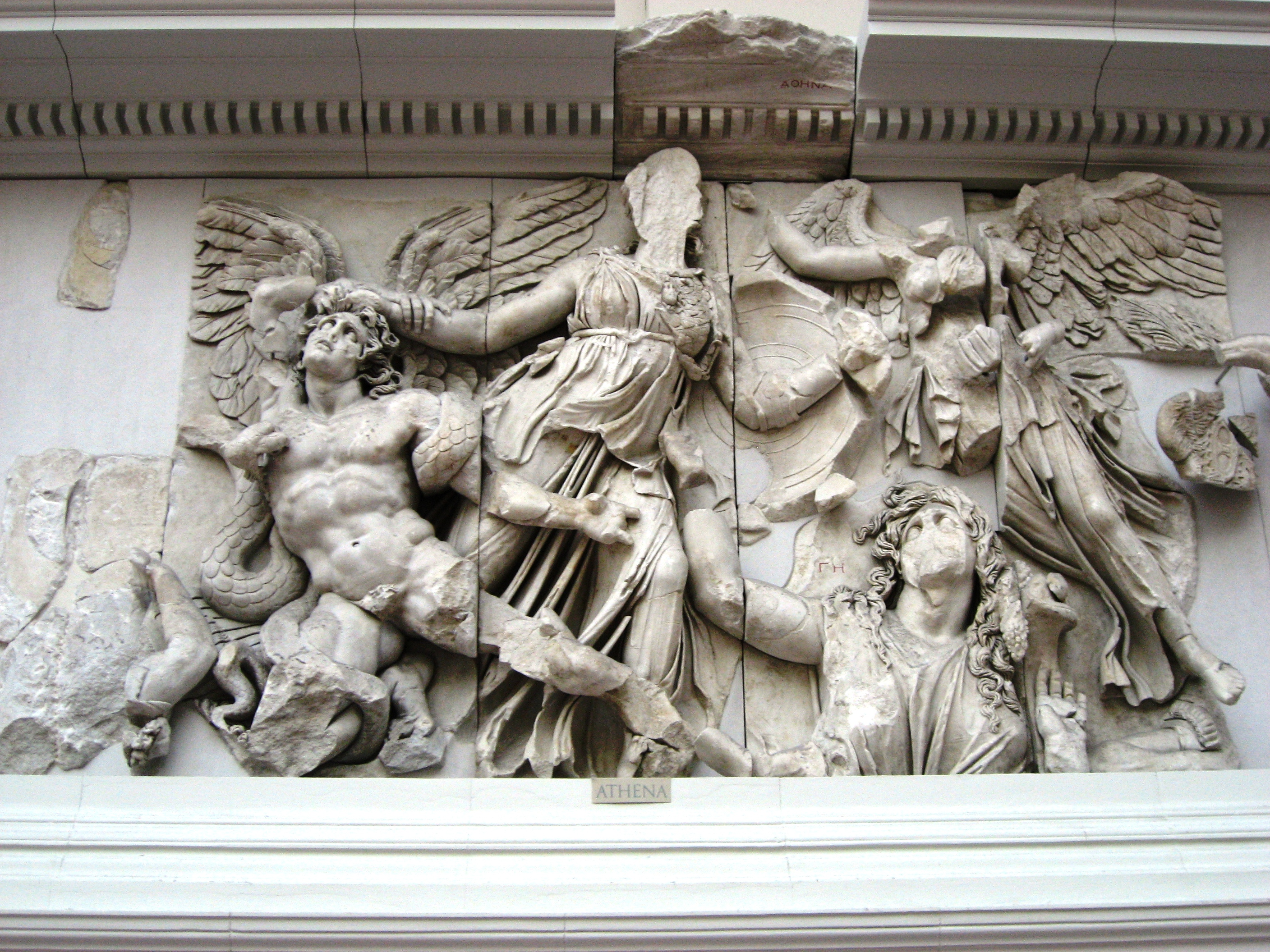
Haut-relief du grand autel de Pergame : Athéna et Nikè contre Alcyon. Pergamon Museum.
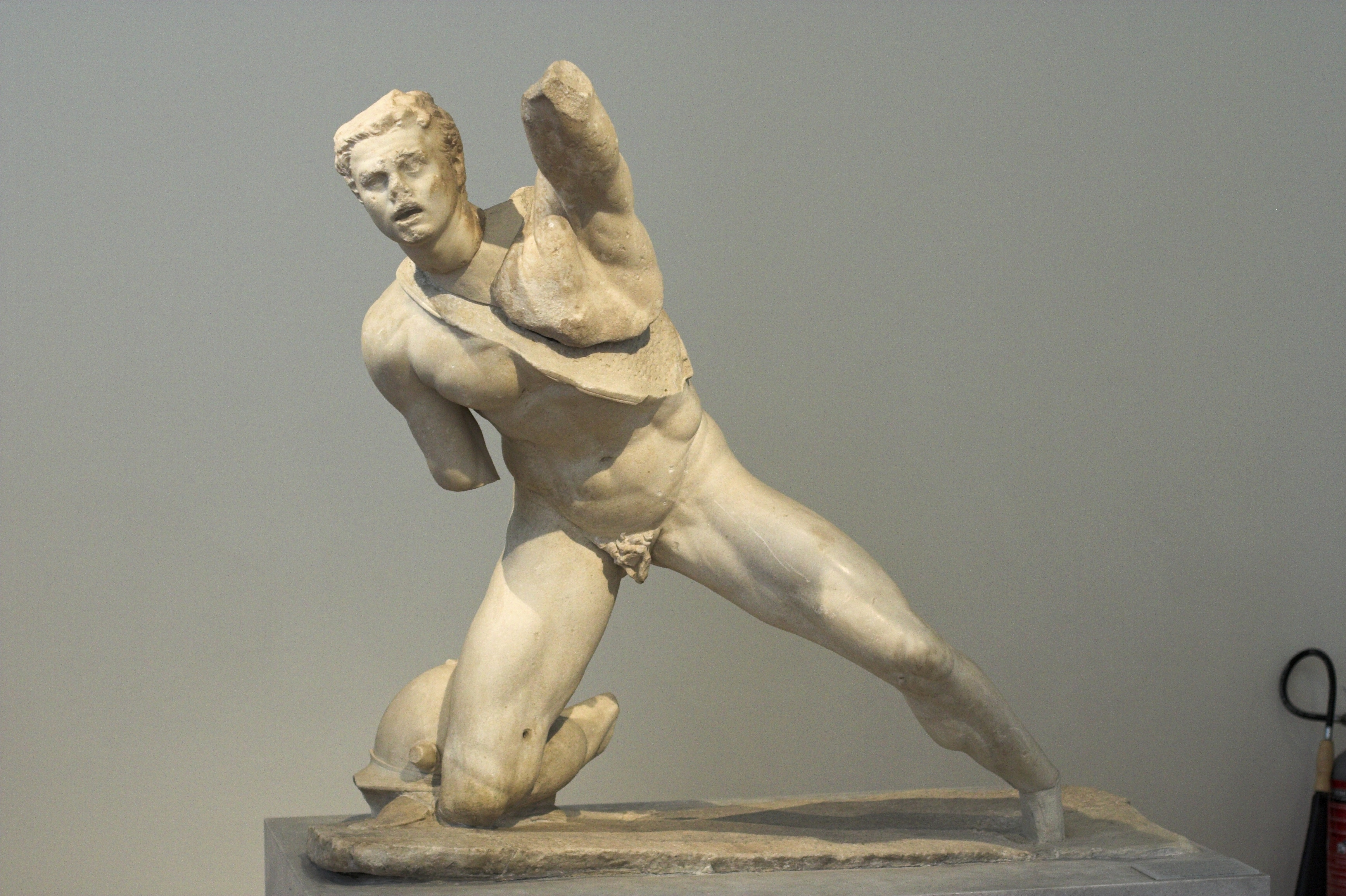
Gaulois blessé de Délos (école de Pergame), musée national archéologique d'Athènes.

La sculpture d'époque romaine est par bien des aspects ancrée dans le passé, marquée par la copie ou l'imitation de modèles anciens, suivant les styles classiques et hellénistiques. Les ateliers sont implantés en Grèce (notamment Athènes) et en Asie Mineure, mais les artisans peuvent se déplacer dans tout l'empire, où se retrouve leur travail. Parmi les grands chantiers de l'époque comprenant un programme ambitieux de sculptures se trouve par exemple le Sébasteion d'Aphrodisias en Carie. Les ateliers grecs sont également d'importants centres de production de sarcophages sculptés produits à destination des élites romaines.

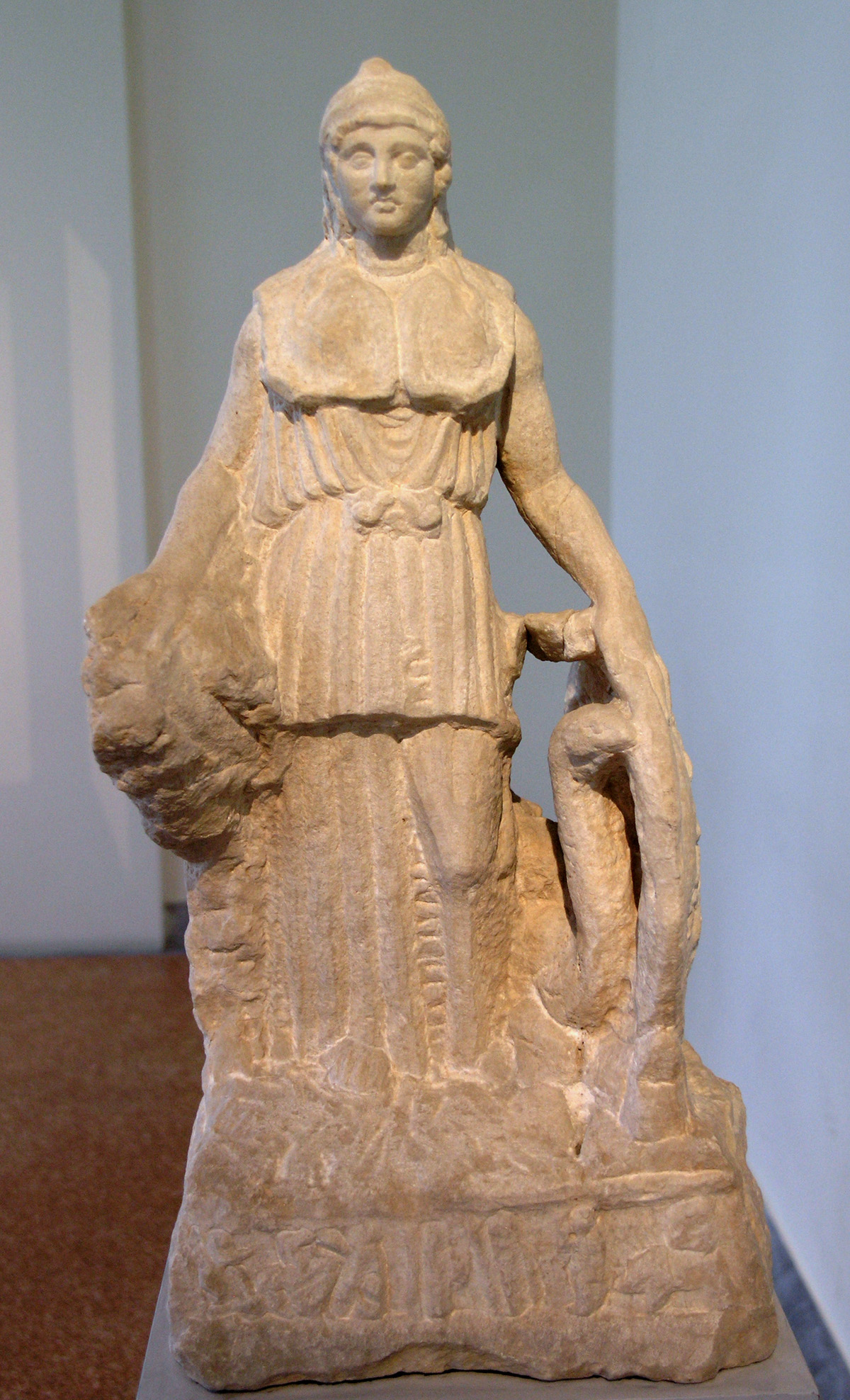
Statuette d'Athéna, copie du Ier siècle de l'Athéna Parthénos de Phidias, musée national archéologique d'Athènes.
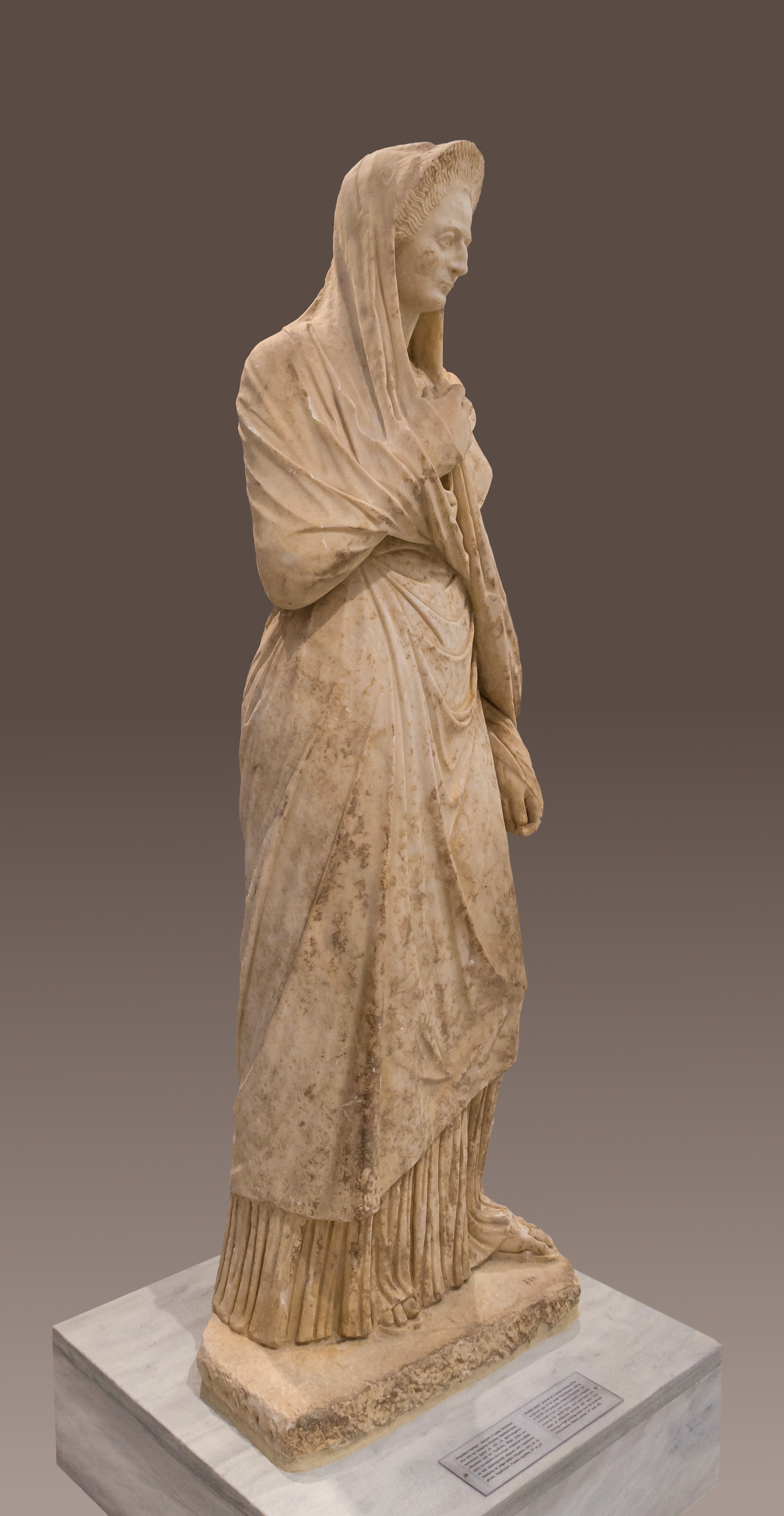
Statue de type « Grande Herculanaise », copie du IIe siècle d'après un modèle du IVe siècle av. J.-C. Musée archéologique d'Héraklion.
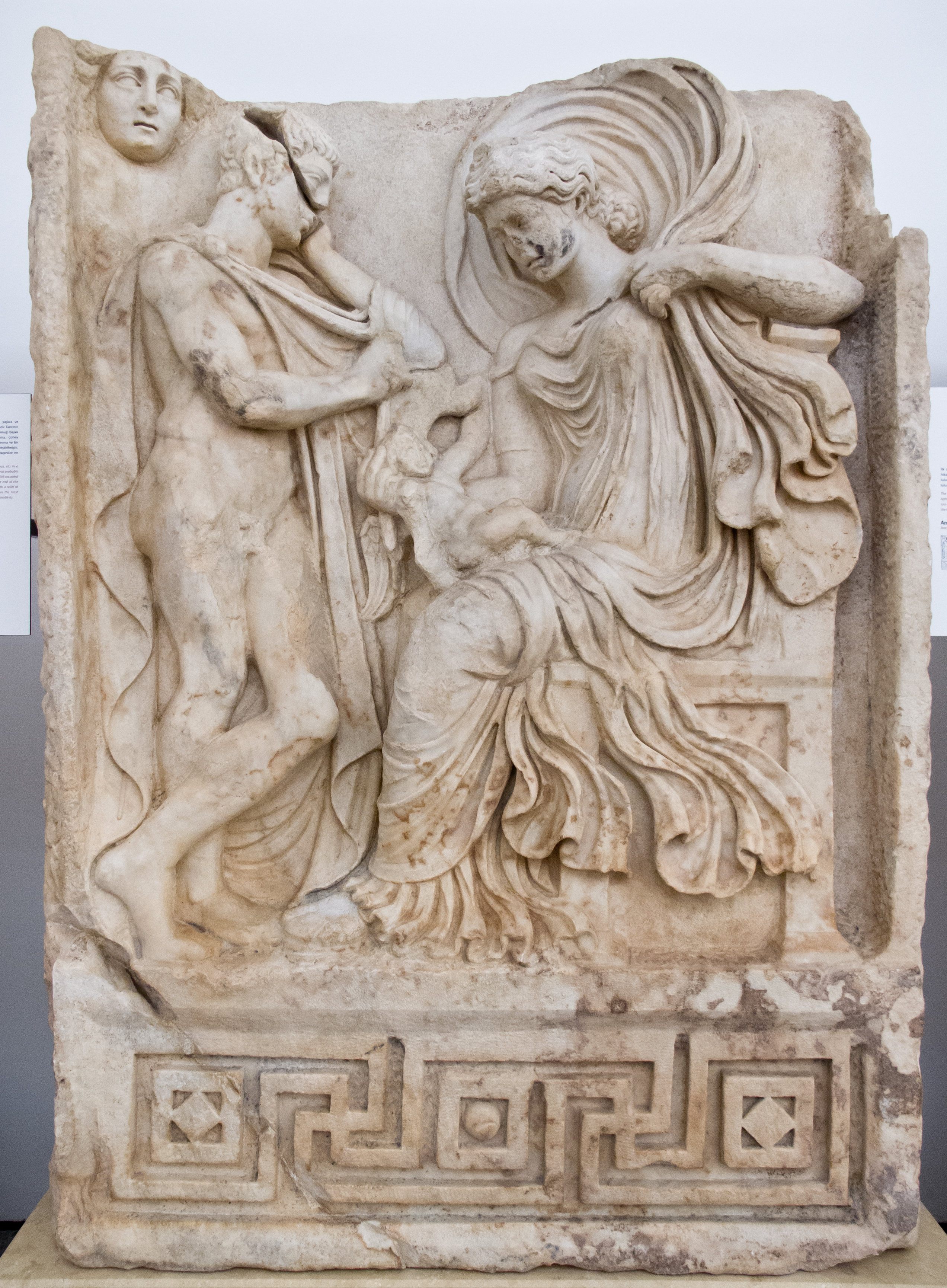
Anchise et Aphrodite, relief du Sebasteion d'Aphrodisias, Ier siècle, musée archéologique d'Aphrodisias.
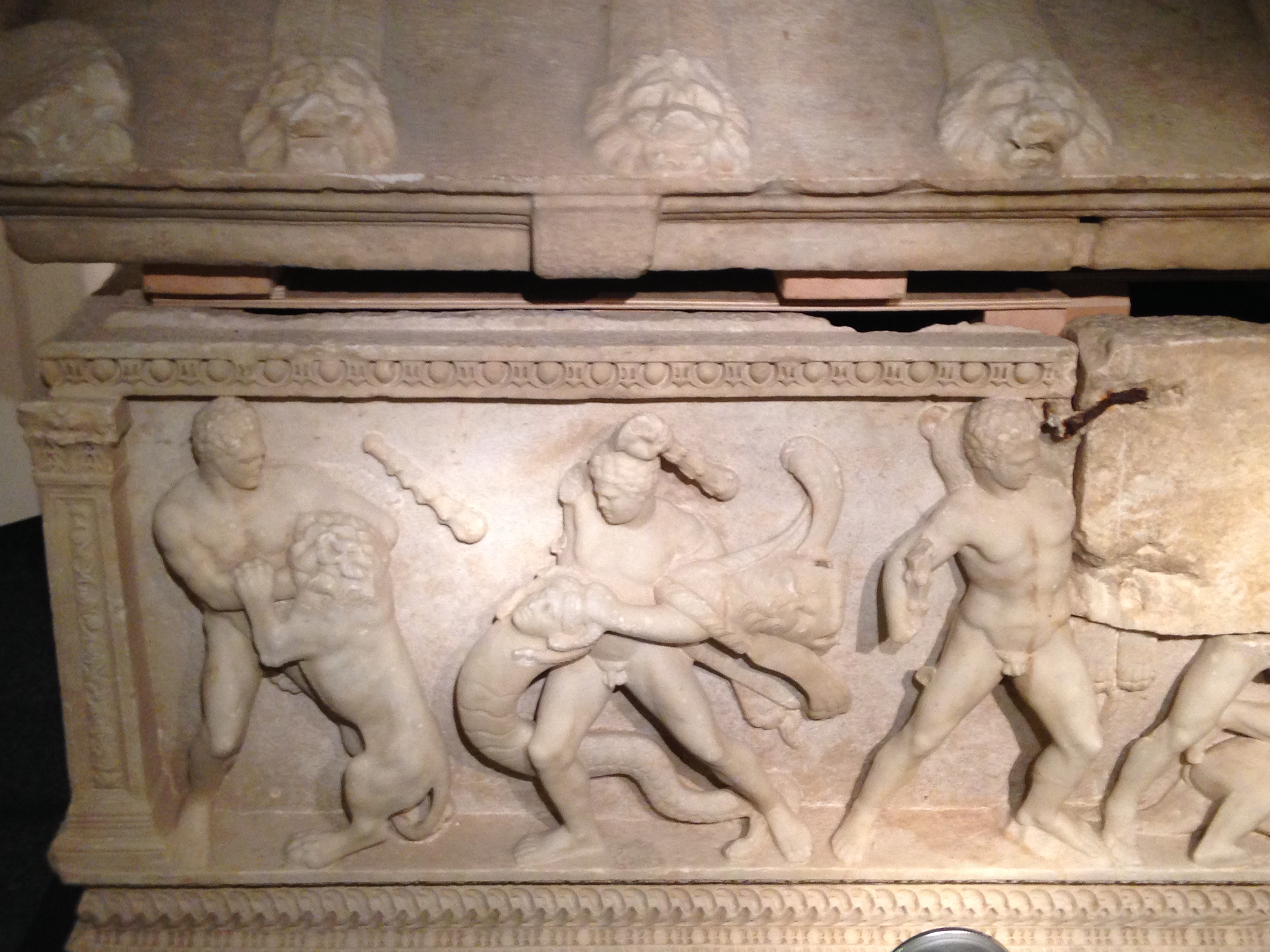
Sarcophage d'Hercule, Pergé, v. 200. Détail : le héros affronte le lion de Némée et l'hydre de Lerne. Musée archéologique d'Antalya.
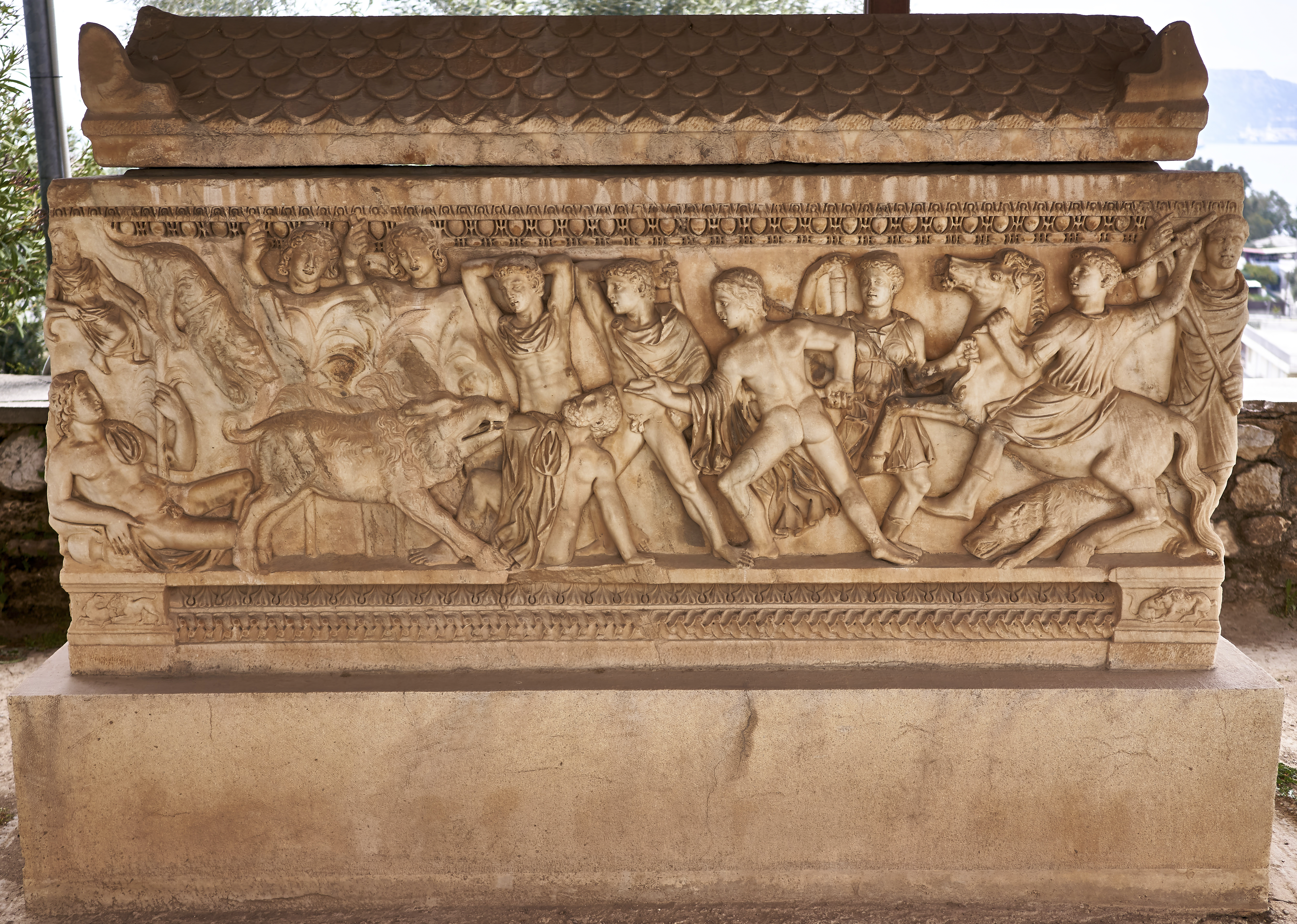
Sarcophage attique représentant la chasse du sanglier de Calydon, musée archéologique d'Éleusis.

#### Figurines en terre cuite
La coroplathie, la production de figurines moulées en terre cuite, représente un versant plus populaire de la sculpture. Elle a connu un développement important dans le monde grec, en particulier à l'époque hellénistique. Le principal centre de production connu est Tanagra en Béotie, et on désigne souvent ces figurines comme des « tanagras », mais il n'était pas le seul, loin de là, puisque des centres de production importants ont été identifiés en Asie Mineure (Myrina, Smyrne, Tarse). Ces figurines ont avant tout pour but d'être offertes à des divinités ou des défunts, mais elles peuvent avoir une fonction décorative. Elles représentent souvent des jeunes filles, des éphèbes, des enfants, des divinités (Éros, Aphrodite, la Victoire), s'inspirant couramment du style de sculpteurs renommés.

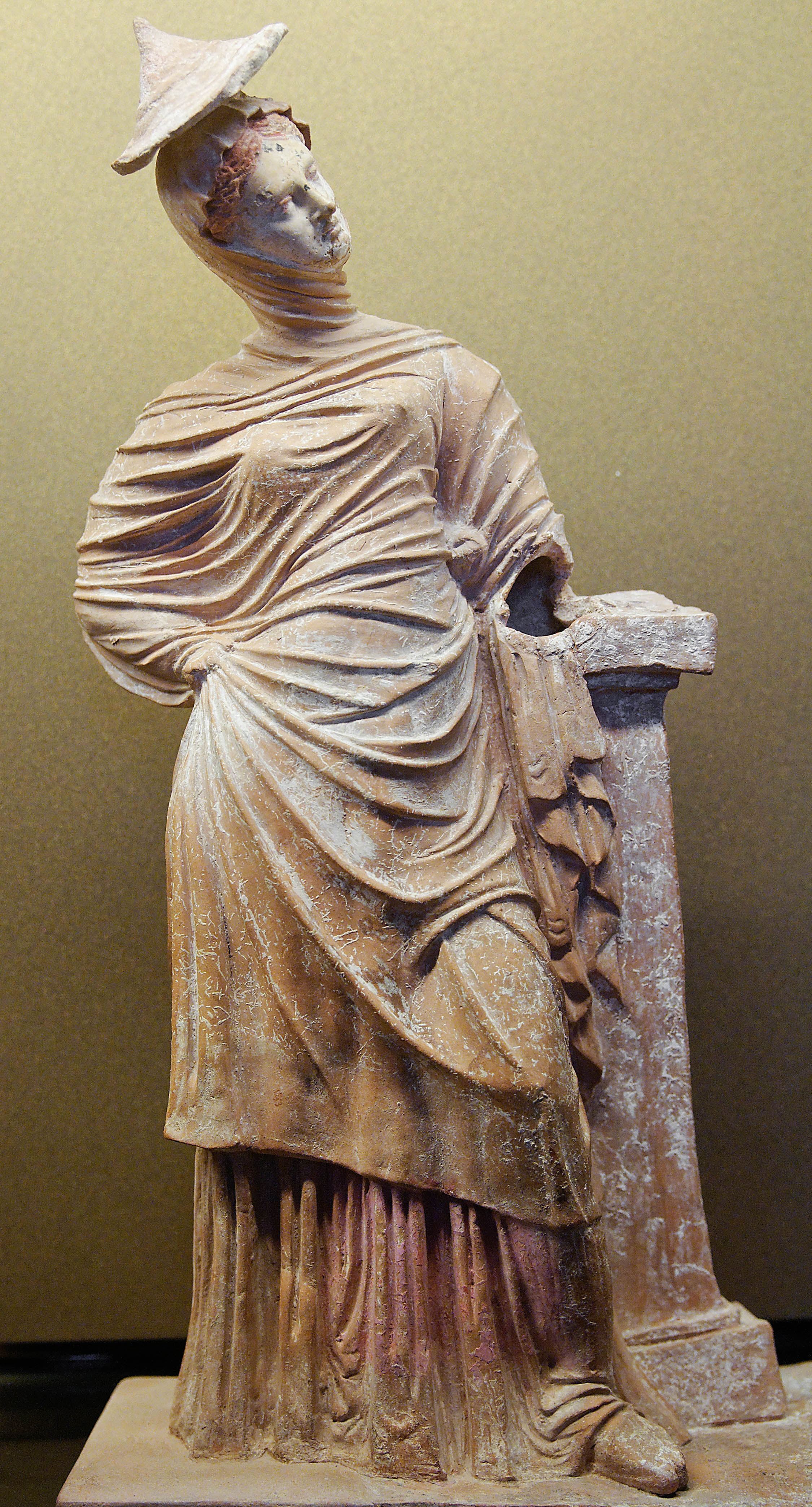
Jeune femme drapée appuyée contre un pilier, production de Tanagra, fin IIIe siècle av. J.-C. ou début IIe siècle av. J.-C. Musée du Louvre.
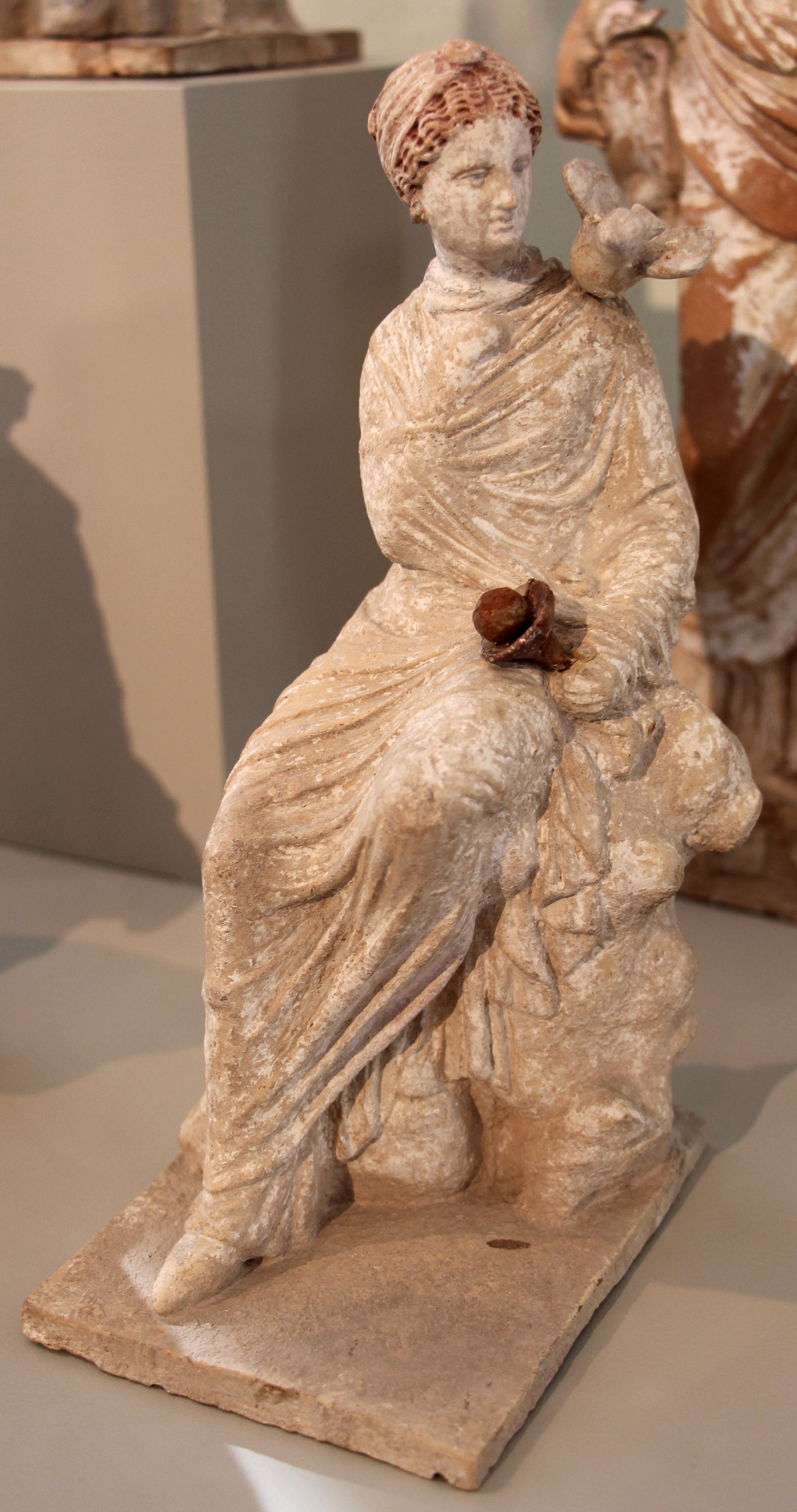
Femme assise, production de Tanagra ou Corinthe, v. 325-150 av. J.-C. Collection des Antiquités de Berlin.
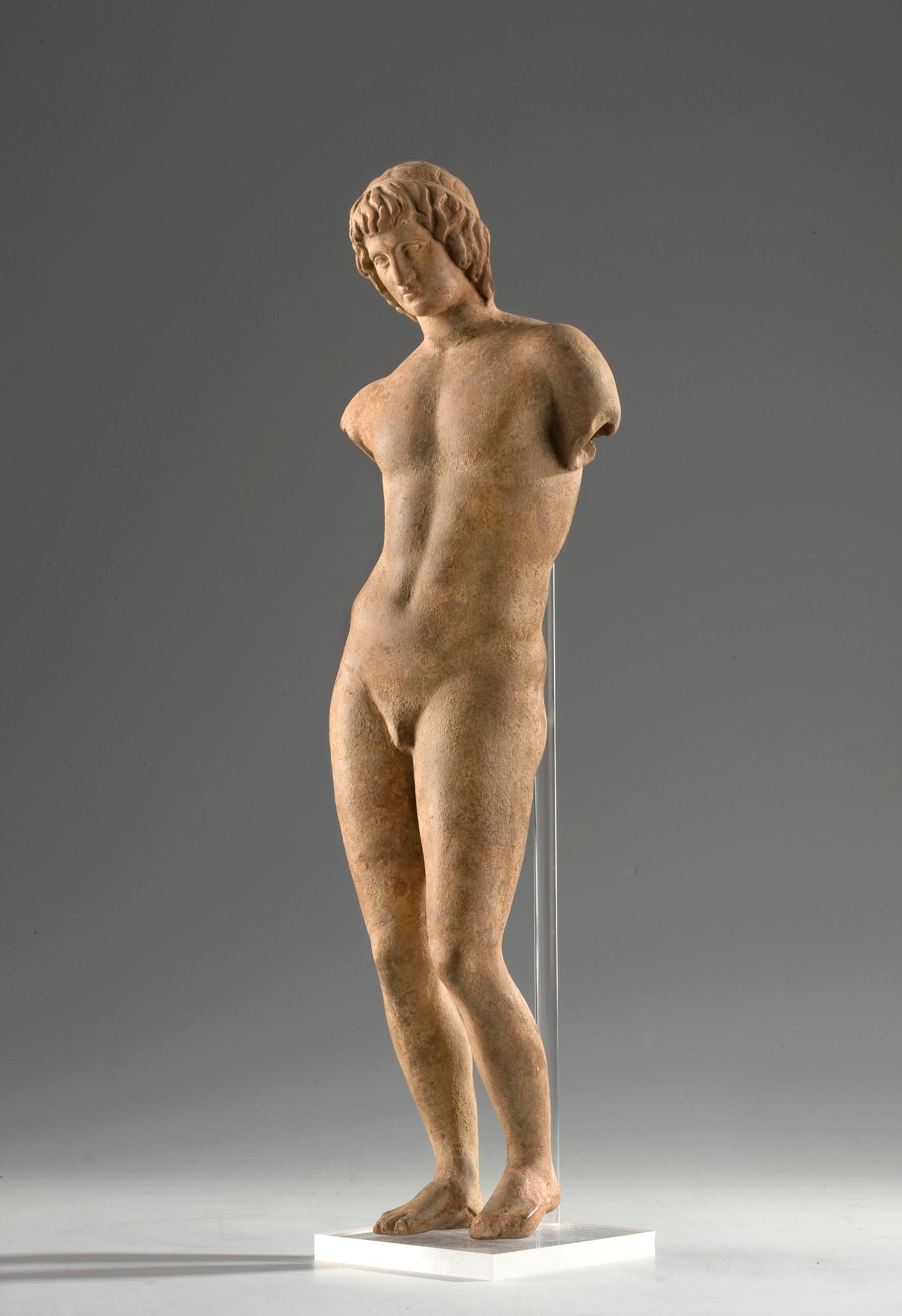
Apollon ou Adonis, figurine de Smyrne, Ier siècle av. J.-C., musée national de Varsovie.
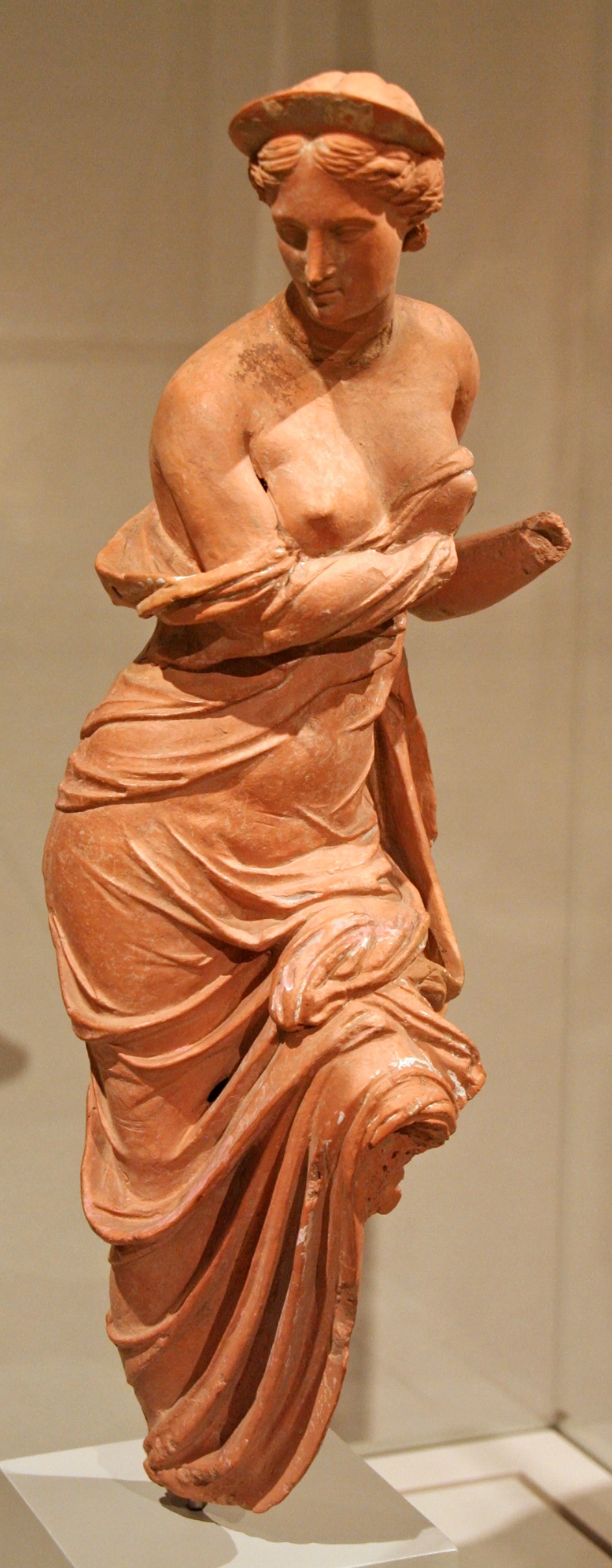
Aphrodite, production de Myrina (?), IIe siècle av. J.-C., Altes Museum de Berlin.
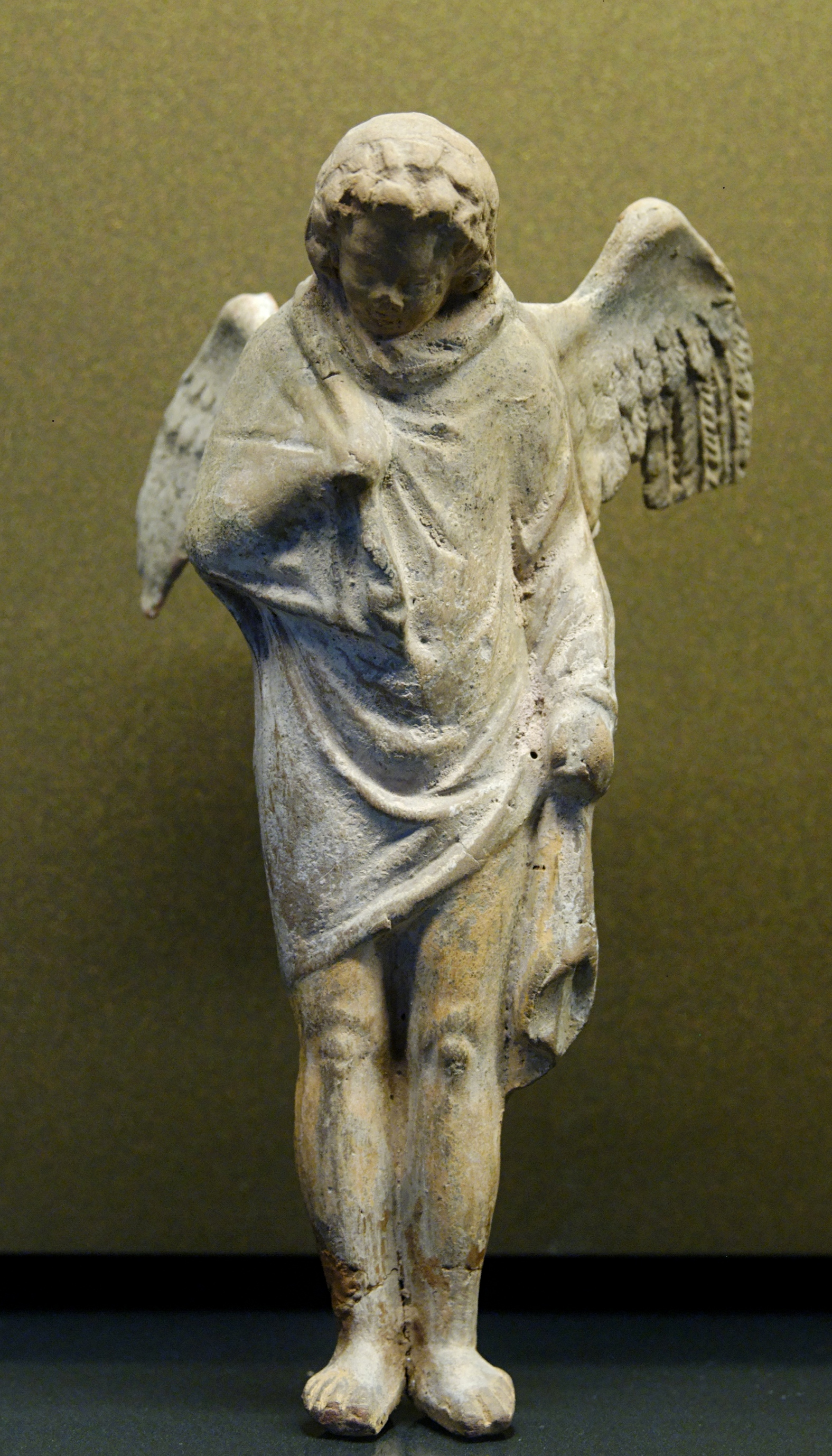
Éros drapé, production de Myrina, seconde moitié du Ier siècle av. J.-C., musée du Louvre.
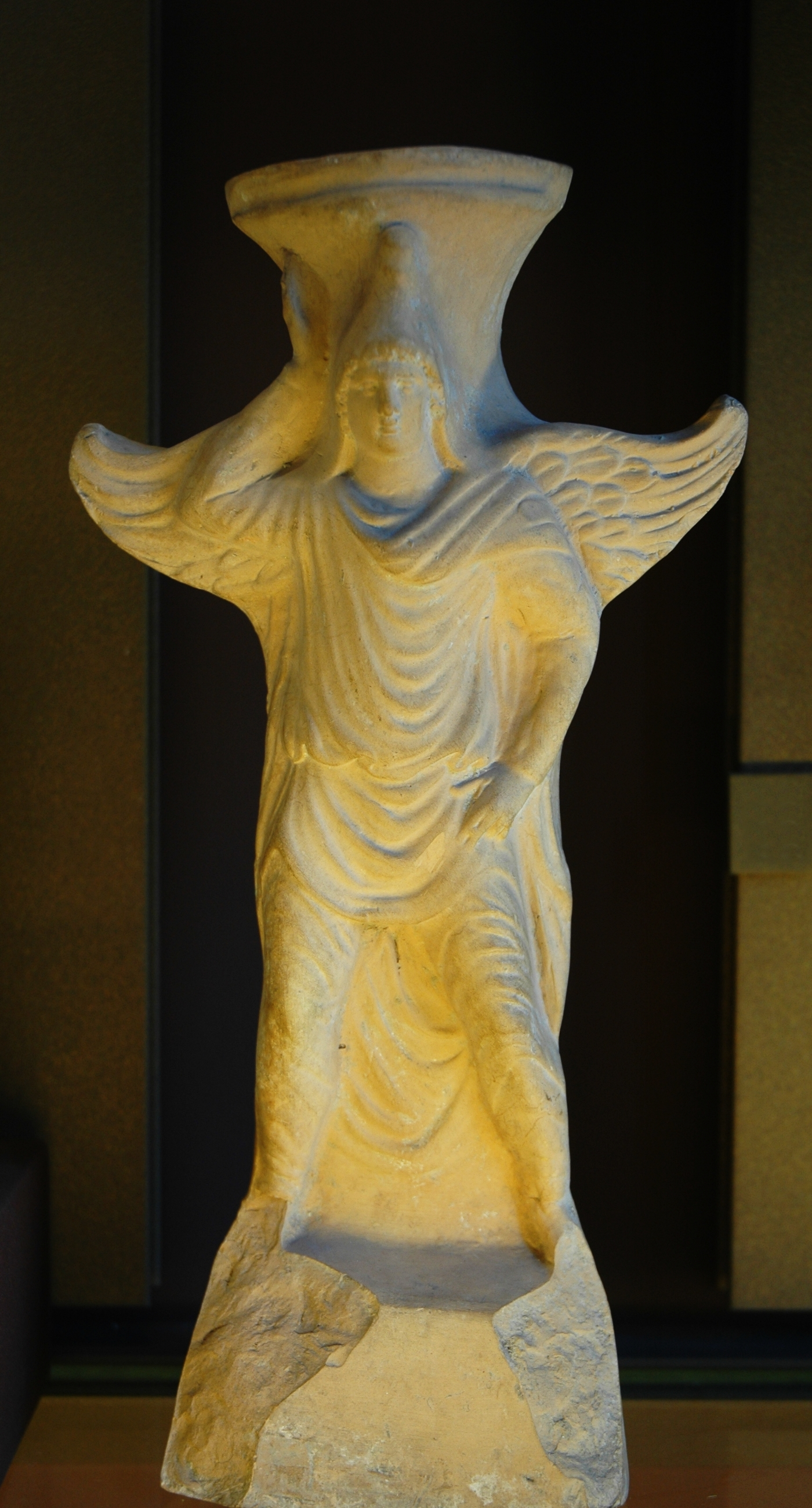
Brûle encens représentant Attis, production de Tarse, IIe siècle av. J.-C. ou Ier siècle av. J.-C., musée du Louvre.

#### Céramique peinte
La céramique peinte est une caractéristique du monde égéen dès les époques minoenne et mycénienne, mais les formes et styles sont bouleversés durant les âges obscurs. Après une phase « submycénienne » encore très marquée par les traditions antérieures, le proto-géométrique et le géométrique (v. 1050-700 av. J.-C.) sont caractérisés par des décors peints en noir sur fond beige faits de bandes, pouvant couvrir tout le vase, et des scènes figurées se développent au VIIIe siècle av. J.-C. (scènes funéraires, processions de chars, batailles), des styles locaux ressortent (notamment l'Attique où les nécropoles ont fourni un matériel céramique abondant, aussi Argos) et des « mains » d'artistes (le « Maître du Dipylon ») commencent à se déceler. Le style orientalisant (v. 700-600 av. J.-C.), développé autour d'ateliers corinthiens, attiques et dans la partie orientale du monde grec, intègre des éléments proche-orientaux (motifs floraux et animaux) qui supplantent les motifs géométriques et développe la polychromie. Les représentations figurées deviennent plus complexes. Après 600 se développe le style à figures noires, comme son nom l'indique caractérisé par des scènes peintes en noir, parfois rehaussées d'autres couleurs ou incisées pour souligner les détails, et représenté sur des vases de formes diverses (notamment des coupes et cratères) ; c'est pour cette période que les premiers noms d'artistes sont connus (Sophilos, Exékias), et que se développe l'habitude d'inscrire les noms des potiers, peintres et/ou chefs d'atelier sur les vases. Une poterie à figures noires de qualité est également produite en Laconie à cette période. Vers 525 se développe le style attique à figures rouges (avec le « Peintre d'Andokidès » et Psiax), qui inverse le schéma chromatique précédent puisque cette fois-ci le fond et les détails sont peints en noir et les personnages laissés de la couleur rouge de l'argile du vase, d'autres couleurs étant de plus en plus utilisées pour les détails (surtout le blanc). Des artistes tels qu'Euphronios développent des représentations anatomiques plus détaillées, permises par la nouvelle technique qui permet un rendu plus précis des détails de la musculature. La peinture attique a notamment un grand succès en Italie, où elle est importée puis imitée. La céramique du début de l'époque classique poursuit sur ces bases, développe les scènes intimes (notamment de gynécées), puis la céramique peinte sur fond blanc (notamment pour les lécythes), et la polychromie fait son retour. Alors qu'Athènes décline après la guerre du Péloponnèse, les ateliers de Grande Grèce prennent l'ascendant au début du IVe siècle av. J.-C. en produisant une céramique à figures rouges aux scènes riches. La céramique à figures rouges est abandonnée à la fin du IVe siècle av. J.-C., et l'époque hellénistique voit d'une manière générale le déclin de la céramique peinte de qualité. Les représentations sont généralement limitées à des frises et motifs floraux, mais on réalise aussi des décors en relief moulés sur des vases,. Après émerge la céramique à vernis rouge classique de l'époque romaine, la sigilée, à décor fait de motifs imprimés, dont les ateliers de céramistes du monde grec (en particulier l'Asie Mineure) participent à la production en masse.

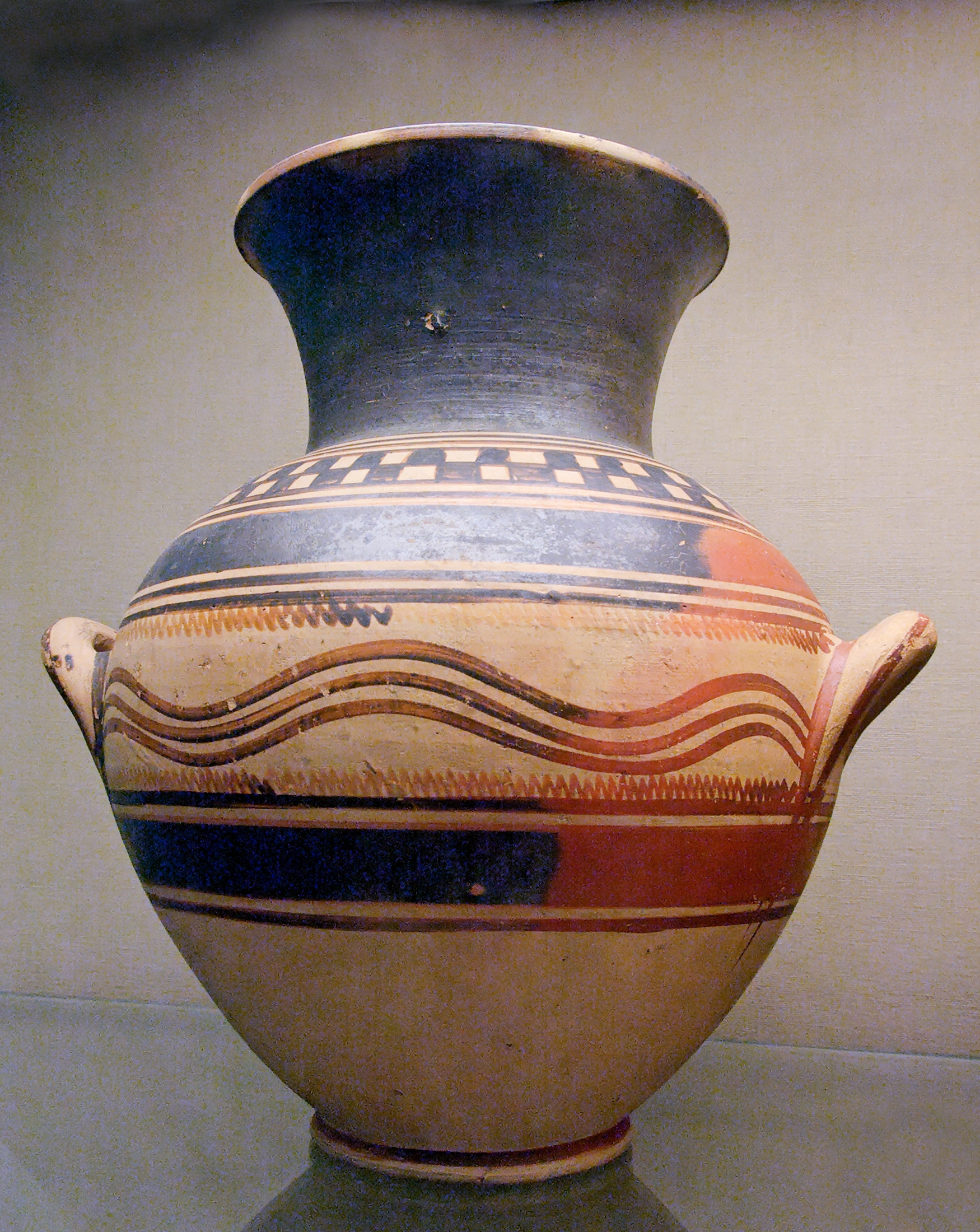
Amphore de style proto-géométrique, v. 950-900 av. J.-C. British Museum.
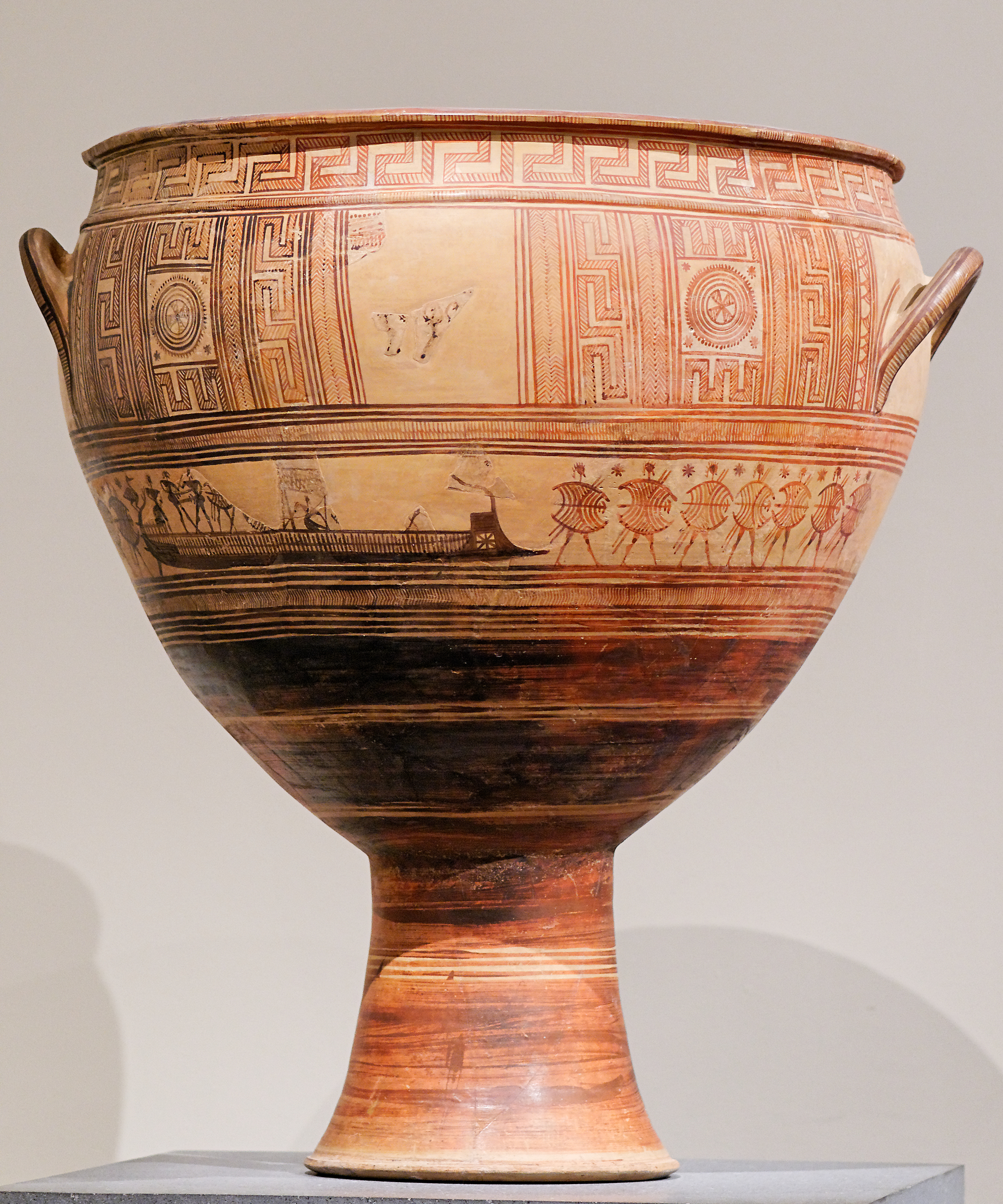
Cratère de style géométrique, début VIIIe siècle av. J.-C. Metropolitan Museum of Art.
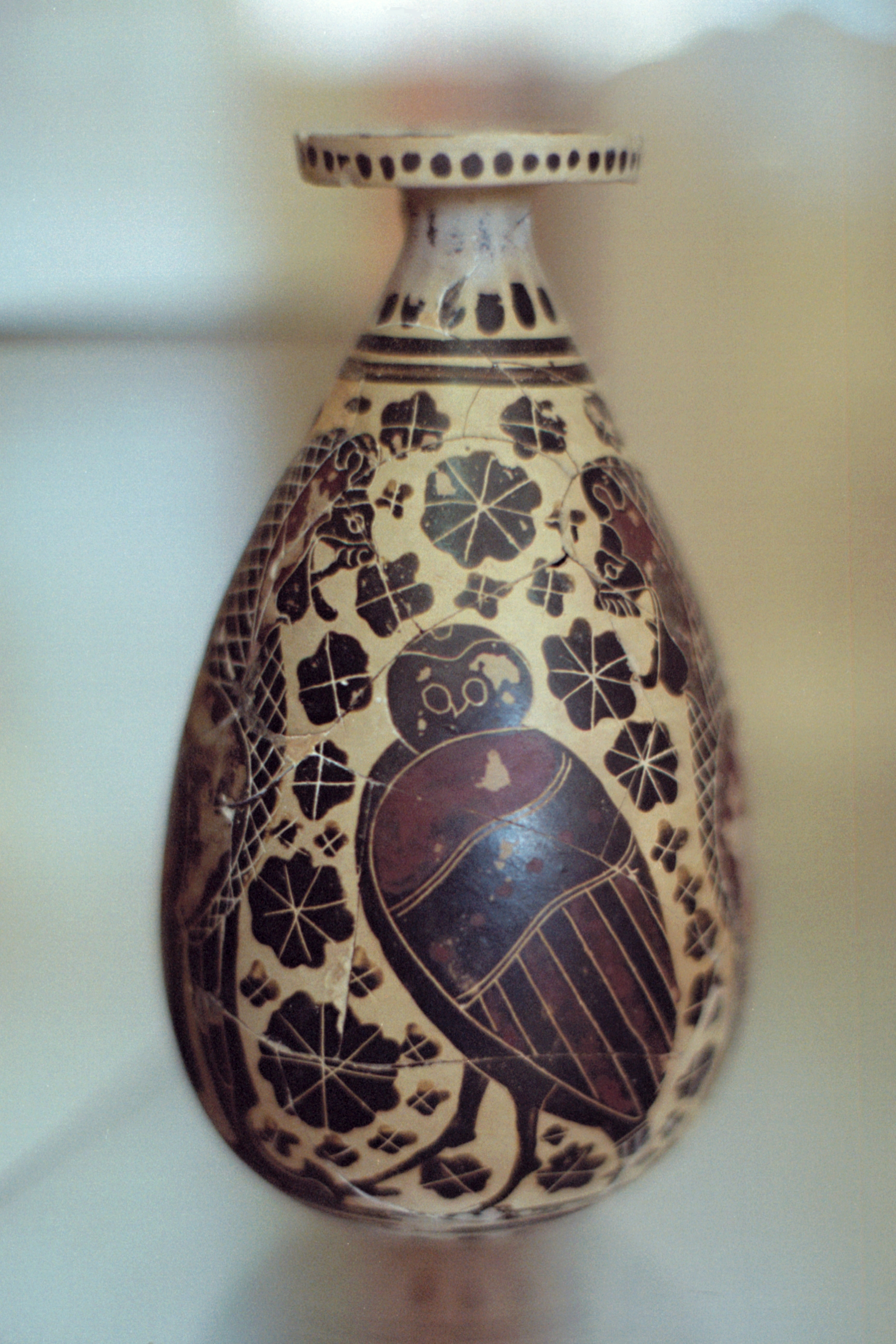
Alabastre de style orientalisant, v. 620-590, musée archéologique de Corinthe.
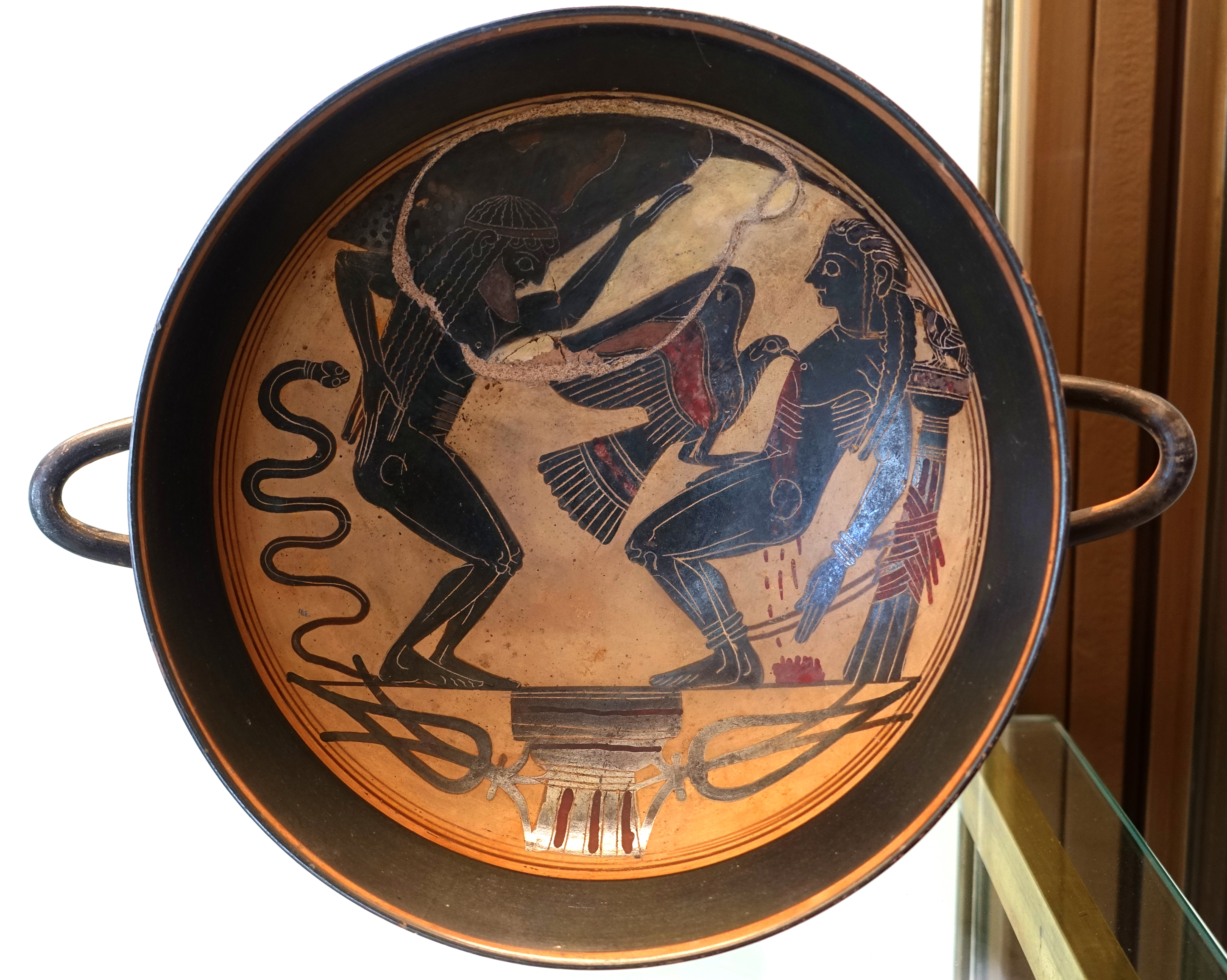
Prométhée et Atlas, kylix à figures noires du Peintre d'Arcésilas, Laconie, v. 560-550, musée grégorien étrusque.
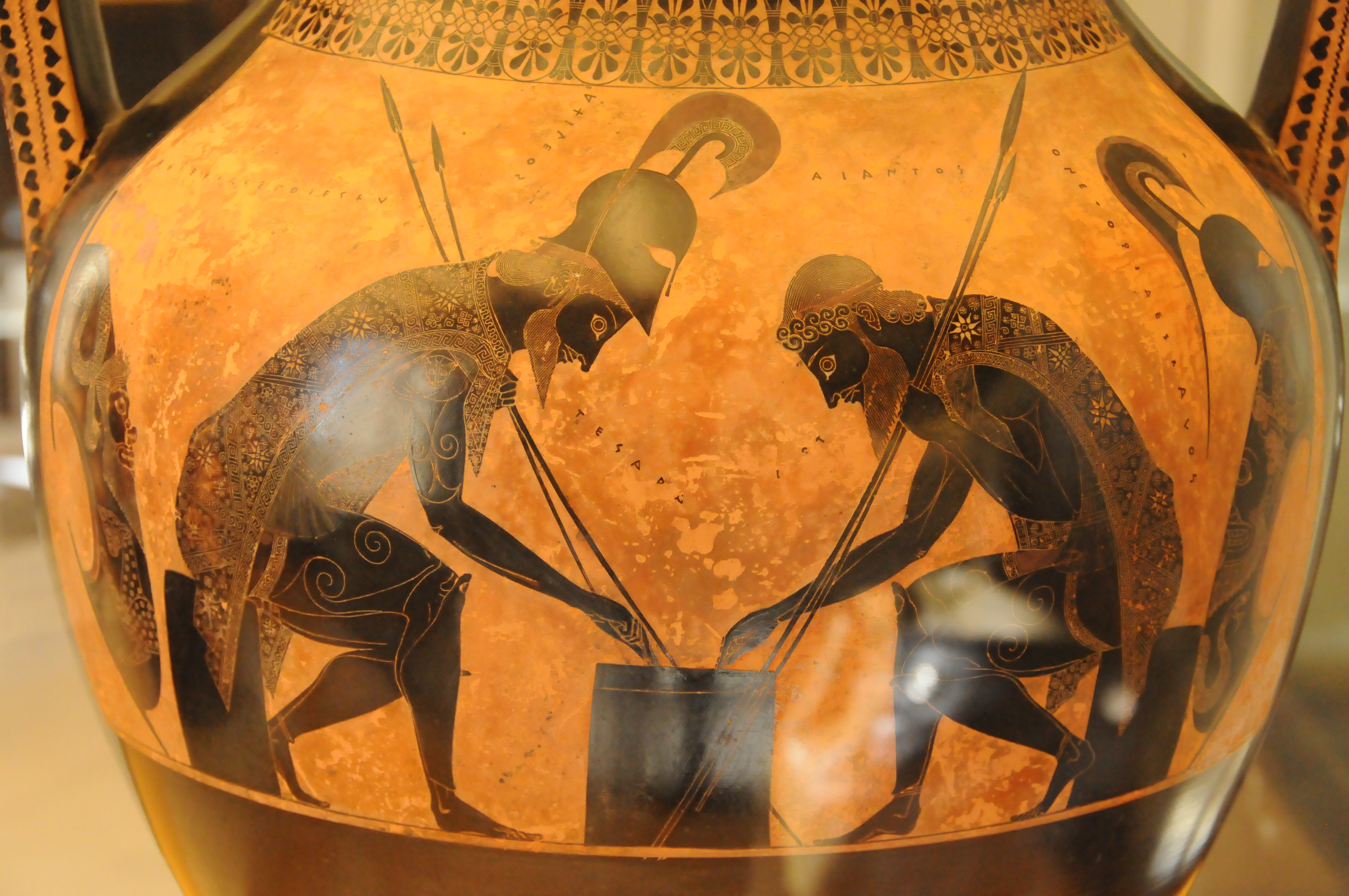
Achille et Ajax jouant, vase à figures noires d'Exékias, v. 540–530, musées du Vatican.
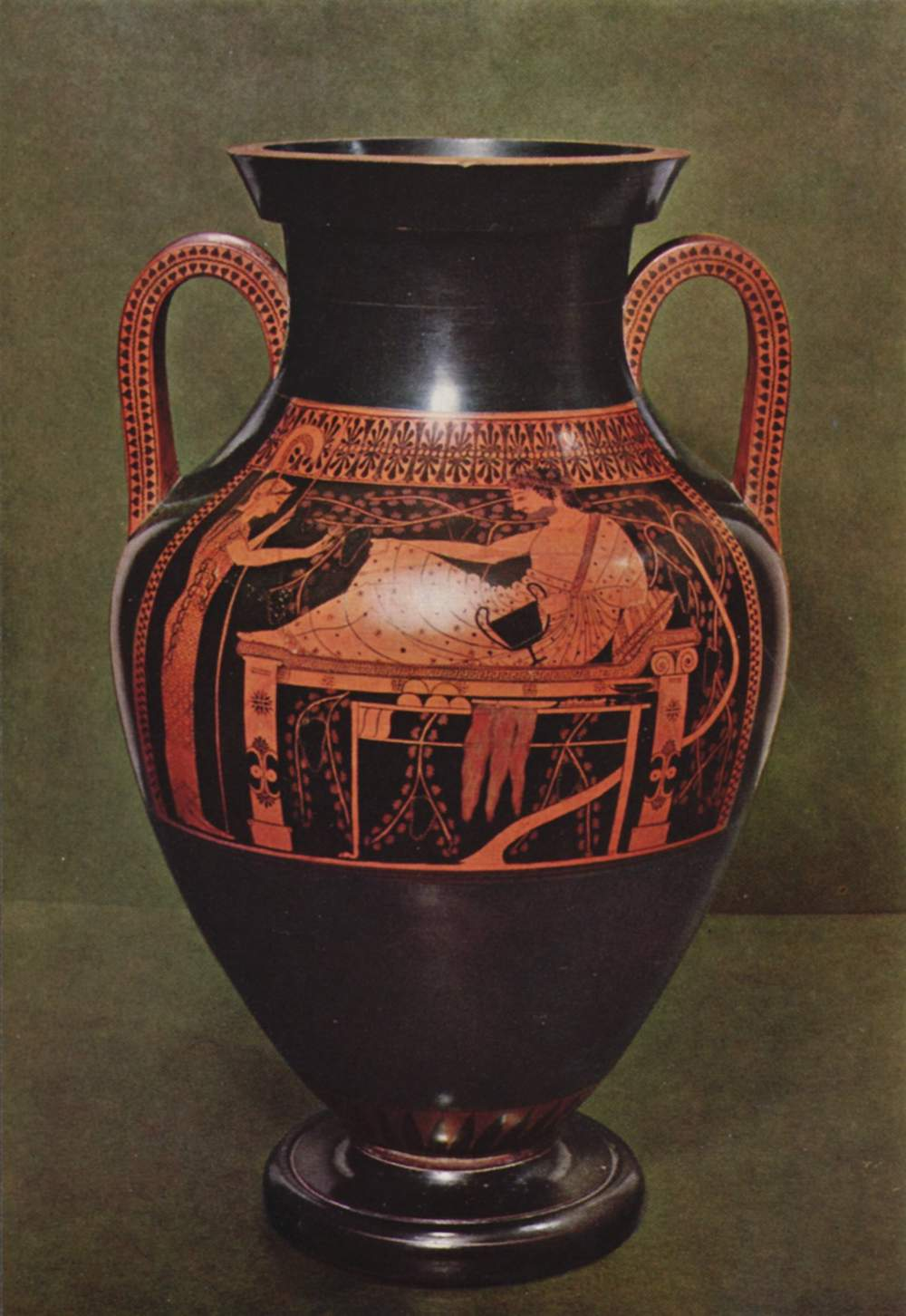
Héraclès au repos, amphore du Peintre d'Andokidès, v. 520, Staatliche Antikensammlungen de Munich.
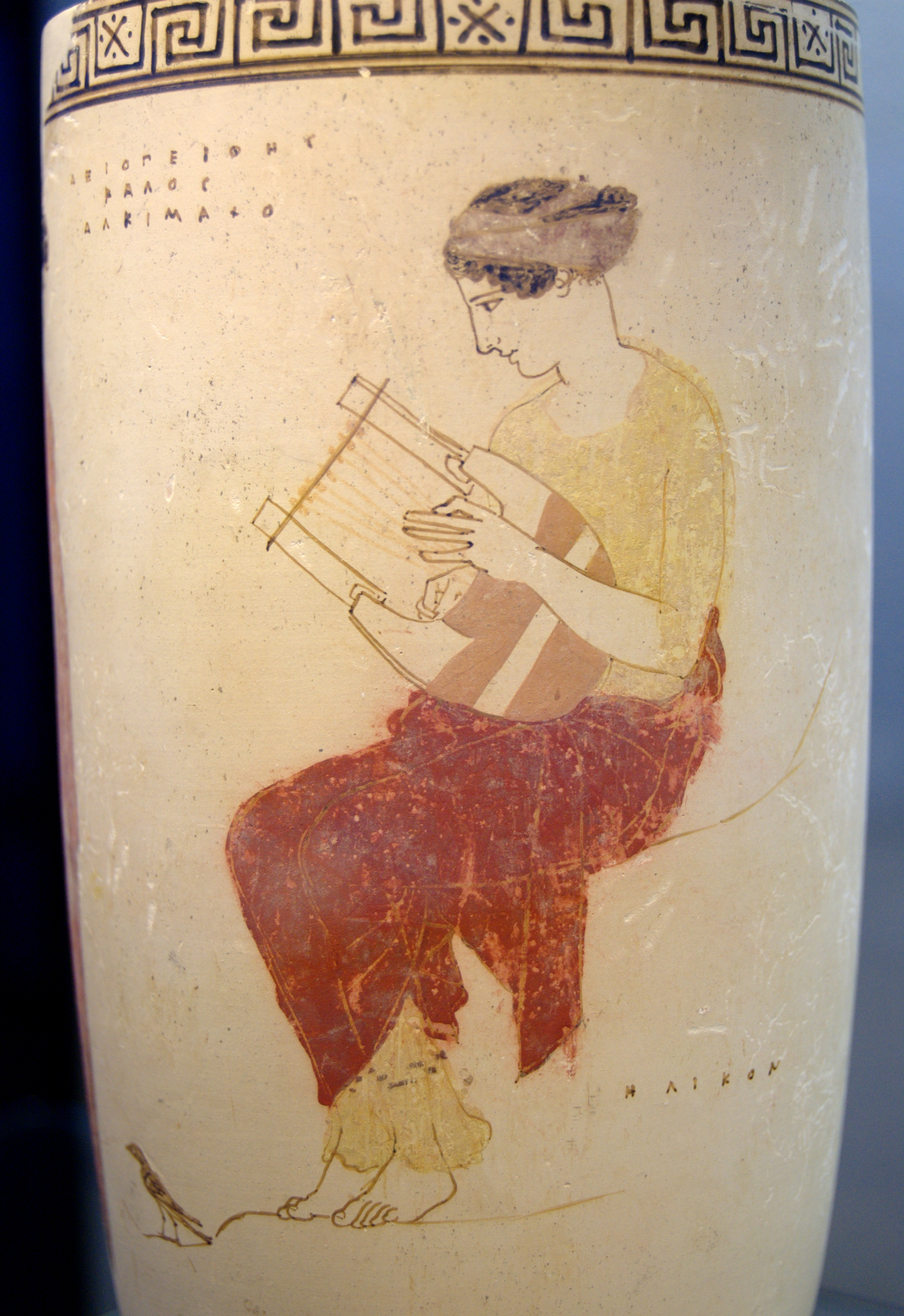
Une Muse jouant de la cithare, lécythe attique à fond blanc. « Peintre d'Achille », v. 440-430, Staatliche Antikensammlungen.
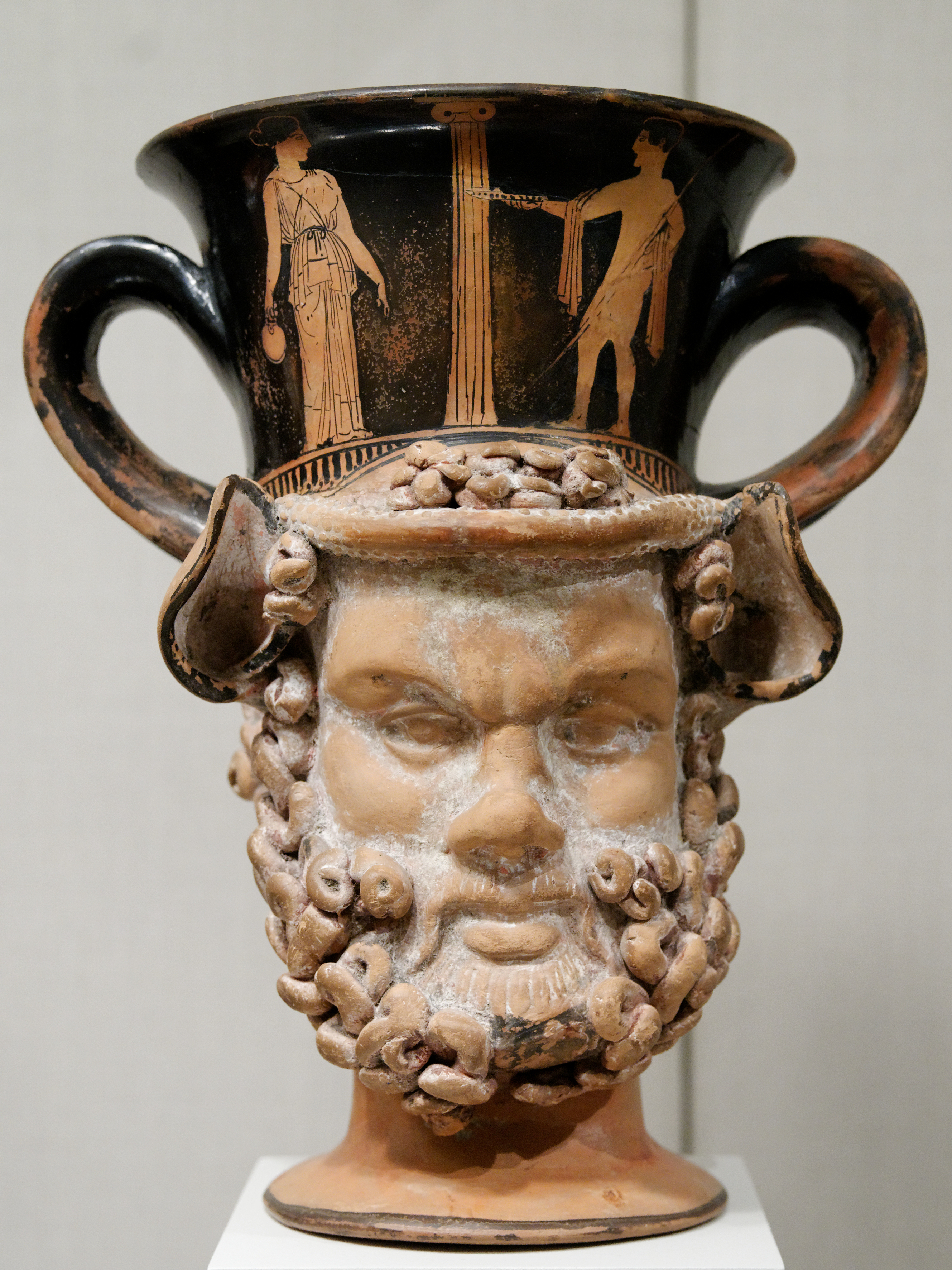
Canthare à figures de femme et de satyre attribué à Aison. Spina (Italie), v. 420, Metropolitan Museum of Art.

#### Autres peintures
En plus des céramiques, la peinture se retrouvait également sur les sculptures antiques, bien qu'elle en ait généralement disparu. La grande peinture sur murs ou panneaux de bois est surtout connue par des descriptions antiques (Pline l'Ancien, Pausanias) et les copies qui en ont été faites sur mosaïques. Des trouvailles archéologiques, surtout dans un contexte funéraire telles celles des tombes macédoniennes de Vergina et Agios Athanasios, ont depuis précisé la connaissance sur cet art majeur. Les peintres et leur art jouissent en effet d'un statut important dans l'Antiquité. Les textes antiques en ont préservé des grands noms. Cimon de Cléones aurait été un des pionniers à la fin du VIe siècle av. J.-C., puis Polygnote de Thasos et Micon développent cet art à Athènes au début de l'époque classique, représentant avant tout des thèmes mythologiques. Apollodore d'Athènes s'illustre à la fin du Ve siècle av. J.-C. par son travail sur l'ombre et la lumière, puis se développent l'école ionienne (Zeuxis d'Héraclée, Parrhasios d'Ephèse) et surtout l'école de Sicyone, qui s'illustre dans les portraits individuels et l'expression des sentiments (la peinture devant rapporter les traits physiques et moraux du sujet), notamment avec Apelle de Cos qui travaille pour Alexandre. Les peintures de Vergina, réalisées vers la même période, représentent des thèmes mythologiques (rapt de Perséphone par Hadès) et de chasse. Durant l'époque hellénistique la peinture murale est employée dans un cadre privé, représentant des thèmes floraux, des scènes de genre, des représentations architecturales, parfois des thèmes grotesques ou érotiques,.
Les élites romaines commanditent des copies des peintures grecques, comme cela se voit à Pompéi et Herculanum, y compris sur mosaïque puisqu'il est estimé que la fameuse « mosaïque d'Alexandre » de Pompéi est une copie d'une peinture hellénistique renommée. Les Romains font aussi venir des peintres grecs en Italie (Métrodore d'Athènes ou encore Iaia de Cyzique, une des rares femmes peintres dont le nom soit connu) pour satisfaire leur demande. De ce fait les styles des débuts de l'époque impériale romaine dérivent de ceux de la peinture hellénistique tardive. La peinture du Haut Empire est mal connue ; pour le monde grec elle est surtout attestée par les nombreux portraits funéraires du Fayoum.

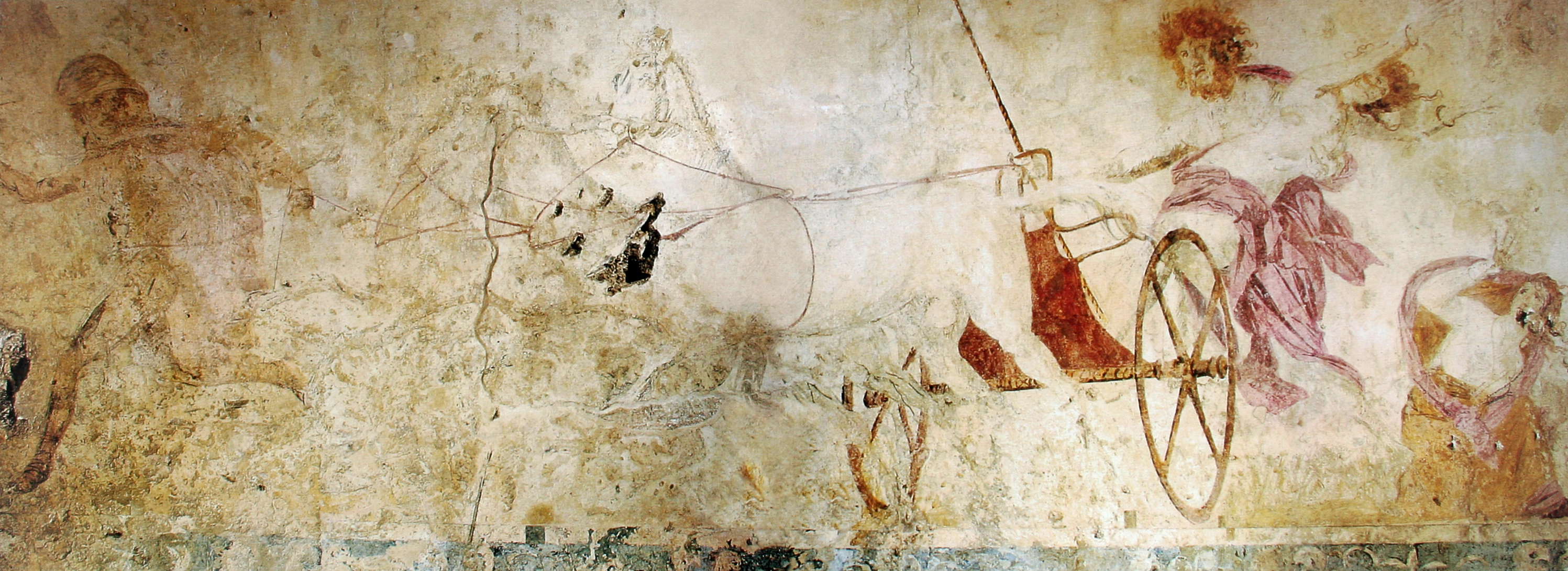
Hadès enlevant Perséphone, peinture de Vergina (Aigai), v. 340-330 av. J.-C.
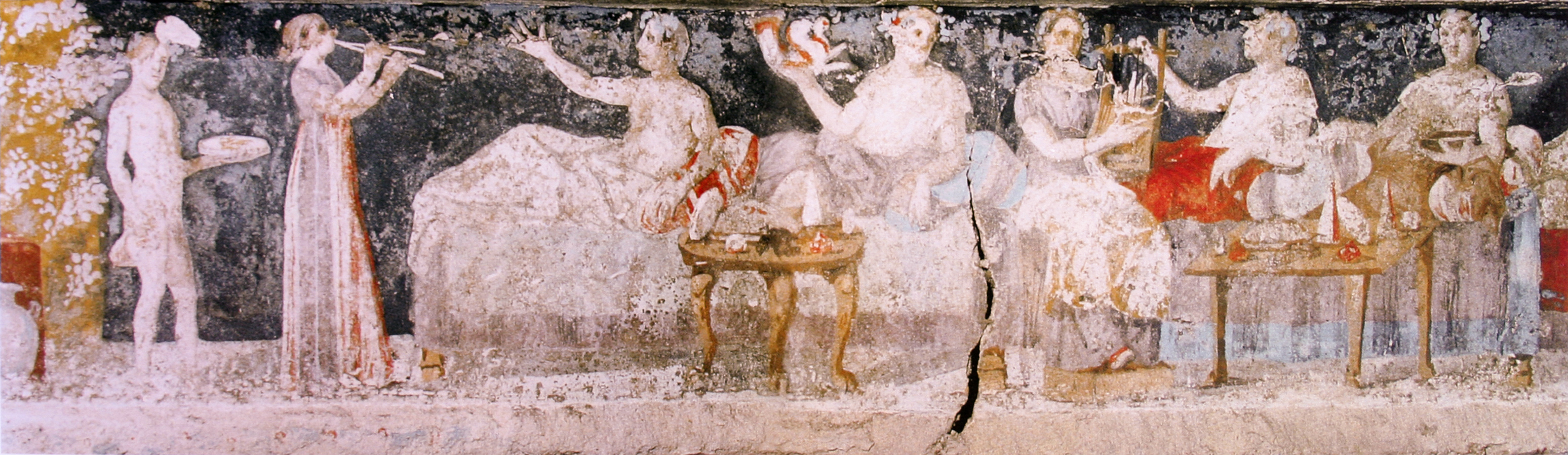
Scène de banquet, tombe d'Agios Athanasios (près de Thessalonique), v. 325-300.
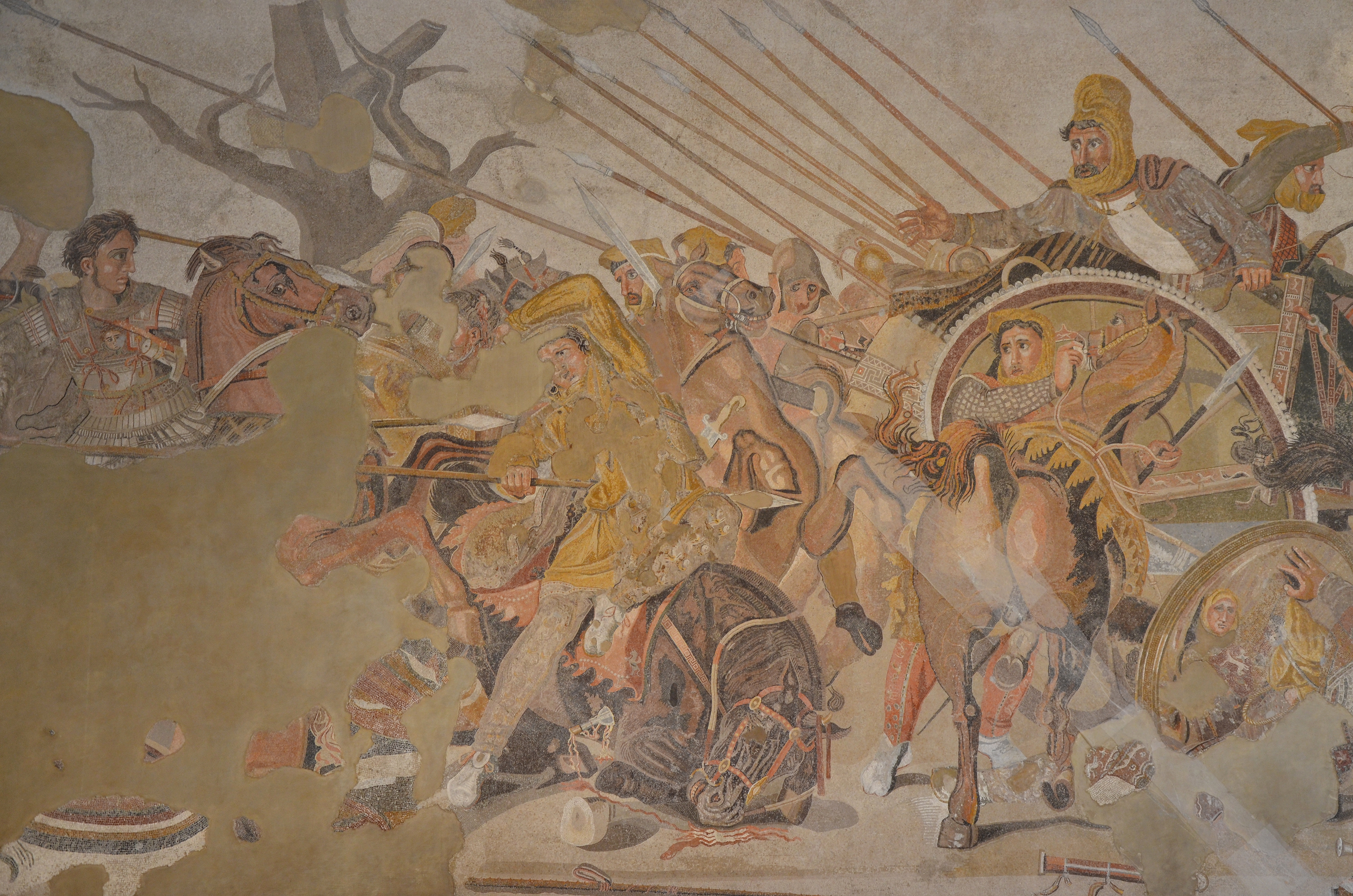
La « mosaïque d'Alexandre », Pompéi, copie d'une peinture hellénistique, musée archéologique national de Naples.

#### Mosaïque
L'art de la mosaïque apparaît en Grèce durant l'époque classique, peut-être à partir de modèles anatoliens, avec des mosaïques de galets. Il est attesté à la fin du Ve siècle av. J.-C. à Olynthe et Corinthe, reproduisant des motifs géométriques et scènes figurées, cherchant sans doute à imiter les motifs des tapis qui ornaient les riches demeurent. Les mosaïques des sols des maisons riches de Pella, dans la seconde moitié du IVe siècle av. J.-C., témoignent du développement de cet art, avec une extension du répertoire chromatique et iconographique, aboutissant à la réalisation de scènes de grande qualité, s'inspirant sans doute des peintures. La période hellénistique voit le développement des mosaïques en tesselles, petites pièces de marbre ou autre pierre, peut-être originaire de Sicile, où elle est attestée en premier. Cela conduit à un perfectionnement de l'art de la mosaïque, qui rivalise avec la peinture par l'inventivité de ses compositions, constituées d'un panneau central encadré par des motifs végétaux ou géométriques. Il s'en trouve sur les sols des maisons riches, et également des bâtiments publics, notamment à Alexandrie, Pergame, Délos. Au-delà de leur aspect décoratif, elles manifestent le statut social du commanditaire, et sont surtout employées dans un contexte privé pour les salles de banquet. La technique se diffuse dès cette époque dans le monde romain, où elle devient murale, et sert comme vu plus haut pour des reproductions de tableaux célèbres dans les demeures de Pompéi. Pour le monde grec romain, l'art de la mosaïque est bien attesté en Syrie dans la région d'Antioche, à Zeugma et Apamée, et ce jusqu'au début de l'époque byzantine. Il est également adopté au Levant pour des synagogues et des églises chrétiennes,.

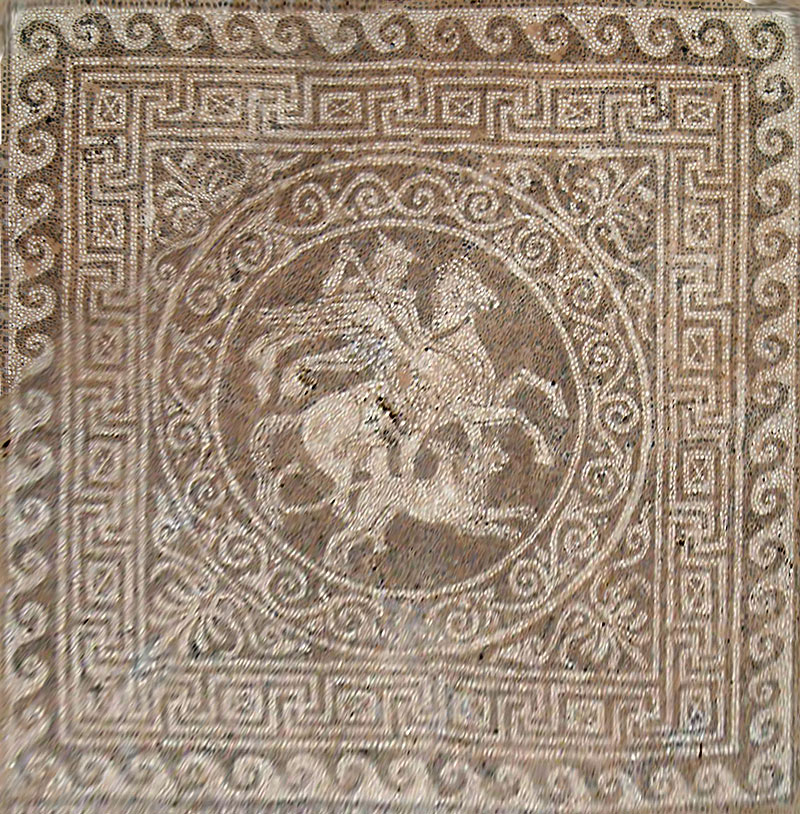
Mosaïque représentant Bellérophon, Olynthe, fin du Ve siècle av. J.-C.
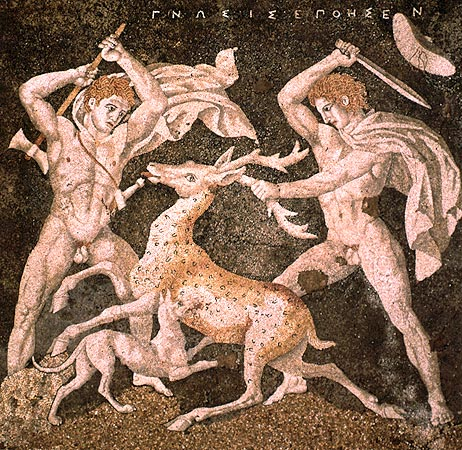
Mosaïque représentant une chasse au daim, Pella, fin du IVe siècle av. J.-C.
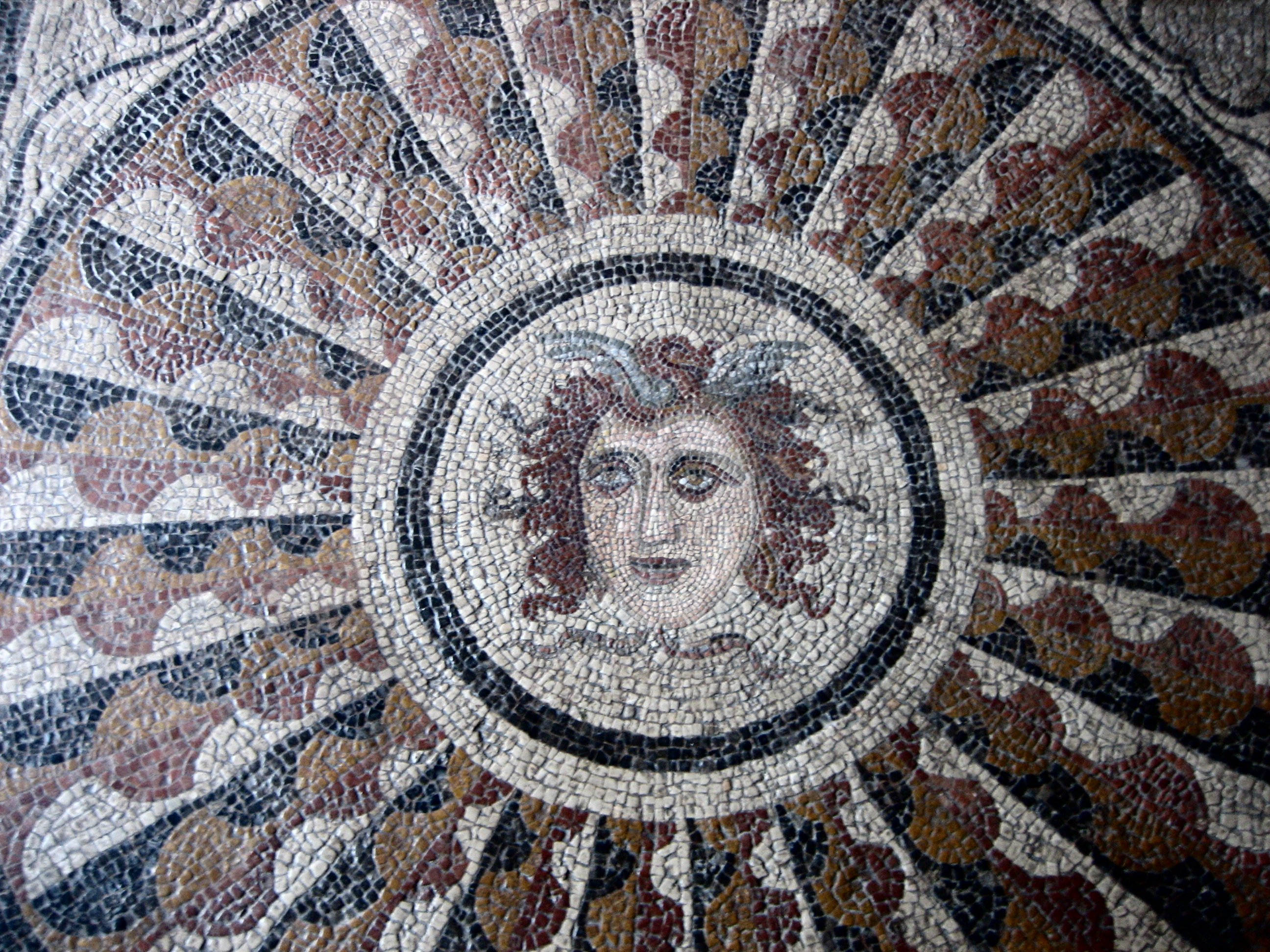
Mosaïque représentant la Méduse, Palais des grands maîtres de Rhodes, IIe siècle av. J.-C.
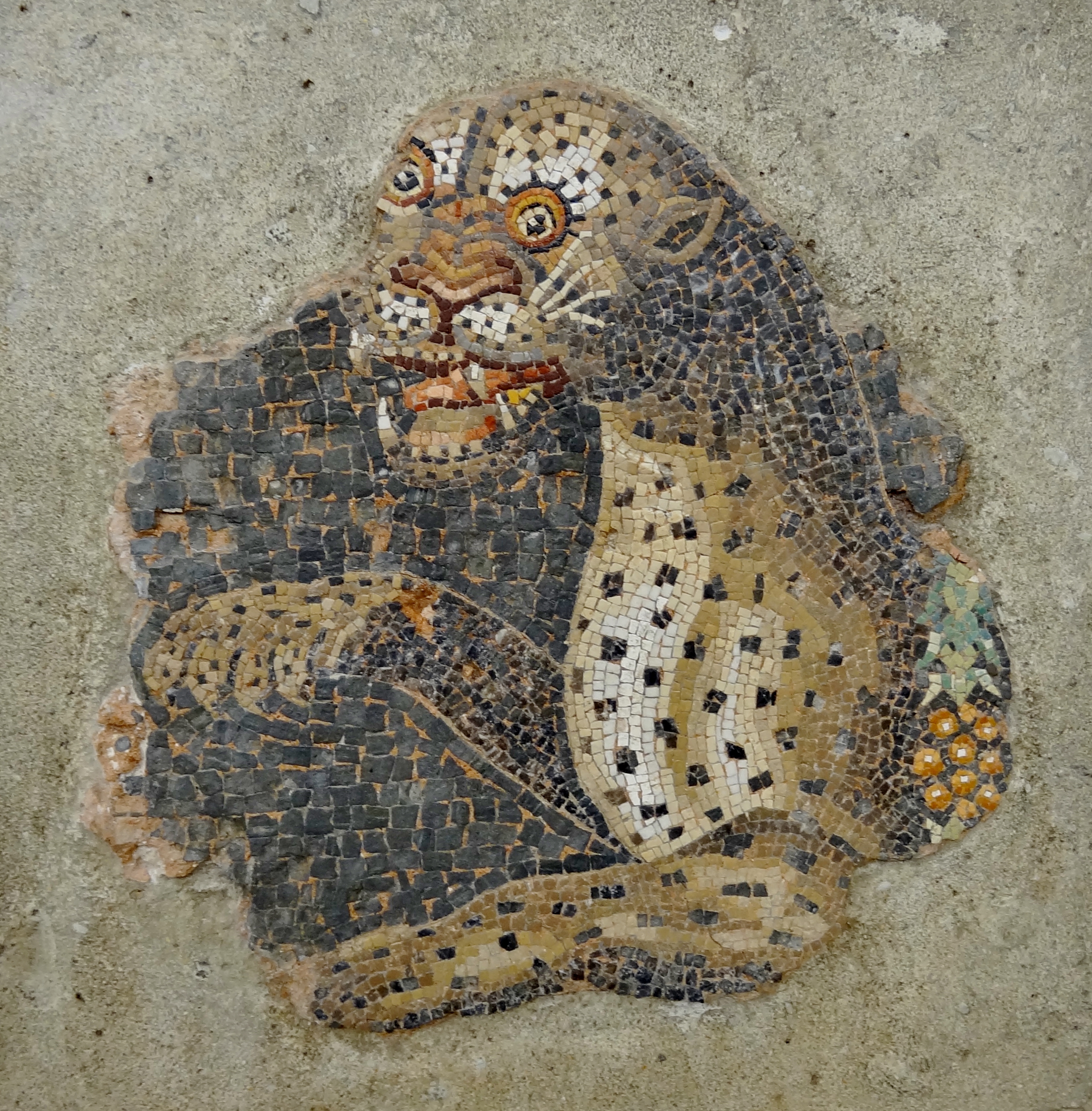
Mosaïque d'une panthère, Délos, v. 100 av. J.-C. Musée archéologique de Délos.
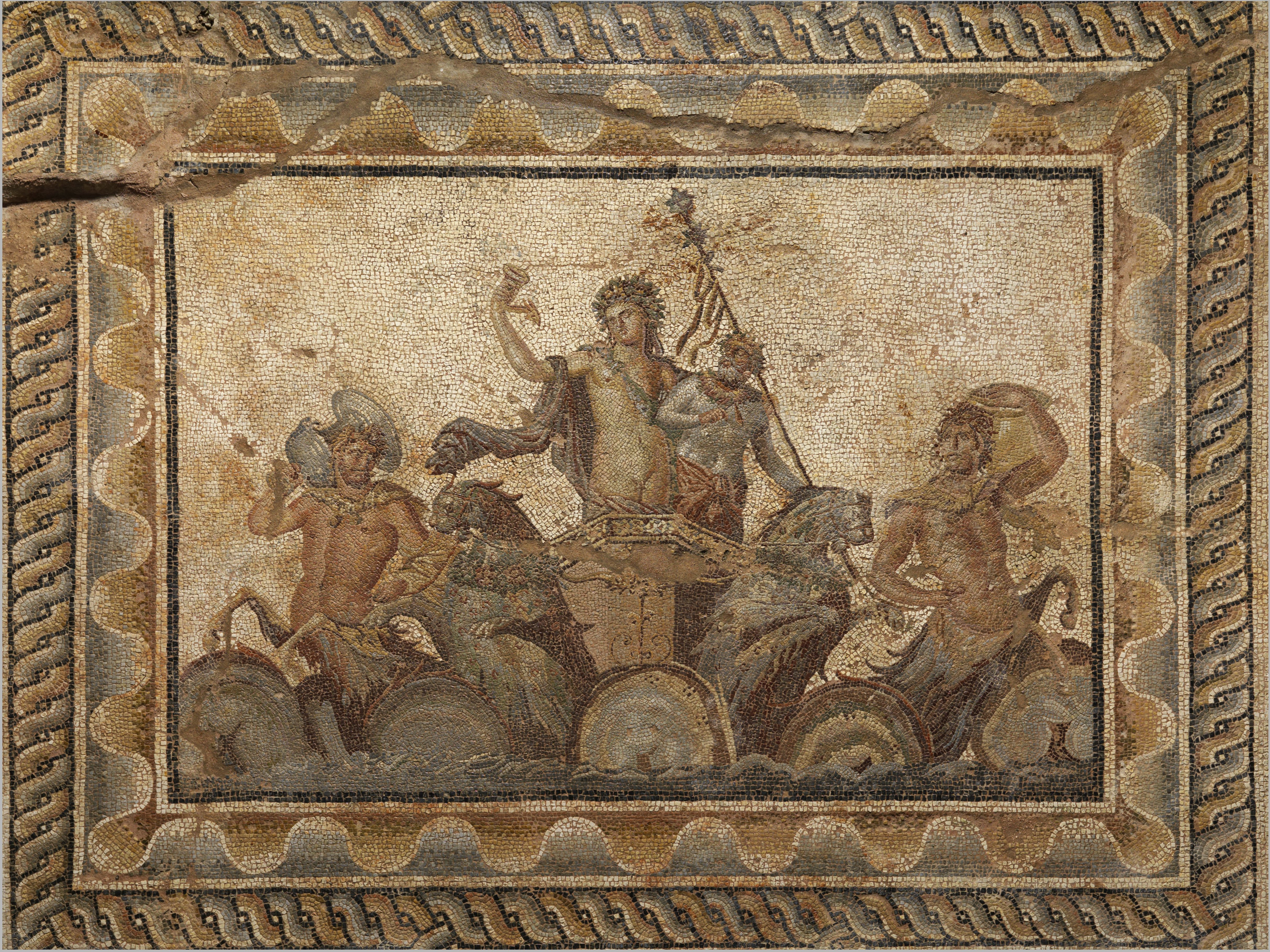
L'épiphanie de Dionysos, mosaïque de Dion, IIe siècle. Musée archéologique de Dion.
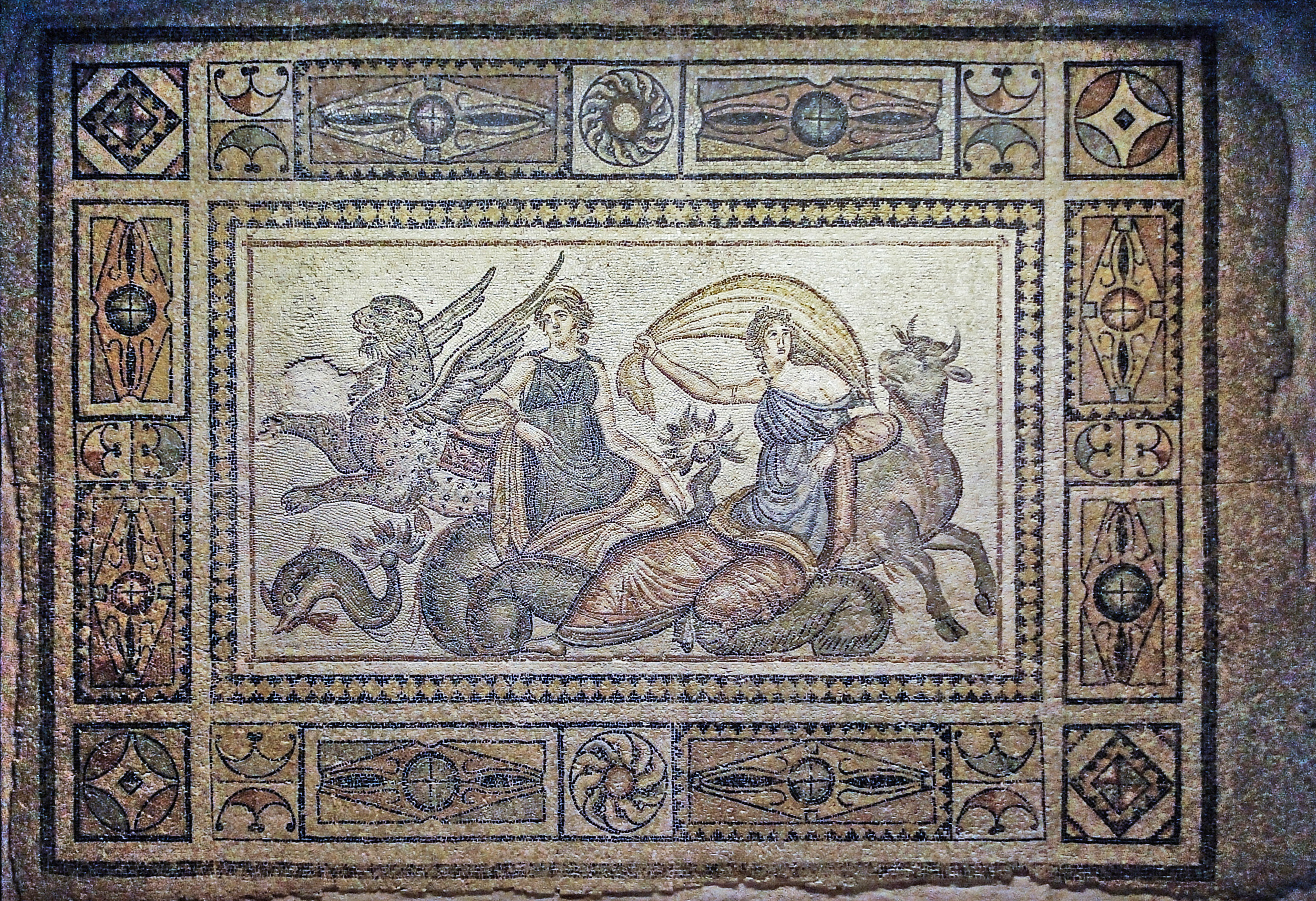
Le rapt d'Europe, mosaïque de Zeugma, IIe siècle-début IIIe siècle, musée de Zeugma, Gaziantep.
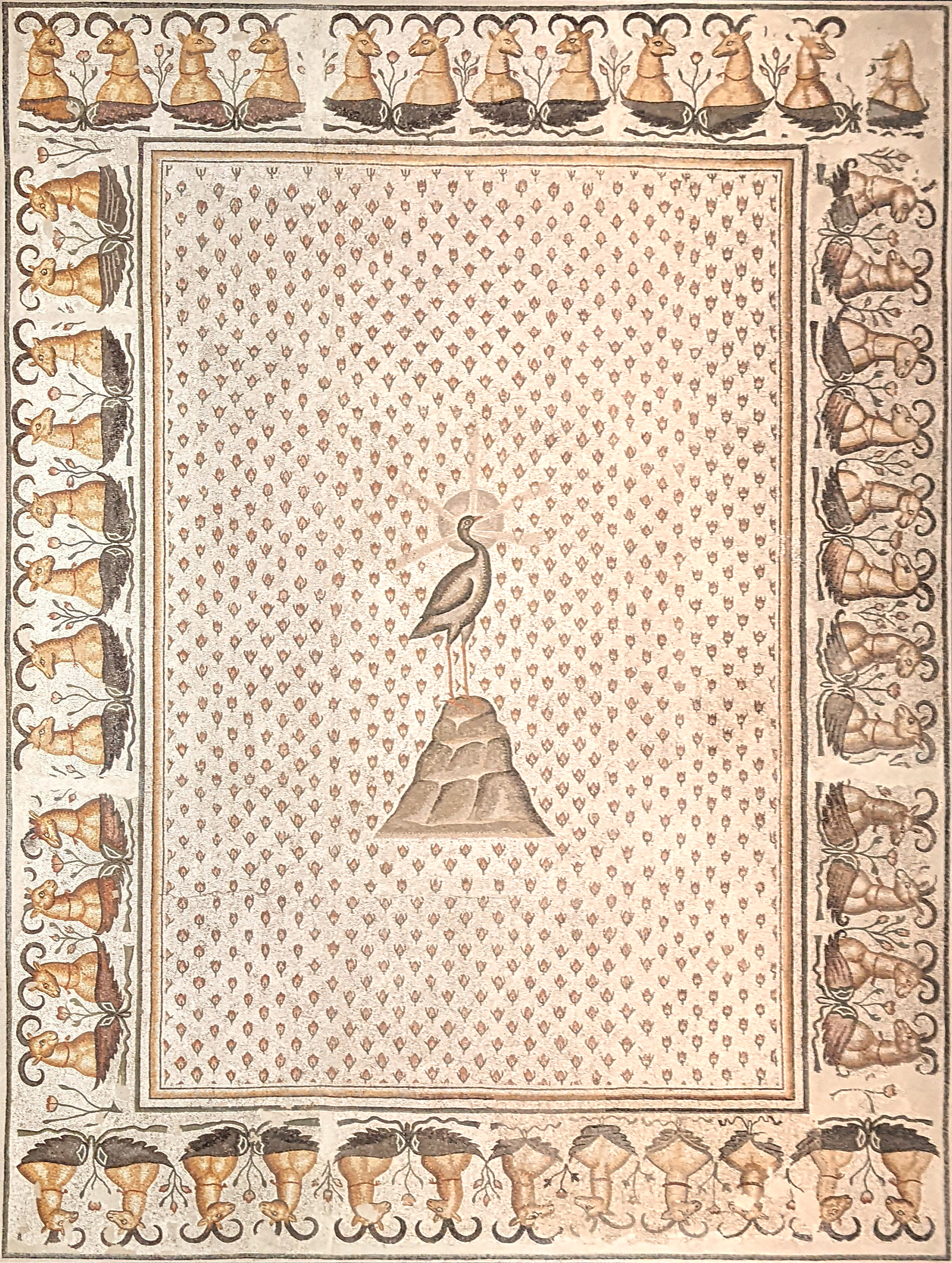
« Mosaïque du Phénix », provenant d'une résidence de Daphné (faubourg d'Antioche), fin du Ve siècle, musée du Louvre.

#### Antiquité tardive
L'art de l'Antiquité tardive se caractérise en effet par ses mosaïques de grande qualité destinées aux églises, dont l'exemple le plus célèbre sont les mosaïques de la basilique Saint-Vital de Ravenne commanditées par Justinien. Les thématiques et motifs chrétiens prennent de plus en plus d'importance dans l'imagerie de l'époque (Christ, anges, croix). La sculpture se poursuit sur les bases gréco-romaines, avec une grande importance accordée aux portraits des empereurs et des élites, avant d'évoluer vers des formes plus stylisées et expressives. La peinture trouve de nouveaux supports d'expression avec les enluminures sur manuscrit et les icônes sur bois. D'un autre côté la christianisation fait que représentations mythologiques comme les nus s'effacent progressivement, ne survivant pour un temps que dans des arts « mineurs » luxueux et discrets (orfèvrerie, ivoire, tissus brodés).

### Architecture

#### Époques archaïque et classique
Après la fin de l'époque mycénienne, l'architecture grecque retourne à un stade rudimentaire en matériaux peu pérennes, les constructions monumentales étant très rares (Lefkandi, Thermos). Le retour d'une architecture monumentale se produit dans les sanctuaires, au début de l'époque archaïque, avec des structures absidiales puis rectangulaires, posant les bases de la forme classique du temple grec. Au VIIe siècle av. J.-C. les premiers édifices en pierre apparaissent. Des techniques d'extraction et de taille de la pierre sont introduites depuis l'Égypte vers la même époque, et la construction en pierre se développe, avec le premier développement des ordres architecturaux, le dorique et l'ionien. Ils sont clairement visibles dans des temples du début du VIe siècle av. J.-C., quand sont fixées les bases du temple grec type, rectangulaire, entouré de colonnes (périptère), avec un porche d'entrée (pronaos), une pièce centrale rectangulaire où se trouve la statue divine (naos) et une sorte de faux porche à l'arrière (opisthodome) ; dans certains cas, notamment à l'ouest, se trouve une salle à l'arrière du naos, l'adyton. Dans les Cyclades le marbre est employé, plutôt le calcaire ailleurs, mais au VIe siècle av. J.-C. Athènes emploie aussi le marbre grâce à ses carrières du Pentélique. La pierre est peinte, le décor jouant sur le contraste entre le clair et le sombre, de plus en plus chargé de bas en haut,.
Les ordres architecturaux grecs sont l'« ensemble des caractères formels et des proportions qui s'appliquent à l'élévation d'un bâtiment ». Leur classification nous vient des écrits de l'historien de l'architecture romain Vitruve (Ier siècle av. J.-C.), qui l'a reprise de traités grecs. L'ordre dorique, plus ancien (v. 550 av. J.-C.), se caractérise par son aspect géométrique, ses colonnes sans base d'une vingtaine de cannelures coiffées de chapiteaux à échine profilée supportant un abaque rectangulaire. Les plans des temples sont marqués par la symétrie et l'axialité. L'ordre ionique est caractérisé par son chapiteau à volutes horizontales, supporté par des colonnes élancées, avec une base moulurée. L'ordre corinthien (apparemment créé à Athènes) est en fait une variation du précédent, caractérisée par ses chapiteaux décorés par des feuilles d'acanthe. En pratique, les règles sont suivies à peu près de la fin du VIe siècle av. J.-C. jusqu'à la première moitié du IVe siècle av. J.-C., mais après l'éclectisme domine et brouille les distinctions.

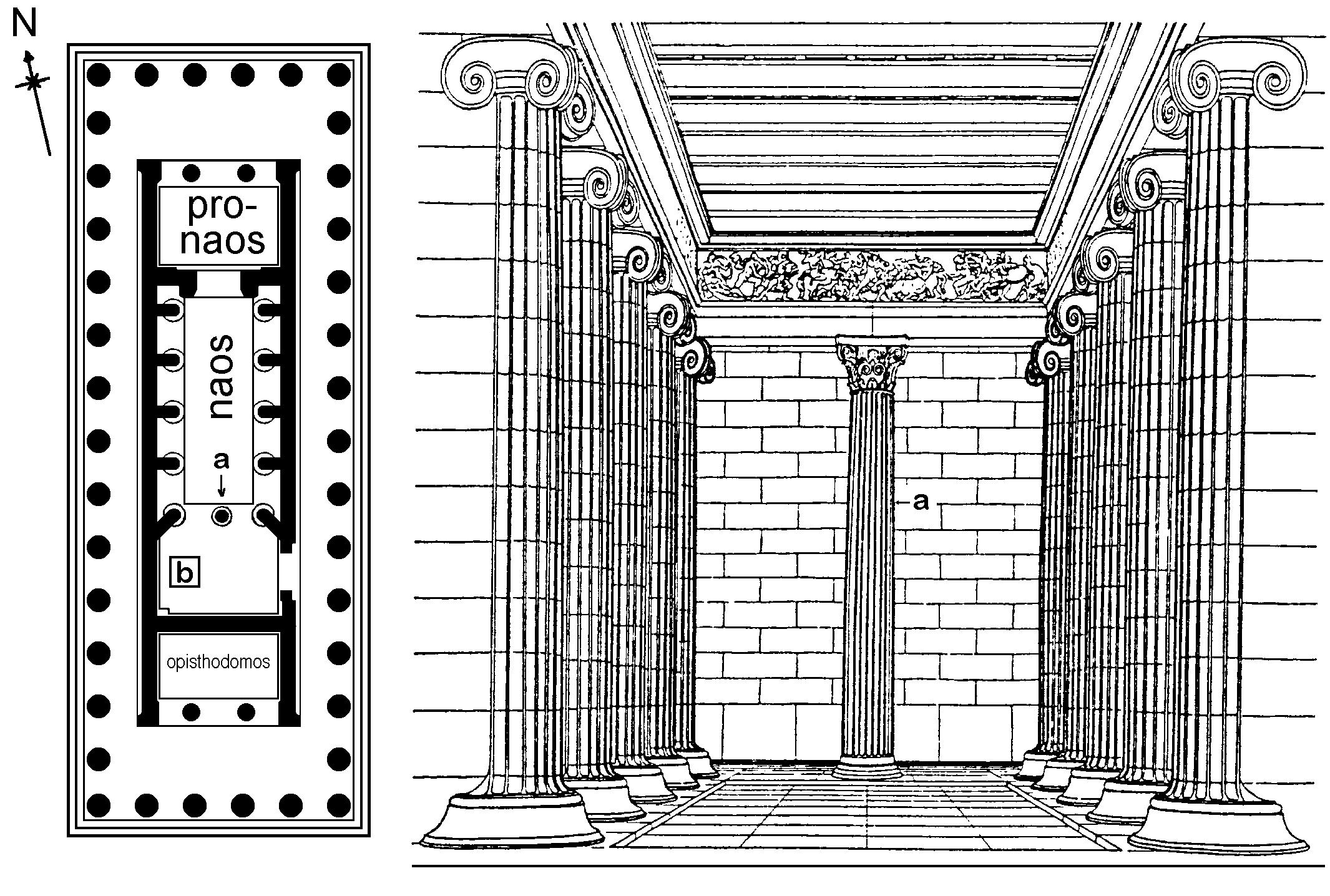
Plan et représentation du naos du temple d'Apollon à Bassae.
Les types de colonnes antiques (Grèce et autres régions) et la description des parties d'une colonne.
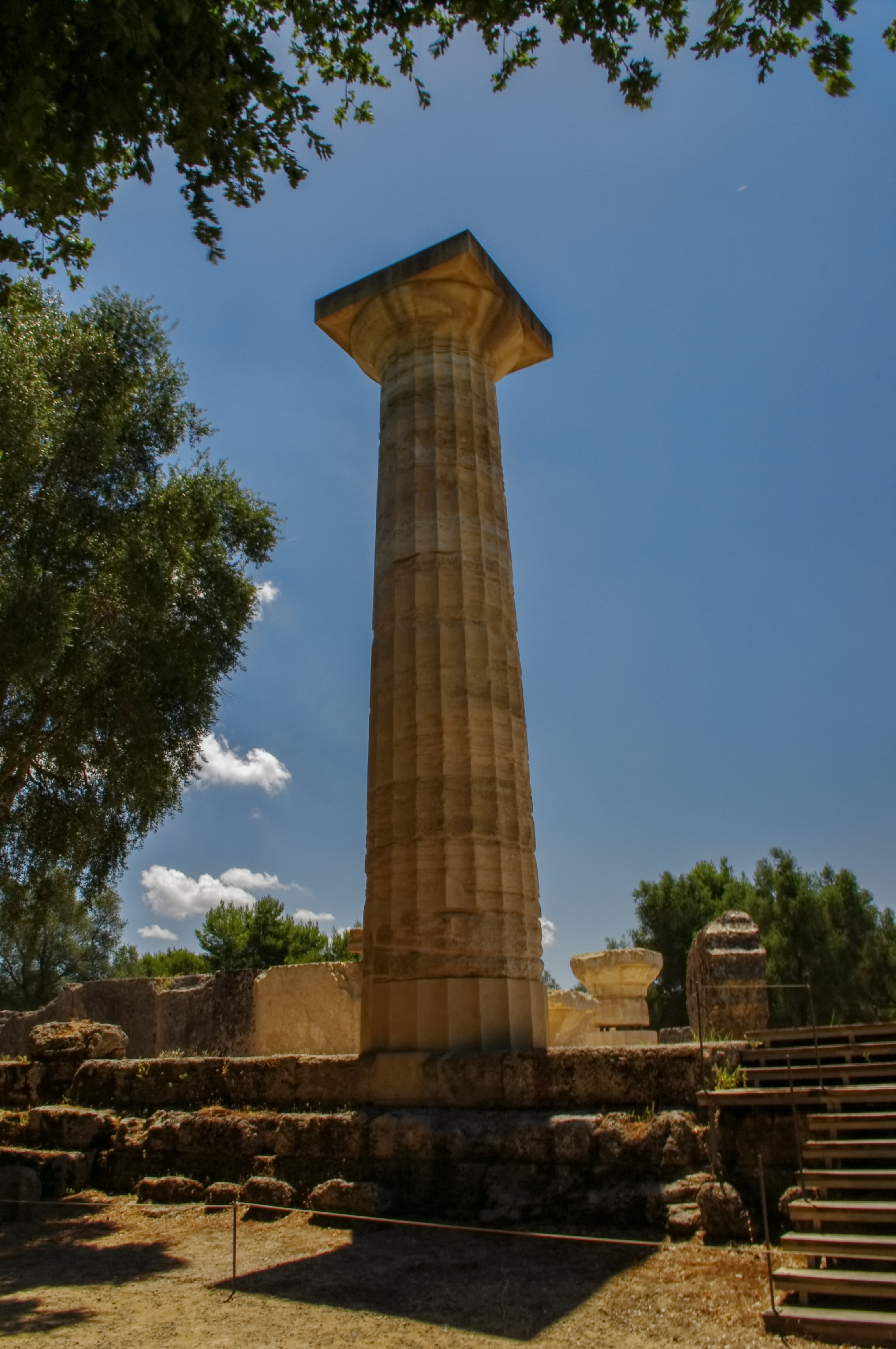
Colonne dorique du temple de Zeus à Olympie.
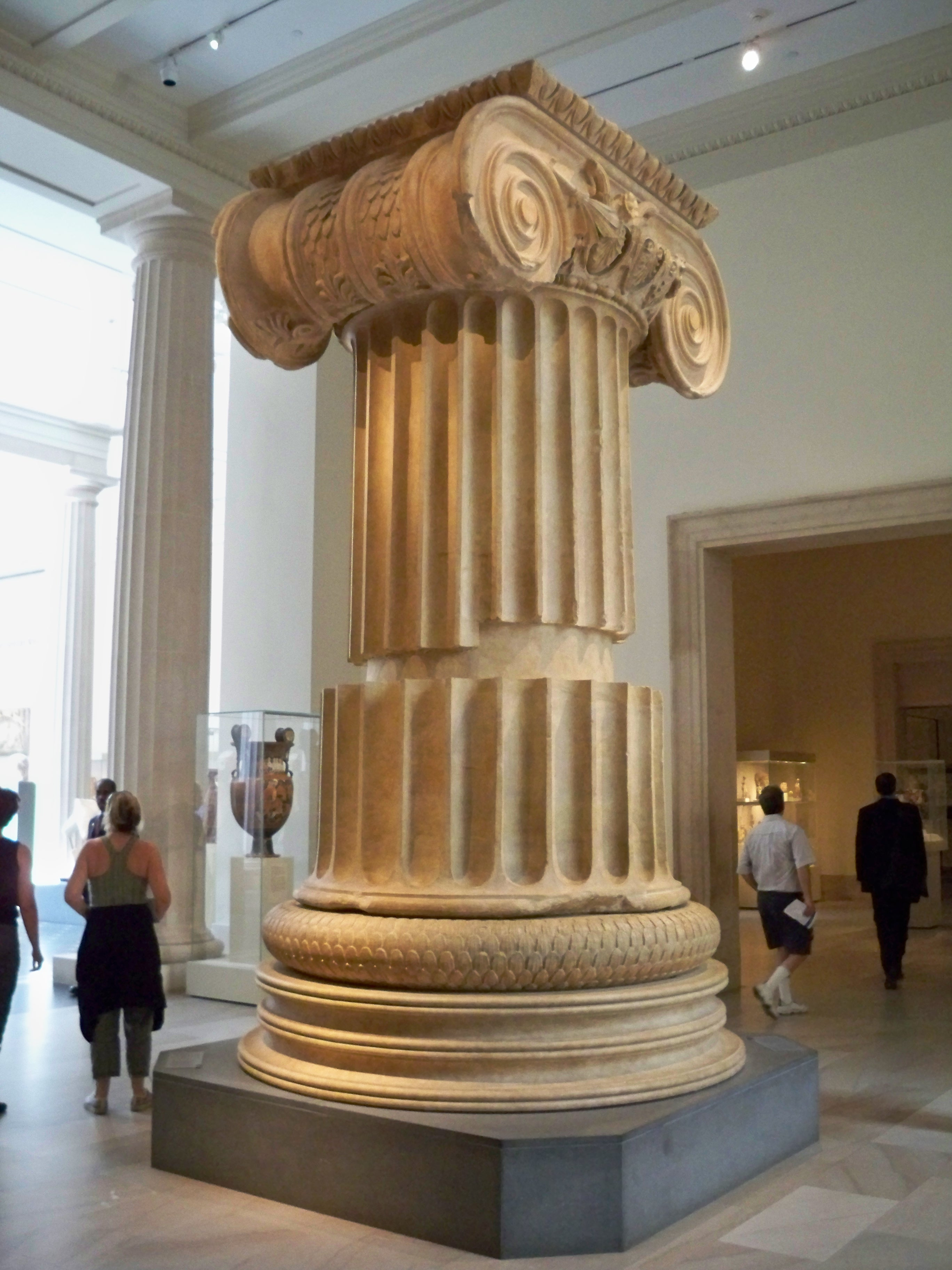
Chapiteau ionique du temple d'Artémis de Sardes. Metropolitan Museum of Art.
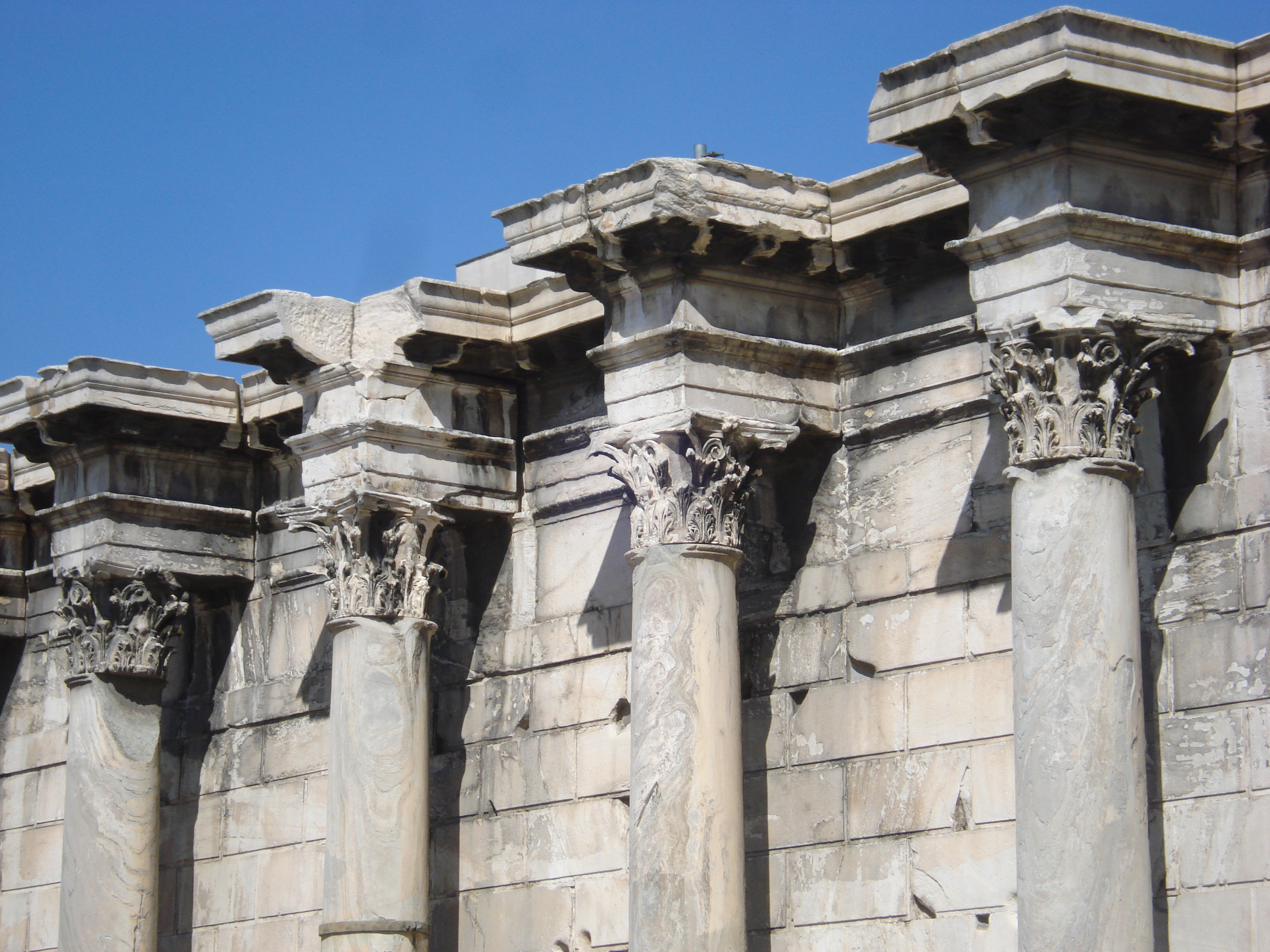
Chapiteaux et colonnes corinthiens de la Bibliothèque d'Hadrien à Athènes.

Les temples de l'époque archaïque sont mal conservés. De cette époque datent des constructions monumentales en Ionie (temple d'Artémis d’Éphèse, temple d'Héra de Samos) et dans les cités de Sicile. Le Ve siècle av. J.-C. est dominé par le chantier de l'Acropole d'Athènes, autour du Parthénon, le temple de la déesse Athéna, et des bâtiments voisins (Propylées, Érechthéion, temple d'Athéna Nikè), traditionnellement tenus pour être la quintessence de l'architecture grecque classique. Mais des temples de style similaire et pas moins remarquables sont érigés partout dans le monde grec, en particulier les temples siciliens qui sont parmi les mieux conservés (Sélinonte, Poseidonia, Agrigente, Ségeste). Les grands sanctuaires panhelléniques et fédéraux (Olympie, Delphes, Délos) rassemblent également d’impressionnants groupes monumentaux.

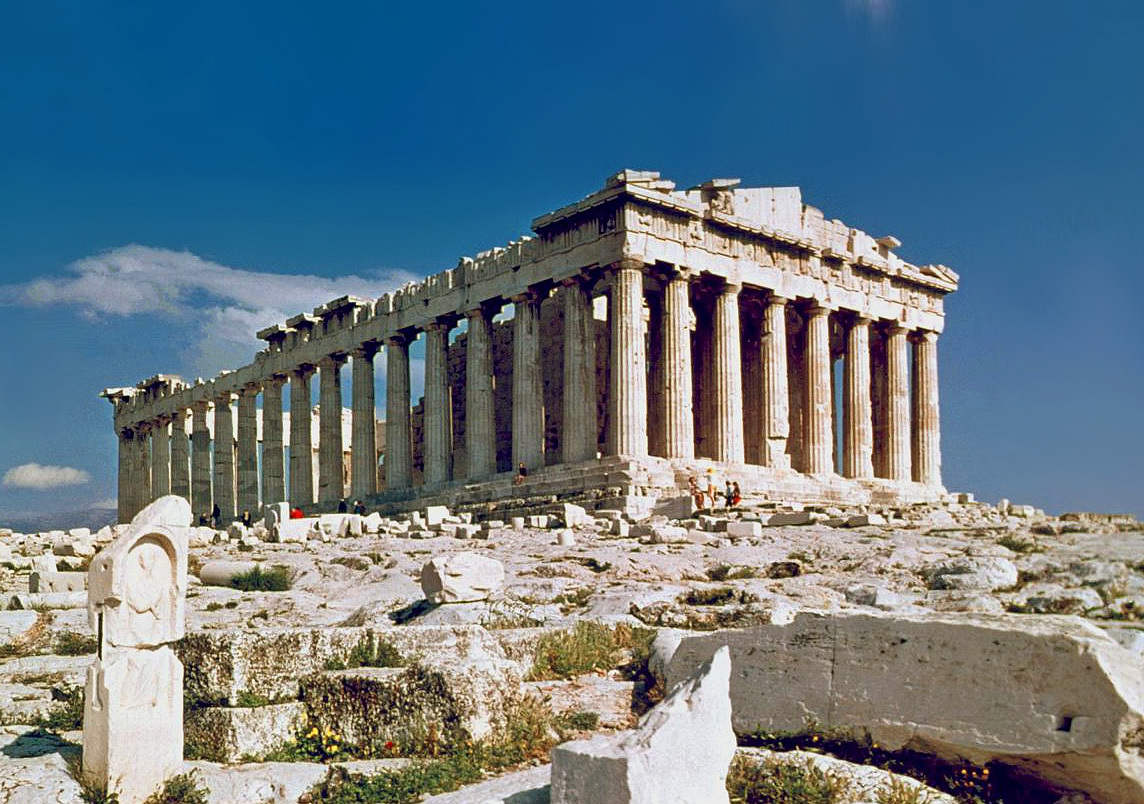
Le Parthénon, temple d'Athéna à Athènes.
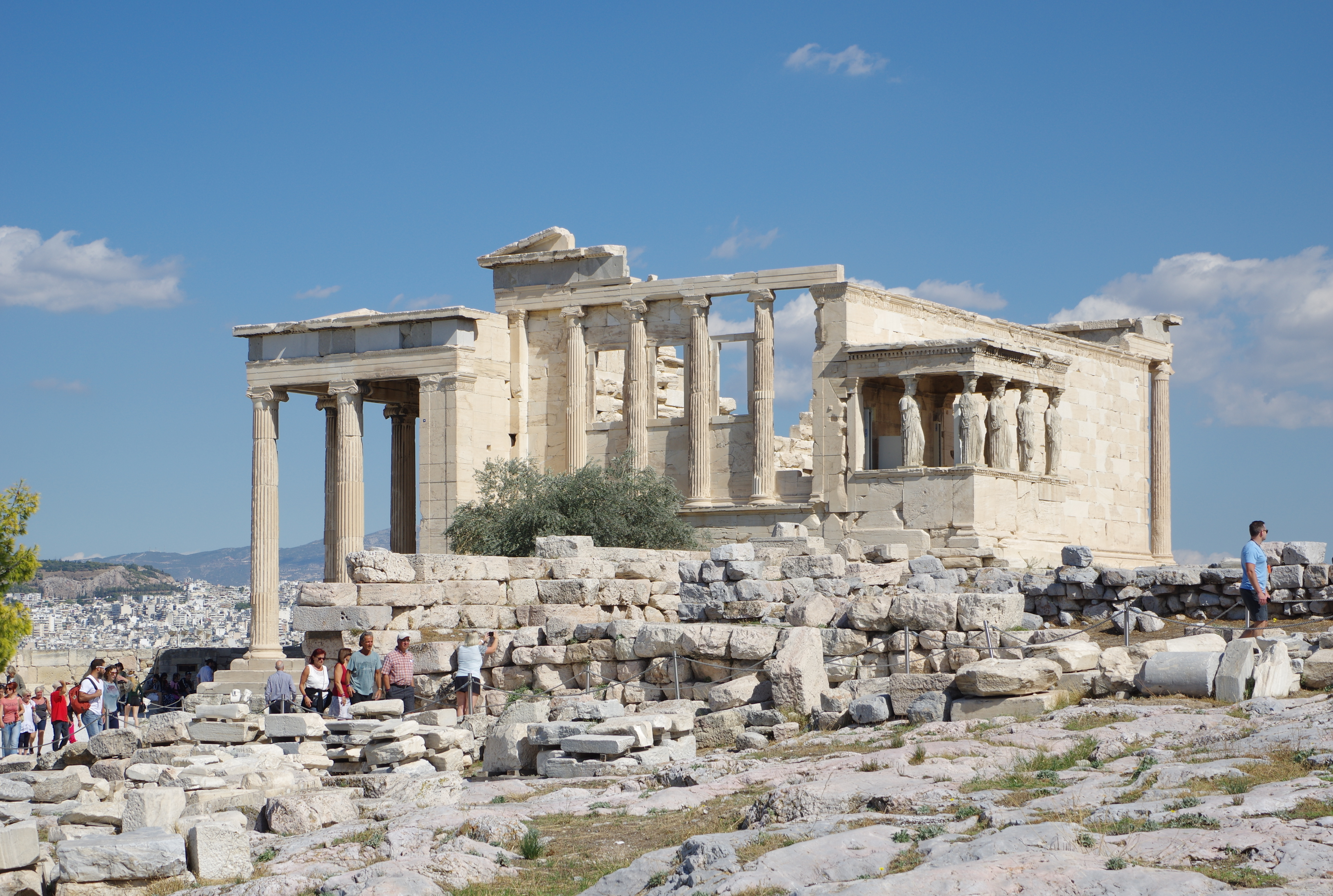
L'Érechthéion de l'Acropole d'Athènes.
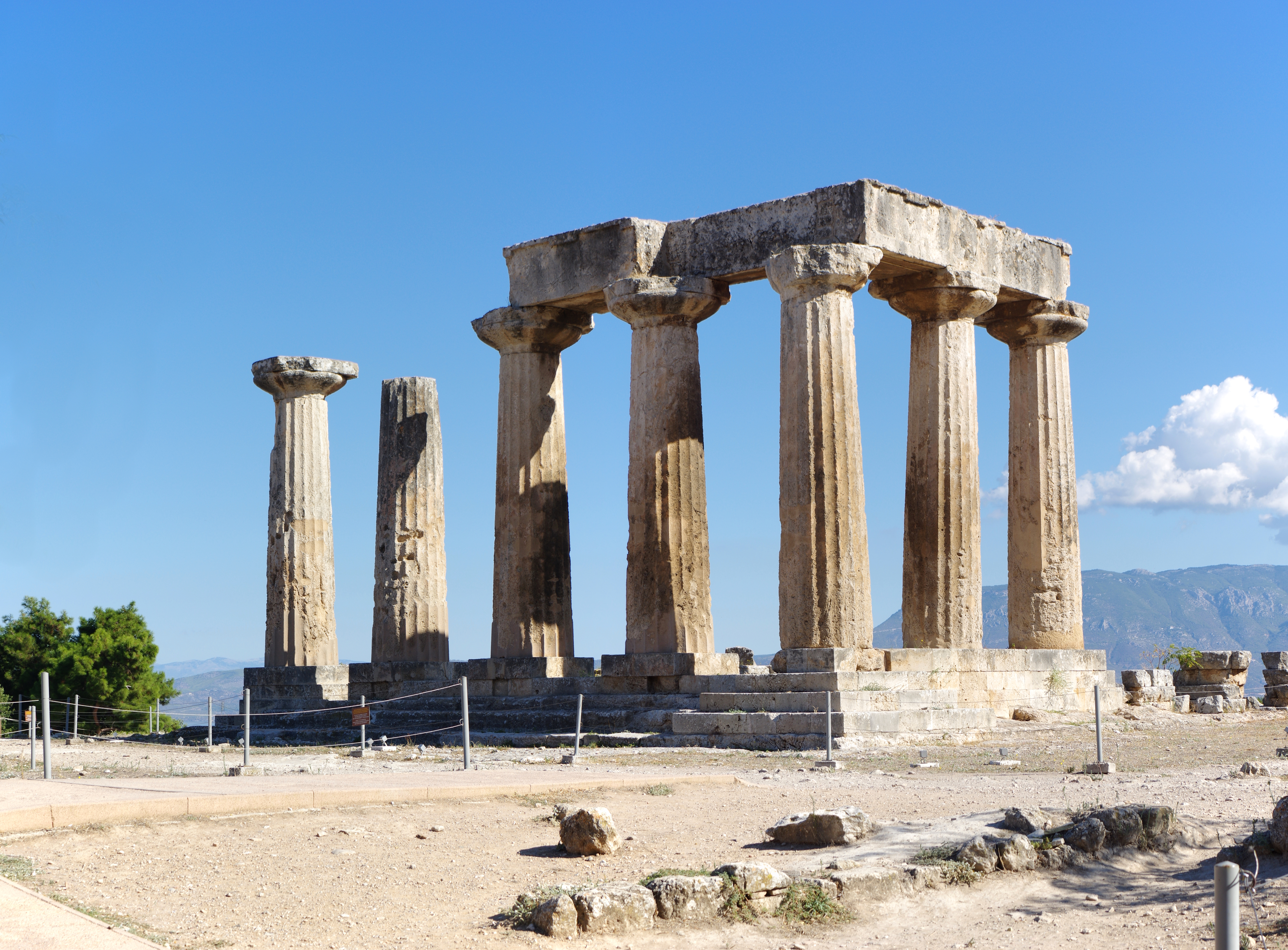
Ruines du temple d'Apollon de Corinthe.
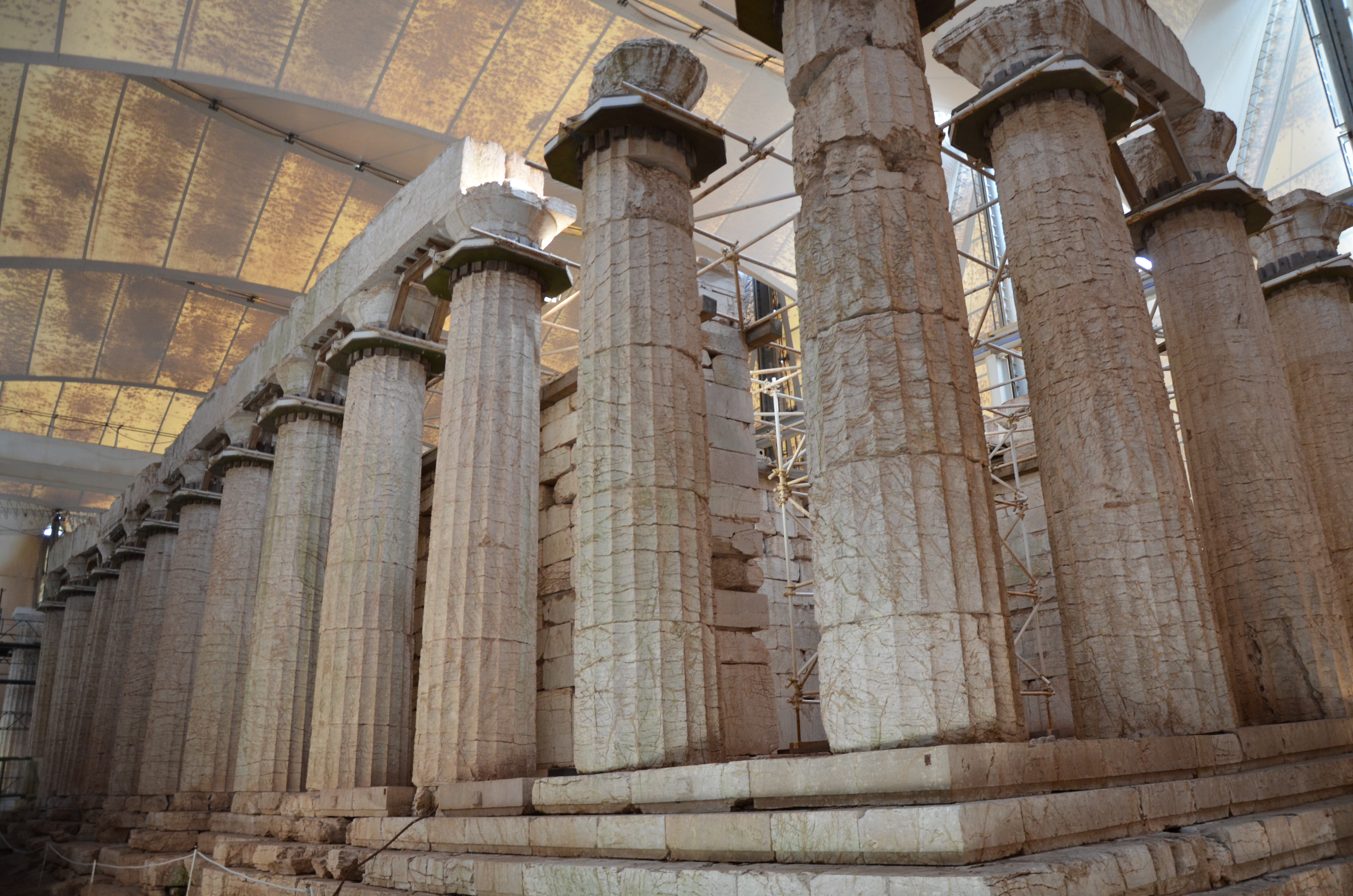
Péristyle du temple d'Apollon à Bassae.
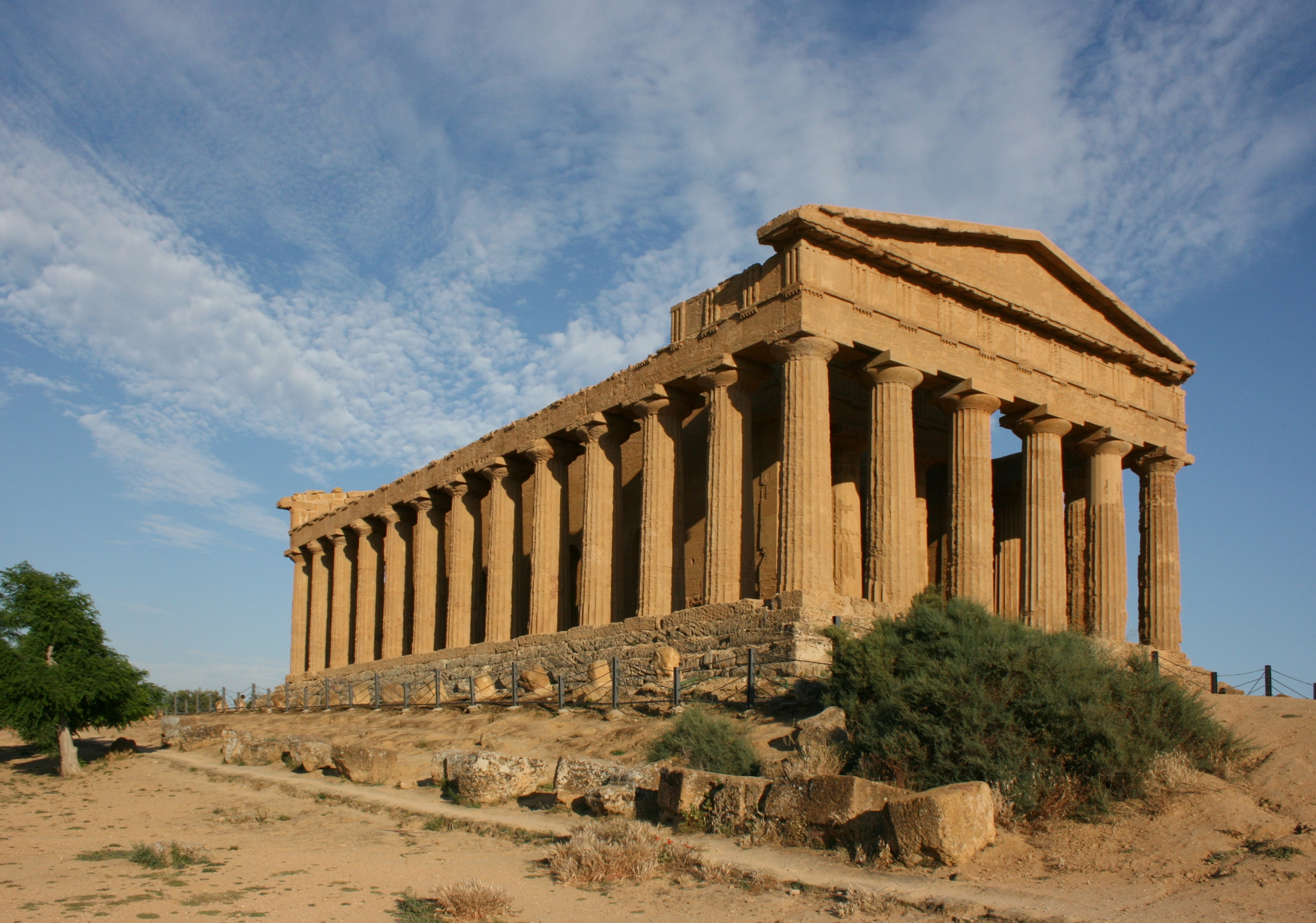
Le temple de la Concorde à Agrigente.
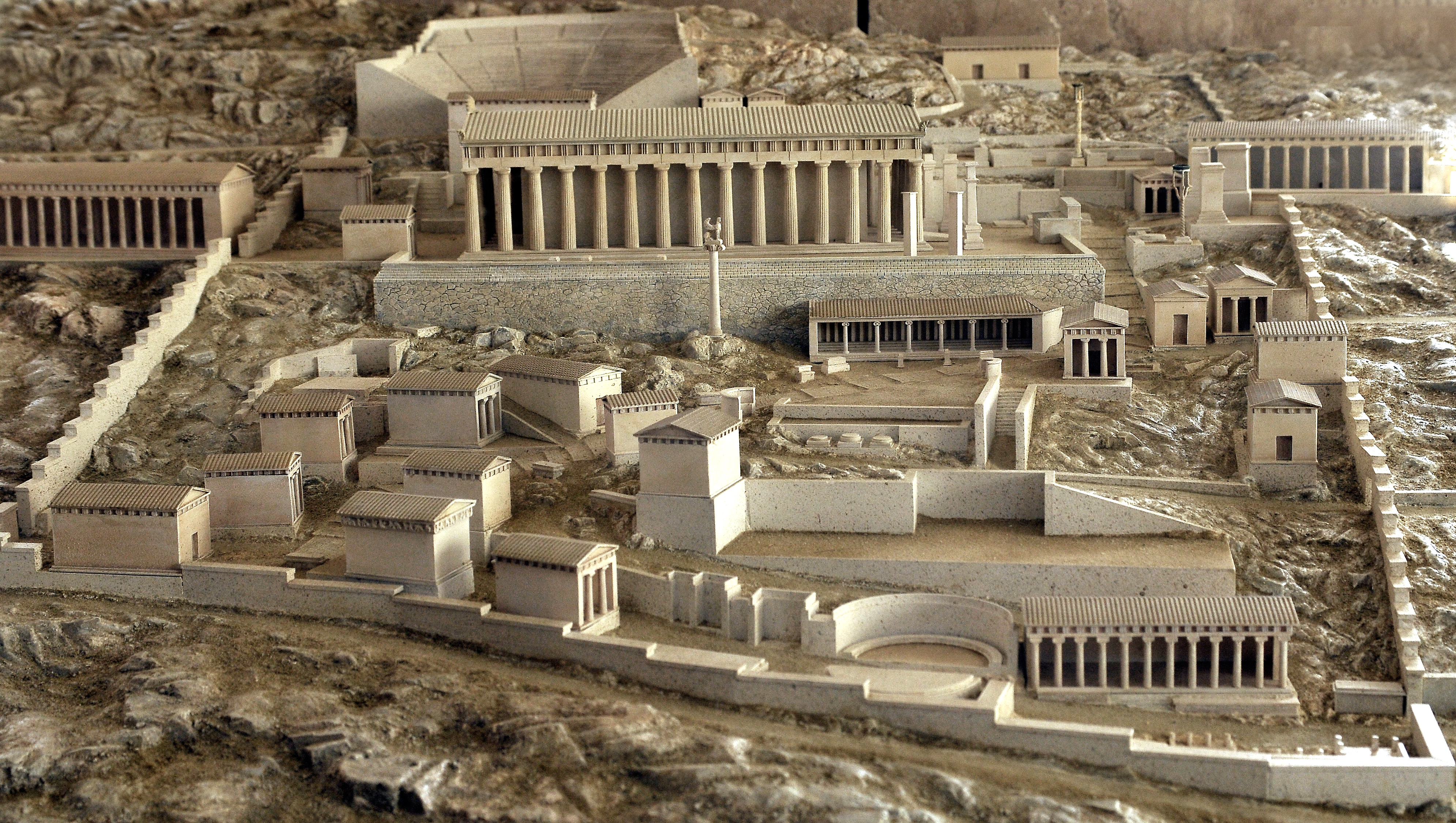
Maquette du sanctuaire de Delphes, musée archéologique de Delphes.

L'architecture des temples influence celle des autres bâtiments, dans une certaine mesure. On trouve ainsi des colonnades pour entourer des cours, ou bien soutenir des portiques (stoa), ayant diverses fonctions. Pour les constructions domestiques le principe de la cour centrale est adopté et bien établi au VIe siècle av. J.-C., et sert de point focal pour l'édifice. On les retrouve dans des bâtiments publics. On privilégie les formes simples, rectangulaires, pour les bâtiments et les cours. Les bâtiments curvilignes sont rares. Les bâtiments au plan complexe existent, consistant généralement en la juxtaposition d'unités rectangulaires (Propylées, Érechthéion à Athènes). La construction de théâtres avec des gradins en pierre débute durant la seconde moitié du Ve siècle av. J.-C. à Athènes. À partir du IVe siècle av. J.-C., l'enrichissement des nantis leur permet de construire des demeures plus grandes et luxueuses, puis l'architecture palatiale fait son retour en Grèce avec la montée en puissance du royaume macédonien. De cette même période et ce même royaume proviennent les tombes royales à voûte de Vergina, avec des façades peintes, dont l'aspect architectural imite celui des temples. Autre tombeau monumental, le Mausolée d'Halicarnasse mêle influences des mondes grec et perse.

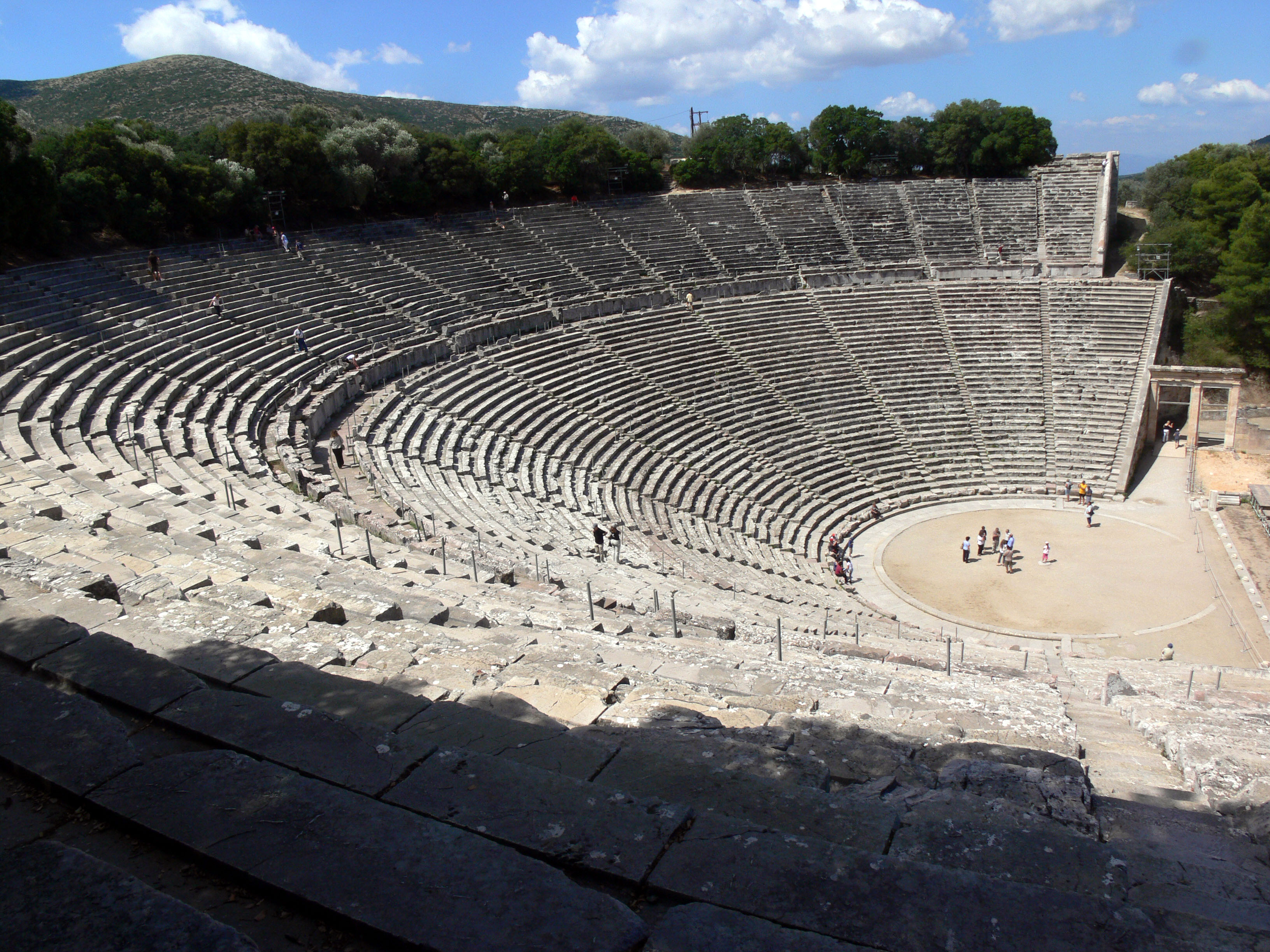
Le théâtre d'Épidaure, IVe siècle av. J.-C. ou début du IIIe siècle av. J.-C.
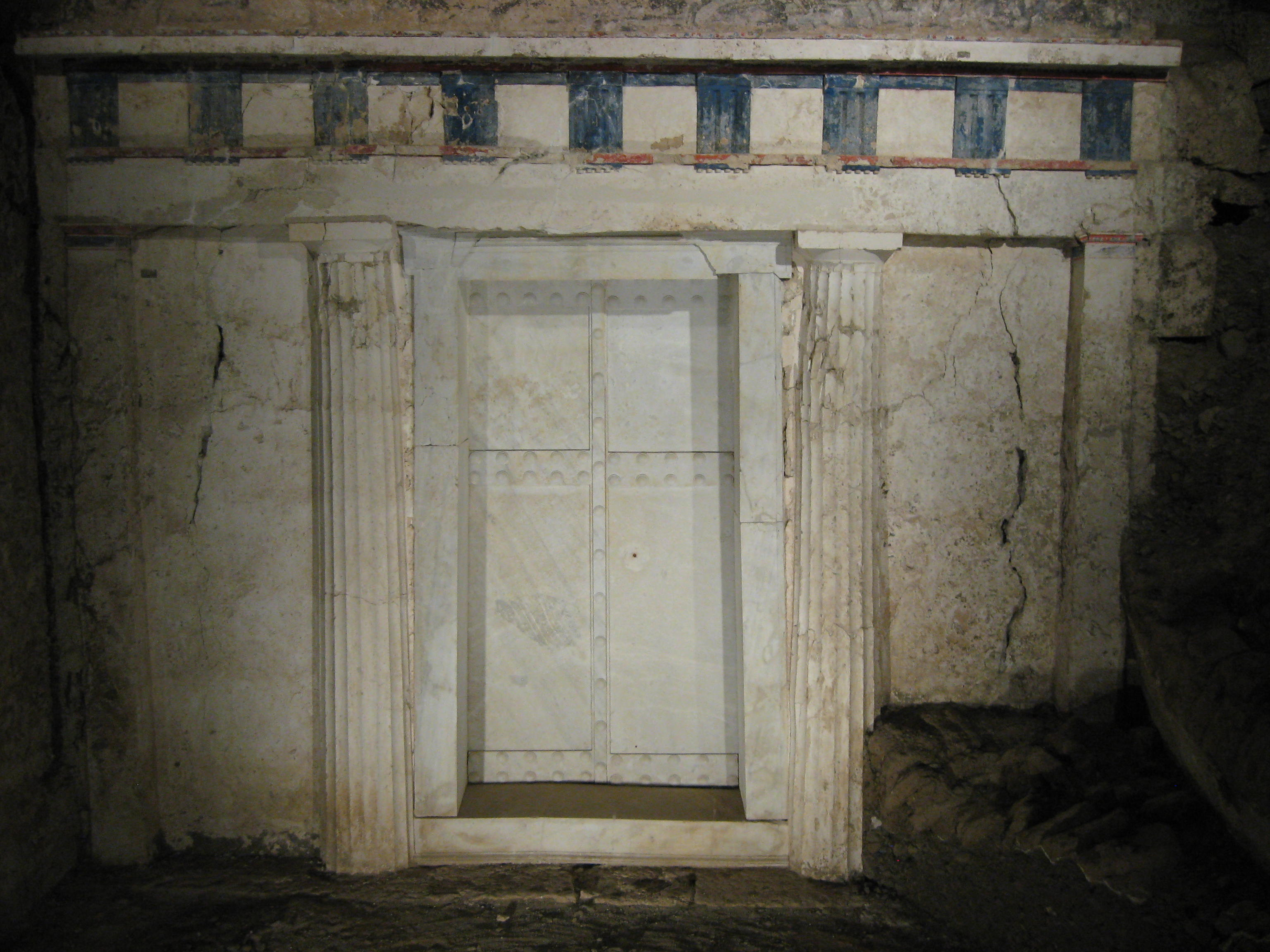
Façade de la tombe de Philippe II de Macédoine à Vergina (Aigai).
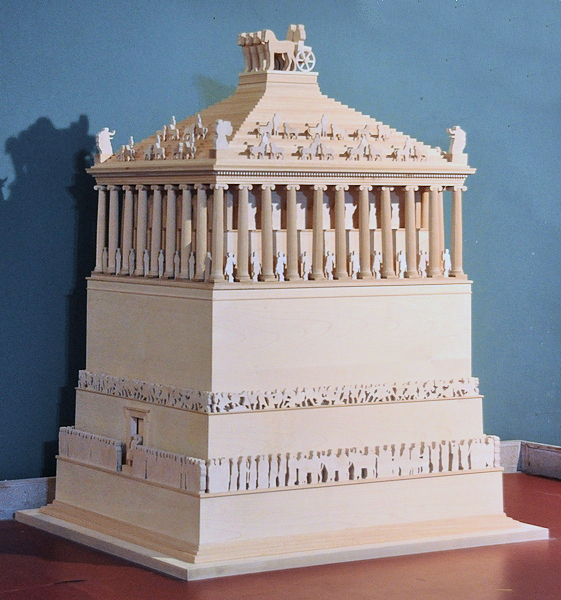
Maquette du mausolée d'Halicarnasse au musée d'archéologie sous-marine du château Saint-Pierre à Bodrum.

L'urbanisme « hippodamien », en plan en damier, s'est imposé depuis l'époque des colonies archaïques, et est employé pour les villes nouvelles de la fin de l'époque classique et l'ère hellénistique. Il est notamment attesté sur les sites d'Olynthe, Pella, Messène. Toute cité grecque qui se respecte se doit alors de posséder un ensemble distinctif de bâtiments administratifs (salle de conseil, tribunal), un gymnase, un théâtre, une agora et ses monuments (temple, autels, portiques), un stade.

Plan schématique de Pella.
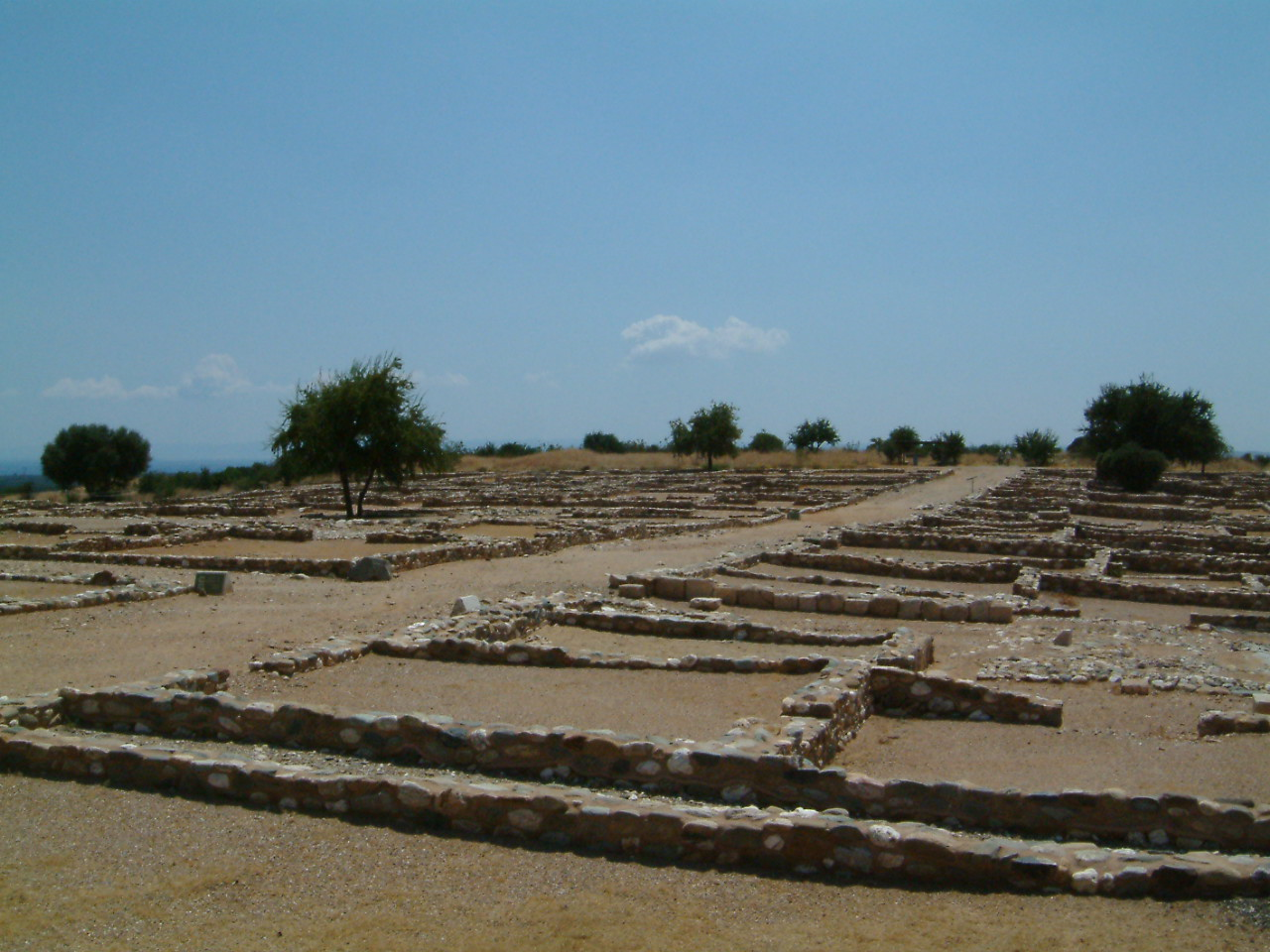
Ruines d'Olynthe, laissant apparaître le plan hippodamien.
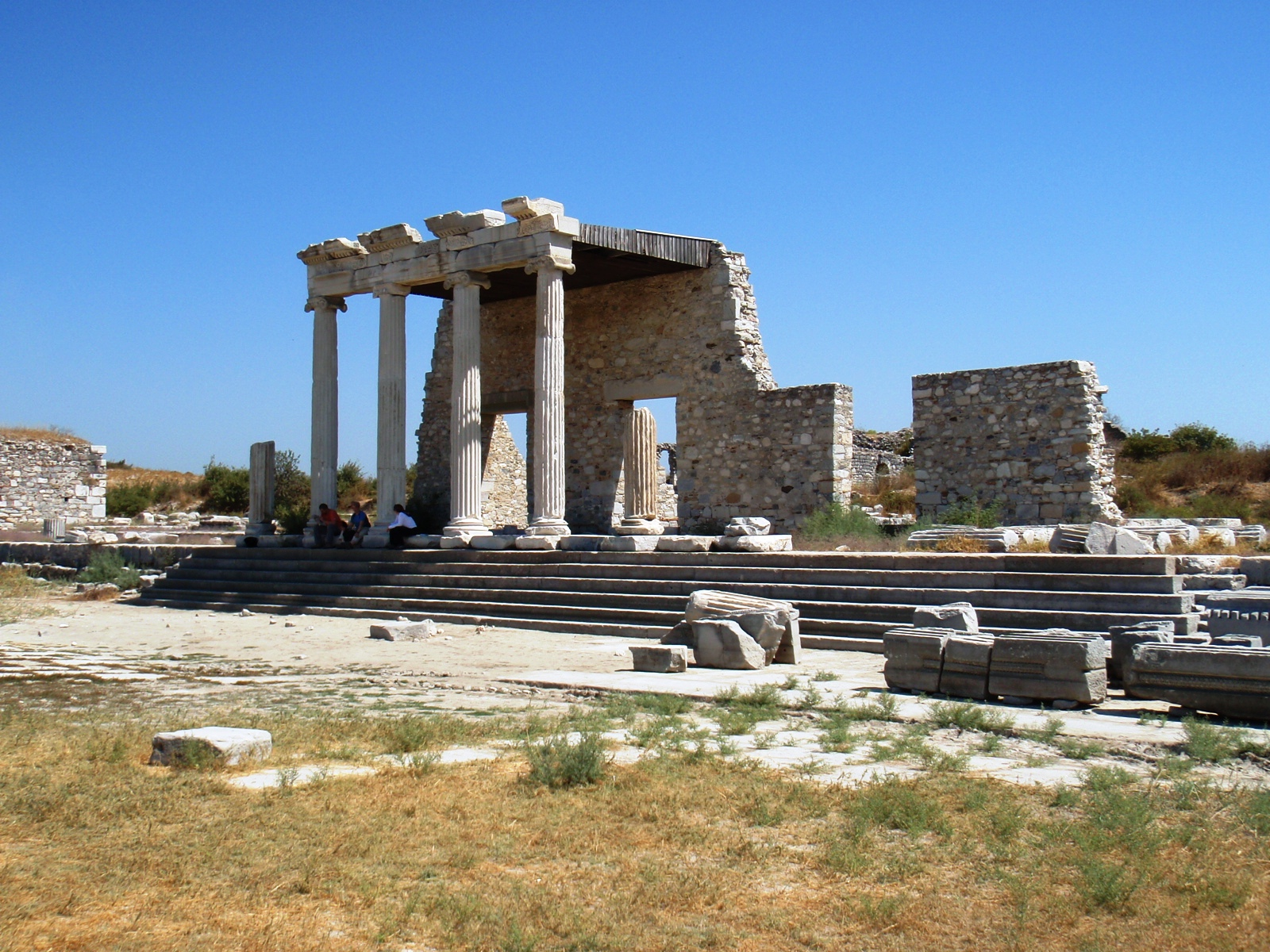
Ruines d'une stoa sur l'agora de Milet.
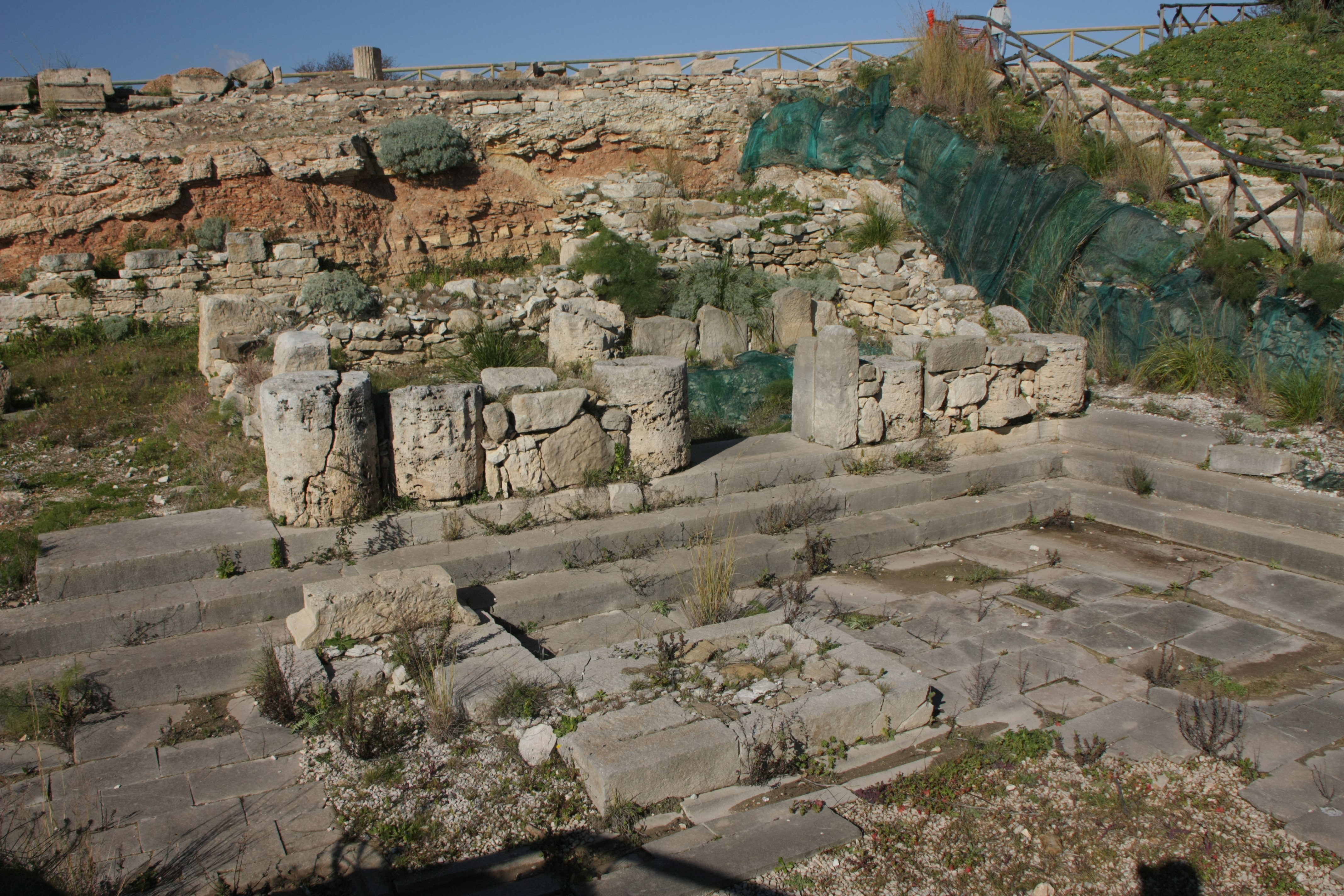
Ruines de l'agora de Ségeste.
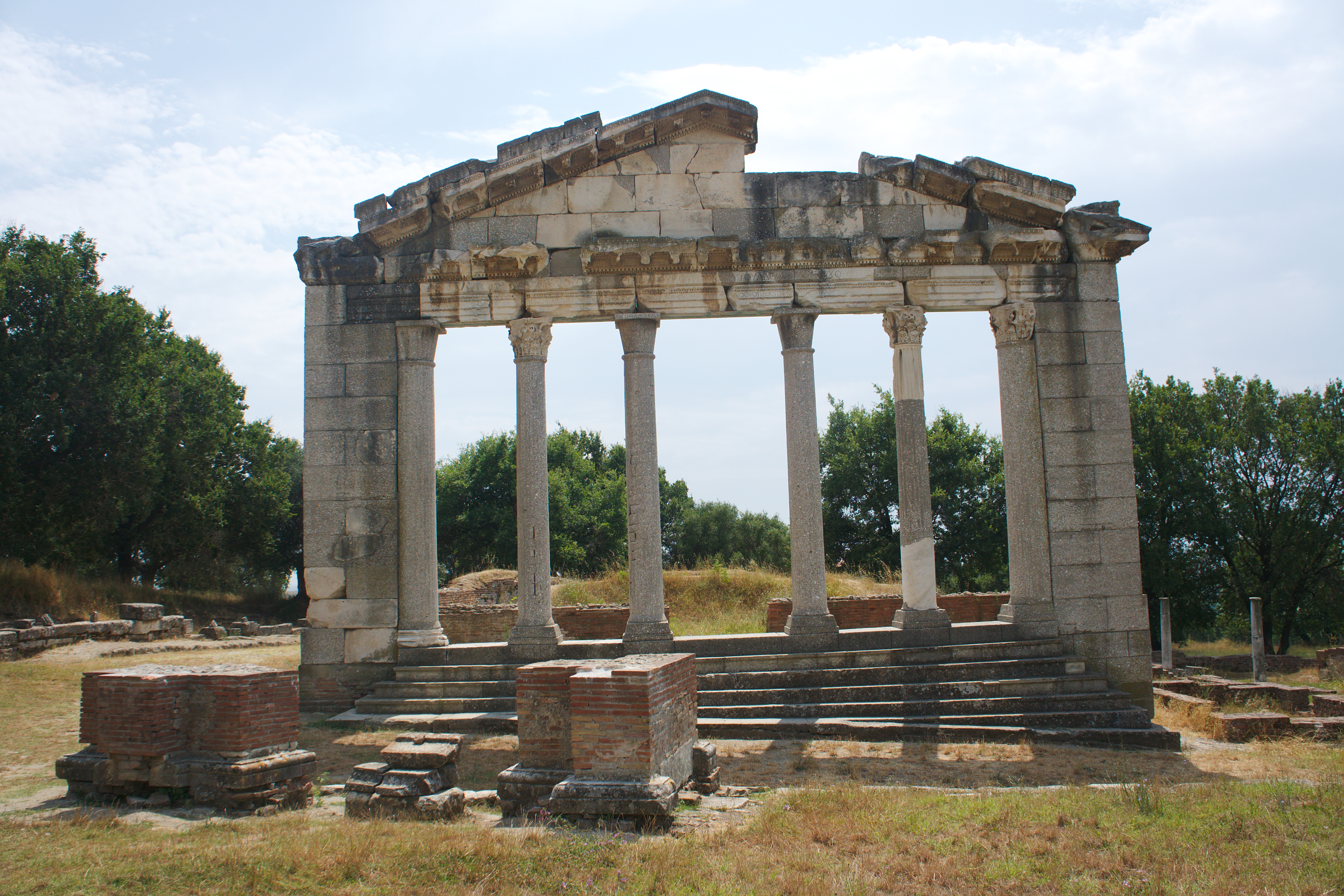
Le Bouleutérion (salle de conseil) d'Apollonia d'Illyrie.
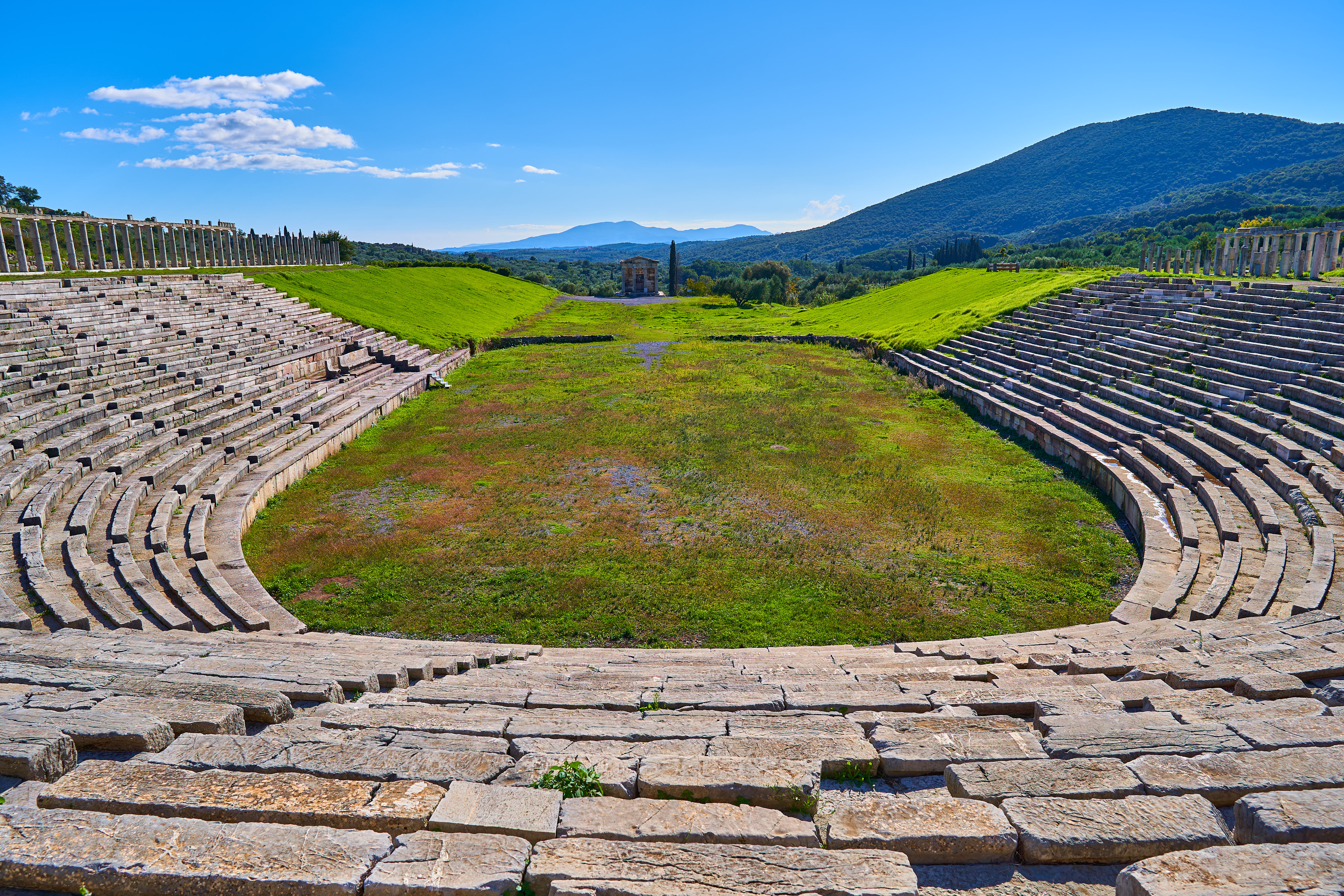
Le stade de Messène.

#### Époque hellénistique
Durant l'époque hellénistique, les principes architecturaux définis durant les époques antérieures trouvent une application plus large. La brique crue et le bois restent les matériaux de construction les plus courants, mais l'usage de la pierre se répand en dehors des temples, avec l'emploi de colonnes, et les bâtiments à cours se répandent et leurs arrangements se complexifient. Des variations par rapport aux techniques et styles traditionnels se développent, par exemple les chapiteaux en forme de feuilles de palmier à Pergame. Les chapiteaux corinthiens du monde séleucide ont des motifs ornementaux repris des traditions locales antérieures. Le groupe monumental de Pergame, construit sur un relief escarpé, avec son grand autel, est l'exemple le mieux conservé d'ensemble architectural de la période. La plus grande cité de l'époque, Alexandrie, est surtout connue par des descriptions, notamment celle de son vaste secteur palatial, et de son phare. L'urbanisme et l'architecture hellénisants se retrouvent jusqu'en Afghanistan, sur le site d'Ai Khanoum.

Plan d'Alexandrie à l'époque hellénistique.
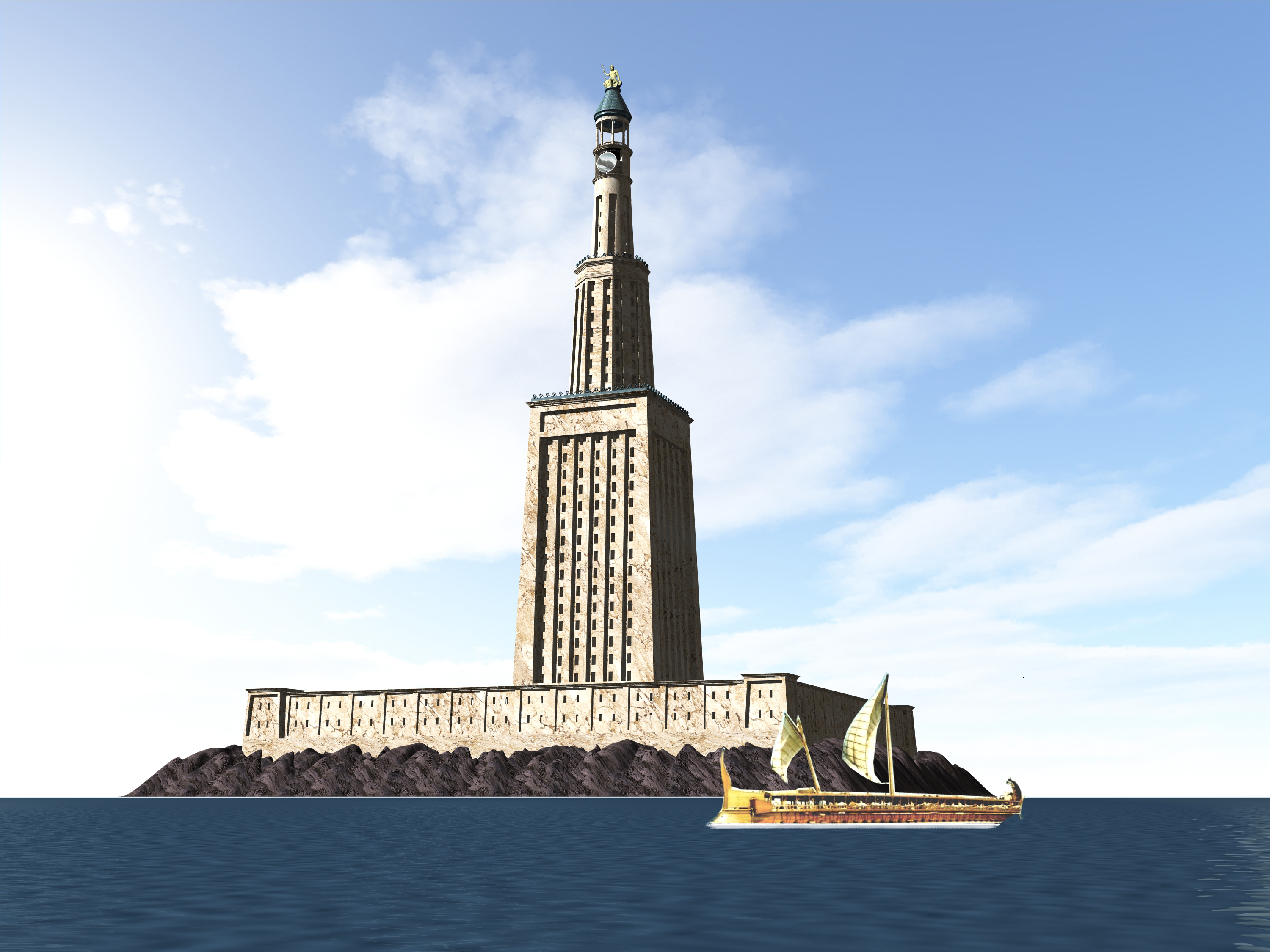
Proposition de reconstitution du phare d'Alexandrie.
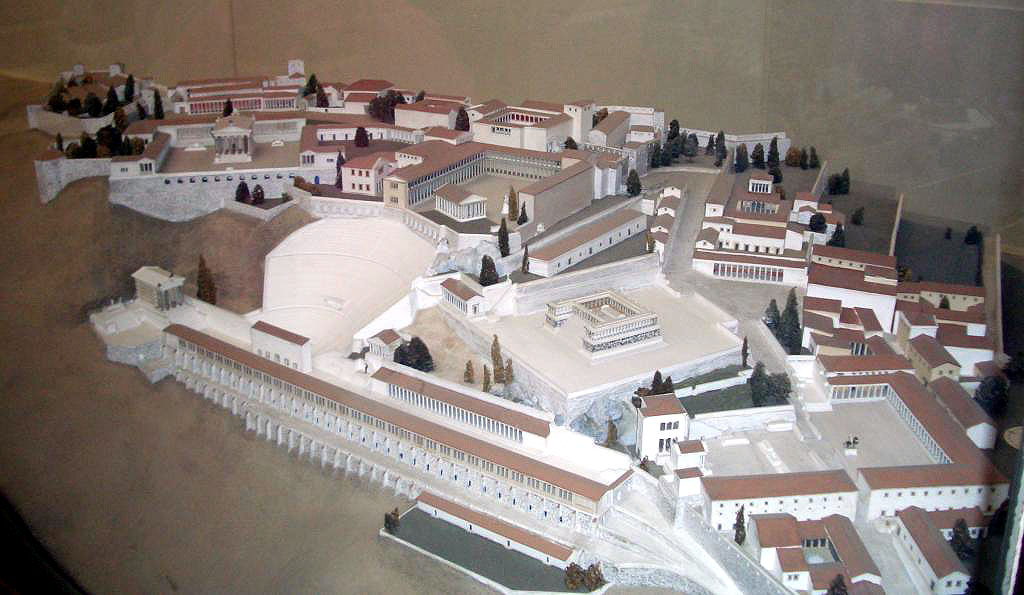
Maquette de Pergame. Dans la ville haute : agora, palais, arsenal, bibliothèque, théâtre, temples, Grand Autel. Pergamon Museum.
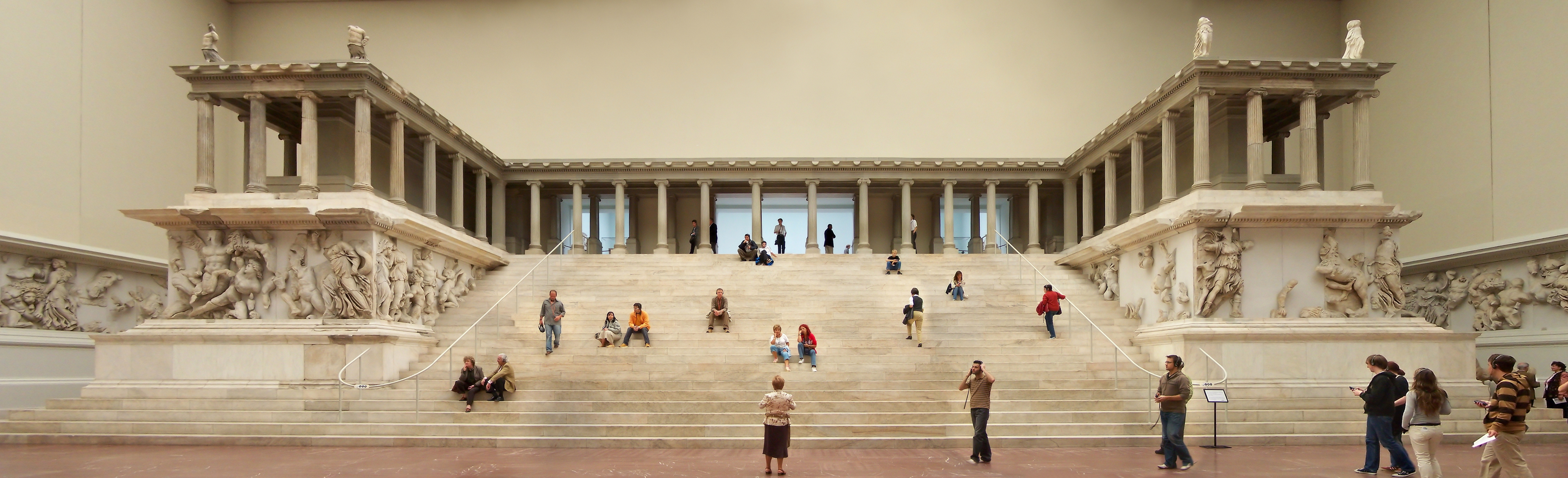
Le grand autel de Pergame, reconstitué au musée de Pergame, Musées d'État de Berlin.
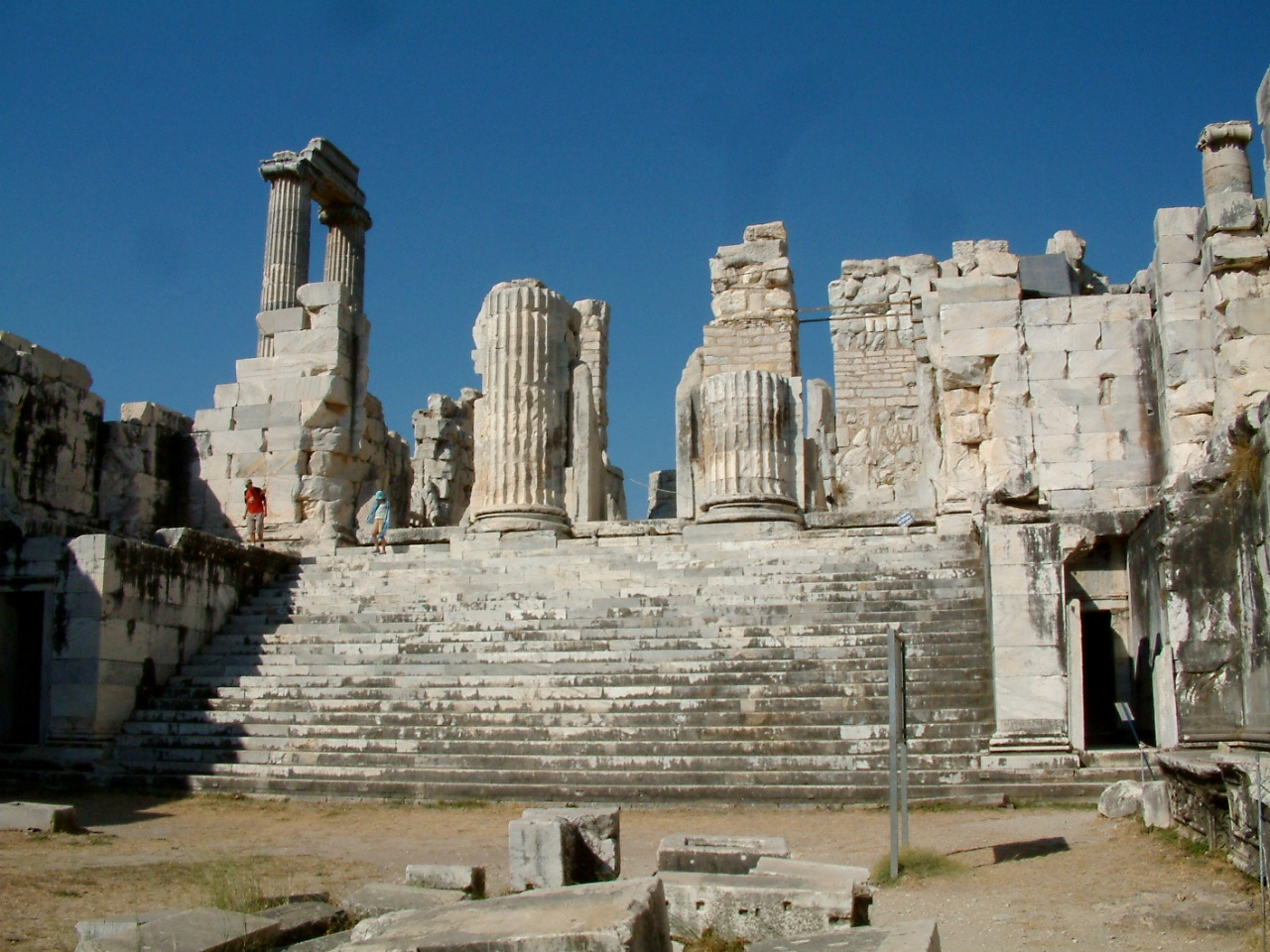
Le grand escalier de la cour du temple d'Apollon de Didymes.
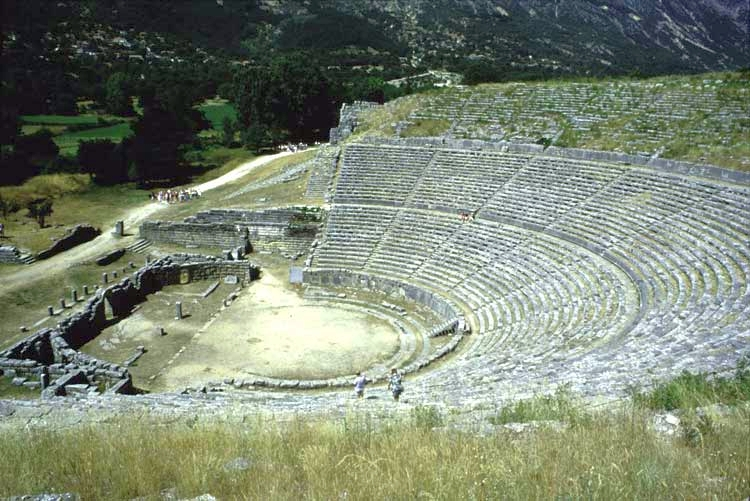
Le théâtre du sanctuaire de Dodone, Épire.
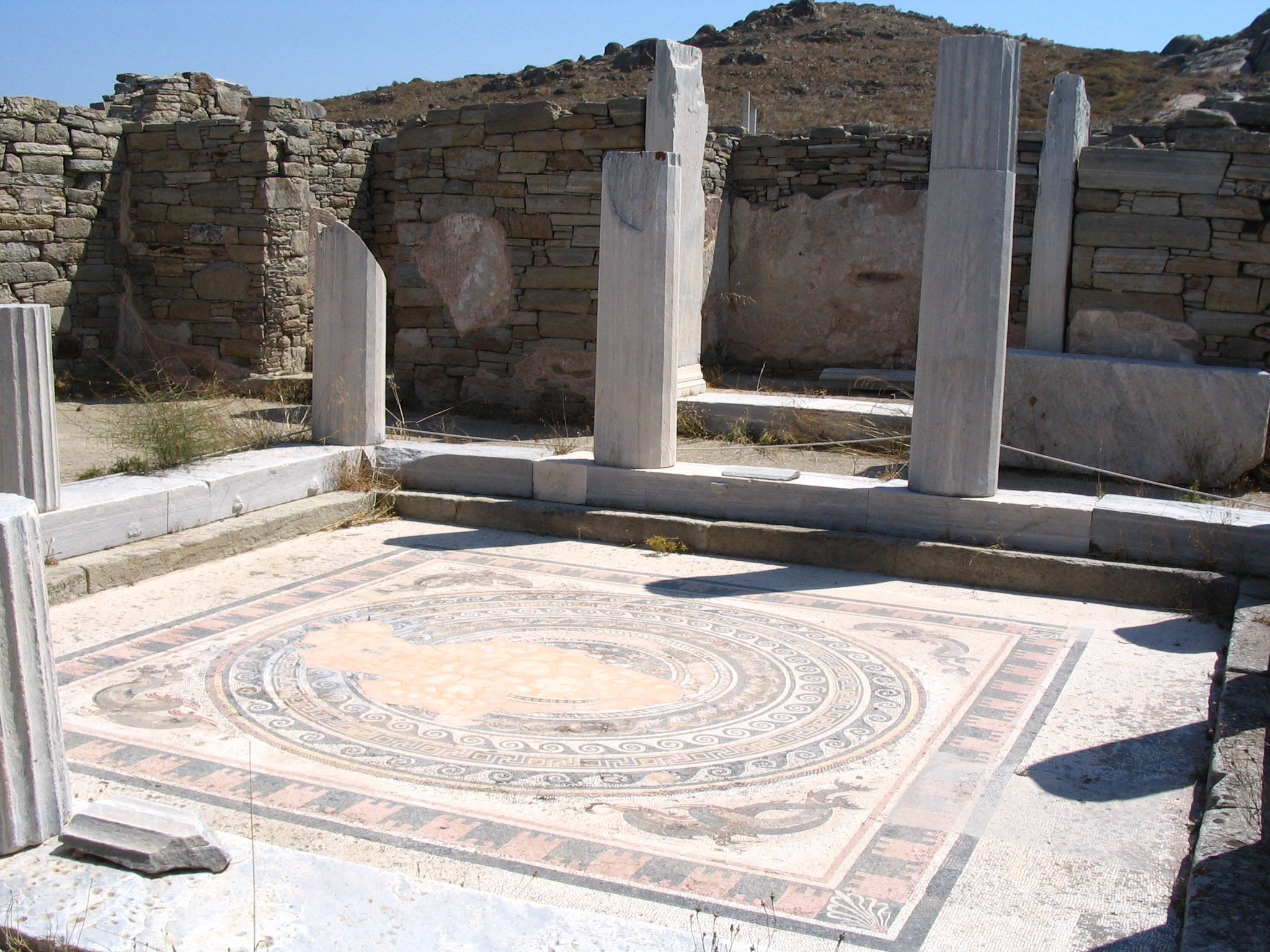
Péristyle au sol décoré de mosaïque de la « Maison des dauphins », demeure cossue de Délos durant la basse époque hellénistique.
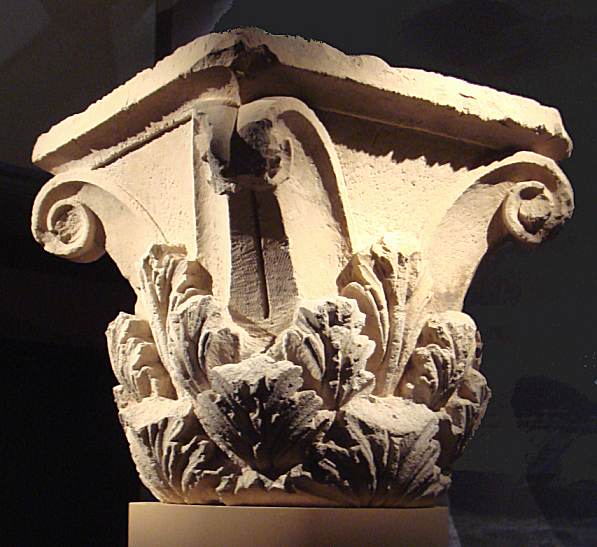
Chapiteau corinthien. Aï Khanoum (Afghanistan). Musée National d'Afghanistan, Kaboul.

#### Époque romaine et Antiquité tardive
L'époque romaine ne conduit pas à une évolution marquée dans l'architecture. Durant le Haut Empire les constructions sont nombreuses, la prospérité permet à des cités jusqu'alors peu dotées d'ériger des groupes monumentaux similaires à ceux des grandes villes. L'usage de la pierre est dominant, le béton est peu employé, peu de bâtiments de style romain sont attestés, en dehors des thermes, ou des temples spécifiquement romains, sur podium. Les bâtiments monumentaux du monde grec romain partent des styles hellénistiques ou classiques.

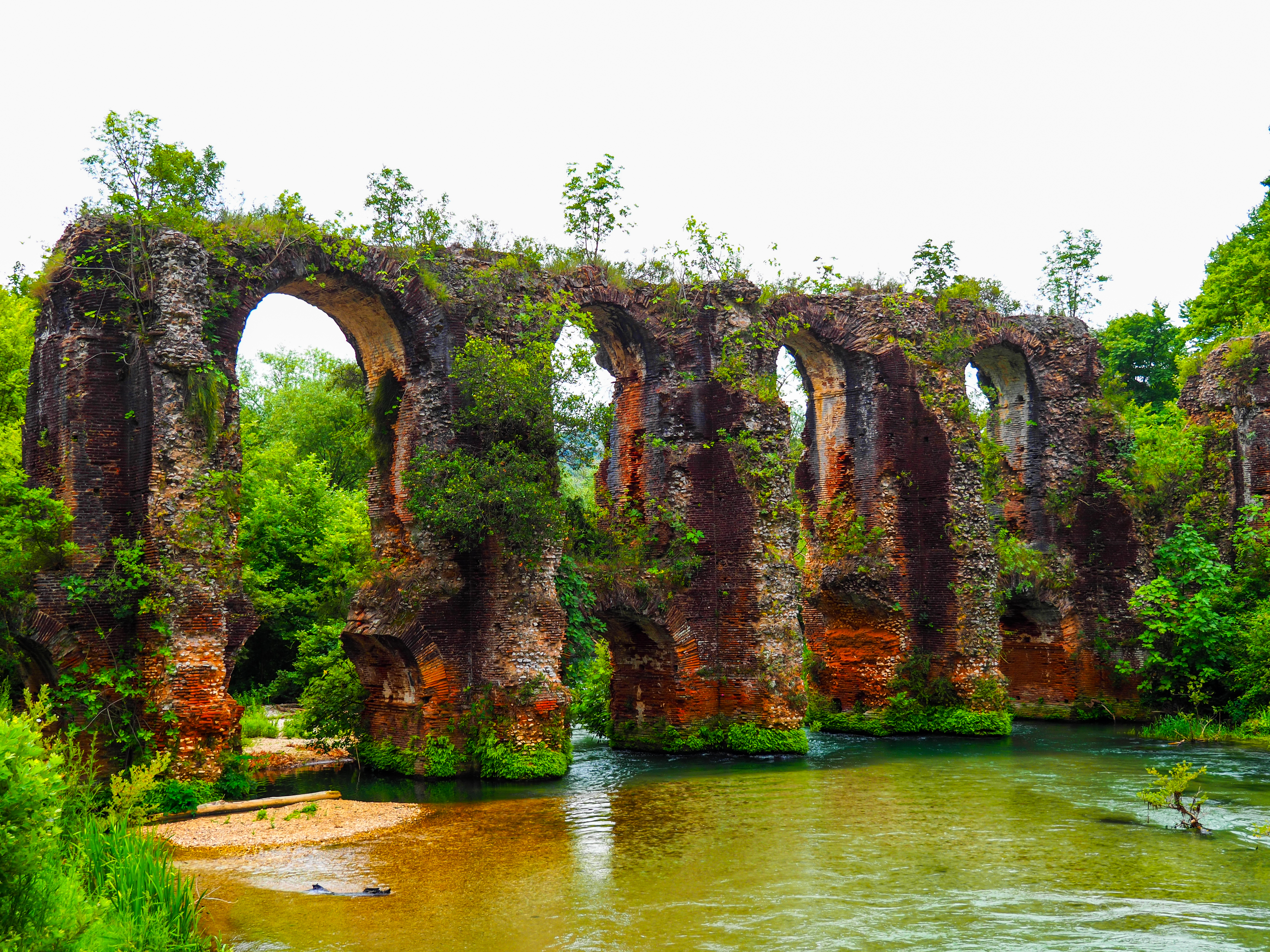
Section de l'aqueduc de Nicopolis d'Épire.
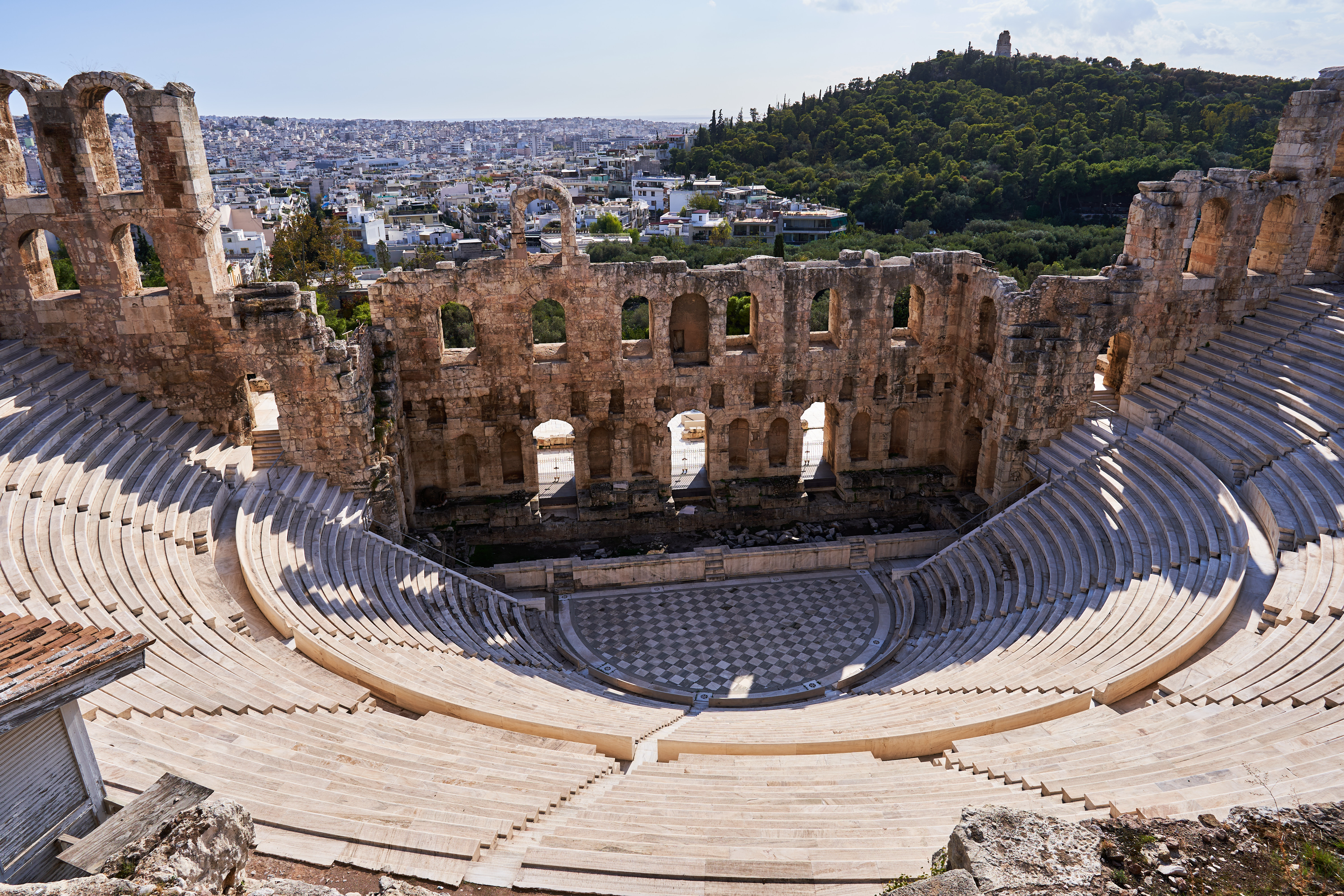
L'Odéon d'Hérode Atticus, Athènes, IIe siècle.
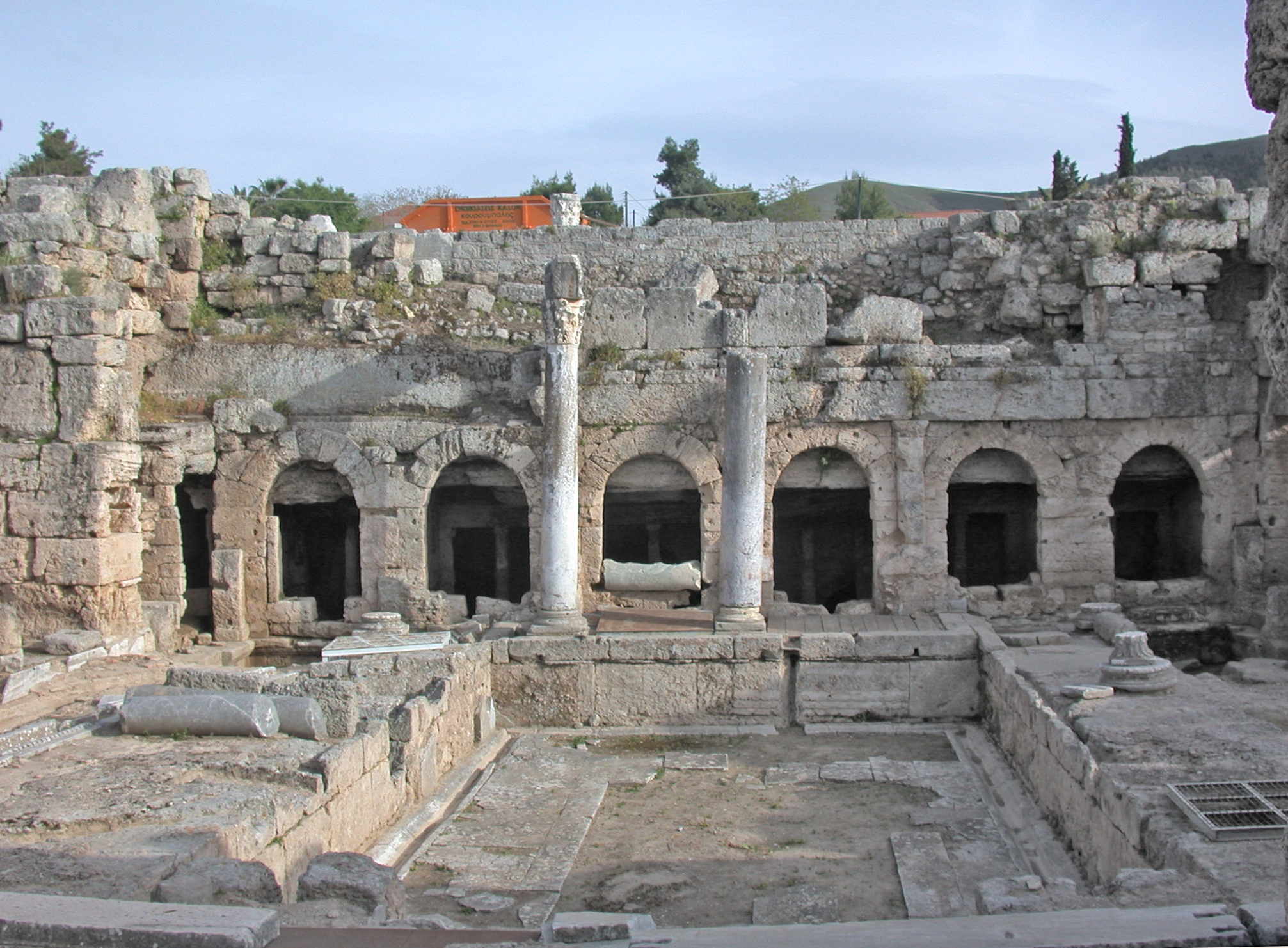
La fontaine Pirène de Corinthe.
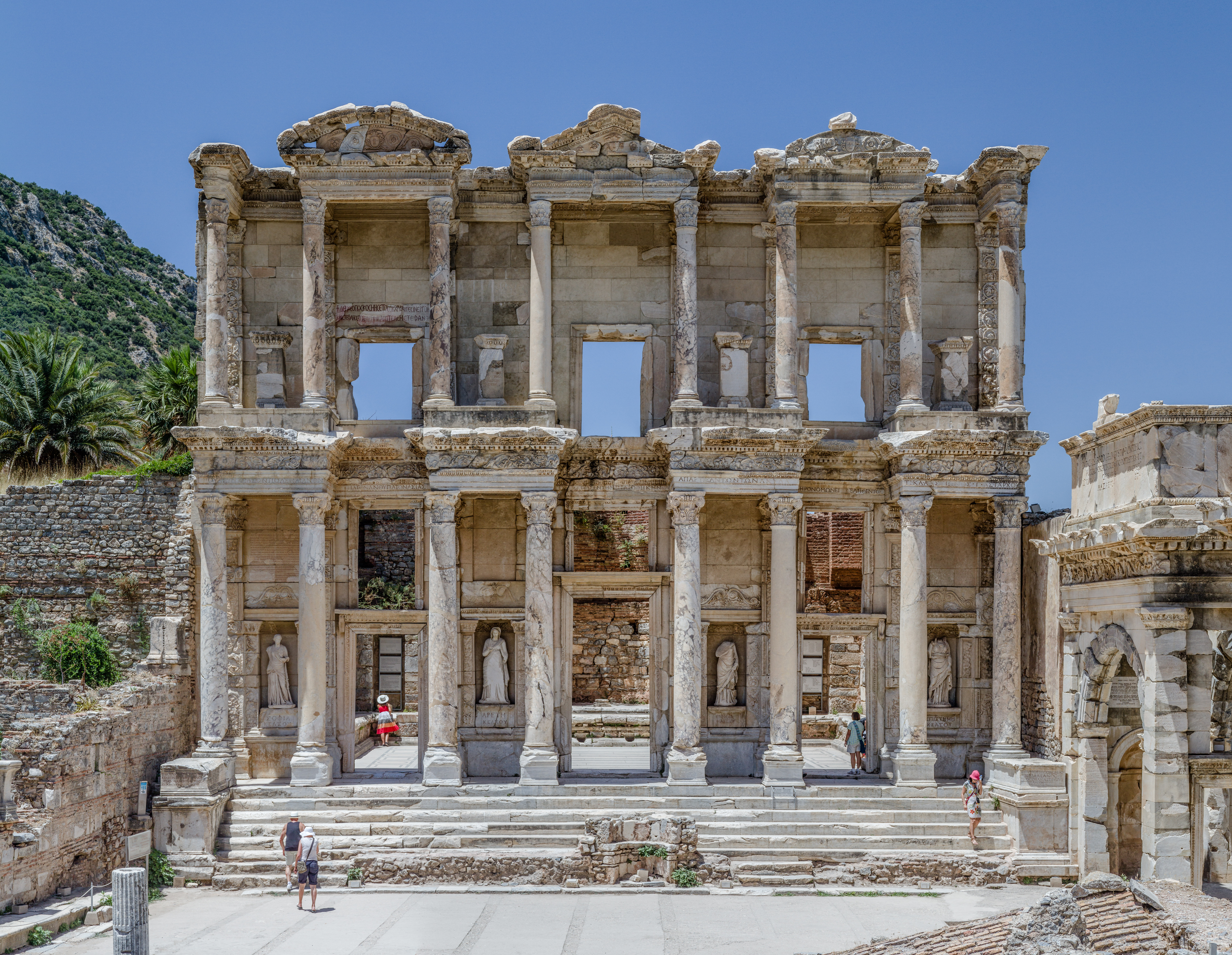
Façade de la bibliothèque de Celsus à Éphèse.
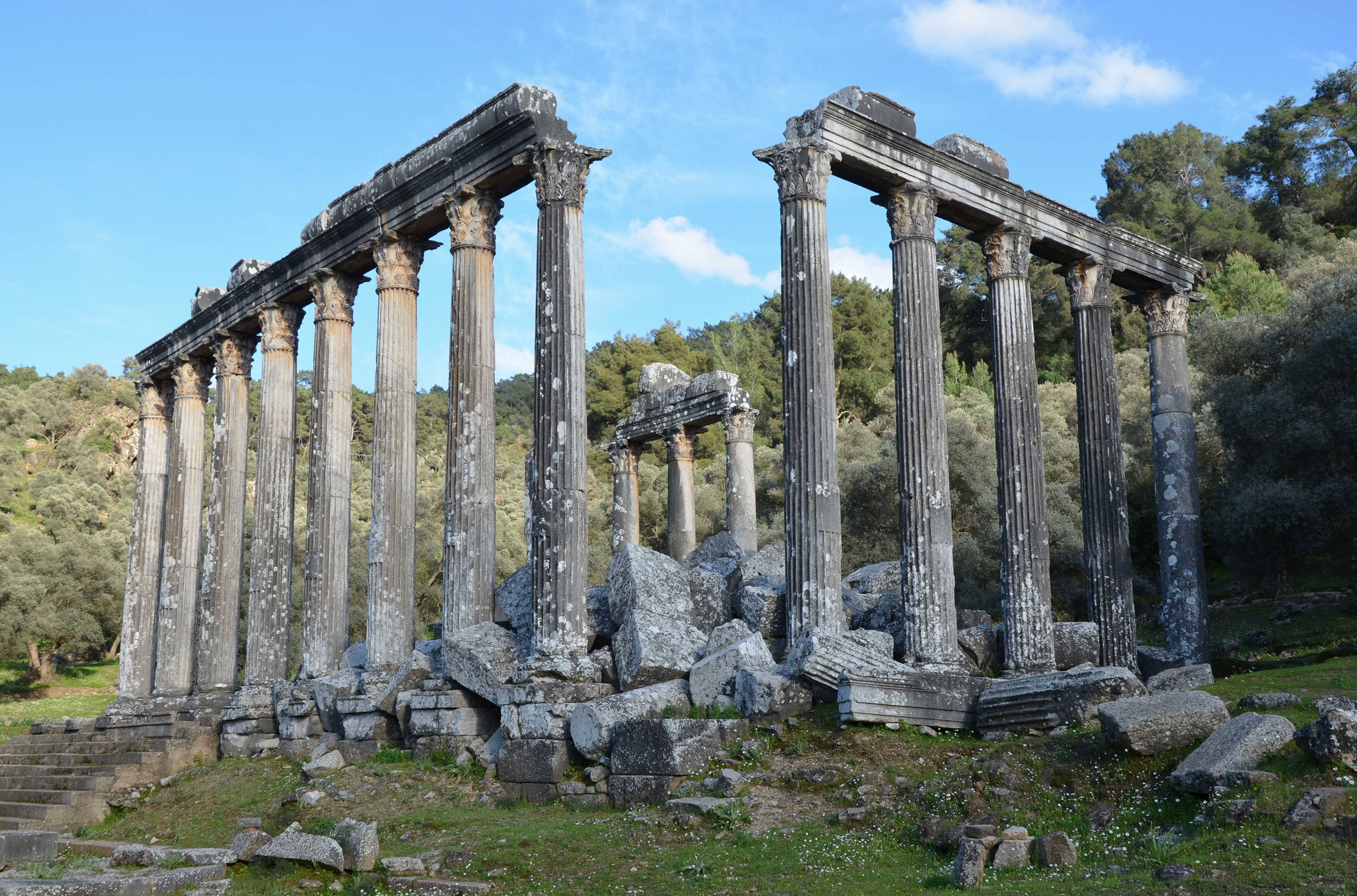
Ruines du temple de Zeus Lepsynos à Euromos, IIe siècle.
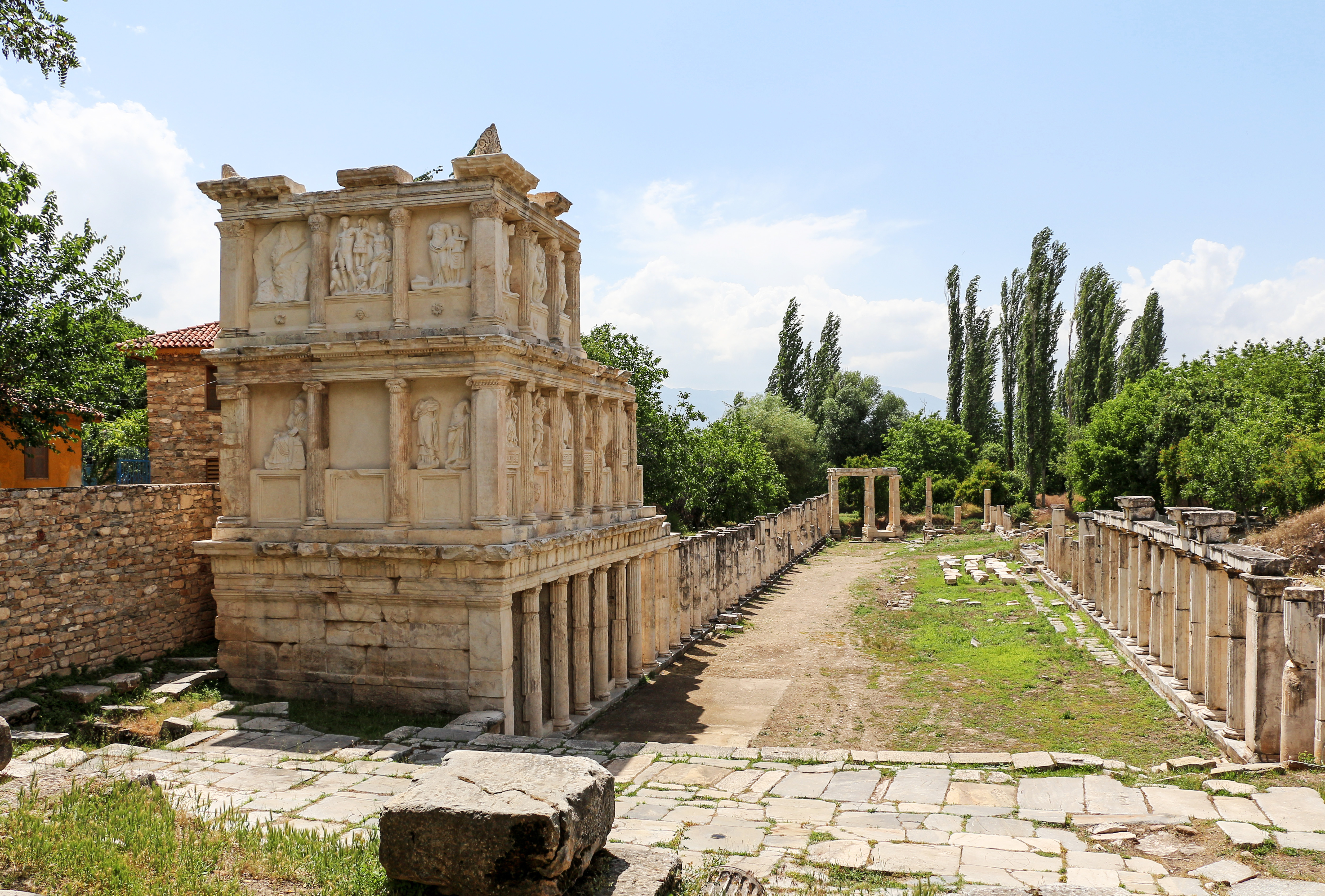
Le Sebasteion d'Aphrodisias, temple dédié à Auguste.
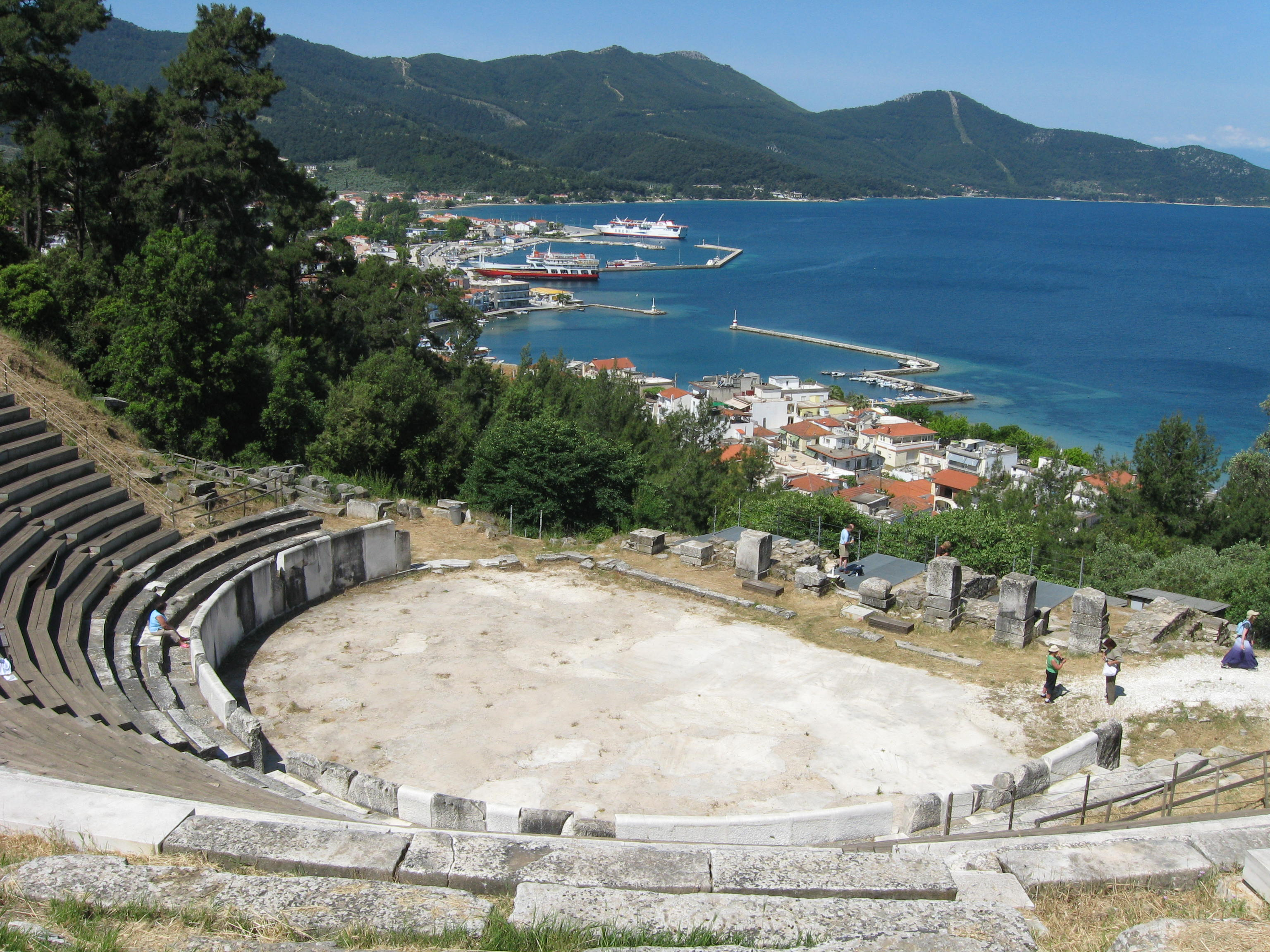
L'amphithéâtre de Thasos.
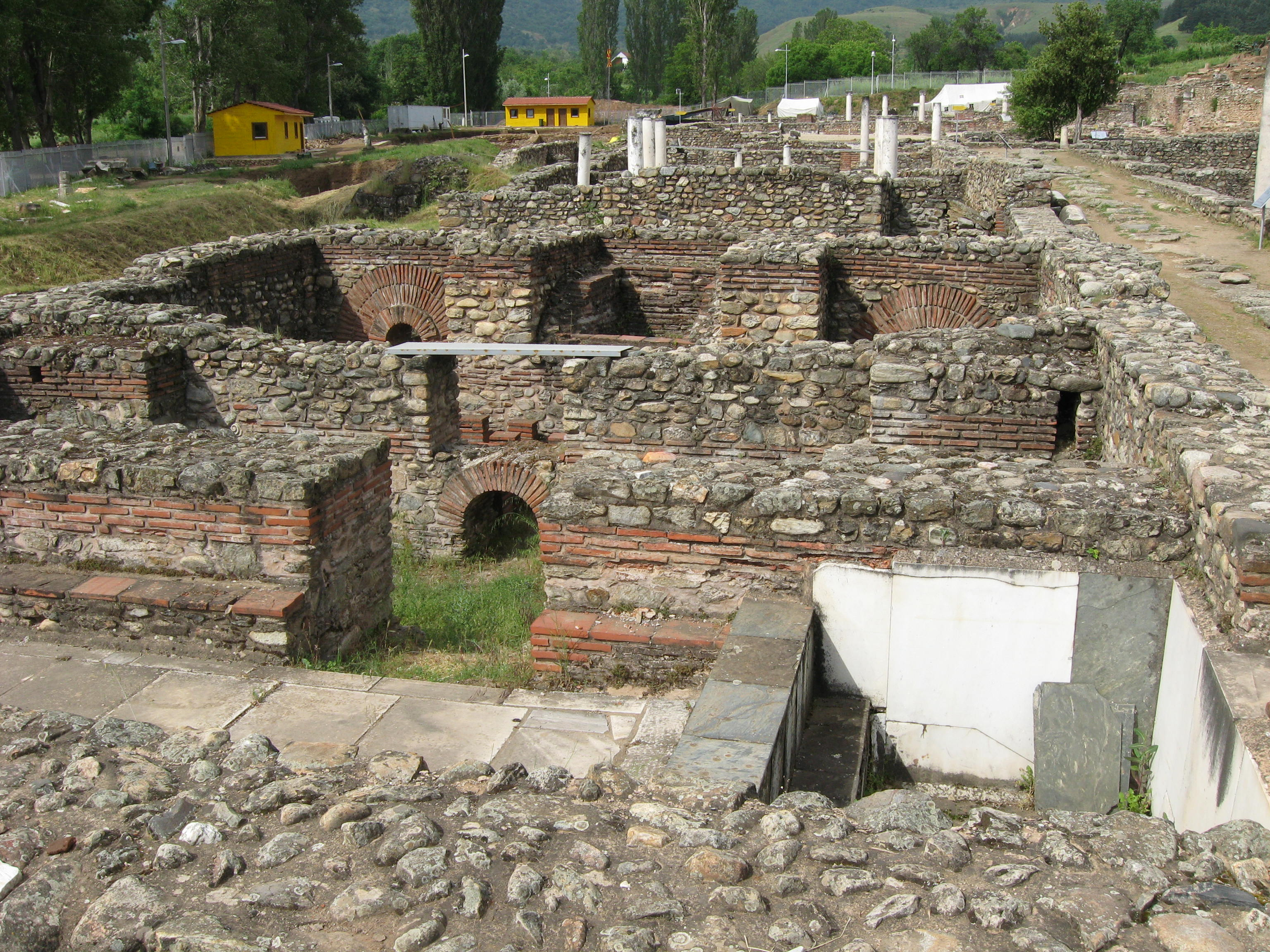
Ruines des thermes d'Heraclea Lyncestis.

Les cités de l'Antiquité tardive disposent du même type de bâtiments que celles de l'époque du Haut Empire romain, qui sont construits et restaurés jusqu'à leur crise après la fin du VIe siècle. La principale évolution est comme souvent pour cette période liée à la christianisation : les temples polythéistes laissent la place aux églises, dont les formes architecturales s'inspirent plutôt des bâtiments civils romains, la basilique rectangulaire et l'édifice circulaire ou polygonal à plan centré, parfois couverts d'une coupole, dont l'exemple le plus spectaculaire est Sainte-Sophie de Constantinople.

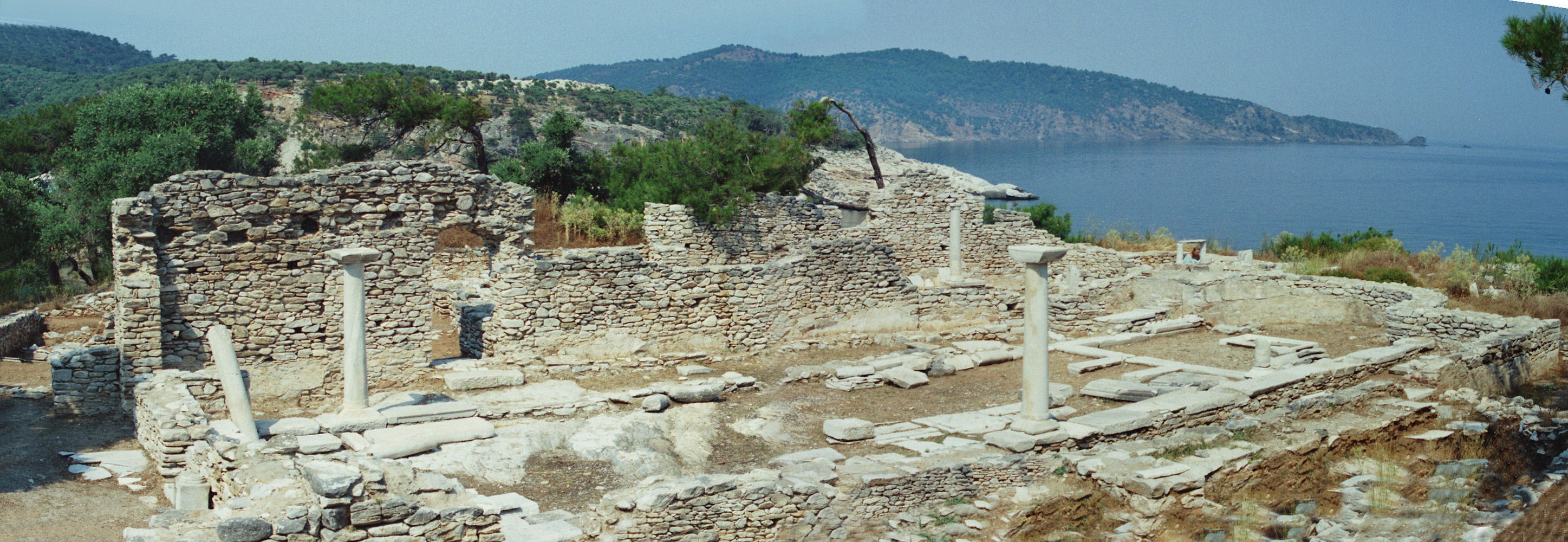
Basilique d'Aliki, Thasos.
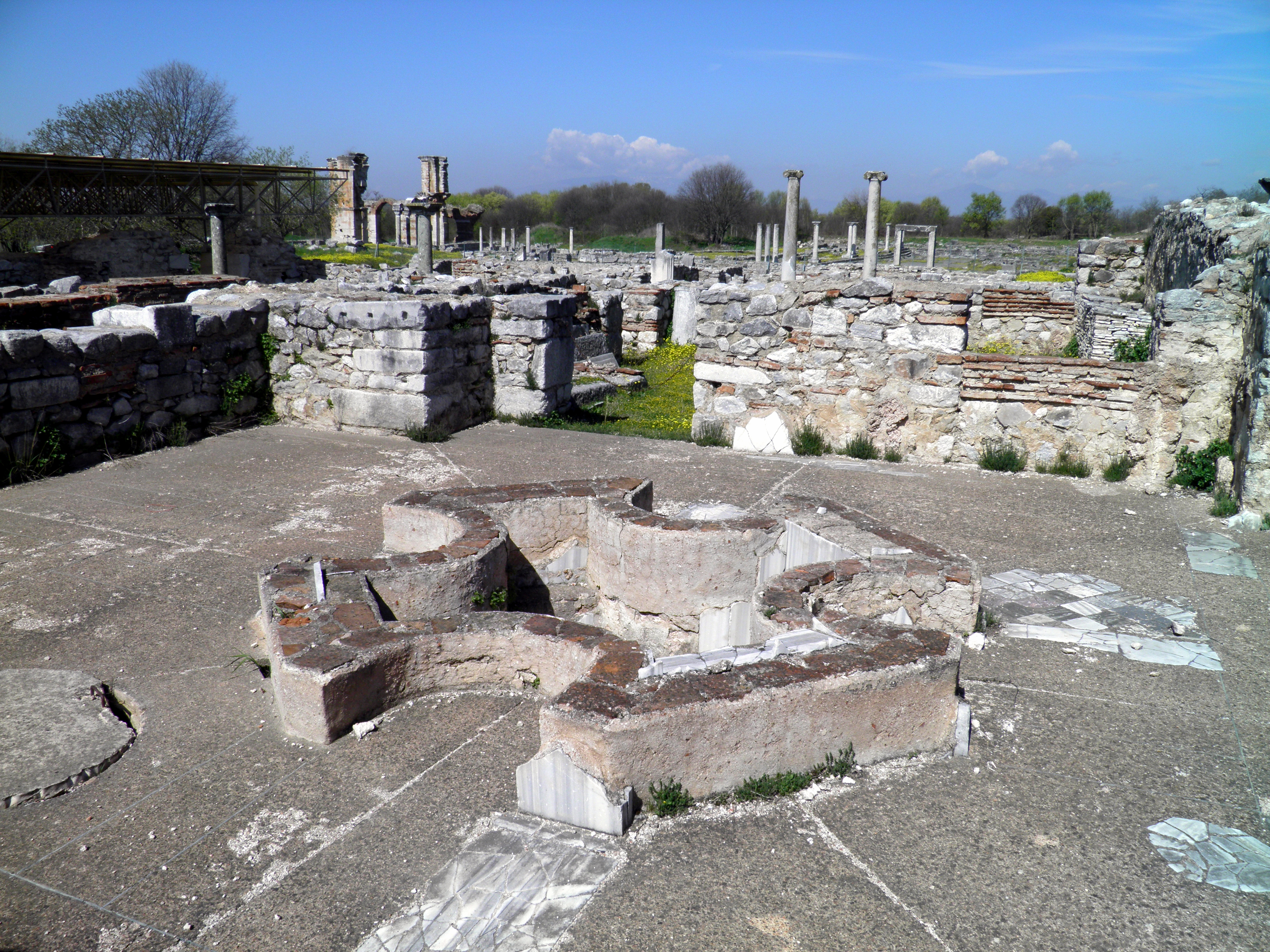
Le baptistère du complexe épiscopal de Philippes, VIe siècle.

### Sciences et techniques
La science grecque antique se développe durant l'époque archaïque, autour des « physiciens » d'Ionie (Thalès, Anaximène, Anaximandre), qui, comme vu plus haut, savants qui peuvent aussi bien être définis comme des philosophes que comme des scientifiques. Ils reprennent les savoirs scientifiques des civilisations mésopotamienne et égyptienne, et les repensent dans un nouveau cadre conceptuel marqué par l'étude de la nature et une recherche d'explications en dehors des mythes (mais pas pour autant « rationnelles » du point de vue scientifique moderne),. Puis en Grande Grèce les spéculations quasi-mystiques des Pythagoriciens les orientent vers des considérations mathématiques, contribuant au développement de ce savoir. On attribue également à des penseurs de cette époque des traités de botanique, zoologie, astronomie qui sont perdus. Là encore l'essor scientifique grec est relié au contexte de l'essor des cités : le débat y occupe une place prépondérante, comme dans la vie politique. Le Ve siècle av. J.-C. est marqué par une spécialisation scientifique : plutôt que de chercher une explication globale aux phénomènes affectant le cosmos, les savants s'orientent vers des questionnements plus spécialisés dans un domaine, ce qui donne lieu à un développement de spéculations abstraites, avant tout mathématiques, et à un développement de l'observation et de l'empirisme, visible notamment dans les cercles hippocratiques qui donnent son essor à la médecine grecque, et dans les traités de botanique de l'école aristotélicienne. Les savants grecs se sont couramment reposés sur la pratique de tests consciencieusement élaborés, des formes anciennes d'expériences scientifiques, afin de tester la véracité de théories, quand c'était possible (ce qui renvoie plus largement aux considérations sur l'utilisation des preuves) ; cela est notamment visible en optique, en zoologie, en anatomie. Les sciences grecques connaissent une période florissante durant l'époque hellénistique, en particulier en astronomie et géométrie, et continuent leur développement durant l'époque romaine avec des savants de premier ordre tels que Claude Ptolémée et Galien.

#### Mathématiques
Les mathématiques grecques se développent sur des bases proche-orientales, mais la discipline appelée mathematikè en elle-même constitue une rupture avec cet héritage se focalisant avant tout sur la pratique, en cela qu'elle repose sur la méthode déductive, ce qui semble caractéristique de l'esprit grec, avec son goût pour le débat et la persuasion, et pose les bases de la méthode scientifique moderne. Les anciens Grecs traçaient l'origine des mathématiques chez les penseurs archaïques, en particulier Thalès et Pythagore (prestige qui explique qu'on leur ait attribué leurs fameux « théorèmes » alors qu'ils étaient connus bien avant en Babylonie), mais il ne reste rien de leurs travaux dans ce domaine. On peut considérer que cela résulte du souci de ces penseurs d'intégrer les mathématiques à leurs réflexions philosophiques, les conduisant vers l'abstraction, notamment les Pythagoriciens qui cherchent à expliquer le cosmos par les nombres. Quoi qu'il en soit le premier grand développement des mathématiques grecs se fait durant l'époque hellénistique, là encore avec un arrière-plan très marqué par la recherche d'un ordre logique par les nombres, mais la discipline mathématique s'est clairement distinguée de la philosophie. Les traités des mathématiciens sont pensés comme des discours de persuasion, ils cherchent à élaborer des théorèmes voire des axiomes à partir de problèmes, comme cela est visible dans les travaux des grands mathématiciens de l'époque, Euclide (actif v. 300 av. J.-C.) et Archimède (v. 287-212), ou encore Apollonios de Perga (v. 240-190). Les recherches mathématiques des Grecs se concentrent sur les figures planes figurées dans un diagramme, accompagnées de raisonnements abstraits, et la recherche des proportions, dégageant notamment des ratios incommensurables et infinis. Les mathématiques « pures » existent certes chez certains auteurs, avec une focalisation sur la géométrie ou l'arithmétique, mais elles sont souvent employées pour d'autres formes de savoirs (astronomie et mécanique en particulier, optique). L'approche philosophique se retrouve dans les travaux de l'époque romaine, notamment chez Héron (qui emploie les mathématiques pour la mécanique) et Ptolémée (application à l'astronomie). Les mathématiques progressent durant les périodes tardives avec Diophante, Pappus et Théon d'Alexandrie,.

#### Astronomie
L'astronomie scientifique grecque se développe à partir de connaissances « traditionnelles » sur les astres (servant notamment pour élaborer les calendriers et le cycle agricole) et des spéculations cosmologiques des physiciens de l'époque archaïque, aussi l'introduction d'éléments astronomiques babyloniens (le Zodiaque, les constellations, le cycle métonique). Au IVe siècle av. J.-C. elle prend son essor avec les premières tentatives d'expliquer les mouvements des objets célestes par des modèles géométriques reposant sur des mouvements circulaires, qui se retrouve en particulier chez Eudoxe de Cnide. Parmi les développements suivants, Aristarque de Samos (actif v. 280 av. J.-C.) propose le premier système géocentrique connu. Hipparque (v. 145-125 av. J.-C.) bouleverse l'astronomie grecque en introduisant le principe des modèles astronomiques prédictifs, repris des astronomes babyloniens, mais en employant plus la géométrie que l'arithmétique à la différence de ce que faisaient ces derniers. Les travaux des trois siècles suivants sont moins bien connus, mais ils ont poursuivi le développement des modèles mathématiques (surtout arithmétiques), servant notamment à des fins astrologiques (pour les horoscopes, autre pratique importée de Babylonie). Au milieu du IIe siècle, Claude Ptolémée (v. 100-168) rédige son Almageste, qui devient l'ouvrage astronomique de référence jusqu'à l'époque moderne. Il part des travaux antérieurs, exclut les modèles arithmétiques pour privilégier une approche géométrique rigoureuse, et décrit les mouvements du soleil, de la lune, des planètes proches et des étoiles fixes, le tout accompagné de tables de calcul des mouvements et divers phénomènes astronomiques observables, dont la précision est remarquable pour l'époque, en dépit d'erreurs et approximations (notamment sur la théorie solaire).

#### Médecine

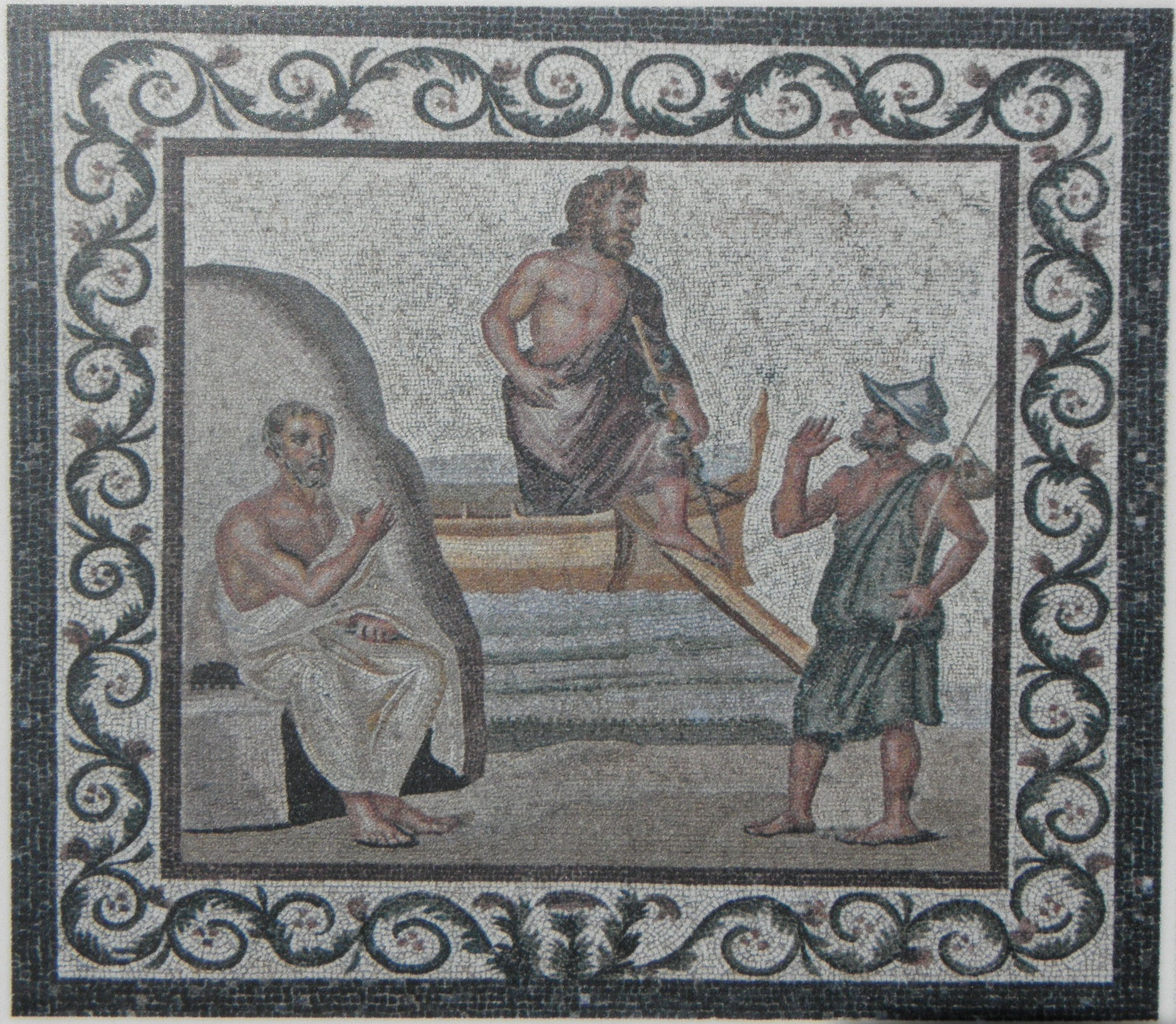
L'arrivée du dieu Asclépios à Cos, accueilli par Hippocrate (à gauche) et un citoyen (à droite). Mosaïque d'époque romaine. Musée archéologique de Kos.

Dans le domaine médical, les savoirs traditionnels mêlent l'usage de remèdes pharmaceutiques, d'incantations et amulettes magiques, et durant l'époque archaïque il n'y a pas de médecin spécialisé, mais un ensemble de prestataires de services médicaux allant du vendeur d'herbes médicales à la sage-femme. Ces pratiques ne cessent jamais durant l'Antiquité, en dépit de l'essor de la médecine scientifique spécialisée, qui en présente une vision très négative. Les temples des divinités guérisseuses, en particulier Asclépios, qui accueillent des patients, sont un autre élément majeur pour les pratiques curatives. À l'époque classique des médecins itinérants se rendent auprès de patients, parfois embauchés par les cités. C'est de cette époque que date le corpus hippocratique (une soixantaine de textes), dominé par la figure d'Hippocrate de Cos, mais qui implique manifestement d'autres médecins, et n'est véritablement stabilisé qu'à l'époque impériale romaine. La médecine grecque reprend peut-être des savoirs égyptiens et mésopotamiens, et elle intègre également les réflexions des physiciens-philosophes, visibles dans la théorie des humeurs qui est fondamentale pour la médecine antique et la recherche d'une origine naturelle aux maladies, en concevant le corps comme un tout. Les traitements reposent beaucoup sur la diététique, et les remèdes pharmaceutiques. La chirurgie et les manipulations physiques (en particulier pour les traumatismes) sont également traitées dans le corpus hippocratique. Cela s'accompagne d'une réflexion sur l'exercice de la médecine et le rôle et la déontologie du médecin, qui doit « être utile, ou du moins ne pas nuire » (traité Épidémies), aspect de l'art médical dont le fameux « serment d'Hippocrate » est vu comme le fondement. La médecine grecque se développe sur ces bases durant l'époque hellénistique (Hérophile, Érasistrate à Alexandrie), avec des progrès dans les connaissances de l'anatomie et de la physiologie, des réflexions sur la diététique et l'hygiène pour préserver la santé. L'état de la médecine gréco-romaine d'époque impériale est synthétisé en latin par Celse, qui présente des écoles rivales (dogmatiques, empiriques, méthodiques). Galien (v. 129-199) domine ensuite la médecine antique et celle des époques postérieures, par l'ampleur de ses travaux (170 traités), qui synthétisent et repensent les travaux hippocratiques et post-hippocratiques, et font de l'étude anatomique et physiologique la base de la pratique médicale,.

#### Botanique
La botanique se développe là encore à partir de savoirs traditionnels mêlant observations et croyances sur les plantes, notamment pour leurs usages magiques et pharmaceutiques (il en est question dans le corpus hippocratique), et des réflexions philosophiques telle celle d'Aristote qui s'interroge sur leur place parmi les autres êtres vivants. Son élève Théophraste (v. 370-285 av. J.-C.) écrit plusieurs traités sur les plantes, reposant sur une observation poussée de différentes leurs parties, qui lui permet ensuite de distinguer les plantes suivant leurs formes, leur croissance (ce qui lui permet par exemple de distinguer entre monocotylédones et dicotylédones), de constater leur répartition et leurs différences géographiques. Il aborde aussi leurs méthodes de culture et leurs usages. Les travaux de botanique se prolongent à l'époque hellénistique, entreprenant notamment l'analyse des plantes du nouveau monde grec constitué en Orient, mais ils ne sont connus que par des citations, notamment chez Dioscoride et Pline l'Ancien (en latin) dont les travaux référencent des centaines de plantes, ou encore Galien pour l'approche médicale. Les développements de la botanique se poursuivent, notamment avec des études locales, et la discipline s'appuie à la fin de l'Antiquité sur un corpus de connaissances étoffé.

#### Optique
Les savants grecs développent également des réflexions dans le domaine de l'optique, ici entendue comme une théorie de la vision. Là encore leur origine est à chercher chez les présocratiques, puis les philosophes, avant de se développer avec une approche mathématique. Plusieurs propositions concurrentes sont émises sur la manière dont l’œil perçoit l'image : pour les intromissionnistes c'est l’œil qui reçoit des émanations des objets ; pour les extramissionnistes l’œil émet une sorte de rayon qui lui permet de percevoir l'objet. Cette seconde approche tend à dominer, et est reprise par Euclide qui développe une approche géométrique de l'optique, proposant des théorèmes qui sont plus tard commentés par un autre mathématicien, Pappus d'Alexandrie (début du IVe siècle). Claude Ptolémée produit également un traité d'optique, connu uniquement par des fragments. D'autres développent la catroptique, étude de la vision par la réflexion dans les miroirs.

#### Techniques
Dans le domaine technologique, il est traditionnellement considéré que le monde grec, ou plus largement gréco-romain, a certes produit des inventions, mais a échoué à leur trouver une application, blocage qui est attribué à des facteurs sociaux et religieux. De plus on a longtemps opposé l'esprit théorique des Grecs, qui auraient un profil d'inventeurs, à celui plus pratique des Romains, qui seraient des applicateurs. Cette manière de penser marquée par l'idée de progrès continu s'est révélée être une impasse pour penser la technologie de l'Antiquité gréco-romaine, et les techniques ont été repensées en articulation avec la société et l'économie antiques,.
À partir d'un socle technologique issu du Néolithique et de l'âge du Bronze, en plus d'apports pris depuis l'étranger, la technologie reste stable dans bien des domaines (métallurgie, activités extractives, céramique, architecture, transport, agriculture). Mais il y a des changements d'échelle : dans la métallurgie les savoirs sont repris de l’Égypte, du Levant et de la Mésopotamie, en revanche ils sont appliqués pour une production plus importante et intensive ; il en va de même pour l'extraction de minerai dans les mines du Laurion, qui varie au fil du temps en termes d'échelle (expansion et rétraction) plus que de technique. Cette capacité à développer les techniques anciennes se voit en particulier dans les nombreuses constructions en marbre réalisées dans l'Antiquité gréco-romaine, les milliers de pièces de monnaie frappées, la diffusion d'outils agricoles et d'ustensiles domestiques de qualité, à un niveau qui n'allait être égalé qu'après l'époque médiévale. Il n'empêche que des innovations significatives se sont produites durant l'Antiquité classique, telles que le moulin à eau, des pompes à eau, le soufflage du verre, la presse à vis. Ces inventions ont pu trouver à s'appliquer dans les activités économiques (agriculture, mines). Les innovations technologiques sont souvent utiles à l’État, par exemple la monnaie frappée ou les machines élévatrices servant dans la construction. L'élaboration et la diffusion des techniques de soufflage de verre (mise au point au Ier siècle av. J.-C., peut-être à partir de la Syrie) et de glaçure au plomb des céramiques (à la même période, attestée sur des sites d'Anatolie) indiquent que des innovations peuvent se propager rapidement et très loin dans le monde antique. Il n'y a certes pas eu de révolution industrielle dans l'Antiquité, mais la prolifération, l'intensification et la diffusion de techniques et méthodes de production, anciennes comme nouvelles, a manifestement appuyé une croissance économique à long terme, un développement des productions et des échanges.
Des ingénieurs spécialisés développent des dispositifs plus complexes, dans les domaines de la mécanique et de la pneumatique. Ces disciplines prennent leur essor à Alexandrie à l'époque hellénistique avec des savants tels que Ctésibios et Philon de Byzance (IIIe siècle av. J.-C.) qui rédigent des traités exposant leurs inventions et celles de leurs contemporains, plus tard Héron d'Alexandrie (Ier siècle), et sont aussi documentées par des ouvrages en latin, en premier lieu par Vitruve. Ils conçoivent notamment des horloges à eau (clepsydres) très élaborées, certaines avec des sonneries automatisées, des pompes à eau à pistons, des dispositifs sonores tels que l'orgue hydraulique, des automates servant de l'eau ou des théâtres d'automates. L'archéologie documente l'existence de mécanismes encore plus complexes, avec la machine d'Anticythère, mise au jour dans une épave du Ier siècle av. J.-C., qui comporte des engrenages différentiels (avec des roues à dents) permettant de reproduire les mouvements de certains astres, combinant donc les connaissances scientifiques et techniques de son époque,,.

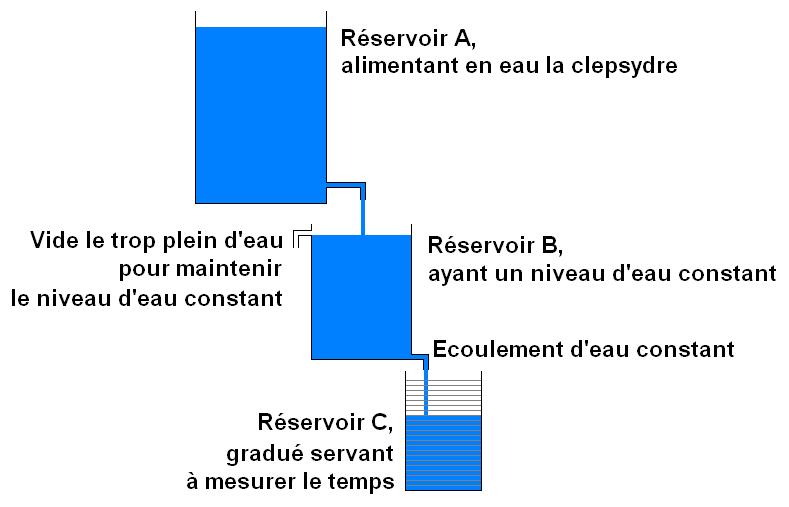
Principe de la clepsydre de Ctésibios (IIIe siècle av. J.-C.).
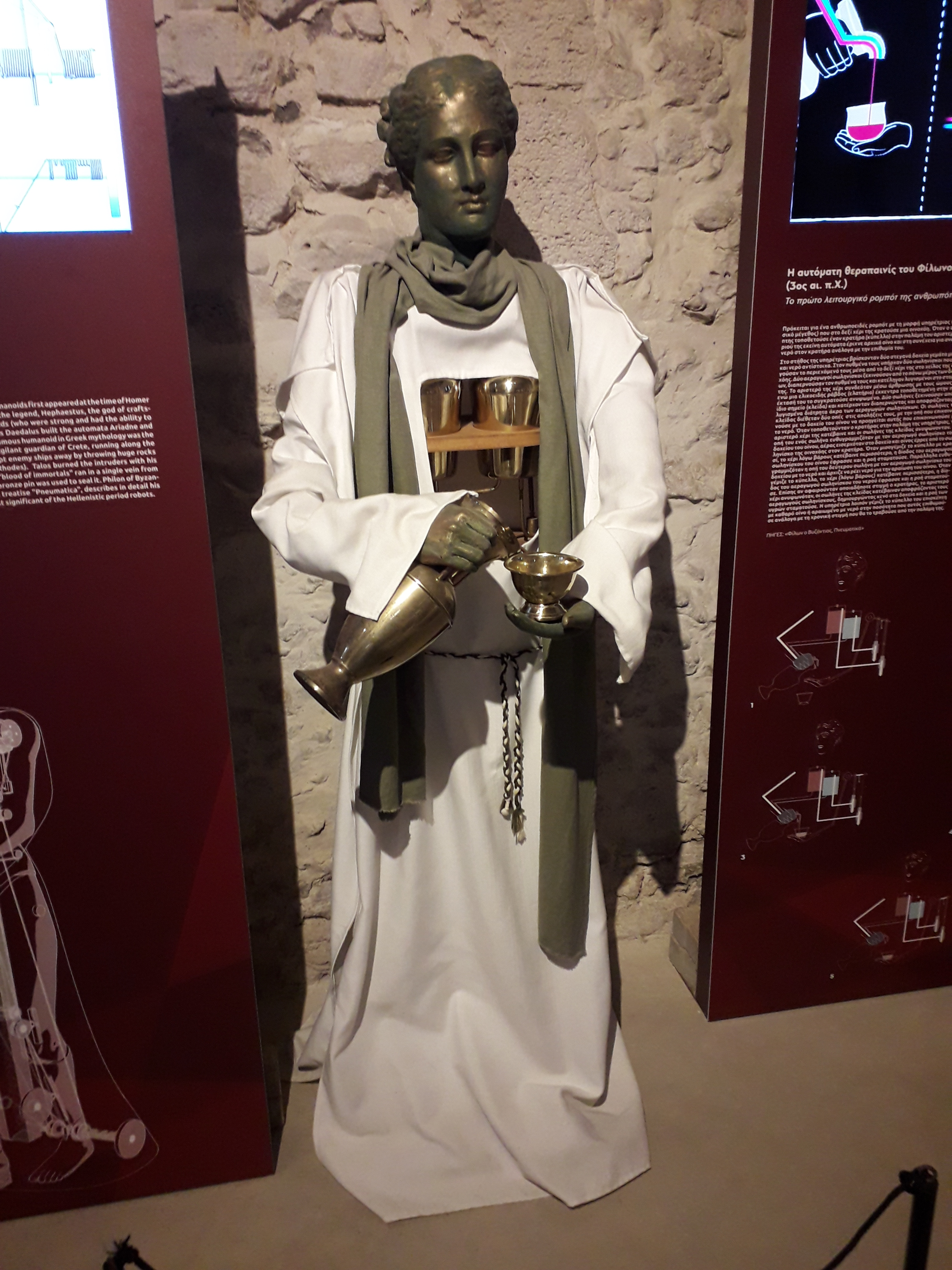
Reconstruction de la « servante automatique » de Philon de Byzance (fin IIIe siècle av. J.-C.), Musée de la technologie grecque antique, Héraklion.
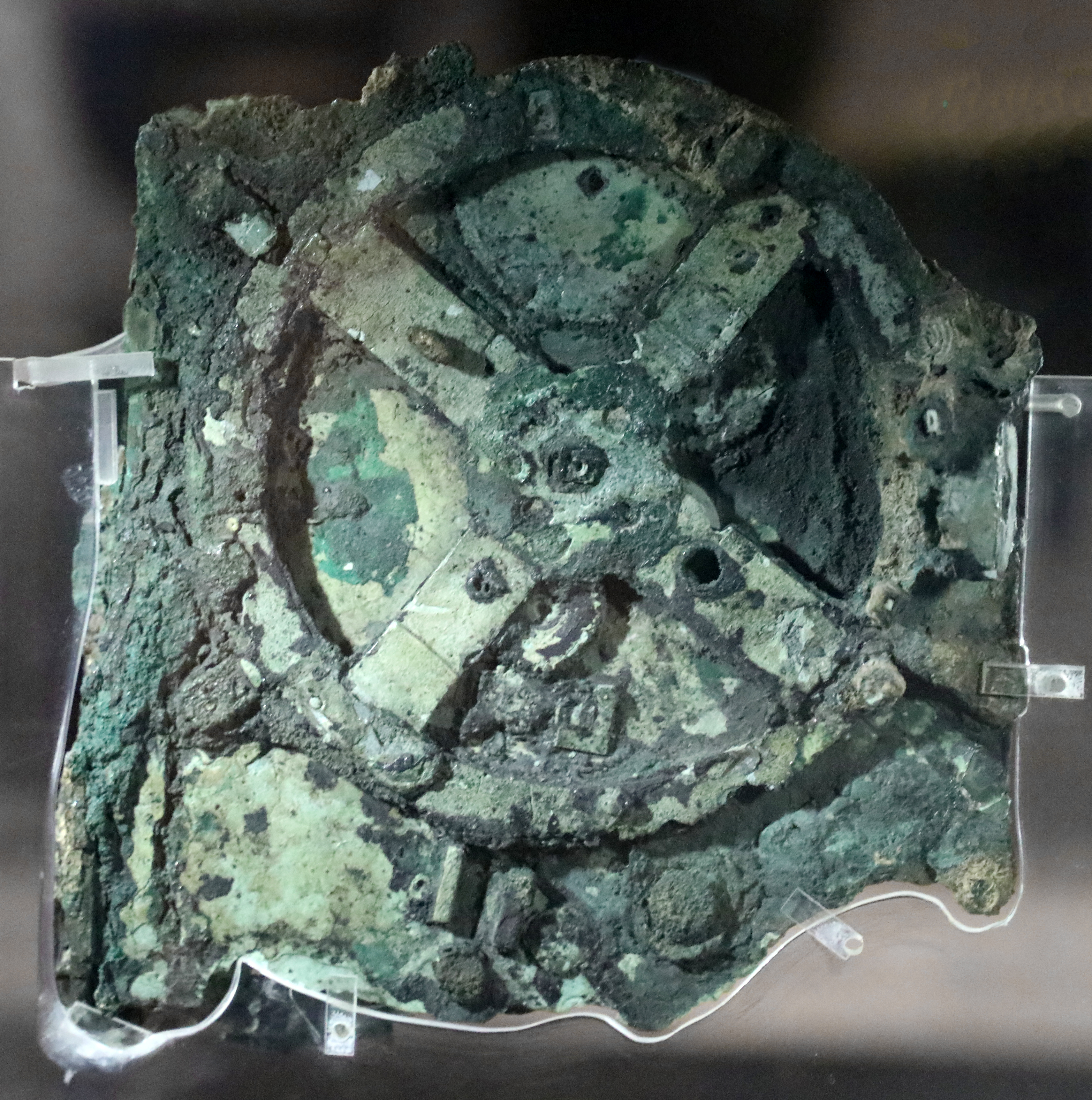
Un des ragments de la machine d'Anticythère (IIe – Ier siècle av. J.-C.), musée national archéologique d'Athènes.
La scierie de Hiérapolis (Asie Mineure, IIIe siècle), la plus ancienne machine connue utilisant un système bielle-manivelle.

## Les Grecs dans le monde antique

### Influences orientales

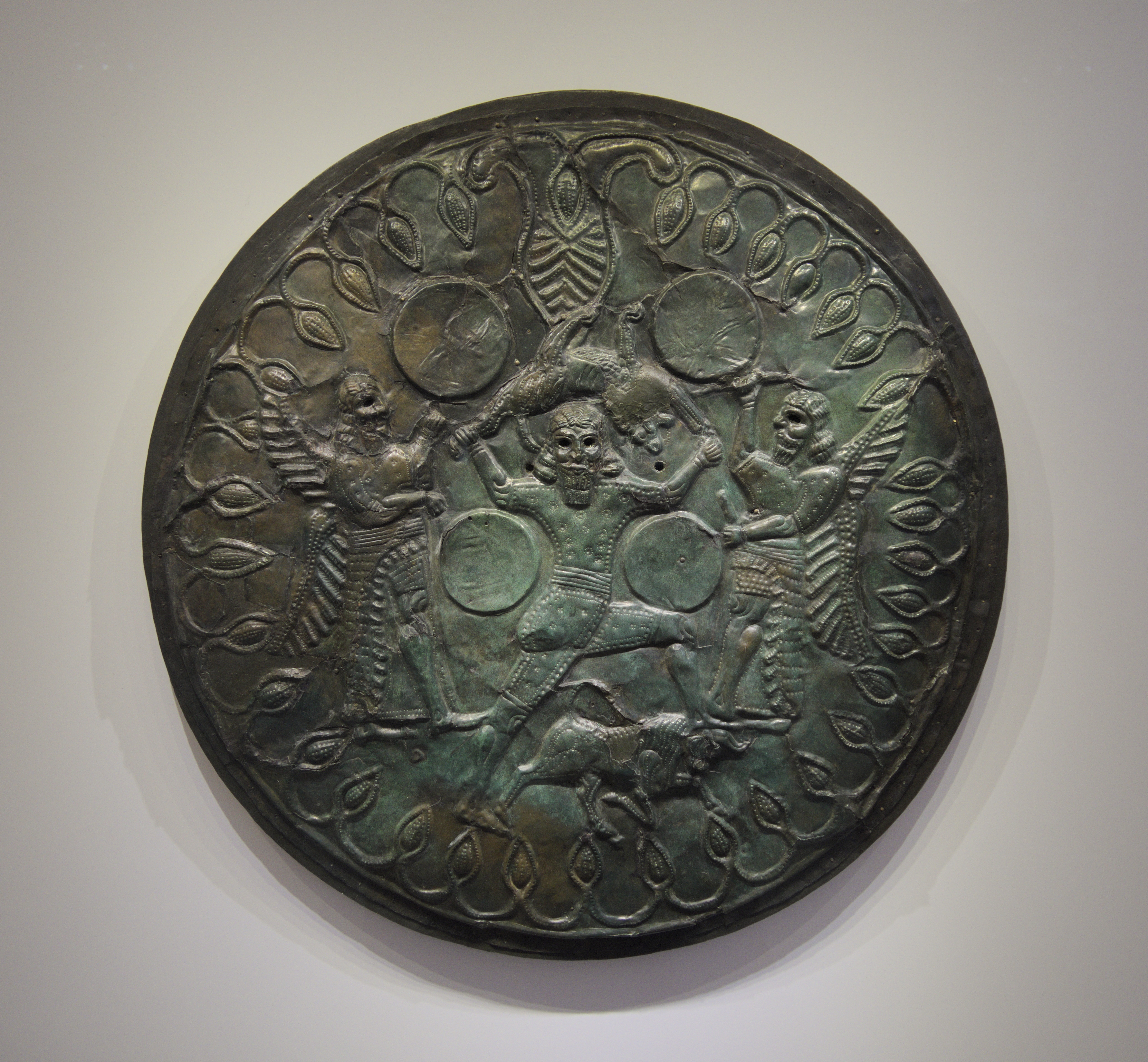
Bouclier en bronze au décor de type assyrien, v. VIIe siècle, sanctuaire du mont Ida en Crète, témoignage de l'influence orientale dans le monde égéen archaïque, musée archéologique d'Héraklion.

Durant le Néolithique et l'âge du Bronze, la Grèce suit les mêmes développements que les régions voisines du Moyen-Orient (Anatolie, Levant, Mésopotamie) et l’Égypte, à la suite de ces dernières : adoption du mode de vie néolithique, puis les progrès agricoles qui se produisent par la suite, émergence de sociétés plus « complexes » et hiérarchisées, et ensuite le développement de l'urbanisme, des systèmes palatiaux des époques minoenne et mycénienne, avec une pratique de l'écriture et une administration inspirées de celles des civilisations orientales. Cette dynamique se rompt après l'effondrement de l'âge du Bronze récent, durant les âges obscurs et le début de l'époque archaïque, quand la Grèce constitue une civilisation très différente de celles du Proche-Orient et d’Égypte.
Les influences orientales sont cependant visibles durant cette période, qui est marquée par une réouverture du monde grec aux contacts avec les régions voisines (et en particulier les Phéniciens) : adoption de l'alphabet à partir du modèle phénicien, développement d'un art « orientalisant » empruntant beaucoup de ses motifs et techniques aux arts des régions orientales. Des influences ont aussi été décelées dans la religion et la mythologie. Des marchands et mercenaires grecs sont présents en Égypte et au Levant, les communautés grecques de Chypre et de Ionie jouent un rôle de passeurs culturels, peut-être aussi des « Orientaux » venus en Grèce,,.
Mais même si la réouverture aux pays orientaux joue un rôle crucial à cette période, son impact doit être nuancé, et pas seulement au regard des nombreux traits originaux de la culture grecque archaïque, mais aussi parce que les modèles sont rapidement réappropriés et repensés et que la culture grecque s'en éloigne rapidement. La relation ne peut donc être pensée comme une dépendance, car ce sont avant tout les dynamiques propres aux cités grecques qui expliquent ce qui est adopté et de quelle manière il l'est.

### Grecs et «Barbares»

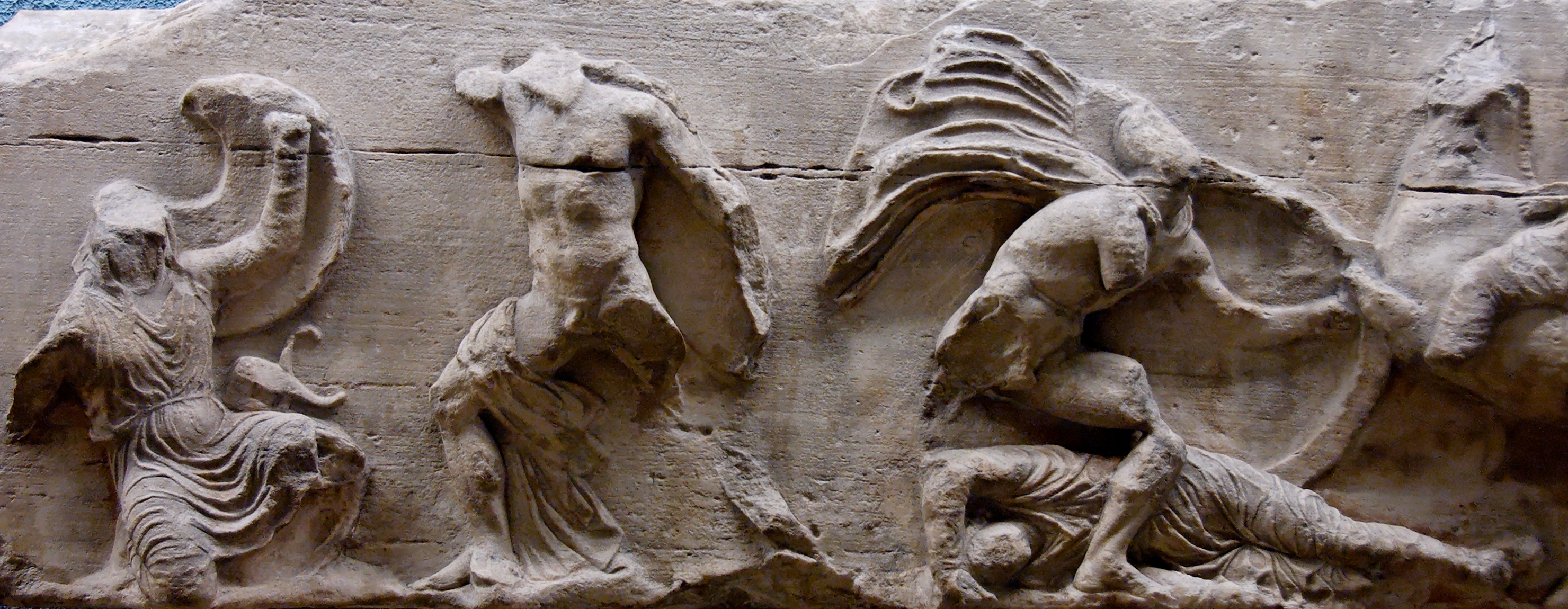
Fragment d'un relief de la frise sud du temple d'Athéna Niké d'Athènes représentant un combat entre Athéniens et Perses, vers 430-425, British Museum.

Aussitôt qu'ils affirment une forme d'identité collective, les auteurs grecs créent la figure du « Barbare », celui qui n'est pas grec, dont le nom dérive du fait que sa langue est incompréhensible pour un Grec. Cette figure s'affirme surtout au sortir des guerres médiques qui ont vu la résistance des Grecs face aux Perses, puis sont suivies de l'hégémonie athénienne dans la ligue de Délos qui repose en principe sur la défense du monde grec face aux ambitions perses. La littérature athénienne de la période définit le Barbare comme celui qui ignore la liberté, ne sait pas raisonner et débattre comme un bon Grec, ne sait pas contrôler ses pulsions relatives au sexe, à la nourriture, et à la violence. Isocrate et Aristote poussent la distinction jusqu'à affirmer que le Barbare est esclave par nature. Ce portrait de l'« Autre » dessine en filigrane le Grec idéal, qui est libre, moralement responsable, vertueux et mesuré, et il doit servir à renforcer la cohésion grecque. On dénigre un Grec en disant qu'il a des comportements « barbares ». Les Barbares sont exclus des grands événements affirmant l'unité du monde grec que sont les fêtes et concours panhelléniques. À partir de l'époque classique, les Grecs adoptent peu d'éléments culturels « barbares », tout en étant ouverts à l'intégration à l'hellénisme d'individus non-Grecs qui embrassent leur culture et leur mode de vie et délaissent donc le mode de vie « barbare ». L'image du Barbare se poursuit dans la littérature grecque postérieure, mais la distinction évolue durant l'époque hellénistique et s'atténue chez certains penseurs (notamment les Stoïciens). D'une manière générale son importance ne doit pas être surévaluée, les Grecs n'ayant jamais théorisé de façon poussée leur identité et celle des autres,. Il est cependant souvent considéré que cette notion a mis en place les stéréotypes véhiculés en Occident sur l'« Orient » depuis l'Antiquité.

### La colonisation grecque
Une expansion de groupes grecs a lieu dès les âges obscurs, en premier lieu à Chypre où la présence grecque devient très importante au XIe siècle av. J.-C.. Dans le monde égéen également le phénomène se repère, avec notamment l'implantation grecque en Asie Mineure, mais on ne parle pas de colonisation en l'absence d'autorité centrale organisant cette migration.
La « colonisation » grecque concerne l'époque archaïque, entre 750 et 580 av. J.-C., sous la forme de projets d'implantation organisés depuis certaines cités. Un groupe quitte une cité sous la direction d'un meneur, et fonde une nouvelle cité dans une région de la Méditerranée (Sicile et Italie du sud, la « Grande Grèce », aussi Adriatique, Cyrénaïque et jusqu'en France avec Massalia et l'Espagne à Emporion) ou de la mer Noire (le Pont Euxin des Anciens). La nouvelle fondation est progressivement dotée des caractéristiques physiques et institutionnelles d'une cité grecque, ce phénomène participant manifestement à l'émergence de la polis. Les liens entre la cité d'origine, la métropole (un nombre limité de cités : Eubée, Corinthe, Ionie surtout), sont préservés, et parfois réactivés par l'envoi de nouveaux migrants. Les relations avec les populations autochtones sont parfois houleuses voire brutales, mais des échanges et mélanges se produisent. Les motifs de cette expansion sont discutés : les textes anciens parlent d'un manque de terres en Grèce, donc les implantations sont souvent vues comme des colonies agricoles, et de fait nombre d'entre elles deviennent prospères par leurs cultures ; mais on suppose aussi des buts commerciaux, pour l'approvisionnement en matières premières, voire la recherche de débouchés. Cette expansion présente de nombreux points communs avec celle des Phéniciens, qui se produit au même moment,. De fait, ce phénomène participe à un ensemble de changements affectant plus largement le monde méditerranéen, voyant un essor démographique, la formation d’États et une augmentation des connexions entre les régions de cet espace. La colonisation grecque est d'une grande ampleur, et elle aboutit à la constitution d'un monde grec allant au-delà de la Grèce même, puisqu'on estime qu'en gros 40 % des Grecs de l'époque classique vivent dans ces cités coloniales.

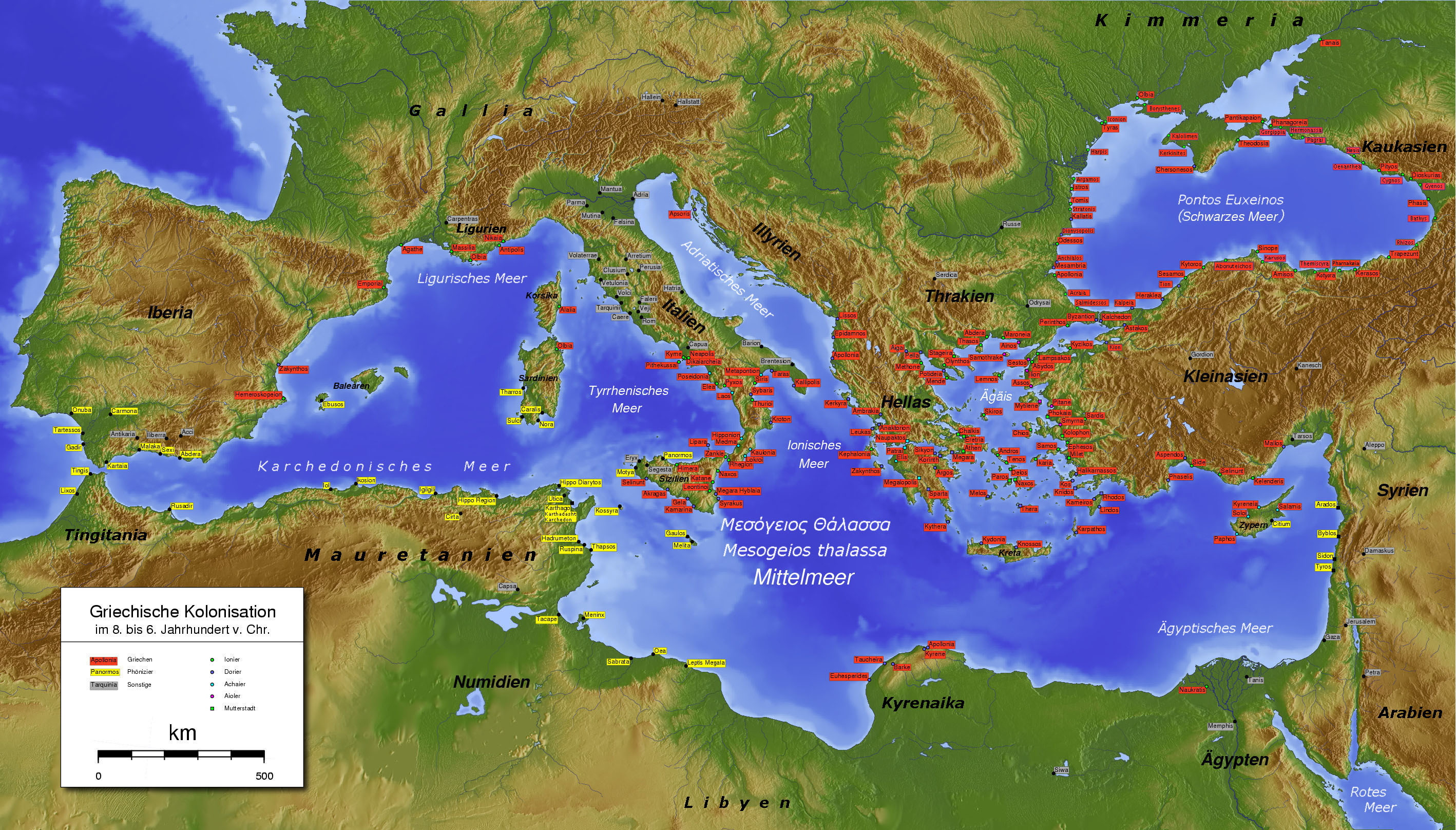
La Méditerranée au VIe siècle av. J.-C. En jaune : les cités phéniciennes. En rouge : les cités grecques. En gris : les autres cités.
Carte des cités grecques et des dialectes en Grande-Grèce
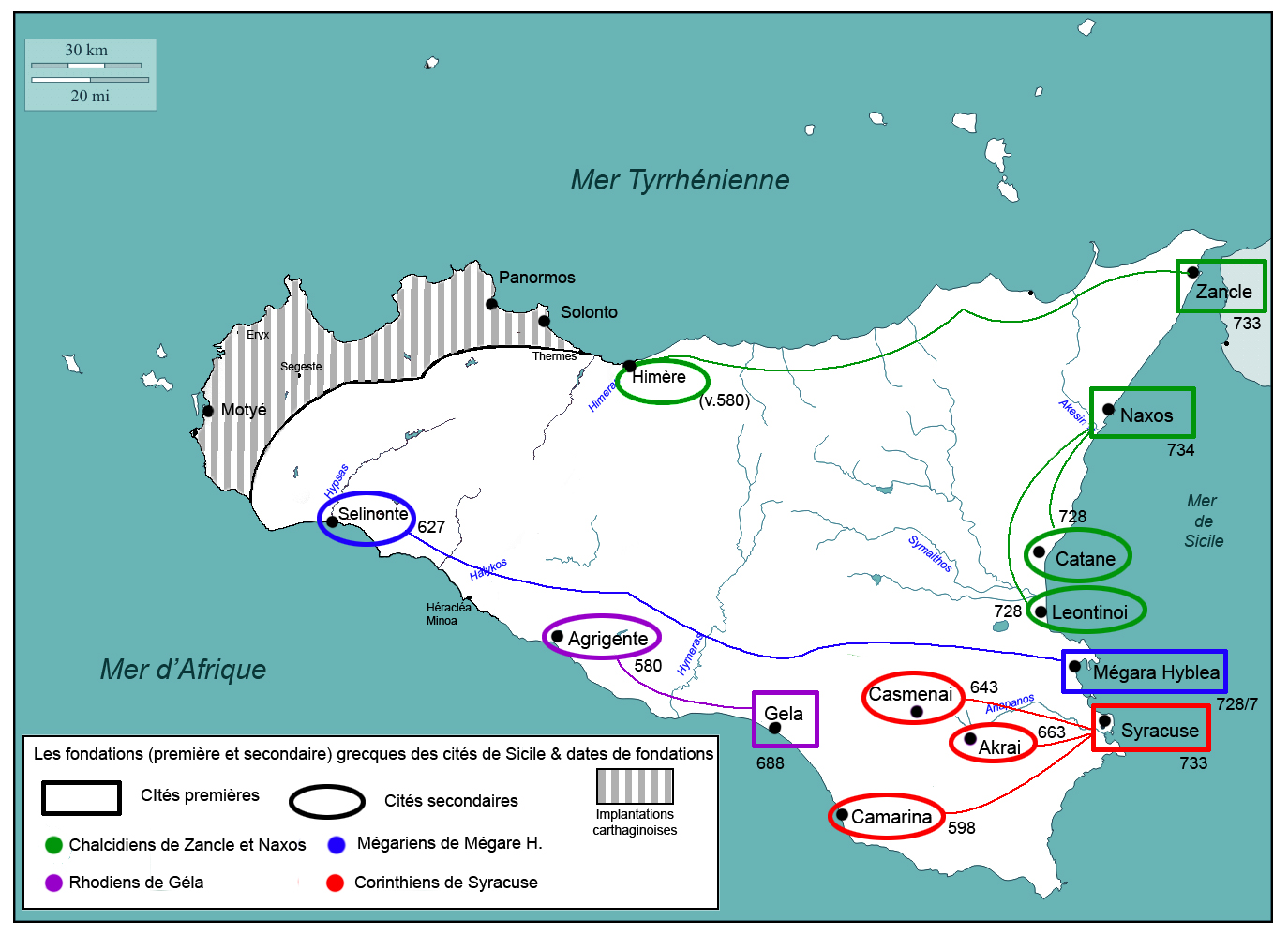
Chronologie des fondations en Sicile
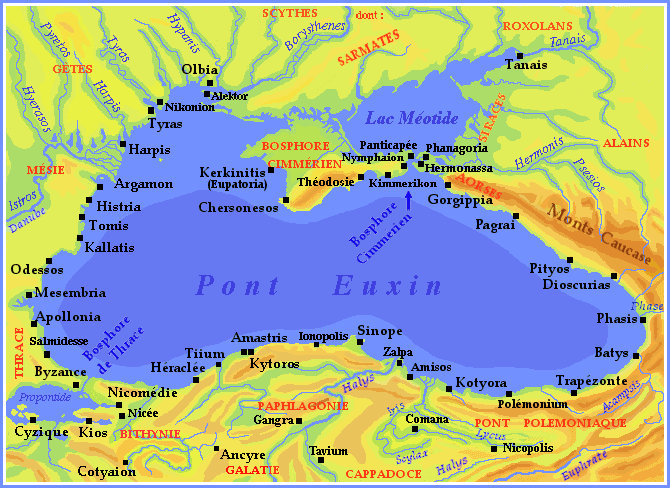
Carte des principales cités grecques autour du Pont Euxin (mer Noire), « grenier à blé » de la Grèce antique.

La seconde phase d'expansion des Grecs et des cités grecques se produit durant l'époque hellénistique, cette fois-ci en direction de l'est et du sud, et dans le cadre de projets impérialistes mis en place par les monarques gréco-macédoniens pour consolider leur emprise sur des territoires conquis. Alexandre le Grand lance le mouvement, en fondant de nombreuses cités sur les différents territoires qu'il conquiert. Ce sont au départ essentiellement des colonies de soldats vétérans, sans doute peu développées, même s'il existe des colonies de peuplement, en premier lieu en Égypte avec Alexandrie qui est pensée d'emblée pour devenir une métropole. Les Séleucides poursuivent le mouvement de fondation des cités en Orient, notamment par la fondation de capitales en Syrie (Antioche, Apamée) et Mésopotamie (Séleucie du Tigre). Il s'en trouve jusqu'en Bactriane (actuel Afghanistan) et dans le golfe Persique (Failaka au Koweït actuel). Des villes existant depuis bien avant la conquête grecque reçoivent aussi le statut de cité (Babylone, Suse). Ces fondations reçoivent un nom grec, sont accompagnées par l'implantation de colons grecs et/ou macédoniens, et un urbanisme présentant de nombreuses caractéristiques grecques.

### L'hellénisation

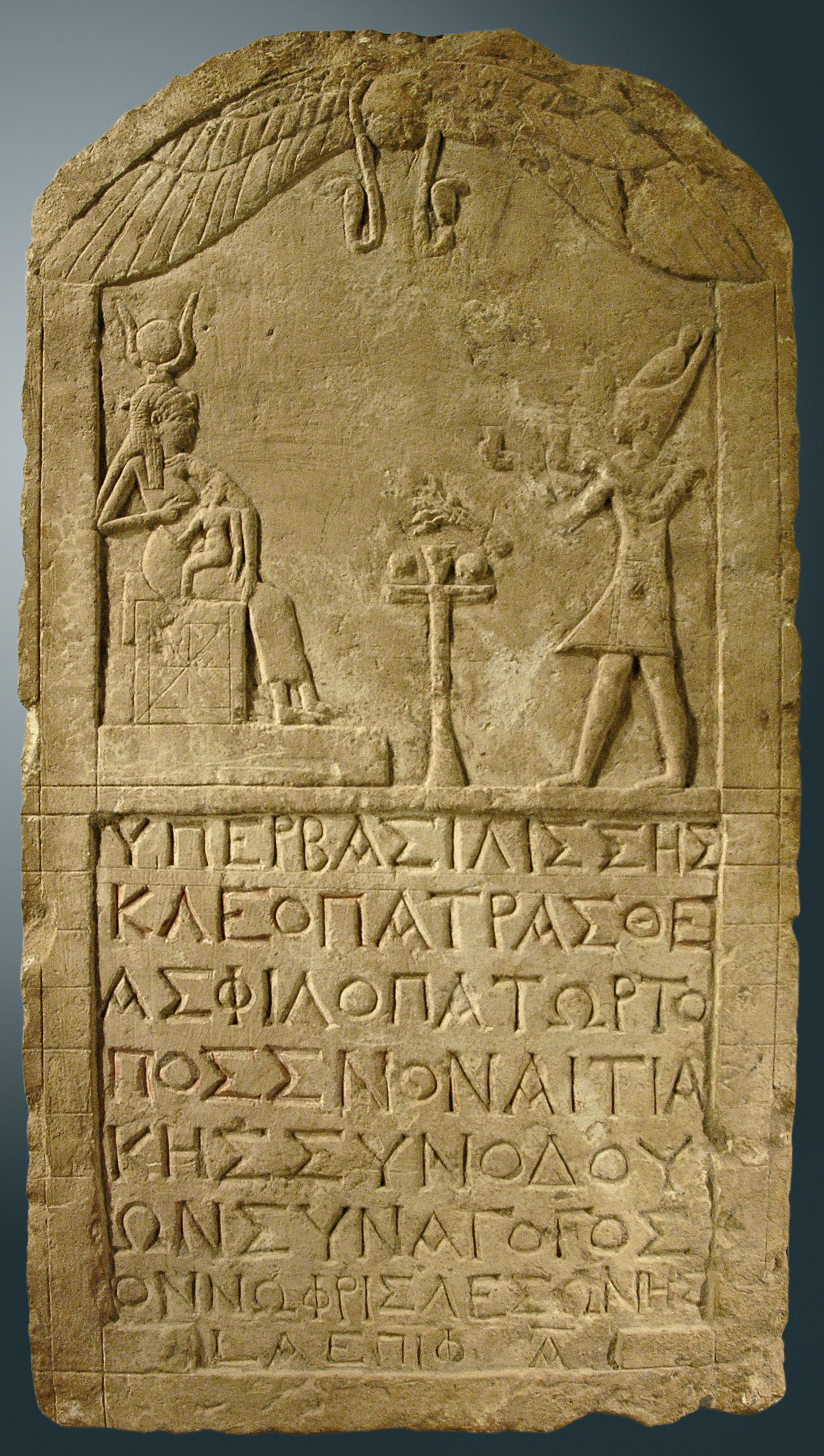
Cléopâtre VII représentée vêtue en pharaon sur une stèle portant une inscription en grec et dédiée par un Grec, adepte du culte d’Isis, -51, musée du Louvre.

La première expansion grecque durant l'époque archaïque se traduit par une influence culturelle sur les communautés rencontrées ; par exemple les Étrusques d'Italie centrale sont en contact dès le milieu du VIIIe siècle av. J.-C. avec des marchands grecs, venus d'Eubée, et ils importent des biens de luxe de facture grecque et adoptent l'alphabet. Mais la grande période d'expansion de la culture grecque est la période hellénistique, qui voit la création de nombreuses cités grecques depuis l’Égypte et l'Asie Mineure jusqu'aux limites du monde indien. Ces villes comprennent les bâtiments caractéristiques de la culture grecque inconnus jusqu'alors dans ces régions (théâtres, gymnases, agoras, temples grecs), leurs citoyens sont versés dans la culture grecque (rhétorique, philosophie, sciences, arts), et des centres de culture grecque de première importance se constituent dans ces régions (Alexandrie, Pergame, Antioche). Ces communautés fonctionnent en quelque sorte comme des vitrines de l'hellénisme, dans des pays sous domination gréco-macédonienne, ce qui incite une partie des autochtones à adopter à leur tour la culture grecque, même s'il n'y a pas de politique délibérée de la part des royaumes hellénistiques d'acculturer leurs sujets non-Grecs. Cela se perçoit dans la littérature, l'art, l'architecture, la religion. Cette influence est couramment définie comme une « hellénisation », la culture de la période étant défini comme l'« hellénisme » par les historiens modernes à la suite de J. G. Droysen. Elle est présente à des degrés divers selon les régions dominées, en fonction des dynamiques propres aux sociétés indigènes, plus ou moins réceptives aux aspects culturels grecs. L'hellénisation laisse une trace durable dans de nombreux endroits même après la fin de la domination grecque, jusqu'au nord du sous-continent indien où se développe l'art « gréco-bouddhiste ». Le syncrétisme concerne aussi les Grecs, comme l'illustre l'essor des « cultes orientaux » (à Isis, Sarapis),,.

### Grecs et Romains

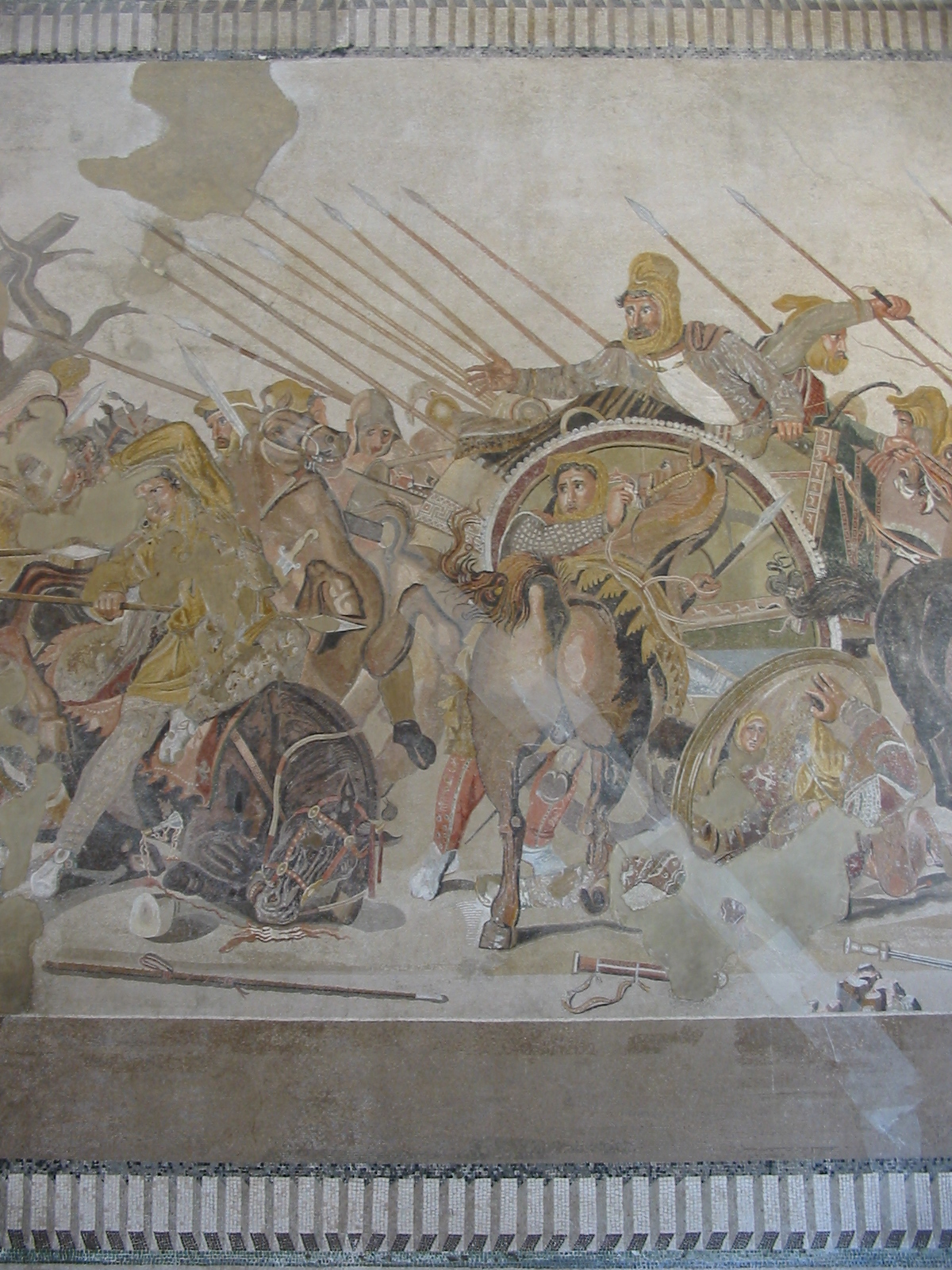
La «mosaïque d'Alexandre», Pompéi, copie romaine d'une peinture hellénistique, musée archéologique national de Naples (détail, la totalité de l'œuvre est reproduite ci-dessus, section « Autres peintures »).

L'influence culturelle grecque se ressent assez tôt à Rome, mais elle prend vraiment de l'ampleur au IIIe siècle av. J.-C. et au suivant, après la conquête de pays grecs, d'abord en Italie du sud et Sicile, puis en Grèce continentale et dans le reste du monde hellénistique. De nombreux membres de l'élite romaine prennent la culture grecque comme référence, phénomène désigné sous le terme de « philhellénisme », en quelque sorte une variante de l'hellénisation. Cette posture suscite des critiques, mais elle se poursuit durant toute l'époque de conquête des pays hellénisés, à côté des pillages et destructions, souvent organisés par des philhellènes qui d'un autre côté se font bienfaiteurs pour les sanctuaires grecs et certaines cités. Des artistes, savants, œuvres d'art du monde grec sont apportées à Rome à la suite des pillages, des copies d’œuvres grecques sont commanditées en Italie. Durant le dernier siècle de la République romaine ce phénomène a triomphé et la culture grecque a été absorbée par l'aristocratie romaine, qui parle aussi bien grec que latin, débat de philosophie grecque, cite de la poésie en langue grecque, etc. constituant une culture « gréco-romaine » qui est dominante dans l'Empire romain. C'est un phénomène d'une importance capitale pour l'histoire et la réception de la civilisation grecque antique, puisque ce sont les goûts des Romains qui ont déterminé ce qui devait être préservé parmi ses accomplissements, et qui ont achevé de faire de la culture grecque une référence, en particulier pour l'Occident,,,.
Dans ce contexte, le monde hellénisé de l'Orient romain ne connaît pas de « romanisation » culturelle importante, le latin reste secondaire face au grec, sauf si on souhaite embrasser une carrière dans l'administration impériale. En revanche du point de vue légal les Grecs deviennent citoyens romains, phénomène achevé par l'édit de Caracalla de 212 qui rend la citoyenneté romaine quasi-universelle dans l'Empire. Les Grecs préservent un sentiment de supériorité culturelle, ont souvent considéré les Romains comme des « Barbares », avant de leur concéder une place à part, mais la fascination qu'exerce la culture grecque sur les Romains renforce la vision des Grecs.
Après la séparation de l'empire entre sa moitié occidentale et sa moitié orientale, ou plus exactement entre sa partie latine et sa partie grecque, puis la chute de Rome et celle de l'Empire romain d'Occident, les populations de langue et culture grecque dominant l'empire byzantin en viennent à se définir avant tout comme des « Romains ». Mais cela ne veut pas dire que les Grecs ont abandonné leur identité : il s'agit plutôt « d'armer l'hellénisme des attributs du pouvoir romain », notamment en récupérant l'idée d'Empire venue de Rome pour l'implanter durablement dans le monde grec autour de la « Nouvelle Rome » qu'est Constantinople, et ainsi prolonger durant l'époque médiévale le sentiment de supériorité du monde grec sur le monde latin.

## Postérités

### La transmission de la culture grecque antique

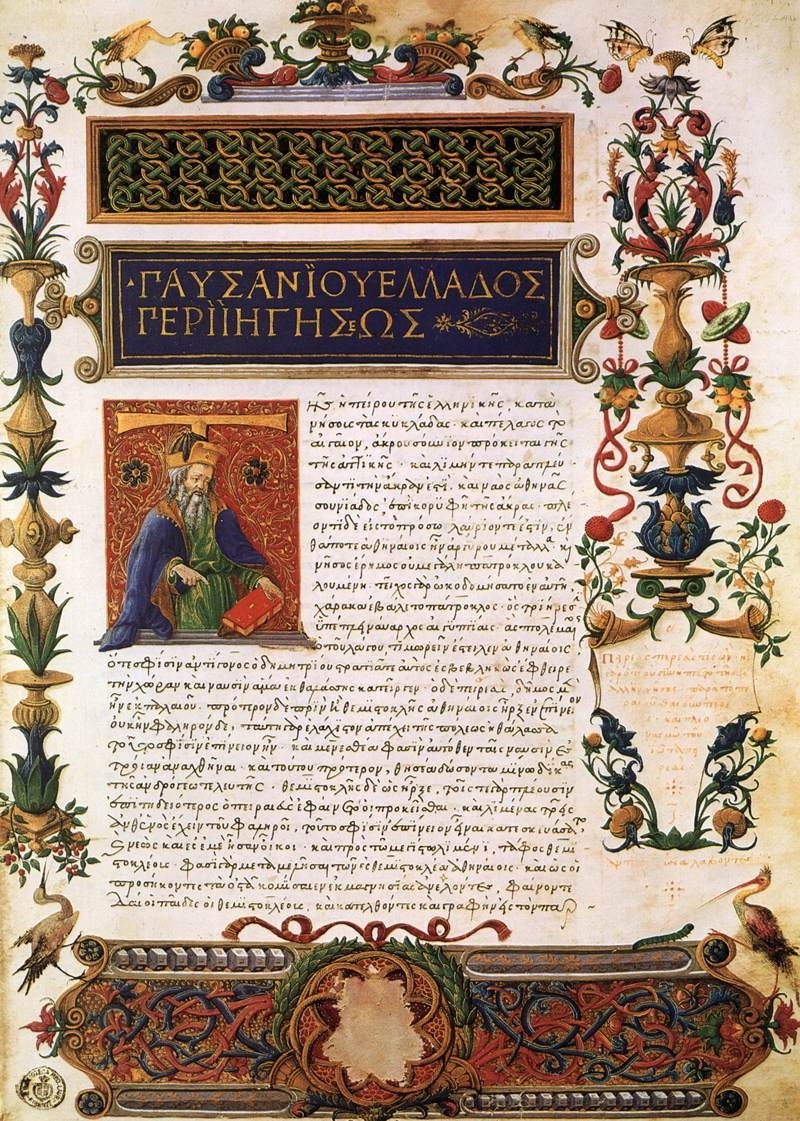
Manuscrit de la Description de la Grèce de Pausanias, 1485, bibliothèque Laurentienne.

La culture grecque antique est érigée en référence dès l'Antiquité. Dès l'époque hellénistique les œuvres littéraires (notamment Homère) et artistiques (la sculpture athénienne) des époques antérieures ont un statut de modèle, dans la culture grecque, la paideia, partagée par les régions hellénisées, des collections de ces œuvres sont constituées, et on commence à les classer et hiérarchiser. Les Romains, qui portent comme vu plus haut une grande considération à la culture grecque, poursuivent cette tendance, et dépouillent la Grèce de nombre de leurs œuvres d'art, ou en commanditent des copies. La Grèce devient une sorte de musée, où se rendent des voyageurs (des « touristes » antiques). Au IIe siècle Pausanias laisse une description des principaux sites grecs qui devait servir de référence aux futurs explorateurs et fouilleurs du pays.
En fin de compte, ce qui est transmis par la suite de la Grèce antique est largement dû à ce que les Romains (ou du moins les Grecs de l'Empire romain) ont mis en valeur et préservé, donc une Grèce antique quelque peu « tronquée ». Ainsi bien des œuvres poétiques et théâtrales cessent d'être copiées et de circuler durant la période impériale parce qu'elles ne trouvent plus de lecteurs, par exemple les pièces de Ménandre qui sont connues par des papyri d'époque hellénistique (période durant laquelle cet auteur est très populaire) mis au jour lors de fouilles modernes. Cette transmission se poursuit durant l'Antiquité tardive, avec le triomphe du christianisme, et la recomposition de la paideia dans le moule chrétien, qui conduit à un nouveau processus de sélection, même si la déférence des érudits chrétiens envers les grands classiques antiques fait qu'ils sont préservés malgré leur coloration polythéiste. Puis le changement d'écriture, avec le passage de l'onciale à la minuscule, qui se produit dans le monde byzantin aux IXe – Xe siècles entraîne la perte de ce qui n'est pas copié à cette période, les œuvres d'auteurs païens étant encore plutôt délaissées au profit des textes chrétiens. L'essentiel des manuscrits grecs antiques transmis par la suite est issu de ce travail de copie, auquel s'ajoutent les traductions en arabe d'ouvrages de philosophes et scientifiques grecs antiques. En revanche la civilisation byzantine se soucie très peu d'art antique, et l'art grec est largement oublié. Les pays d'Europe occidentale, de tradition savante latine, ont alors largement oublié la culture grecque antique. Le contact est rétabli au XIVe siècle avec la naissance de l'humanisme en Italie, qui s'accompagne de l'arrivée et de la copie de nombreux manuscrits grecs depuis l'Empire byzantin, et des savants byzantins viennent enseigner le grec en Occident,,.

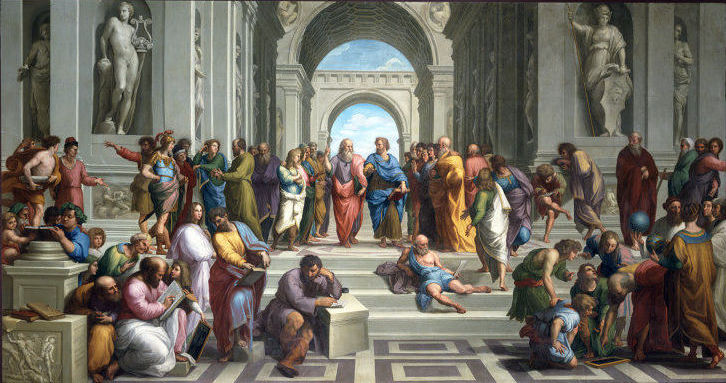
L'École d'Athènes, fresque de Raphaël, 1508-1512, exposée dans la Chambre de la Signature des musées du Vatican, représentation des principaux philosophes grecs antiques.

L'époque de la Renaissance est donc cruciale pour la transmission et la redéfinition de la culture grecque antique, alors que l'Empire byzantin disparaît et que la culture savante grecque entre dans une phase de déclin. Les humanistes redécouvrent alors de larges pans de la littérature et de la philosophie grecque, éditent et traduisent des textes grecs, prennent pour modèles l'art, l'architecture et l'urbanisme antiques, « gréco-romains », largement issus du moule culturel grec. La science grecque est également redécouverte et étudiée. La tradition antique a alors acquis dans ce milieu un statut prestigieux, de « classique », elle est devenue une source d'inspiration majeure et un modèle dans la culture d'Europe occidentale. L'époque suivante est celle du classicisme, qui est également marquée par de nombreuses inspirations antiques, ou revendiquées comme telles. Cela se retrouve dans une moindre mesure chez les Lumières, puis dans les différents mouvements culturels du XIXe siècle. En revanche à partir du XXe siècle les classiques antiques perdent en importance dans la culture savante des pays occidentaux, comme l'illustre l'érosion de la connaissance du grec ancien et du latin,.

### L'exploration archéologique du monde grec

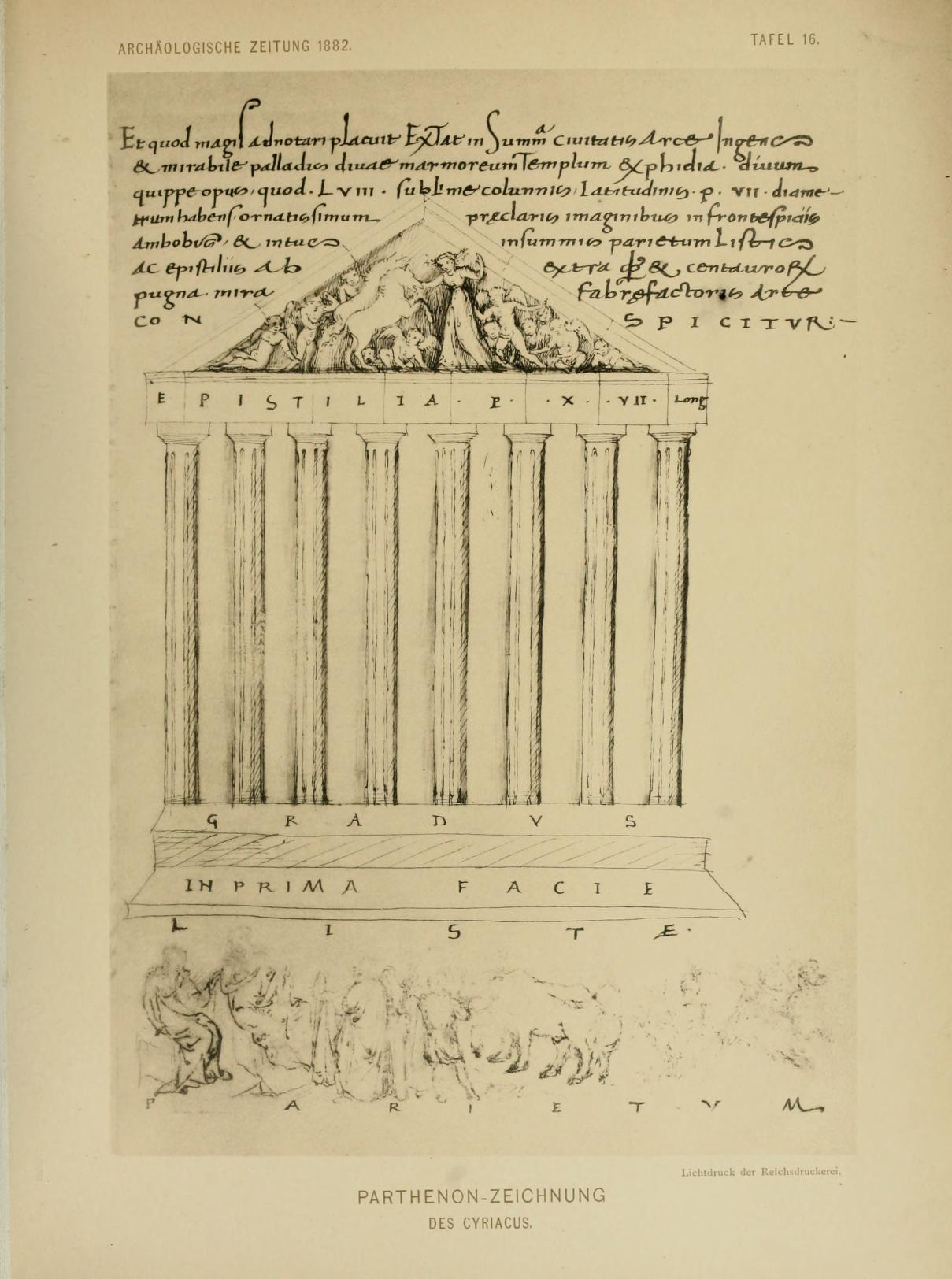
Le Parthénon d'Athènes par Cyriaque, 1436, première représentation historique du bâtiment connue.

L'exploration des ruines des cités grecques antiques est initiée depuis les pays d'Europe occidentale à l'époque moderne, et permet progressivement d'étoffer peu à peu le corpus documentaire permettant l'étude de la Grèce antique.
L'Italien Cyriaque di Pizzicoli est le premier à porter un intérêt poussé aux ruines antiques de Grèce, lors de voyages commerciaux effectués dans le pays entre 1434 et 1448, copiant des inscriptions et dessinant maladroitement des monuments, mais il n'est jamais publié. Les Humanistes de la Renaissance ne voyagent pas dans ces régions, coupées du monde chrétien depuis la prise de Constantinople par les Ottomans en 1453. C'est au XVIIe siècle que débutent les voyages en Grèce effectués pour le compte d'aristocrates ou de rois désirant obtenir des œuvres antiques. Cela s'accompagne aussi de descriptions et de copies. Des marchands, collectionneurs, érudits et artistes (les « antiquaires ») posent alors les bases de l'archéologie. Le médecin lyonnais Jacob Spon (1647-1685), qui voyage en Italie, Grèce et Asie Mineure et y étudie les traces de l'Antiquité, le récit de son voyage rencontrant un grand succès.
La mode des antiquités se développe au XVIIIe siècle en Europe, les descriptions et illustrations de monuments et œuvres se répandent, servant notamment pour les architectes imaginant les bâtiments « néoclassiques ». Les voyages sur les sites antiques deviennent un élément distinctif de l'élite, et les premières fouilles archéologiques sur des sites d'Italie. Le comte de Caylus (1692-1765) propose des classements et typologies d'objets antiques, au regard de considérations techniques plutôt qu'esthétiques, ce qui marque un tournant dans le raisonnement scientifique archéologique. Johann Joachim Winckelmann (1717-1768) procède quant à lui à la première tentative d'histoire de l'art grec, qui était jusqu'alors confondu avec l'art romain et rangé avec lui dans les « antiquités », et son travail est d'une importance cruciale pour le développement de la discipline et la marque durablement, notamment par son approche chronologique entre balbutiement/apogée/décadence. Cette période voit aussi l'apogée du pillage des sites grecs antiques par les élites des pays d'Europe occidentale, marquée par le transfert du décor du Parthénon à Londres par Lord Elgin en 1811, ou l'achat de la Vénus de Milo par les Français (1821),.

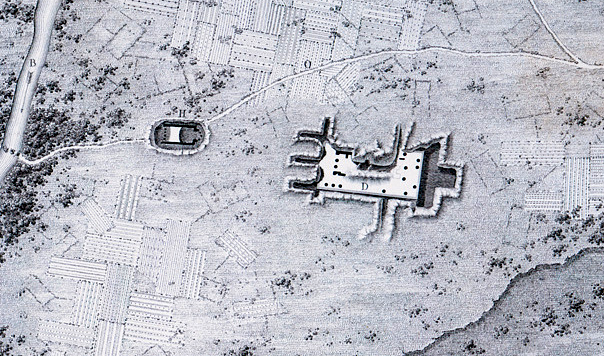
Plan des premières fouilles archéologiques d'Olympie et du temple de Zeus à Olympie découvert par l'expédition de Morée en mai 1829 (par Abel Blouet et Pierre Achille Poirot).

Le XIXe siècle voit le développement de l'archéologie scientifique. L'indépendance de la Grèce à partir de 1827 crée de nouvelles conditions favorables aux fouilles, tout en stoppant le pillage des sites antiques grecs. Les pays occidentaux n'arrêtent pas pour autant l'exploration du pays, et ils se lancent dans une compétition pour obtenir le droit de fouiller les sites grecs, soutenus par les autorités politiques. L'expédition française de Morée (1829-1831) explore ainsi le Péloponnèse, localisant le temple de Zeus à Olympie. Des institutions spécialisées dans l'étude du passé grec antique sont créées, comme l’École française d'Athènes (1846), l'Institut archéologique allemand d'Athènes (1873), le britannique (1885), etc. Des chaires sont créées pour étudier l'Antiquité grecque, ainsi que des revues, les publications scientifiques se développant, par exemple les corpus d'inscriptions publiés en Allemagne. Sur le terrain, les équipes se répartissent les chantiers de fouilles : Délos, Delphes, Thasos et Argos pour les Français, Olympie, Samos et le Céramique d'Athènes pour les Allemands, Corinthe pour les Américains, etc. alors que les archéologues Grecs procèdent à de nombreuses fouilles, dont l'Acropole d'Athènes. L'étude de la plus haute Antiquité grecque est initiée, notamment à la suite des découvertes d'Heinrich Schliemann à Mycènes et Troie, et d'Arthur Evans à Cnossos. Les cultures de l'âge du Bronze ancien et du Néolithique commencent également à être redécouvertes, permettant de préciser la chronologie de l'Antiquité grecque sur la très longue durée. Le XXe siècle voit se poursuivre les découvertes, et le développement de l'archéologie grecque, avec la modernisation des méthodes et des analyses, grâce à la mise en place d'équipes pluridisciplinaires. De nouvelles régions du monde grec antique sont explorées, avec la fouille de colonies d'époque archaïque et hellénistique,.

### Héritages et réceptions
La postérité de la Grèce antique est souvent abordée en termes d'« héritage » : la Grèce antique a développé de nombreuses nouveautés, qu'elle a transmis ou légué aux civilisations qui lui ont succédé, qui sont donc ses héritières voire ses débitrices. Cela est couramment désigné à la suite d'Ernest Renan comme un « miracle grec », lequel le cantonne au Ve siècle av. J.-C. athénien ou encore par la notion de « classique » / « classicisme » qui désigne, surtout en art et en littérature, ce qui est considéré comme un apogée, un modèle de qualité, si ce n'est de perfection, et un exemple à imiter, en référence là aussi plutôt à l'« âge d'or » athénien du Ve siècle av. J.-C..
La Grèce ancienne est généralement considérée comme étant à l'origine de la civilisation occidentale. Par exemple Jacqueline de Romilly a insisté sur la survivance de valeurs et principes issus du monde grec, et écrit que « l'héritage grec, fondé sur l'aspiration à l'universel, est devenu l'esprit même de la civilisation occidentale ». Ainsi a pu être mis au crédit de la Grèce antique un héritage considérable légué aux civilisations postérieures, surtout celles d'Europe et du pourtour méditerranéen :
- la notion de politique s'est forgée en Grèce avec l'apparition de la citoyenneté et de différents types de régime (monarchie, démocratie, oligarchie, tyrannie, etc.) ;
- les épopées, en premier lieu celles d'Homère, ont été rapidement élevées au rang de textes de référence et ont influencé bien des œuvres postérieures ;
- des poètes lyriques (Sappho, Pindare, etc.) ont servi de modèles pour des poètes postérieurs ;
- le théâtre grec, qu'il s'agisse de la tragédie ou de la comédie, est à l'origine du théâtre occidental postérieur qui a largement puisé son inspiration chez les auteurs athéniens, jusqu'à réaliser des nouvelles versions des tragédies antiques ;
- les historiens grecs ont posé les bases de la discipline historique tandis que la biographie trouve aussi son origine chez les auteurs grecs antiques ;
- l'éducation et la pédagogie grecques ont aussi servi de modèles ;
- la rhétorique grecque, avec ses aspects éducatifs, est aussi un modèle encore invoqué de nos jours ;
- la philosophie est une autre invention majeure de la Grèce antique, qui a servi de référence pour les réflexions des philosophes postérieurs, quel que soit le penseur antique qu'ils ont privilégié (Socrate, Platon, Aristote, Épicure, les Stoïciens, etc.) ;
- dans divers domaines scientifiques et techniques les Grecs ont réalisé d'importantes avancées : mathématiques, médecine, astronomie, etc. ;
- la mythologie grecque antique a servi de source d'inspiration à de nombreux auteurs et artistes ;
- les arts, l'architecture et l'urbanisme de la Grèce antique ont également joui d'un prestige très important durant de nombreuses périodes, les arts visuels classiques et hellénistiques étant par exemple au fondement de l'esthétique du corps en Occident ;
- en dépit de leur rejet du polythéisme, le judaïsme et encore plus le christianisme ont également assimilé des éléments de la culture grecque antique.

Une autre manière d'aborder la postérité de la Grèce antique, développée en premier lieu pour l'étude de sa littérature, consiste à faire une histoire de la « réception » des œuvres antiques. Si les œuvres des écrivains et artistes grecs antiques sont vues comme la « tradition » et des « classiques », c'est le résultat d'une construction historique : les civilisations postérieures se sont tournées vers la Grèce antique, dans une dynamique de dialogue avec leur passé, et ont repris et réinterprété certains des aspects de sa culture (on parle parfois aussi de réappropriation). Elles ont donc par bien des aspects sélectionné leur héritage, en puisant parmi ce qui était (restait) à leur disposition. En Occident en particulier, la littérature et l'art grecs ont été élevés au rang de « classiques », donc de modèles, et ont été intégrés dans la tradition de la civilisation occidentale, et ce dès l'Antiquité. Cette civilisation a donc constitué durant toute l'histoire postérieure de l'Occident une référence incontournable, une source inépuisable de modèles, idéalisée ou critiquée, sans cesse réinterprétée et discutée. Ainsi dans l'art : « textes, images, formes et objets de la Grèce ancienne ne cessent de revenir dans la culture occidentale, fécondant différemment chacune de ses phases suivant les modalités changeantes de leur réception. Dans l'éternelle querelle entre Anciens et Modernes, l'art grec a pu être invoqué tour à tour par les uns et par les autres, fournir tantôt des munitions et tantôt un rempart. À titre de vestige, mais aussi de réserve, il reste présent dans la conscience esthétique de l'Occident » (Holtzmann et Pasquier). Dans le domaine politique, le système démocratique athénien a été largement ignoré jusqu'au XIXe siècle, avant d'être reconstitué par les historiens et de susciter l'intérêt dans un contexte marqué par l'essor des principes de gouvernement démocratique, mais ce système politique est alors envisagé sous sa forme représentative (ou parlementaire) et plus comme une démocratie d'assemblée (directe) telle qu'elle était envisagée dans l'Antiquité. Les savants et esthètes de diverses époques ont donc déterminé ce qui a été préservé et mis en avant parmi les créations grecques antiques en sélectionnant les œuvres qu'ils estimaient dignes d'être admirées, au regard de leurs propres préférences et idéologies, qui ont évolué au fil des siècles. « Depuis l'Antiquité, le discours sur le « classique » a fonctionné de cette manière afin de légitimer un ordre social et un ensemble d’institutions, de croyances et de valeurs qui sont communément associés à la civilisation occidentale et à « notre » héritage culturel occidental. » (S. Schein).

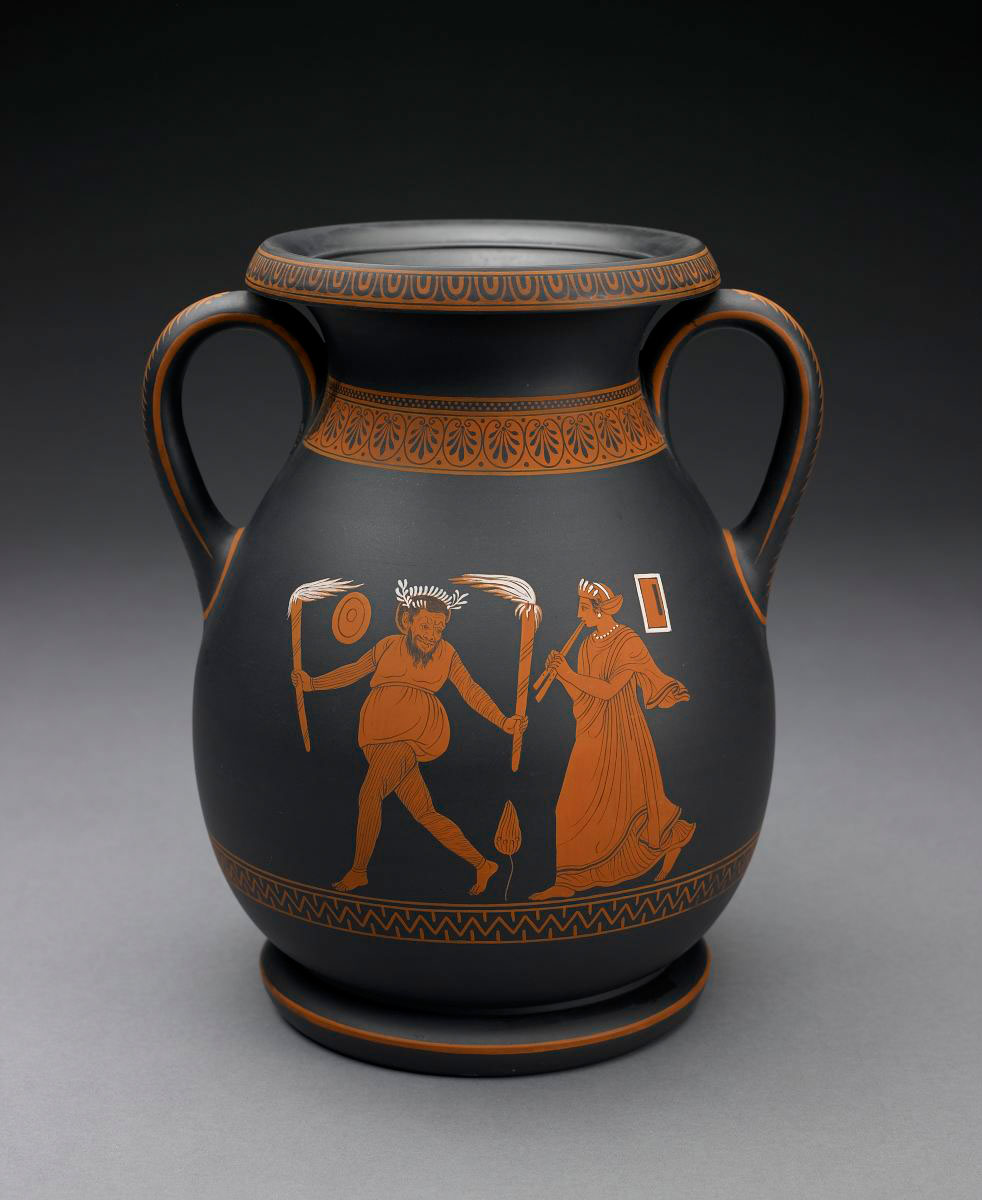
Vase Wedgwood imitant la céramique grecque à figures rouges, v. 1815. Birmingham Museum and Art Gallery.
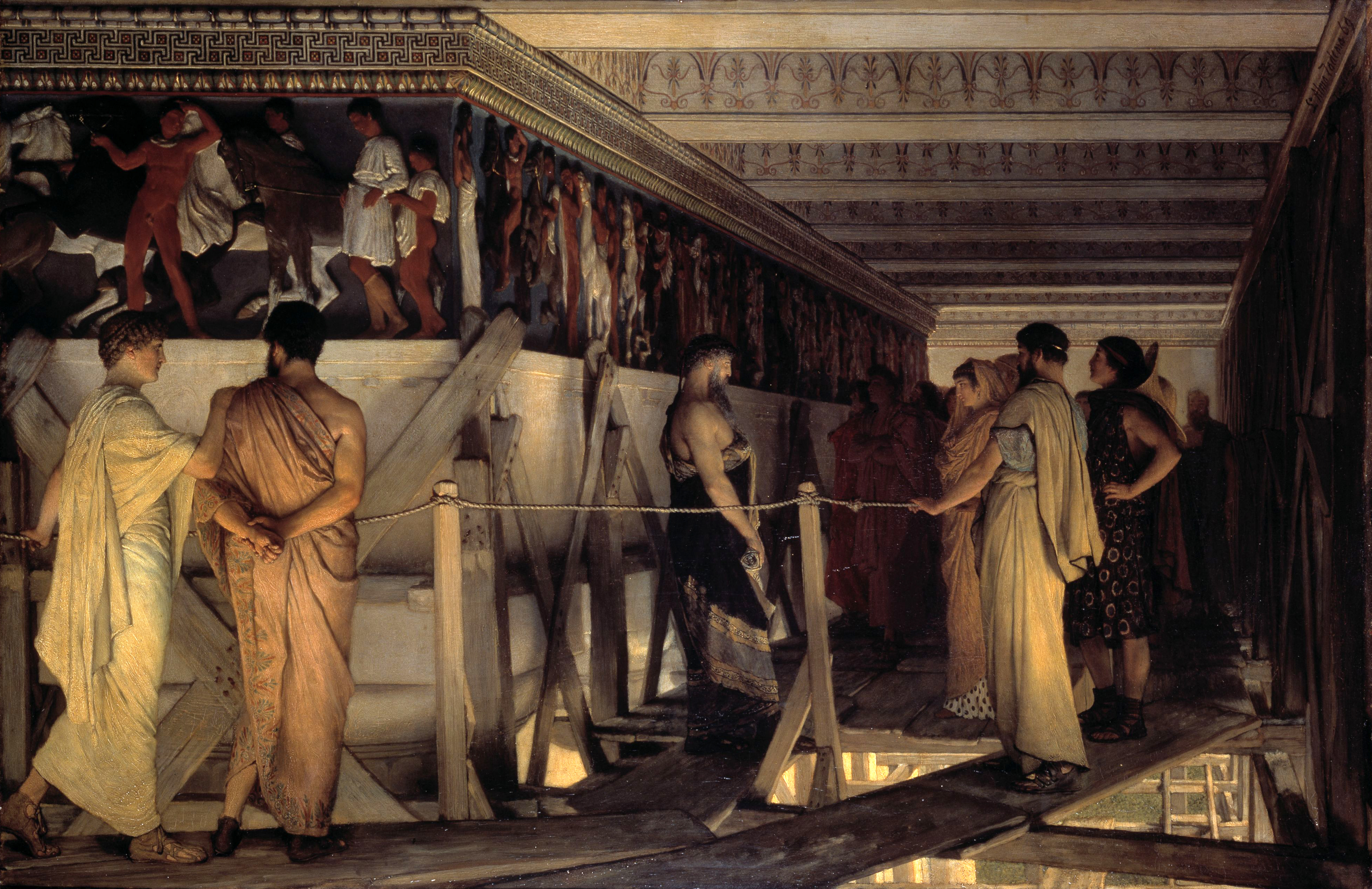
Phidias faisant visiter le chantier du Parthénon à ses amis, dont Périclès et Aspasie. Peinture de Lawrence Alma-Tadema, 1868.
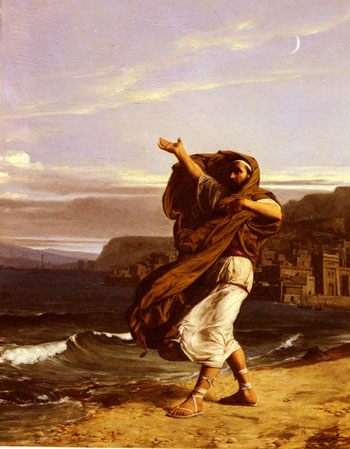
Démosthène pratiquant l'art oratoire par Jean-Jules-Antoine Lecomte du Nouÿ, 1870.
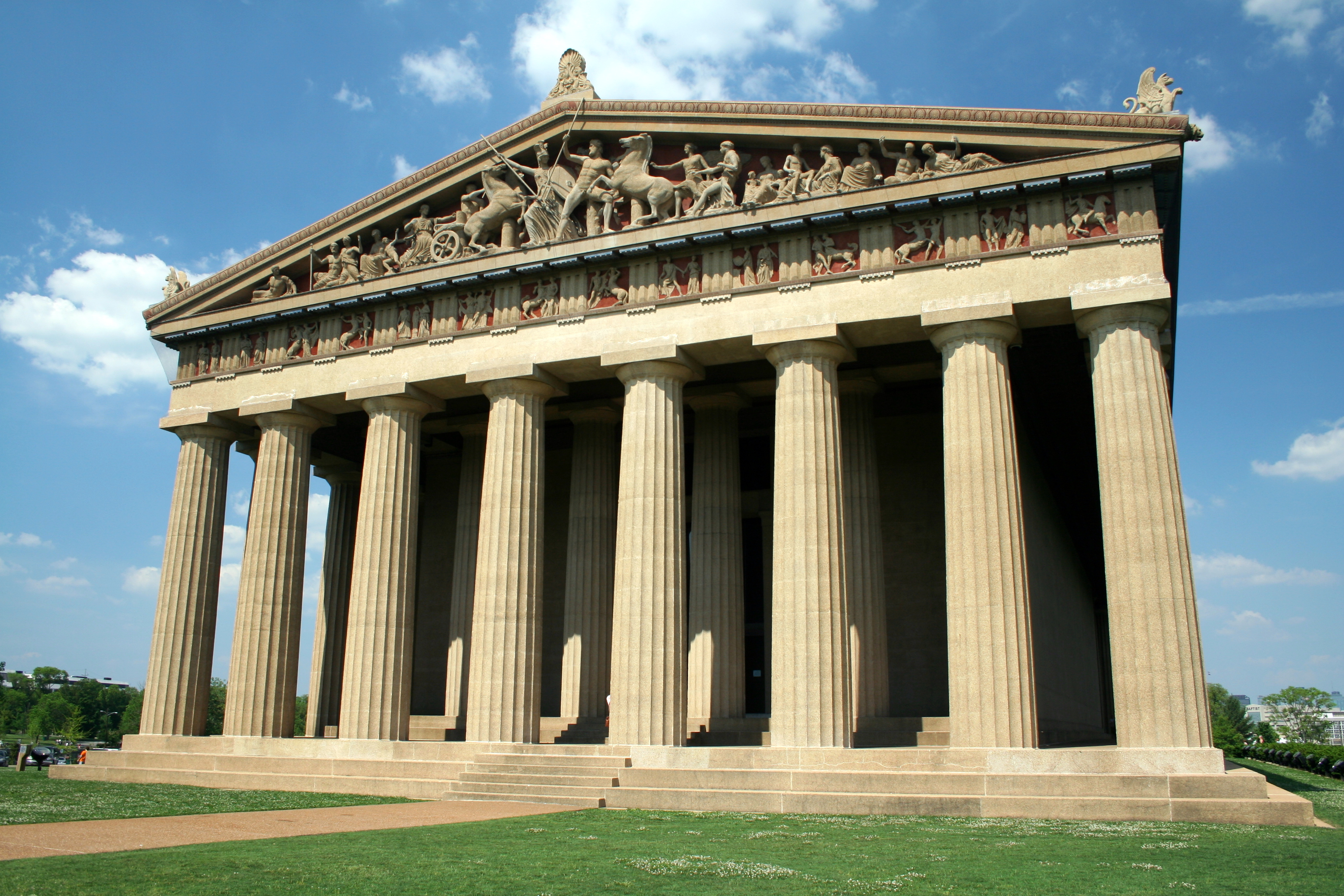
Le Parthénon de Nashville, réplique grandeur nature du Parthénon d'Athènes à Nashville (Tennessee, États-Unis), 1897.

Ainsi la Grèce antique a pu être analysée au XIXe siècle et après sous le prisme de l’État-nation, et on s'est interrogé sur son « échec » à atteindre l'unité nationale, vue comme un horizon logique. Durant la guerre froide la rivalité entre Sparte et Athènes a attiré l'attention, car elle était vue comme renvoyant à celle entre les deux blocs se disputant alors l'hégémonie mondiale. Plus récemment, l'essor des pensées féministe et post-coloniale a incité au développement des études sur l'histoire des femmes, la sexualité, le concept de « race », etc. Par bien des aspects, la manière dont les individus modernes étudient les anciens Grecs reflète les préoccupations du moment. Ainsi il y a une forme d'opposition entre les points de vue consistant à défendre une supériorité de la « civilisation occidentale » sur les autres, qui a tendance à exalter et idéaliser le « miracle grec », en minimisant les apports extérieurs pour imputer un maximum de choses au « génie » grec, premier avatar de l'Occident, alors que les plus critiques vis-à-vis de ces approches et des présupposés racistes et colonialistes ont tendance à minimiser les spécificités grecques. La réaction aux discours traditionnels a pu être de mettre en avant l'« étrangeté » des Grecs anciens, ou leurs aspects moins reluisants (esclavage, condition féminine). Ces nouveaux discours incitent donc à une approche pondérée : « Les Grecs ont également été — et continuent manifestement d'être — exemplaires dans de nombreux domaines : en fournissant des modèles privilégiés pour l'art, l'architecture et la littérature (ou plus récemment pour la libération sexuelle), ou en tant qu'archétype d'une rationalité supérieure dont « nous » sommes héritiers. De plus en plus, il y a eu un malaise face à de telles affirmations essentialistes, et le « miracle grec » s'est plutôt articulé en termes plus spécifiques ou nuancés » (T. Harrisson).

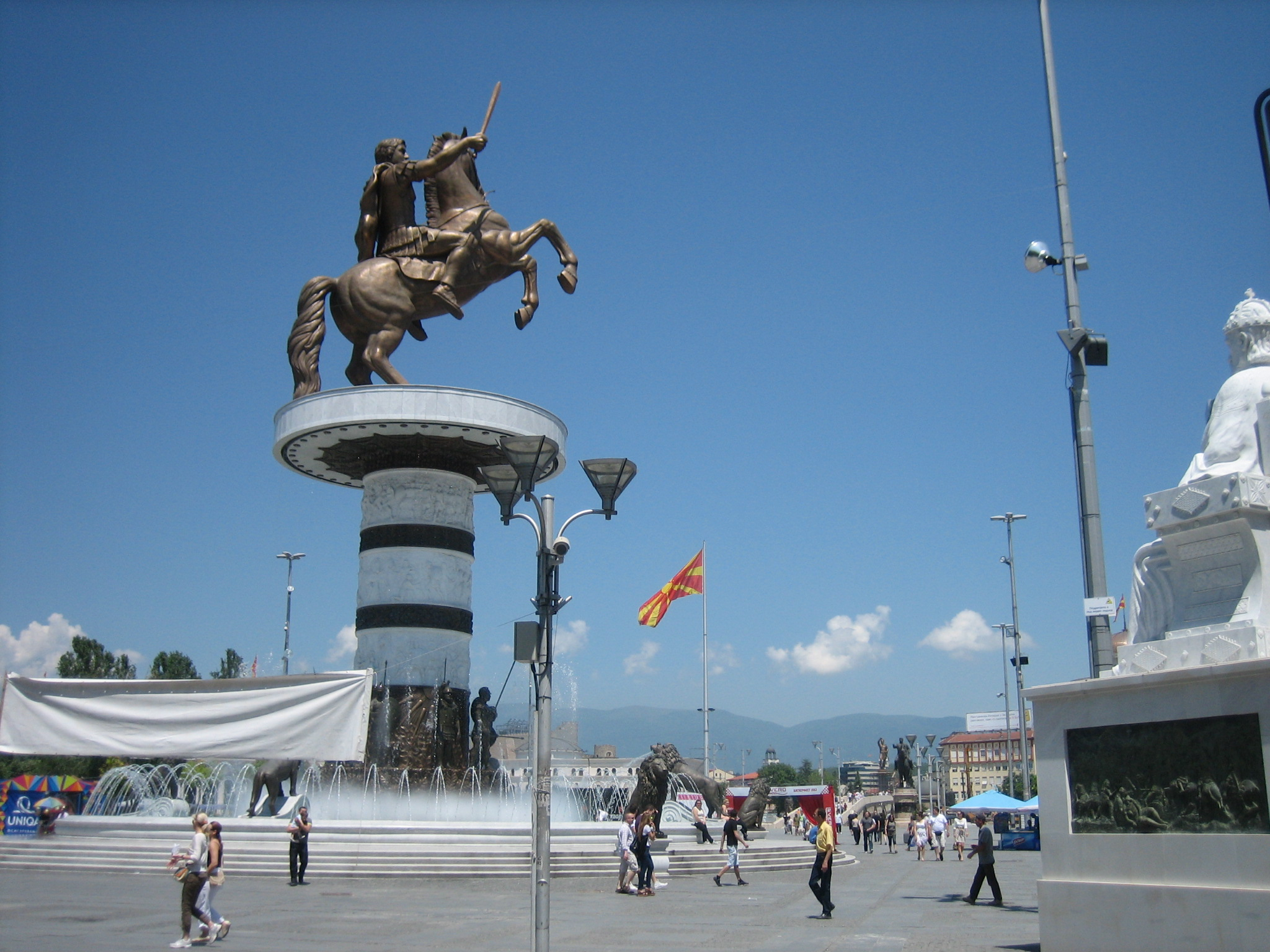
Statue monumentale d'Alexandre le Grand à Skopje, capitale de Macédoine du Nord.

En Grèce même, sous l'influence des savants et voyageurs occidentaux, au début du XIXe siècle une partie de l'intelligentsia grecque commence à revendiquer son héritage grec antique, ce qui a pu être désigné comme une « vénération de l'Antiquité », arkaiolatreia. Cela se traduit par exemple dans le choix de prénoms antiques pour nommer des enfants, plutôt que ceux de saints chrétiens, au grand dam des Popes. Les plus radicaux proposent de purifier la langue grecque en retournant au langage d'Athènes du Ve siècle av. J.-C.. Dans le discours national, la Grèce antique est traditionnellement la période plus valorisée et exerce une fascination importante, alors que la Grèce médiévale (byzantine), qui avait une image négative à l'ouest chez les auteurs des Lumières, est reléguée au second plan. L'approche de l'histoire grecque sur le long terme s'est rééquilibrée à partir du milieu du XIXe siècle pour y inclure l'Empire byzantin, vu comme la continuité de l'hellénisme antique, mais l'Antiquité grecque conserve une importance majeure. Selon la « Grande Idée », qui a pour projet d'unifier toutes les régions de peuplement dominant grec au XIXe siècle et au début du XXe siècle, la Grèce doit être construite autour d'Athènes, à cette époque une ville modeste, vue comme le centre du monde grec classique, et de Constantinople, à cette époque capitale de l'empire ottoman, vue comme le centre du monde grec chrétien qui doit devenir la capitale d'un État réunissant tous les Grecs. Mais l'échec de conquête de la ville a coupé court à cette ambition et Athènes est devenue la seule capitale de la Grèce. Durant la période suivant l'indépendance, l'exploration archéologique du pays est vue comme un moyen de démontrer la filiation entre les Grecs antiques et les Grecs du présent. Plusieurs des provinces de Grèce sont nommées en référence aux régions antiques, là encore afin de retrouver la gloire antique du pays. À l'époque contemporaine, le débat autour du nom de la Macédoine renvoie aussi aux usages nationaux des civilisations antiques.
La culture grecque antique a aussi stimulé des réceptions dans des cultures non occidentales, avant tout dans les milieux intellectuels, par exemple dans le monde arabe, y compris après l'époque médiévale et au Japon à compter de l'ère Meiji (1868-1912).

### Antiquité classique
- Pierre Cabanes, Introduction à l'histoire de l'Antiquité, Paris, Armand Colin, coll. « Cursus - Histoire », 2019, 5e éd. ;
- Jean Leclant (dir.), Dictionnaire de l'Antiquité, Presses universitaires de France, coll. « Quadrige », 2005, 2464 p. (ISBN 2-13-055018-5) ;
- (en) Andrew Erskine (dir.), A companion to Ancient History, Malden et Oxford, Wiley-Blackwell, 2009 ;
- (en) Simon Hornblower, Antony Spawforth et Esther Eidinow (dir.), The Oxford Classical Dictionary, Oxford, Oxford University Press, 2012, 4e éd.

### Grèce antique
- Marie-Claire Amouretti et Françoise Ruzé, Le Monde grec antique, Hachette, coll. « U », 2011 (ISBN 2-01-145541-3) ;
- Pierre Brulé, Les Grecs et leur monde, Paris, Gallimard, coll. « Découvertes texto », 1998 (ISBN 2-07-053422-7) ;
- Patrice Brun, L'invention de la Grèce : retour sur les utilisations dévoyées de l'Antiquité grecque, Paris, Odile Jacob, 2021 (ISBN 978-2-7381-5557-3) ;
- Anne-Marie Buttin, La Grèce classique, Paris, Les Belles Lettres, coll. « Guide des civilisations », 2000 (EAN 9782251410128) ;
- Pierre Cabanes, Le monde grec, Paris, Armand Colin, coll. « 128 », 2015, 2e éd. ;
- Aurélie Damet, Le monde grec : De Minos à Alexandre (1700-323 av. J.-C.), Paris, Armand Colin, coll. « Portail », 2020 ;
- Roland Étienne, Christel Müller et Francis Prost, Archéologie historique de la Grèce antique, Paris, Ellipses, 2014, 3e éd. ;
- Robert Flacelière, La vie quotidienne en Grèce, Librairie générale française, coll. « Le Livre de Poche » (no 5806), 1983, 415 p. (ISBN 2-253-03207-7) ;
- Paul Goukowsky, Claude Mossé et Édouard Will, Le monde grec et l'Orient : Le IVe siècle et l'époque hellénistique, PUF, coll. « Peuples et Civilisations », 1993 (1re éd. 1975), 702 p. (ISBN 2-13-045482-8) ;
- Catherine Grandjean, Geneviève Hoffmann, Laurent Capdetrey et Jean-Yves Carrez-Maratray, Le Monde hellénistique, Armand Colin, coll. « U / Histoire », 2017 (ISBN 978-2-200-35516-6) ;
- Catherine Grandjean (dir.), Gerbert S. Bouyssou, Véronique Chankowsky, Anne Jacquemin et William Pillot, La Grèce classique : D'Hérodote à Aristote, 510-336 avant notre ère, Paris, Belin, coll. « Mondes anciens », 2022 ;
- Catherine Grandjean (dir.), Gerbert-Sylvestre Bouyssou, Christophe Chandezon et Pierre-Olivier Hochard, La Grèce hellénistique et romaine : D'Alexandre à Hadrien, 336 avant notre ère-138 de notre ère, Paris, Belin, coll. « Mondes Anciens », 2024 ;
- Bernard Holtzmann et Alain Pasquier, L'art grec, Réunion des Musées Nationaux, coll. « Manuels de l’École du Louvre », 1998 ;
- Brigitte Le Guen (dir.), Maria Cecilia D'Ercole et Julien Zurbach, Naissance de la Grèce : De Minos à Solon, 3200 à 510 avant notre ère, Paris, Belin, coll. « Mondes anciens », 2019 ;
- Claude Mossé, Dictionnaire de la civilisation grecque, Paris, Complexe, 1992 ;
- Laurianne Martinez-Sève et Nicolas Richer, Grand Atlas de l'Antiquité grecque classique et hellénistique, Autrement, 2019 ;
- Claude Orrieux et Pauline Schmitt-Pantel, Histoire grecque, Paris, Presses universitaires de France, coll. « Quadrige », 2013 ;
- Maurice Sartre, Anne Sartre-Fauriat et Patrice Brun (dir.), Dictionnaire du monde grec antique, Paris, Larousse, coll. « In extenso », 2009 (ISBN 978-2-03-584834-5) ;
- Édouard Will, Histoire politique du monde hellénistique 323-30 av. J.-C., Paris, Seuil, coll. « Points Histoire », 2003 (ISBN 2-02-060387-X) ;
- Bernard Flusin, La civilisation byzantine, Paris, Presses universitaires de France, coll. « Que sais-je ? », 2018 ;
- (en) Barbara Graziosi, Phiroze Vasunia et George Boys-Stones (dir.), The Oxford Handbook of Hellenic Studies, Oxford, Oxford University Press, 2009 ;
- (en) Edith Hall, The Ancient Greeks : Ten Ways They Shaped The Modern World, Londres, Vintage, 2016 (1re éd. 2015) ;
- (en) Thomas R. Martin, Ancient Greece : From Prehistoric to Hellenistic Times, New Haven, Yale University Press, 2013, 2e éd. ;
- (en) Ian Morris et Barry B. Powell, The Greeks : History, Culture, and Society, Harlow, Pearson, 2014, 2e éd.